# Französische Infanterie-Regimenter des Ancien Régime

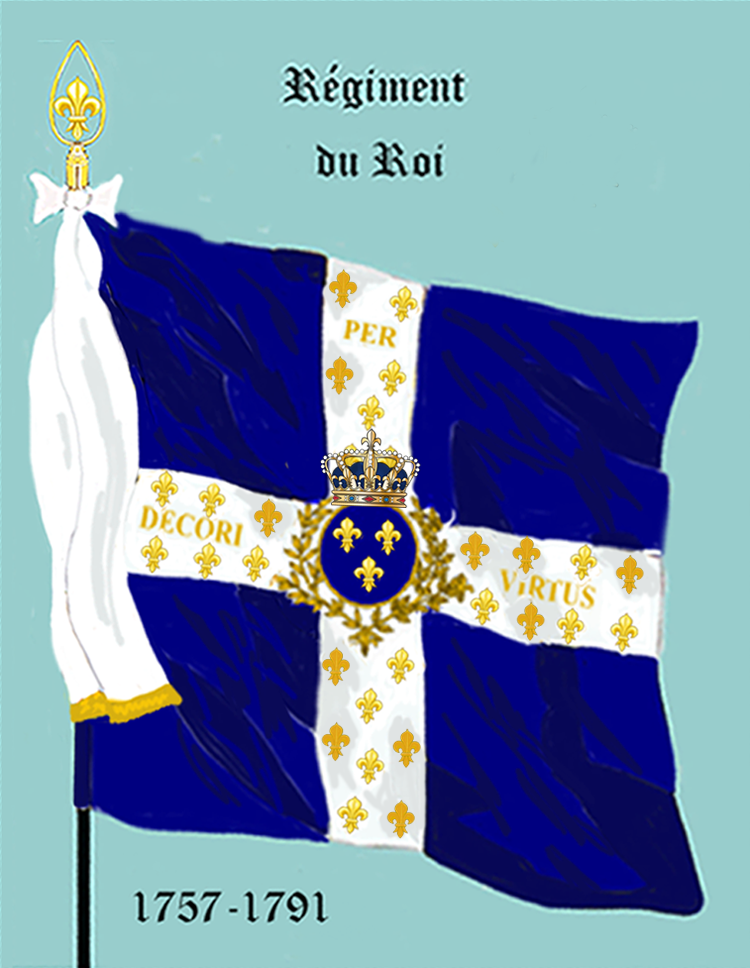
Régiment du Roi

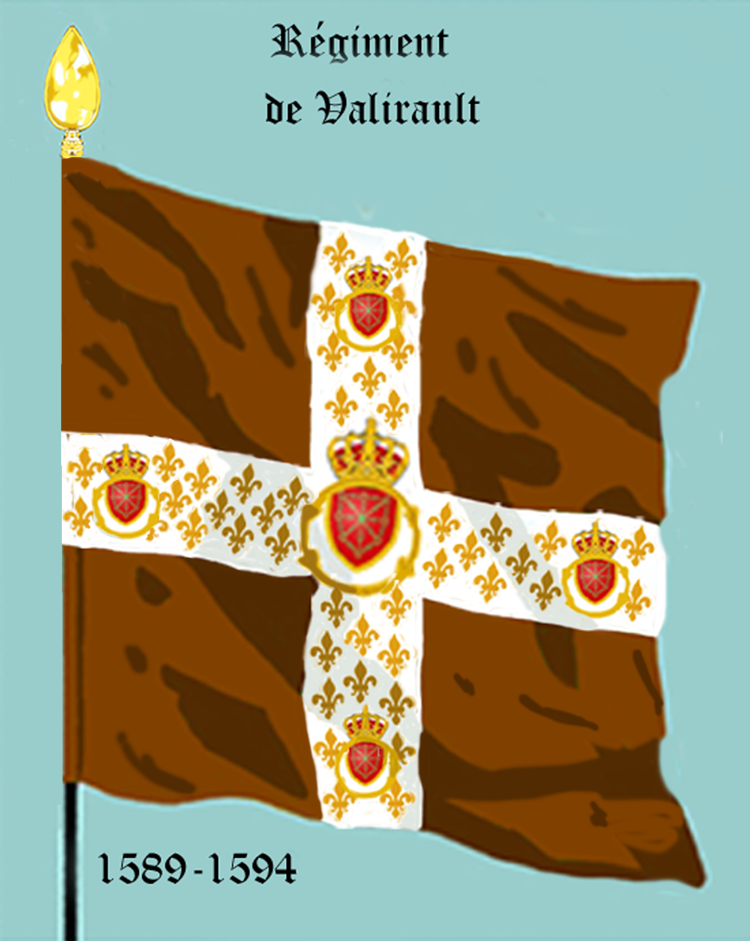
Régiment de Valirault

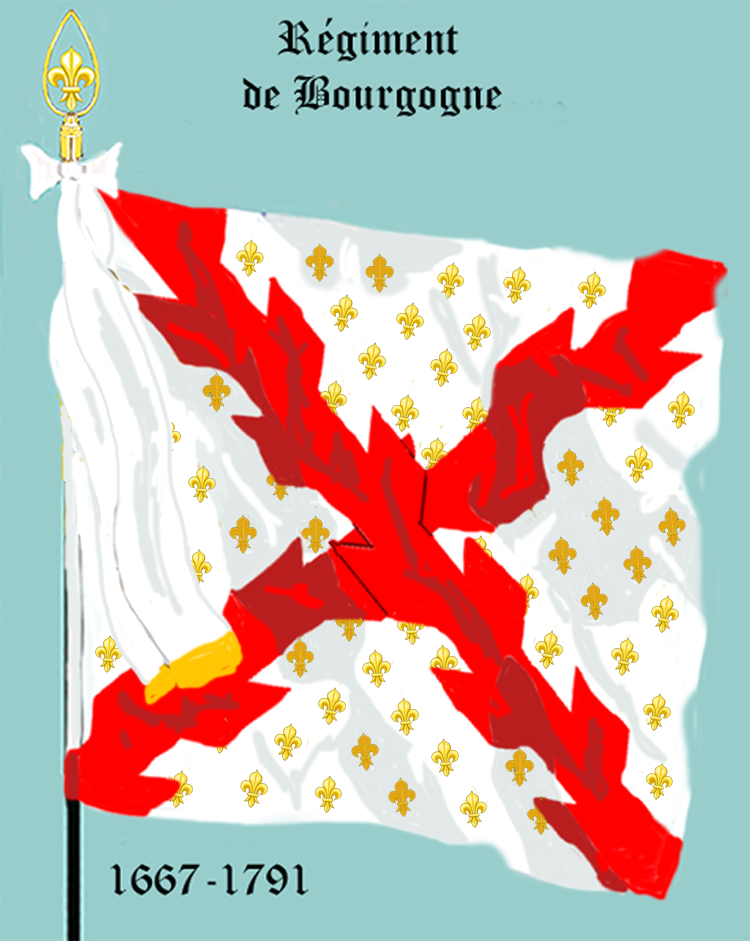
Régiment de Royal Bourgogne

In dieser Liste sind die Regimenter der königlich französischen Linien-Infanterie des 17. und 18. Jahrhunderts mit ihren Ordonnanzfahnen und Uniformen (soweit diese eruiert werden konnten) in alphabetischer Reihenfolge bis zum Ende der königlichen Armee 1791 aufgeführt. (Dieser Zeitraum wird in Frankreich allgemein als Ancien Régime bezeichnet.) Die Liste wurde so erstellt, dass die einzelnen Regimenter mit ihren Fahnen komplett aufgeführt sind und ihr Werdegang problemlos verfolgt werden kann. Allerdings konnten nur die Regimenter berücksichtigt werden, die mindestens ein Jahr Bestand hatten, da das Ganze sonst ins Uferlose geführt hätte. Es war damals durchaus üblich, Regimenter nur für die Dauer eines Feldzuges aufzustellen. So schnell wie sie auf der Bildfläche erschienen, verschwanden sie auch wieder – sei es dass sie im Rahmen von Kampfhandlungen aufgerieben oder einfach nur als nicht mehr benötigt aufgelöst wurden.

## Fahnen
Im frühen 17. Jahrhundert verfügte jede der sechzehn Kompanien des Regiments über eine eigene (jedoch für alle gleiche) sogenannte Ordonnanzfahne, die 1. Kompanie führte zusätzlich die Leibfahne des Oberstinhabers, die in der Regel aus dem weißen Kreuz auf weißem [sic] Grund bestand. (Die Konturen des Kreuzes waren jedoch in dunklerem Farbton abgestickt.) Wegen der Unübersichtlichkeit, bedingt durch die unzähligen Fahnen bei zum Beispiel einer Gefechtsformation, sah man sich gezwungen die Anzahl der Ordonnanzfahnen im Laufe der Zeit auf eine je Bataillon zu reduzieren.
Die Ordonnanzfahnen der allermeisten Regimenter waren, wie die Uniformen, von billigster Ausführung und bestanden als reine Erkennungszeichen lediglich aus farbigen Stoffteilen, die in Form geometrischer Figuren zusammengenäht waren.
Bedingt durch die damals übliche Praxis, die meisten der Regimenter nach dem jeweiligen Inhaber (Colonel) zu benennen ergibt sich die Situation, dass zum Beispiel das Régiment d’Aunis (das zweimal hintereinander existierte) insgesamt bis zum Jahre 1791 zehnmal den Namen wechselte. Aus Kostengründen (so z. B. sah der neue Regimentsinhaber keine Notwendigkeit, auf seine Kosten eine neue Fahne anfertigen zu lassen) wurde die Ordonnanzfahne des Regiments nach dem Inhaberwechsel beibehalten, sodass in der Gesamtheit die gleiche Fahne mehreren (nur dem Namen nach) unterschiedlichen Regimentern zugeteilt war. Einige Verbände trugen nicht den Namen des Colonel, sondern von Provinzen oder Flüssen, diese änderten die Namen seltener als die anderen und führten ihn meist bis zum Ende der königlichen Armee im Jahre 1791 (zum Beispiel Régiment de Champagne, Régiment d’Artois.)
Lediglich bei den sogenannten königlichen Regimentern (Royal-Bourgogne, Royal-Comtois, Royal-Infanterie usw.) befanden sich die Lilien auf der Fahne und nur ganz wenige Regimenter führten sehr dekorative Fahnen, wie das Régiment du Dauphin oder das Régiment Colonel-Général – oder auch die ausländischen (Fremden-)Regimenter, die alle über eine ansehnliche Fahne verfügten.
Ab 1690 wurden per königlichem Dekret die weißen Fahnenbänder und die Fahnenspitzen mit der Lilie (letztere in verschiedenen Ausführungen – aus Blech gestanzt oder aufwendig gegossen und versilbert oder vergoldet – je nach Lust und finanziellen Möglichkeiten des Regimentsinhabers) eingeführt. Regimenter, die sich der Feigheit schuldig gemacht hatten, konnten die Fahnenbänder entzogen werden.

## Uniformen
Da es aus Platzgründen nicht möglich ist, alle Uniformvarianten hier aufzuführen, siehe →
Im Jahre 1762 wurde mit dem sog. „Choiseul-Erlass“ jedem Regiment eine Nummer in der Rangfolge zugeteilt. (Die Rangfolge in der Nummerierung stellte den gesellschaftlichen Rang des Verbandes dar und war heiß umkämpft.) Diese Nummer war auf den Knöpfen der Uniform angebracht. An der Praxis der Namensgebung änderte das jedoch nichts. Erst 1791 schaffte man die bisherige Vorgehensweise ab, die Verbände erhielten nunmehr nur noch eine Nummer zugewiesen. (Zum Beispiel wurde aus dem Regiment mit dem zuletzt geführten Namen Régiment de Chartres nunmehr das 90ème régiment d’infanterie de ligne) Allerdings hielt man sich hier nicht immer an die bereits vergebene Nummer. Das Königs-Infanterie-Regiment (Régiment du Roi) verlor die bisherige Stammnummer 23 und wurde ganz an den Schluss an die 105. Stelle gesetzt.
Unklar ist die Situation bezüglich der Uniform der Regimenter die 1762 aufgelöst oder in ein anderes Regiment eingegliedert wurden. Ob die vorgesehene Neuausstattung in diesem Jahr tatsächlich noch stattgefunden hat, lässt sich nicht mehr feststellen. Andererseits waren die Uniformen und Effekten im damaligen Frankreich von allerbilligster Qualität, sodass die Neuuniformierung eines kompletten Regiments finanziell nicht allzu hoch anzusetzen war.
Die Unterscheidungsmerkmale der einzelnen Regimenter ergeben sich in der Hauptsache an den Farbunterschieden der Rabatten und Ärmelaufschläge, sowie der Knöpfe. Weiterhin konnte man die Verbände an der Form der Schoßtaschenpatten und der Anordnung und Anzahl der Knöpfe auf diesen und den Brustrabatten erkennen. Die Farbe der Uniform spielte hierbei eine nur untergeordnete Rolle, da die meisten der (französischstämmigen) Regimenter ohnehin eine weiße (ungefärbter Stoff war am billigsten) Uniform trugen.
Mit dem Erlass von 1775 wich man von der bisherigen Praxis ab und versuchte die bewährten Unterscheidungsmerkmale durch Farbengebung zu ersetzen. (Die Taschenklappen wurden einheitlich ohne Knöpfe ausgeführt, die Rabatten erhielten ebenso einheitlich sieben Knöpfe.) War dieses System schon schwer zu durchschauen, so geriet es mit der Heeresvermehrung und dem Erlass von 1776 völlig außer Kontrolle. Da naturgemäß nur eine beschränkte Anzahl von Farben zur Verfügung stand, begann man fiktive Farben wie Leinengrau, Eisengrau oder Braungelb zu verwenden. Da durch dieses System kein befriedigendes Ergebnis erzielt werden konnte, führte man 1779 eine Radikalkur durch und baute von da an die Regimentskennung nach einem logischen System auf. Hier kehrte man zu den unterschiedlichen Taschenklappen zurück und verwendete zur Unterscheidung erstmals explizit die Ärmelaufschläge.
Die „Decrets d’application“ schrieben erstmals im März 1729 Schnitt und Farbe der Uniformen vor, ohne dass nachhaltig auf die Umsetzung dieser Vorschrift geachtet wurde.
Für die Zeit vor 1720 gibt es keine Übersicht über eine Uniformierung, da jeder Regimentsinhaber in der Regel vom König ein Salär zugewiesen bekam, um sein Regiment auszurüsten und einzukleiden. Für viele war die Verlockung zu groß, sie zweigten einen Teil dieses Geldes für sich selbst ab, weswegen die Truppe bezüglich Qualität und Einheitlichkeit oftmals zu kurz kam.
Es folgten die Erlasse von 1734, vom 20. April 1736, von 1757, 1762, 1767, 1776, 1779 und der letzte der königlichen Armee vom Oktober 1786. Dieser Erlass galt im Großen und Ganzen bis zum Jahre 1815.
Die angegebenen Jahreszahlen auf den Uniformtafeln beziehen sich nur auf das in dem betreffenden Jahr getragene Uniformmuster bzw. auf das Jahr des Trageerlasses (Decret d’application) und hat mit der Existenz des Regiments nichts zu tun. Über eine große Anzahl von Regimentern, insbesondere alle vor 1720 aufgestellten, liegen keine Angaben über eine Uniformierung mehr vor.

## Gardestatus
Obwohl zwei Regimentern das Attribut Garde zugewiesen war (Gardes-Lorraines und Gardes de Navarre – bzw. Gardes du Roi de Navarre) handelte es sich lediglich um Linien-Regimenter. Die Garden in Frankreich finden sich unter Königliche Haustruppen (Maison Militaire du Roi). Einen etwas höheren Stellenwert beanspruchten die sog. Königlichen Regimenter, zum Beispiel „du Roi“, „Royal“ oder „de La Couronne“, sowie die prinzlichen Regimenter zum Beispiel „de La Reine“ oder auch „de Monsieur“ („Monsieur“ war der offizielle Titel des ältesten Bruders des Königs) respektive die Regimenter, denen die Bezeichnung „Royal“ vorangesetzt war. Letztere führten die Lilien in der Fahne.

## Ausländische Regimenter
Ebenfalls nicht hier aufgeführt sind die im Ausland angeworbenen und im französischen Dienst stehenden Regimenter, die sog. Fremdenregimenter (l'Infanterie Etrangère de Ligne); hauptsächlich aus der Schweiz, Deutschland, Irland und Wallonien sowie anderweitigen Ländern, aus denen aber nur kleiner Kontingente verpflichtet waren. Die Regimenter aus Schweden und Polen wurden allgemein als deutsche Regimenter bezeichnet, während die schottischen Verbände unter Irland eingereiht waren.
Sie finden sich unter: Liste der königlich französischen Fremdenregimenter

## A

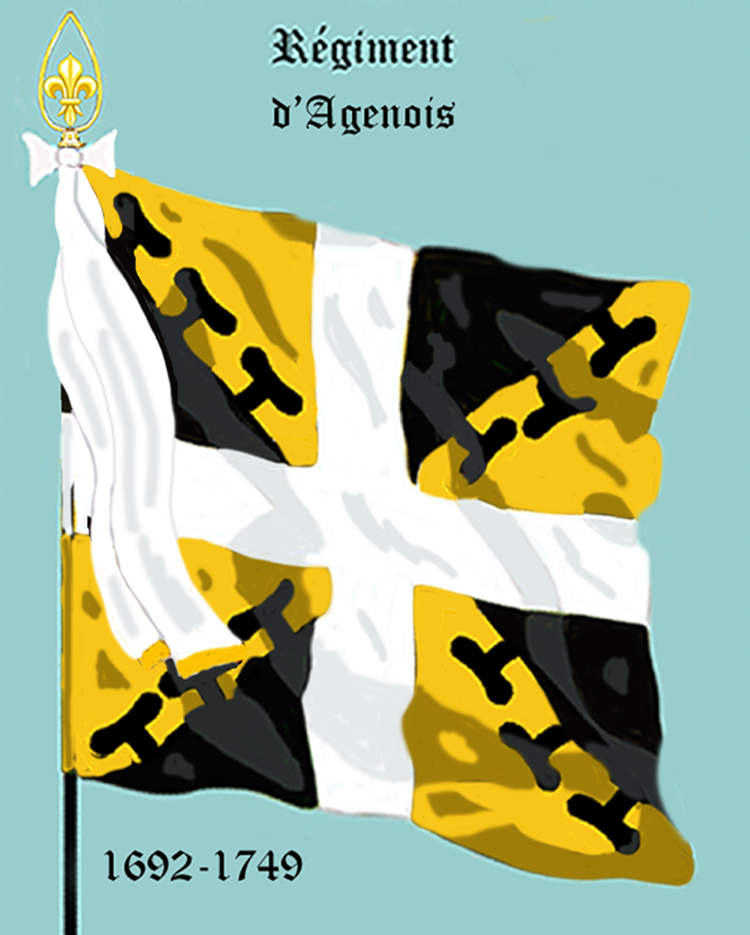
Rég Agénois 1692–1749
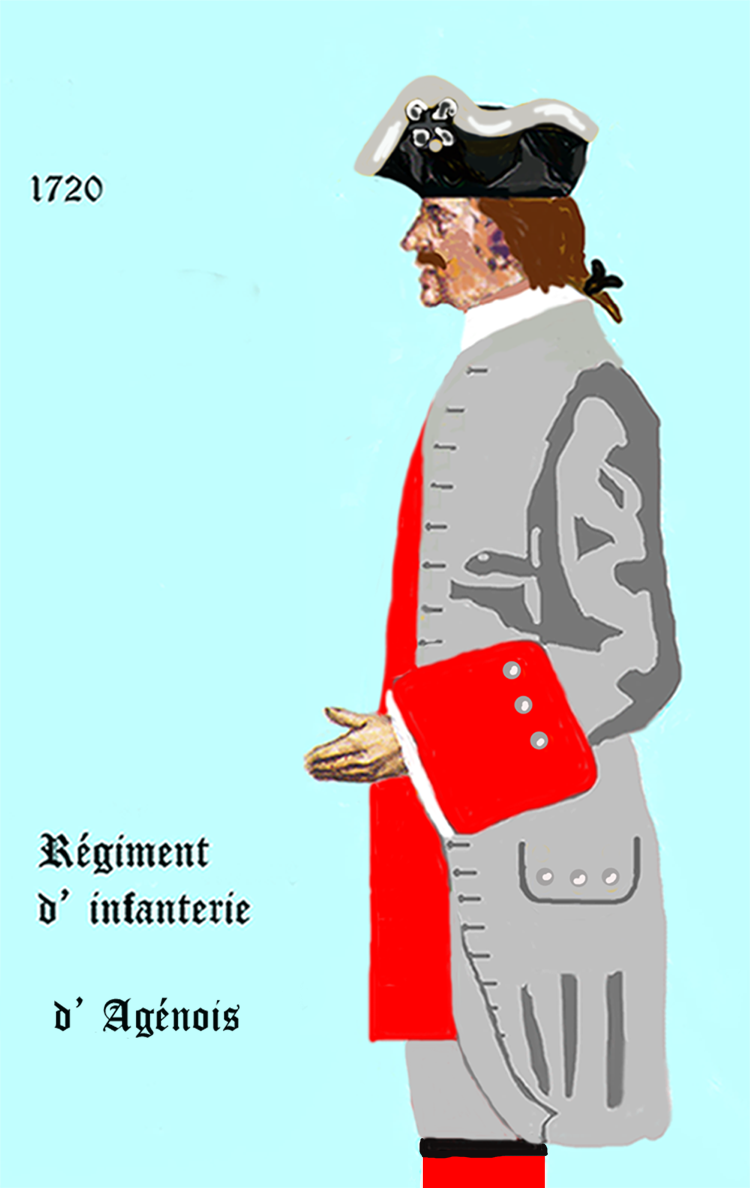
Rég Agénois 1720–1734
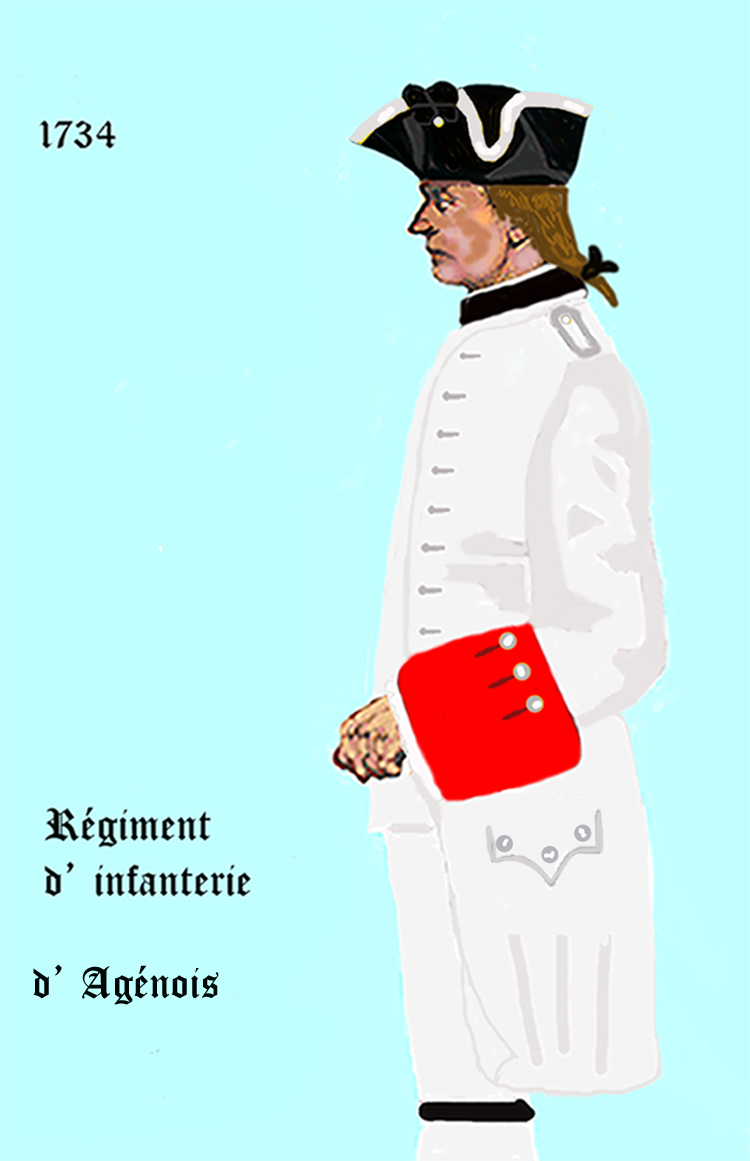
Rég Agénois 1734
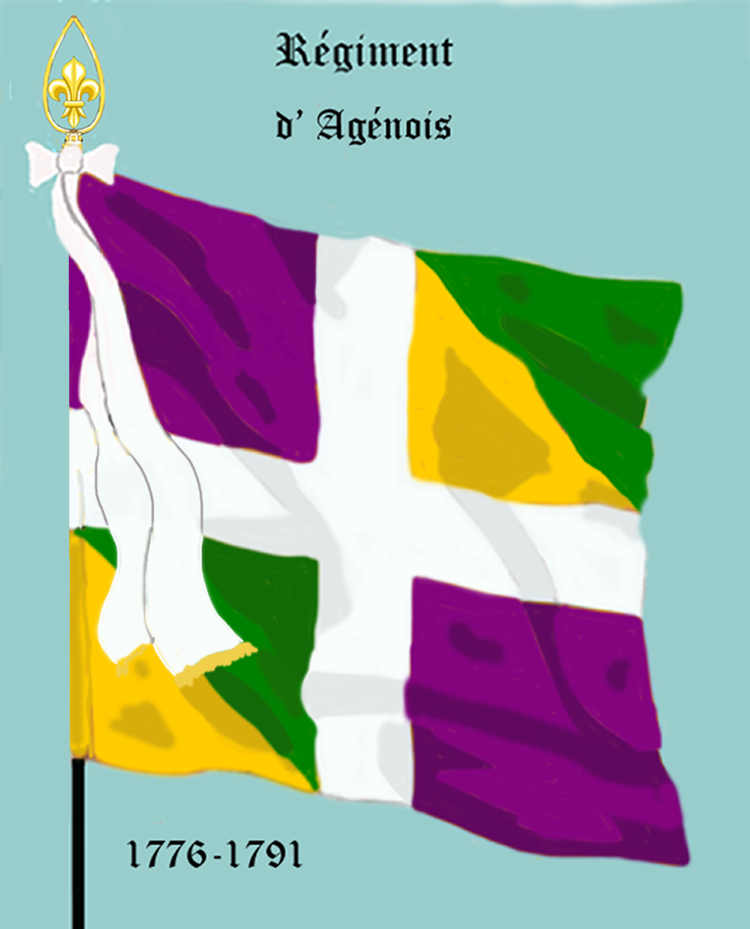
Rég Agénois 1776–1791
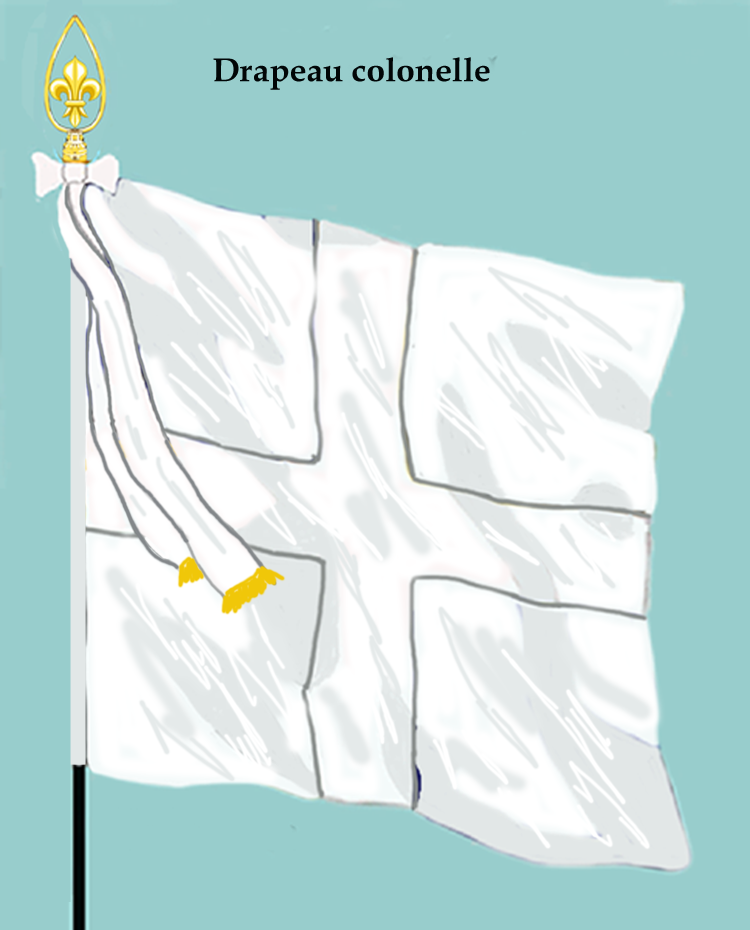
Leibfahne des Régiment d'Agenois und der meisten übrigen Regimenter
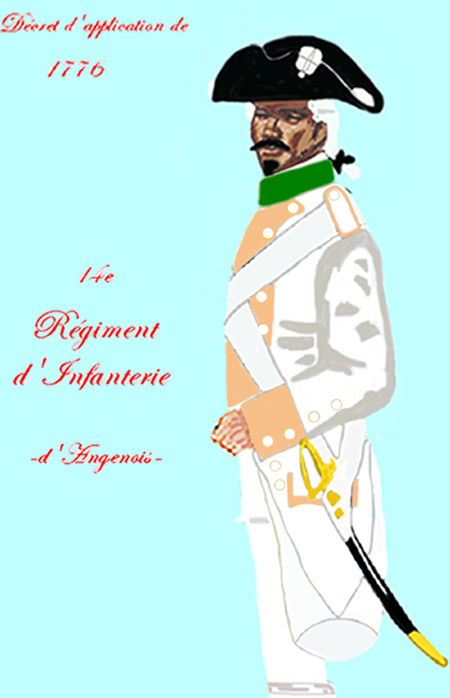
Rég Agénois 1776
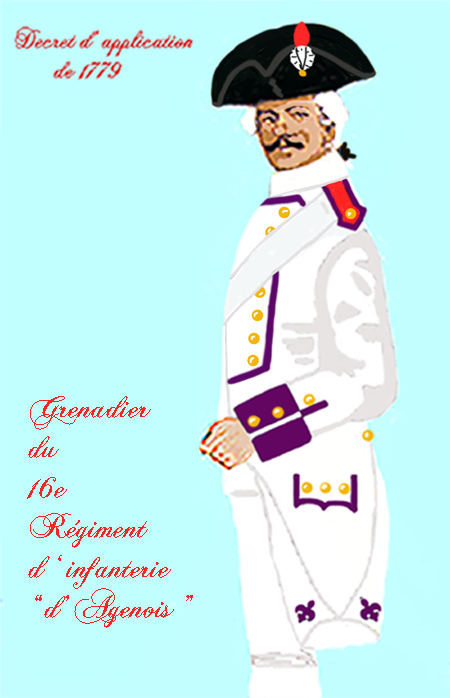
Rég Agénois 1779–1791
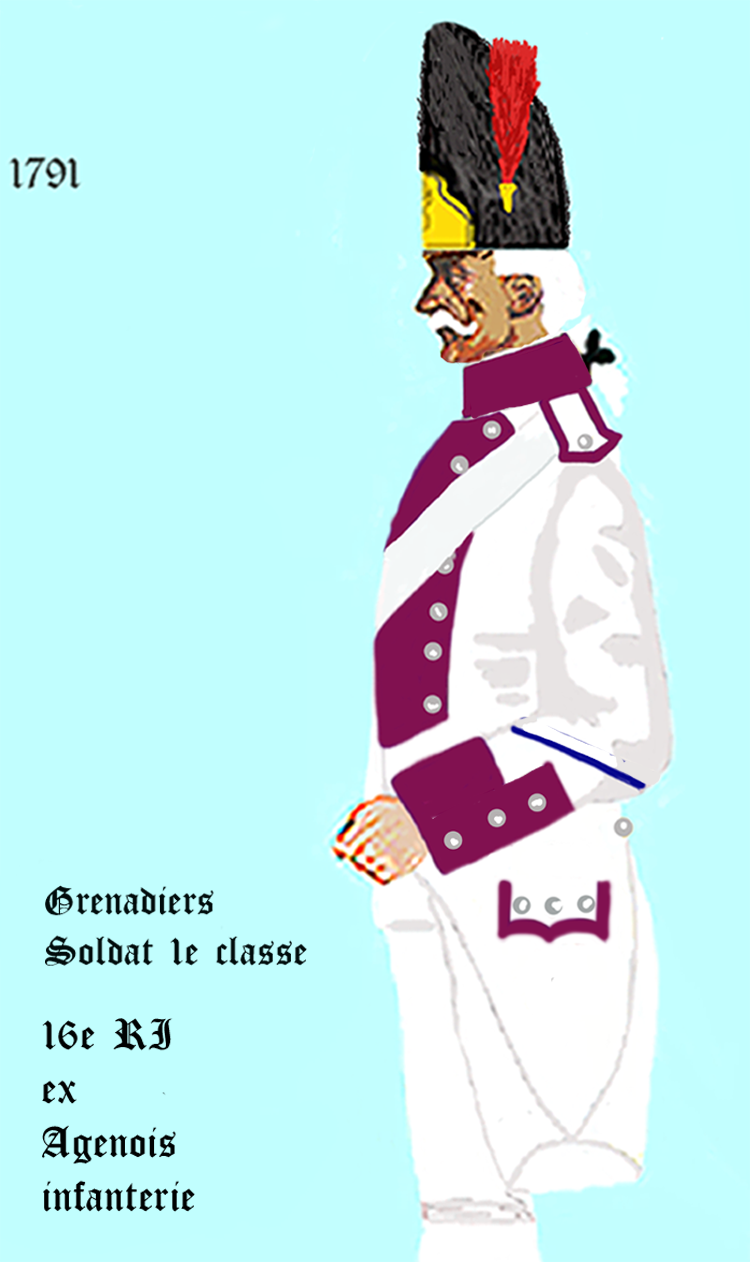
Rég Agénois 1791
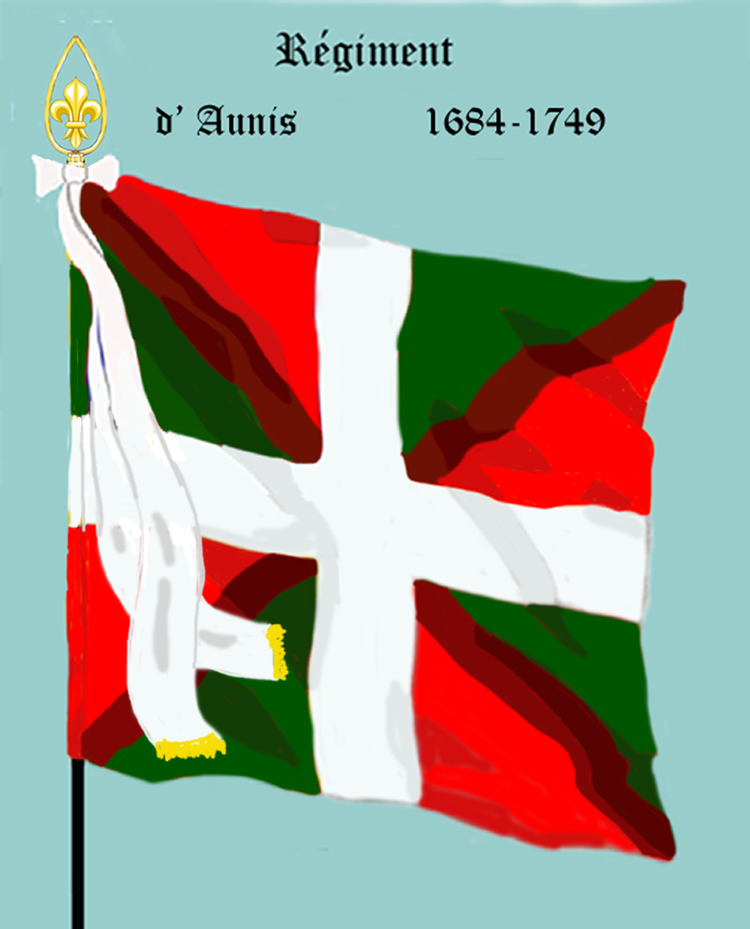
Rég Aunis
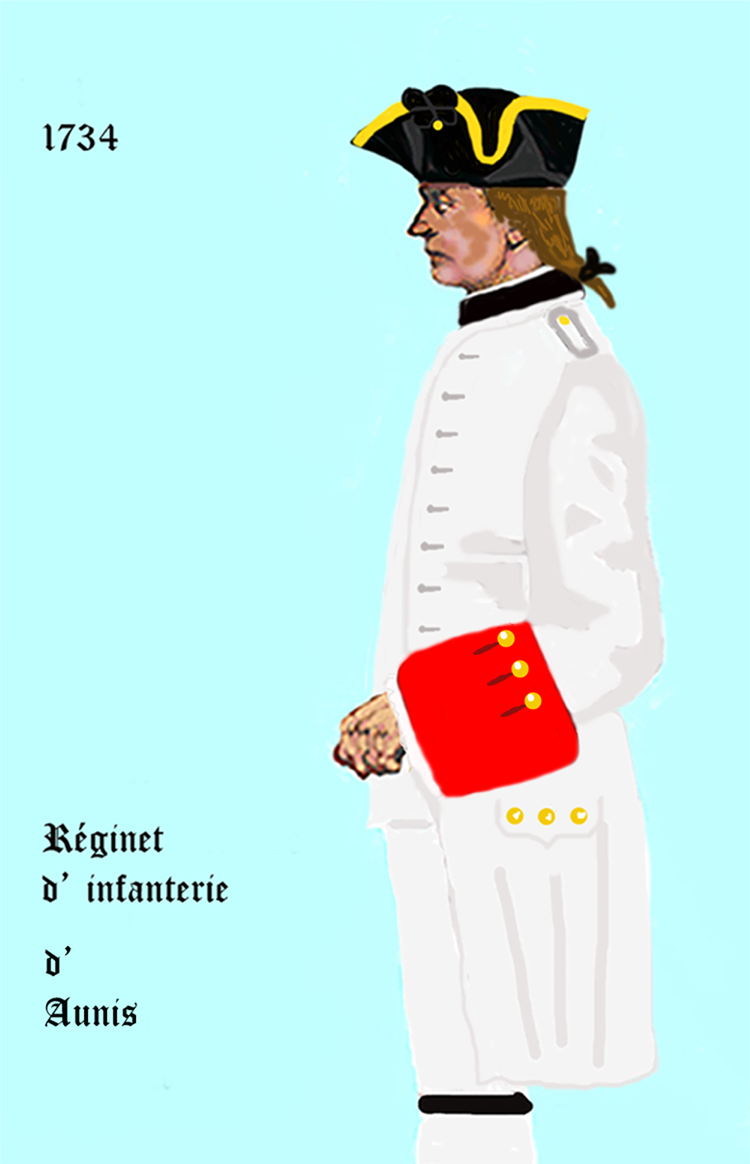
Rég Aunis 1734

| I.                                                                                 | II. | III.                                                                         |
| ---------------------------------------------------------------------------------- | --- | ---------------------------------------------------------------------------- |
| Régiment d'Agenois 112e RI - In Dienst: 1692 – Eingegliedert 1749 in: Rég de Berry | Régiment d'Agénois 14e RI - In Dienst: 1776 aus Teilen des 2. und 4. Bataillons des Rég de Béarn – wurde 1791 zu: 16ème régiment d’infanterie de ligne | Régiment d'Aunis - In Dienst: 1684 – Eingegliedert 1749 in: Rég de Languedoc |

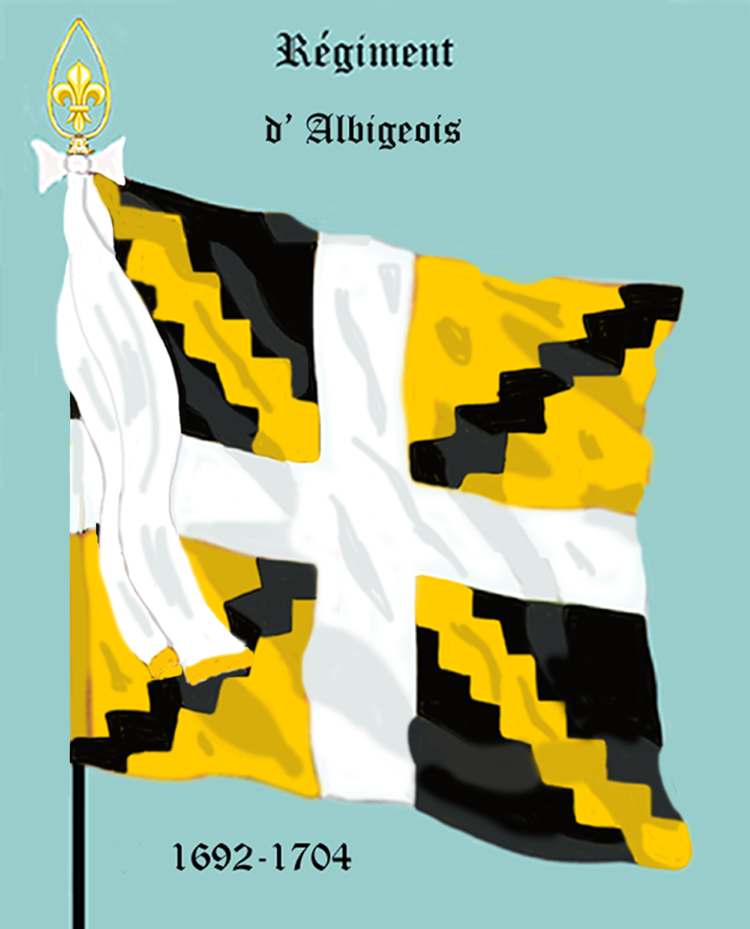
Rég Albigiois
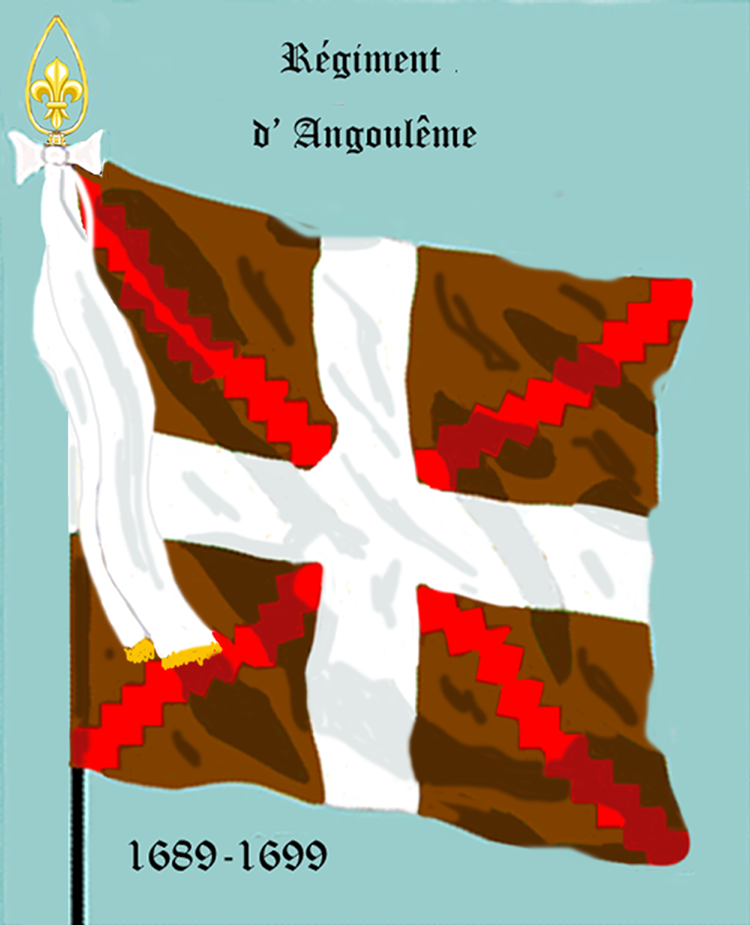
Rég Angoulême 1689–1699
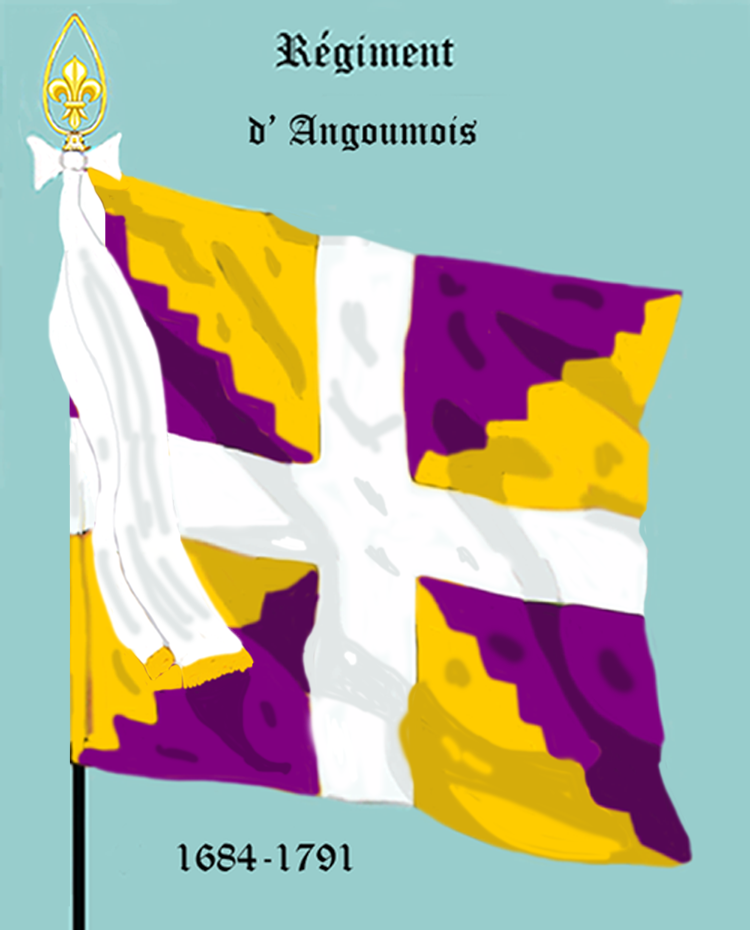
Rég Angoumois
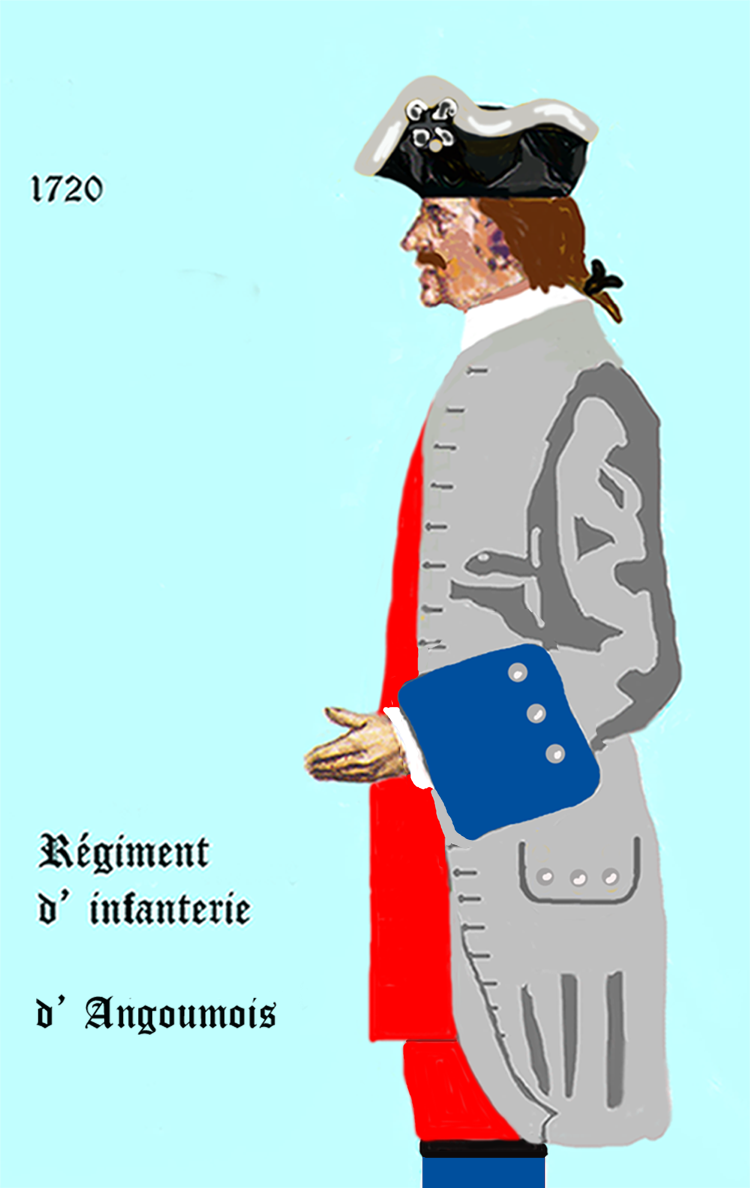
Rég Angoumois 1720–1734
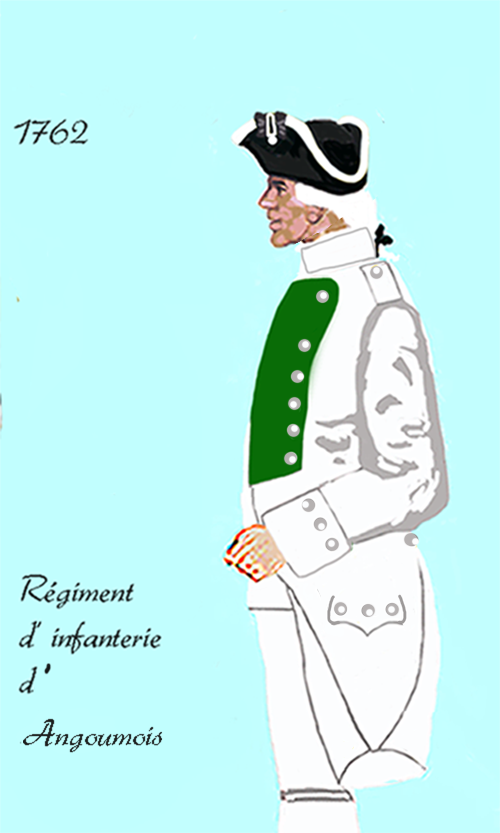
Rég Angoumois 1762–1776
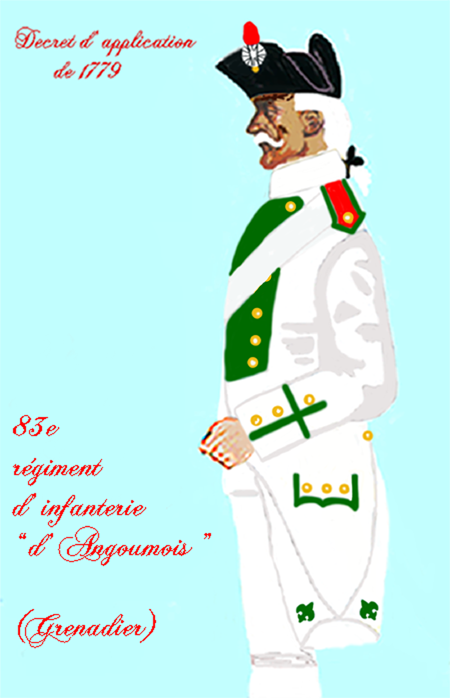
Rég Angoumois 1779–1791

| I.                                                       | II.                                                     | III.                                                                                         |
| -------------------------------------------------------- | ------------------------------------------------------- | -------------------------------------------------------------------------------------------- |
| Régiment d'Albigeois - In Dienst: 1692 – Aufgelöst: 1704 | Régiment d'Angoulême - In Dienst: 1689 – Aufgelöst 1699 | Régiment d'Angoumois - In Dienst: 1684 – wurde 1791 zu: 80ème régiment d’infanterie de ligne |

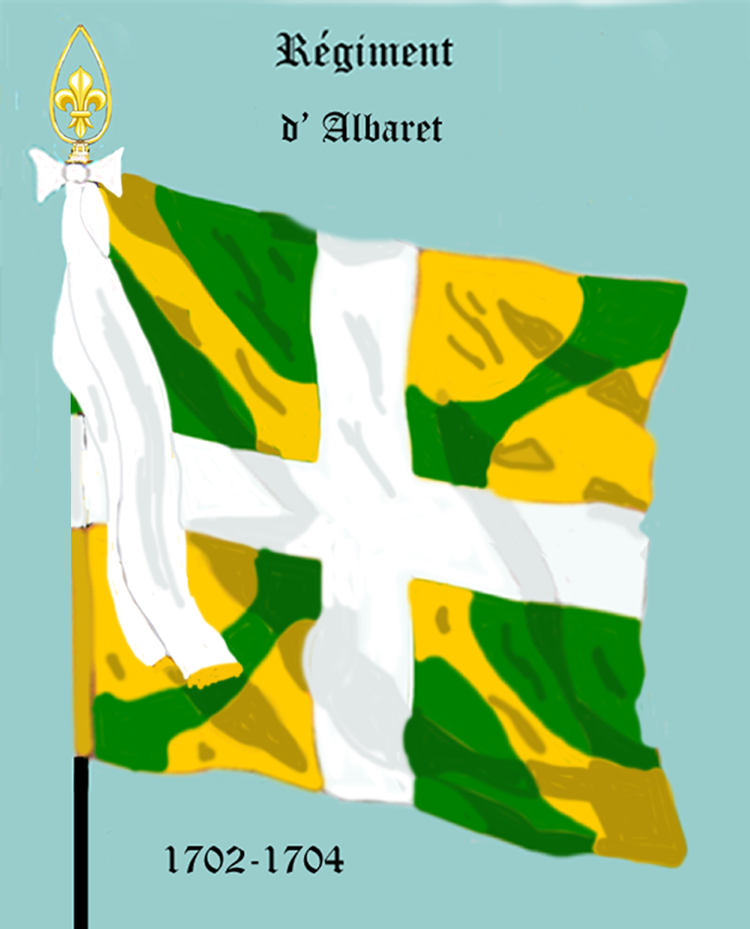
Rég Albaret 1702–1704
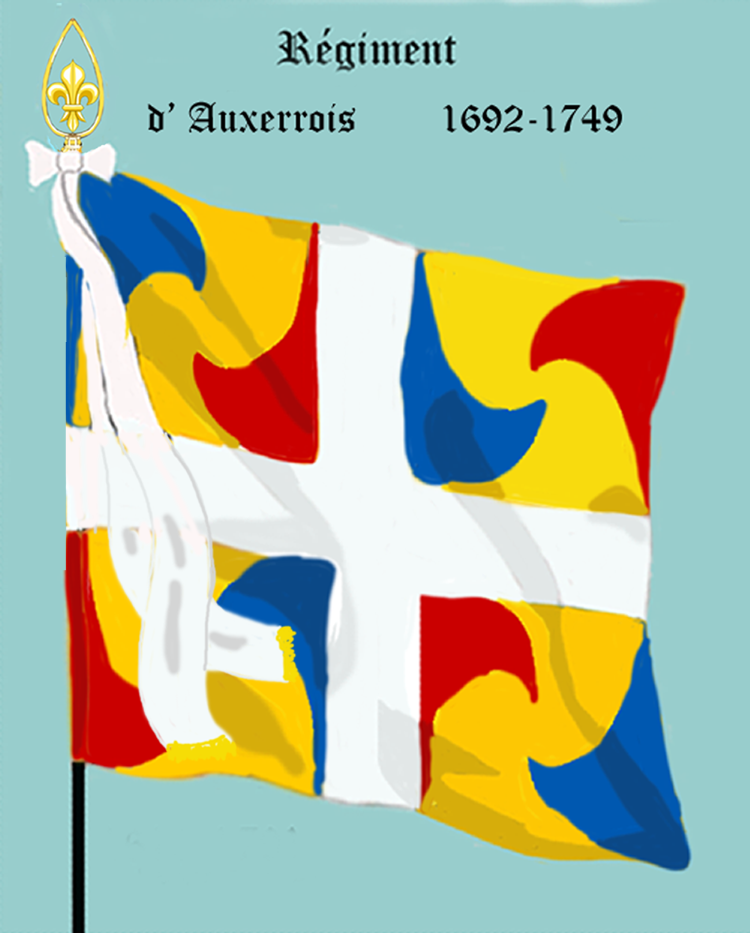
Rég Auxerrois 1692
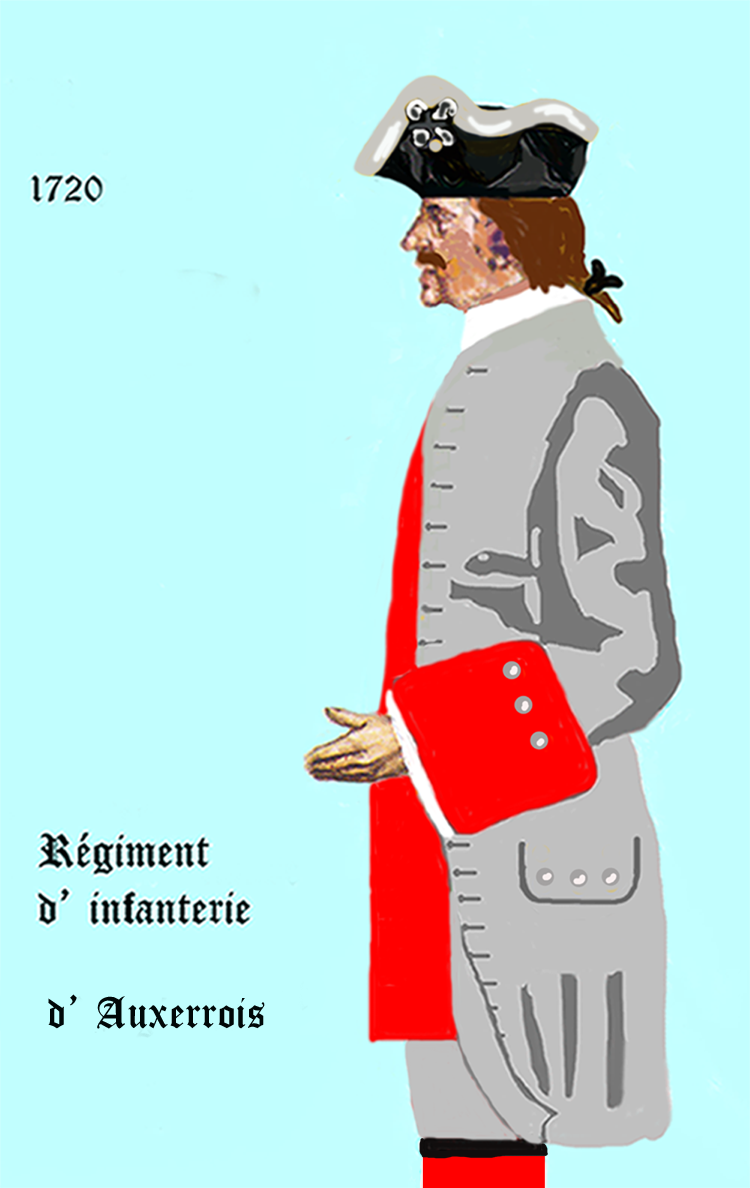
Rég Auxerrois 172–1734
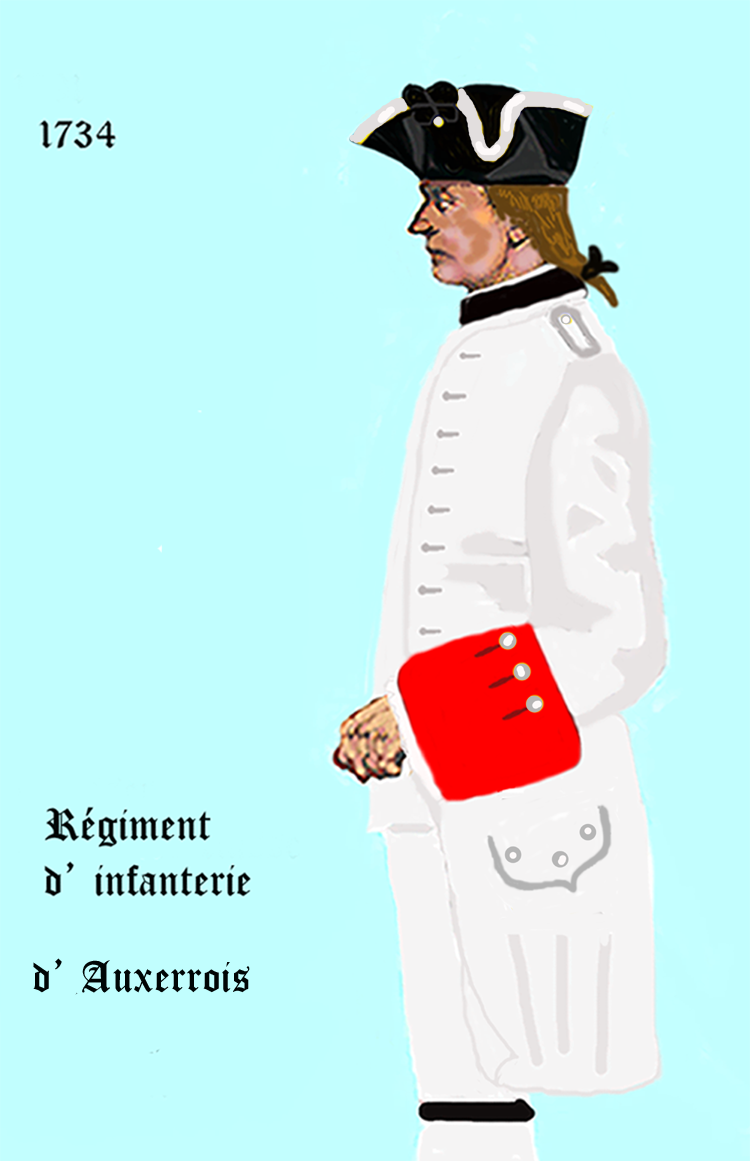
Rég Auxerrois 1734
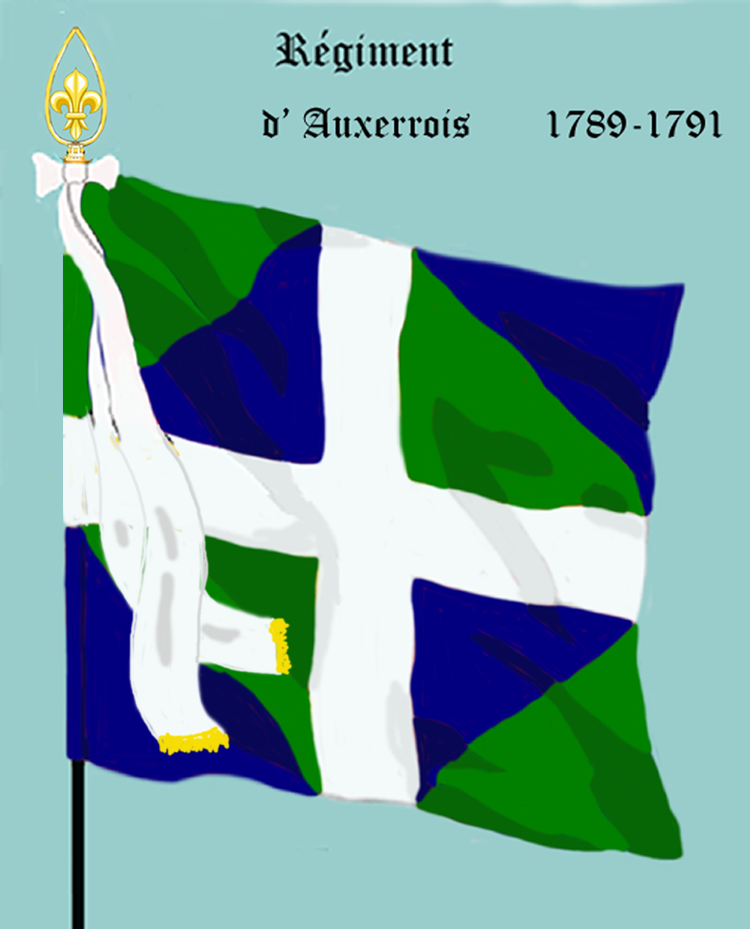
Rég Auxerrois
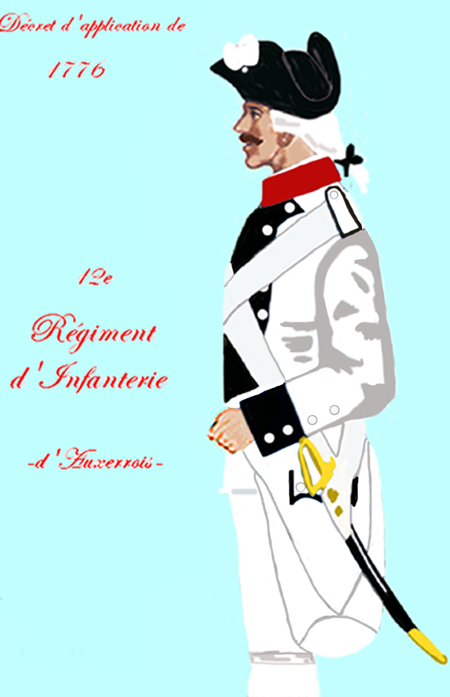
Rég Auxerrois 1779–1791
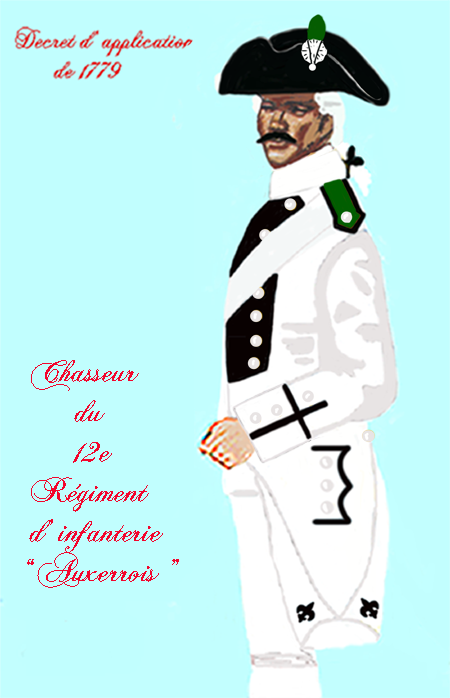
Rég Auxerrois 1776–1779
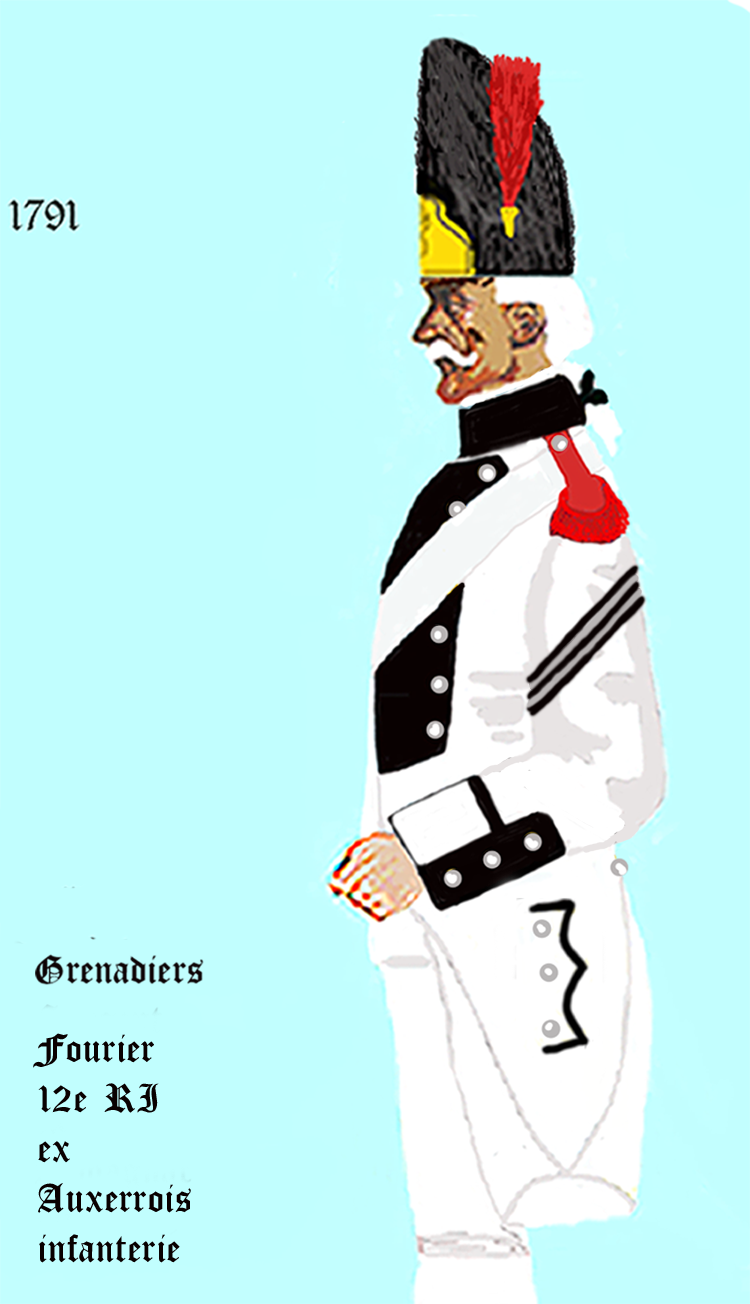
Rég Auxerrois 1791

| I.                                                     | II.                                                                            | III. |
| ------------------------------------------------------ | ------------------------------------------------------------------------------ | --- |
| Régiment d'Albaret - In Dienst: 1702 – Aufgelöst: 1704 | Régiment d'Auxerrois - In Dienst: 1692 – Eingegliedert 1749 in: Rég de Flandre | Régiment d'Auxerrois - In Dienst: 1776 – aufgestellt aus dem 2. und 4. Bataillon des Rég de La Marine – wurde 1791 zu: 12ème régiment d’infanterie de ligne |

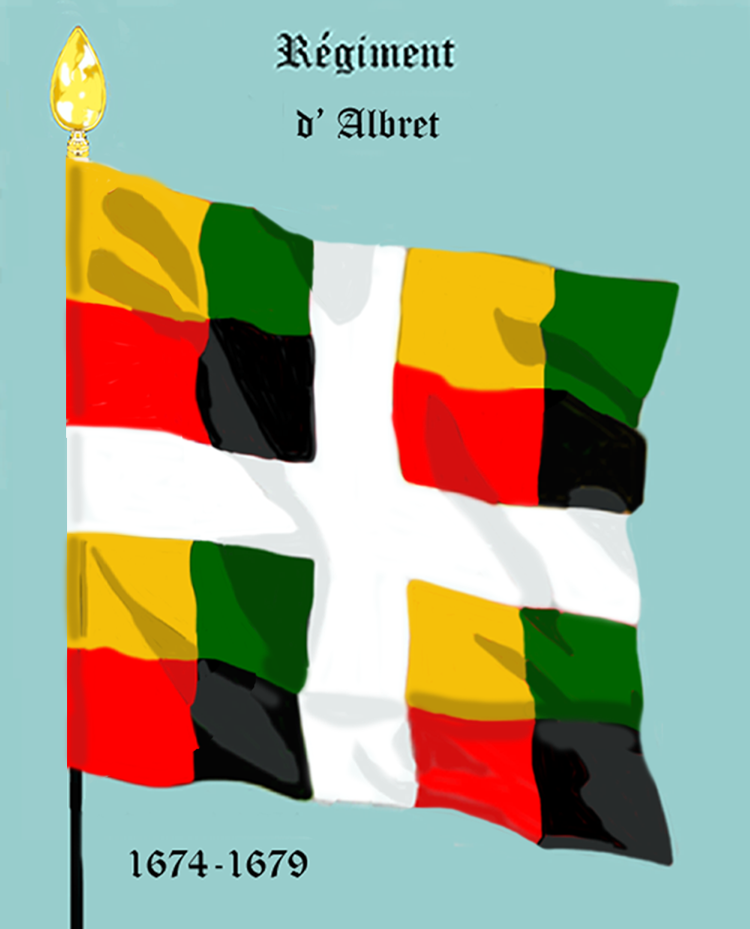
Rég Albret und alle Folgeverbände bis Rég Vivarais
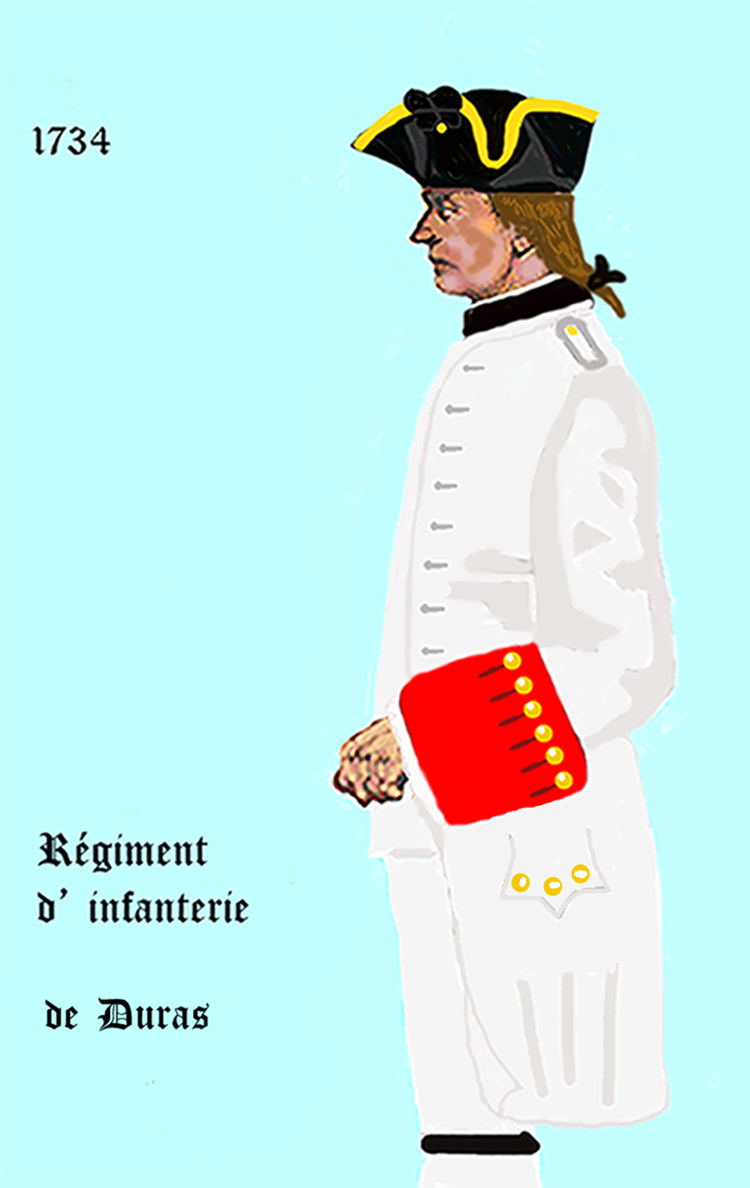
Rég Durfort-Duras 1734
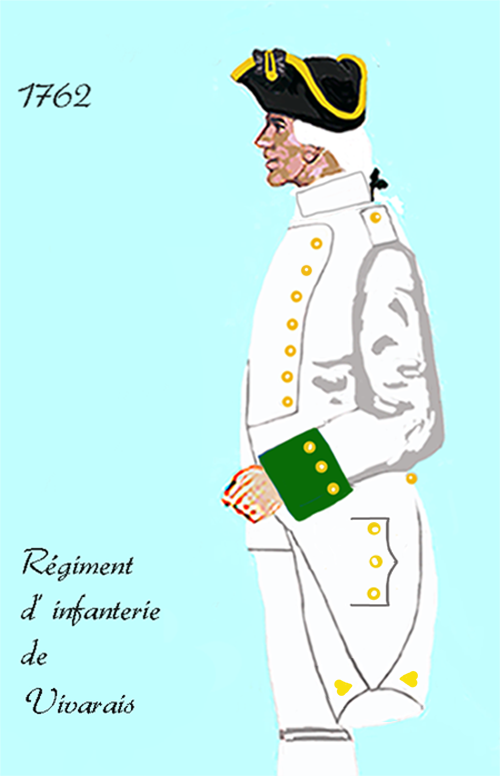
Rég Vivarais 1762–1776
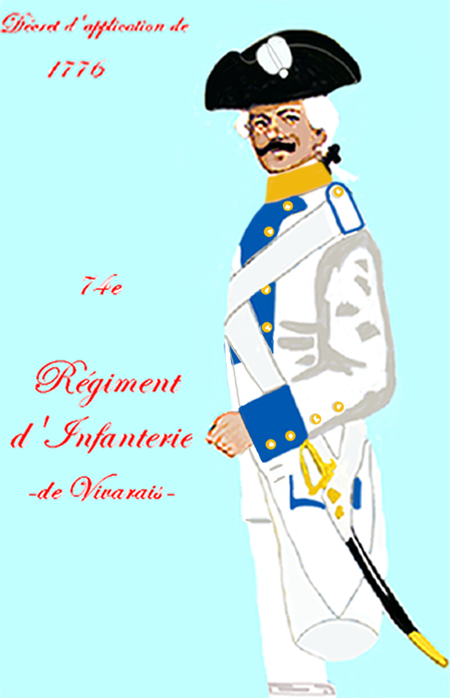
Rég Vivarais 1776–1779
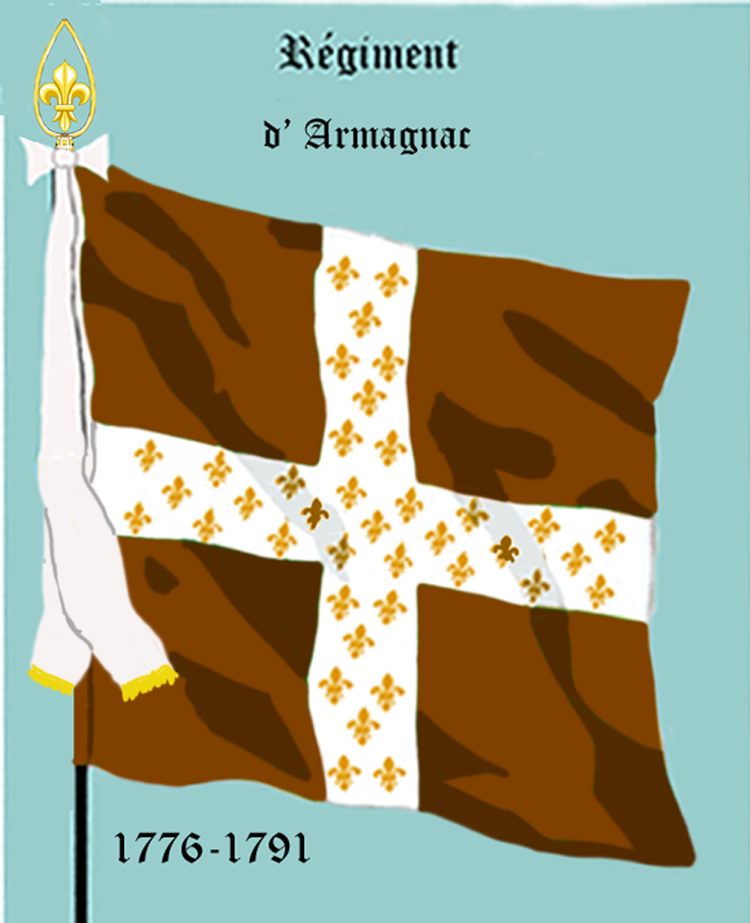
Rég Armagnac
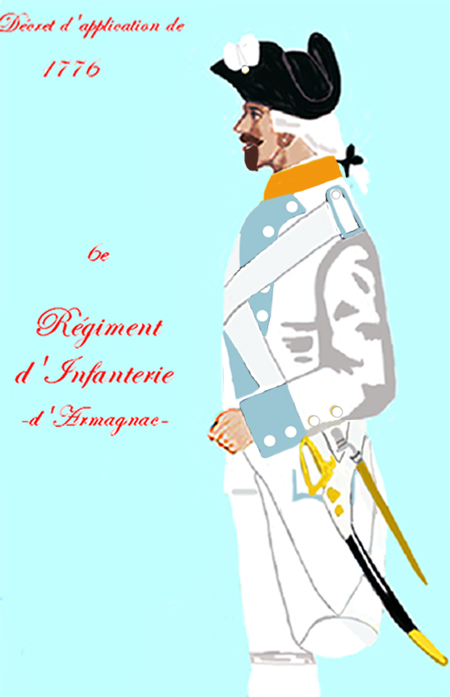
Rég Armagnac 1776–1779
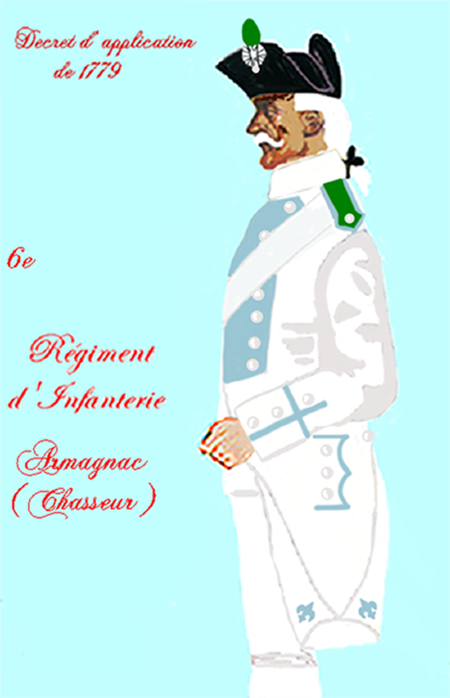
Rég Armagnac 1779–1791
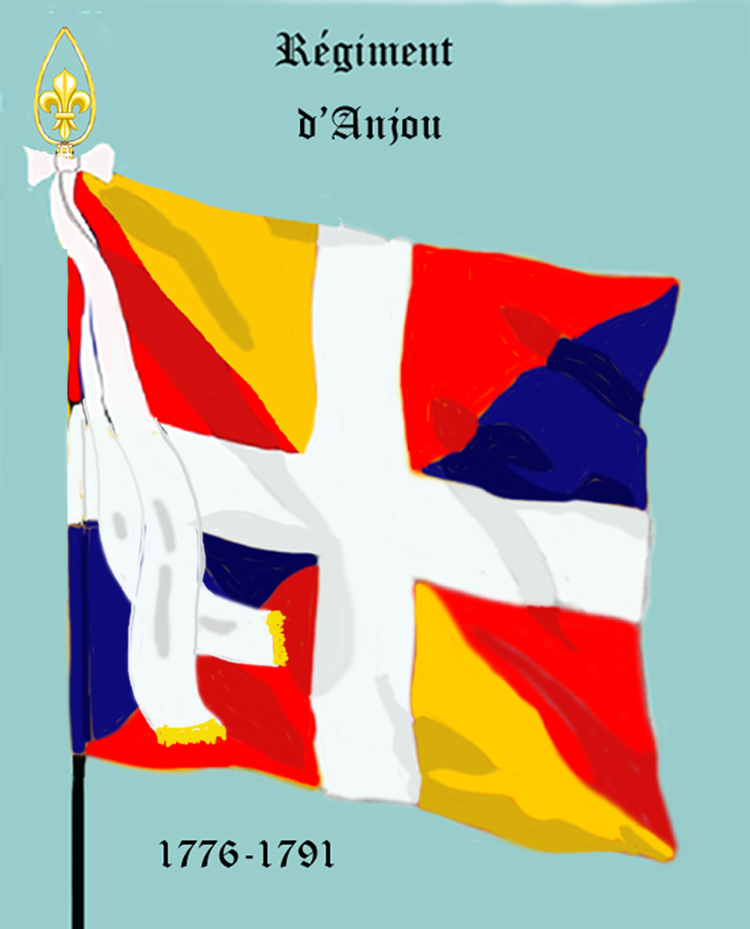
Rég Anjou 1776–1791
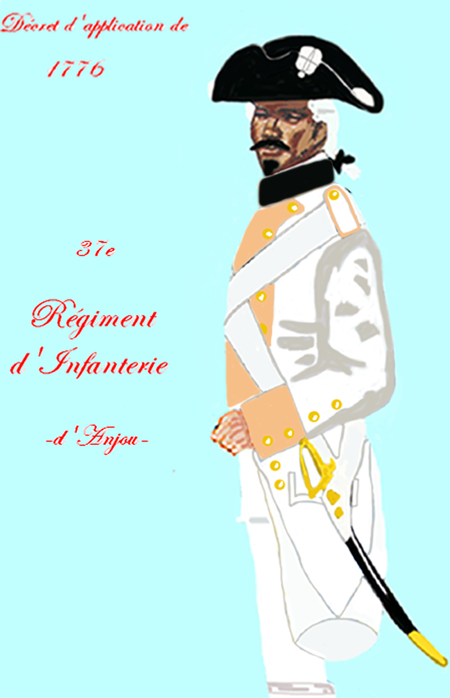
Rég Anjou 1776–1779
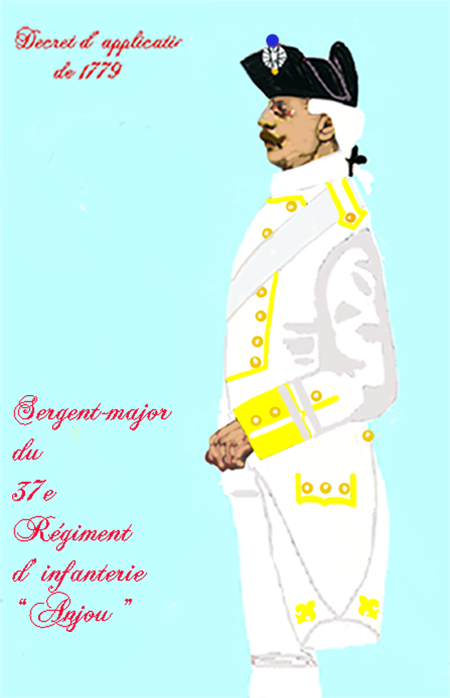
Rég Anjou 1779–1791

| I. | II. | III. |
| --- | --- | --- |
| Régiment d'Albret - In Dienst: 1674 – wurde 1679 zu: Rég de Clérambaut Régiment de Clérambaut – wurde 1697 zu: Rég de Mirambeau Régiment de Mirambeau – wurde 1711 zu? Régiment de? – wurde 1734 zu: Rég de Durfort-Duras Régiment de Durfort-Duras – wurde 1743 zu: Rég de Brissac Régiment de Brissac – wurde 1749 zu Rég de Cossé-Brissac Régiment de Cossé-Brissac – wurde 1759 zu: Rég de Lemps Régiment de Lemps – wurde 1761 zu: Rég de Puységur Régiment de Puységur – wurde 1762 zu: Rég de Vivarais Régiment de Vivarais – wurde 1791 zu: 71ème régiment d’infanterie de ligne | Régiment d'Armagnac - In Dienst: 1776 – Aufgestellt aus Rég de Navarre – wurde 1791 zu: 6ème régiment d’infanterie de ligne | Régiment d'Anjou - In Dienst: 1776 aus 2. und 4. Bataillon des Rég d'Aquitaine – wurde 1791 zu: 36ème régiment d’infanterie de ligne |

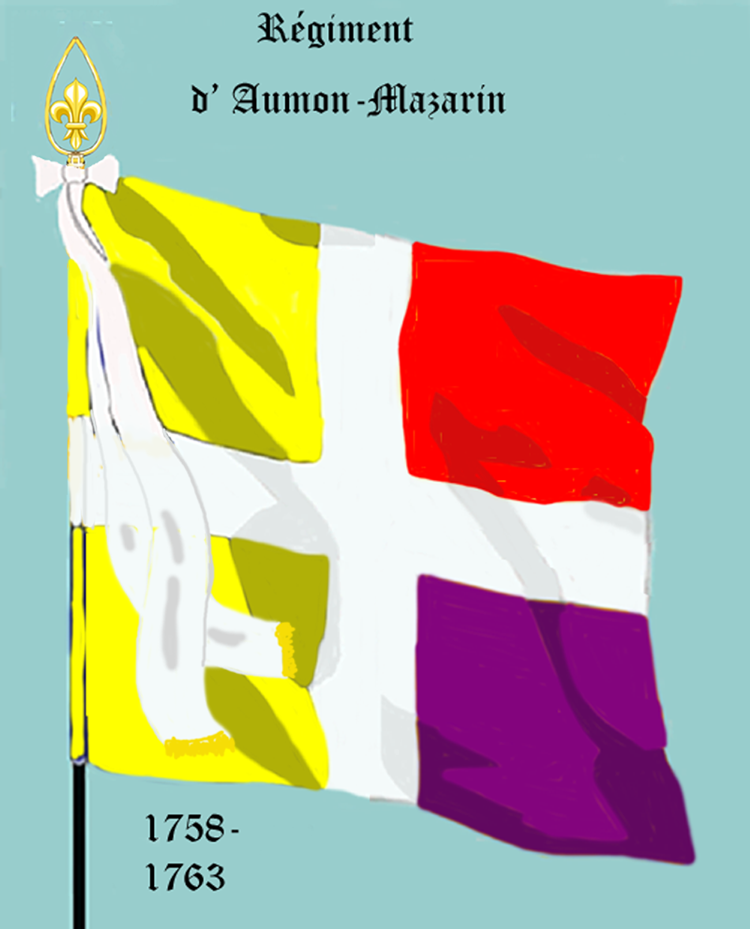
Rég Aumont-Mazarin
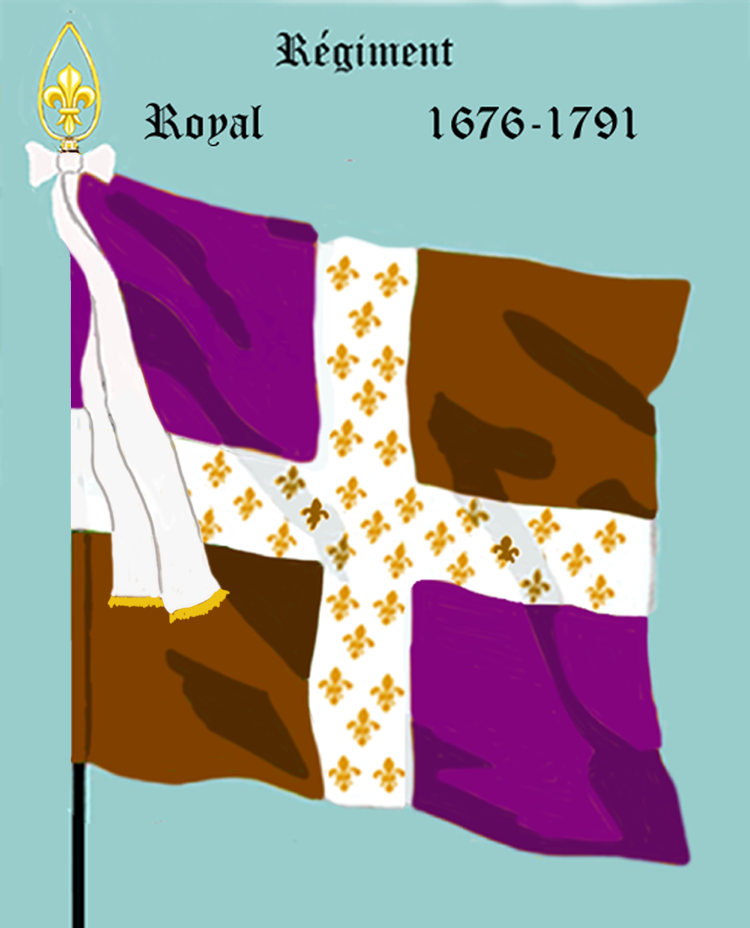
Rég Royal
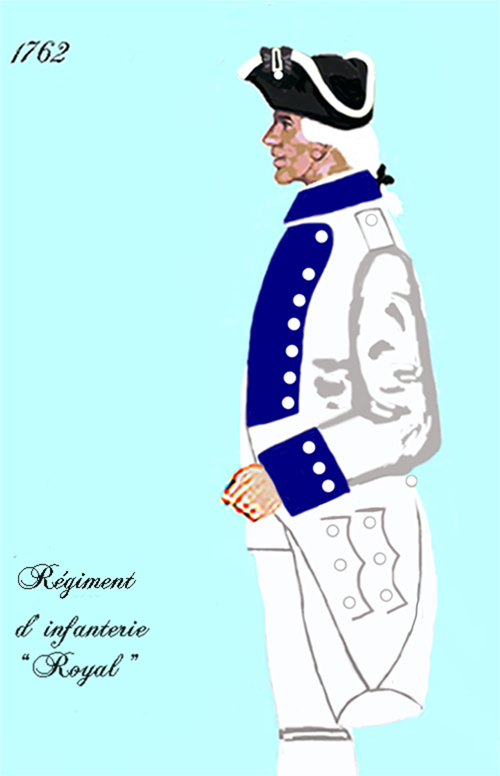
Rég Royal 1762
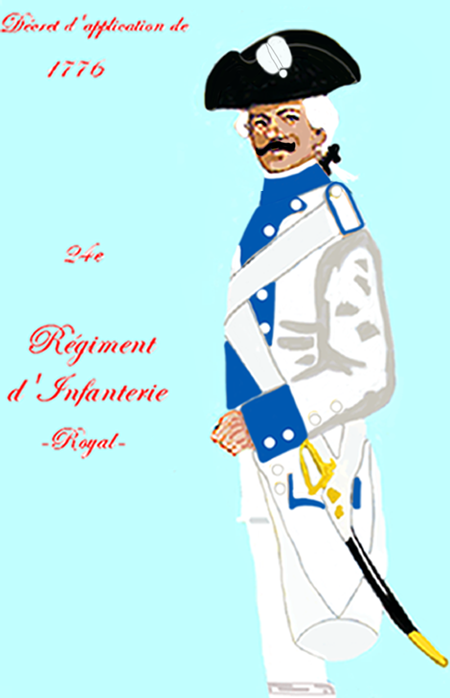
Royal 24RI 1776–1779
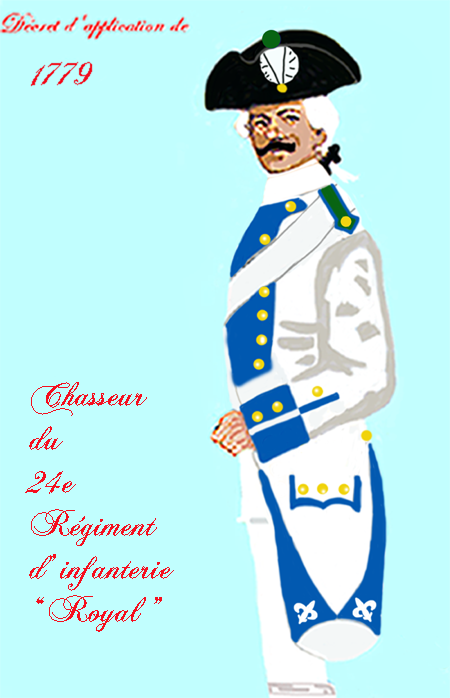
Royal 24RI 1779–1791

| I.                                                            | II. | III. |
| ------------------------------------------------------------- | --- | ---- |
| Régiment d'Aumont-Mazarin - In Dienst: 1758 – Aufgelöst: 1763 | Régiment d'Arpajon - In Dienst 1621- wurde 1659 zu Régiment Royal Régiment Royal wurde 1791 zu 23ème régiment d’infanterie de ligne |      |

## B

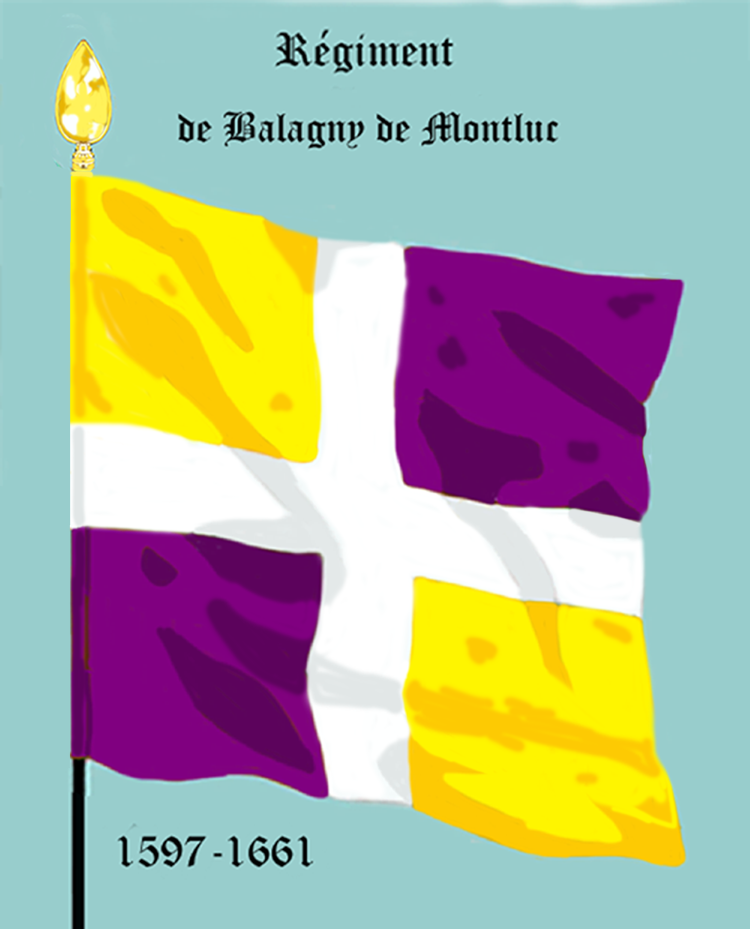
Rég Balagny de Montluc und alle Folgeverbände bis Rég Béarn
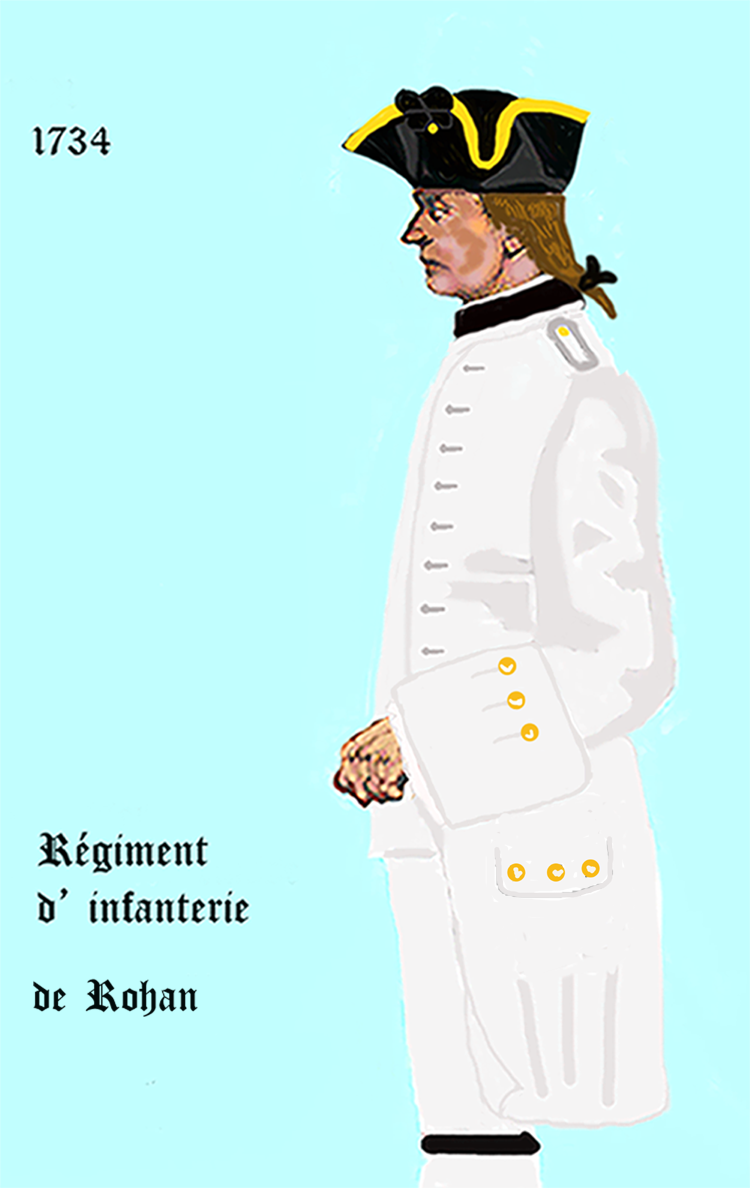
Rég Rohan 1738
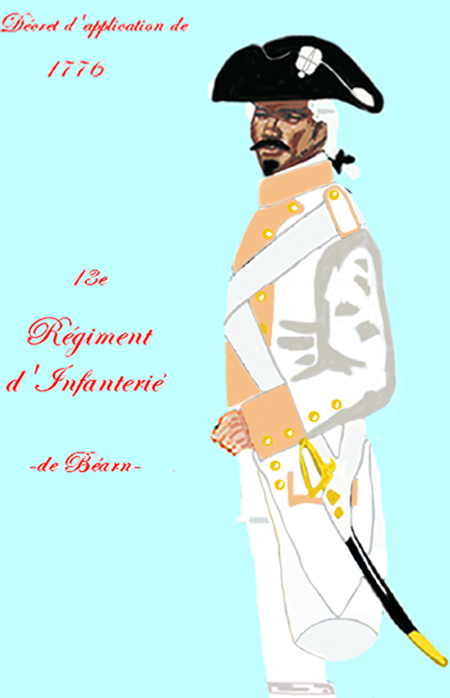
Rég Béarn 1776–1779
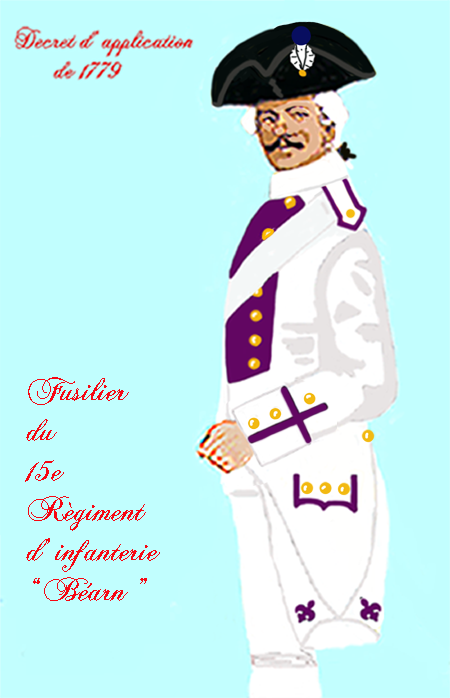
Rég Béarn 1779–1791
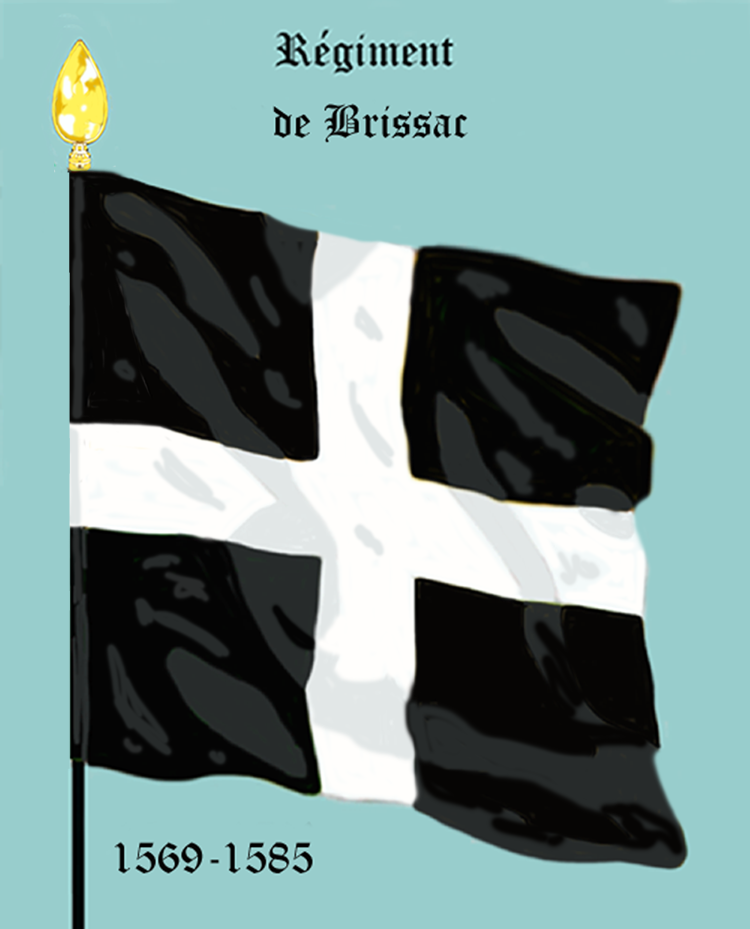
Rég Rég Brissac & Rég Piémont
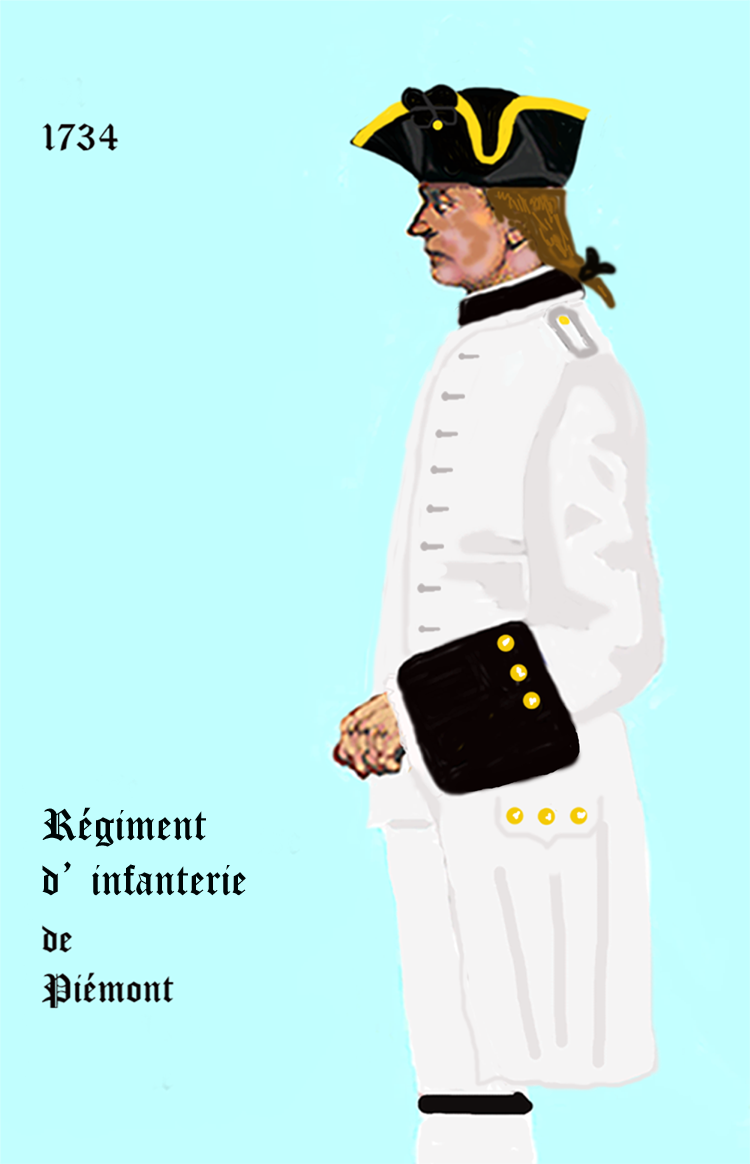
Rég Piémont 1743–1762
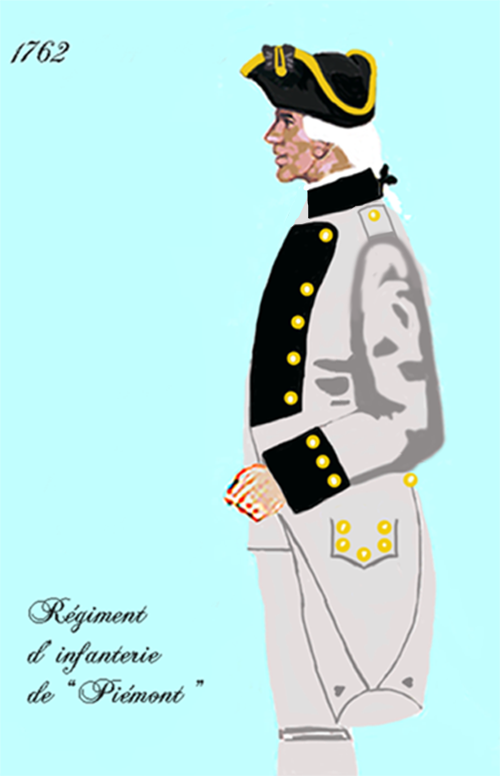
Rég Piémont 1762
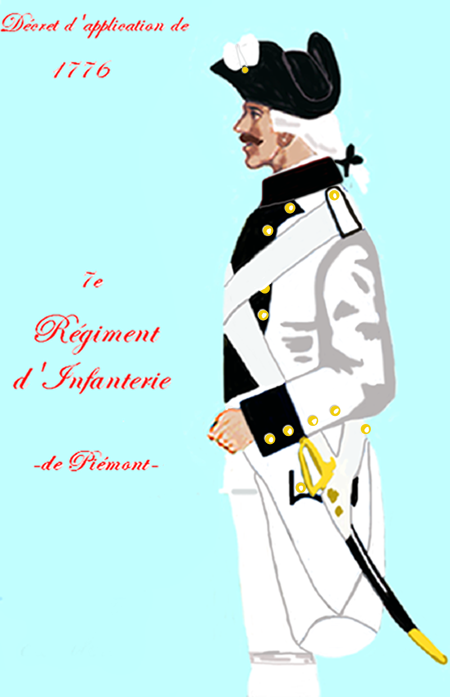
Rég Piémont 1776–1779
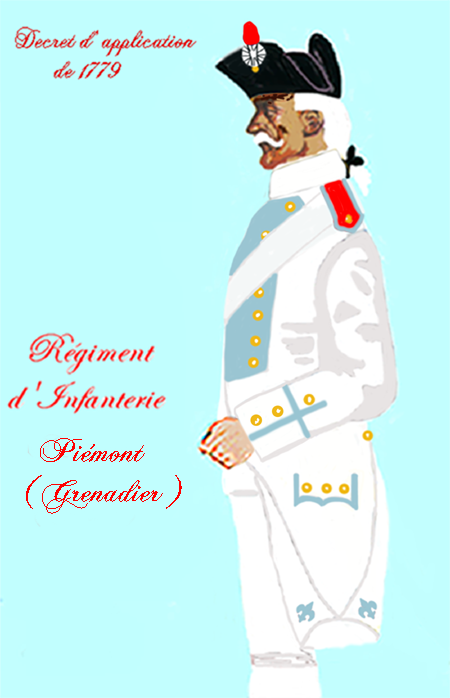
Rég Piémont 1779–1791
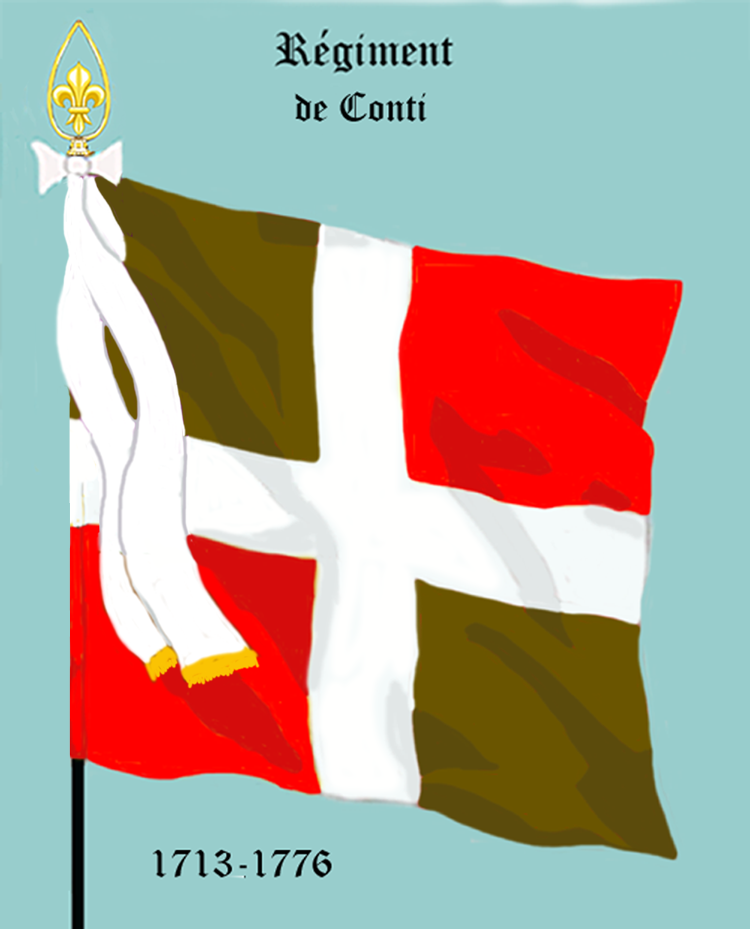
Rég Conti 1713–1776
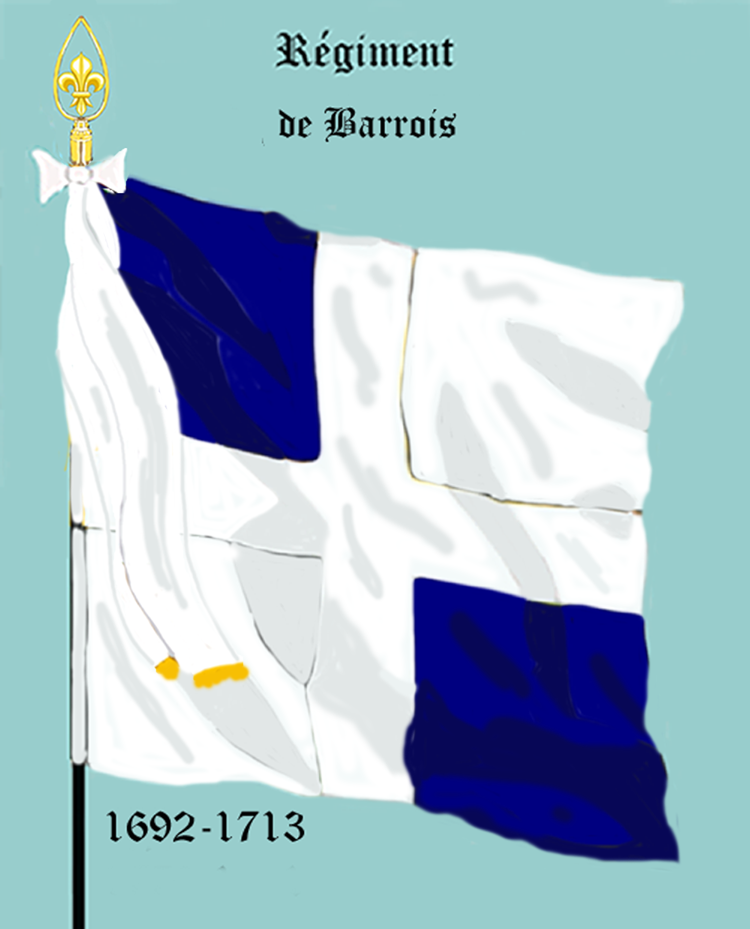
Rég Barrois 1692 & 1776–1791
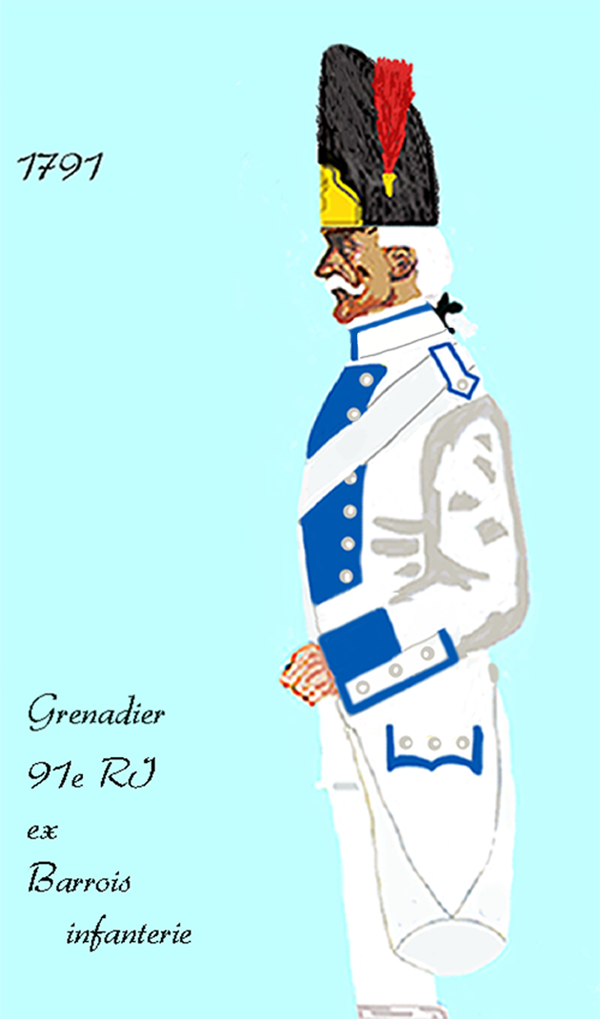
Règ Barrois 1791

| I. | II. | III. |
| --- | --- | --- |
| Régiment de Balagny de Montluc - In Dienst: 1597 – wurde 1661 zu: Rég de Rambures Régiment de Rambures – wurde 1676 zu: Rég de Feuquières Régiment de Feuquières – wurde 1700 zu: Rég de Leuville Régiment de Leuville – wurde 1718 zu: Rég de Richelieu Régiment de Richelieu – wurde 1738 zu: Rég de Rohan Régiment de Rohan – wurde 1746 zu: Rég de La Tour du Pin Régiment de La Tour du Pin – wurde 1761 zu: Rég de Boisgelin Régiment de Boisgelin – wurde 1763 zu: Rég de Béarn Régiment de Béarn – wurde 1791 zu: 15ème régiment d’infanterie de ligne | Régiment de Brissac - In Dienst: 1569 – wurde 1585 zu: Rég de Piémont Régiment de Piémont – wurde 1791 zu: 3ème régiment d’infanterie de ligne | Régiment de Barrois - In Dienst: 1692 – wurde 1713 zu: Rég de Conti Régiment de Conti – wurde 1776 zu: Rég de Barrois Régiment de Barrois – wurde 1791 zu: 91ème régiment d’infanterie de ligne |

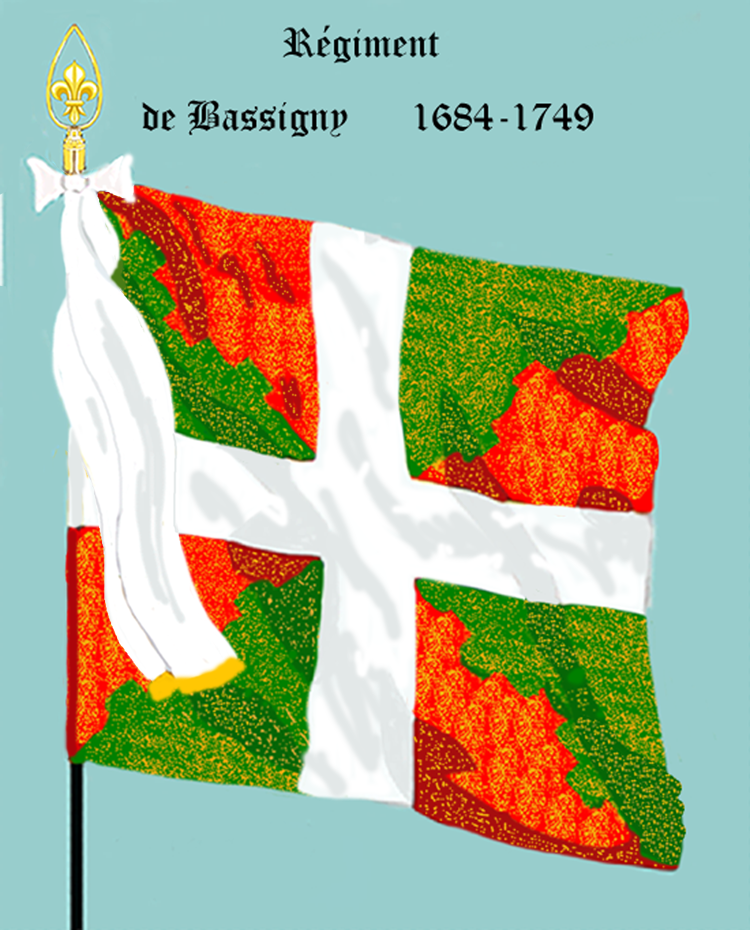
Bassigny 1684
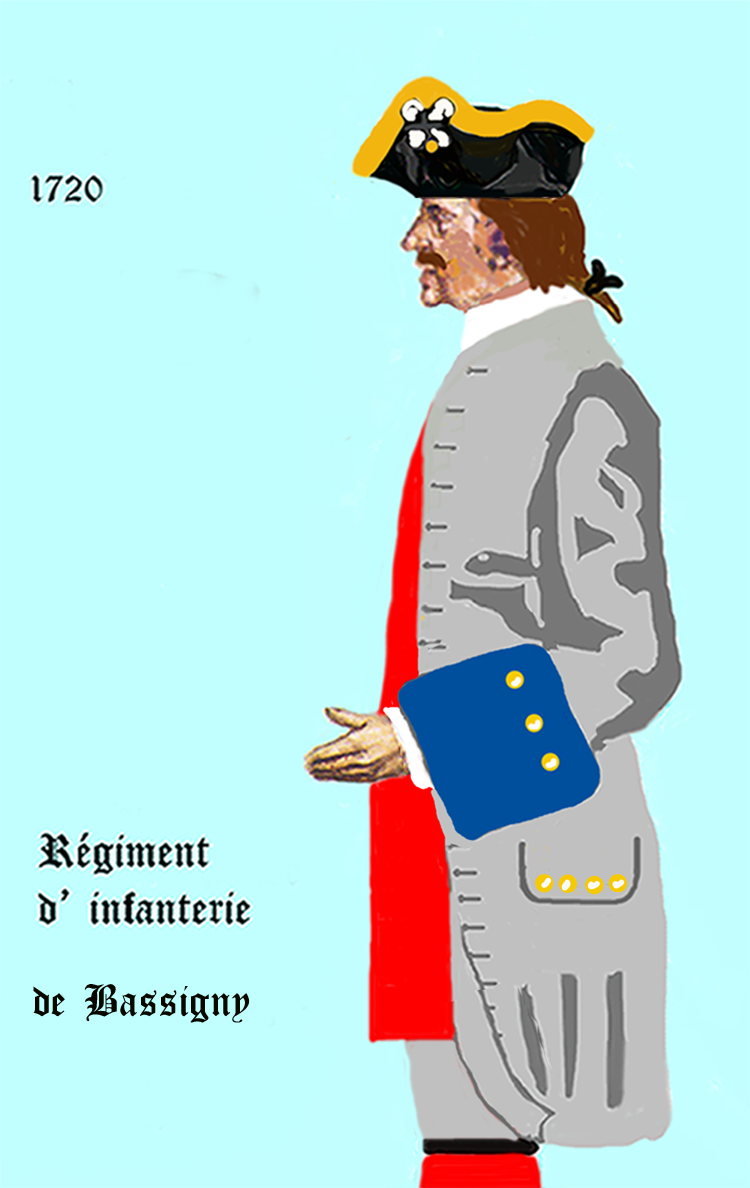
Bassigny 1720
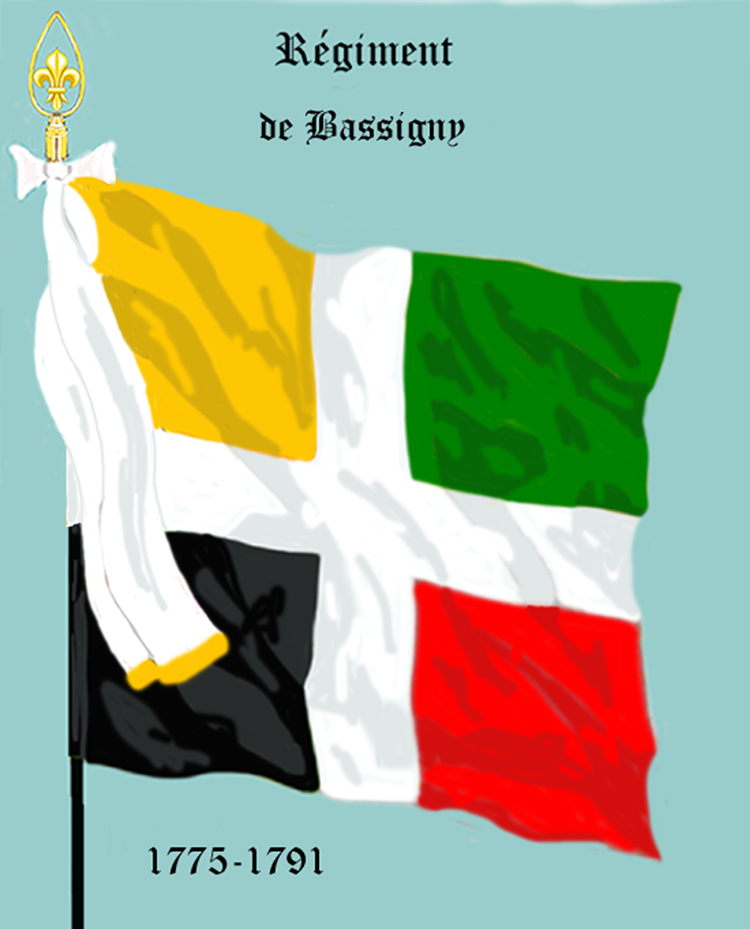
Bassigny 1776–1791
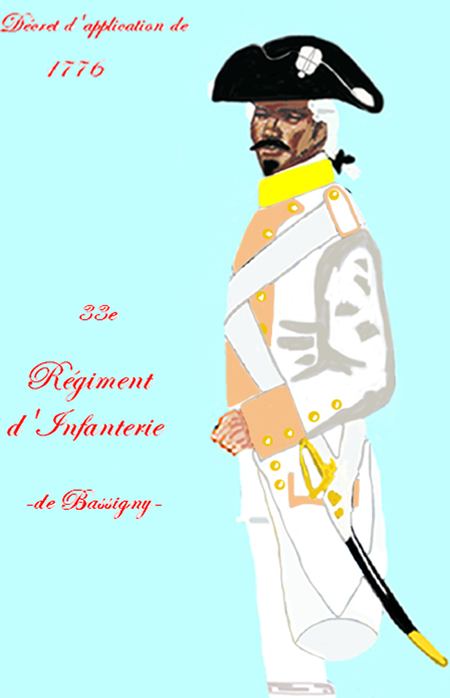
Bassigny 1776–1779
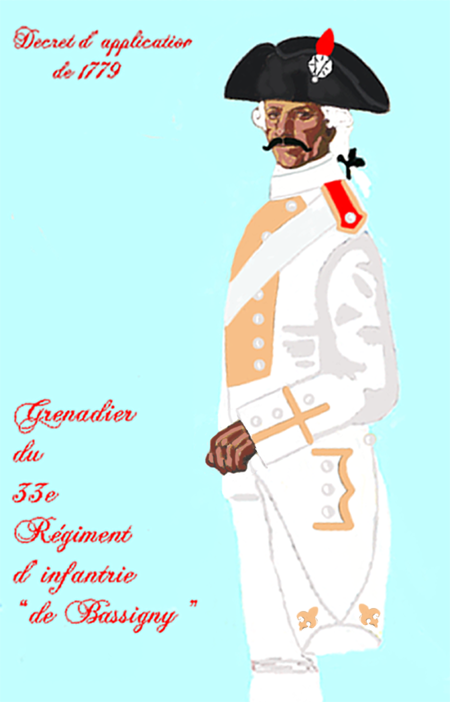
Rég Bassigny 1779–1791
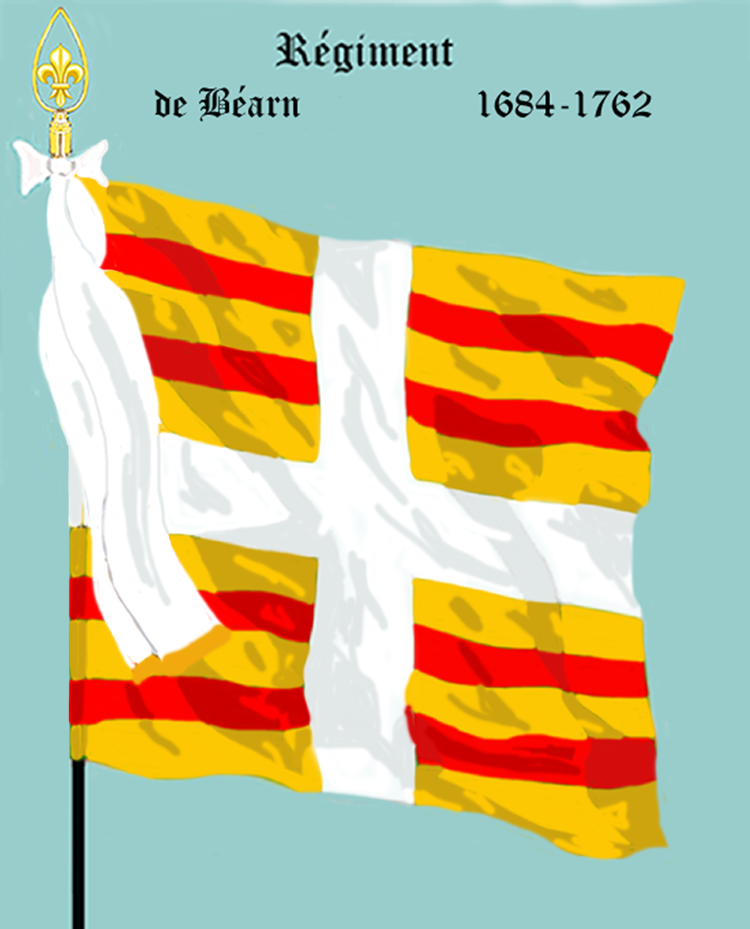
Béarn
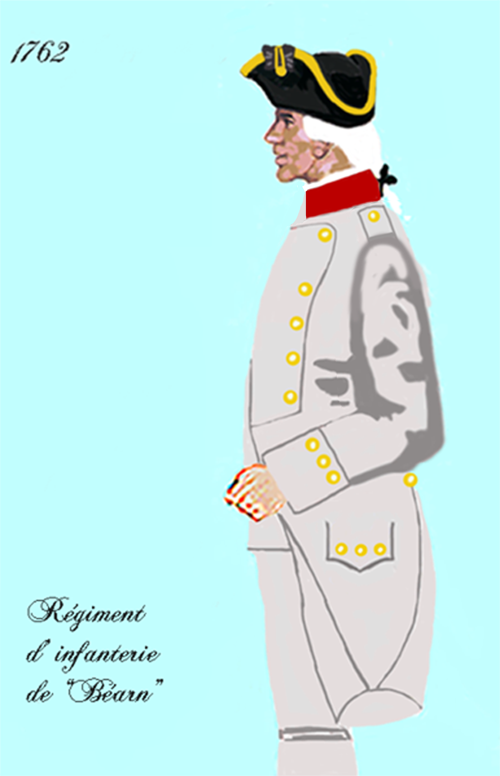
Béarn 1762
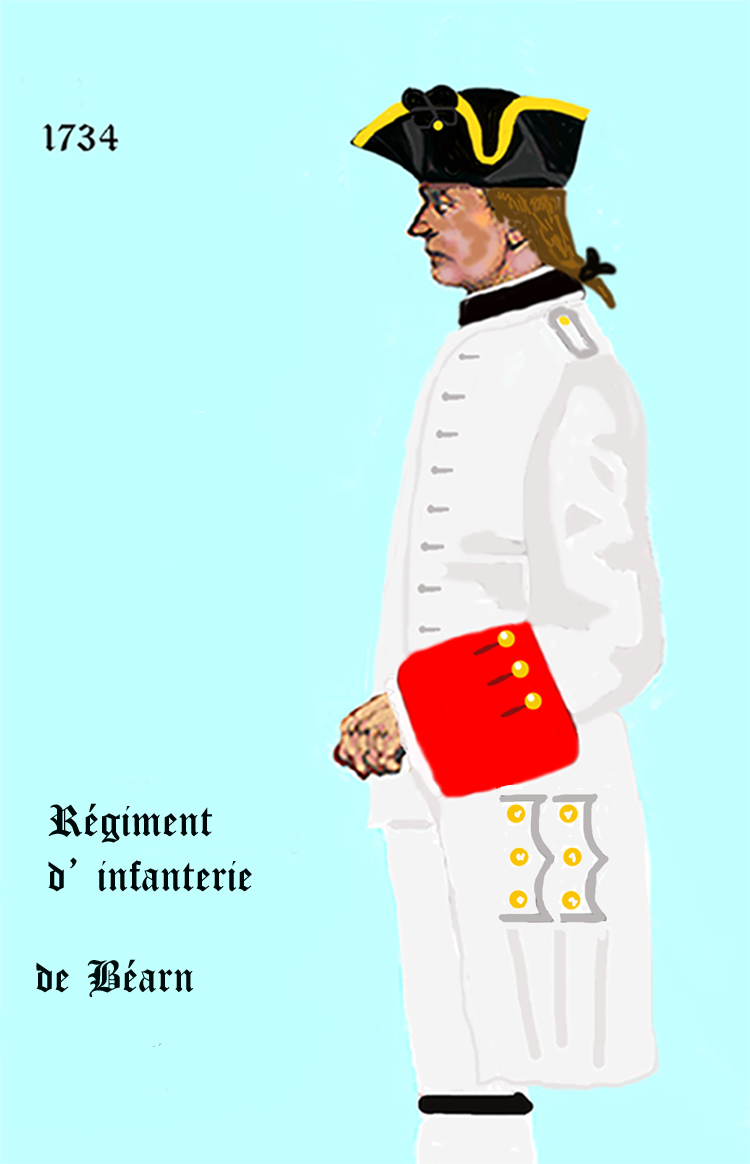
Rég Béarn 1734

| I.                                                                                   | II. | III.                                                                           |
| ------------------------------------------------------------------------------------ | --- | ------------------------------------------------------------------------------ |
| Régiment de Bassigny - In Dienst: 1684 – Eingegliedert 1749 in: Rég de Royal-Comtois | Régiment de Bassigny - In Dienst: 1776 – Aufgestellt aus: Rég d'Aunis wurde 1791 zu: 32ème régiment d’infanterie de ligne | Régiment de Béarn - In Dienst: 1684 – Eingegliedert 1762 in Rég de Bourbonnais |

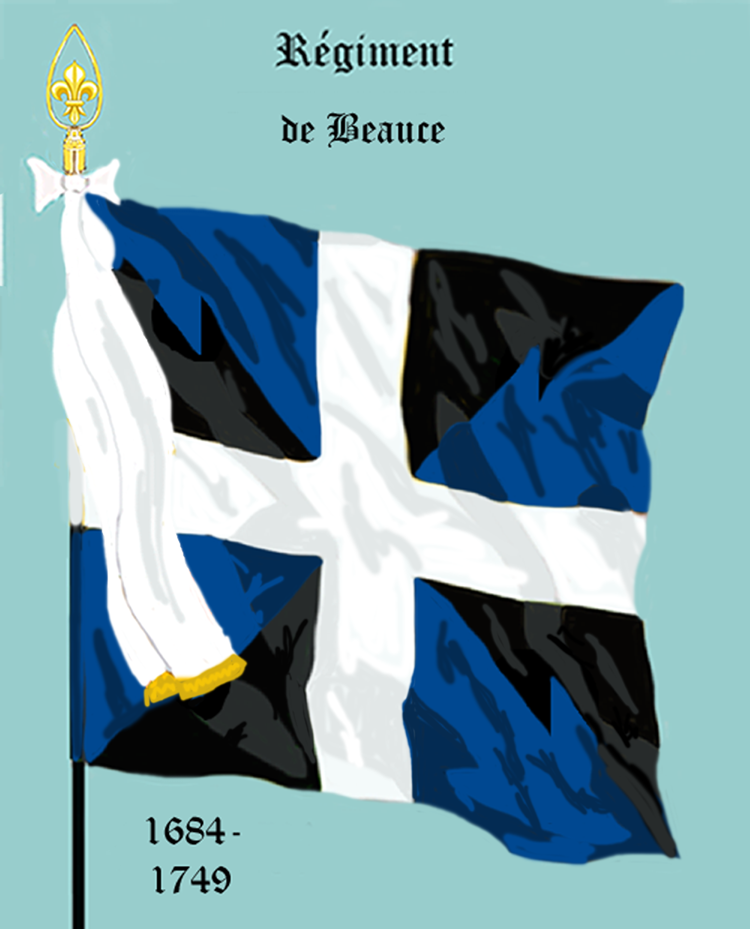
Rég Beauce 1684
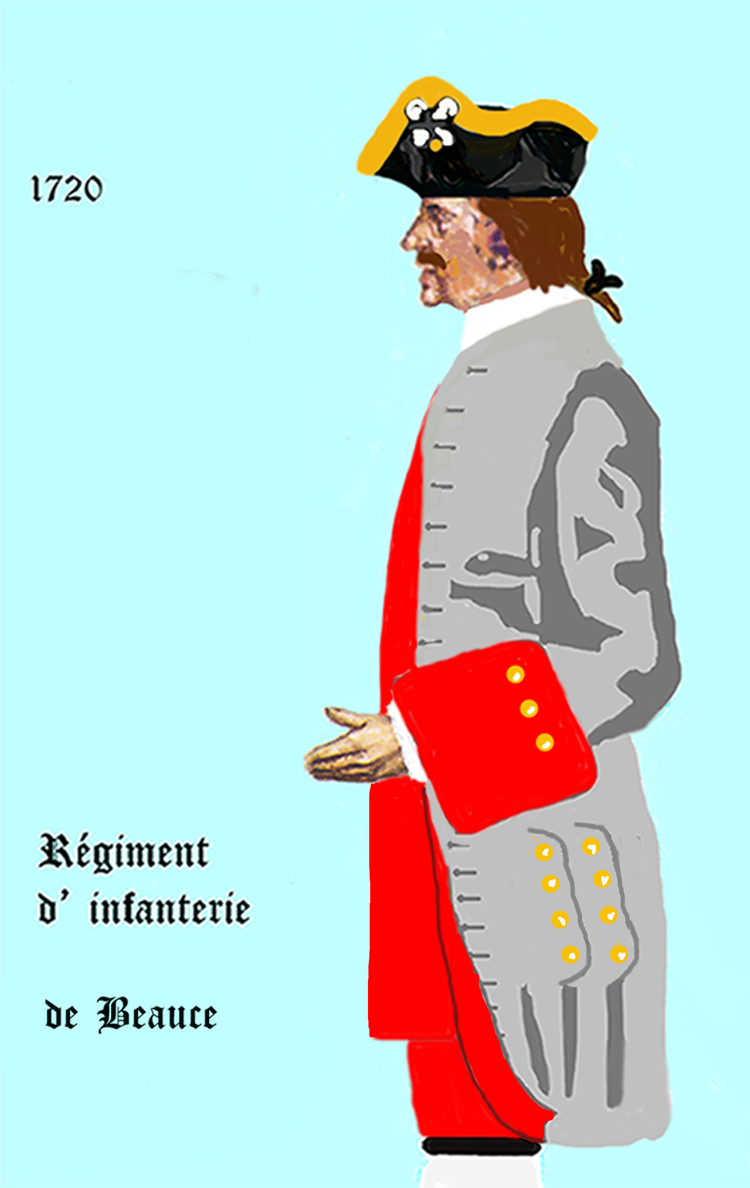
Rég Beauce 1720
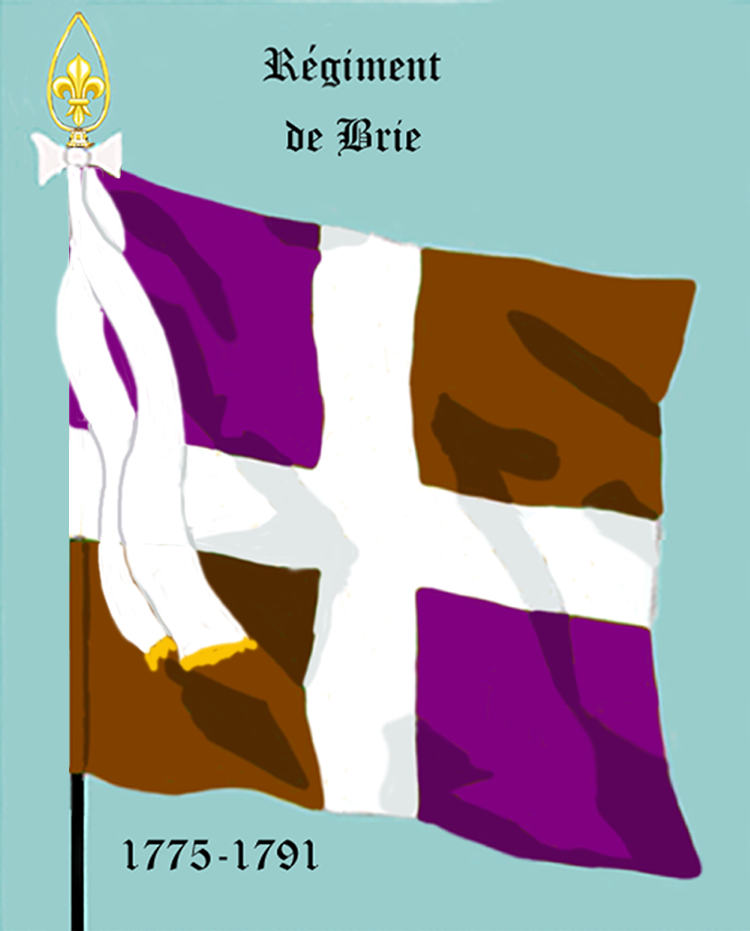
Rég Brie 1775–1791
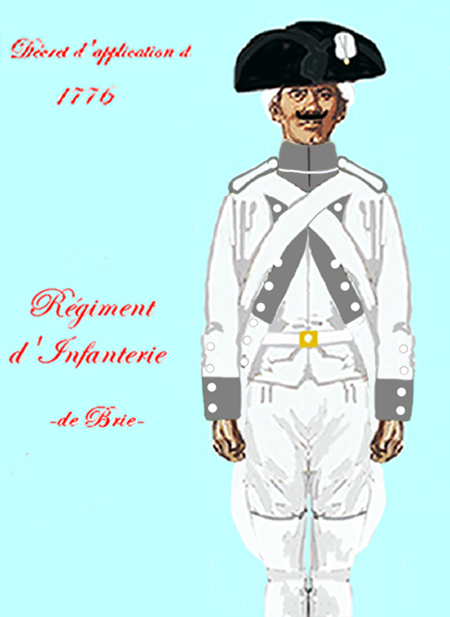
Rég Brie 1776–1779
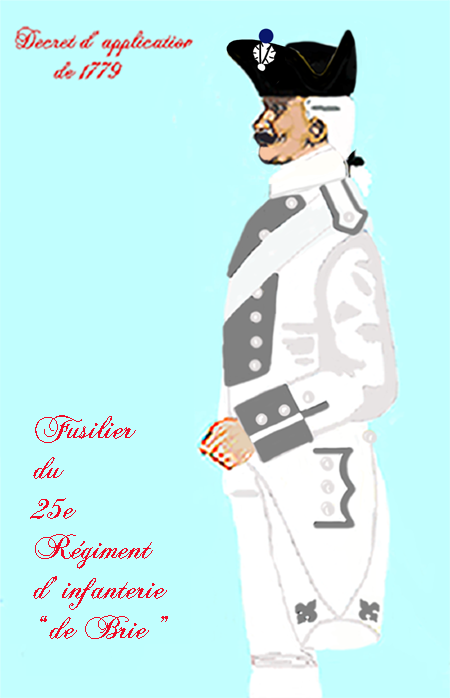
Rég Brie 1779–1791
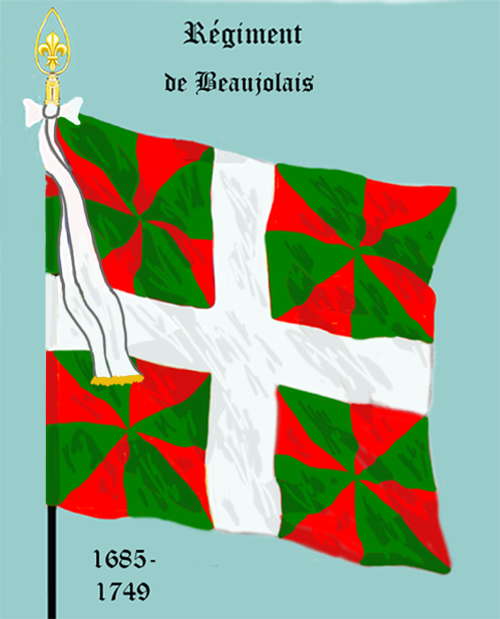
Rég Beaujolais
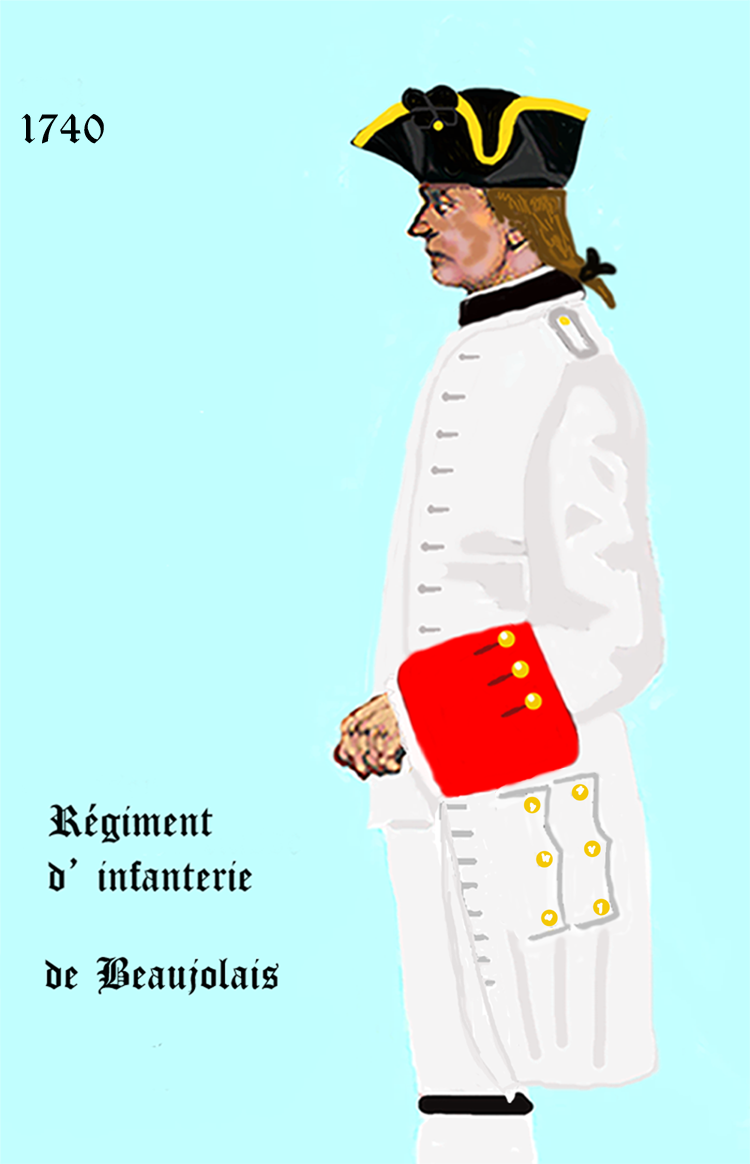
Rég Beaujolais 1740

| I.                                                                          | II. | III.                                                                              |
| --------------------------------------------------------------------------- | --- | --------------------------------------------------------------------------------- |
| Régiment de Beauce - In Dienst: 1684 – Eingegliedert 1749 in: Rég de Talaru | Régiment de Brie - In Dienst: 1776 – Aufgestellt aus Rég Royal – wurde 1791 zu: 24ème régiment d’infanterie de ligne | Regiment de Beaujolais - In Dienst: 1685 – Eingegliedert 1749 in: Rég de Traisnel |

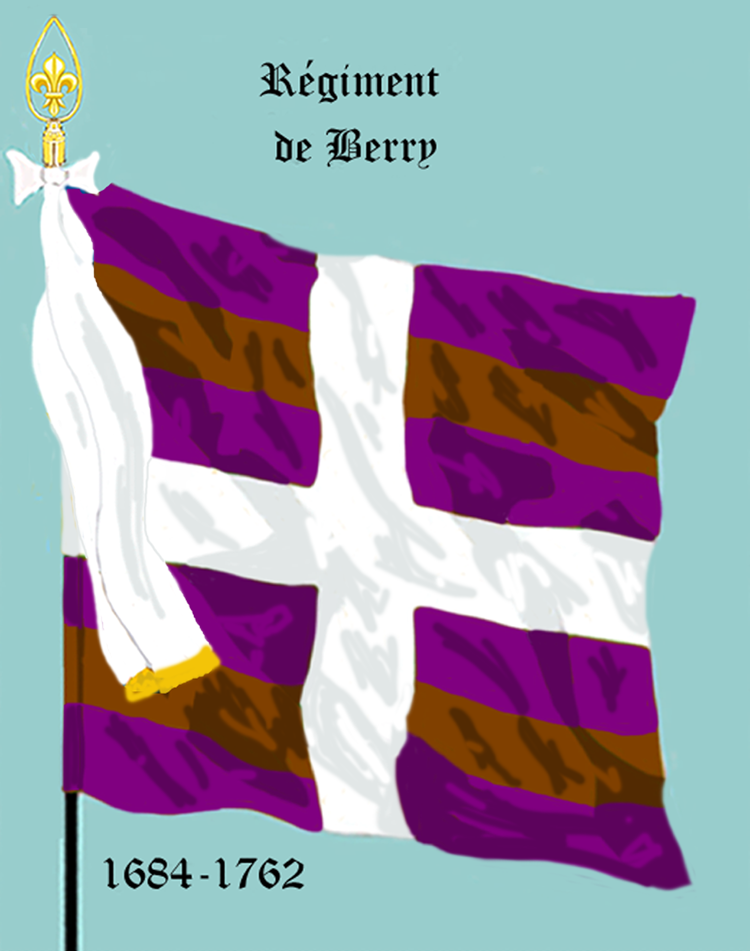
Rég Berry 1684
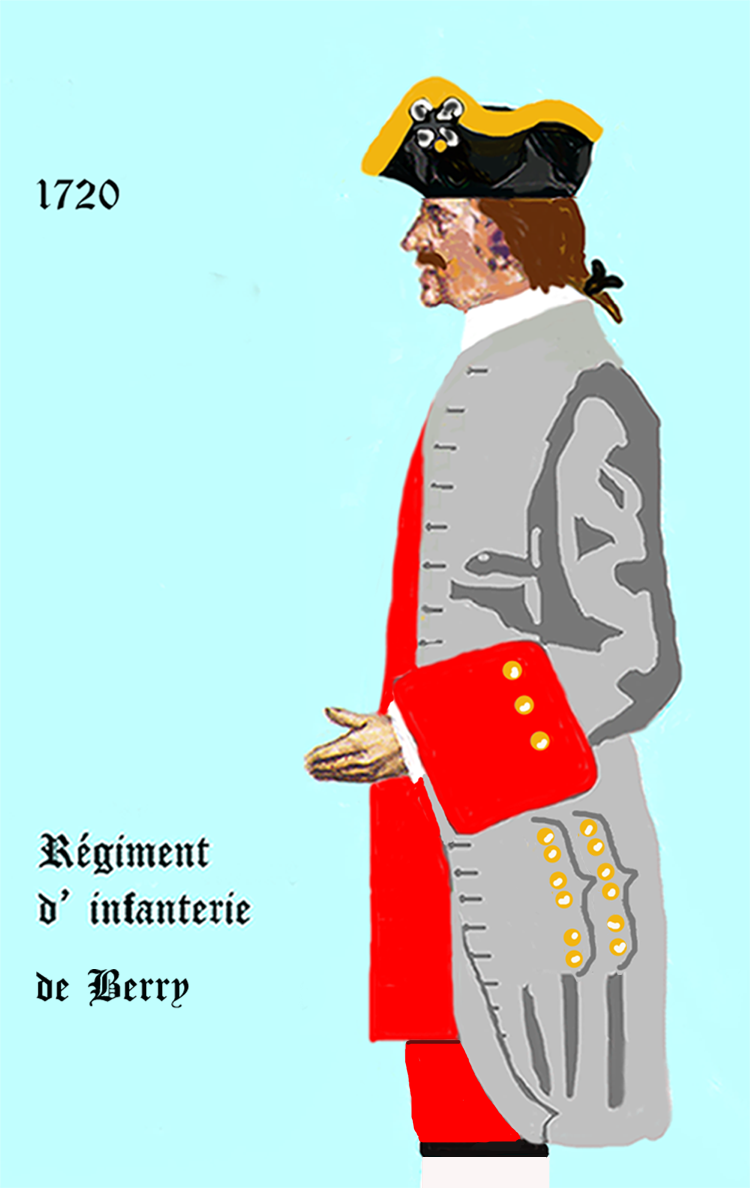
Rég Berry 1720–1734
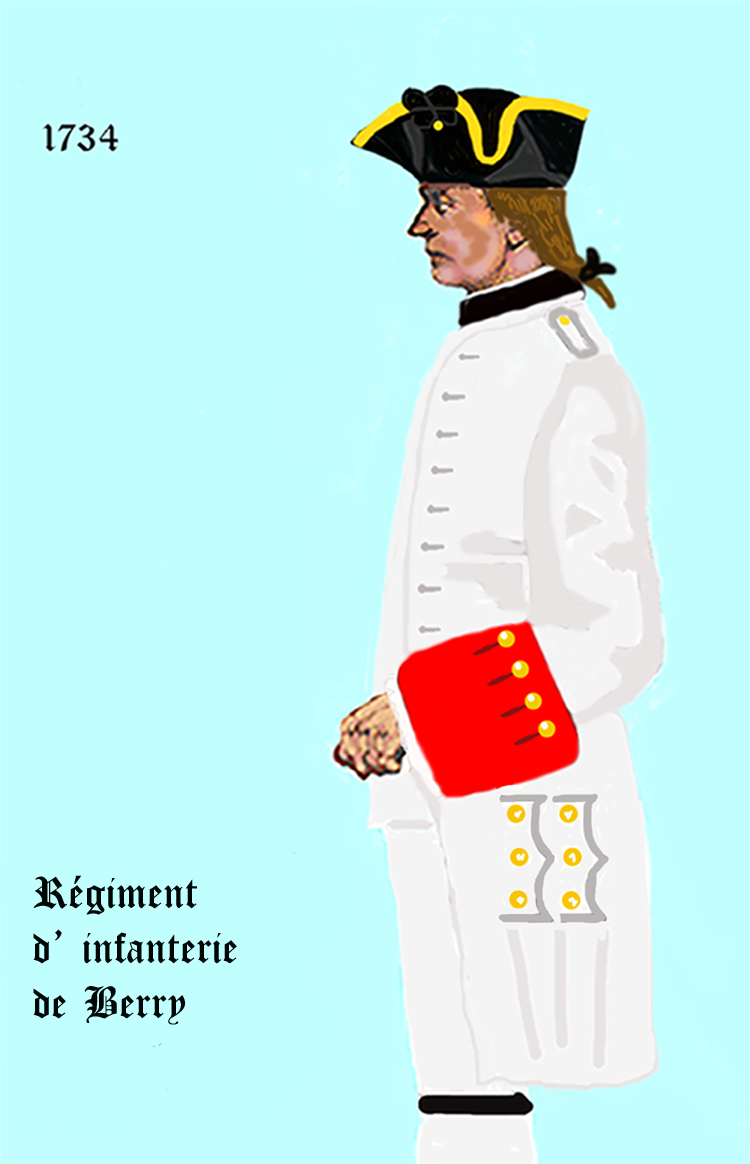
Rég Berry 1734
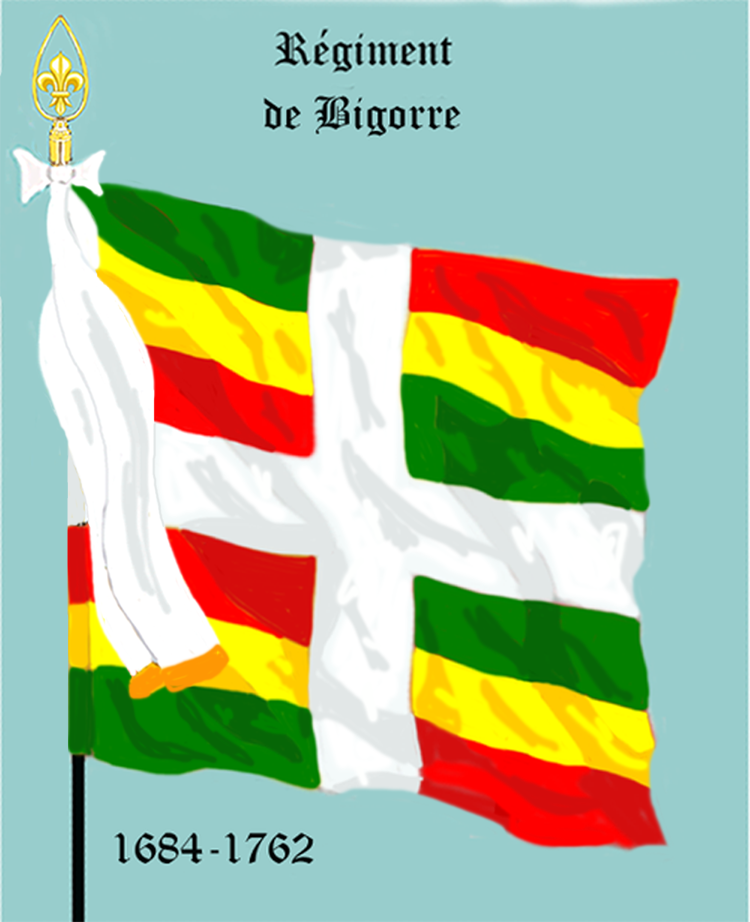
Rég Bigorre
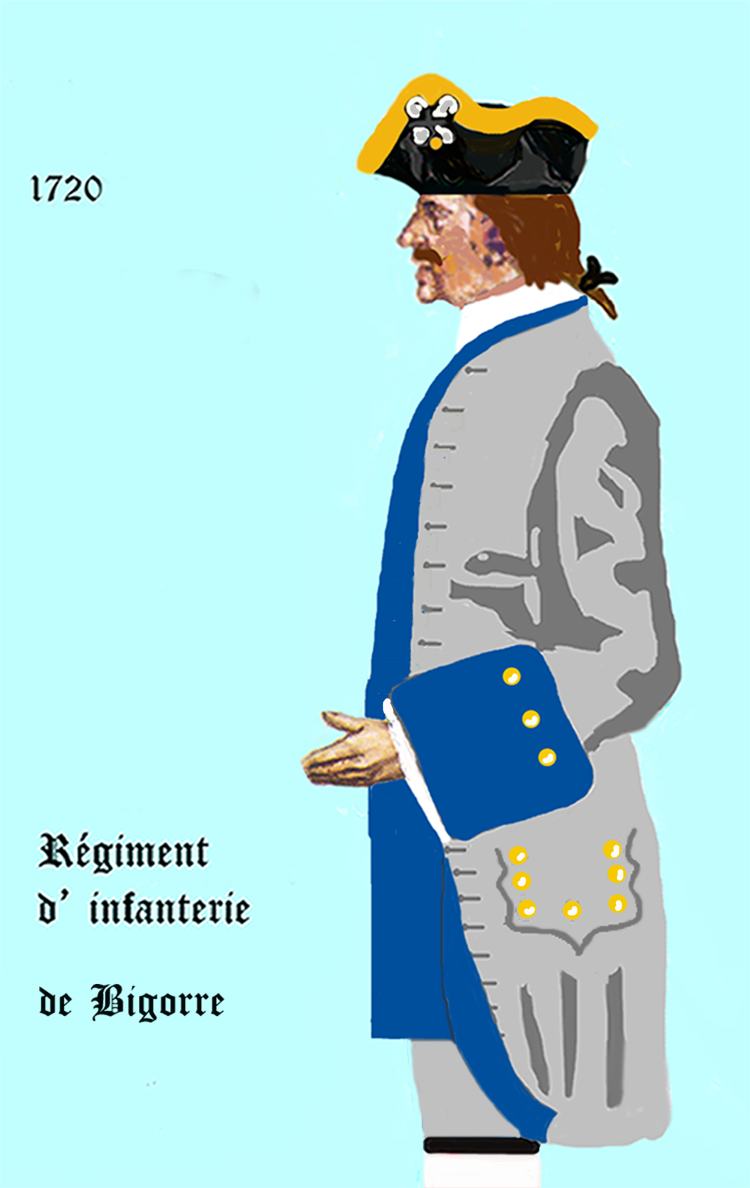
Rég Bigorre 1720
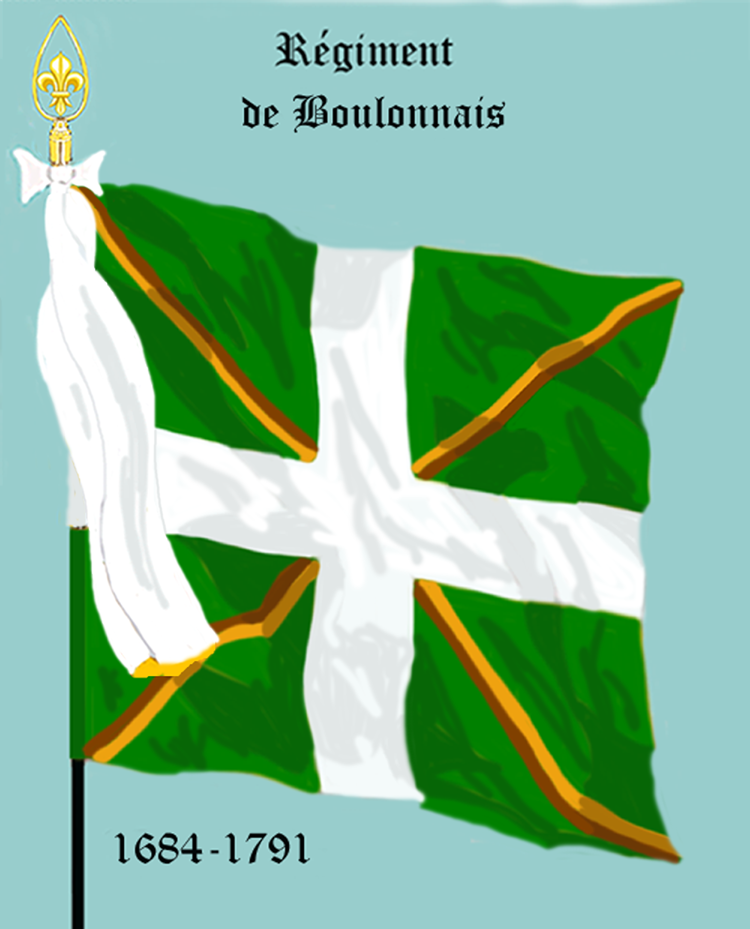
Rég Boulonnais

| I.                                                    | II.                                                     | III.                                                                                        |
| ----------------------------------------------------- | ------------------------------------------------------- | ------------------------------------------------------------------------------------------- |
| Régiment de Berry - In Dienst: 1684 – Aufgelöst: 1762 | Régiment de Bigorre - In Dienst: 1684 – Aufgelöst: 1762 | Régiment Boulonnais - In Dienst: 1684 – wurde 1791 zu: 79ème régiment d’infanterie de ligne |

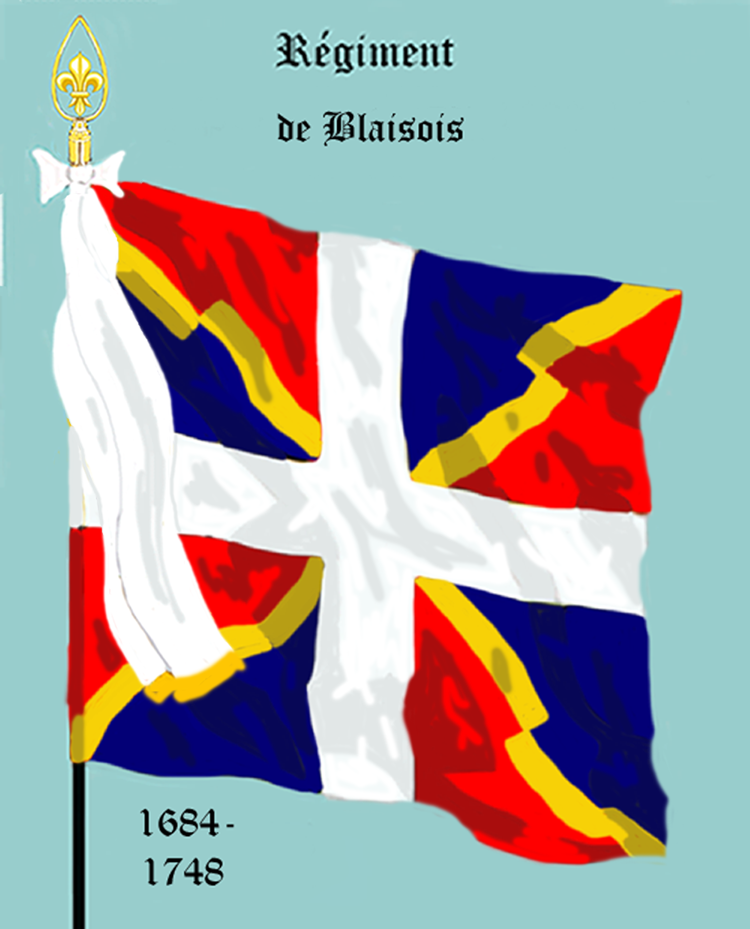
Rég Blaisois 1684–1748
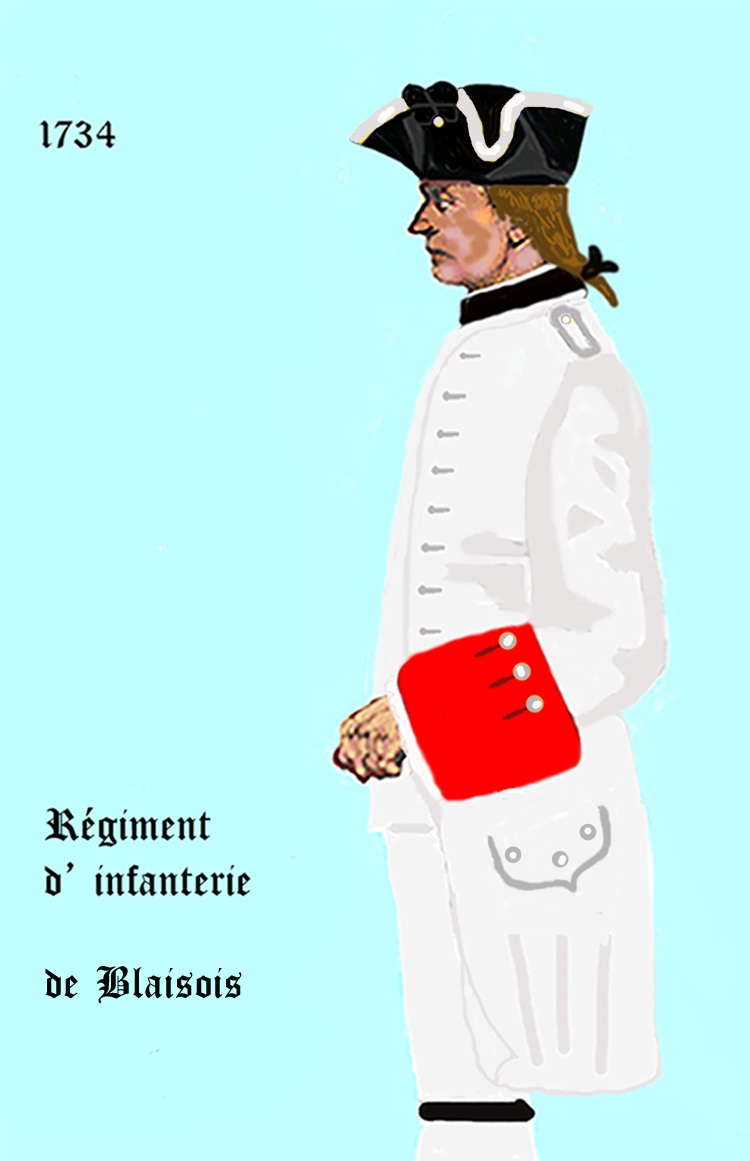
Rég Blaisois 1734
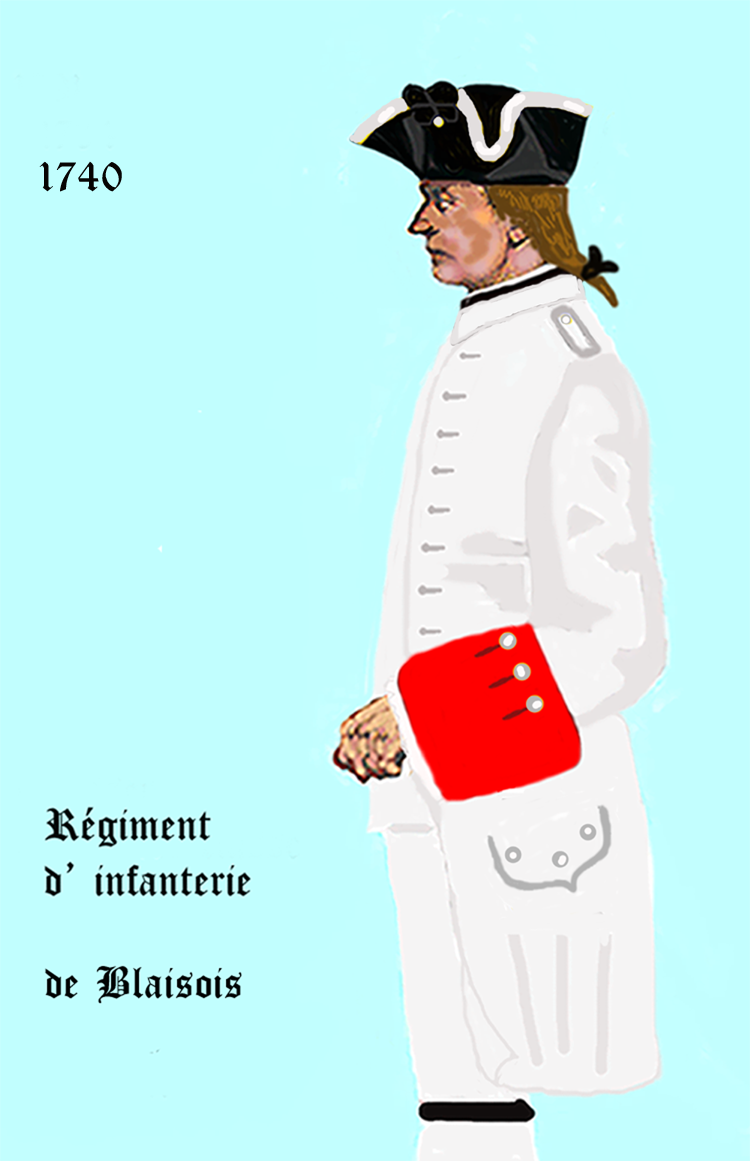
Rég Blaisois 1740
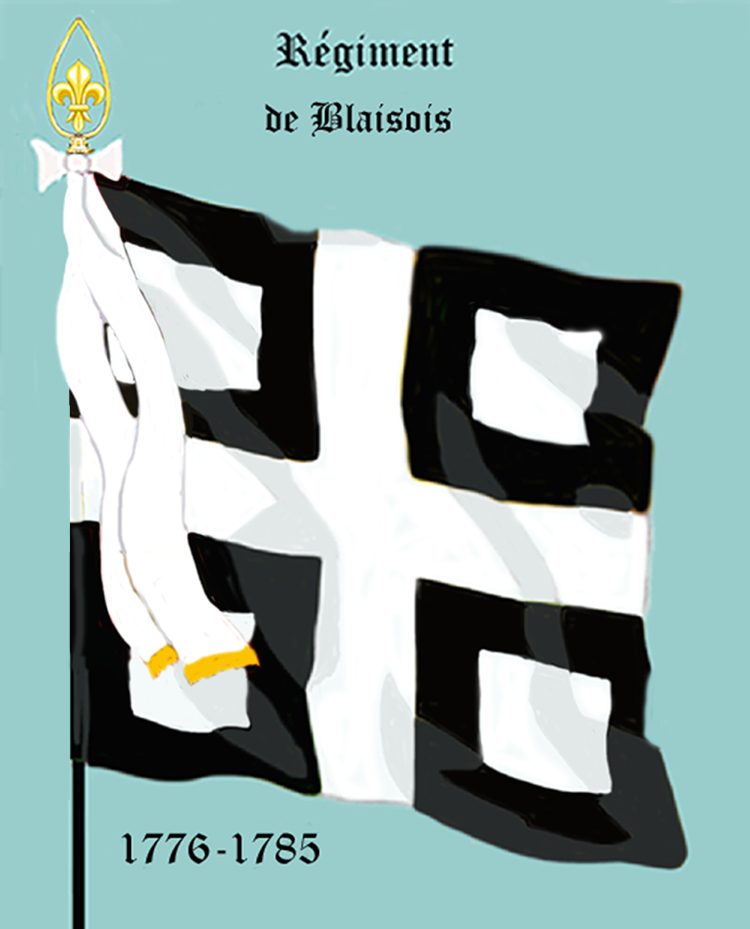
Rég Blaisois 1776–1785
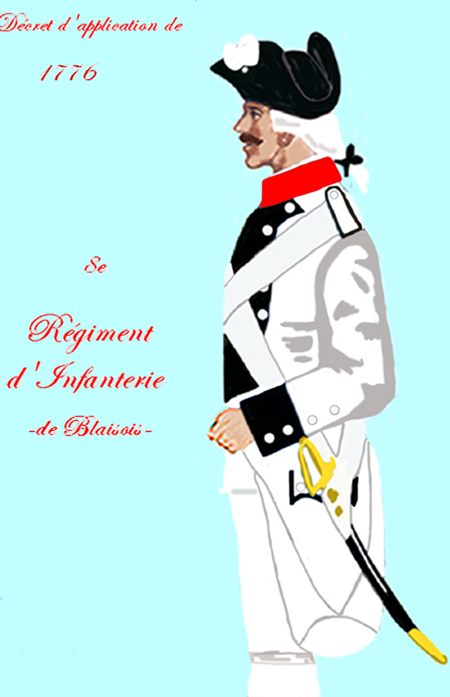
Rég Blaisois 1776–1779
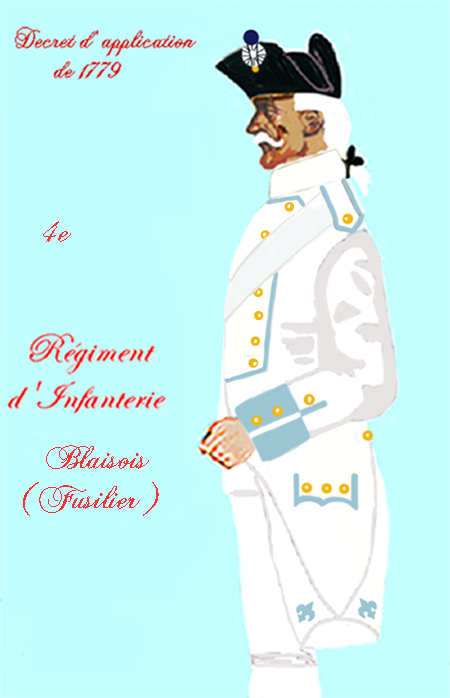
Rég Blaisois 1779–1791
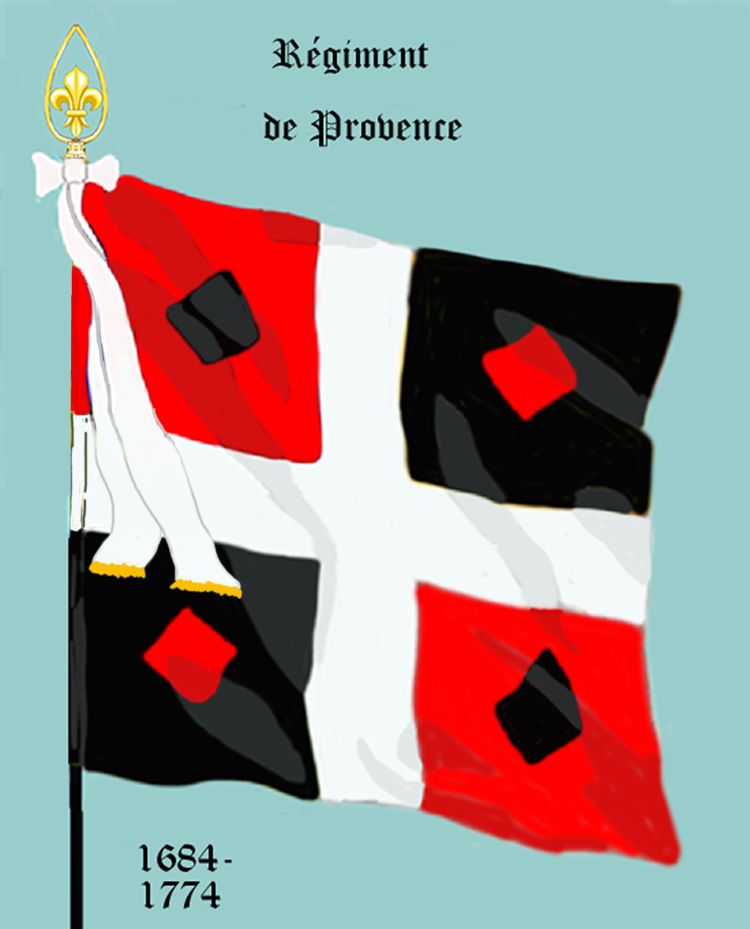
Rég Provence 1685–1774
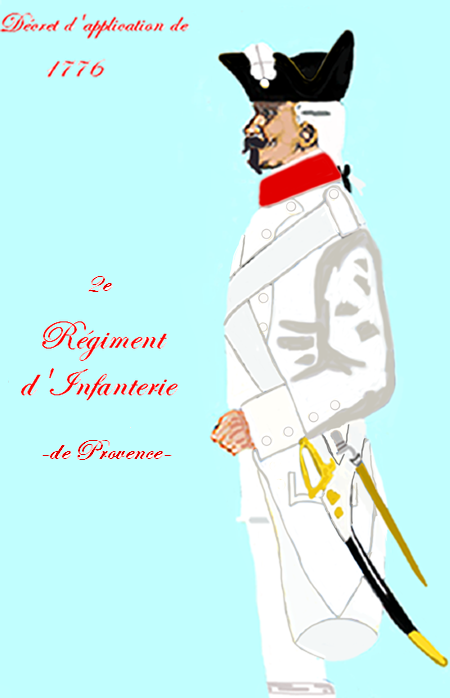
Rég Provence 1776–1779
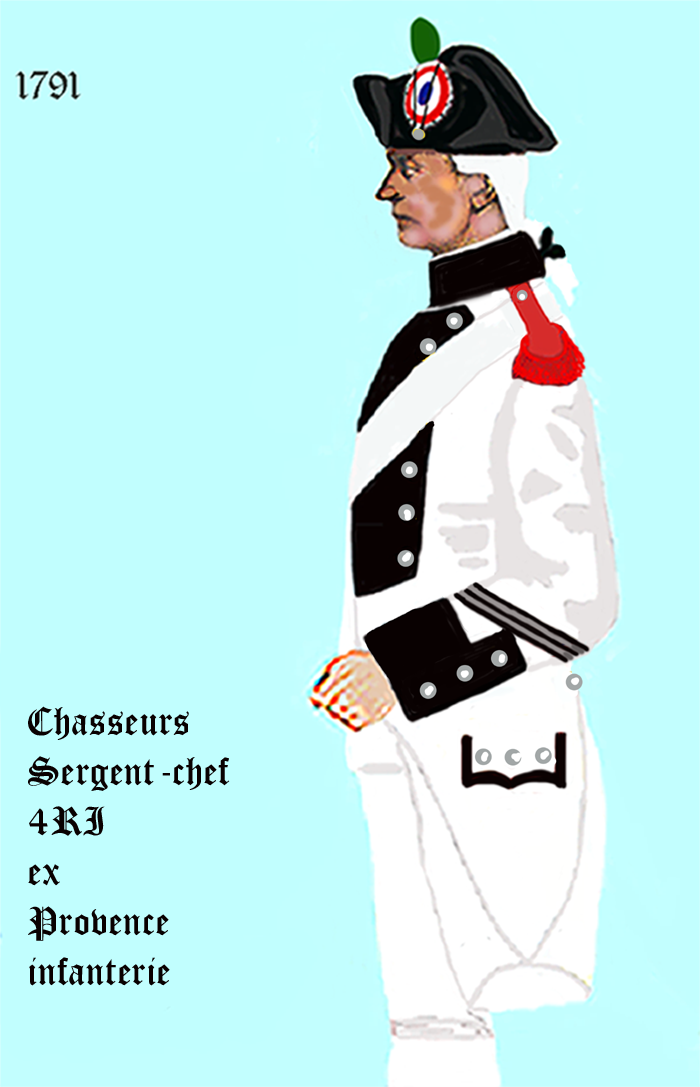
Rég Provence 1791–1794
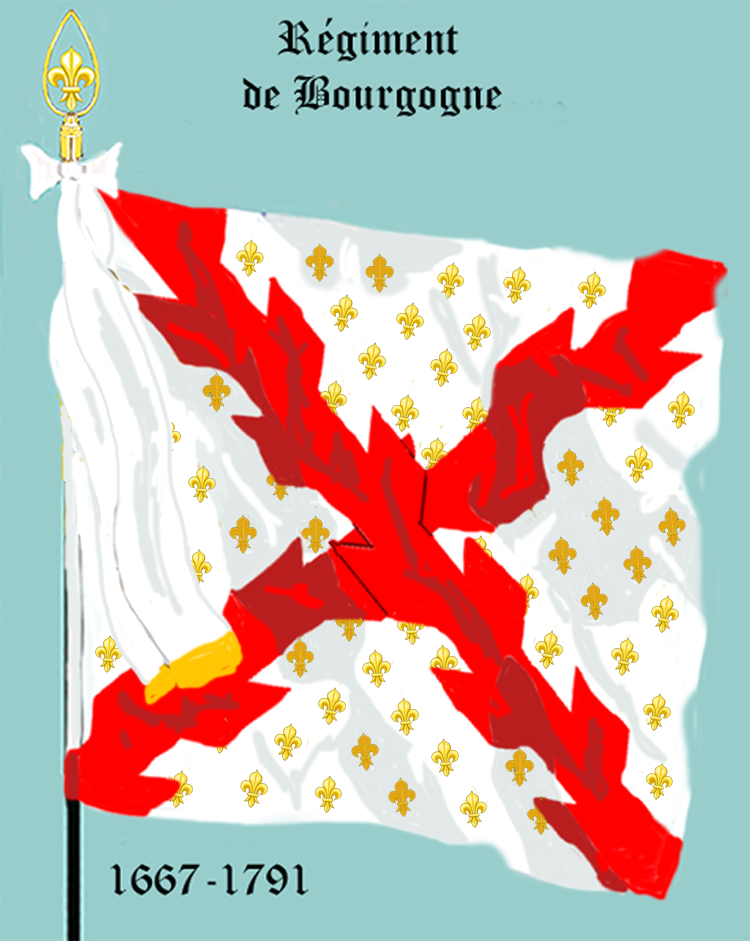
Rég Bourgogne 1667–1791
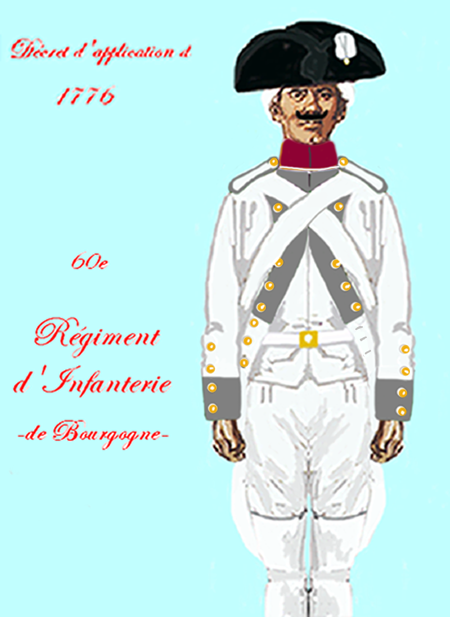
Rég Bourgogne 1776–1779
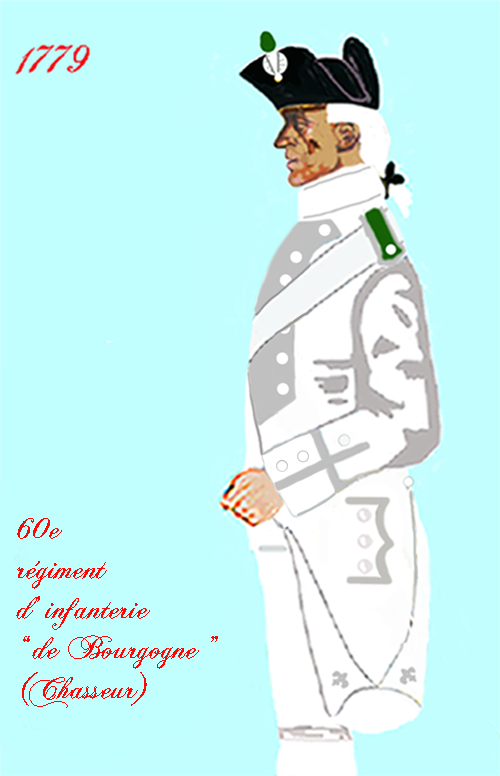
Rég Bourgogne 1779–1791
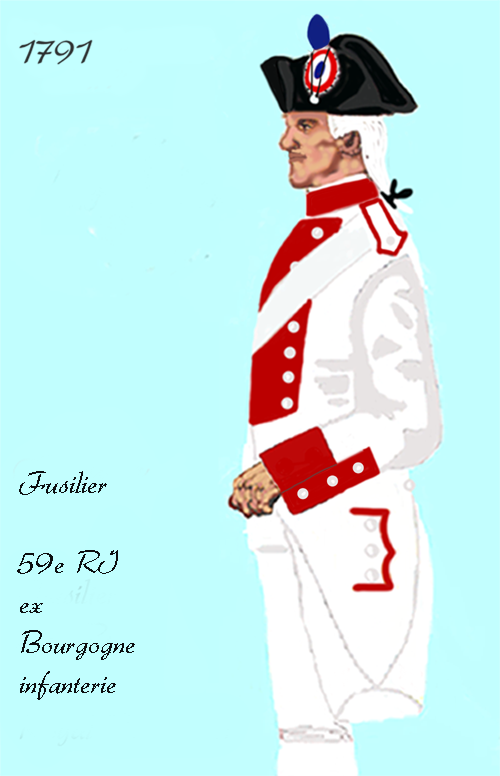
Rég Bourgogne 1791

| I.                                                                            | II. | III.                                                                                          |
| ----------------------------------------------------------------------------- | --- | --------------------------------------------------------------------------------------------- |
| Régiment de Blaisois - In Dienst: 1684 – Eingegliedert 1748 in Rég de Guyenne | Régiment de Blaisois - In Dienst: 1776 – Aufgestellt aus: Rég de Piémont – wurde 1785 zu: Rég de Provence Régiment de Provence – wurde 1791 zu: 4ème régiment d’infanterie de ligne | Régiment de Bourgogne - In Dienst: 1667 – wurde 1791 zu: 59ème régiment d’infanterie de ligne |

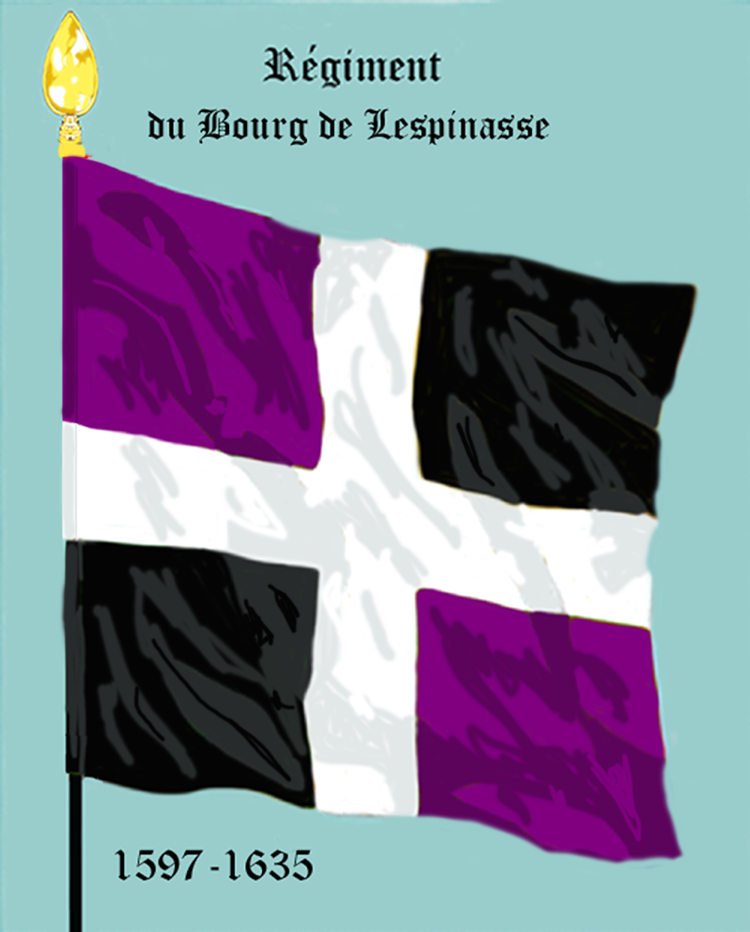
Rég Bourg de Lespinasse & Rég Auvergne
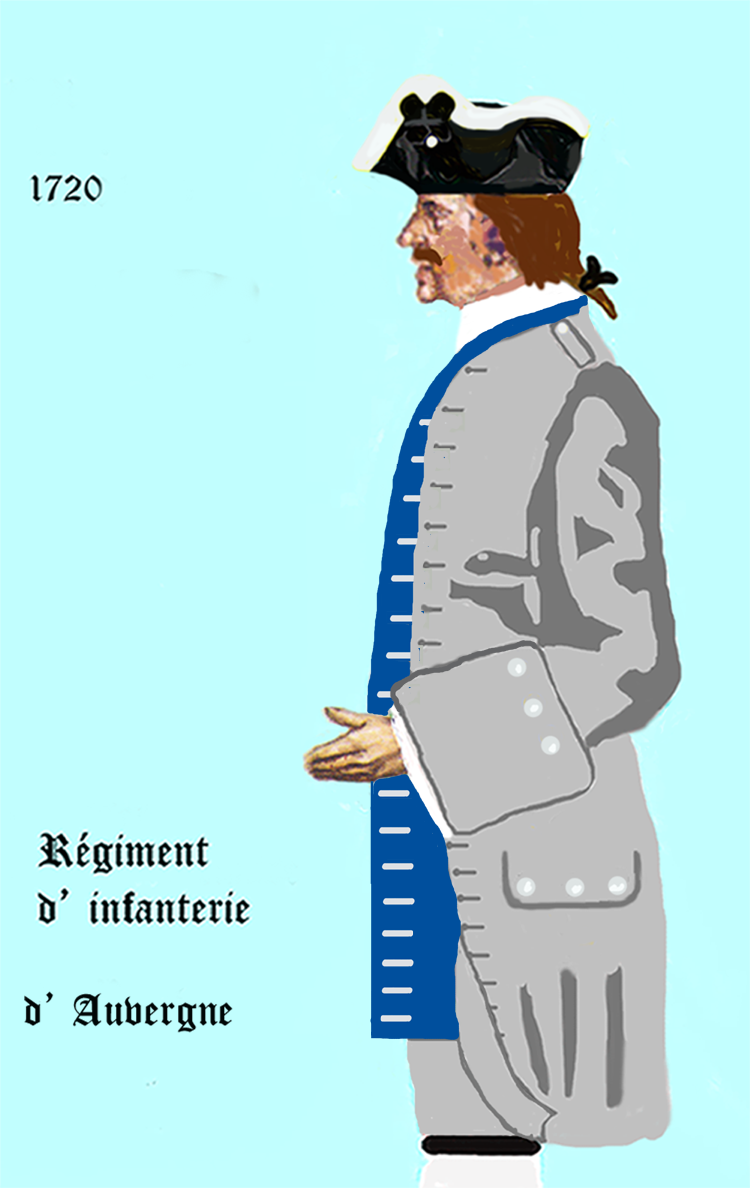
Rég Auvergne 1720
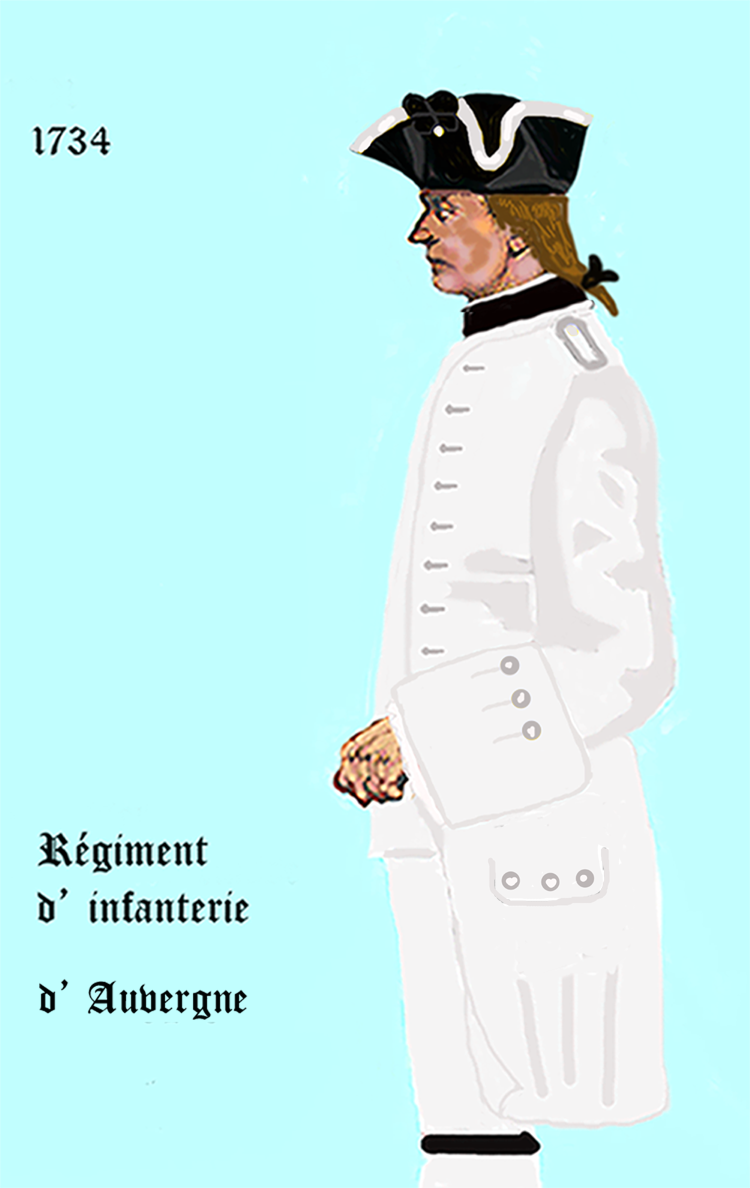
Rég Auvergne 1734
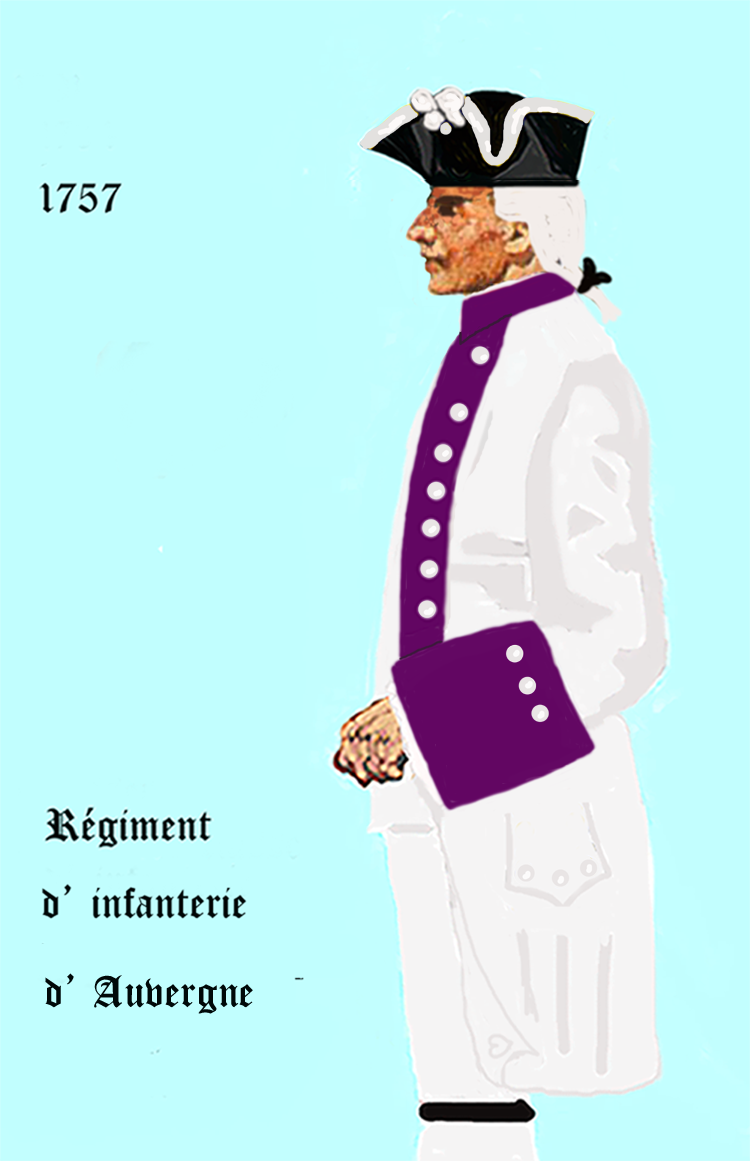
Rég Auvergne 1757
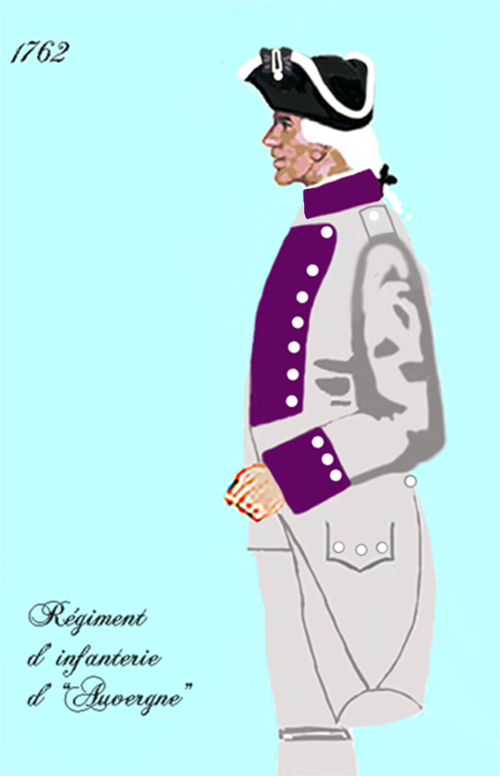
Rég Auvergne 1762
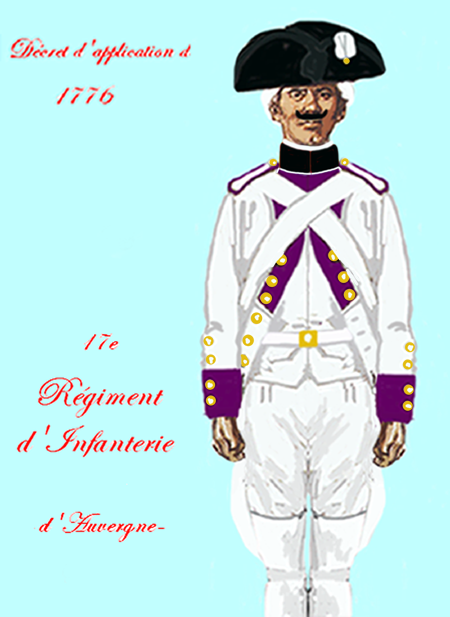
Rég Auvergne 1776–1779
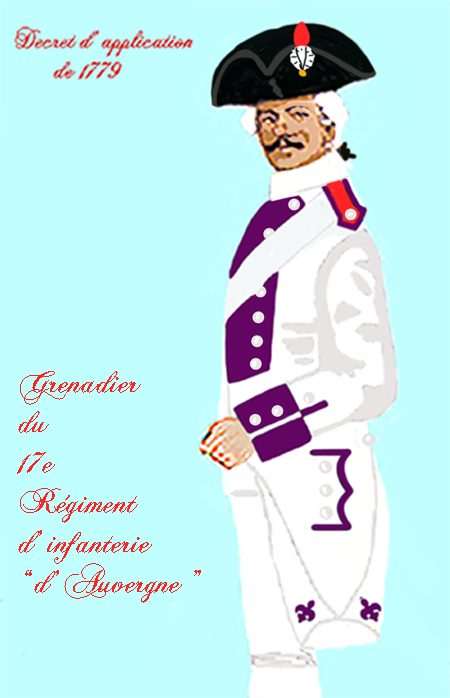
Rég Auvergne 1779–1791
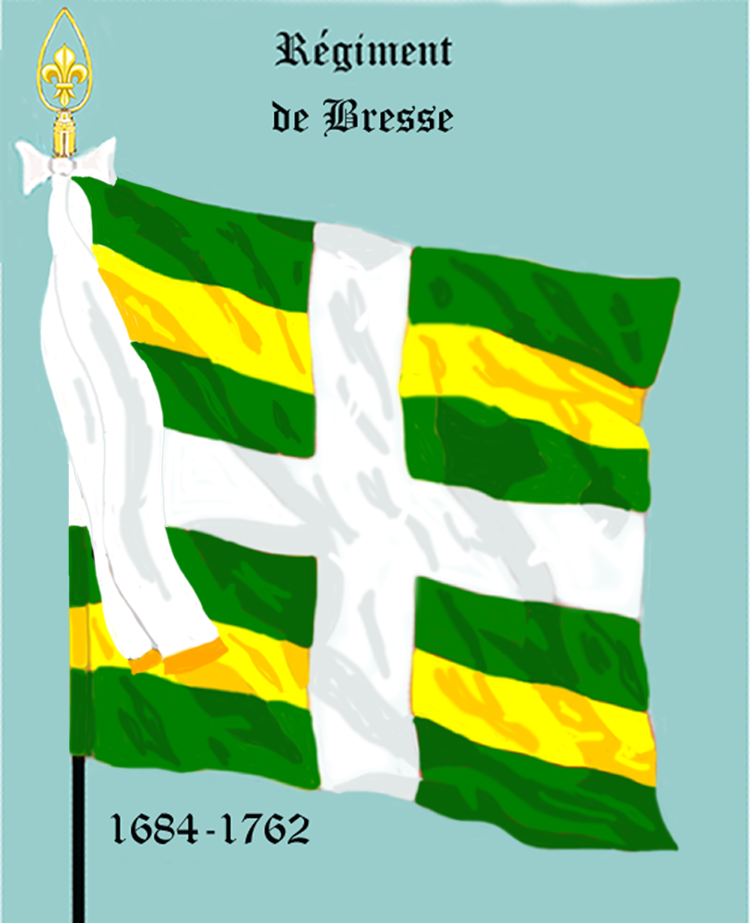
Rég Bresse 1684
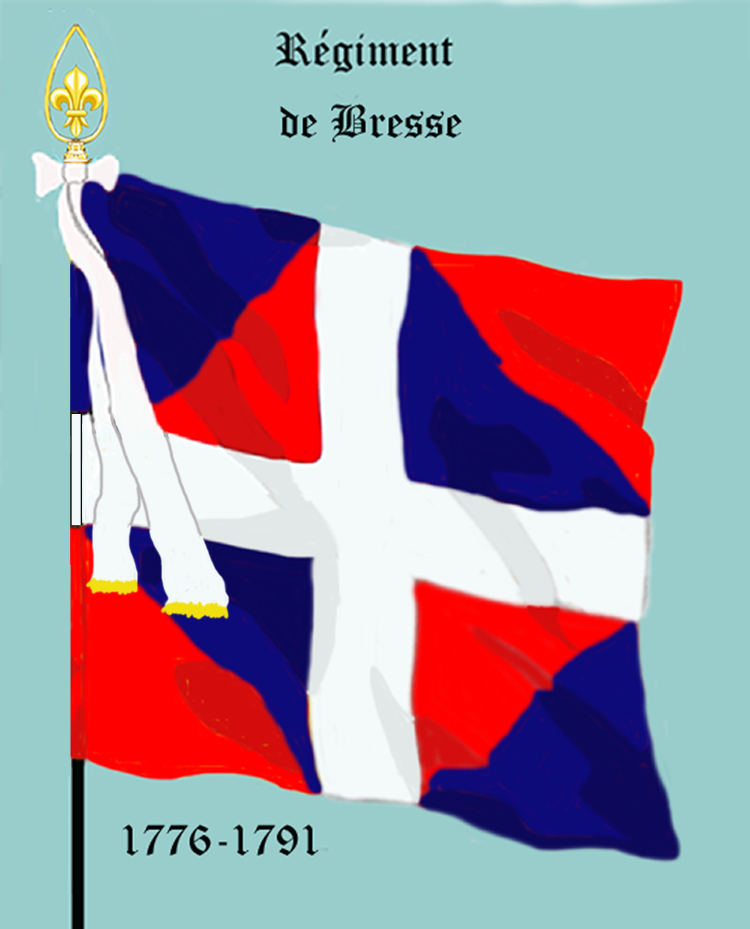
Rég Bresse 1776–1791
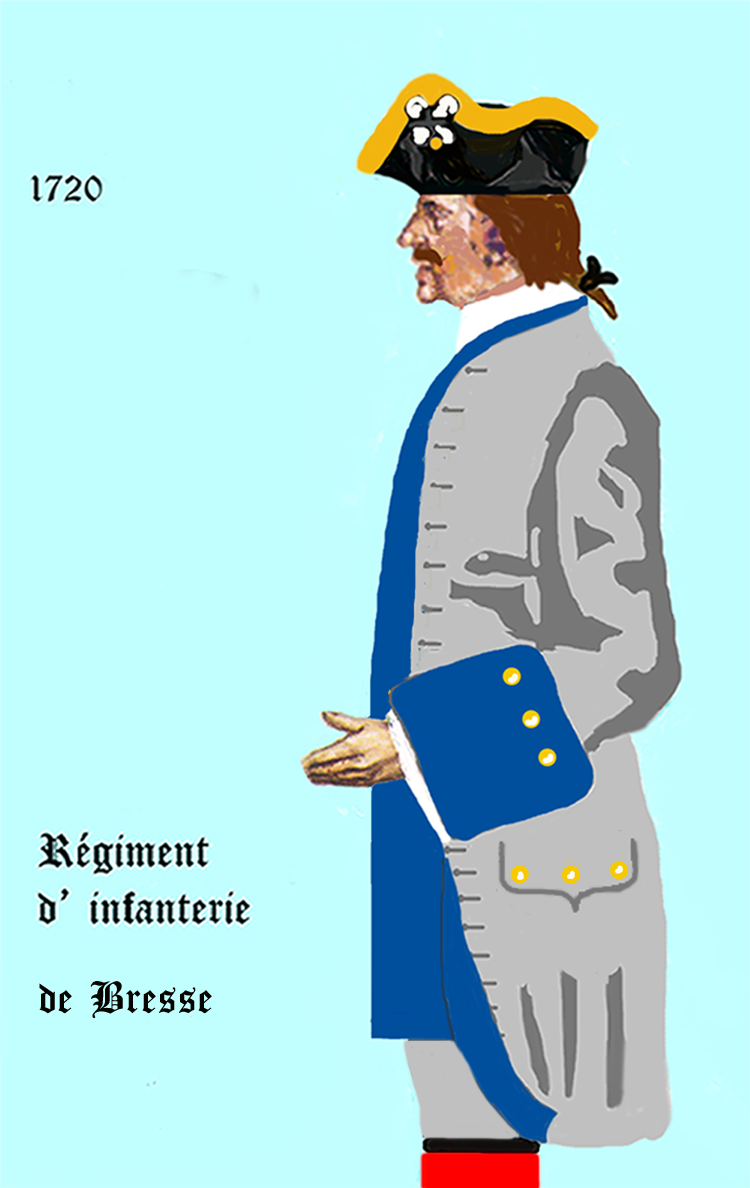
Rég Bresse 1720–1734
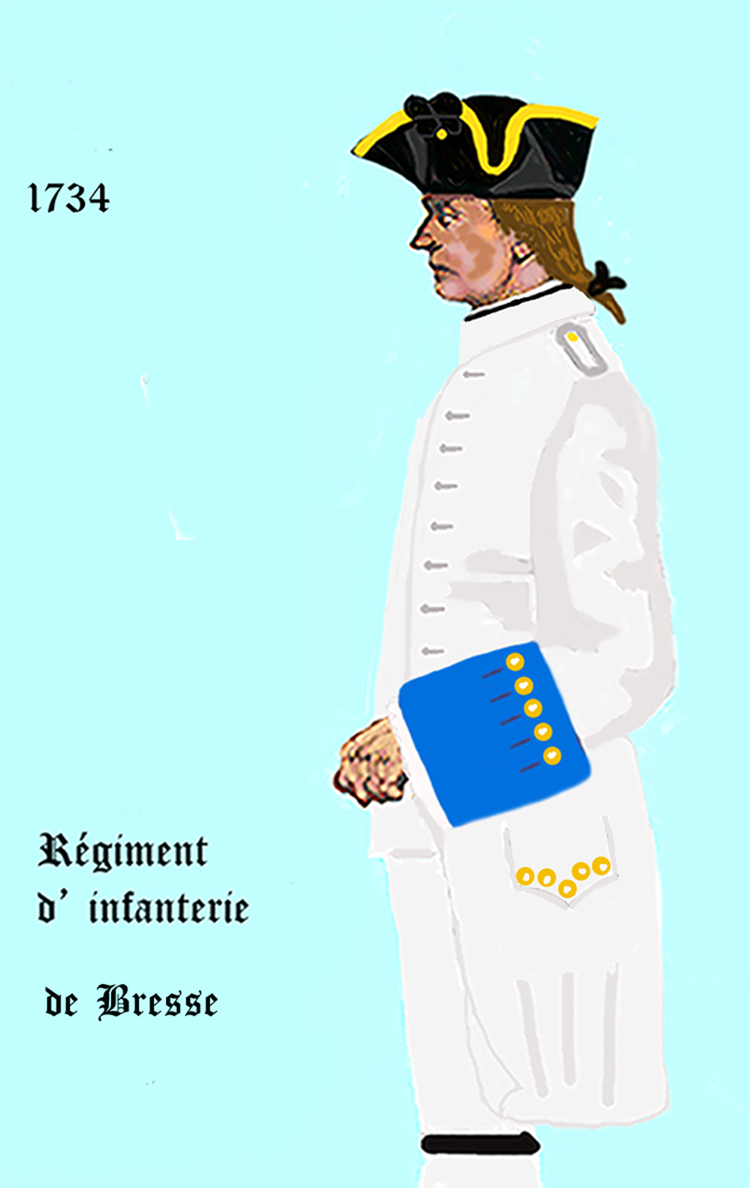
Rég Bresse 1734–1757
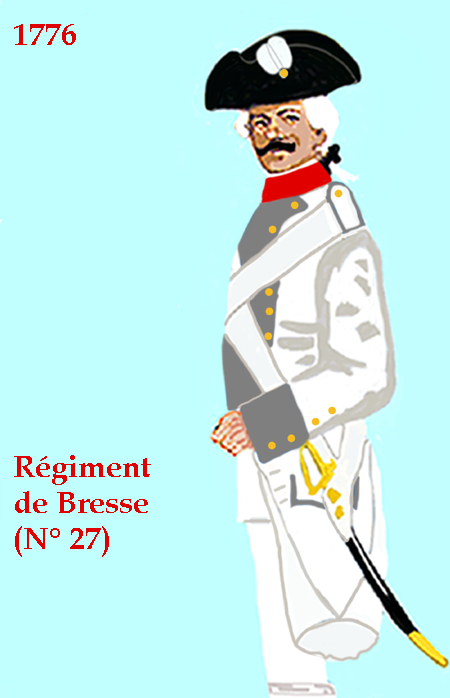
Rég Bresse 1776–1779
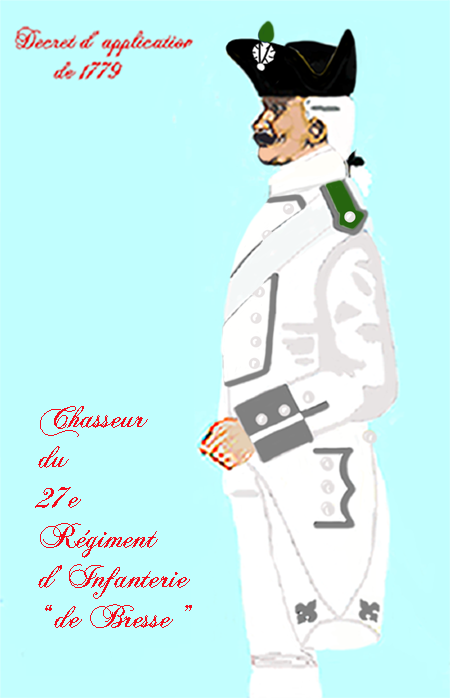
Rég Bresse 1779–1791

| I. | II.                                                    | III. |
| --- | ------------------------------------------------------ | --- |
| Régiment du Bourg de Lespinasse - In Dienst: 1597 – wurde 1635 zu Rég d'Auvergne Régiment d'Auvergne wurde 1791 zu: 17ème régiment d’infanterie de ligne | Régiment de Bresse - In Dienst: 1684 – Aufgelöst: 1762 | Régiment de Bresse - In Dienst: 1776 aus Rég de Poitou – wurde 1791 zu: 26ème régiment d’infanterie de ligne |

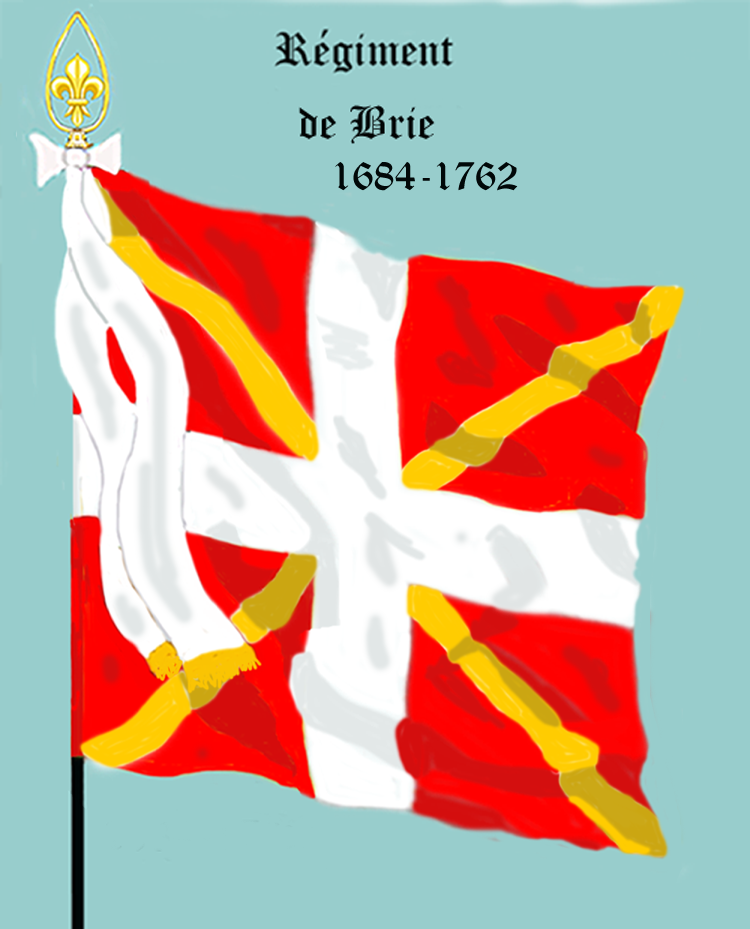
Rég Brie 1684
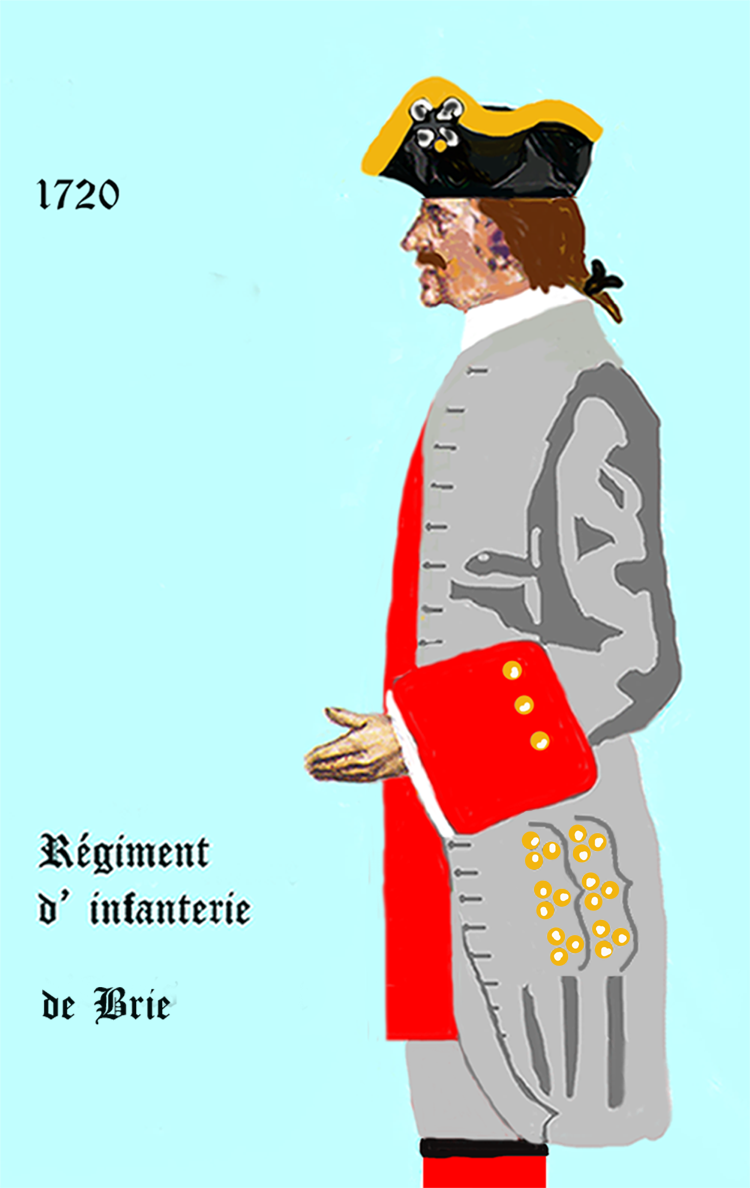
Rég Brie 1720
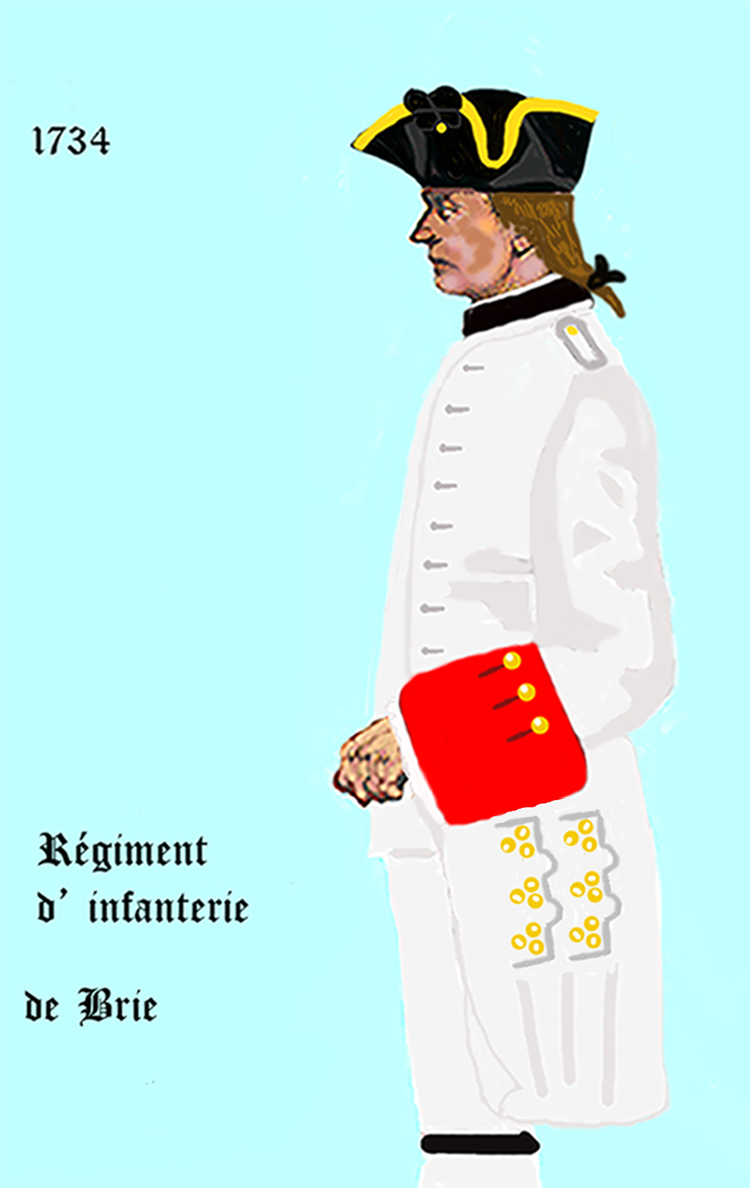
Rég Brie 1734

| I.                                                  | II.                                                                                             | III. |
| --------------------------------------------------- | ----------------------------------------------------------------------------------------------- | ---- |
| Régiment de Brie - In Dienst: 1684 -Aufgelöst: 1762 | Régiment de Bougy - In Dienst: 1652 – wurde 1657 zum Régiment de d'Andonville - Aufgelöst: 1659 |      |

## C

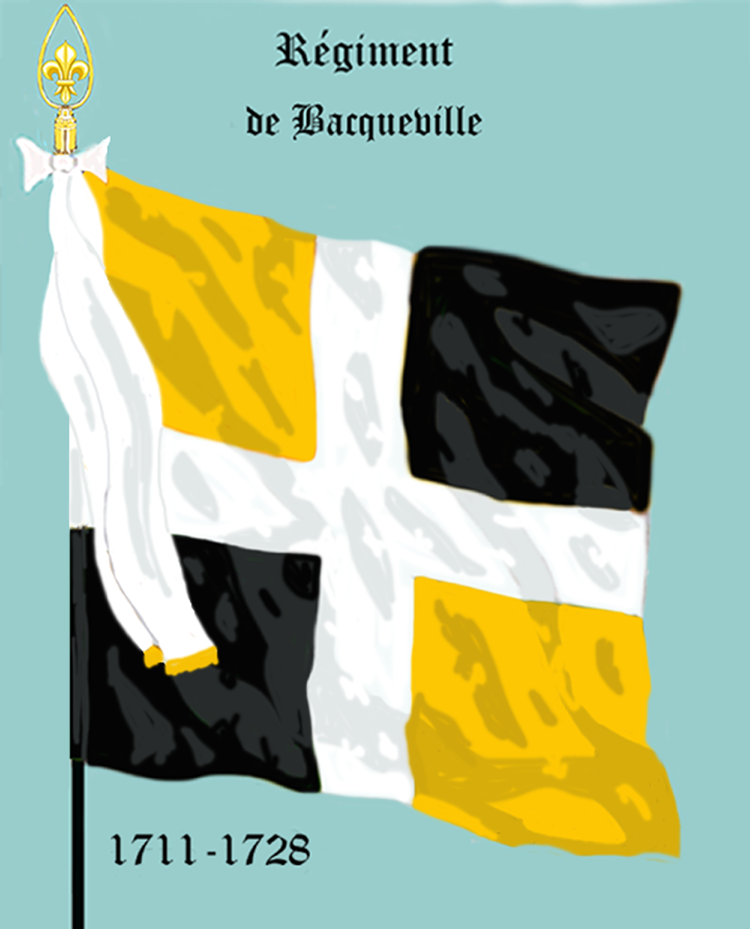
Rég Baqueville und alle Folgeverbände bis Rég Vexin
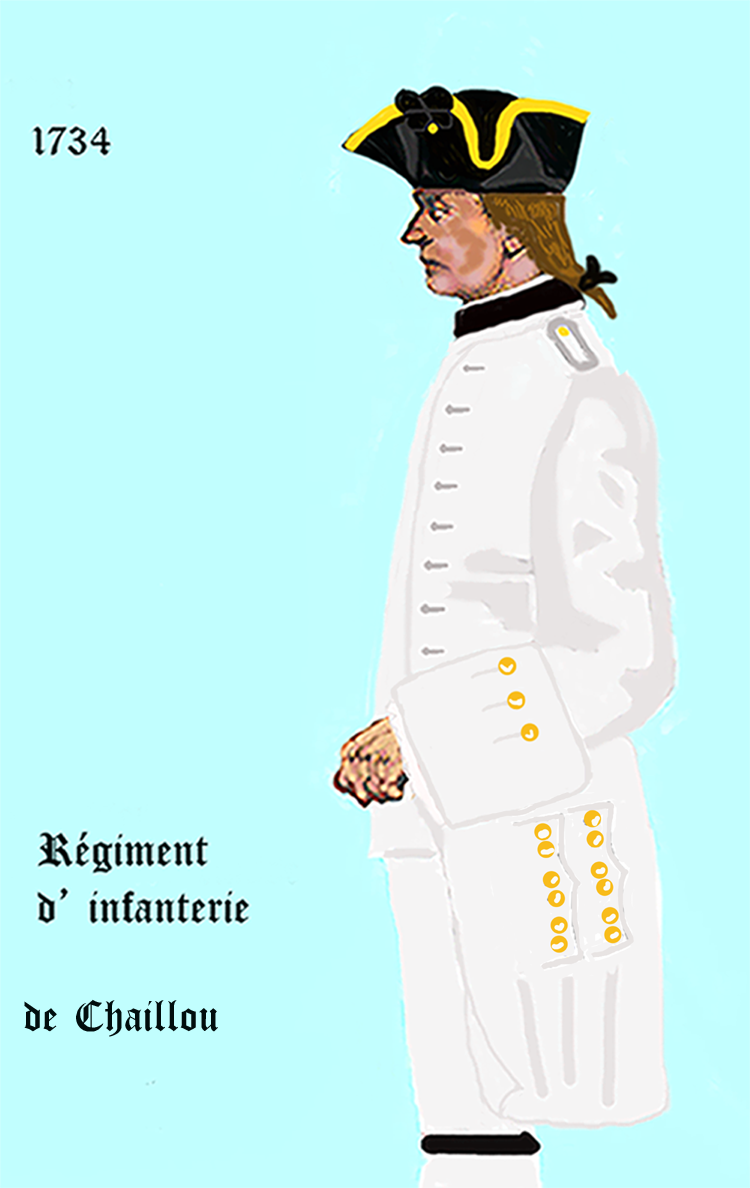
Rég Chaillou 1734
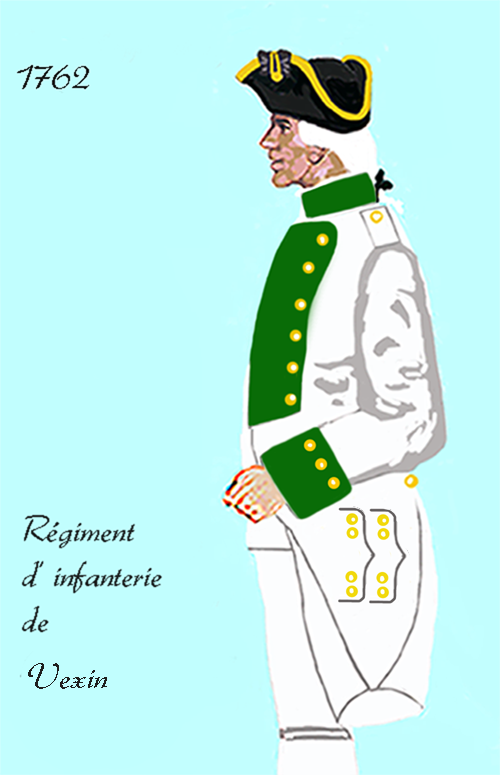
Rég Vexin 1762–1776
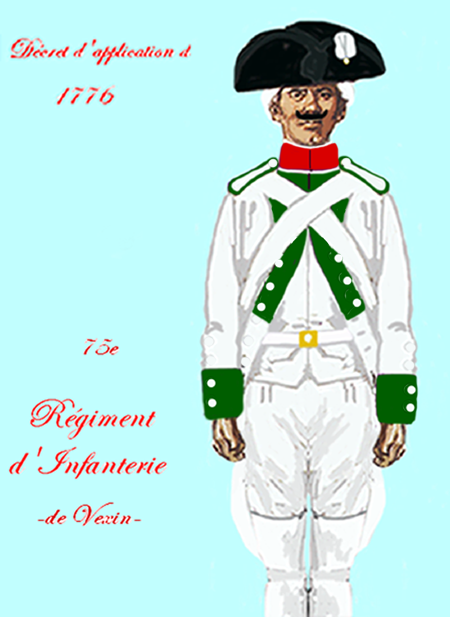
Rég Vexin 1776–1779
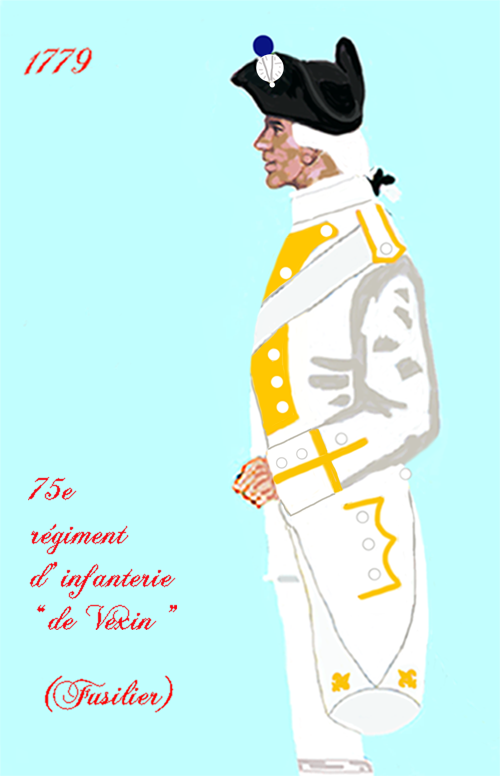
Rég Vexin 1779–1791
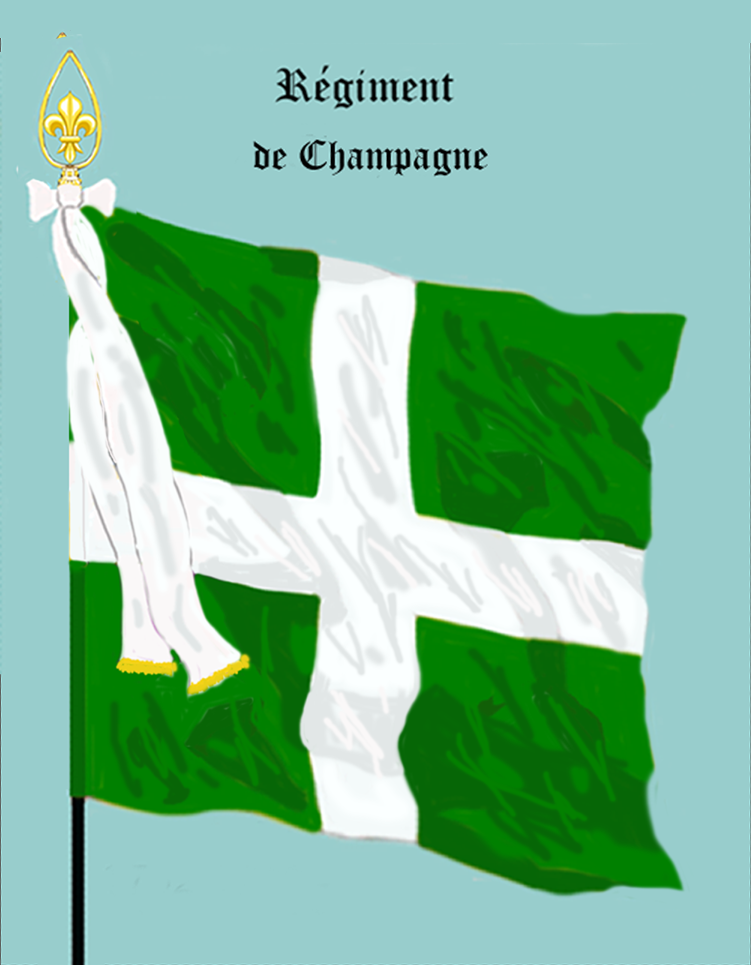
Rég Champagne
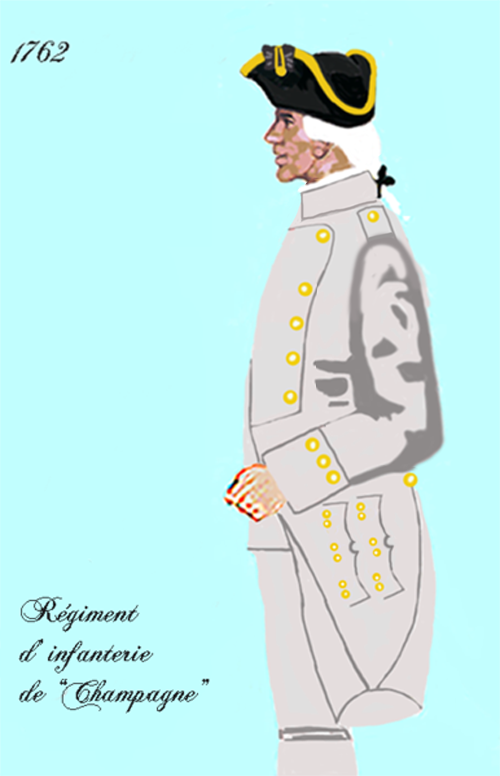
Rég Champagne 1762
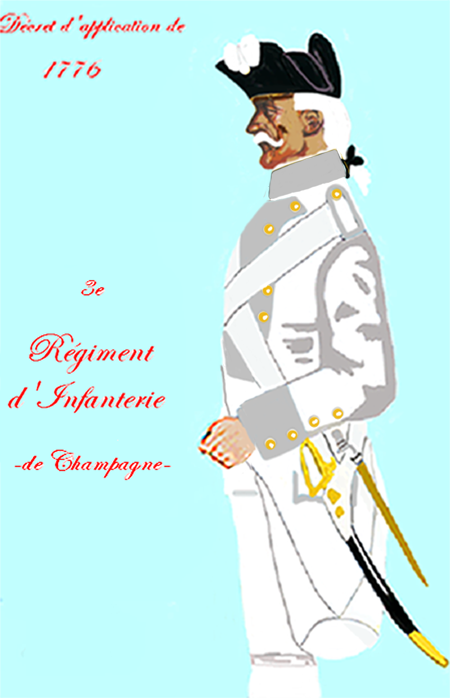
Rég Champagne 1776–1779
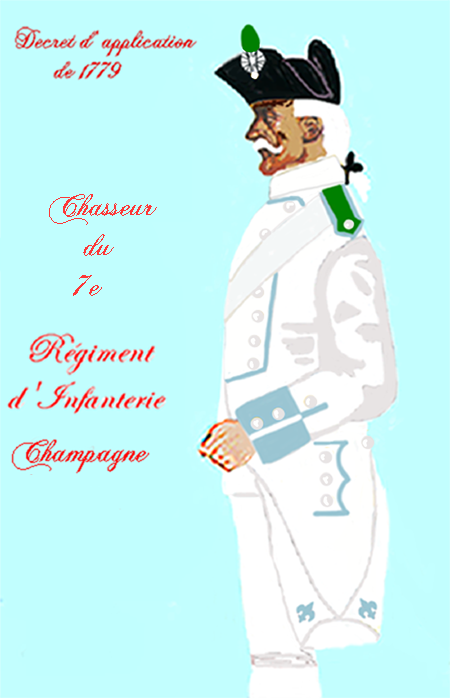
Rég Champagne 1779–1791
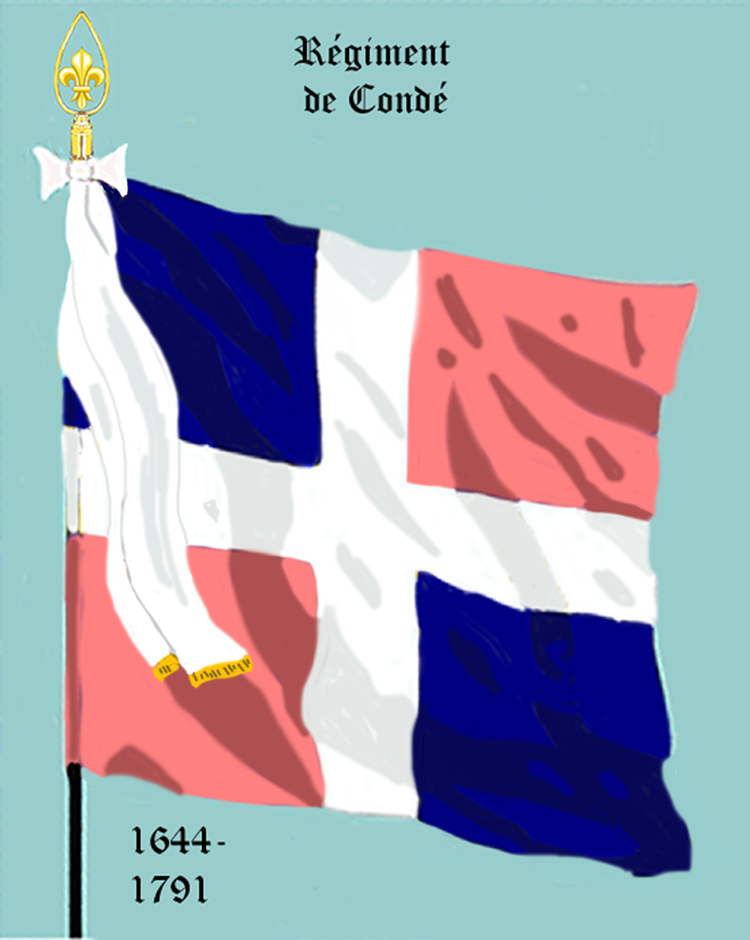
Rég Condé
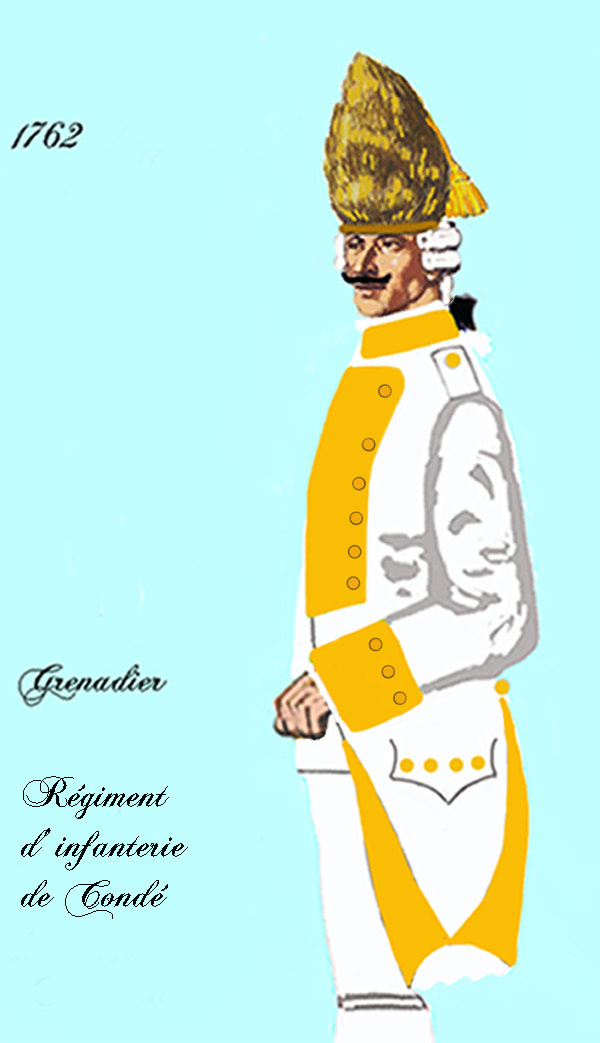
Rég Condé 1762–1776
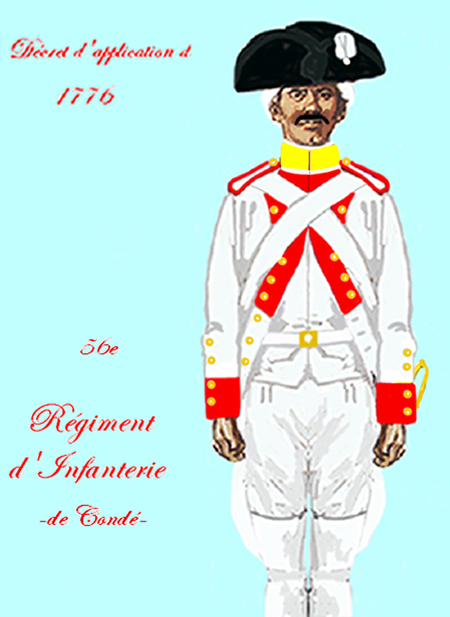
Rég Condé 1776–1779

| I. | II.                                                                                          | III. |
| --- | -------------------------------------------------------------------------------------------- | --- |
| Régiment de Castries - In Dienst: 1674 – wurde 1695 zu: Rég de Morangiès Régiment de Morangiès – wurde 1705 zu: Rég de Louvigny-Gramont Régiment de Louvigny-Gramont – wurde 1711 zu: Rég de Braqueville Régiment de Baqueville – wurde 1728 zu Rég de Trémoille Régiment de La Trémoille – wurde 1731 zu: Rég de Tessé Règiment de Tessé – wurde 1734 zu: Rég de Sanectère Régiment de Sanectère – wurde 1739 zu: Rég de Chaillou Régiment de Chaillou – wurde 1743 zu Rég Ségur Régiment de Ségur – wurde 1745 zu Rég de Gensac Régiment de Gensac – wurde 1748 zu: Rég de Vastan Régiment de Vastan – wurde 1761 zu: Rég de Bouillé Régiment de Bouillé – wurde 1762 zu: Rég de Vexin Régiment de Vexin – wurde 1791 zu: 72ème régiment d’infanterie de ligne | Régiment de Champagne - In Dienst: 1559 – wurde 1791 zu: 7ème régiment d’infanterie de ligne | Régiment de Condé - In Dienst – 1644 – Aufgelöst: 1650 - Reaktiviert: 1651 – Aufgelöst: 1651 - Reaktiviert: 1659 – wurde 1791 zu: 55ème régiment d’infanterie de ligne |

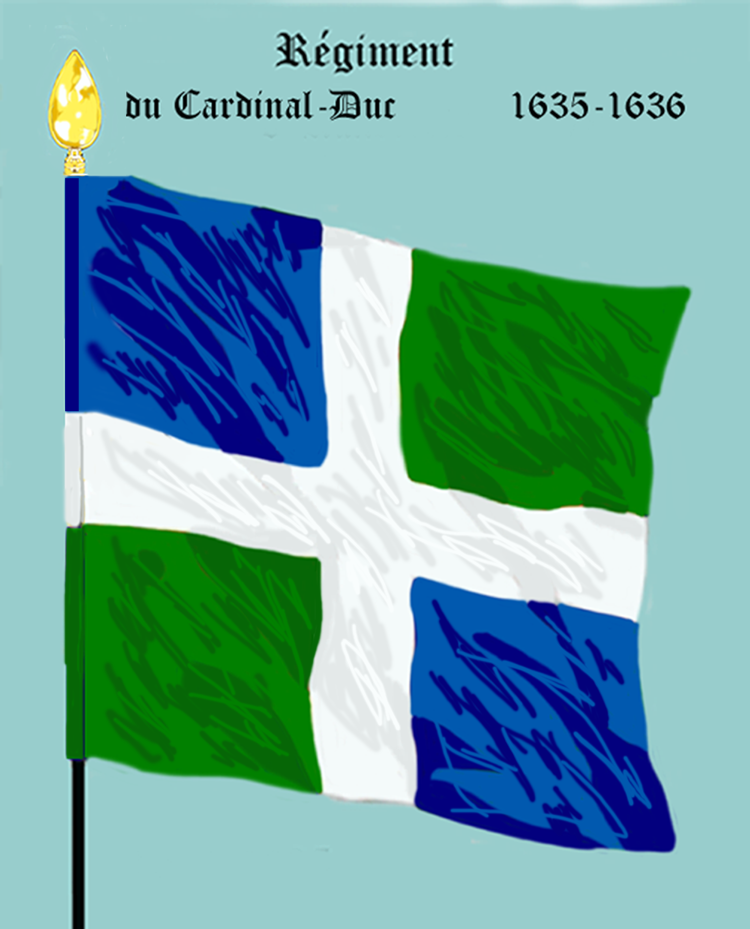
Rég Cardinal-Duc
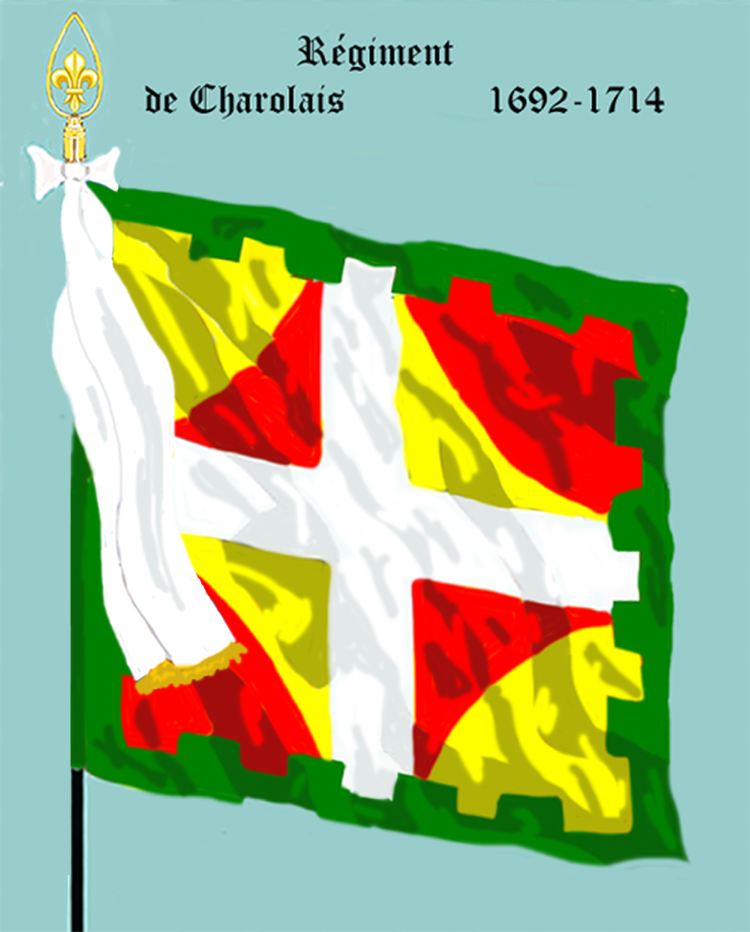
Rég Charolais
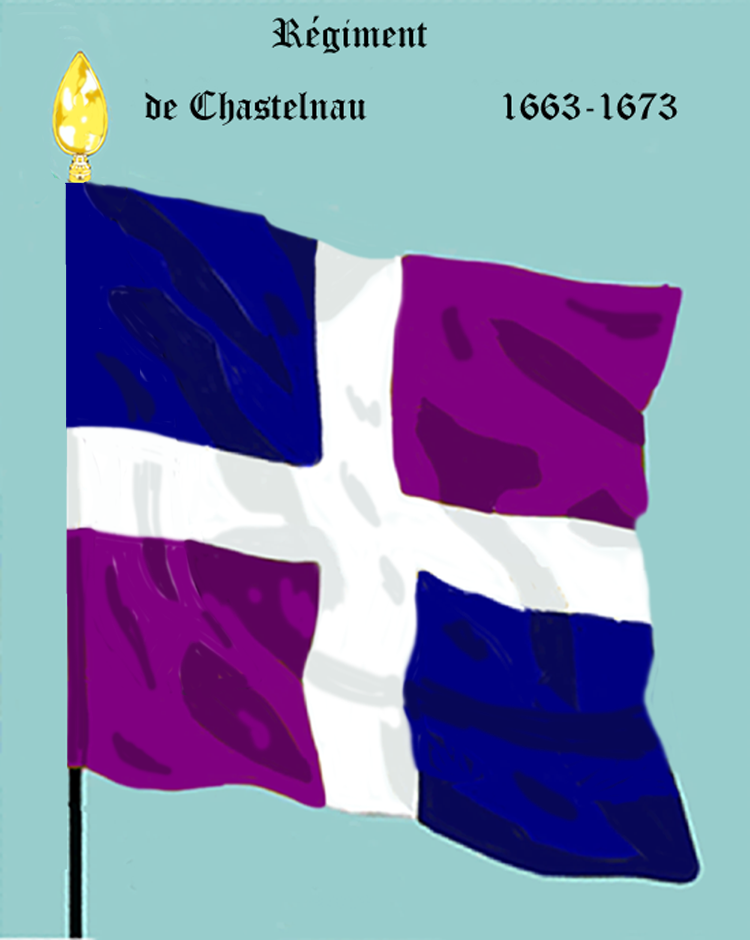
Rég Chastelnau

| I.                                                                                        | II.                                                       | III.                                                                               |
| ----------------------------------------------------------------------------------------- | --------------------------------------------------------- | ---------------------------------------------------------------------------------- |
| Régiment de Cardinal Duc - In Dienst: 1635 – Eingegliedert 1636 in: Régiment de La Marine | Régiment de Charolais - In Dienst: 1692 – Aufgelöst: 1714 | Régiment de Castelnau - In Dienst:1663 – Eingegliedert 1673 in: Rég de Bourbonnais |

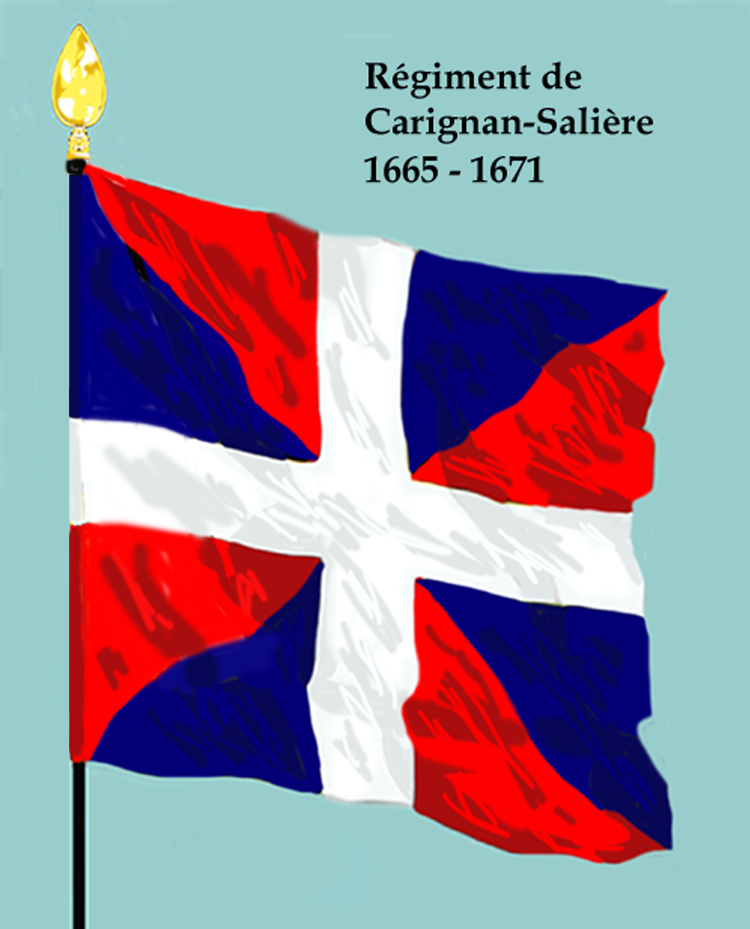
Rég Carignan-Salières
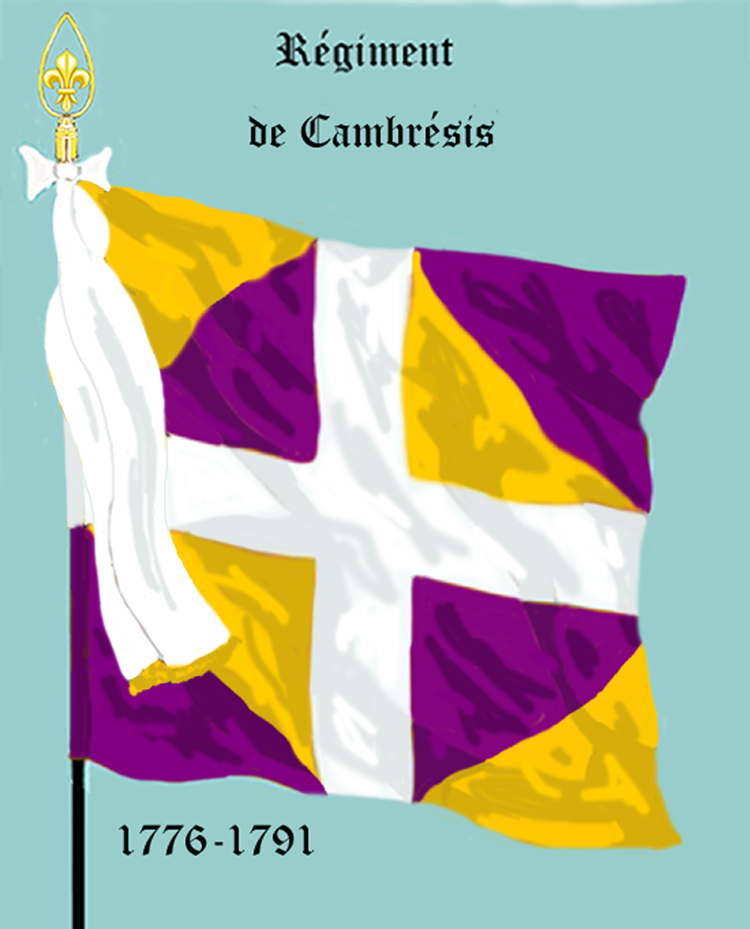
Rég Cambrésis
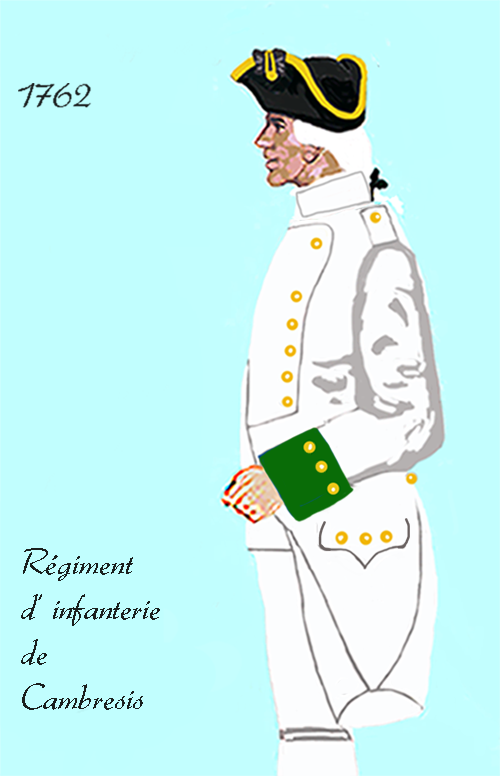
Rég Cambrésis 1762–1767
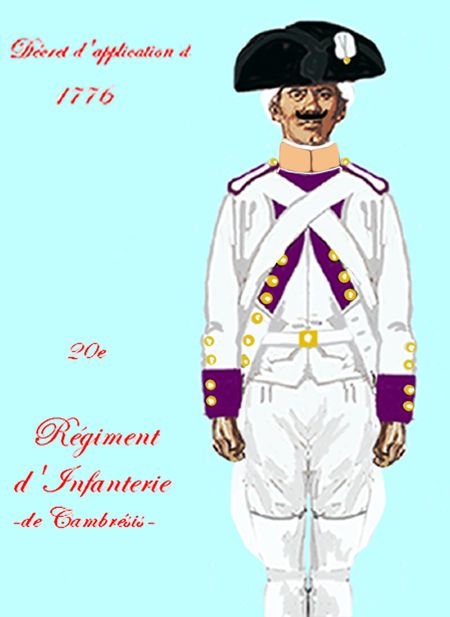
Rég Cambrésis 1776–1779
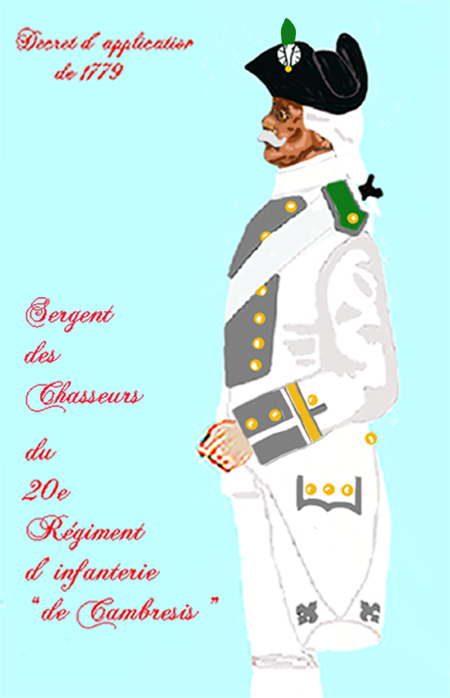
Rég Cambresis 1779–1791
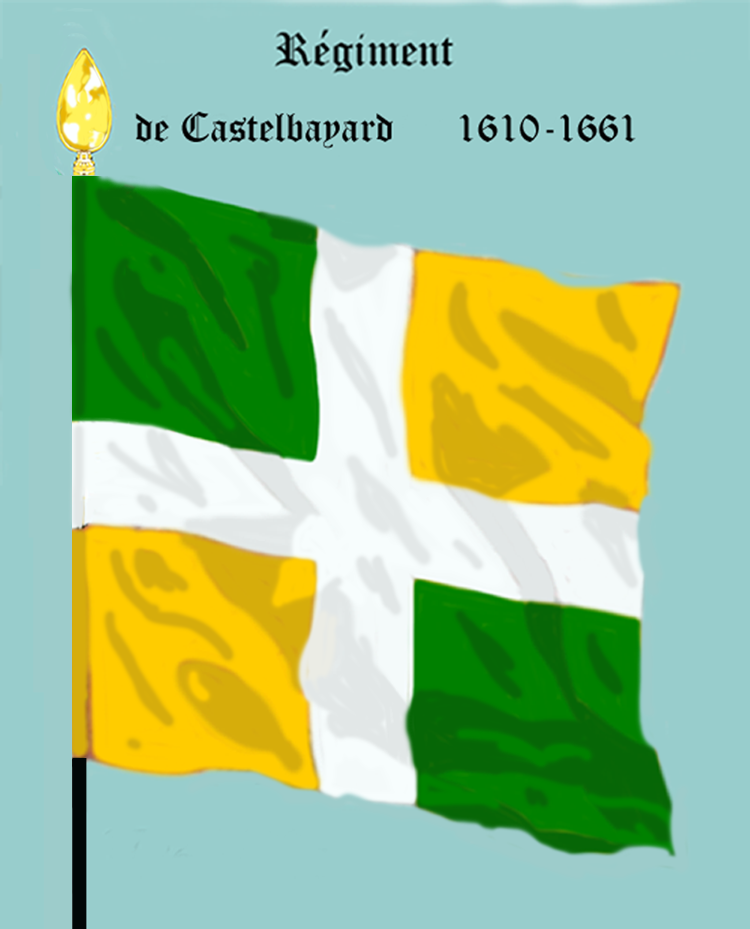
Rég Castelbayard & alle Folgeverbände bis Rég Aunis
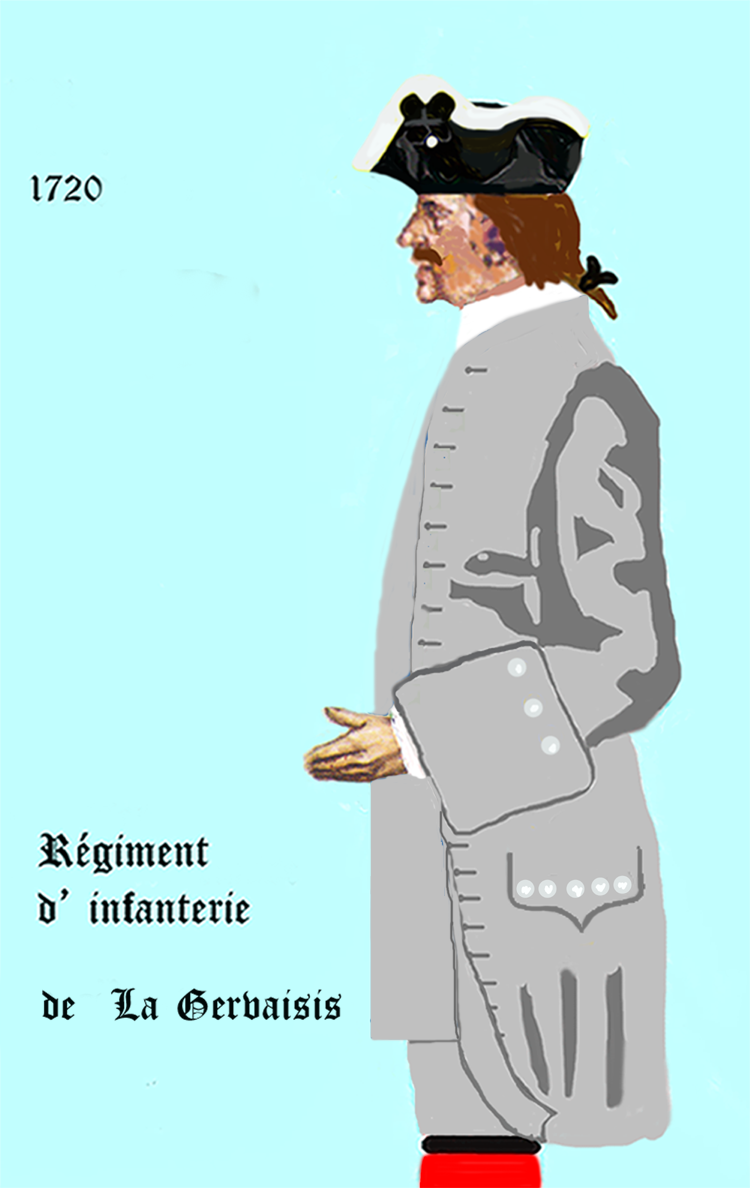
Rég Gervaisis 1720
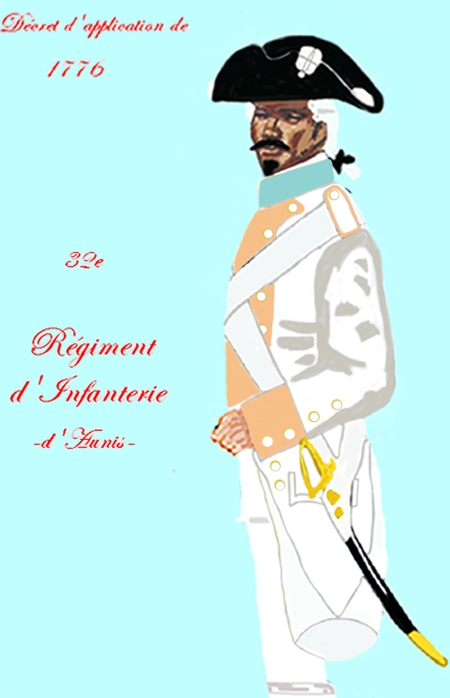
Rég Aunis 1776–1779
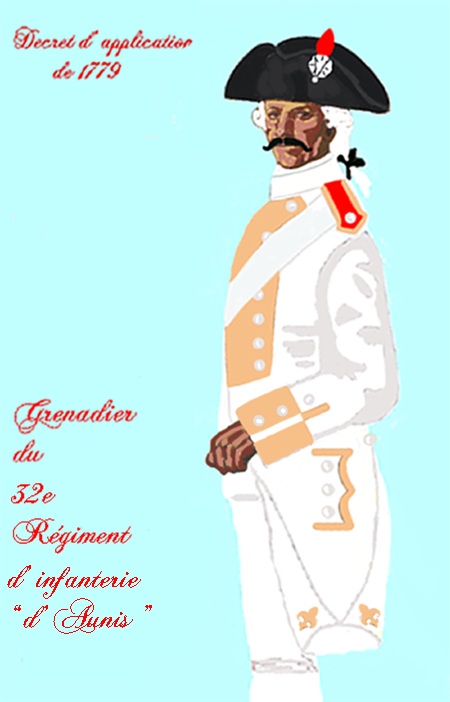
Rég Aunis 1779–1791
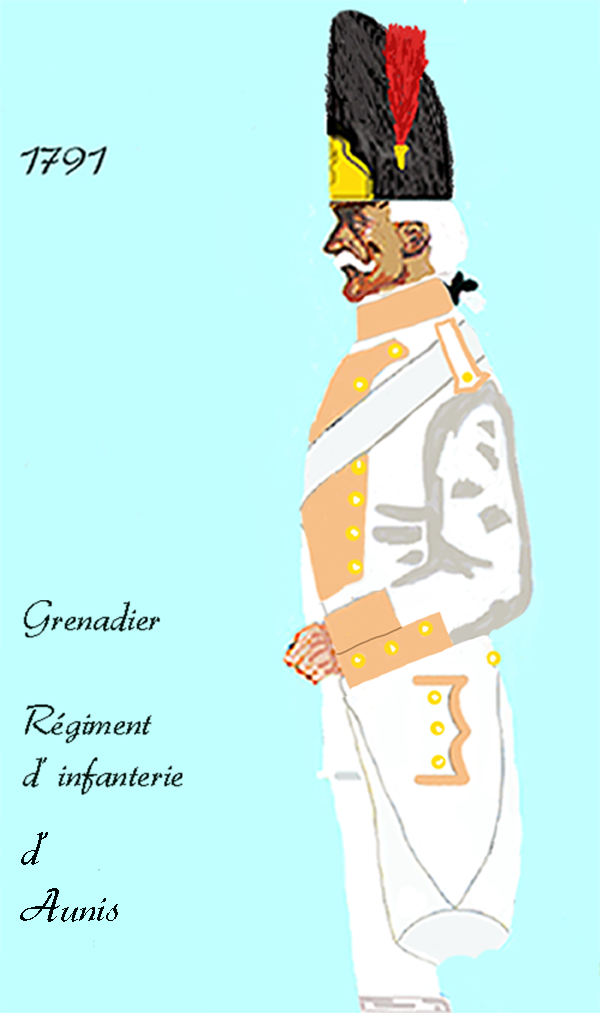
Rég Aunis 1791

| I.                                                                                       | II. | III. |
| ---------------------------------------------------------------------------------------- | --- | --- |
| Régiment de Carignan-Salières - In Dienst: 1665 – Eingegliedert 1671 in: Rég de Soissons | Régiment de Cambresis - In Dienst:1776 – Aufgestellt aus: Rég de Flandre – wurde 1791 zu: 20ème régiment d’infanterie de ligne | Régiment de Castelbayard - In Dienst: 1610 – wurde 1661 zu: Rég de Montausier Régiment de Montausier – wurde 1665 zu: Rég d'Uzes Régiment d'Uzés – wurde 1702 zu: Rég de Gondrin Régiment de Gondrin – wurde 1712 zu: Rég de Gervaisis Régiment de Gervaisis – wurde 1724 zu: Rég d'Epernon Régiment d'Epernon – wurde 1743 zu: Rég d'Antin Régiment d'Antin – wurde 1745 zu: Rég de Montboissier Régiment de Montboissier – wurde 1751 zu Rég de Joyeuse Régiment de Joyeuse – wurde 1755 zu: Rég de Vaubecourt Régiment de Vaubecourt – wurde 1763 zu Rég d'Aunis (gab 1776 das 2. + 4 Bataillon an Régiment de Bassigny ab) Régiment d'Aunis – wurde 1791 zu: 31ème régiment d’infanterie de ligne |

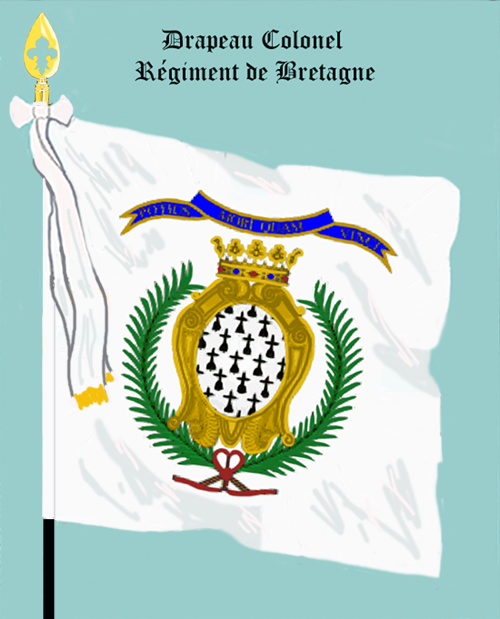
Leibfahne des Rég de Bretagne
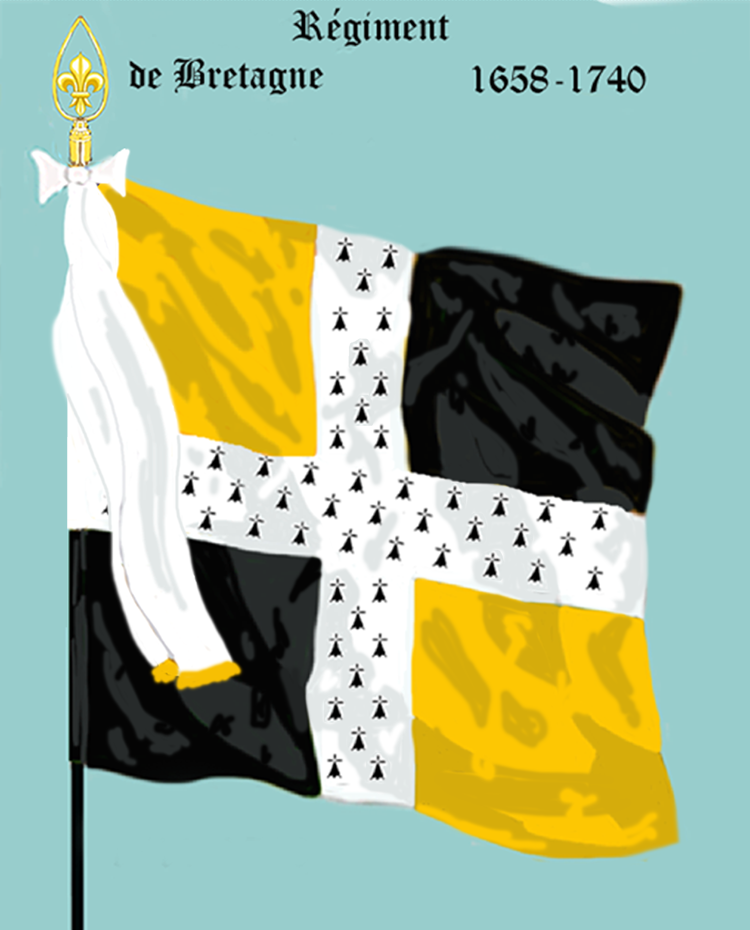
Bretagne 1658–1740
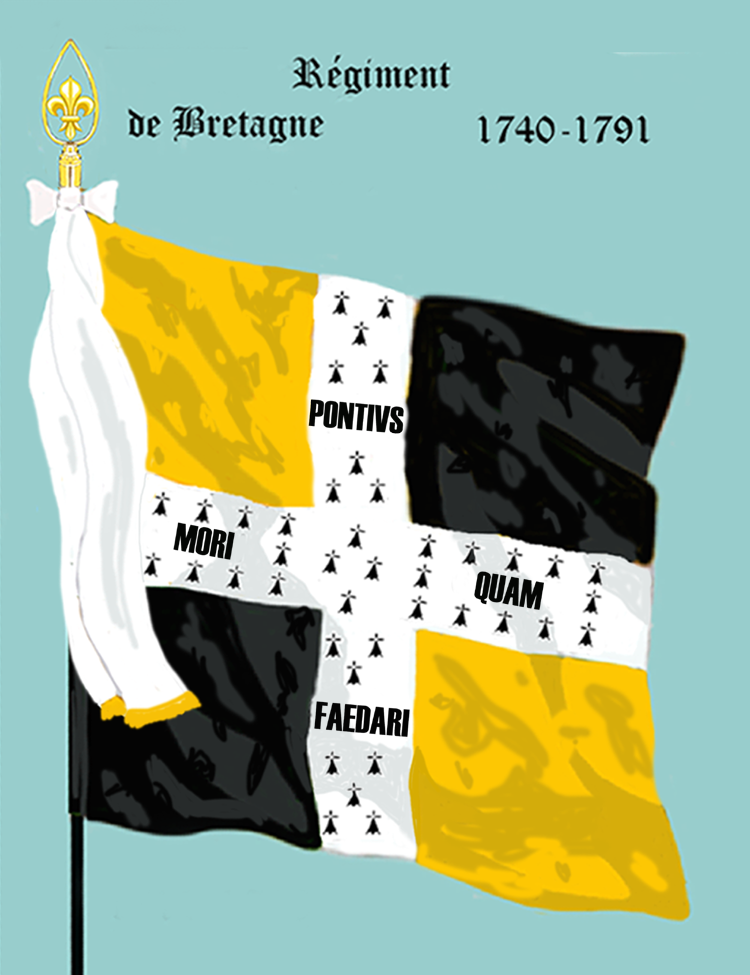
Bretagne 1740–1791
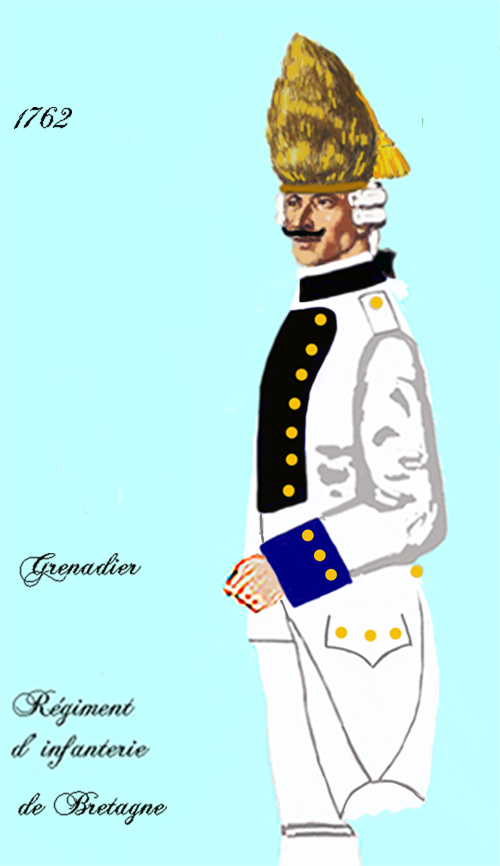
Bretagne 1762–1767
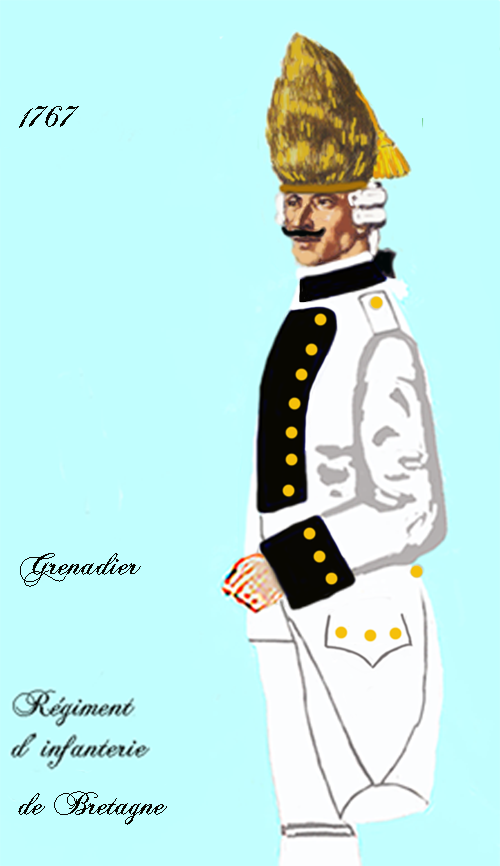
Bretagne de 1767–1767
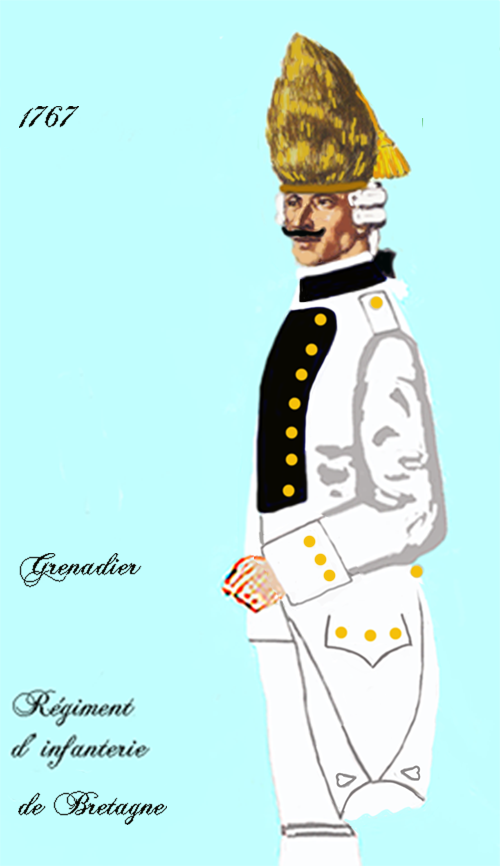
Bretagne de 1767–1776
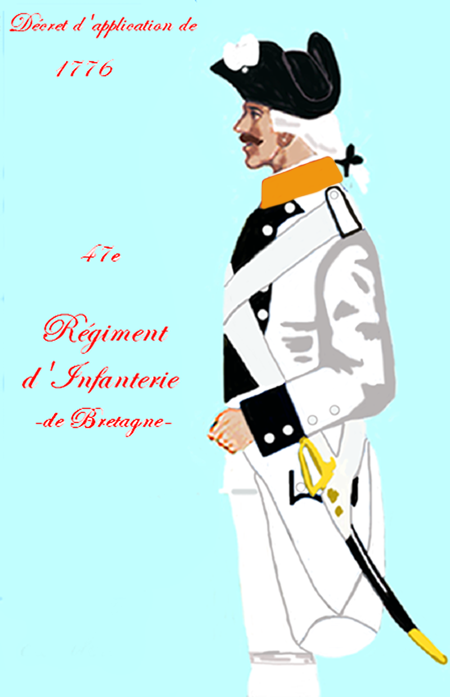
Rég Bretagne 1776–1779
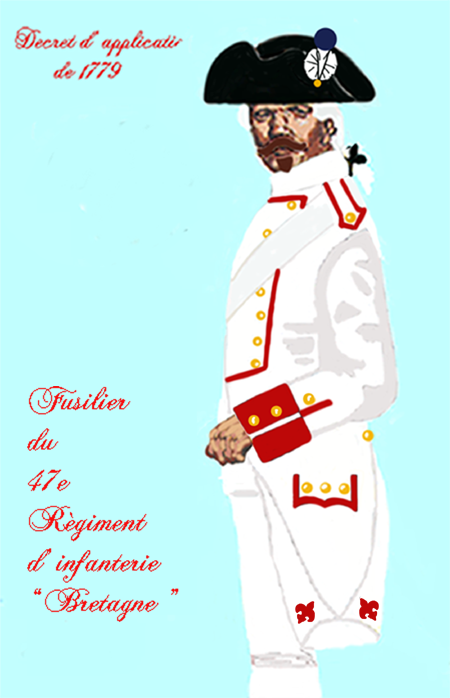
Rég Bretagne 1779–1791
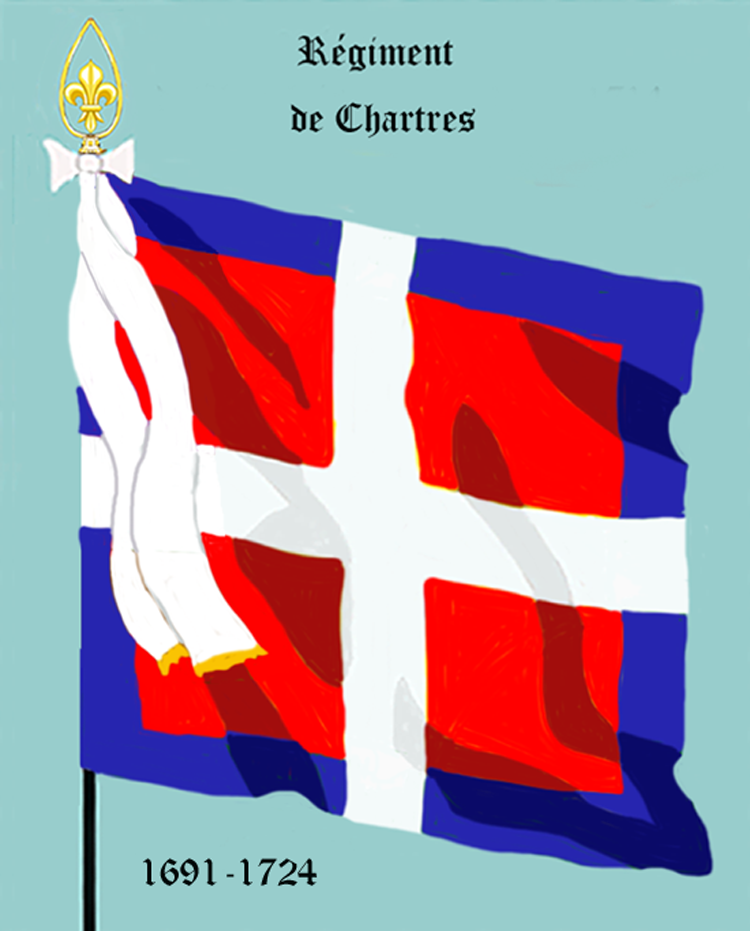
Rég Chartres & Etampes
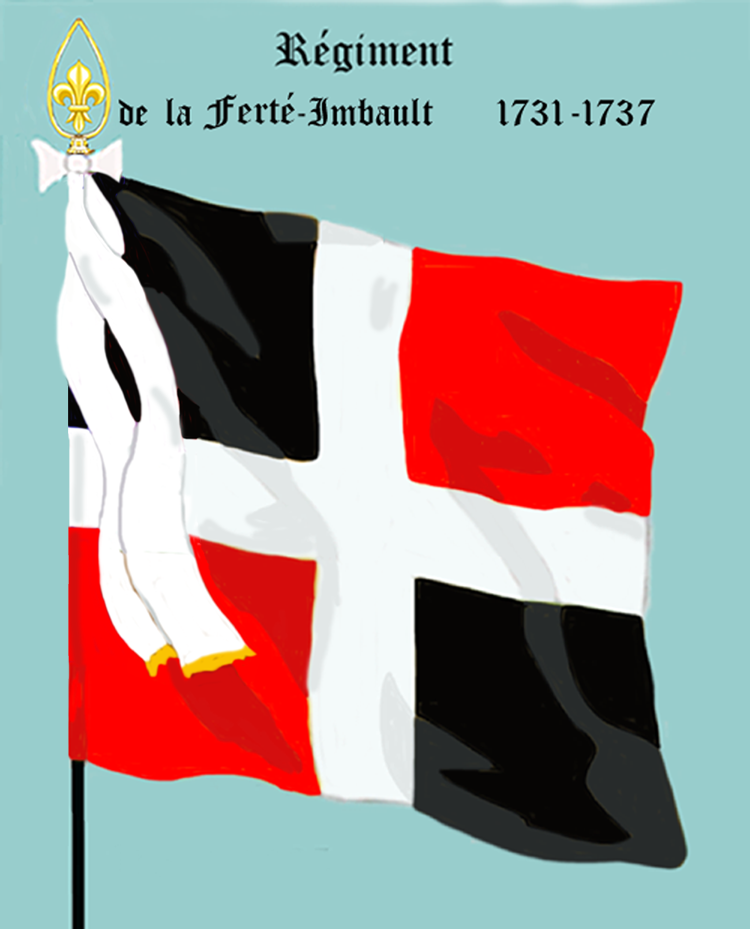
Rég La Ferté-Imbault
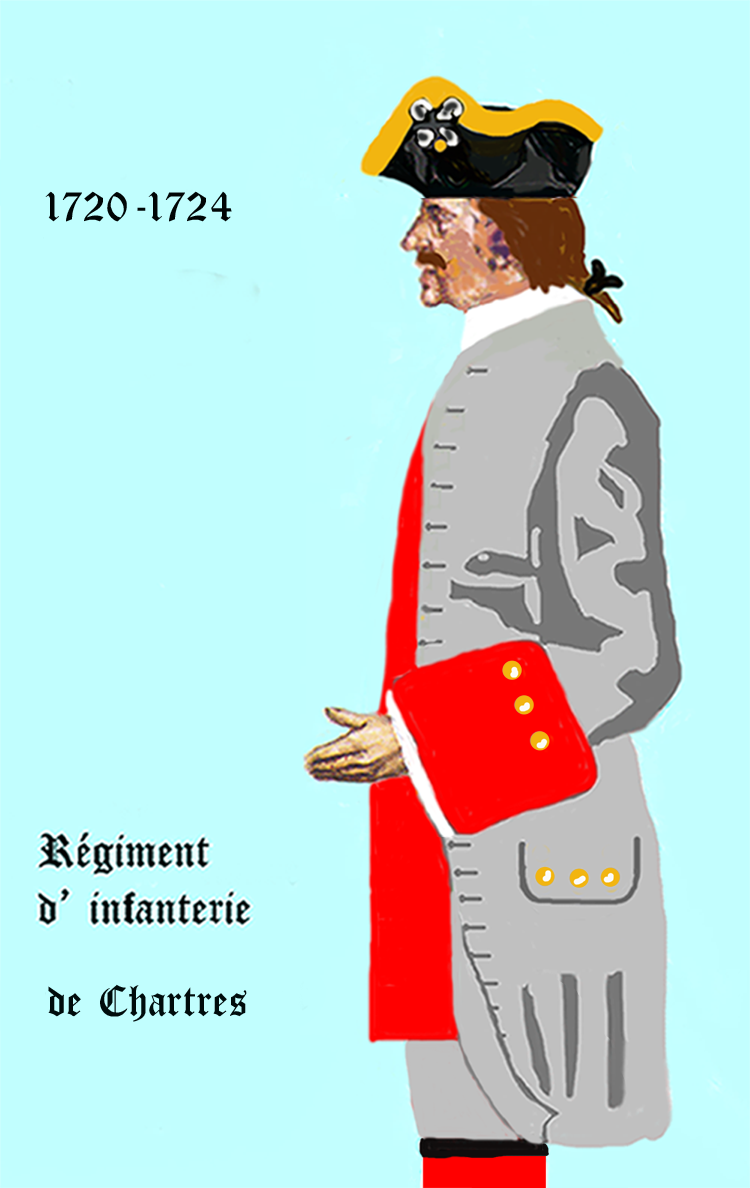
Rég Chartres 1720–1724
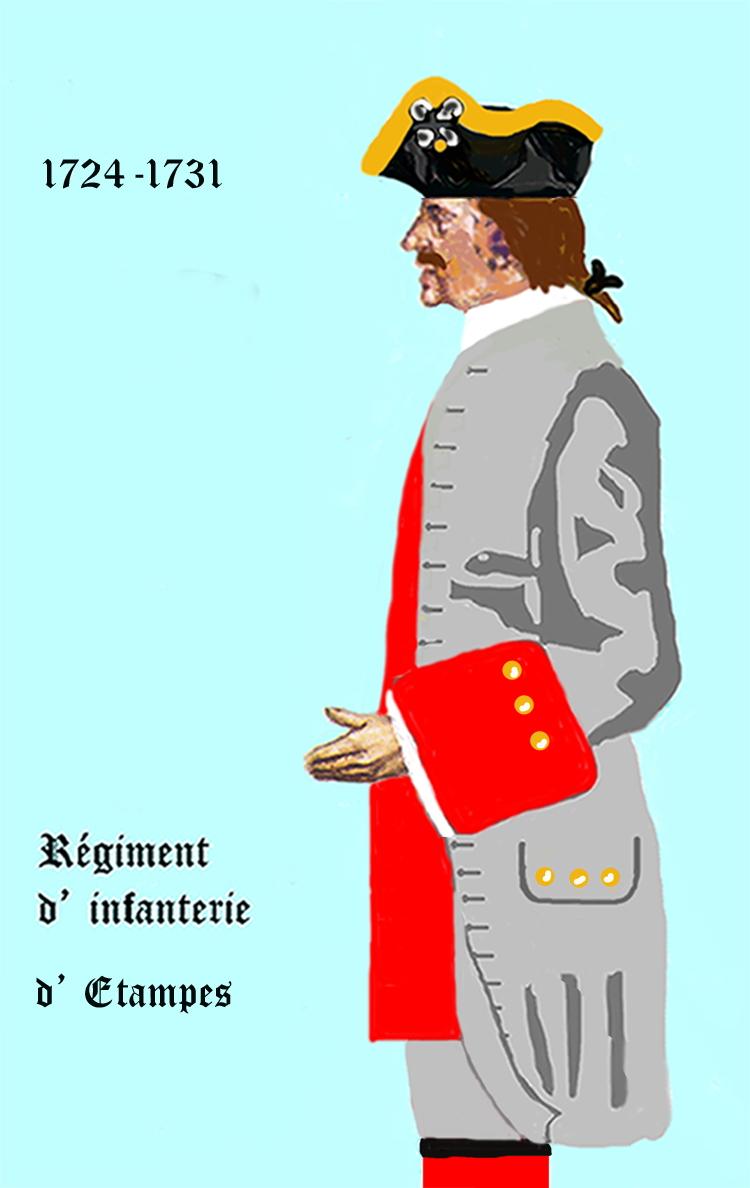
Rég Etampes 1724–1731
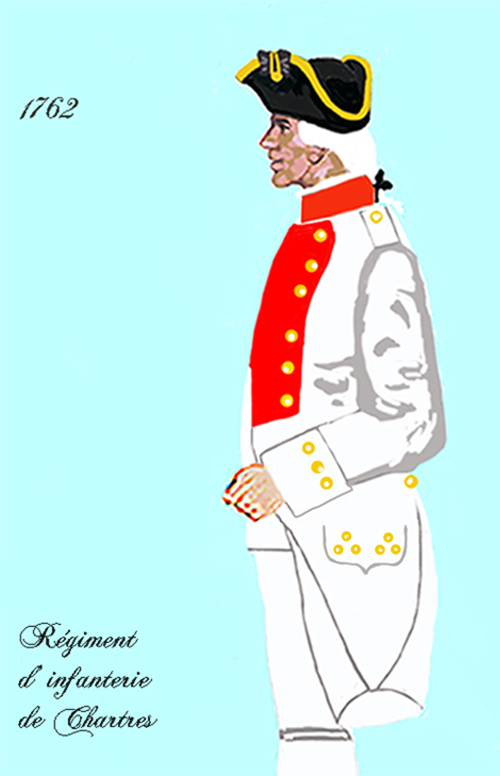
Rég Chartres 1762–1776
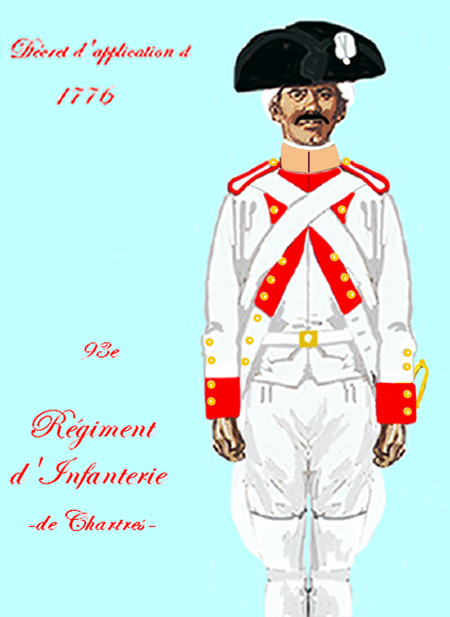
Rég Chartres 1776–1779
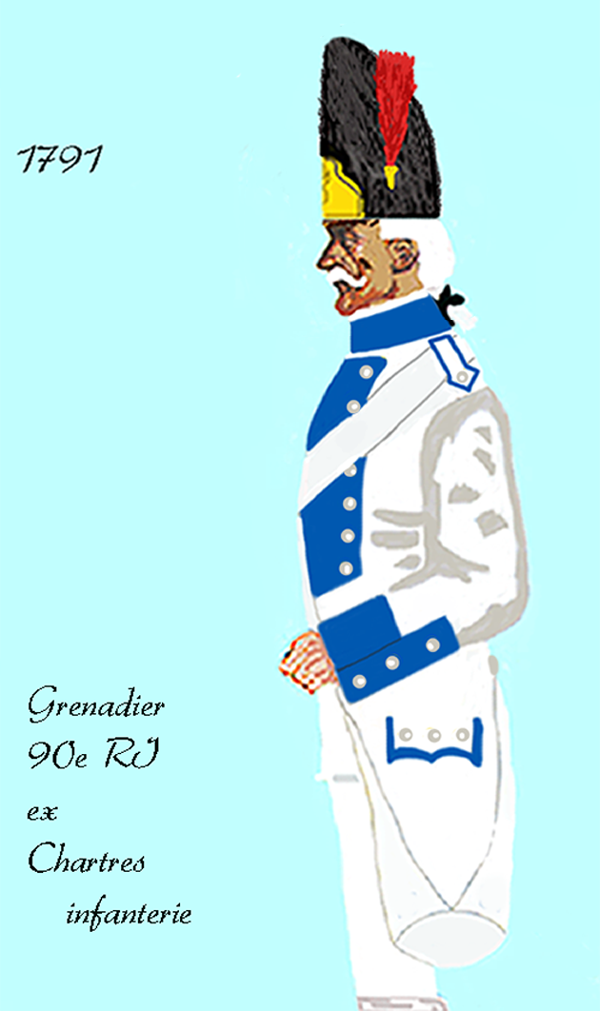
Règ Chartres 1791
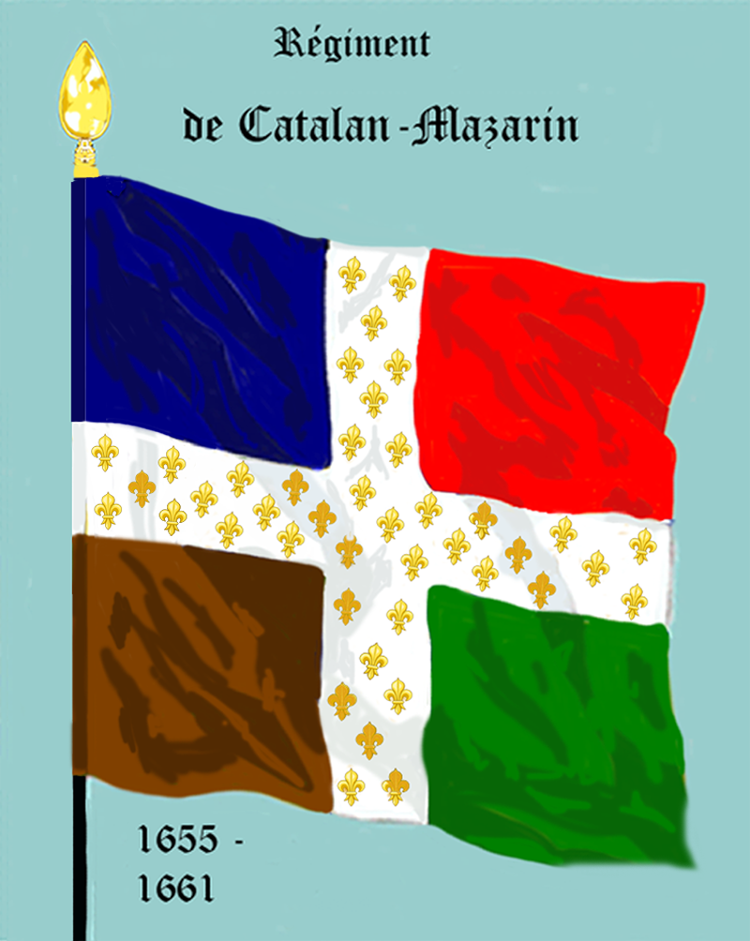
Rég Catalan-Mazarin und alle Folgeverbände
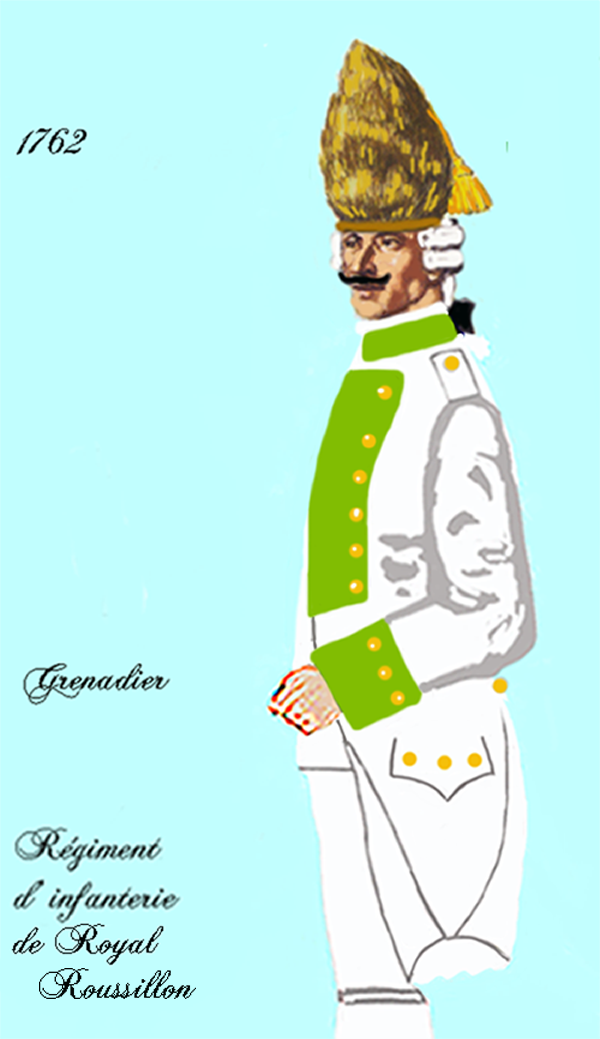
Rég Royal-Roussillon 1762–1776
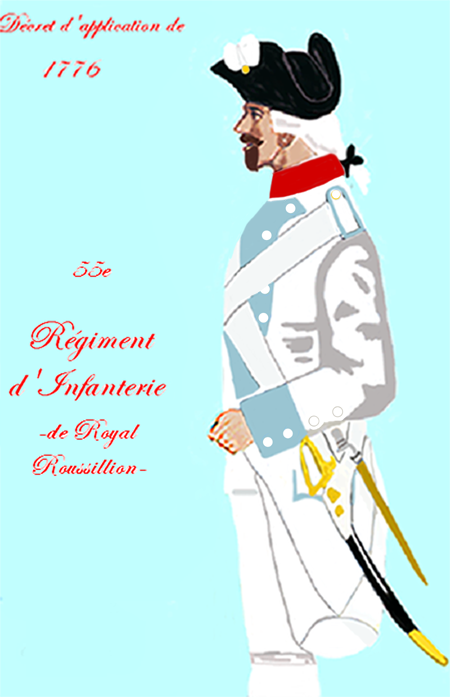
Rég Royal-Roussillon 1776–1779

| I. | II. | III. |
| --- | --- | --- |
| Régiment de Castelnau - In Dienst: 1644 – wurde 1651 zu: Rég d'Hocquincourt Régiment d'Hocquincourt – wurde 1658 zu: Rég Bretagne Régiment de Bretagne – wurde 1791 zu 46ème régiment d’infanterie de ligne | Régiment de Chartres - In Dienst: 1691 – wurde 1724 zu: Rég d'Etampes Régiment d'Etampes wurde 1731 zu Rég de La Ferté-Imbault Régiment de La Ferté-Imbault – wurde 1737 zu: Rég de Chartres Régiment de Chartres – wurde 1791 zu: 90ème régiment d’infanterie de ligne | Régiment de Catalan-Mazarin - In Dienst: 1655 – wurde 1661 zu Rég de Royal-Catalan Régiment de Royal-Catalan wurde 1667 zu Régiment de Royal-Roussillon Régiment de Royal-Roussillon – wurde 1791 zu: 54ème régiment d’infanterie de ligne |

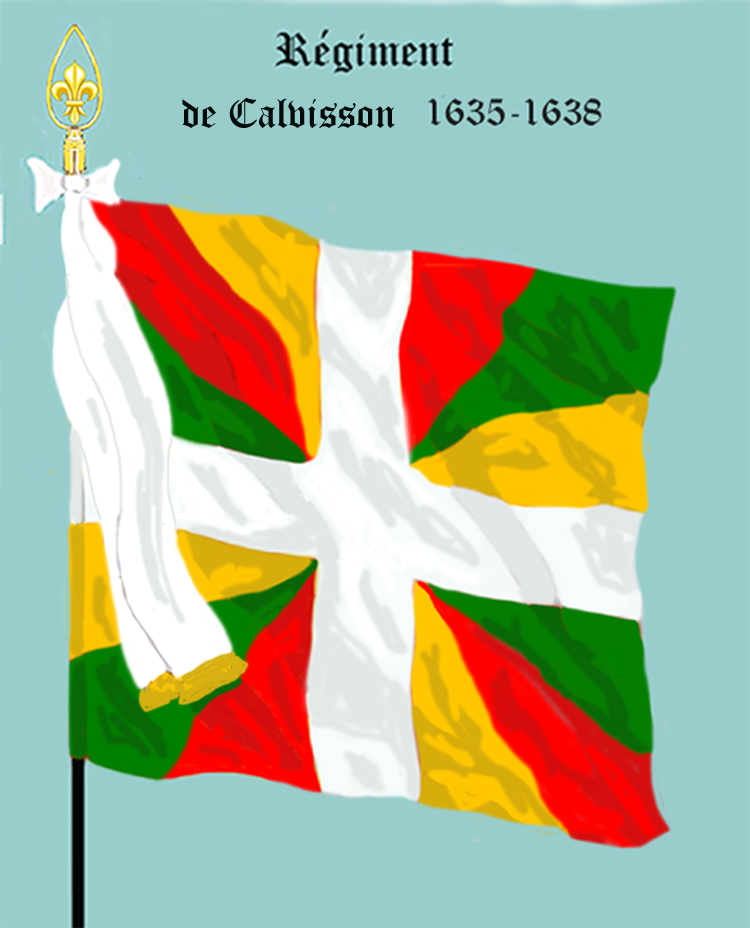
Rég Calvisson bis Rég Limousin
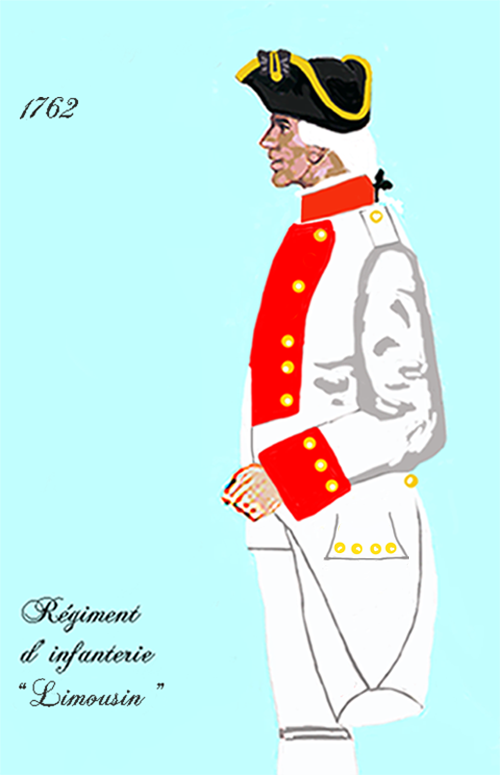
Rég Limousin 1762–1776
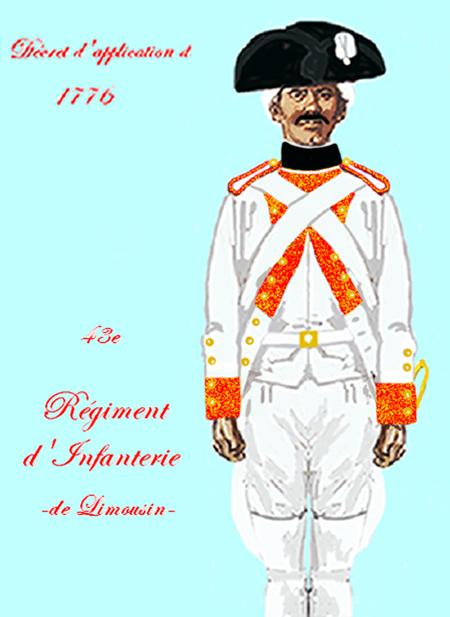
Rég Limousin 1776–1779
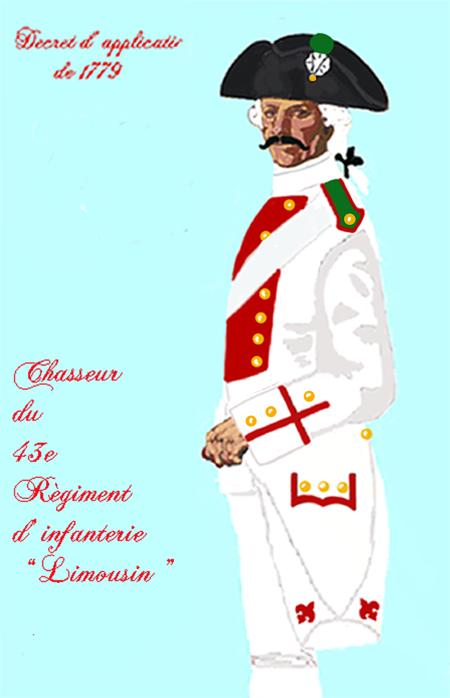
Rég Limousin 1779–1791
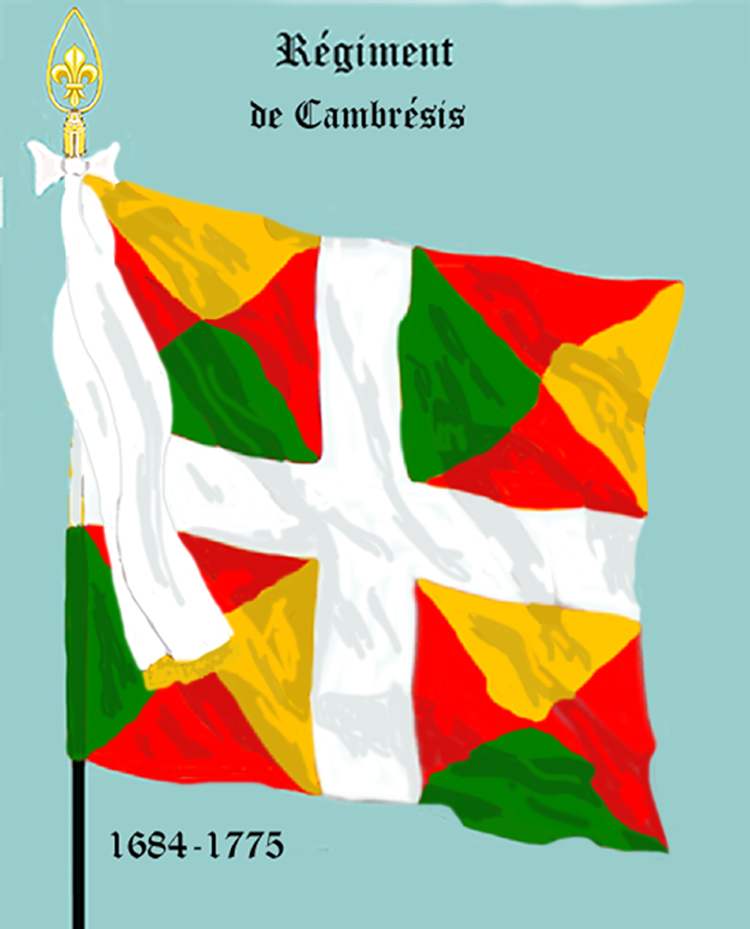
Rég de Cambresis 1684–1775
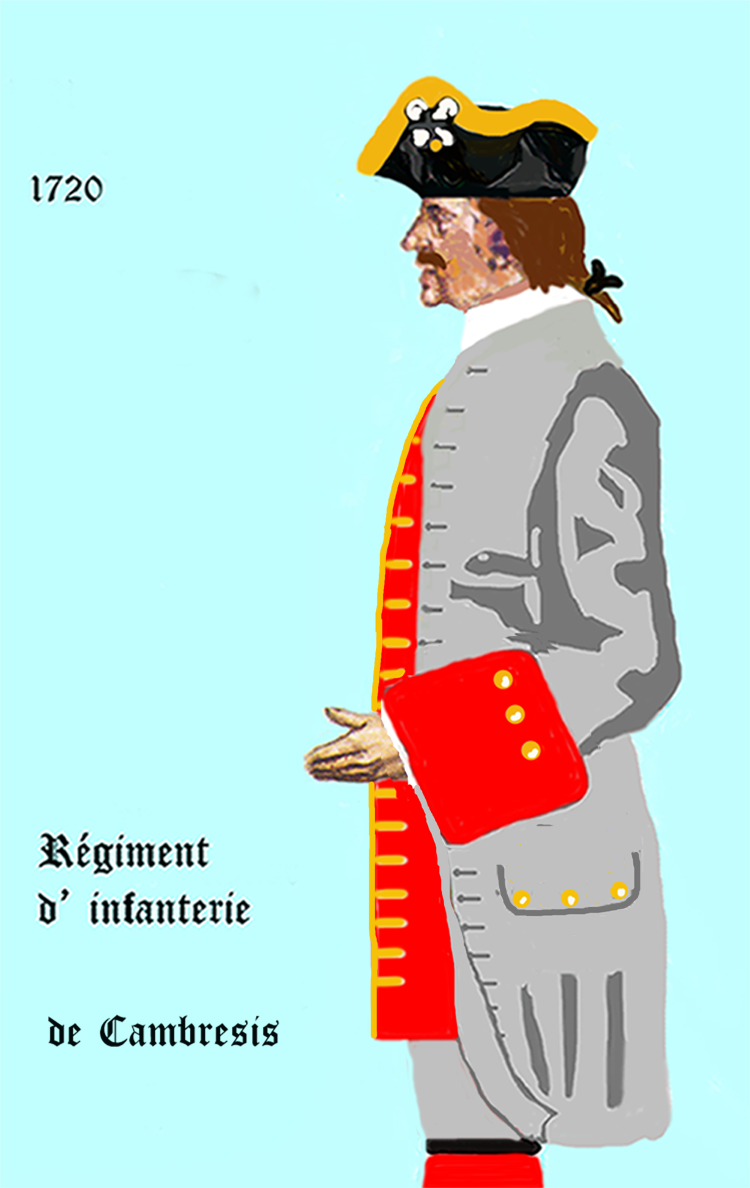
Rég de Cambresis 1720

| I. | II.                                                                                 | III. |
| --- | ----------------------------------------------------------------------------------- | ---- |
| Régiment de Calvisson - In Dienst: 1635 – wurde 1661 zu: Rég de Montpezat Régiment de Montpezat – wurde 1684 zu: Rég de Limousin Régiment de Limousin – wurde 1791 zu: 42ème régiment d’infanterie de ligne | Régiment de Cambresis - In Dienst: 1684–1775 eingegliedert in Régiment de Saintonge |      |

## D

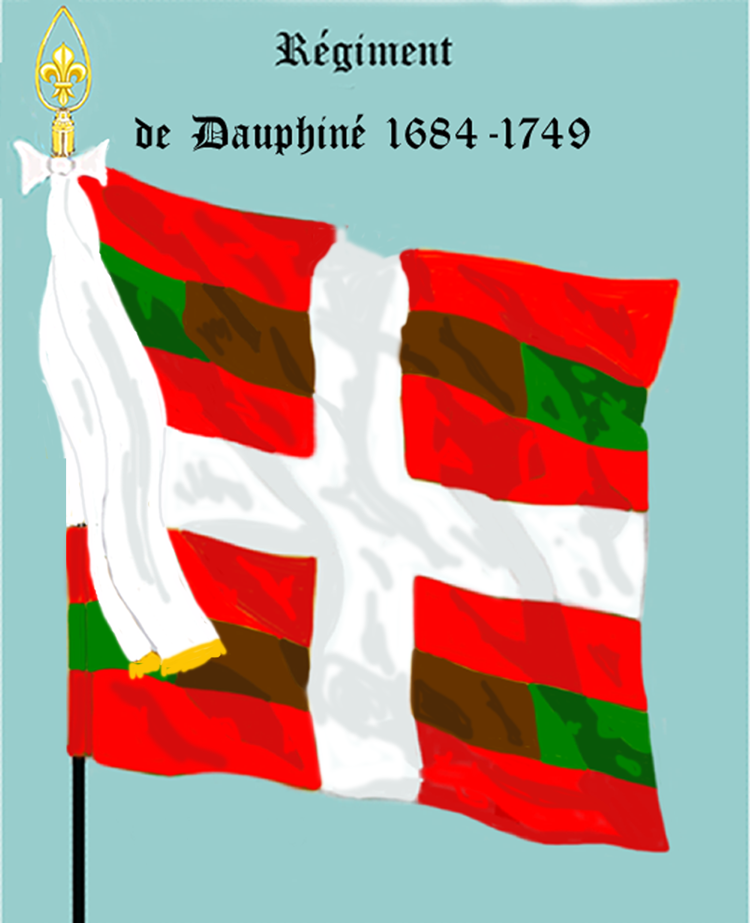
Rég Dauphiné
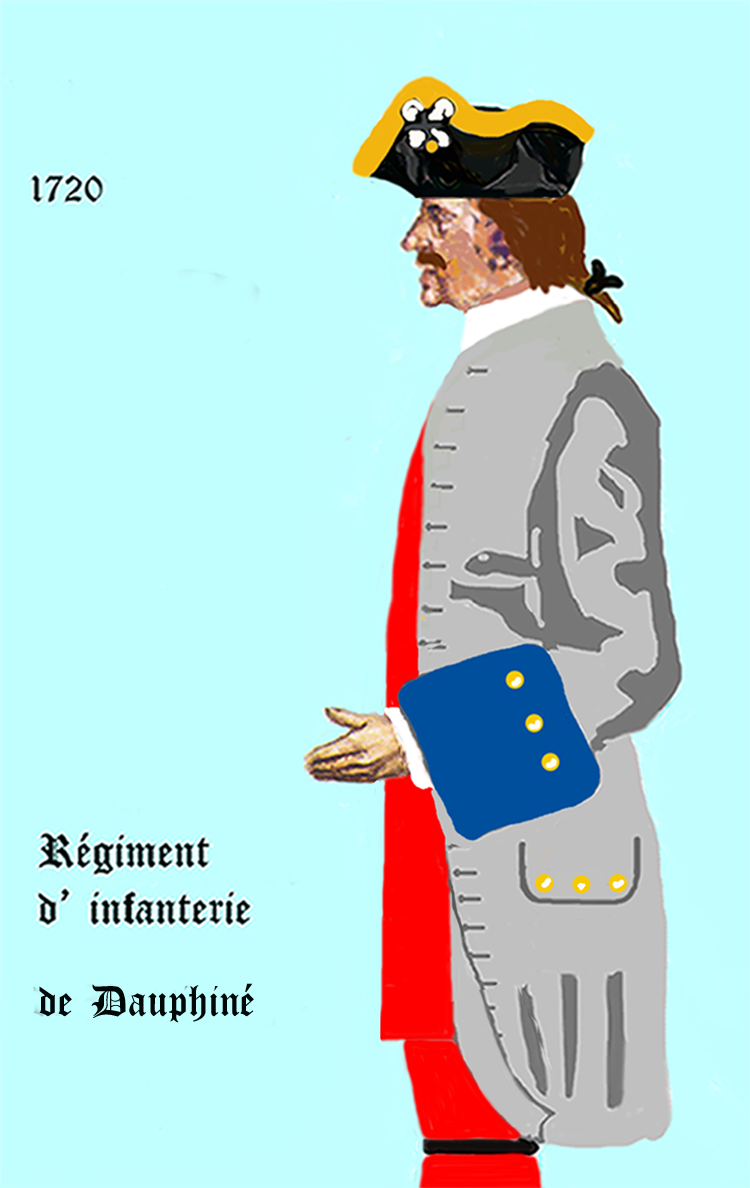
Rég Dauphiné 1720
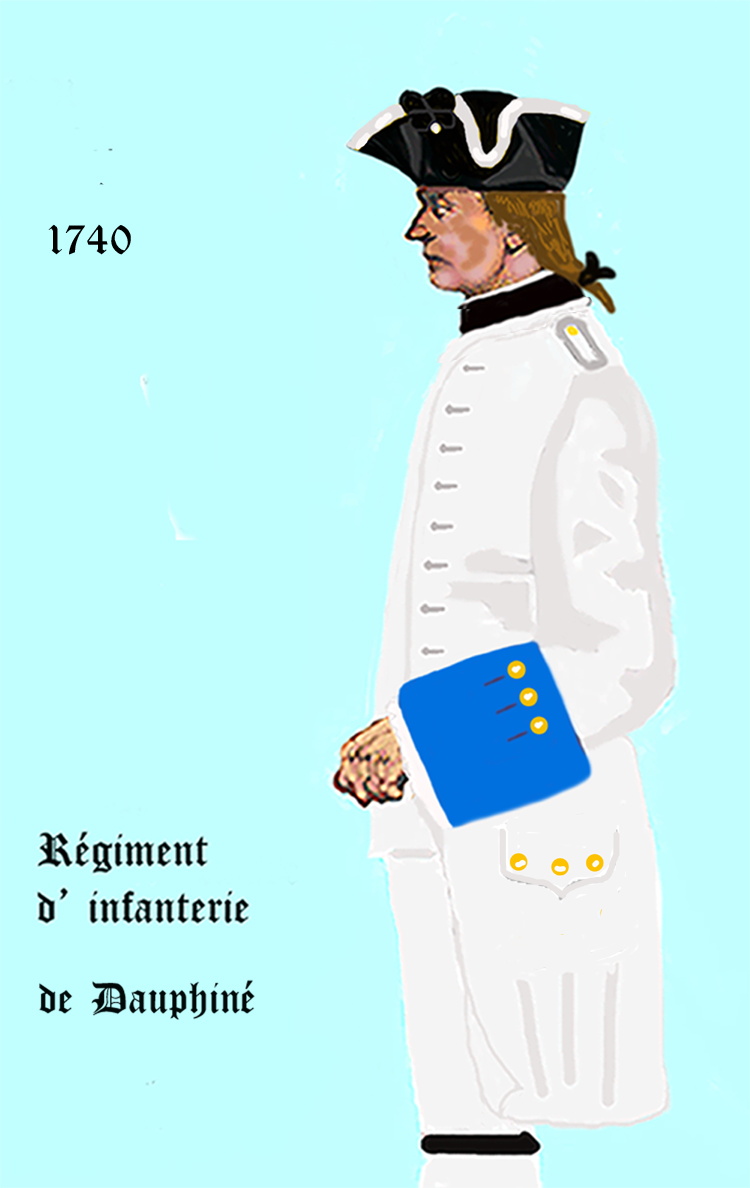
Rég Dauphiné 1740
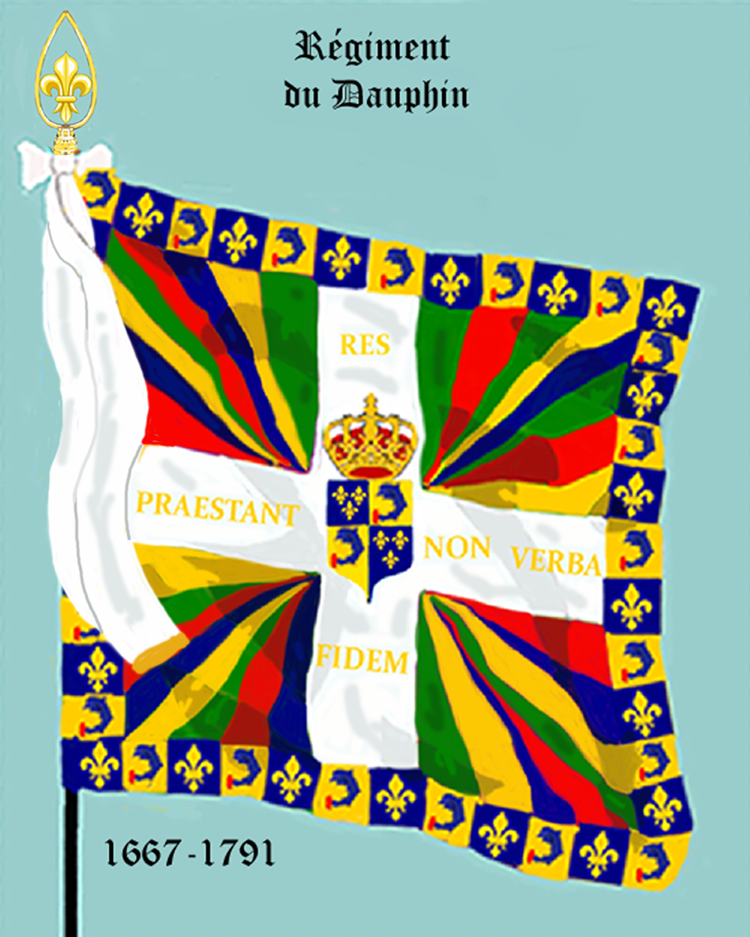
Rég Dauphin (Ordonnanzfahne)
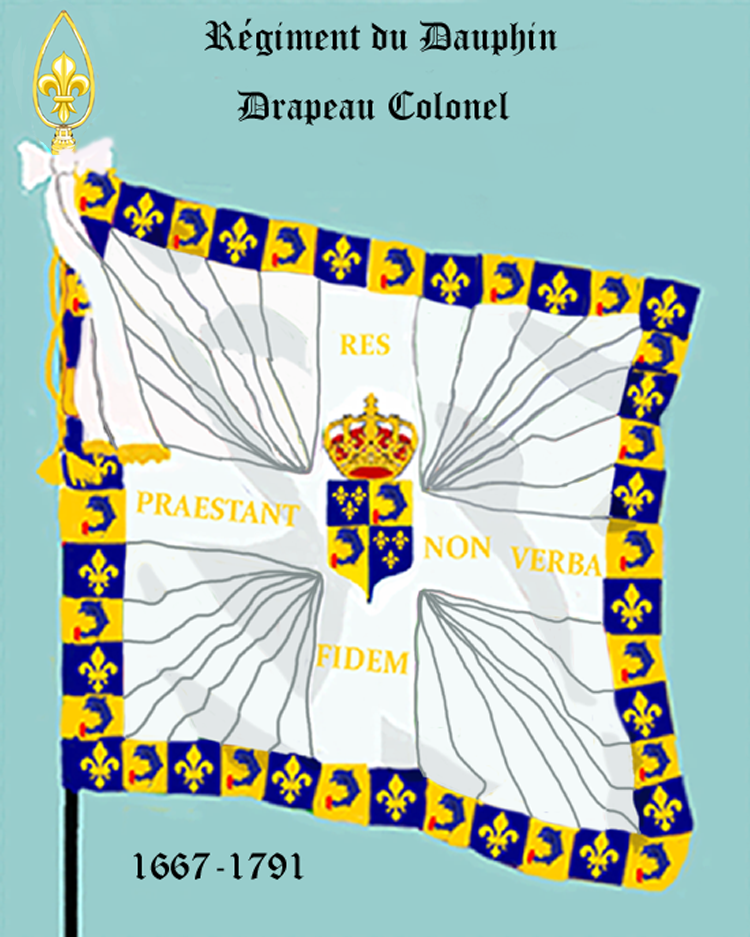
Rég Dauphin (Leibfahne)
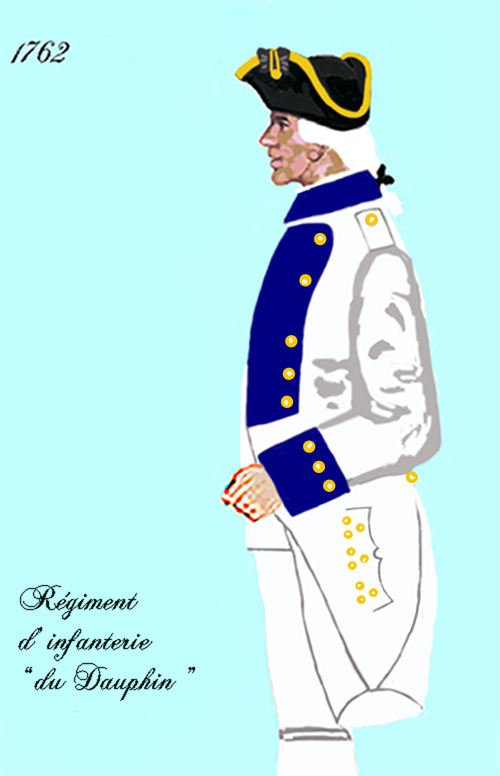
Rég Dauphin 1762
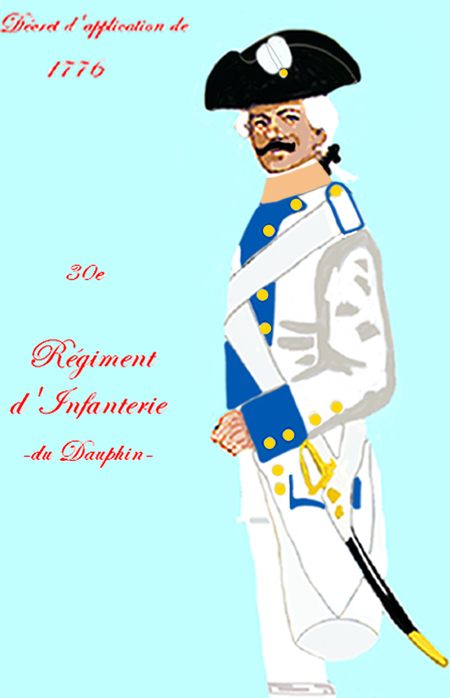
Rég Dauphin 1776–1779
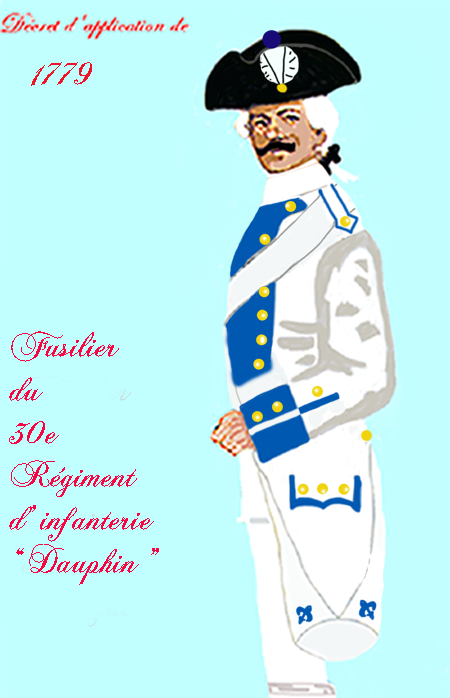
Rég Dauphin 1779–1791

| I.                                                                                | II.                                                                                         | III. |
| --------------------------------------------------------------------------------- | ------------------------------------------------------------------------------------------- | ---- |
| Régiment de Dauphiné - In Dienst: 1684 – Eingegliedert 1749 in: Régiment de Médoc | Régiment de Dauphin - In Dienst: 1667 – wurde 1791 zu: 29ème régiment d’infanterie de ligne |      |

## E

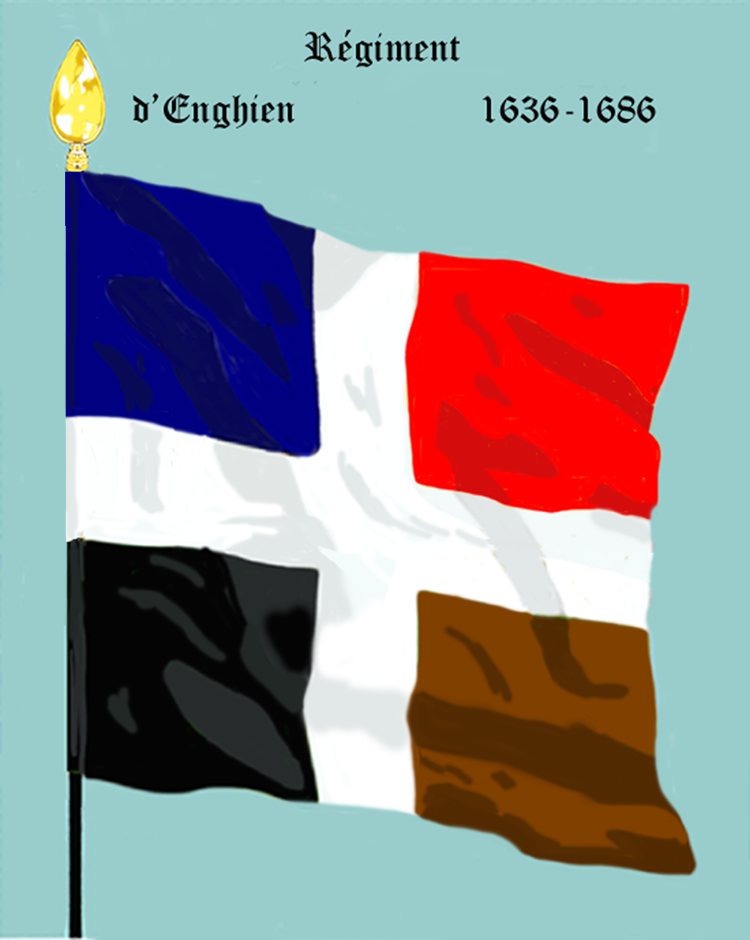
Rég Enghien & Rég Bourbon
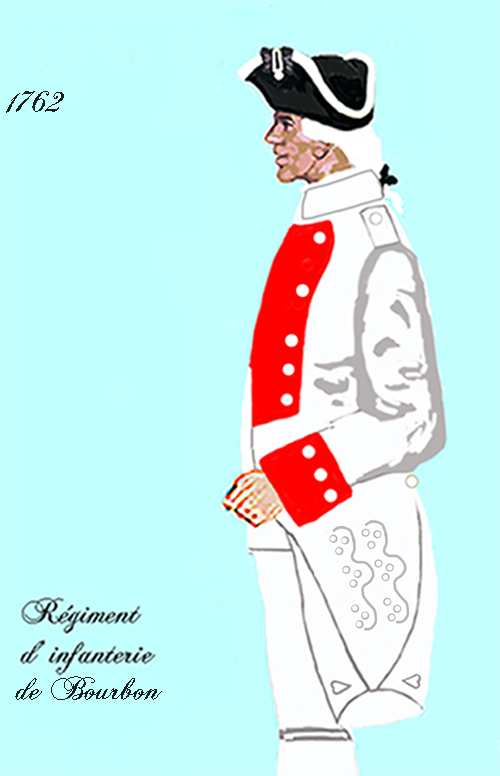
Rég Bourbon 1762
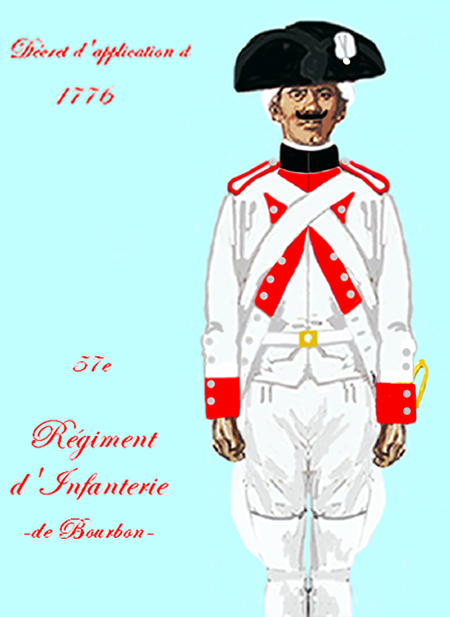
Rég Bourbon 1776–1779
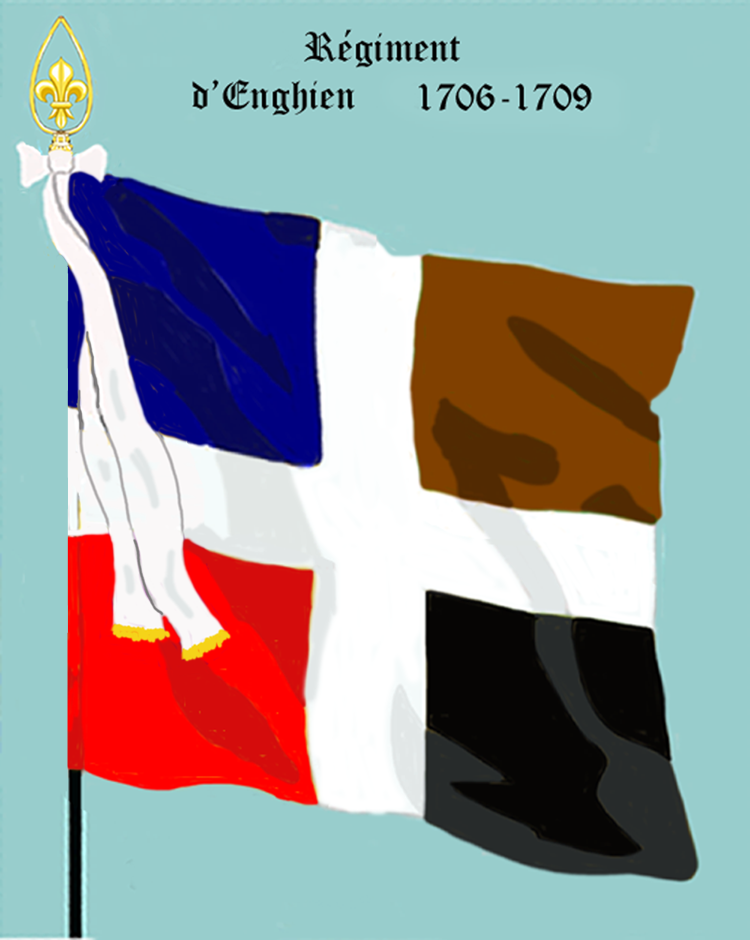
Rég Enghien 1706/1710 & Comte de Charolais
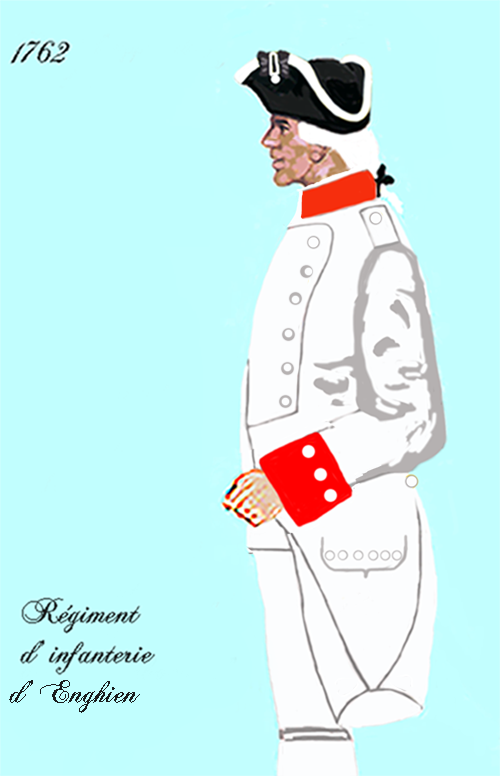
Rég Enghien 1762
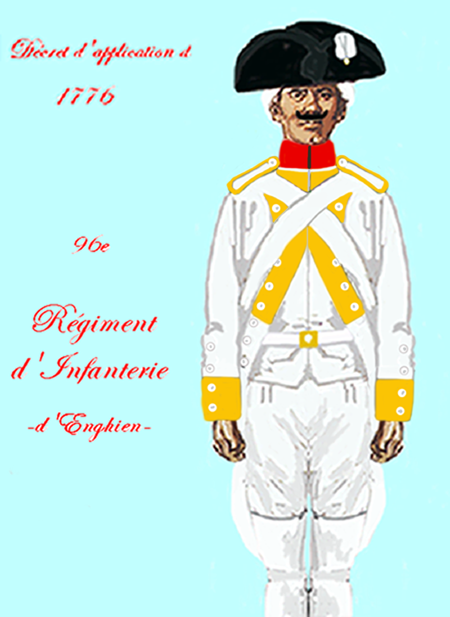
Rég Enghien 1776–1779
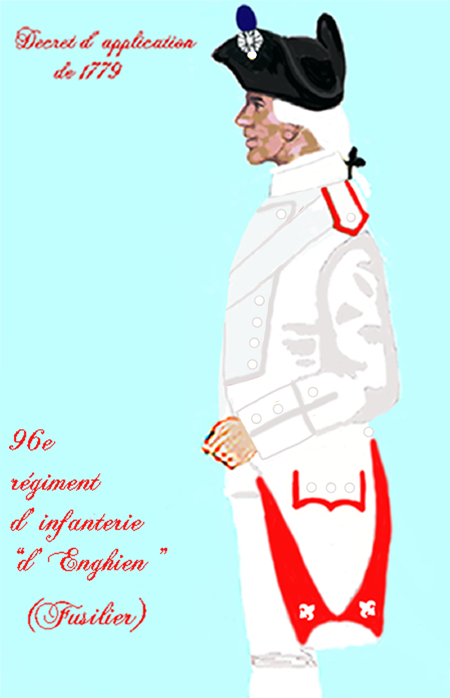
Rég Enghien 1779–1791

| I. | II. | III. |
| --- | --- | ---- |
| Régiment d'Enghien - In Dienst: 1636 – wurde 1650 deaktiviert (cassé) - Reaktiviert: 1651 – wurde 1651 deaktiviert - Reaktiviert: 1659 – wurde 1681 zu: Reg de Bourbon Régiment de Bourbon – wurde 1791 zu: 56ème régiment d’infanterie de ligne | Régiment d'Enghien - In Dienst: 1706 – wurde 1709 zu: Rég de Comte de Charolais Régiment de Comte de Charolais – wurde 1710 zu: Rég d'Enghien Régiment d'Enghien – wurde 1791 zu: 93ème régiment d’infanterie de ligne |      |

## F

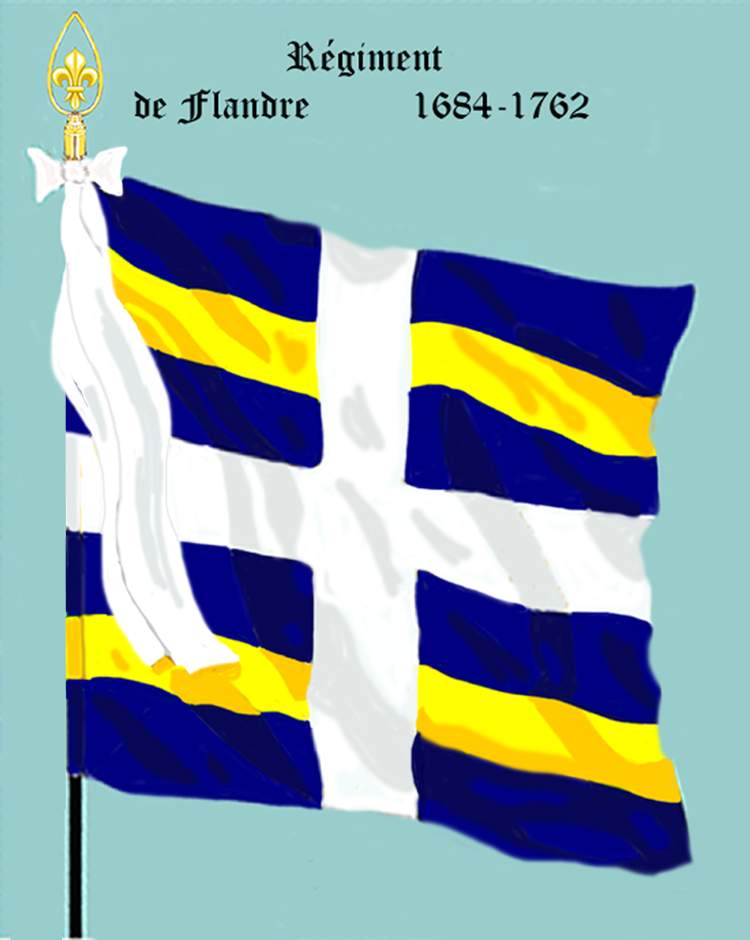
Rég Flandre 1684–1762
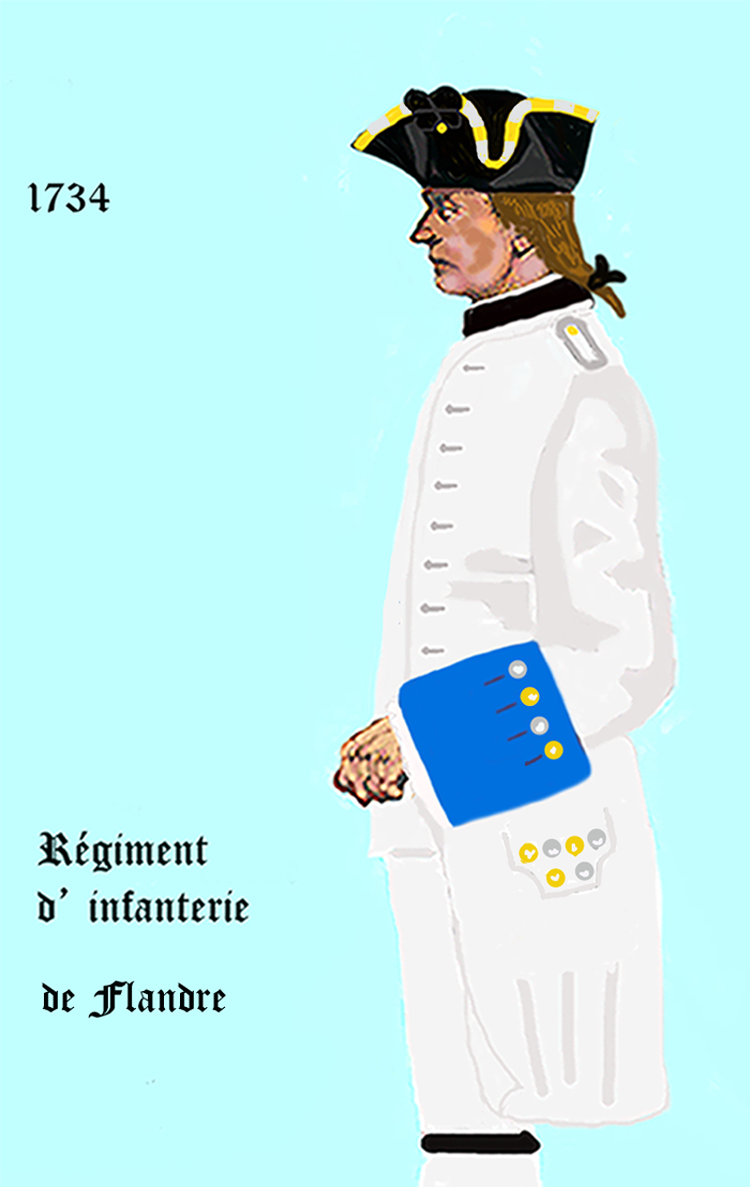
Rég Flandre 1734
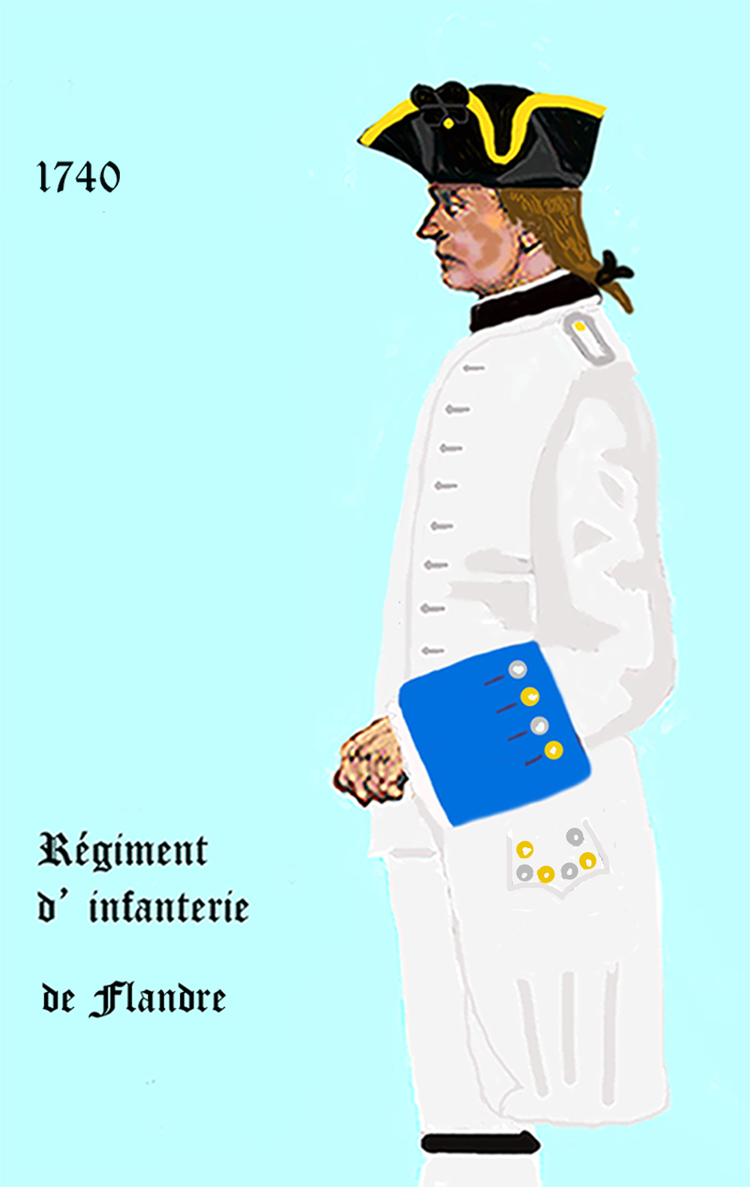
Rég Flandre 1740
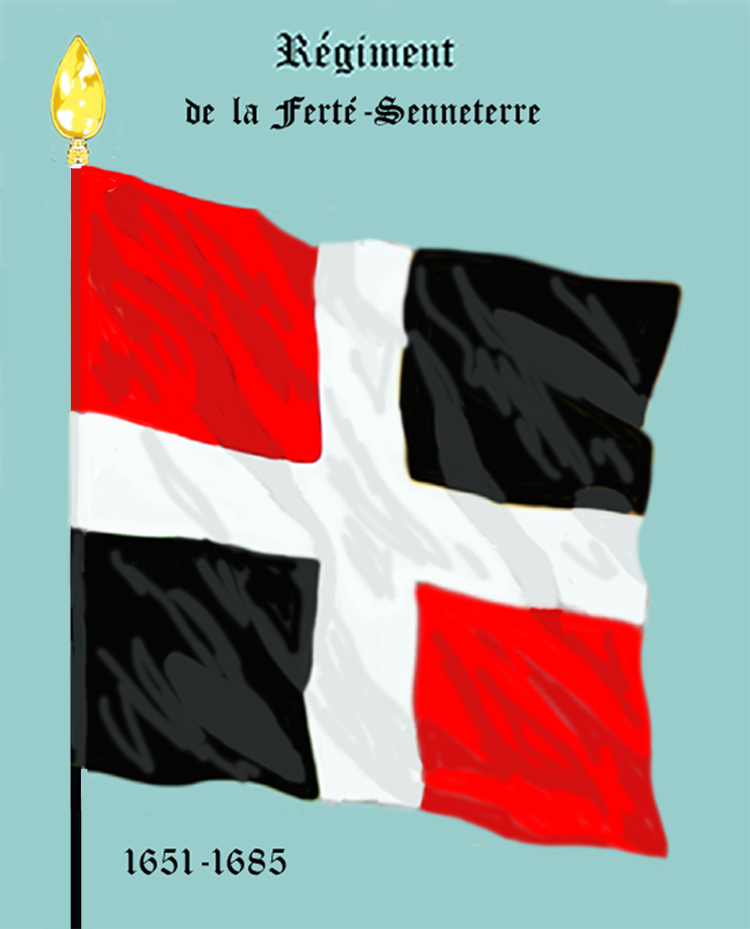
Rég la Ferté Seneterre & Rég la Sarre
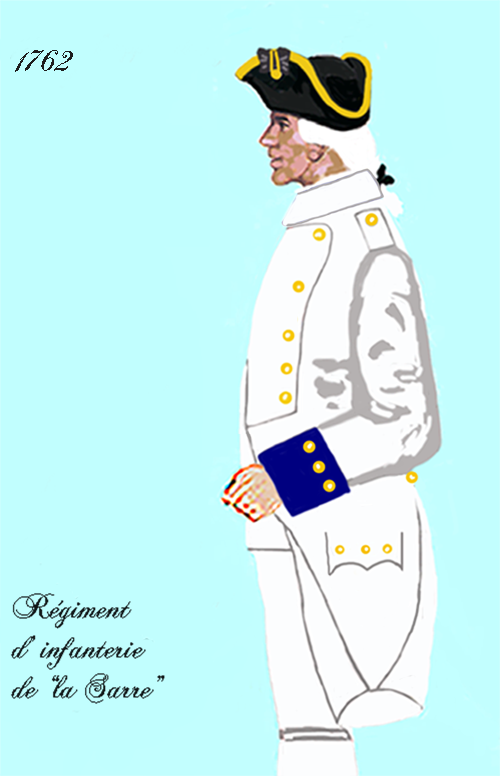
Rég la Sarre 1762
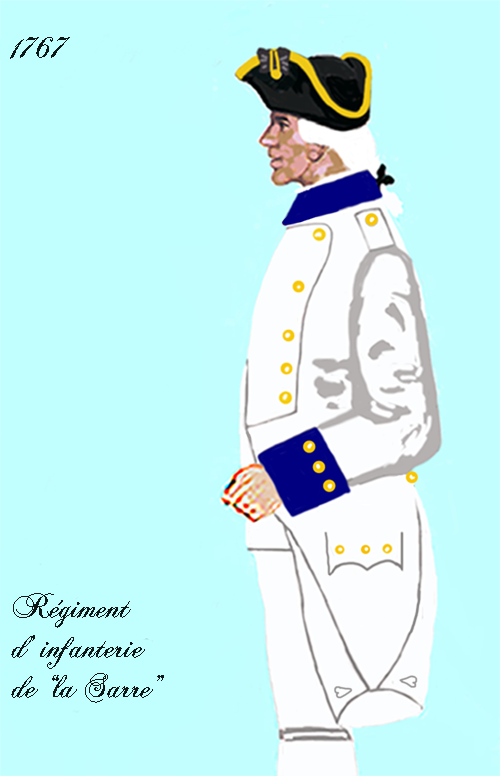
Rég la Sarre 1767
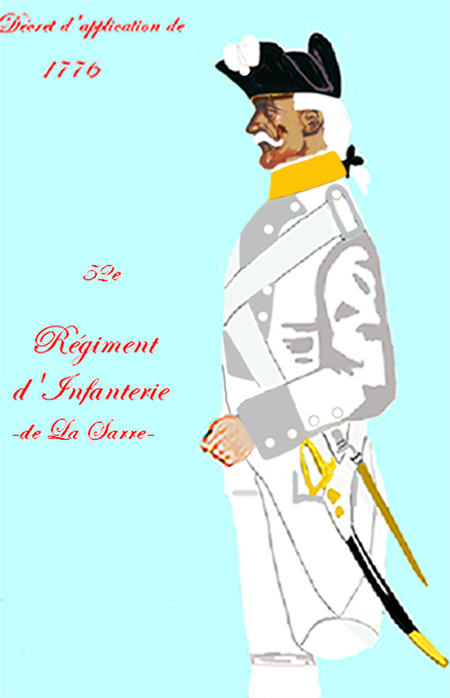
Rég la Sarre 1776–1779
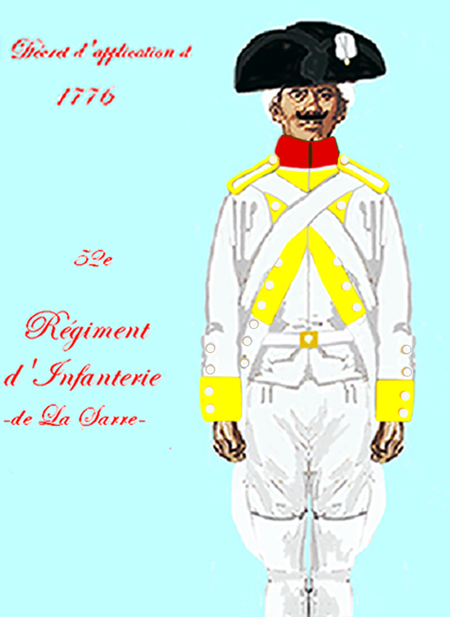
Rég la Sarre 1776–1779 (Var.)
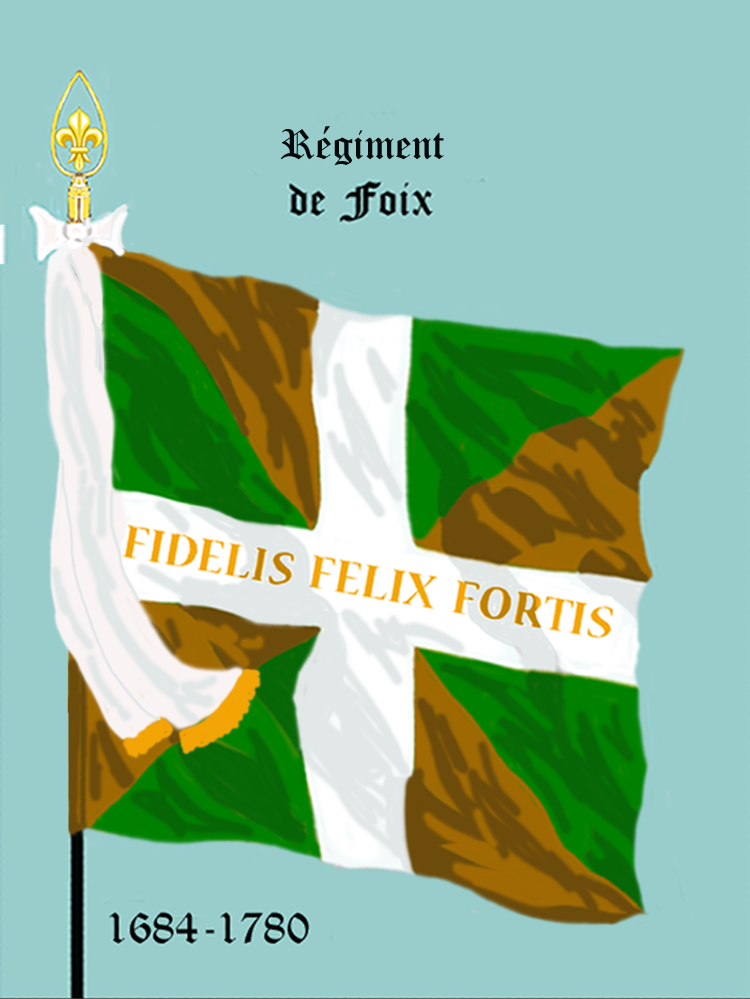
Rég Foix 1684–1780
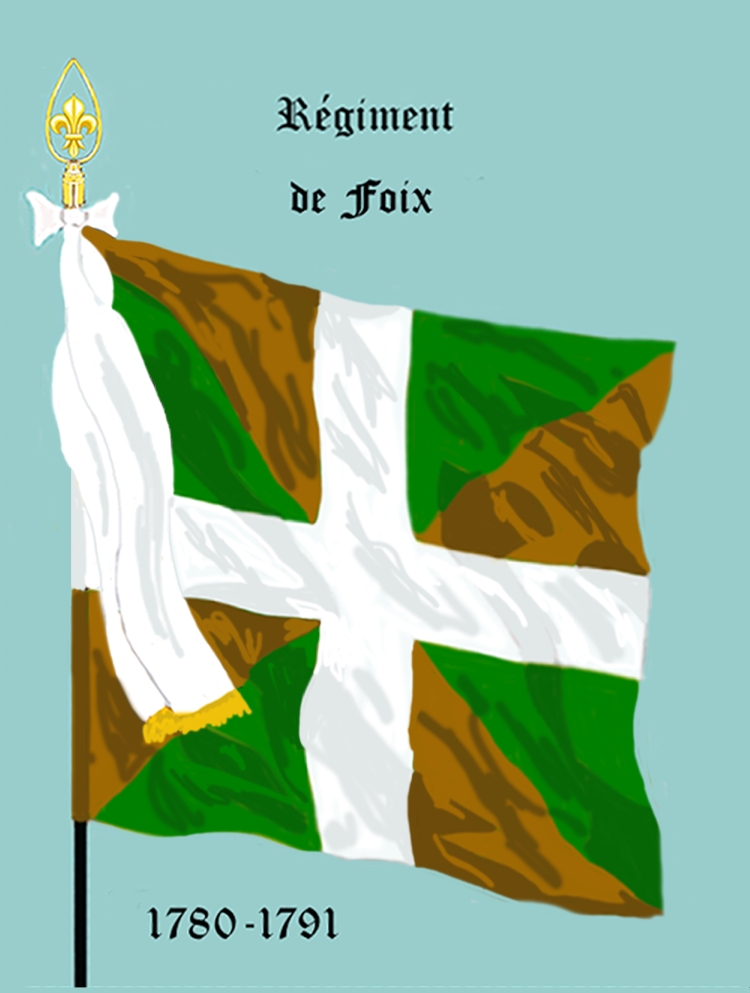
Rég Foix 1780–1791
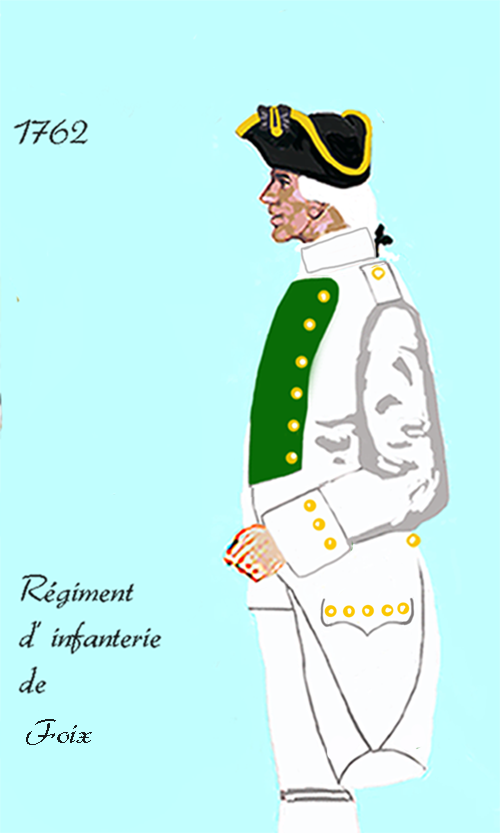
Rég Foix 1762–1776
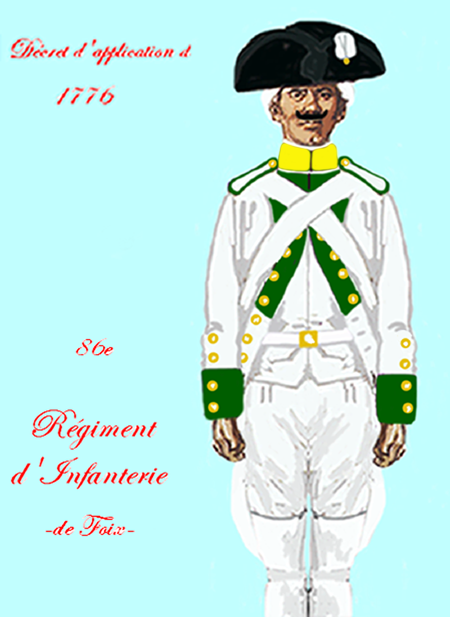
Rég Foix 1776–1779

| I.                                                                             | II. | III.                                                                                   |
| ------------------------------------------------------------------------------ | --- | -------------------------------------------------------------------------------------- |
| Régiment de Flandre - In Dienst: 1684 – Eingegliedert 1762 in: Rég de Touraine | Régiment de La Ferté-Senecterre - In Dienst: 1651 – wurde 1685 zu: Rég de la Sarre Régiment de la Sarre – wurde 1791 zu: 51ème régiment d’infanterie de ligne | Régiment de Foix In Dienst: 1684 – wurde 1791 zu: 83ème régiment d’infanterie de ligne |

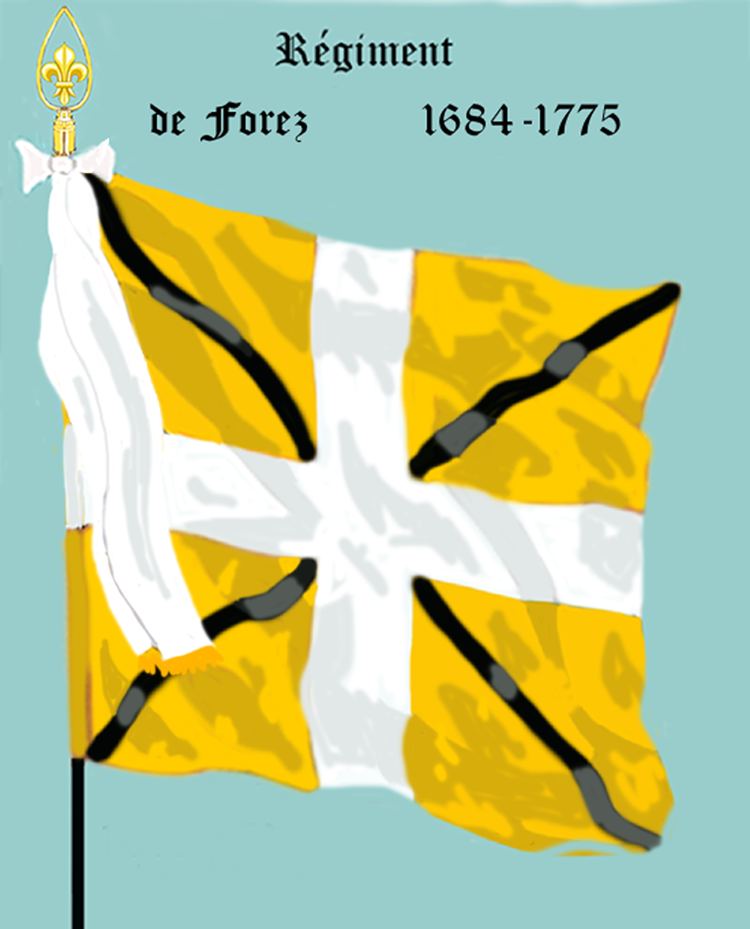
Rég Forez 1684–1775
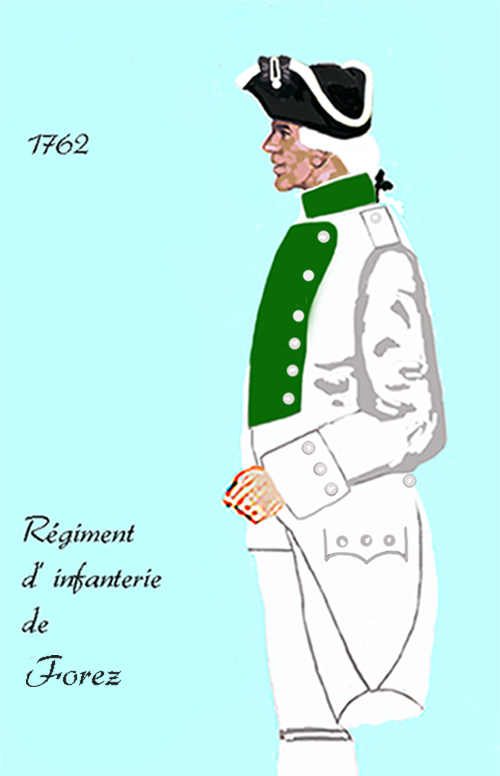
Rég Forez 1762
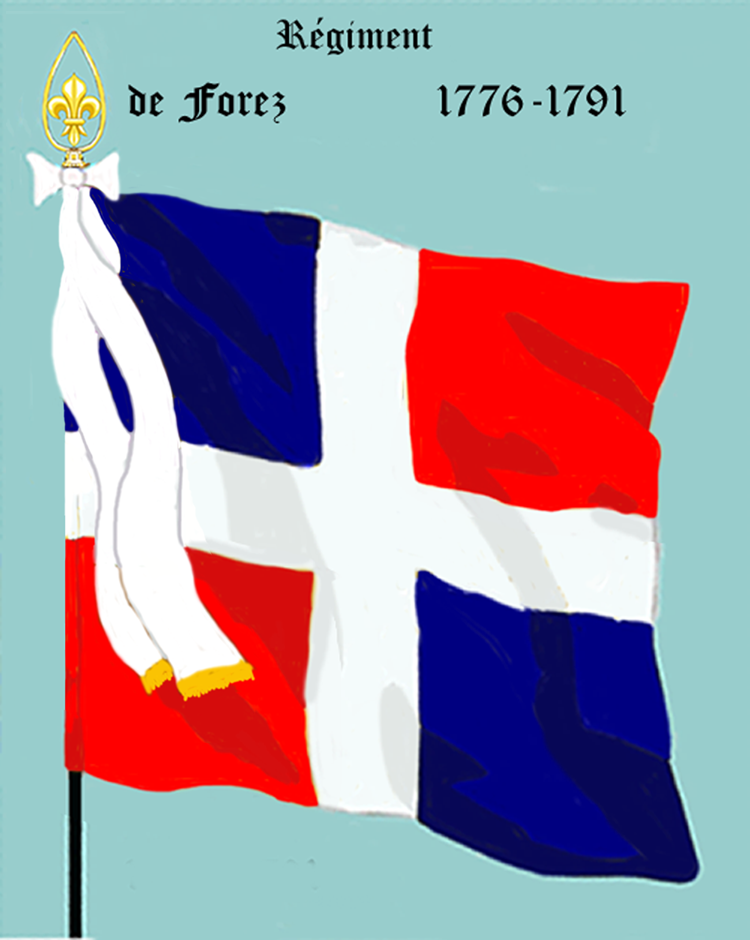
Rég Forez 1776–1791
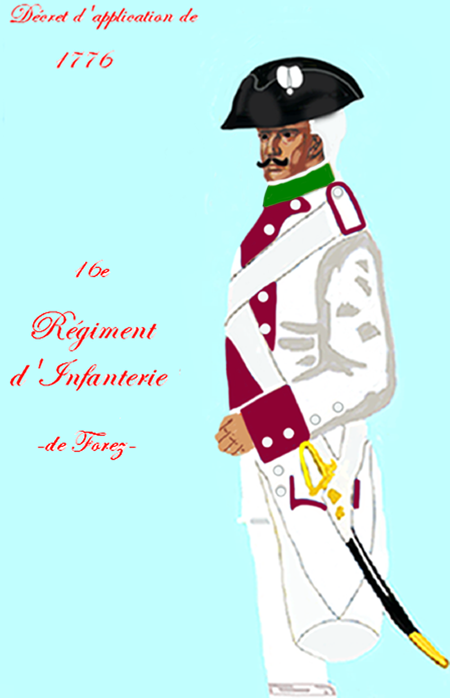
Rég Forez 1776–1779
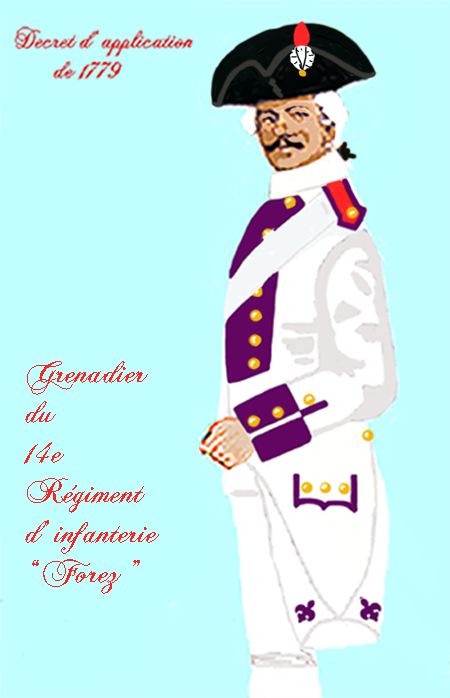
Rég Forez 1779–1791

| I.                                                   | II. | III. |
| ---------------------------------------------------- | --- | ---- |
| Régiment de Forez - In Dienst: 1684 – aufgelöst 1775 | Régiment de Forez - Aufgestellt 1776 aus: Rég de Bourbonnais – wurde 1791 zu: 14ème régiment d’infanterie de ligne |      |

## G

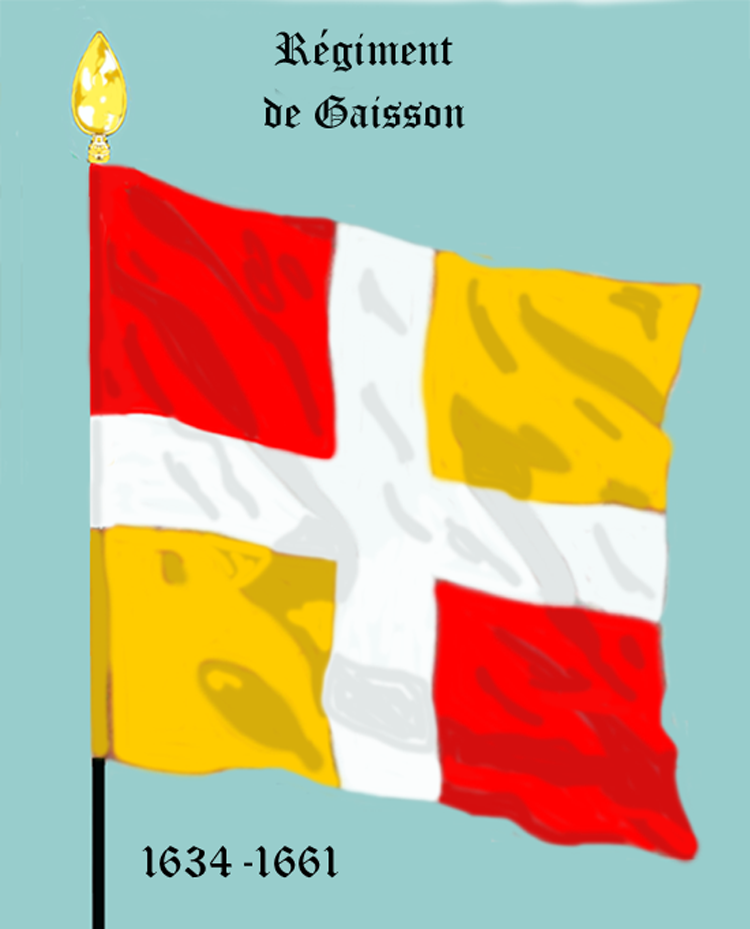
Rég Gaisson und alle Folgeeinheiten bis Rég Rochechouart
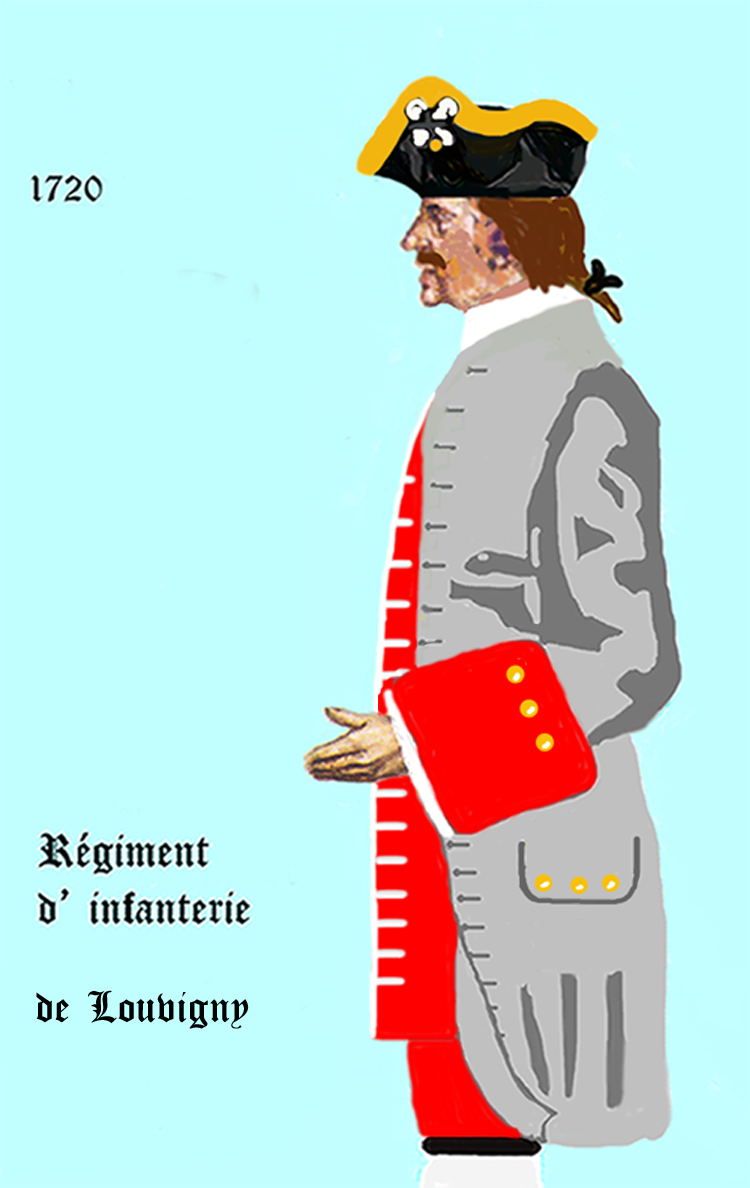
Rég Louvigny 1720
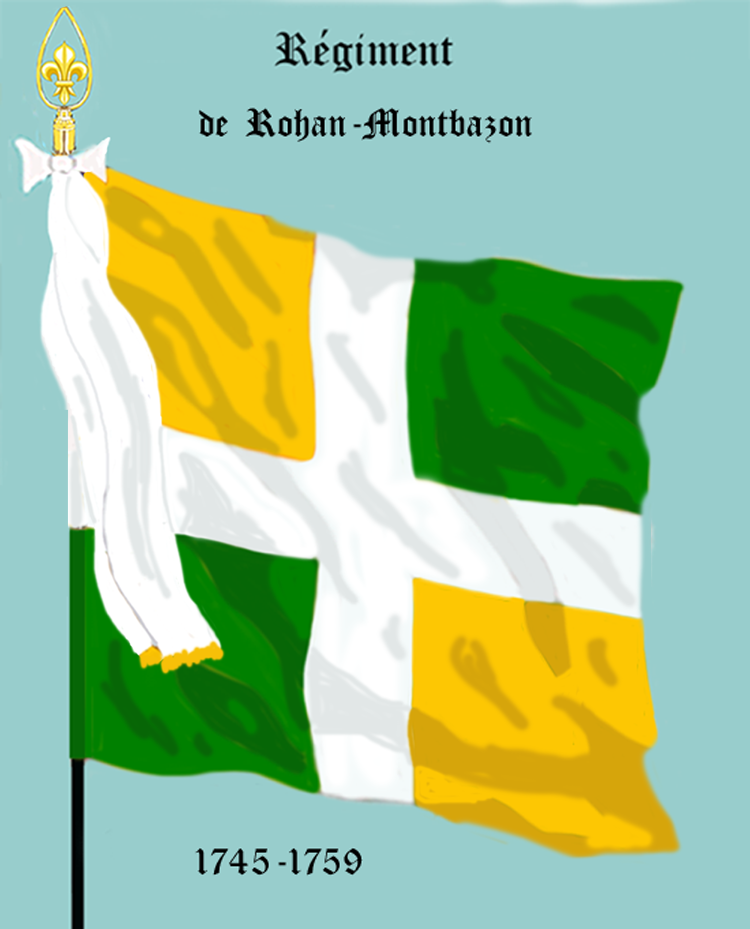
Rég Rohan-Montbazon und alle Folgeeinheiten bis Rég de Vintimille
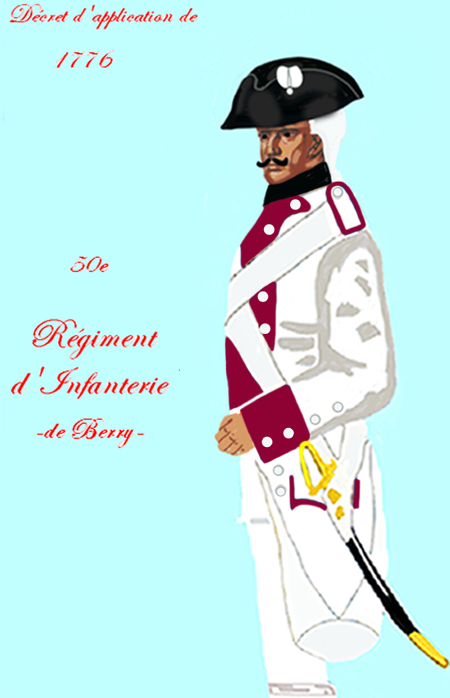
Rég Berry 1776–1779
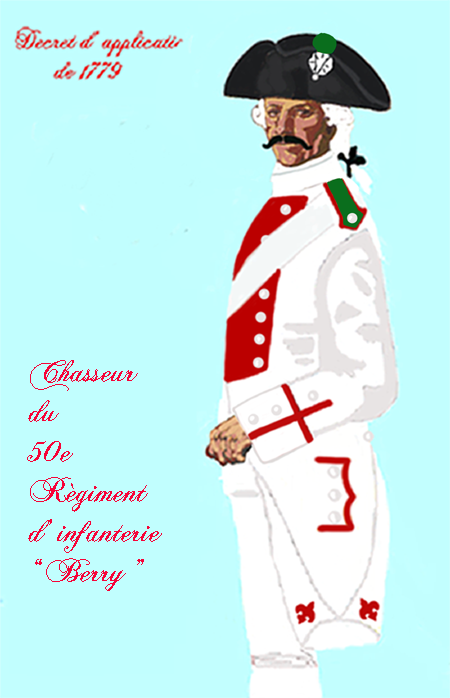
Rég Berry 1779–1791
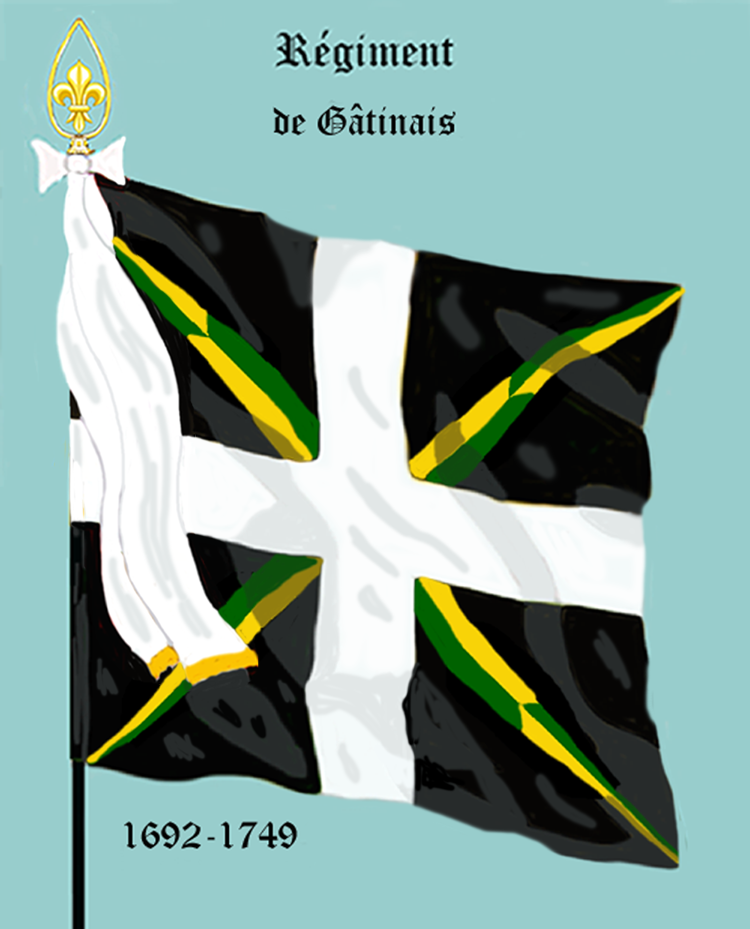
Rég de Gâtinais 1692
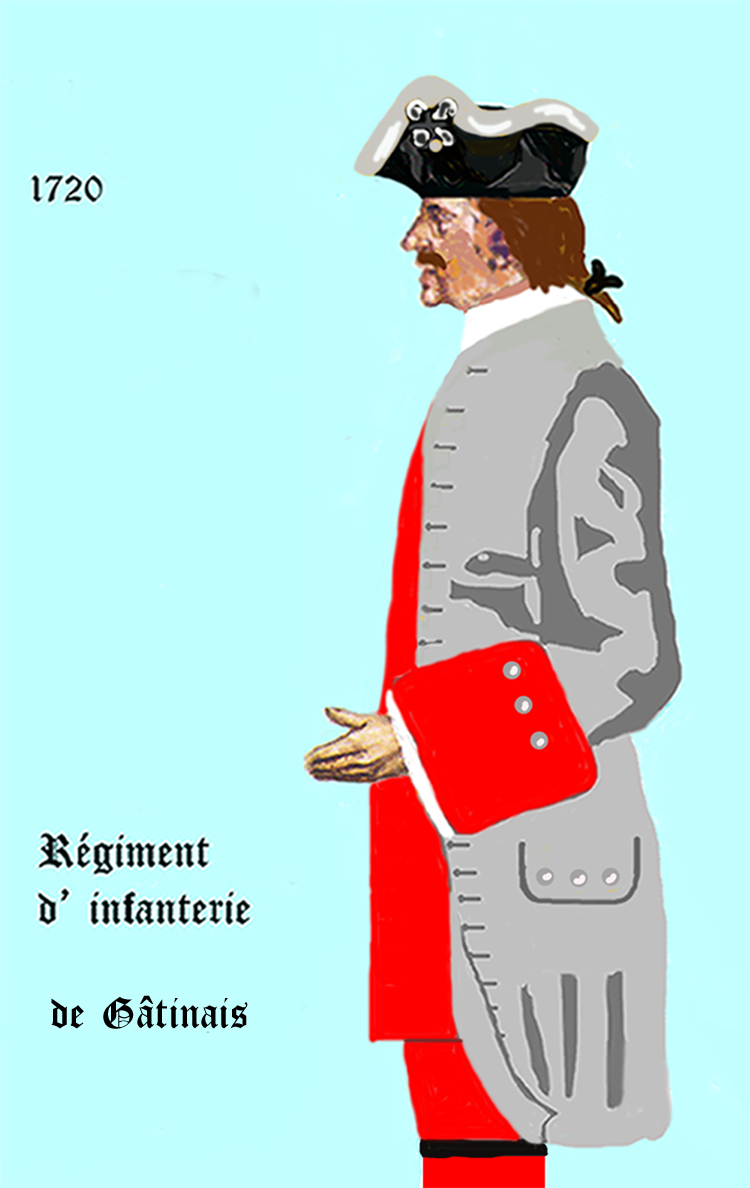
Rég Gâtinais 1720–1734
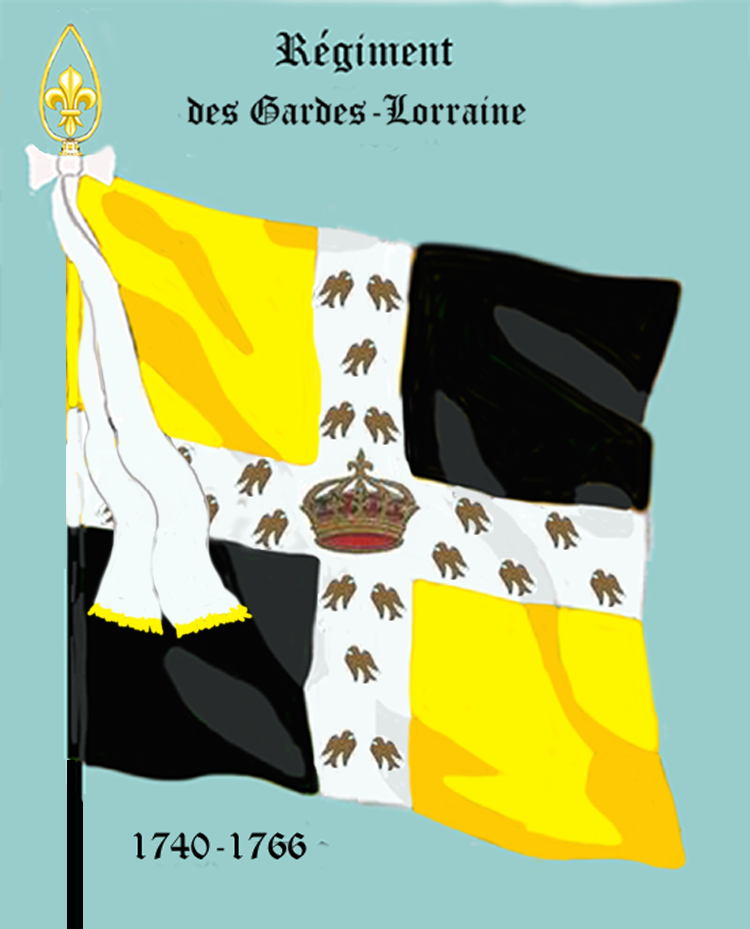
Rég Lorraine
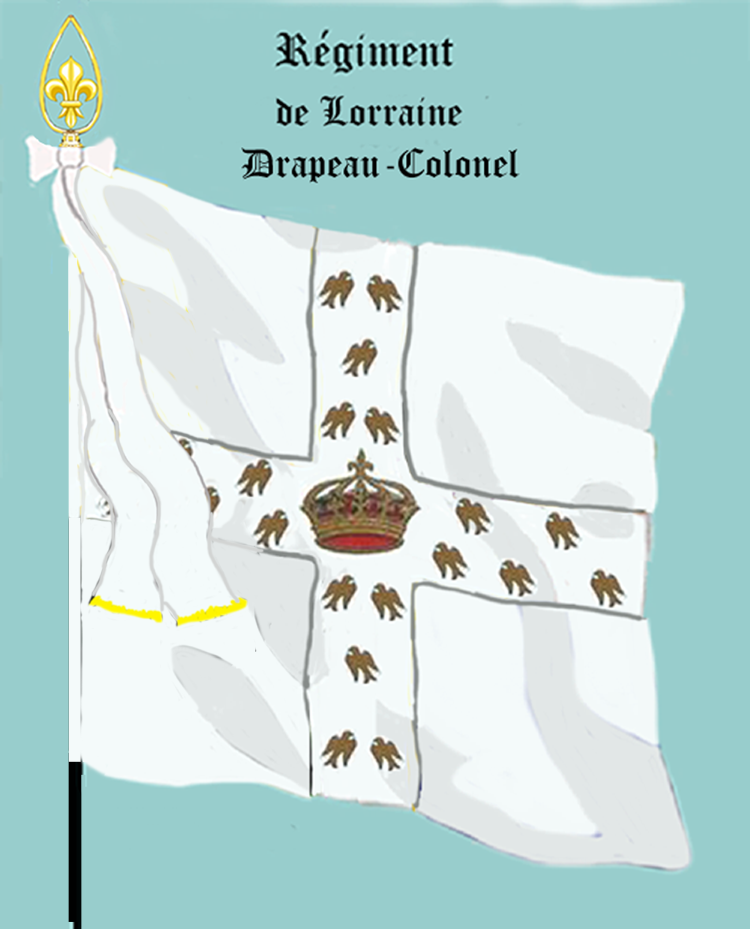
Leibfahne von Rég Lorraine
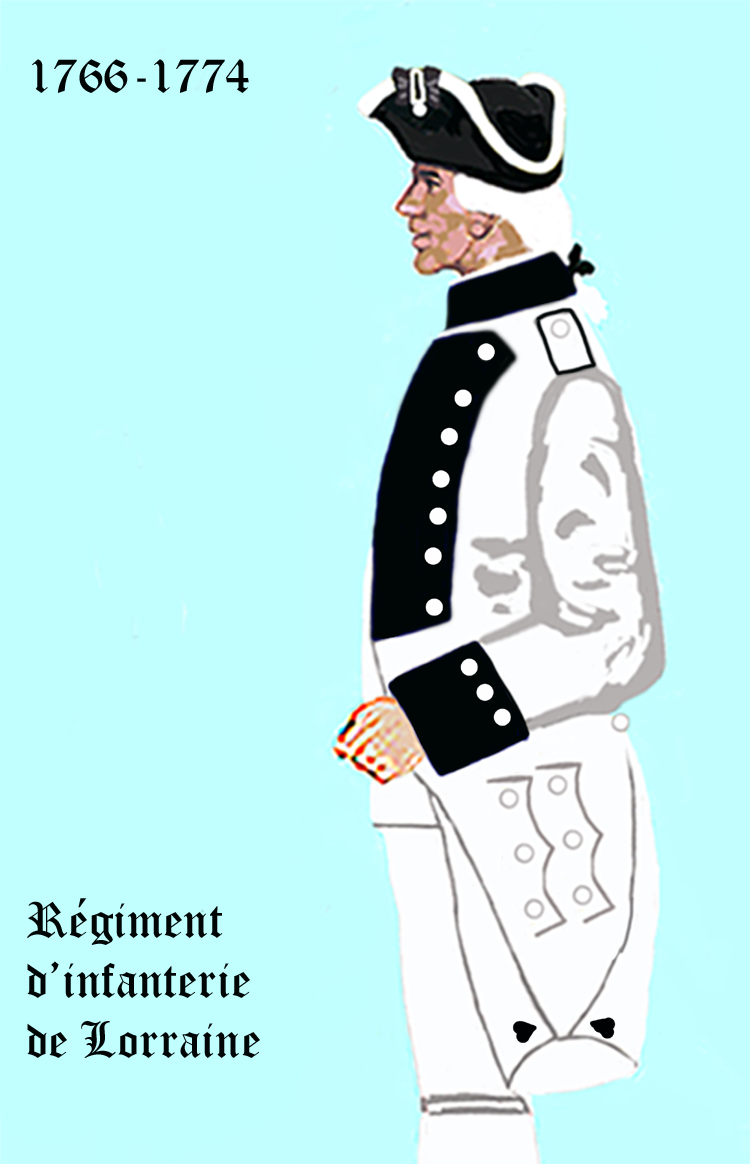
Rég Lorraine 1766 bis 1774
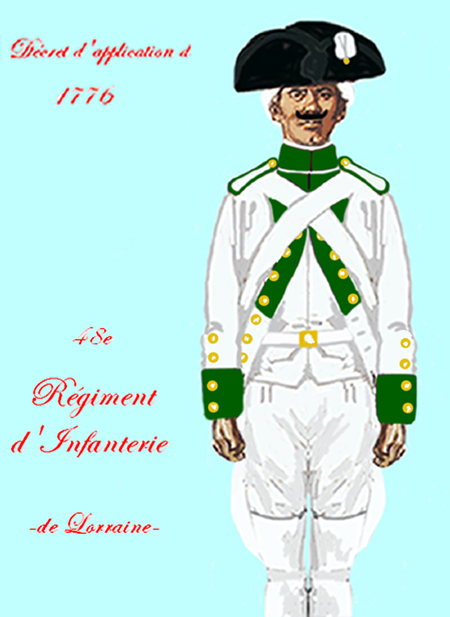
Rég Lorraine 1776–1791

| I. | II.                                                                                    | III. |
| --- | -------------------------------------------------------------------------------------- | --- |
| Régiment de Gassion - In Dienst: 1634 – wurde 1661 zu: Rég de Clèrembaut Régiment de Clérembaut – wurde 1675 zu: Rég d'Harcourt Régiment d'Harcourt – wurde 1677 zu: Rég d'Humières Régiment d'Humières – wurde 1684 zu: Rég de La Châtre Régiment de La Châtre – wurde 1702 zu: Rég de Saint-Sulpice Régiment de Saint-Sulpice – wurde 1708 zu: Rég de Lannoy Régiment de Lannoy – wurde 1712 zu: Rég de Louvigny Régiment de Louvigny – wurde 1734 zu: Rég de Rocheouart Régiment de Rocheouart – wurde 1734 zu: Rég d'Aubeterre Régiment d'Aubeterre – wurde 1745 zu: Rég de Rohan-Montbazon Régiment de Rohan-Montbazon – wurde 1759 zu Rég de Montrevel Régiment de Montrevel – wurde 1763 zu: Rég de Berry Régiment de Berry – wurde 1788 zu: Rég de Vintimille Régiment de Vintimille – wurde 1791 zu: 49ème régiment d’infanterie de ligne | Régiment de Gâtinais - In Dienst: 1692 – Eingegliedert 1749 in: Rég de Gardes-Lorraine | Régiment des Gardes Lorraine - In Dienst: 1740 – wurde 1766 zu: Régiment de Lorraine Régiment Lorraine – wurde 1791 zu: 47ème régiment d’infanterie de ligne |

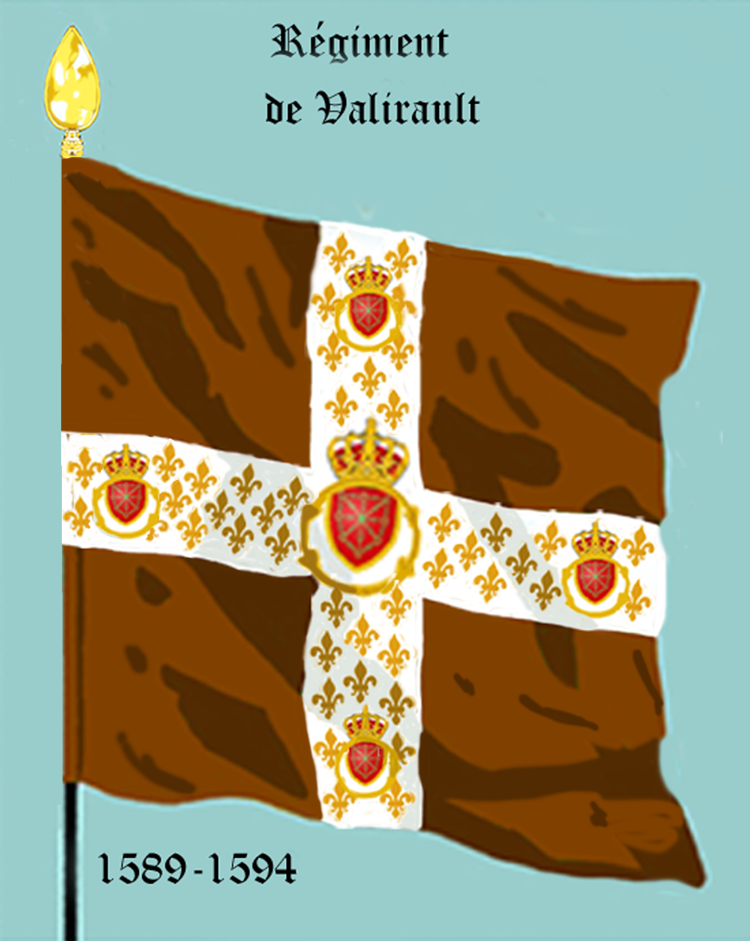
Rég Gardes de Navarre, Rég Valirault & Rég Navarre
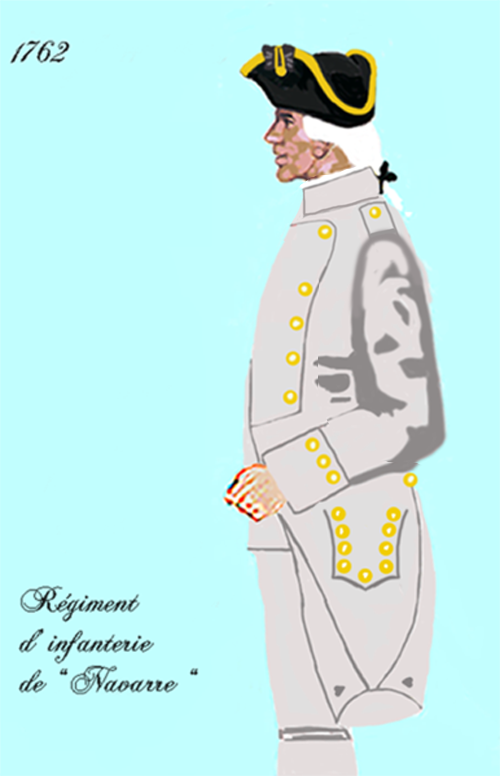
Rég Navarre 1762
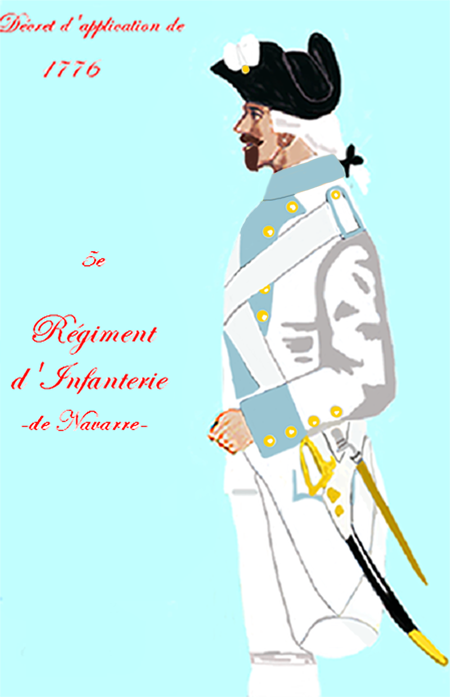
Rég Navarre 1776–1779
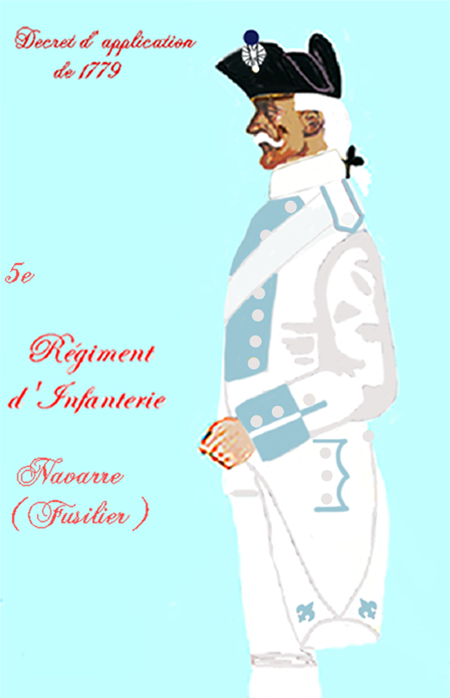
Rég Navarre 1779–1791
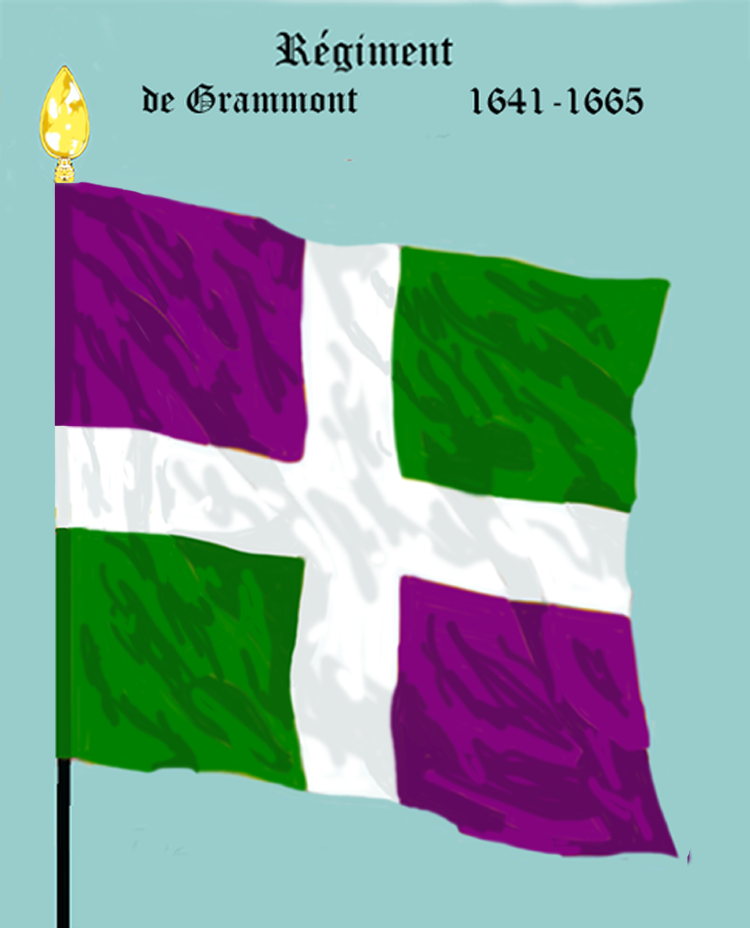
Rég Grammont und alle Folgeverbände bis Rég d'Ile-de-France
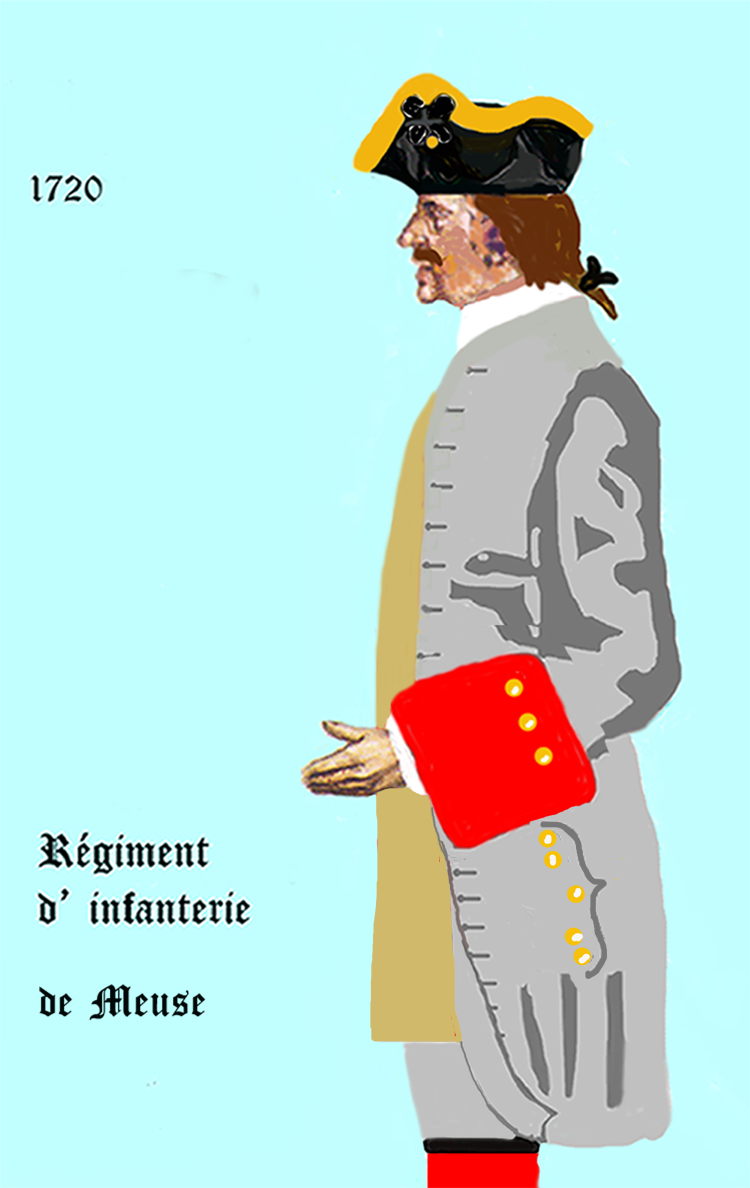
Rég Meuse 1720
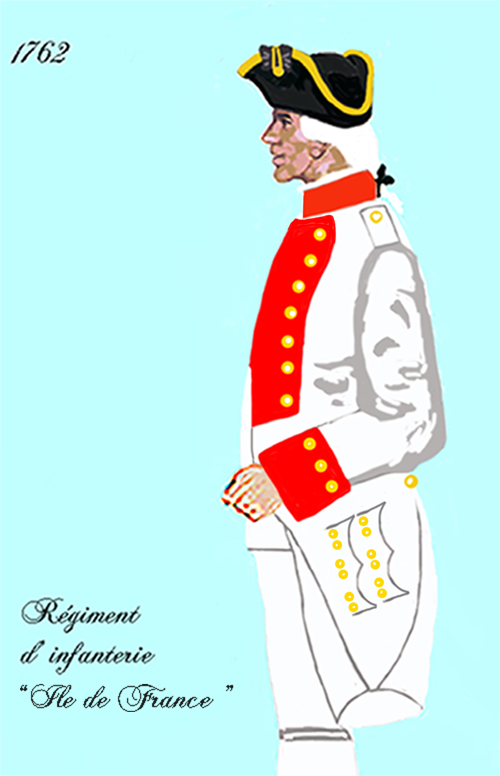
Rég Ile de France 1762–1776
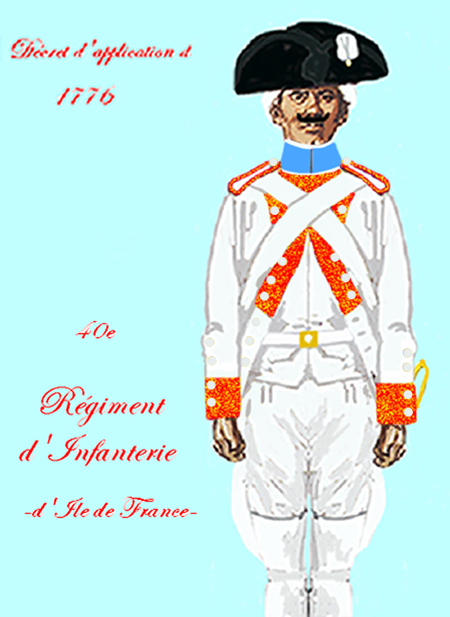
Rég Ile de France 1776–1779
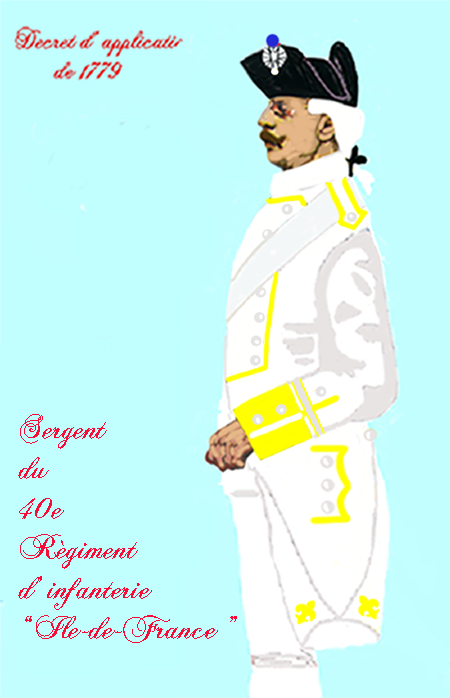
Règ Ile de France 1779–1791
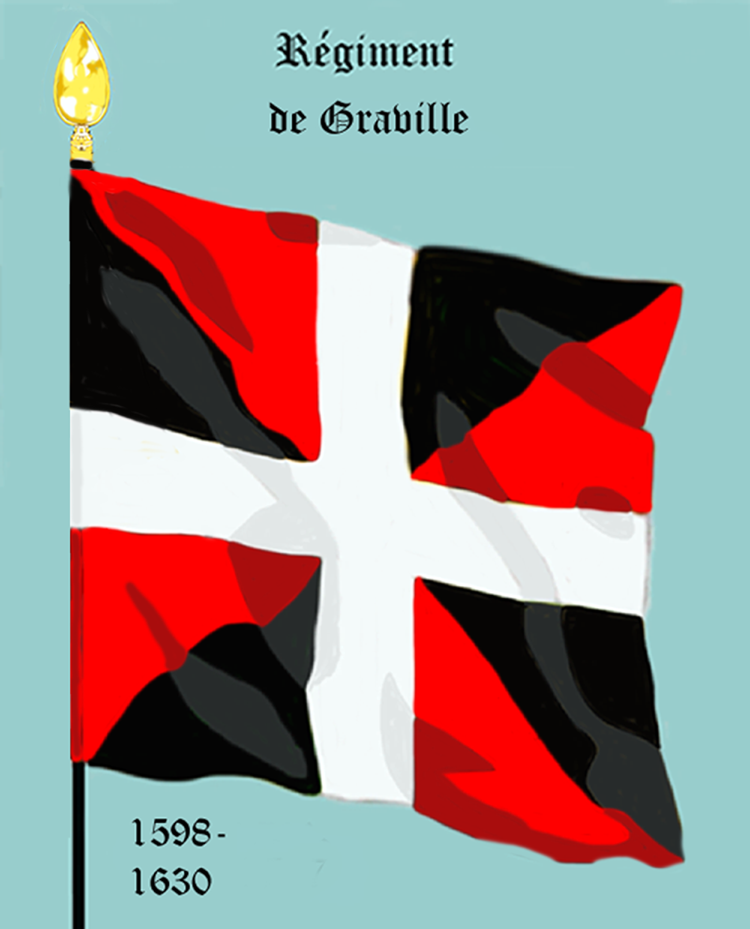
Rég Graville und alle Folgeverbände bis Rég Soissonais
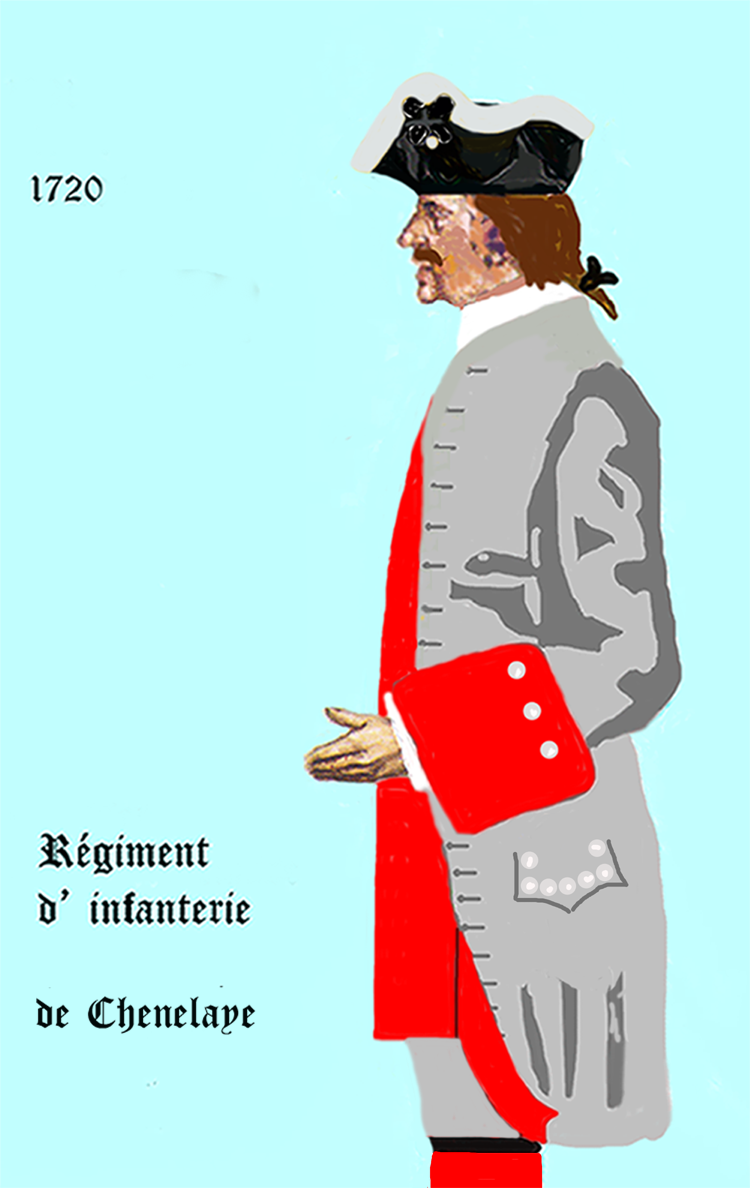
Rég Chenelaye 1720
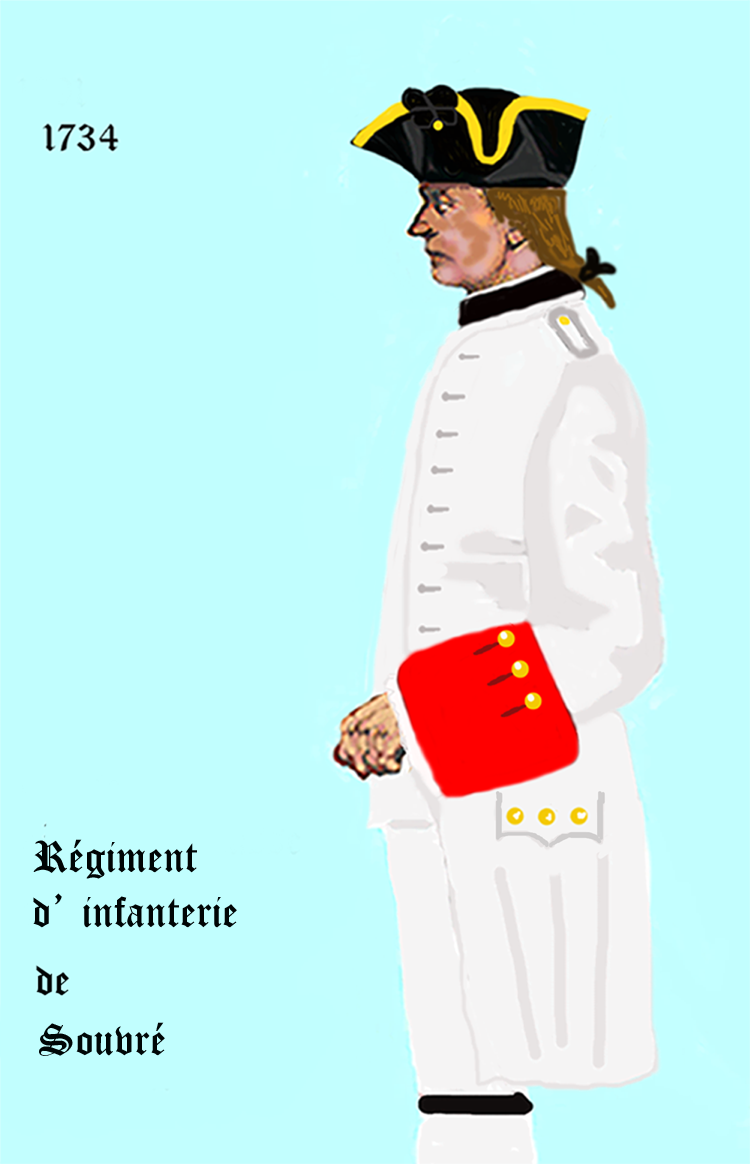
Rég Souvré 1734
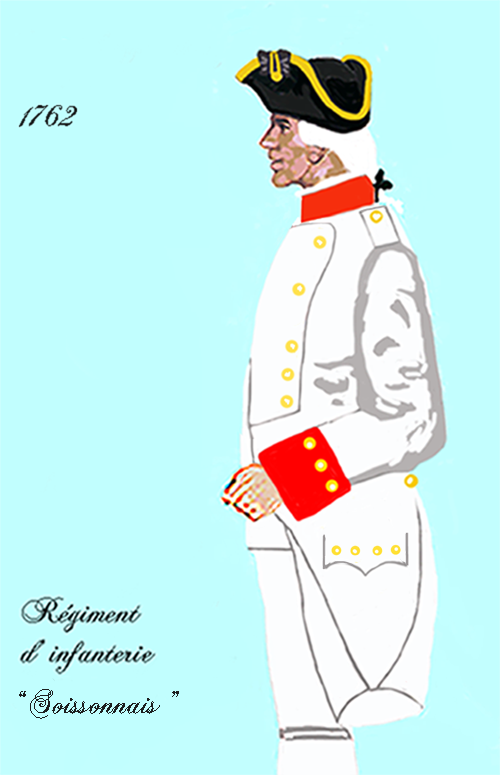
Rég Soissonais 1763
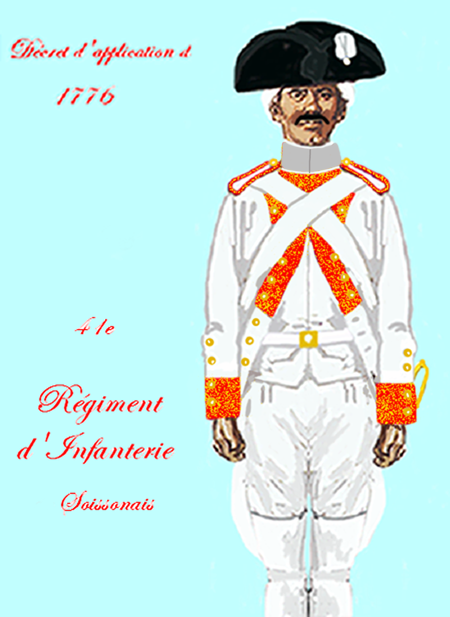
Rég Soissonais 1776–1779
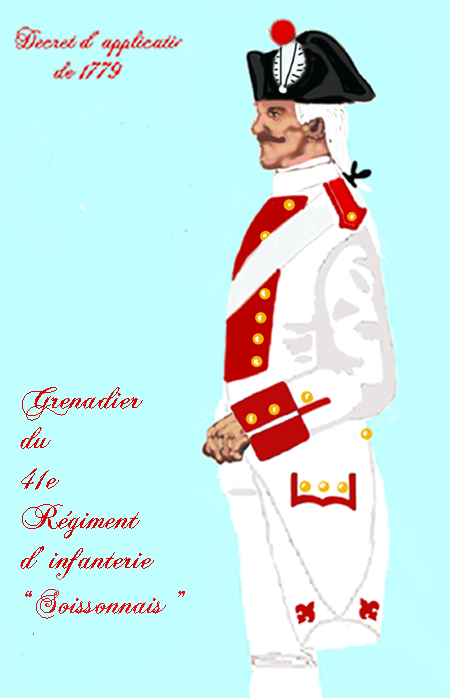
Règ Saissonnais 1779–1791

| I. | II. | III. |
| --- | --- | --- |
| Régiment Gardes du Roi de Navarre - In Dienst: 1569 – wurde 1589 zu Rég de Valirault Régiment de Valirault – wurde 1594 zu: Rég de Navarre Régiment de Navarre – wurde 1791 zu: 5e régiment d’infanterie de ligne | Régiment de Grammont In Dienst: 1647 wurde als Régiment de Grammont aus einem wallonischen Fremdenregiment zu einem französischen Regiment Régiment de Grammont wurde 1665 zu Régiment de Louvigny – wurde 1687 zu: Rég de Guiche Régiment de Guiche – wurde 1696 zu: Rég de Noailles Régiment de Noailles – wurde 1697 zu: Rég de Coëtquen Régiment de Coëtquen – wurde 1709 zu: Rég de Tourville Régiment de Tourville – wurde 1712 zu Rég de Meuze Régiment de Meuze – wurde 1734 zu: Rég de Choiseul Régiment de Choiseul – wurde 1738 zu: Rég de Montmorin Régiment de Montmorin – wurde 1763 zu: Rég d'Ile de France Régiment d'Ile de France – wurde 1791 zu: 39éme régiment d’infanterie de ligne | Régiment de Graville - In Dienst: 1598 – wurde 1630 zu: Rég de Grancey Régiment de Grancey – wurde 1707 zu: Rég de Chenelaye Régiment de Chenelaye – wurde 1730 zu: Rég de Souvré Régiment de Souvré – wurde 1743 zu: Rég de Lauragais Régiment de Lauragais – wurde 1745 zu: Rég de Ségur Régiment de Ségour – wurde 1749 zu: Rég de Briqueville Régiment de Briqueville – wurde 1763 zu: Rég de Soissonais Régiment de Soissonais – wurde 1791 zu: 40éme régiment d’infanterie de ligne |

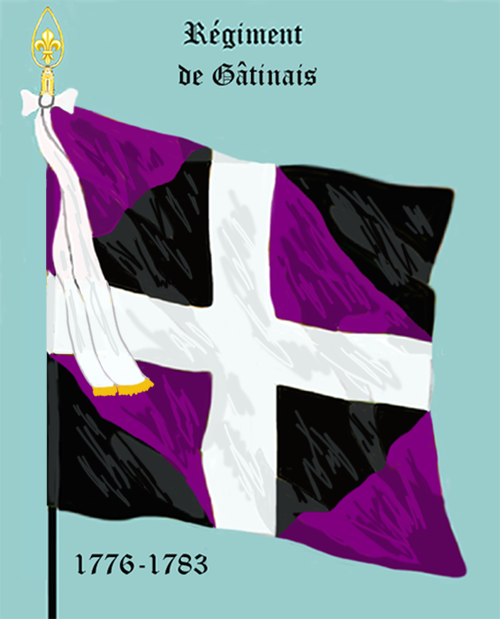
Rég Gâtinais 1776–1783
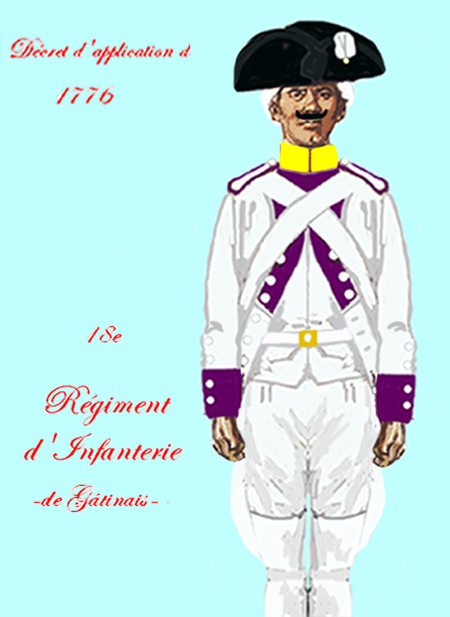
Rég Gâtinais 1776–1779
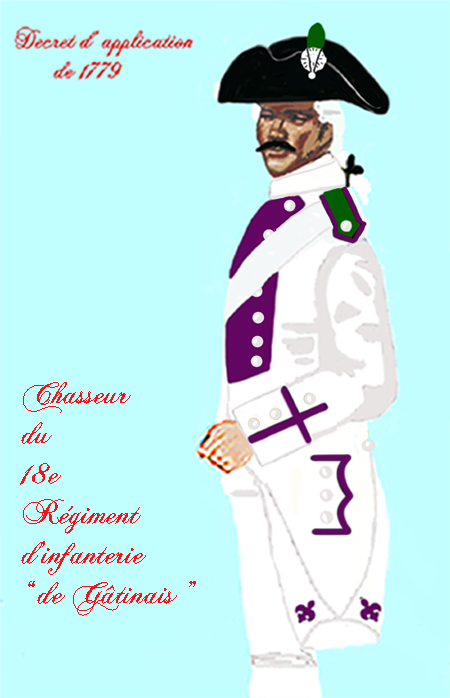
Rég Gâtinais 1779–1783
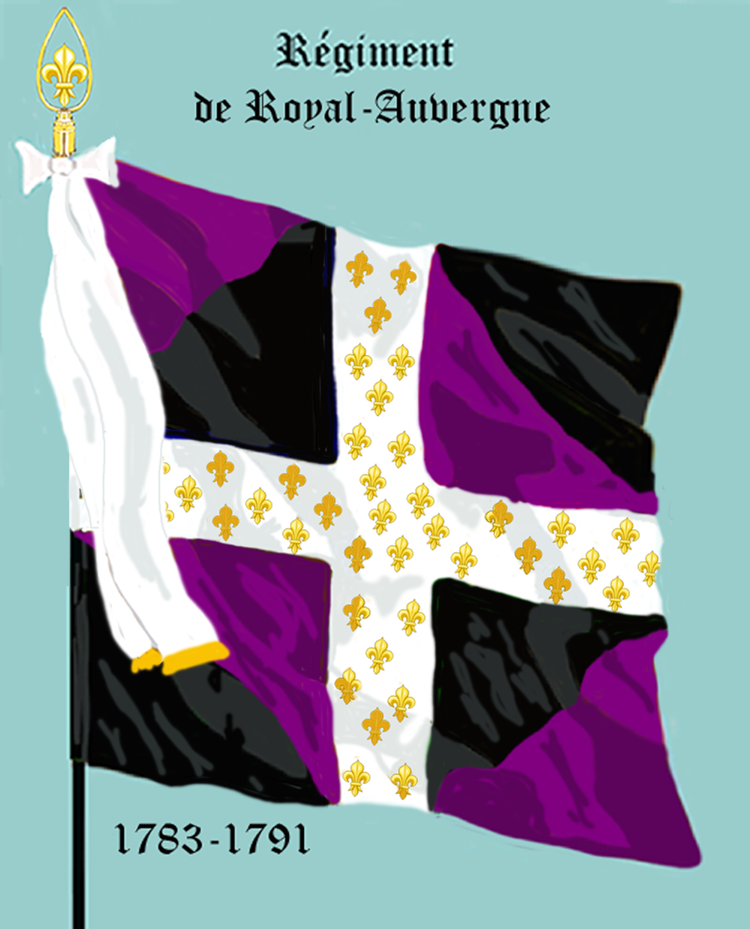
Rég Royal Auvergne 1783–1791
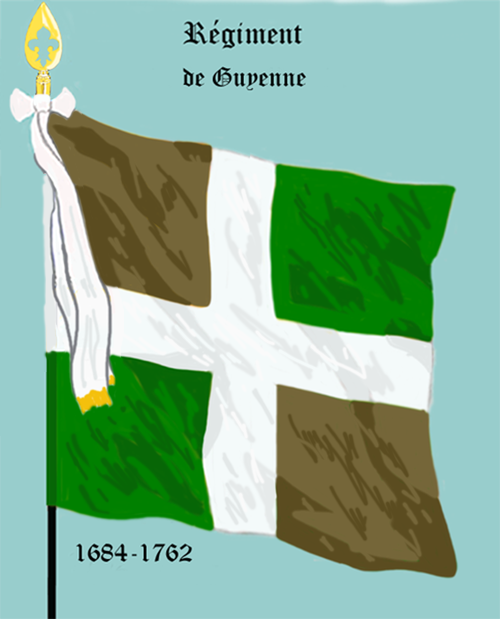
Rég Guyenne
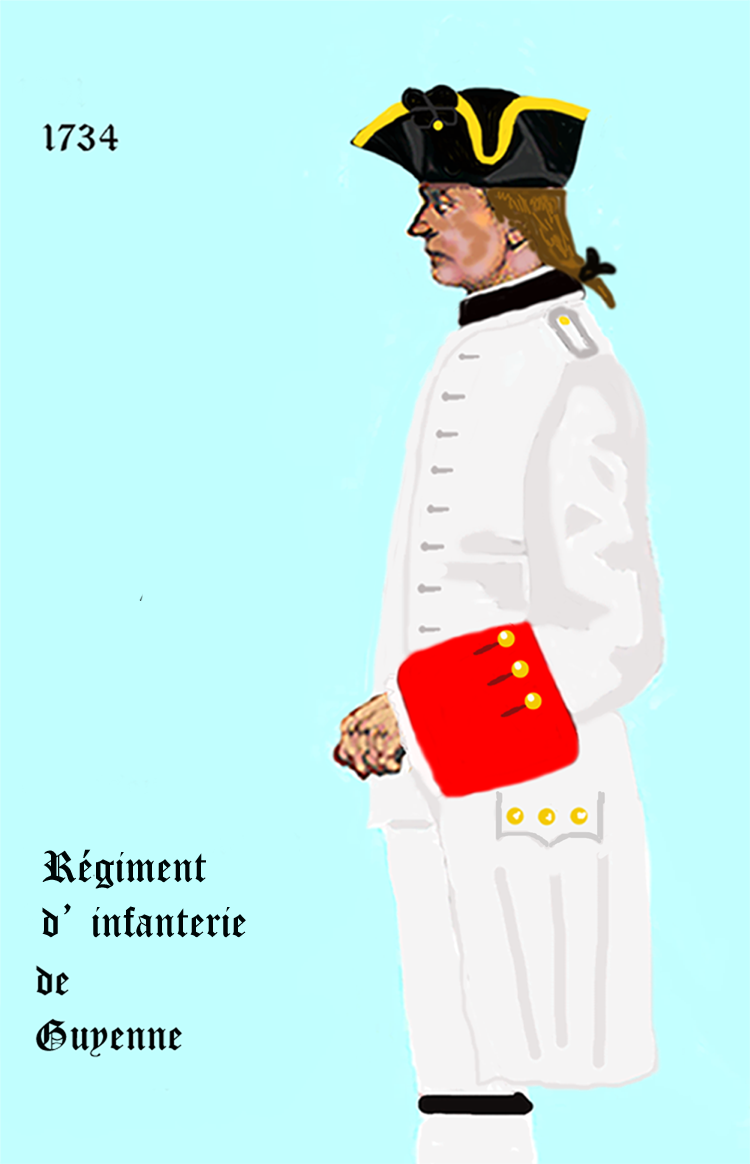
Rég Guyenne 1734–1762
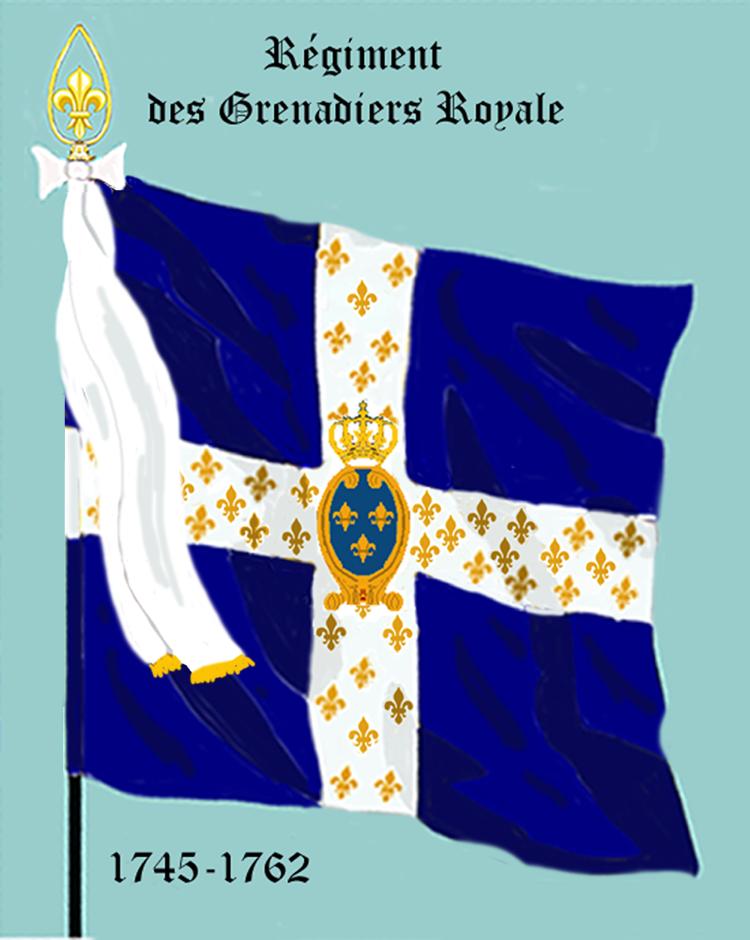
Grenadiers-royale

| I. | II.                                                                           | III.                                                              |
| --- | ----------------------------------------------------------------------------- | ----------------------------------------------------------------- |
| Régiment de Gâtinais - Aufgestellt 1776 aus: Rég d'Auvergne Regiment de Gâtinais – wurde 1783 zu: Rég de Royal-Auvergne Régiment de Royal Auvergne – wurde 1791 zu: 18ème régiment d’infanterie de ligne | Régiment de Guyenne - In Dienst: 1684 – Eingegliedert 1762 in: Rég du Dauphin | Régiments de Grenadiers royale - In Dienst: 1745 – Aufgelöst 1762 |

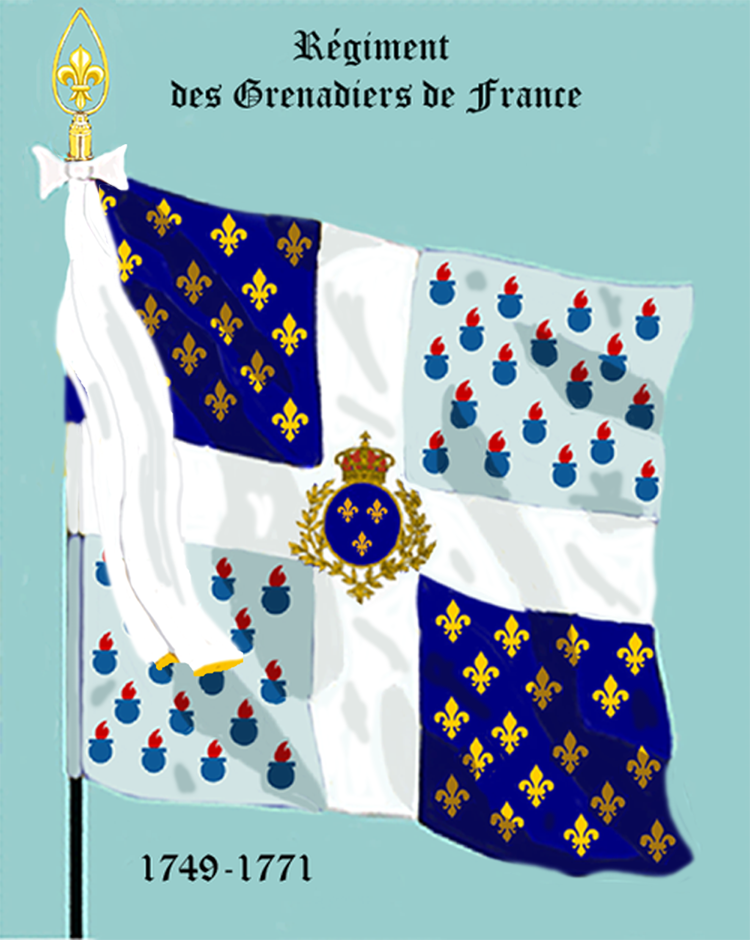
Ordonnanzfahne des Rég Grenadiers de France
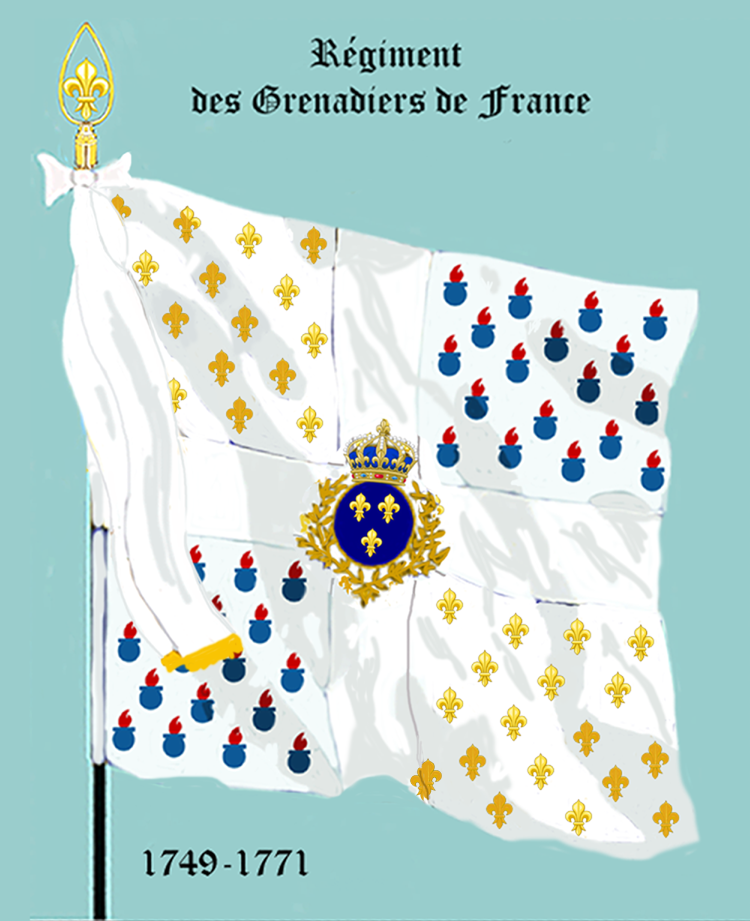
Leibfahne des Rég Grenadiers de France
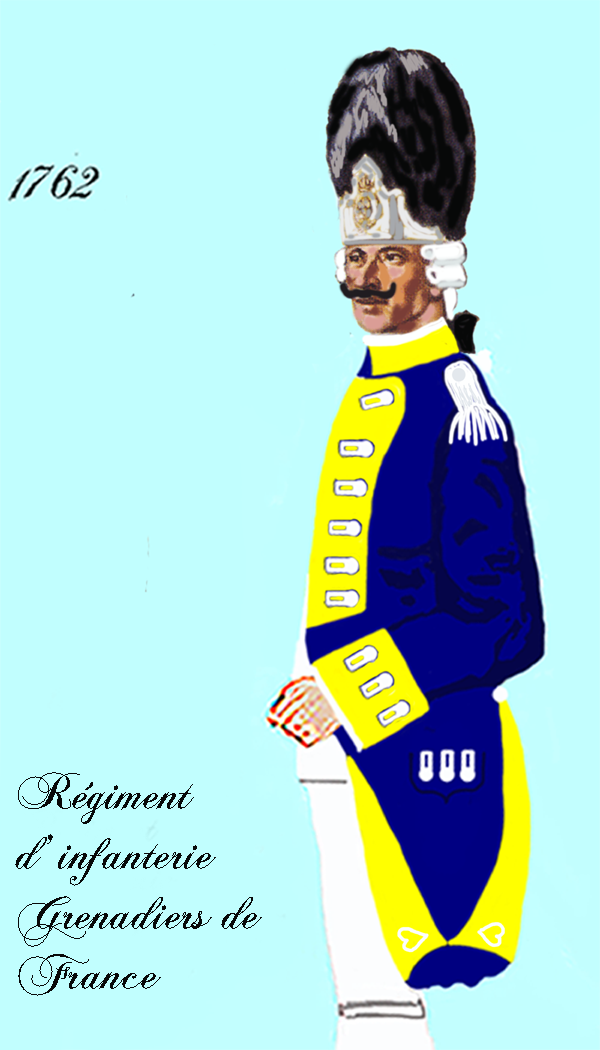
Rég Grenadiers de France 1762
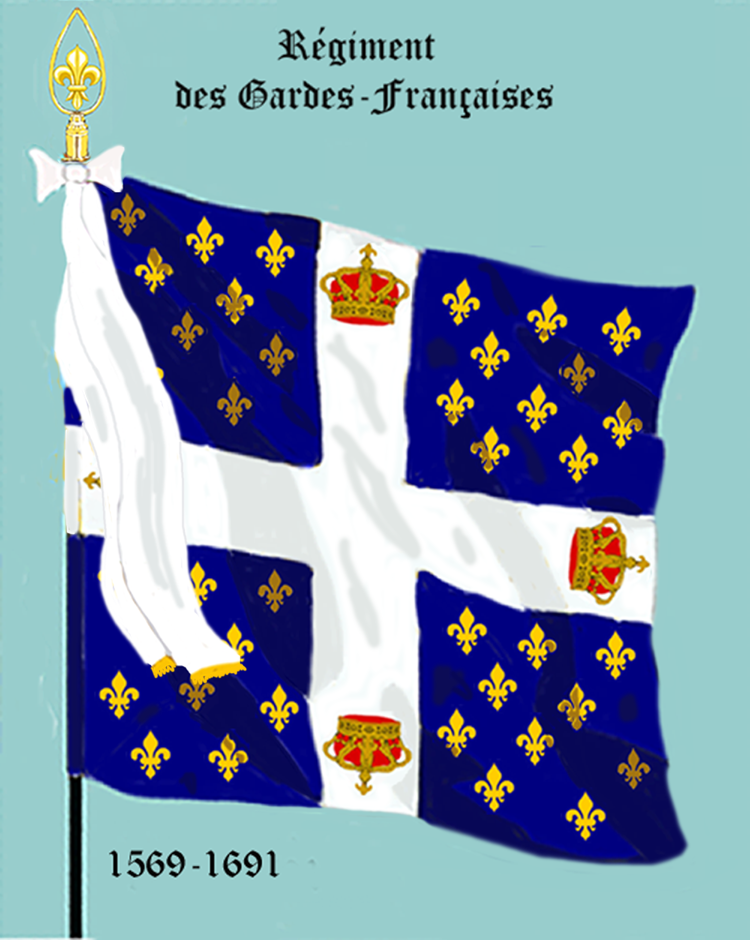
Ordonnanzfahne der Gardes-Françaises 1569–1691
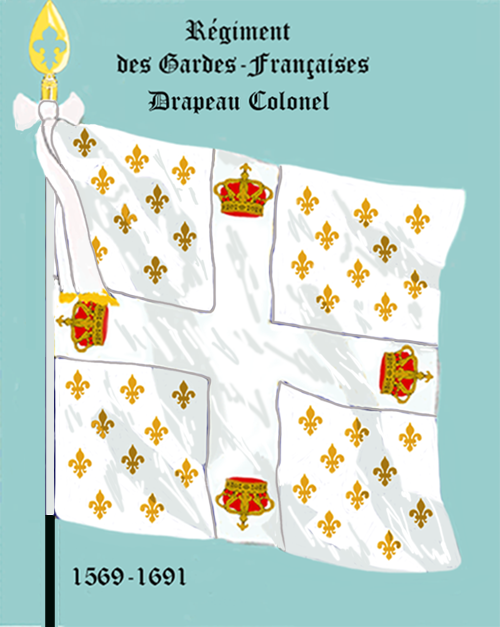
Leibfahne der Gardes-Françaises 1569–1691
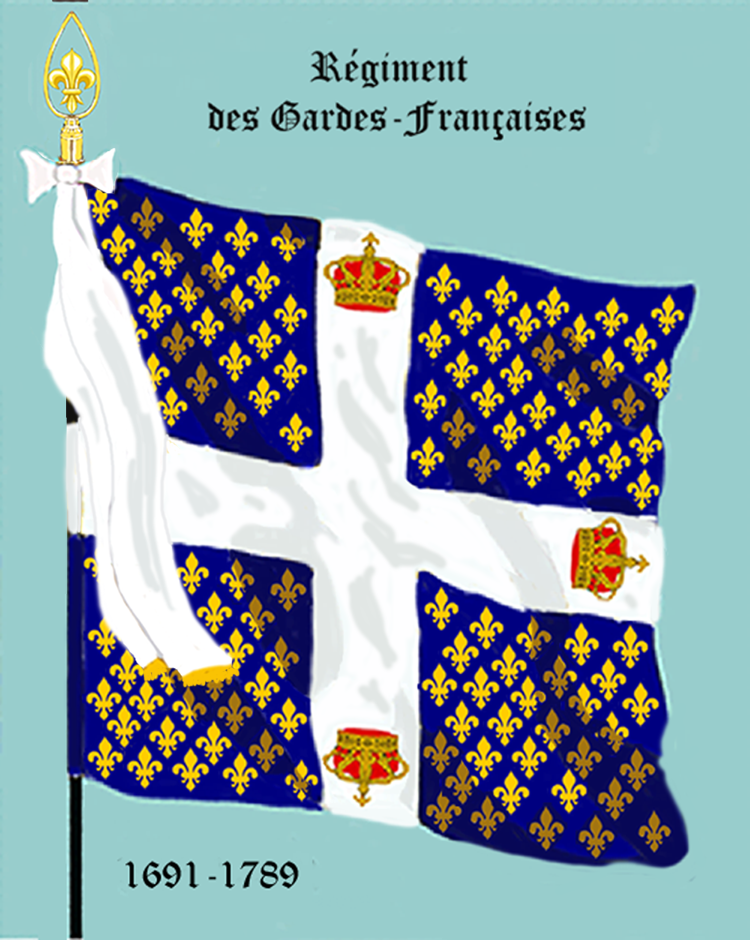
Ordonnanzfahne der Gardes-Françaises 1691–1789
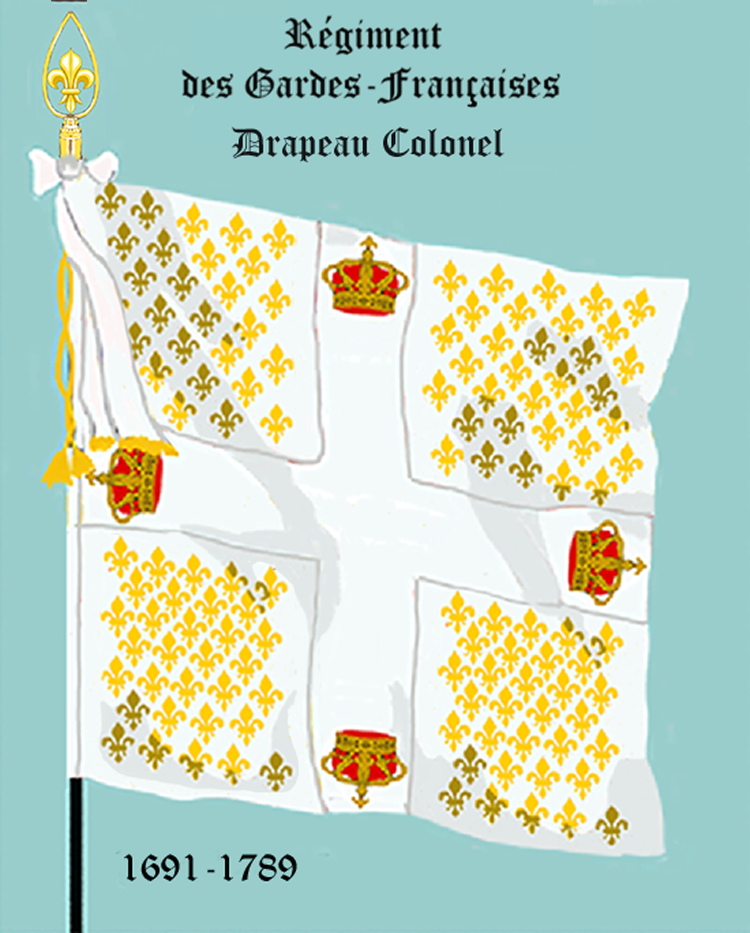
Leibfahne der Gardes-Françaises 1691–1789
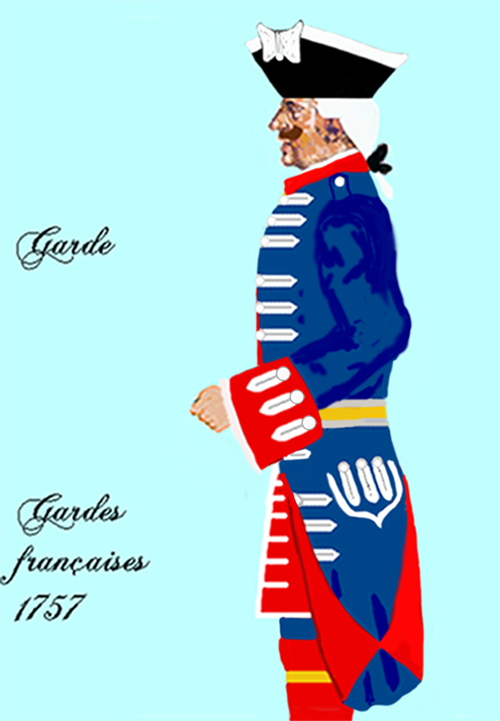
Gardes-Françaises 1757

| I.                                                                 | II. | III. |
| ------------------------------------------------------------------ | --- | ---- |
| Régiment de Grenadiers de France - In Dienst 1757 – Aufgelöst 1763 | Gardes-Françaises - In Dienst 1569 aus dem aufgelösten Regiment Strozzi 1573 kassiert 1574 erneut aufgestellt 1789 aufgelöst |      |

## H

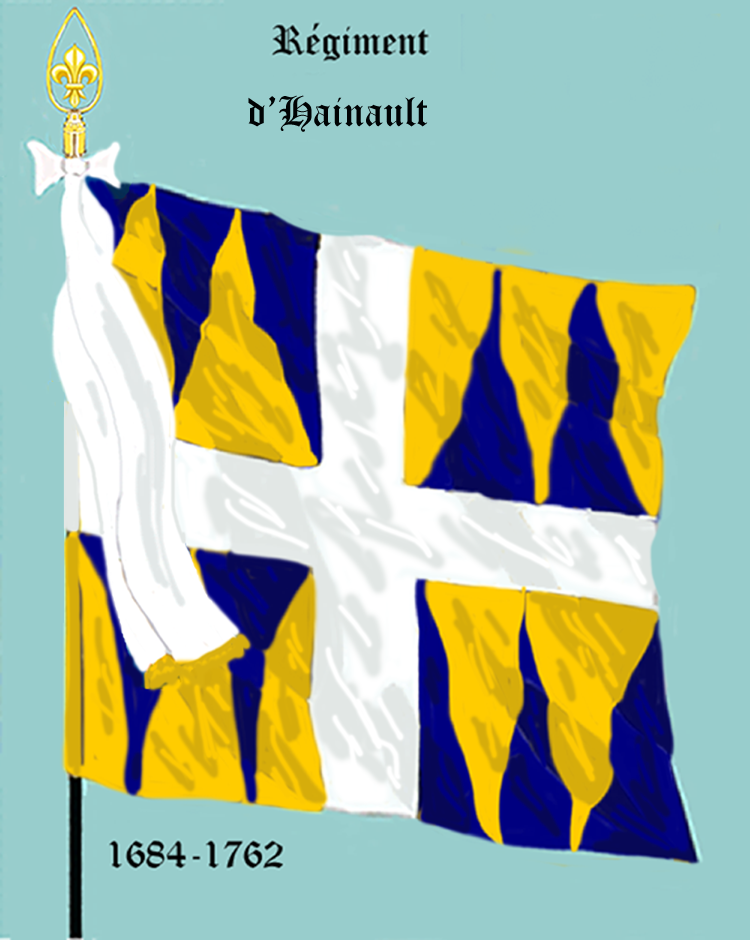
Rég Hainault
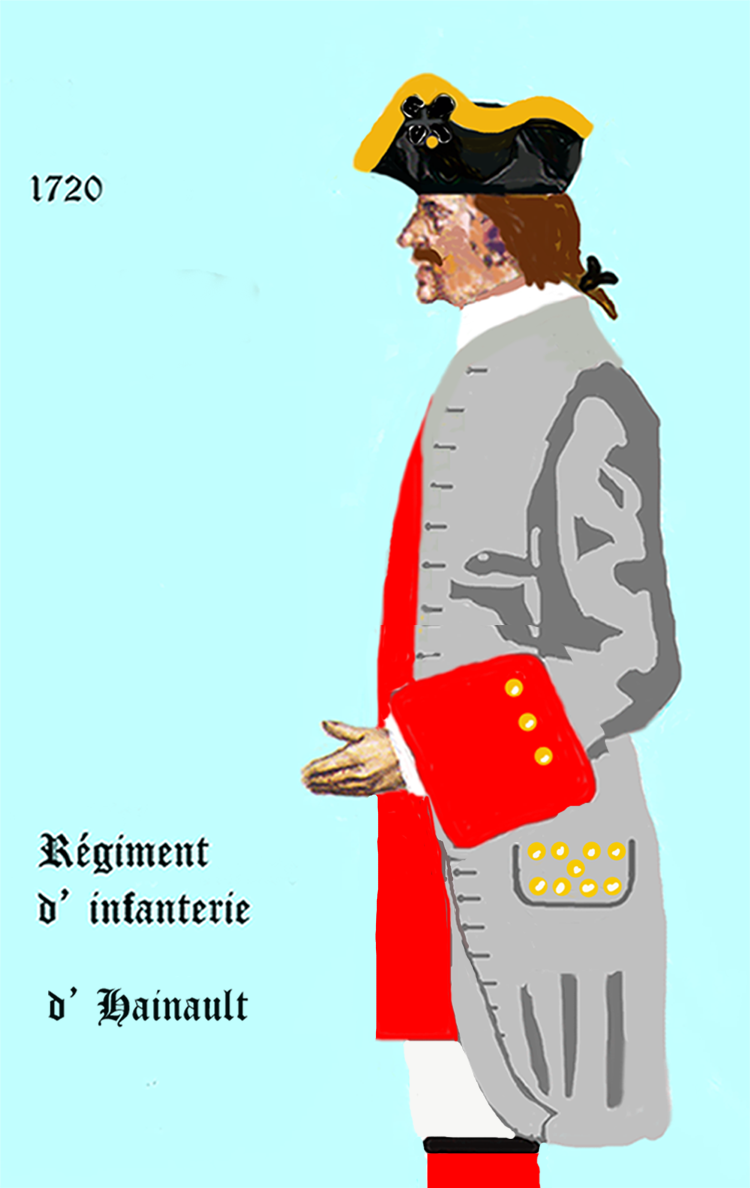
Rég Hainault 1720
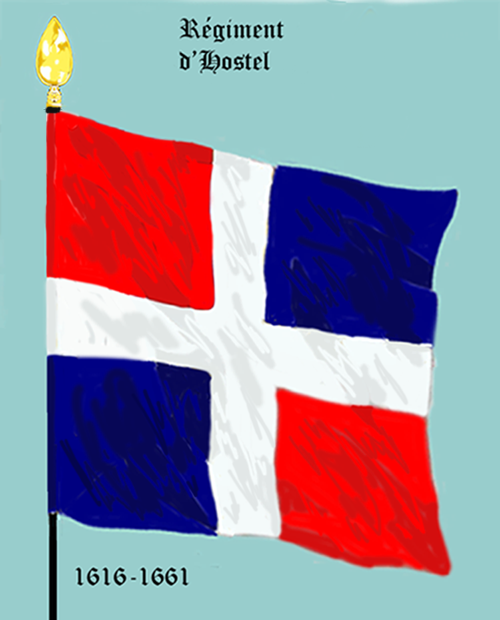
Rég Hostel, Plessis-Praslin & Poitou bis 1791
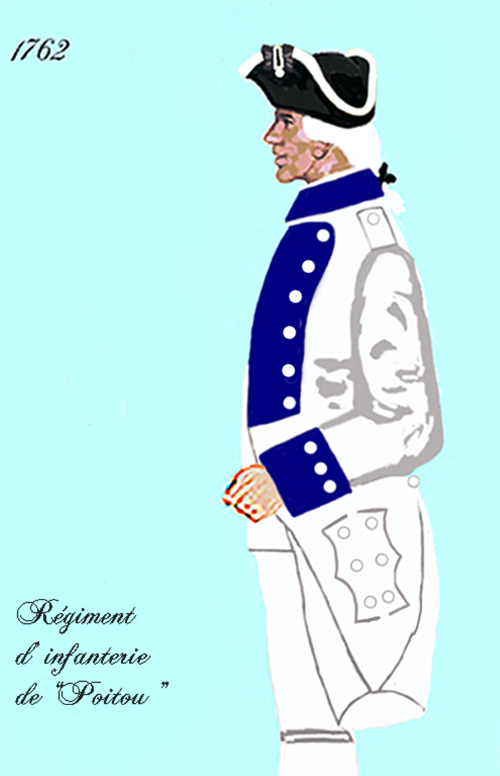
Rég Poitou 1762–1776
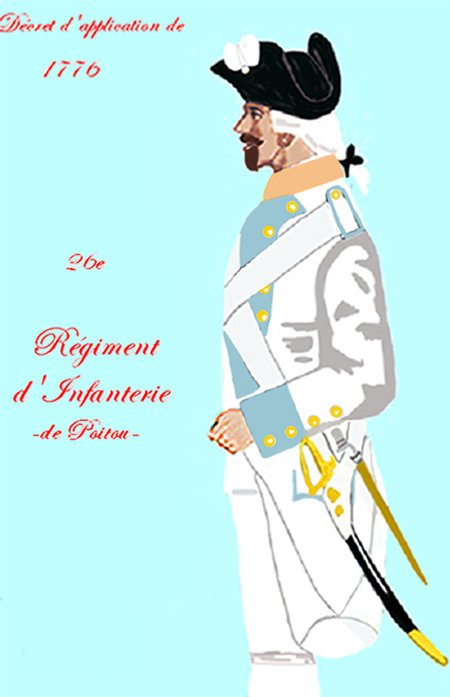
Rég Poitou 1776–1779
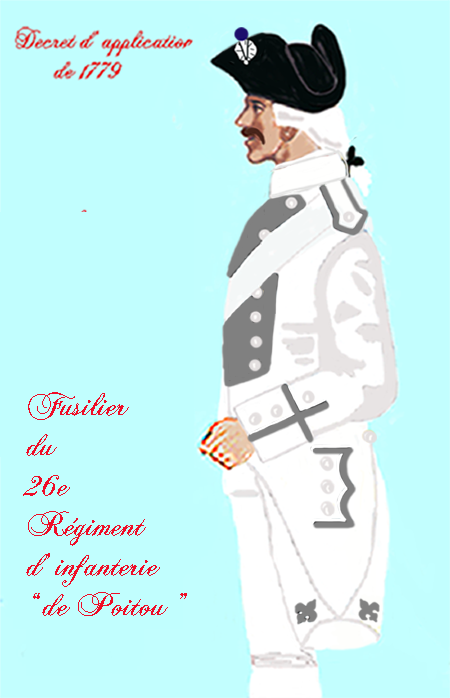
Règ Poitou 1779–1791
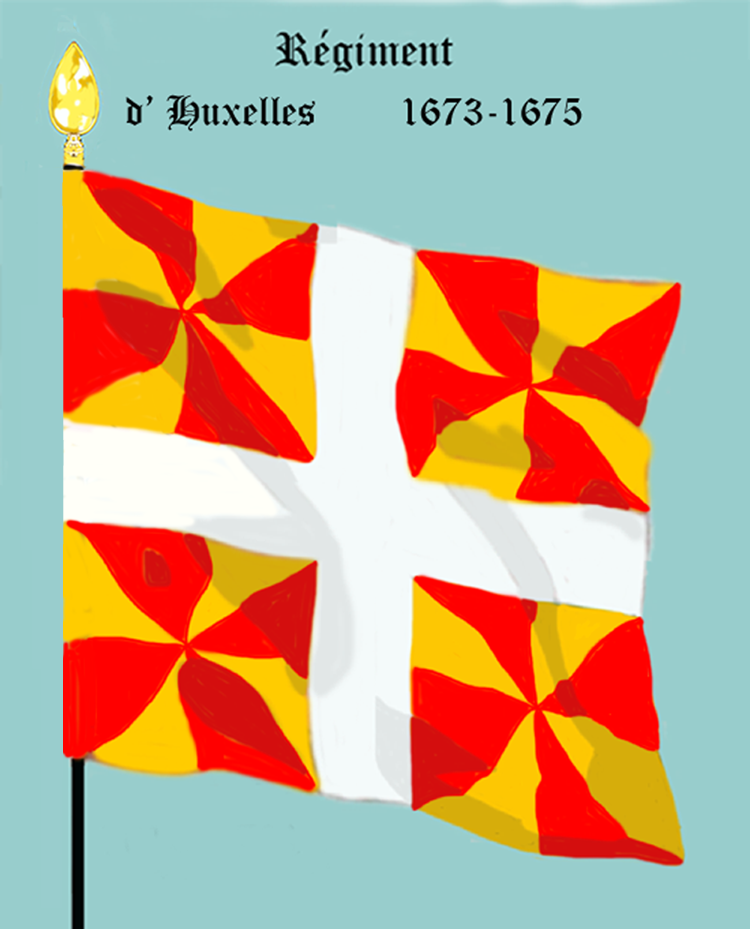
Rég Huxelles, Plessis-Belliéres & Montsoreau
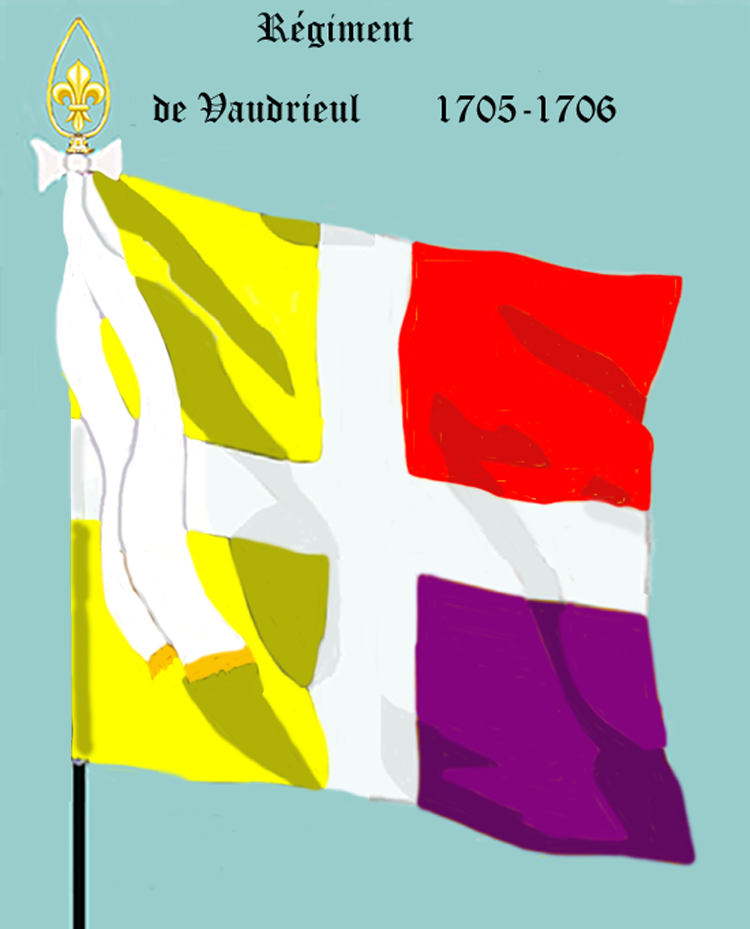
Rég Vaudreuil und alle Folgeverbände bis Rég Béauce
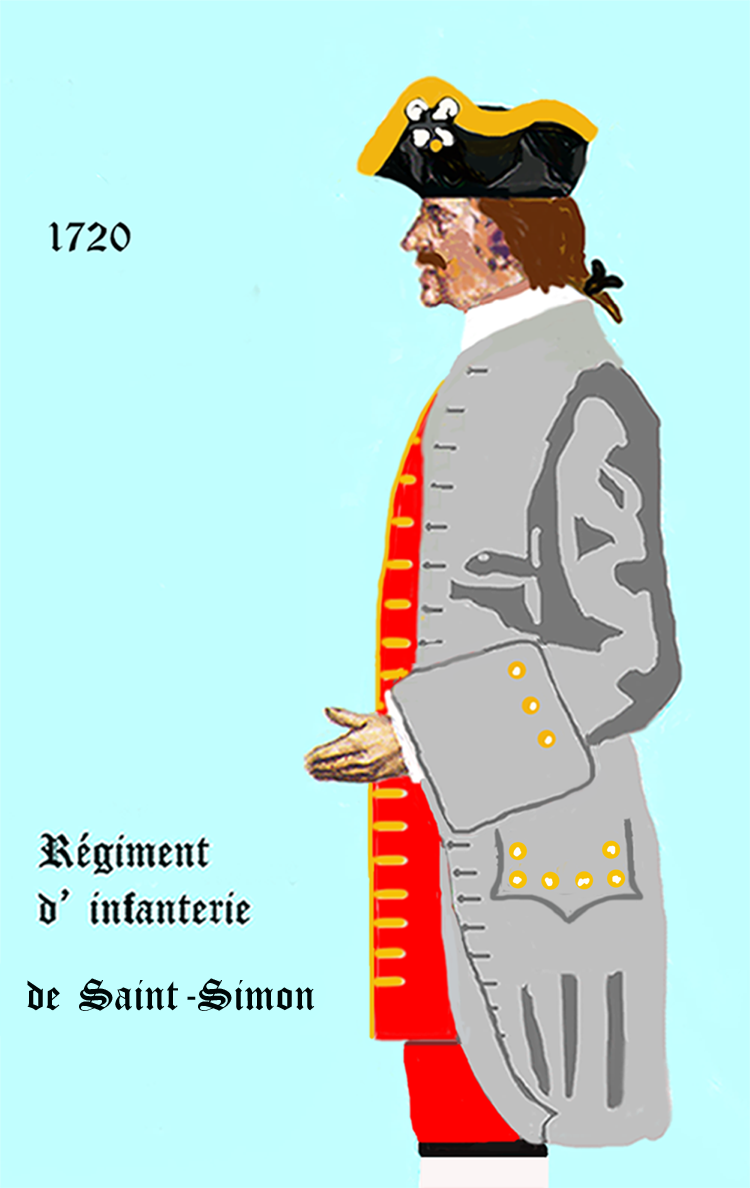
Rég Saint-Simon 1720
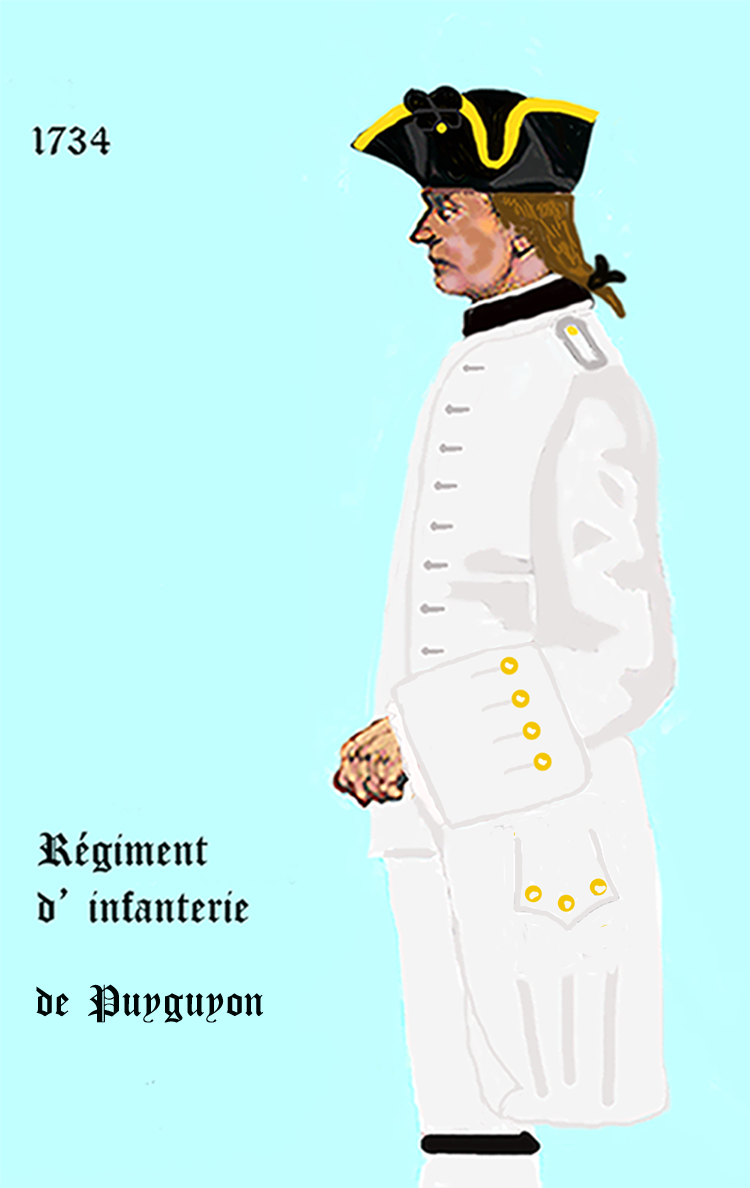
Rég Puyguyon 1734
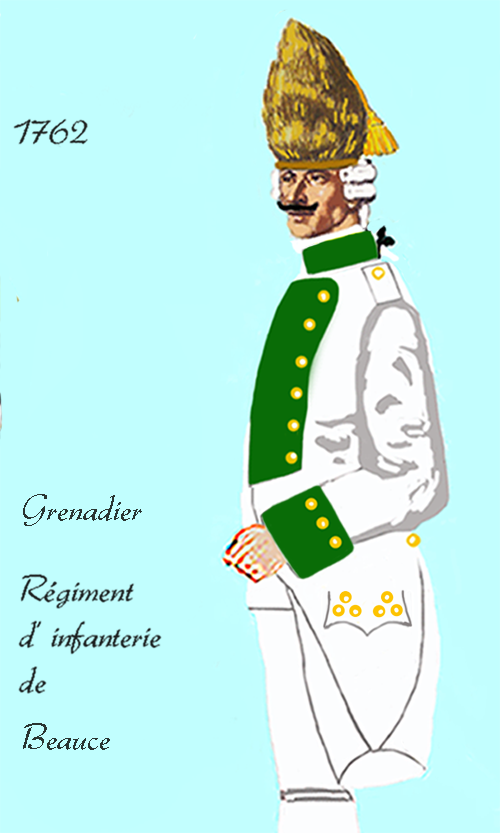
Règ Beauce 1762–1767
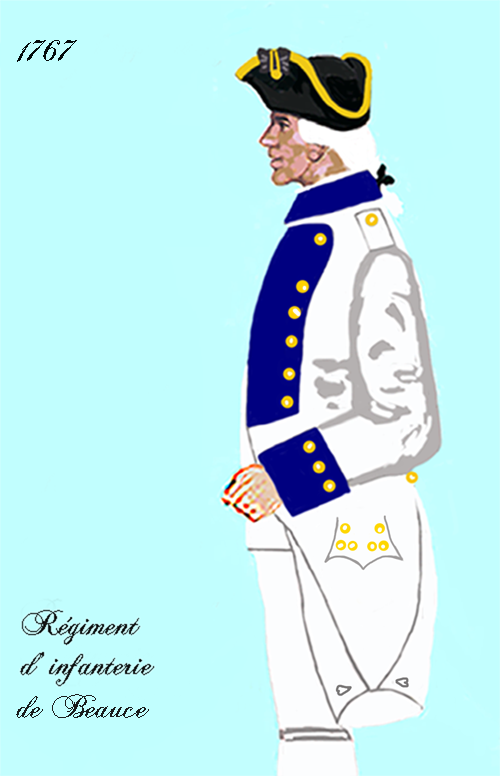
Rég Béauce 1767–1776
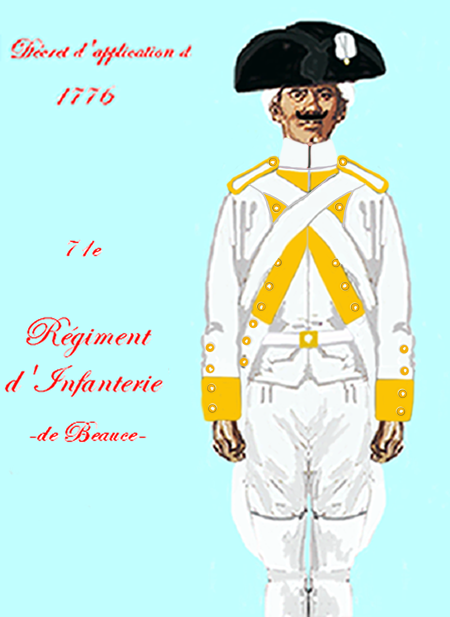
Rég Béauce 1776–1779
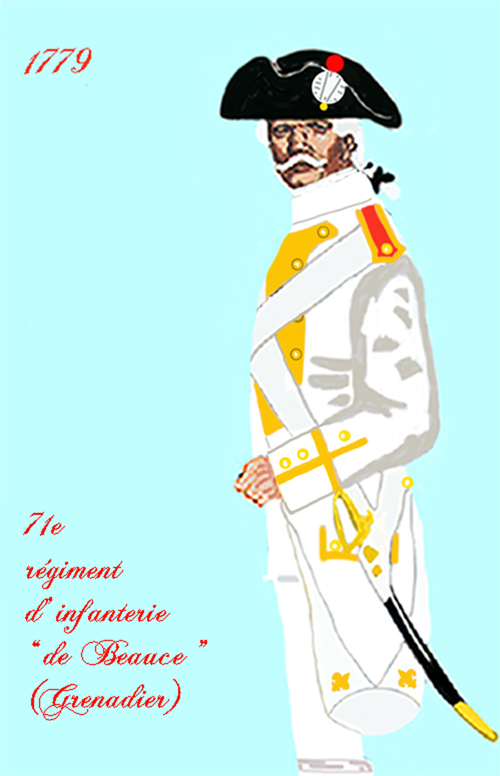
Rég Béauce 1779–1791

| I.                                                      | II. | III. |
| ------------------------------------------------------- | --- | --- |
| Régiment d'Hainault - In Dienst: 1684 – Aufgelöst: 1762 | Régiment d'Hostel - In Dienst: 1616 – wurde 1661 zu: Rég de Plessis-Praslin Régiment de Plessis-Praslin – wurde 1682 zu: Rég de Poitou Régiment de Poitou – wurde 1791 zu: 25ème régiment d’infanterie de ligne | Régiment d'Huxelles - In Dienst: 1673 – wurde 1675 zu: Rég de Plessis-Bellières Régiment de Plessis-Bellières – wurde 1692 zu: Rég de Montsoreau Régiment de Montsoreau wurde 1705 zu: Rég de Vaudreuil Régiment de Vaudrieul – wurde 1706 zu: Rég de Sourches Régiment de Sourches wurde 1718 zu Rég de Saint-Simon Régiment de Saint-Simon wurde 1734 zu: Rég de Puyguyon Régiment de Puyguyon wurde 1742 zu: Rég de Revel Régiment de Revel wurde 1745 zu: Rég de Talaru Régiment de Talaru wurde 1758 zu: Rég d'Aumont-Mazarin Régiment d'Aumont-Mazarin wurde 1763 zu Rég de Beauce Régiment de Beauce wurde 1791 zu: 68ème régiment d’infanterie de ligne |

## I

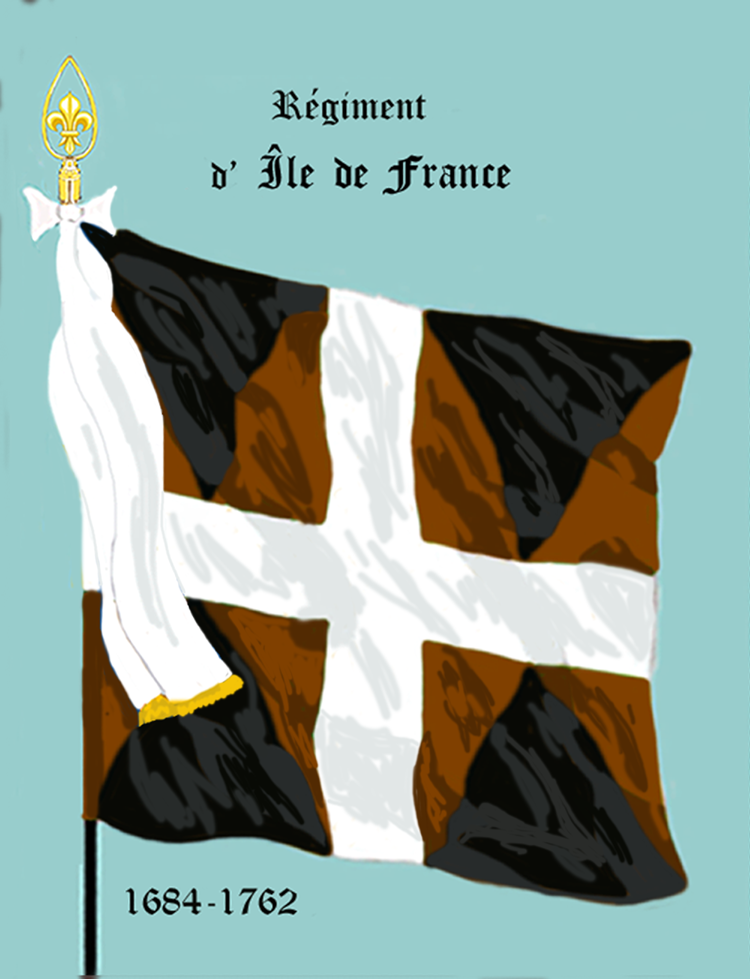
Rég Île-de-France 1684–1762
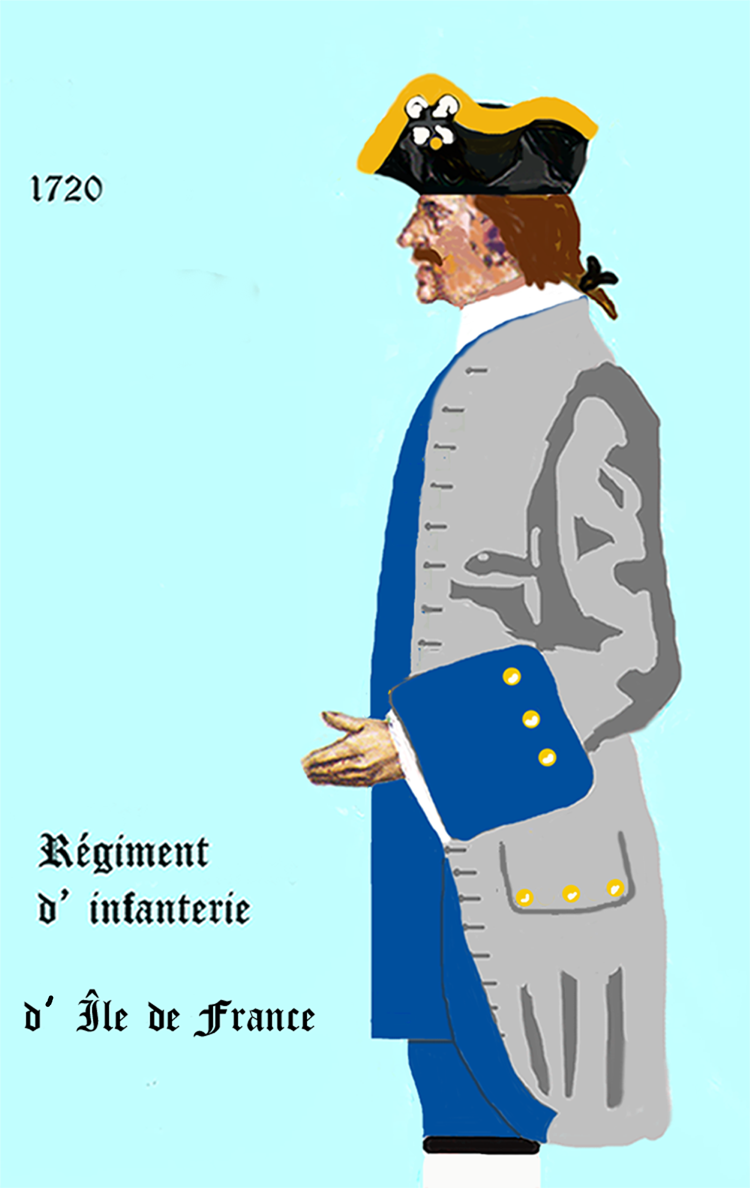
Rég Île-de-France 1729
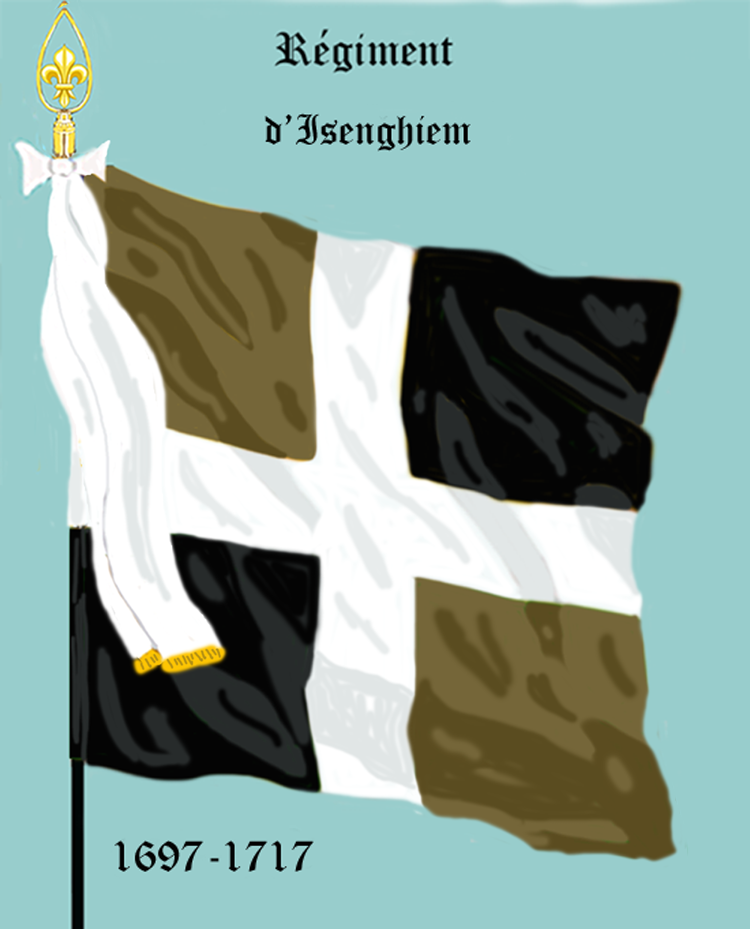
Rég Iseghiem und alle Folgeverbände
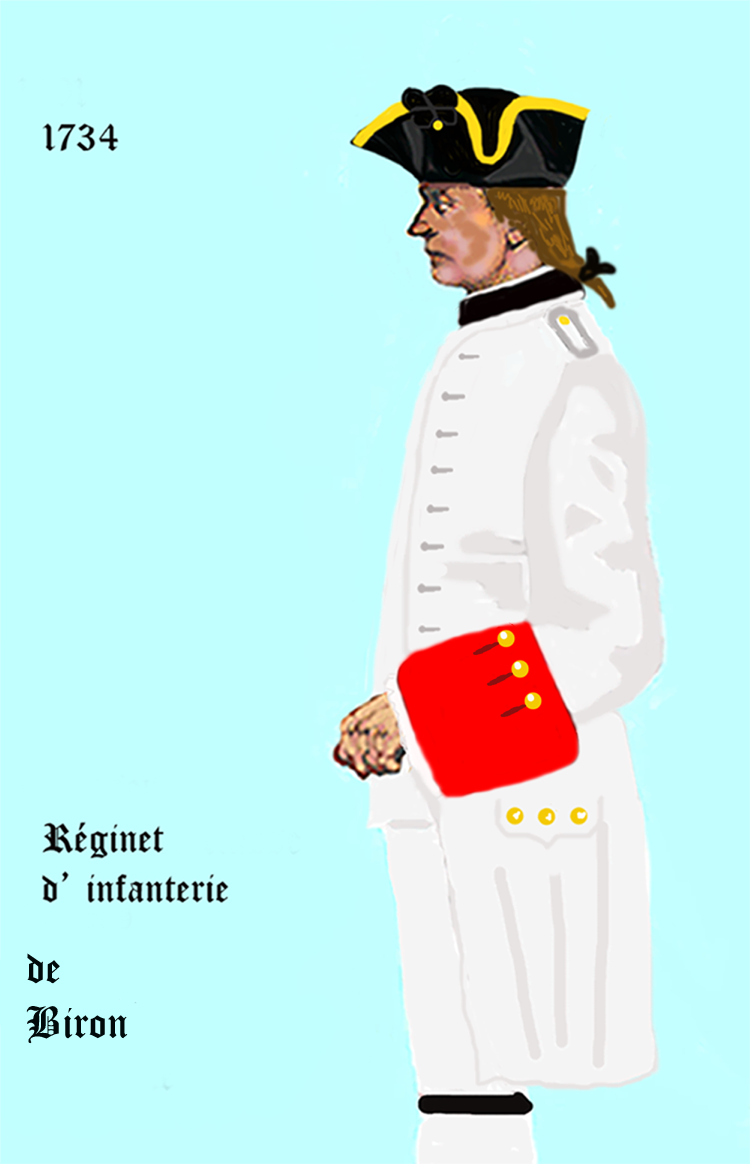
Rég Biron 1734

| I.                                                           | II. | III. |
| ------------------------------------------------------------ | --- | ---- |
| Régiment d'Île de France - In Dienst: 1684 – Aufgelöst: 1762 | Régiment d'Iseghiem - In Dienst: 1697 – wurde 1717 zu: Rég de Mailly Régiment de Mailly – wurde 1735 zu: Rég de Biron Régiment de Biron – wurde 1745 zu: Rég de Rohan-Rochefort Régiment de Rohan-Rochefort – wurde 1758 zu: Rég de Saint-Maurice Régiment de Saint-Maurice – Eingegliedert 1763 in: Rég de Poitou |      |

## J

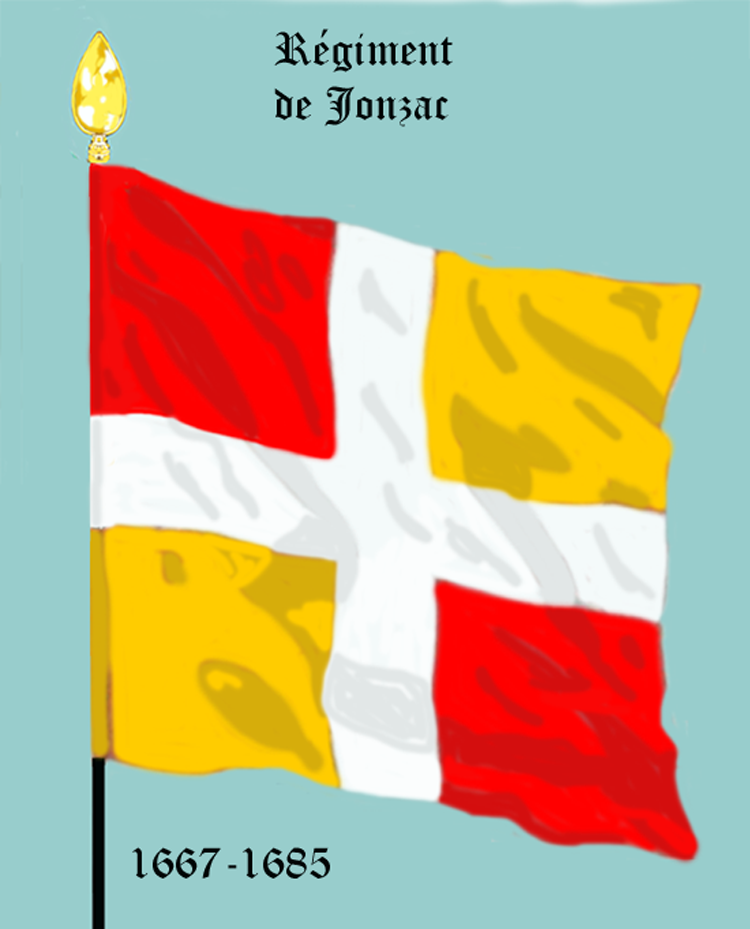
Rég Jonzac & Beauvaisis
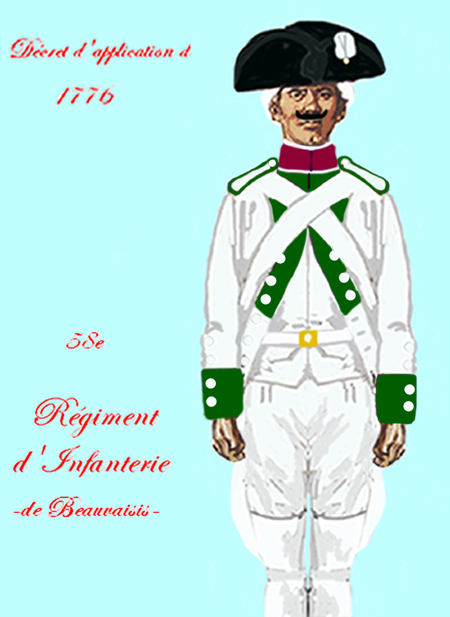
Beauvaisis 1776

| I. | II. | III. |
| --- | --- | ---- |
| Régiment de Jonzac - In Dienst: 1667 – wurde 1685 zu: Rég de Beauvaisis Régiment de Beauvaisis – wurde 1791 zu: 57ème régiment d’infanterie de ligne |     |      |

## L

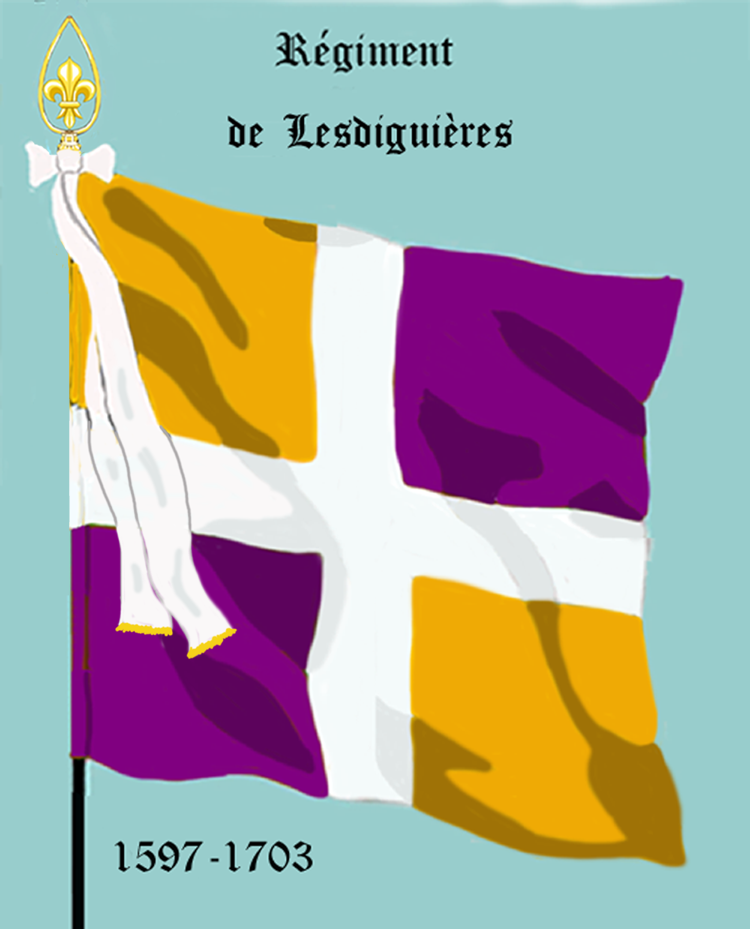
Rég Lesdiquiéres und alle Folgeverbände
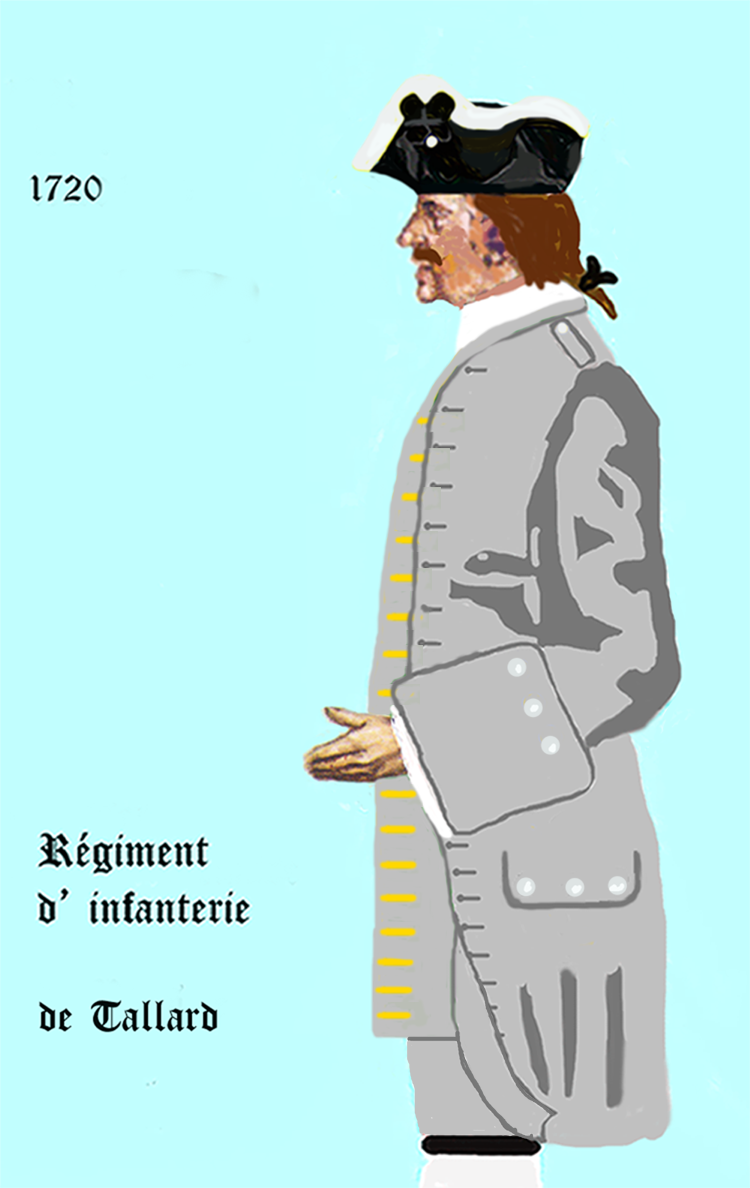
Rég Tallard 1720
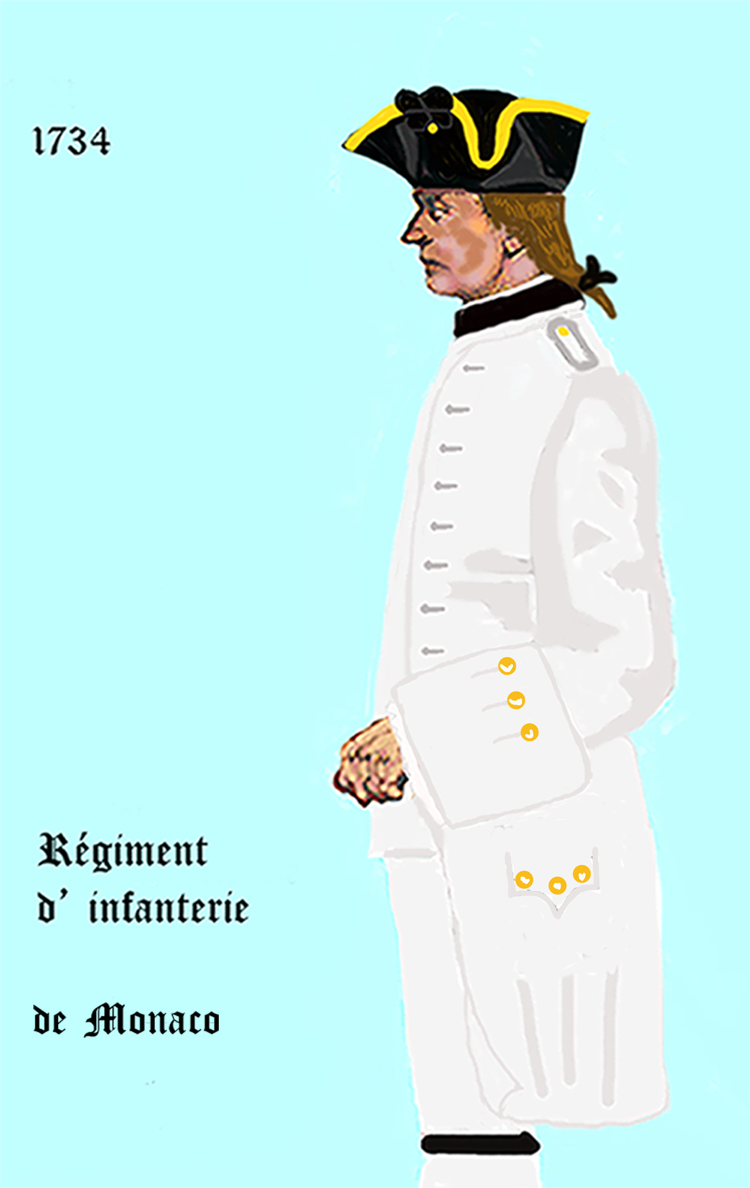
Rég Monaco 1734
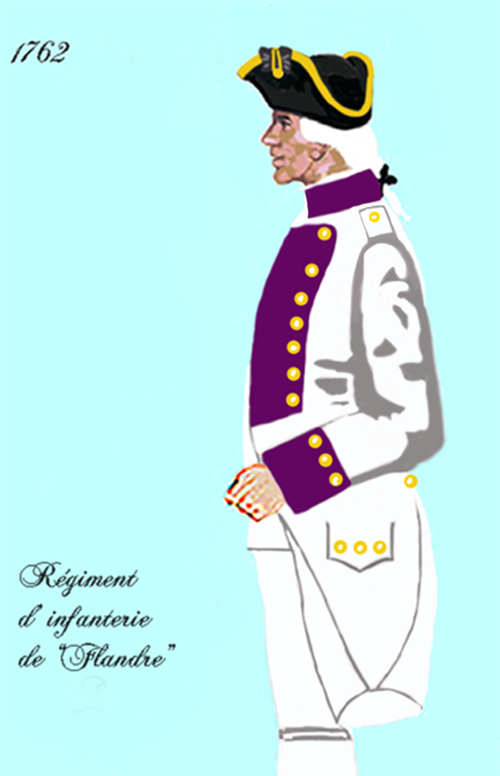
Rég Flandre 1762
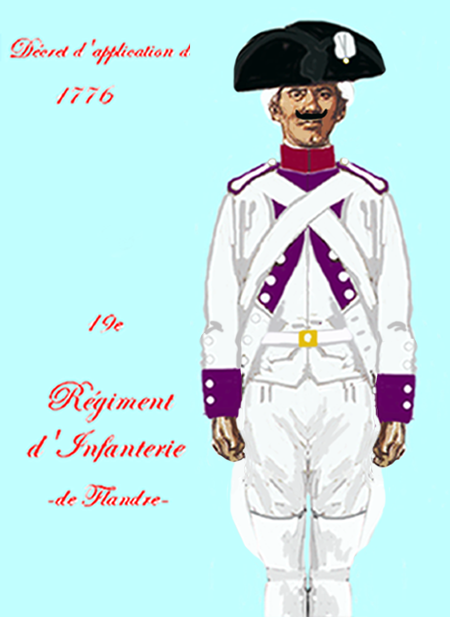
Rég Flandre 1776–1779
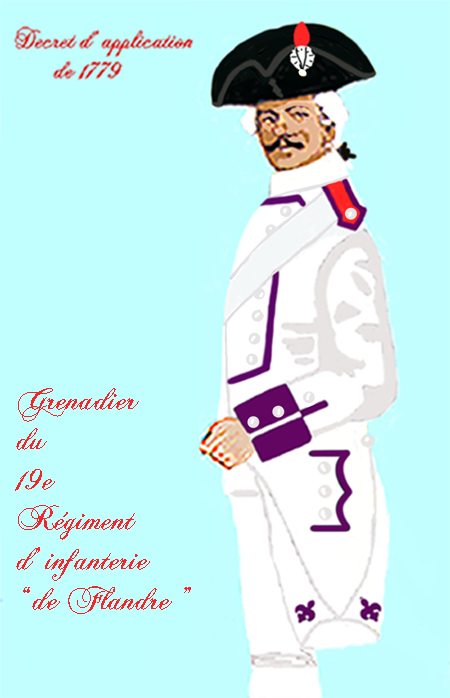
Rég Flandre 1779–1791
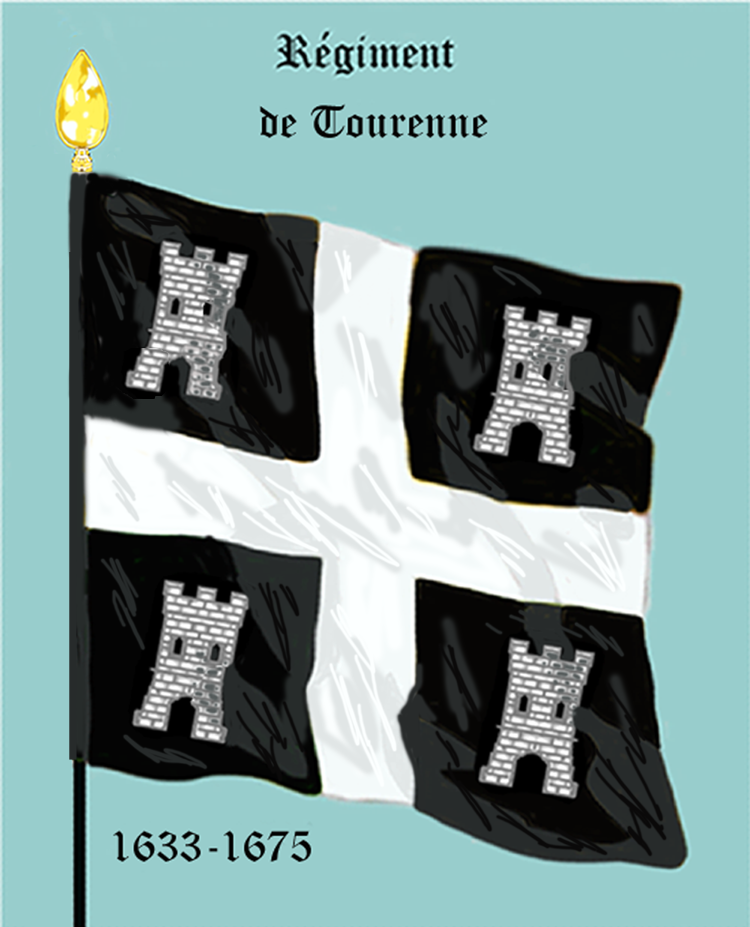
Rég Turenne 1633–1675
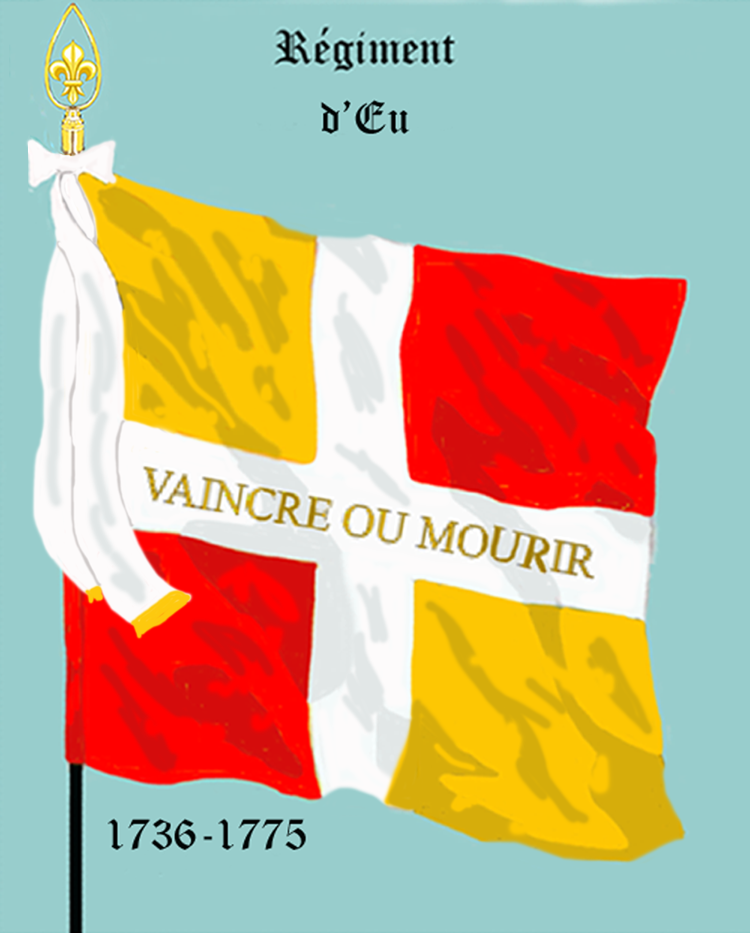
Rég Eu
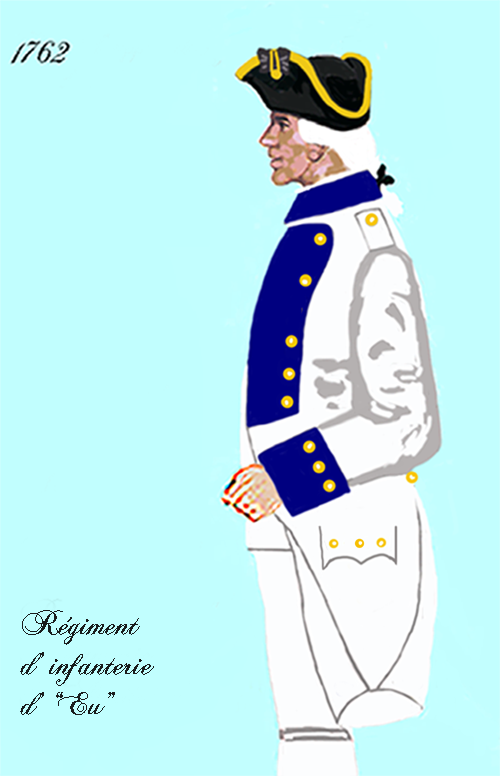
Eu 1762–1776
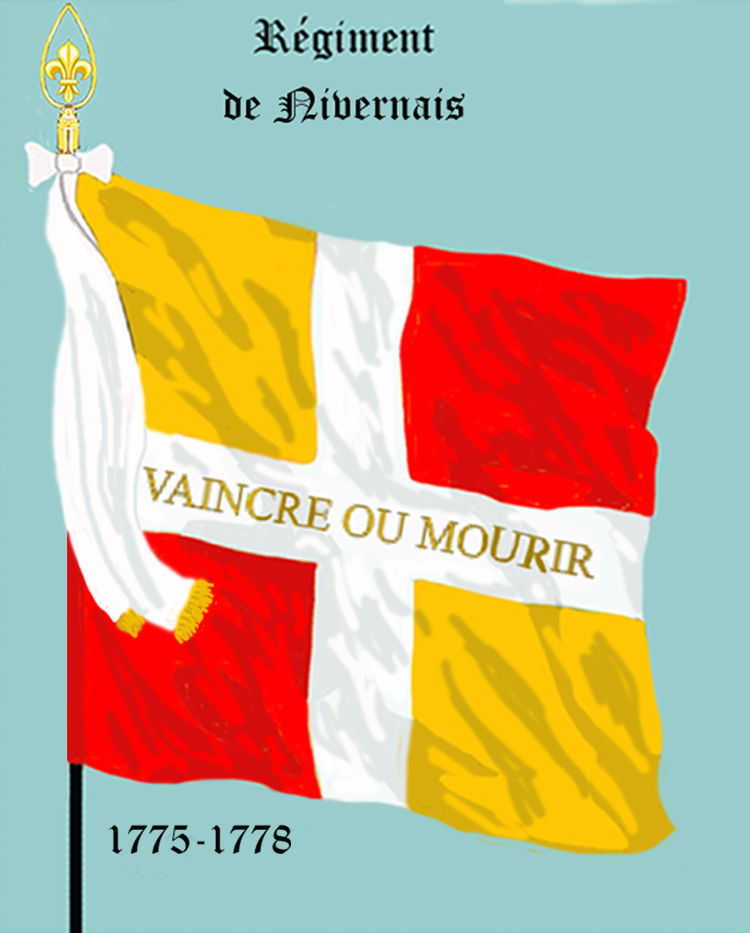
Rég Nivernais
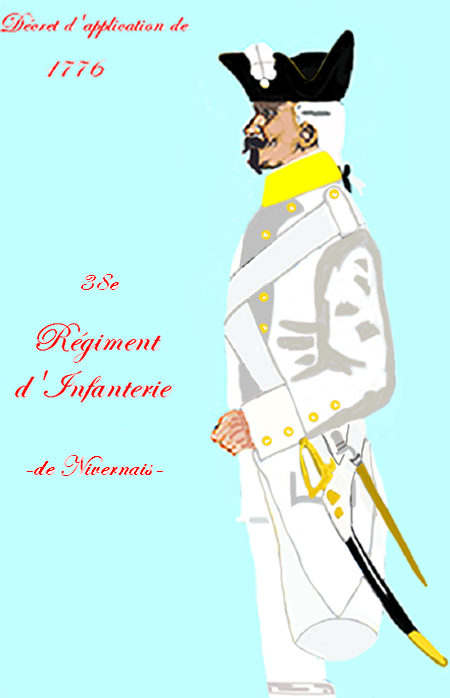
Nivernais 1776–1778
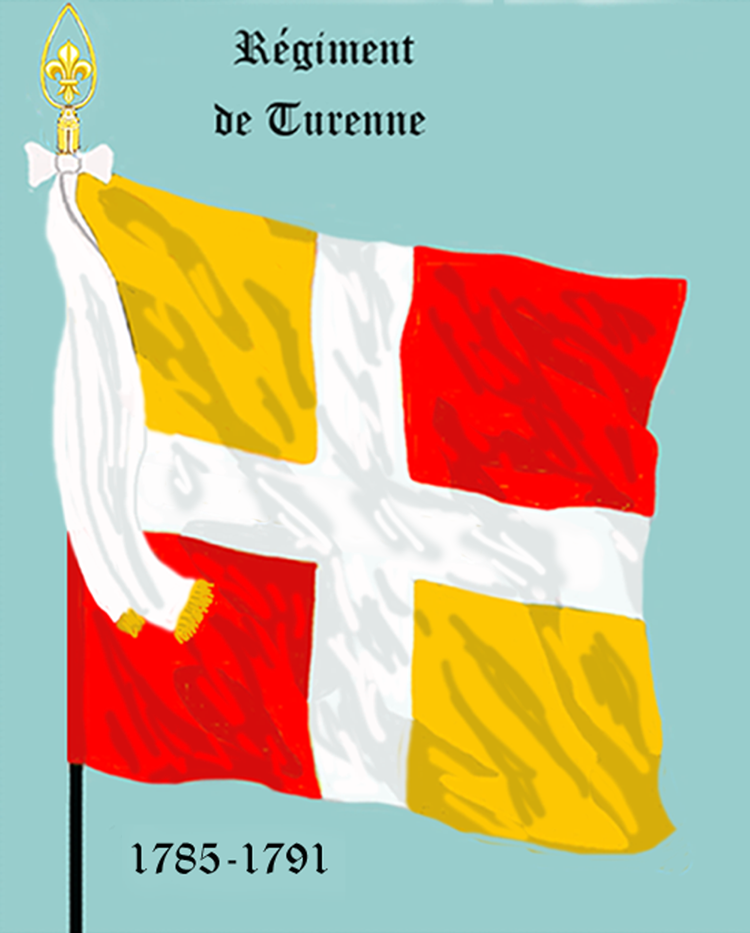
Rég Turenne 1785–1791
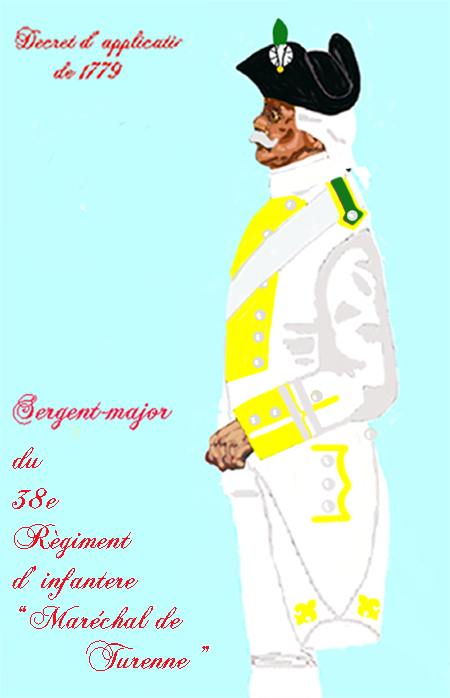
Règ Turenne 1779–1791
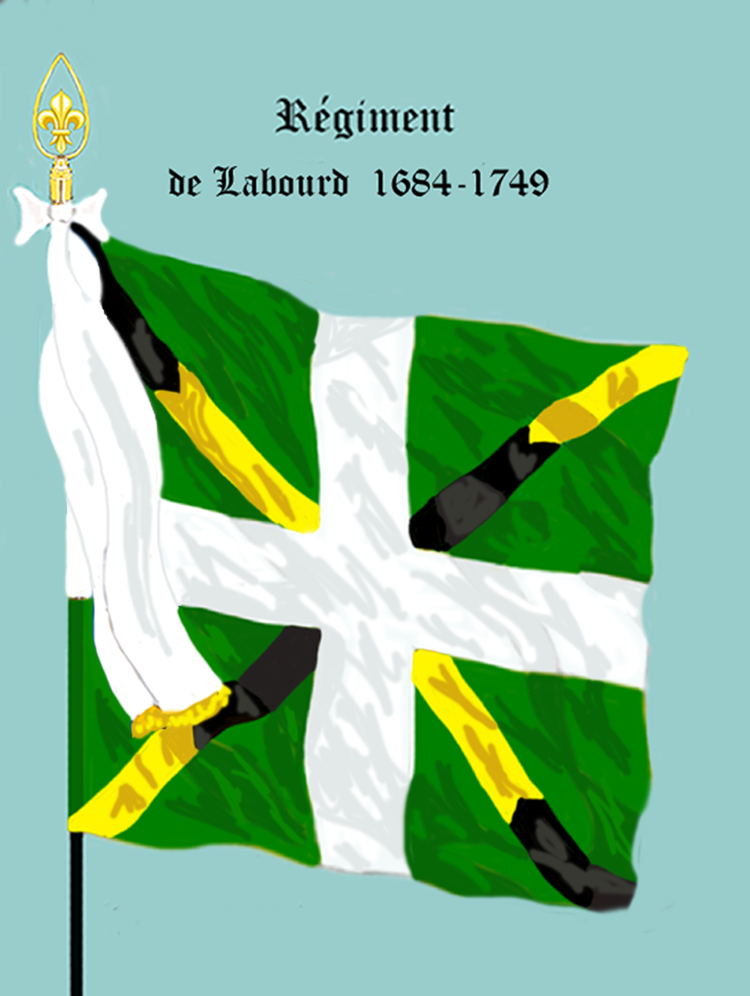
Rég Labourd

| I. | II. | III.                                                |
| --- | --- | --------------------------------------------------- |
| Régiment de Lesdiguières - In Dienst: 1597 – wurde 1703 zu: Rég de Tessé Régiment de Tessé – wurde 1707 zu: Rég de Tallard Régiment de Tallard – wurde 1739 zu: Rég de Monaco Régiment de Monaco – wurde 1749 zu: Rég de Belsunce Régiment de Belsunce – wurde 1761 zu: Rég de Rouge Régiment de Rougé – wurde 1763 zu: Rég de Flandre (gibt 1776 2 Bataillone an Rég de Cambrésis ab.) Régiment de Flandre – wurde 1791 zu: 19ème régiment d’infanterie de ligne | Régiment de Lémond - In Dienst: 1604 – wurde 1633 zu: Rég de Turenne Régiment de Turenne – wurde 1675 zu: Rég du Maine Régiment du Maine – wurde 1736 zu: Rég d'Eu Régiment d'Eu – wurde 1776 zu: Rég de Nivernais Régiment de Nivernais – wurde 1778 zu: Rég de Turenne Régiment de Turenne – wurde 1791 zu: 37ème régiment d’infanterie de ligne | Régiment Labourd - In Dienst: 1692 – Aufgelöst 1749 |

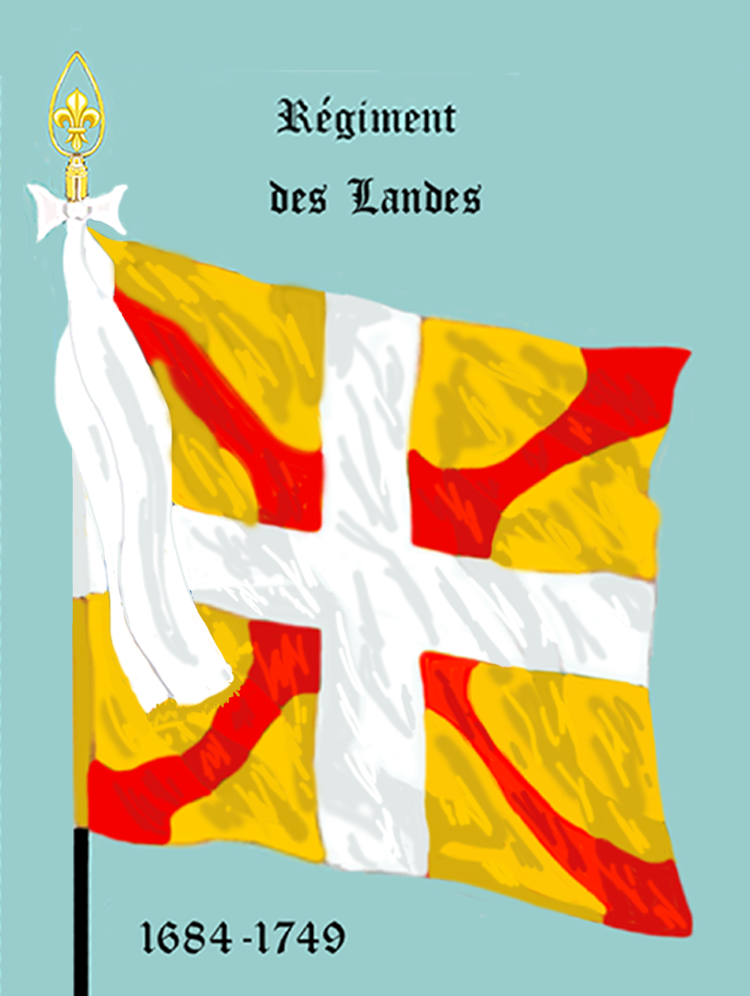
Rég des Landes 1684–1749
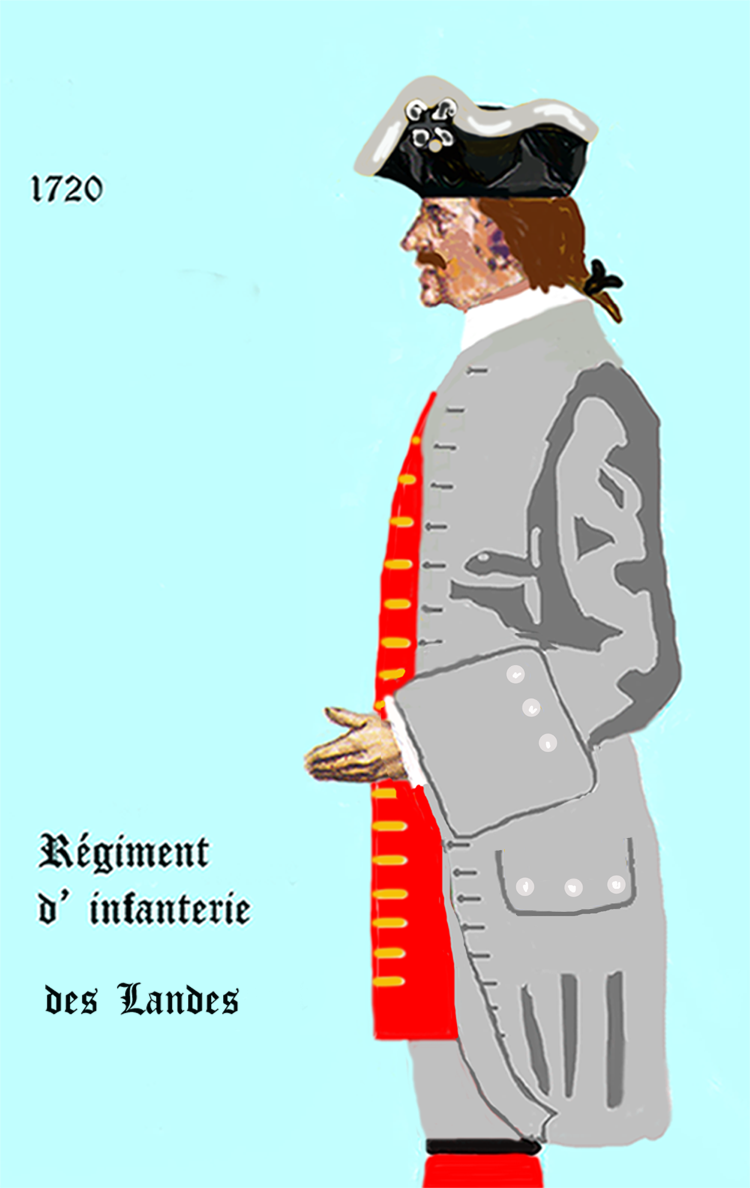
Rég des Landes 1720
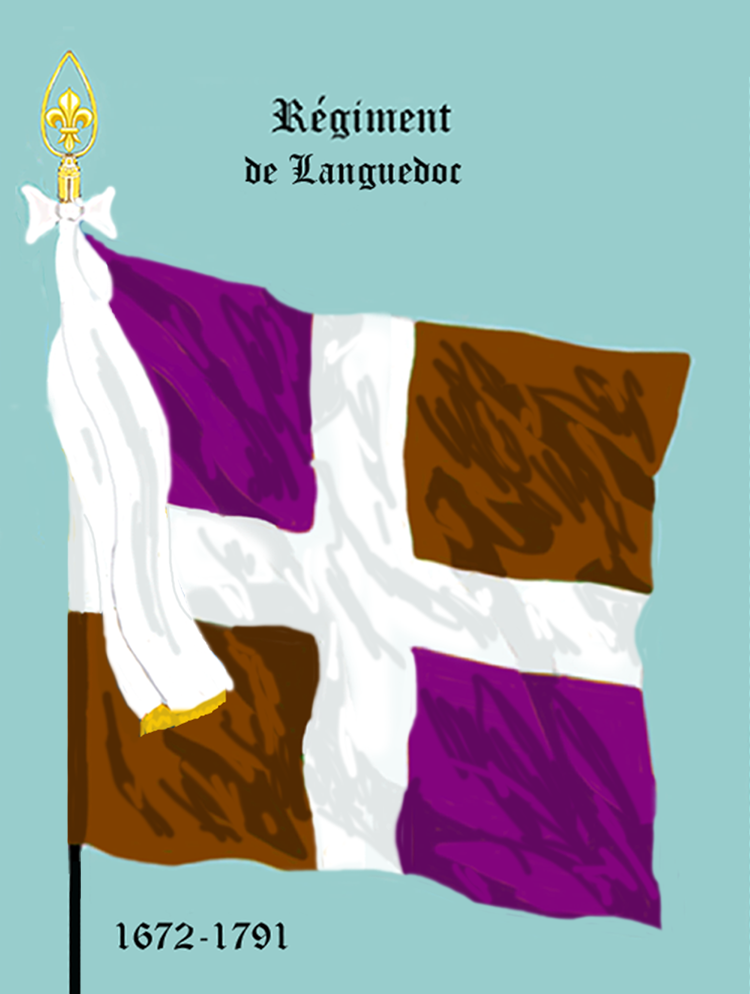
Rég Languedoc
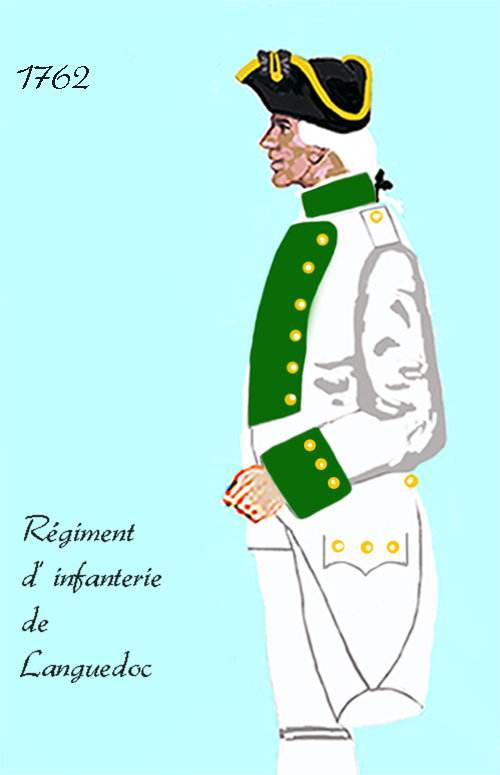
Rég Languedoc 1762–1767
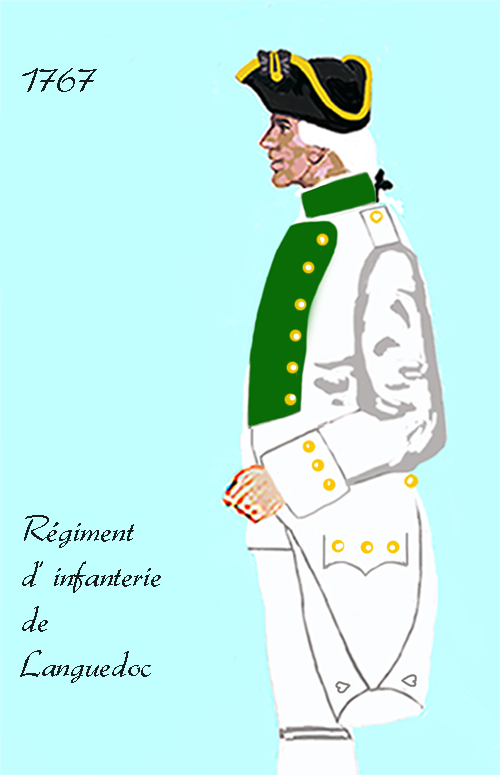
Rég Languedoc 1767–1776
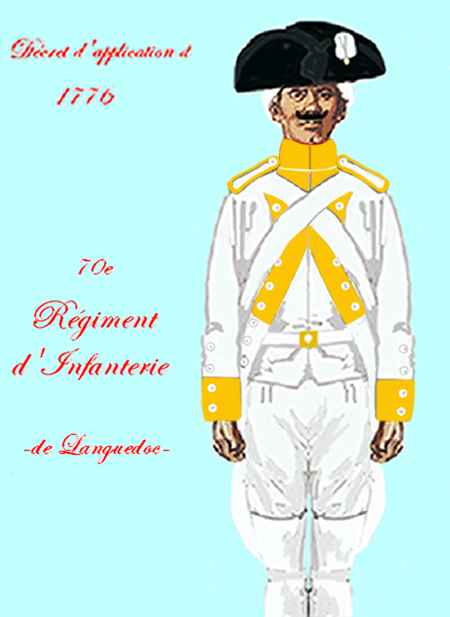
Rég Languedoc 1776–1779
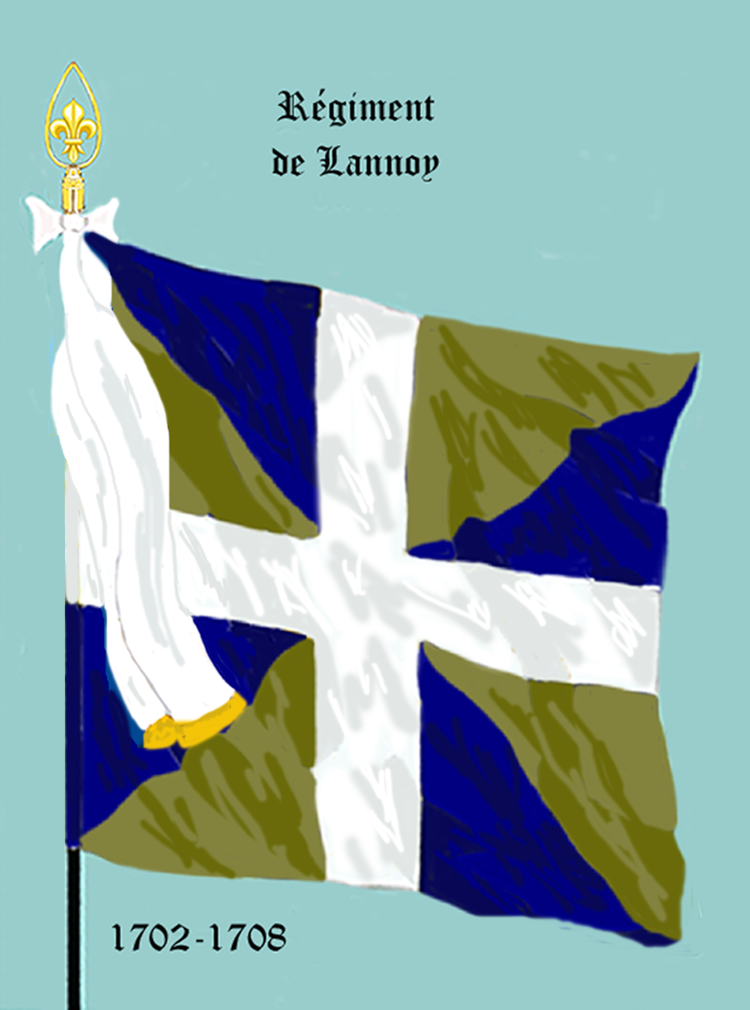
Rég Lannoy

| I.                                                                           | II. | III.                                                  |
| ---------------------------------------------------------------------------- | --- | ----------------------------------------------------- |
| Régiment des Landes - In Dienst: 1684 – Eingegliedert 1749 in: Rég d'Hainaut | Régiment de Languedoc - Aufgestellt 1762 aus: Rég de Royal-Roussillon Régiment de Languedoc – wurde 1791 zu: 67ème régiment d’infanterie de ligne | Régiment de Lannoy - In Dienst 1702 – Aufgelöst: 1708 |

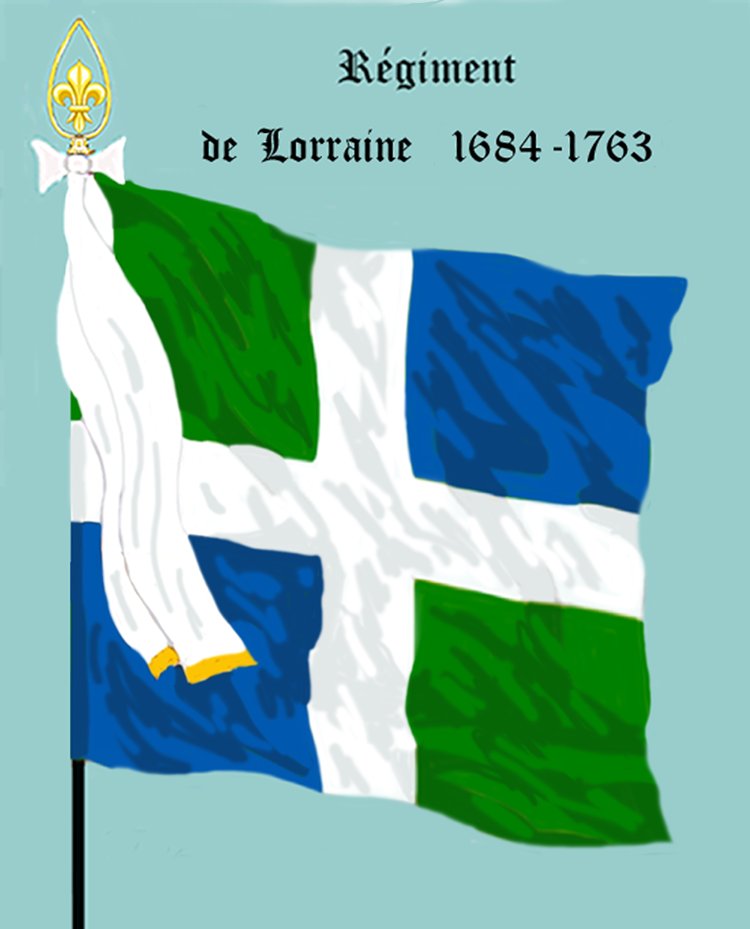
Régiment Lorraine
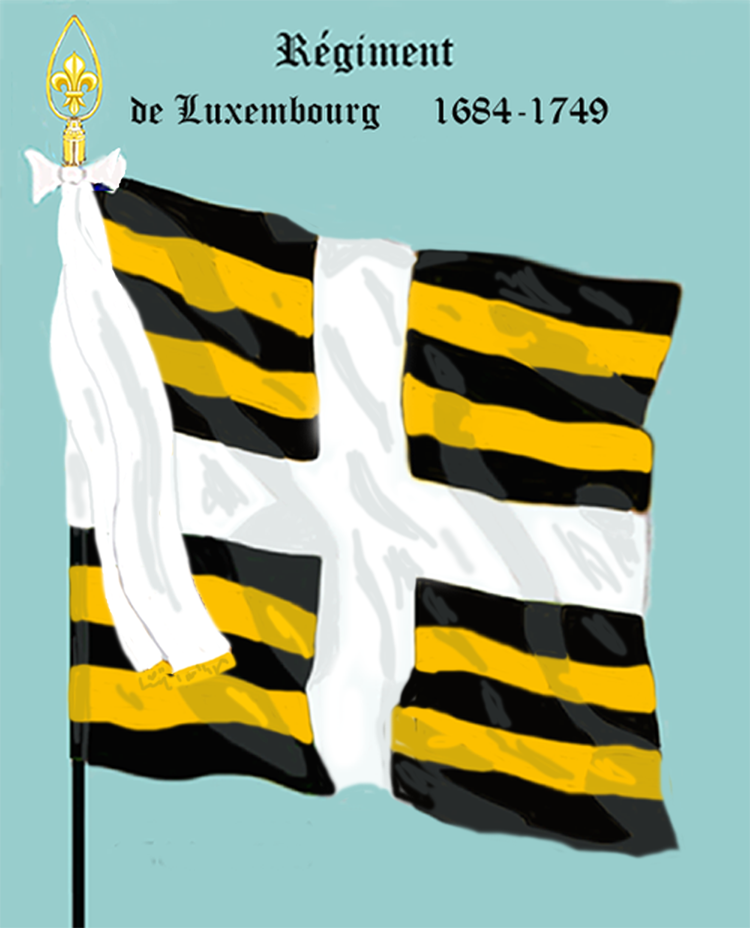
Rég de Luxembourg
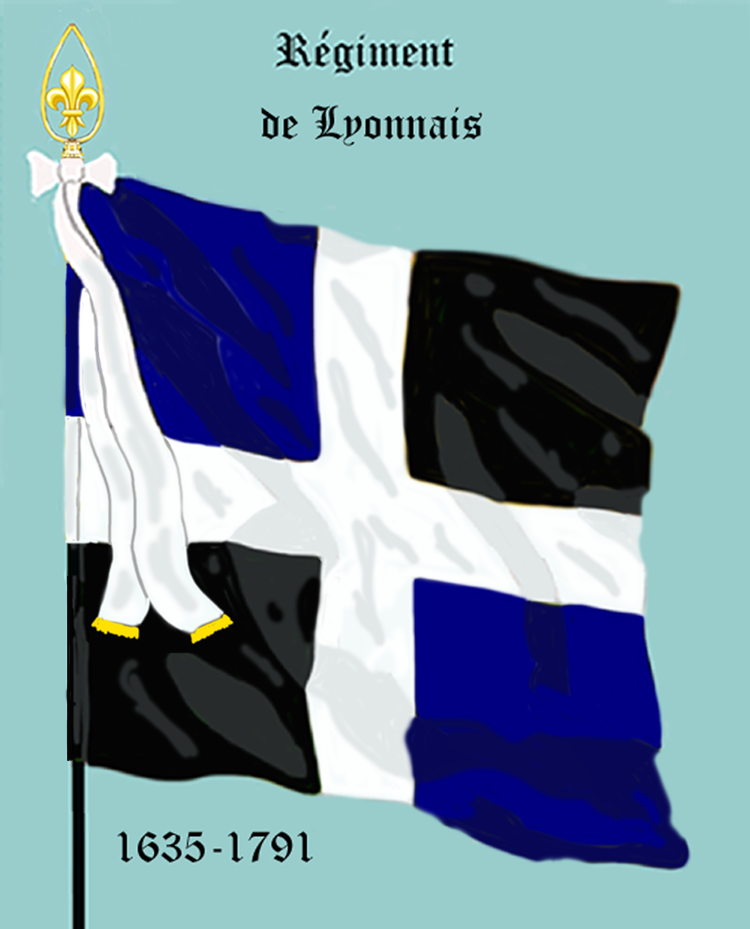
Rég Lyonnais
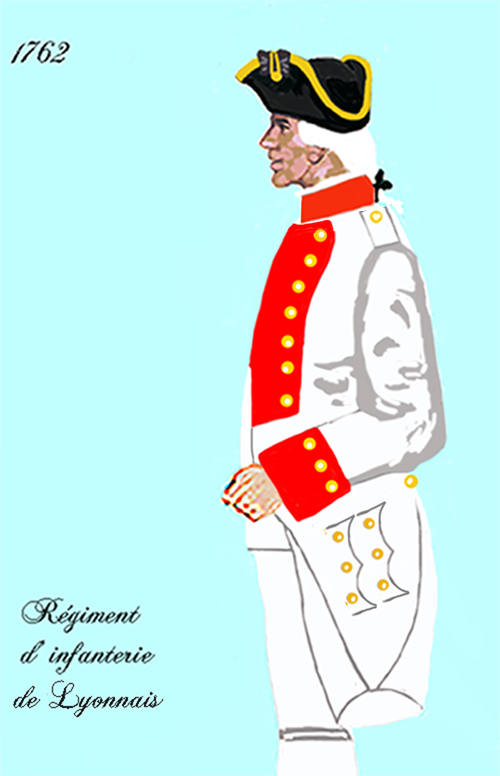
Rég Lyonnais 1662–1676
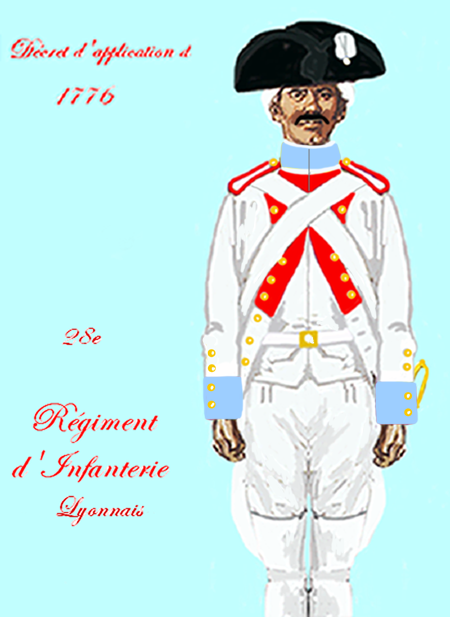
Rég Lyonnais 1776–1779
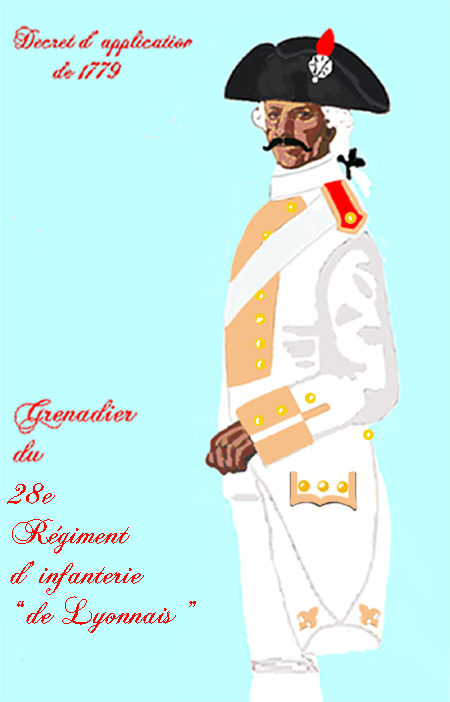
Rég Lyonnais 1779–1791

| I.                                                                          | II.                                                                             | III.                                                                                         |
| --------------------------------------------------------------------------- | ------------------------------------------------------------------------------- | -------------------------------------------------------------------------------------------- |
| Régiment de Lorraine - In Dienst: 1684 – Eingegliedert 1763 in: Rég d'Aunis | Régiment de Luxembourg - In Dienst: 1684 – Eingegliedert 1749 in: Rég de Vaslan | Régiment de Lyonnais - In Dienst: 1635 – wurde 1791 zu: 27ème régiment d’infanterie de ligne |

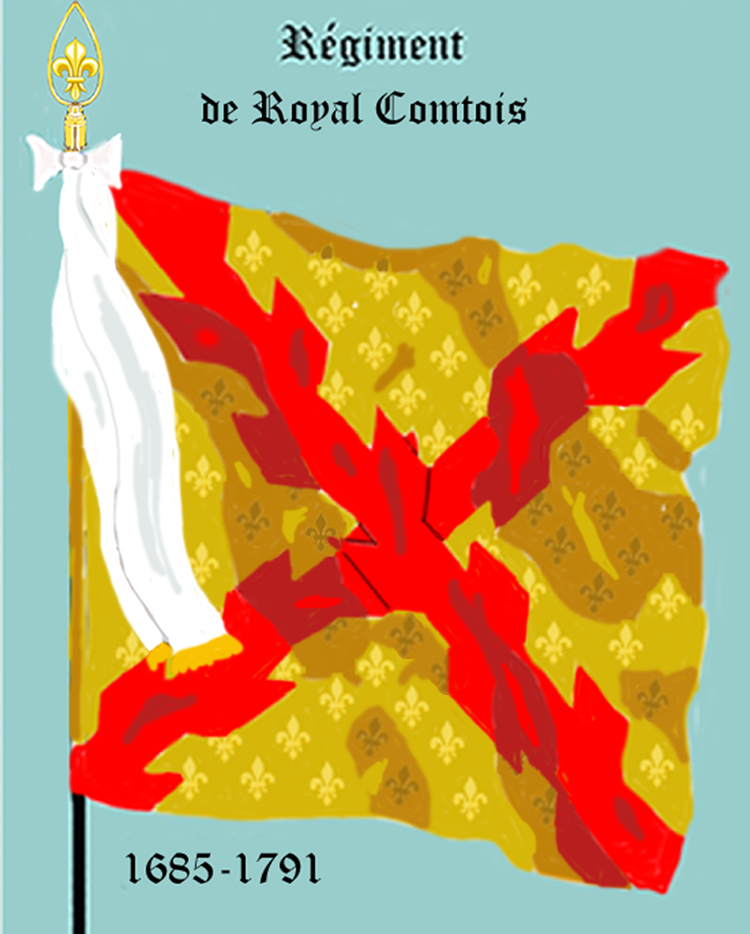
Rég Royal Comtios
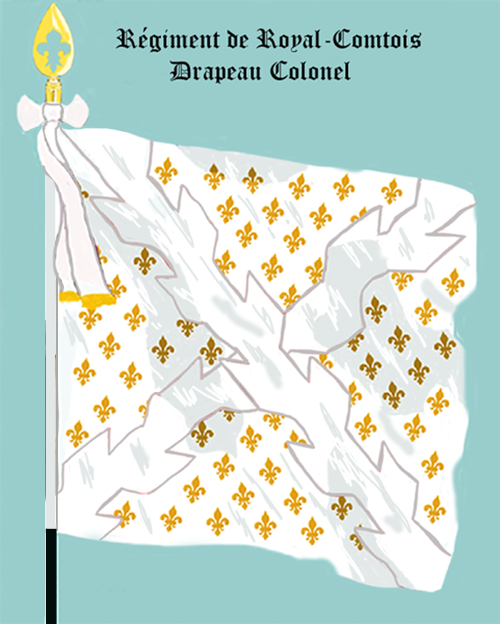
Rég Royal Comtios (Leibfahne)
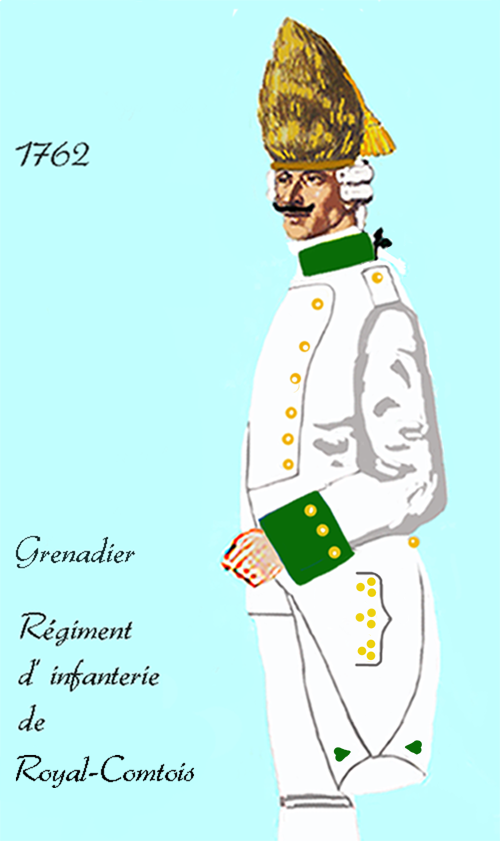
Rég Royal Comtios 1762–1776
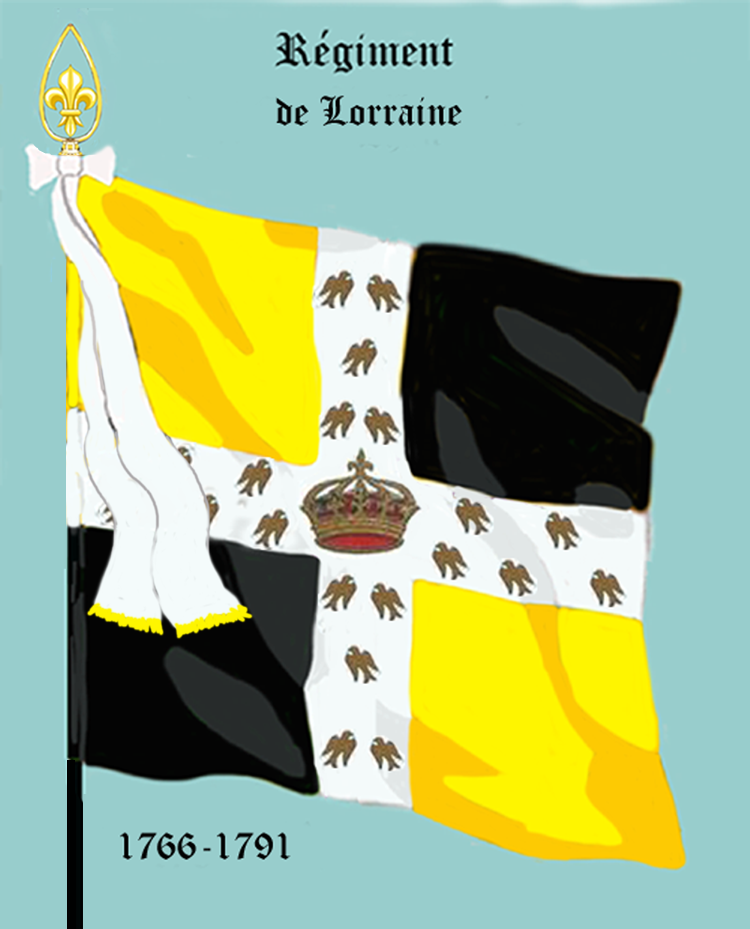
Régiment de Lorraine 1767 bis 1791
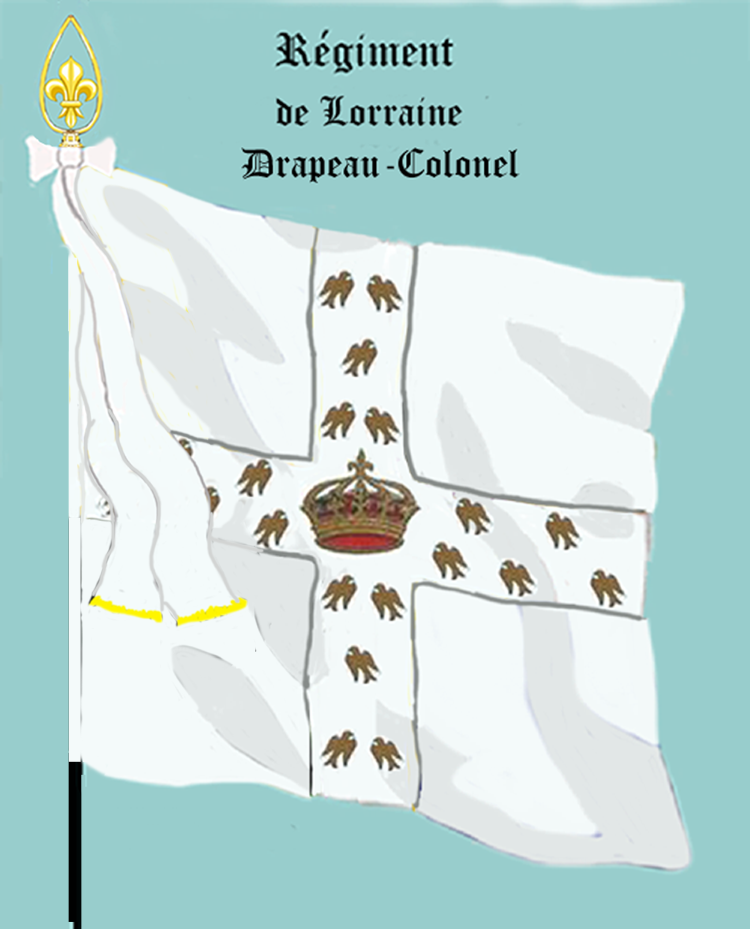
Régiment de Lorraine 1767 bis 1791, Leibfahne
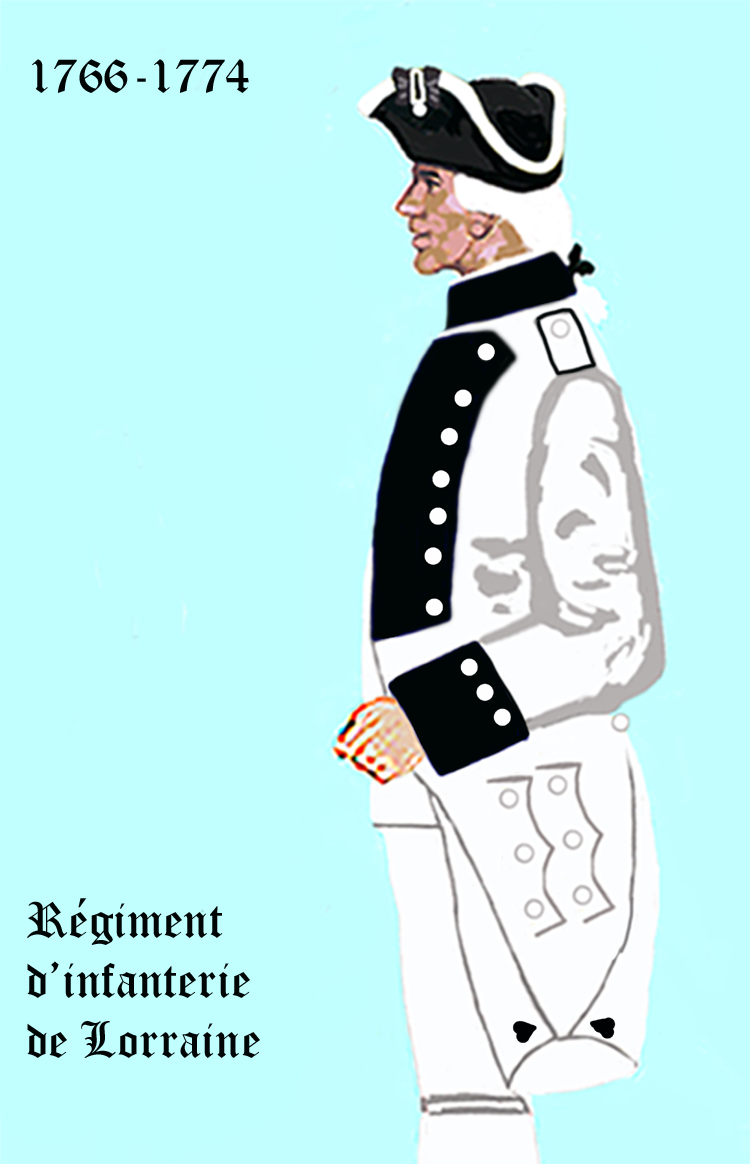
1766 bis 1774
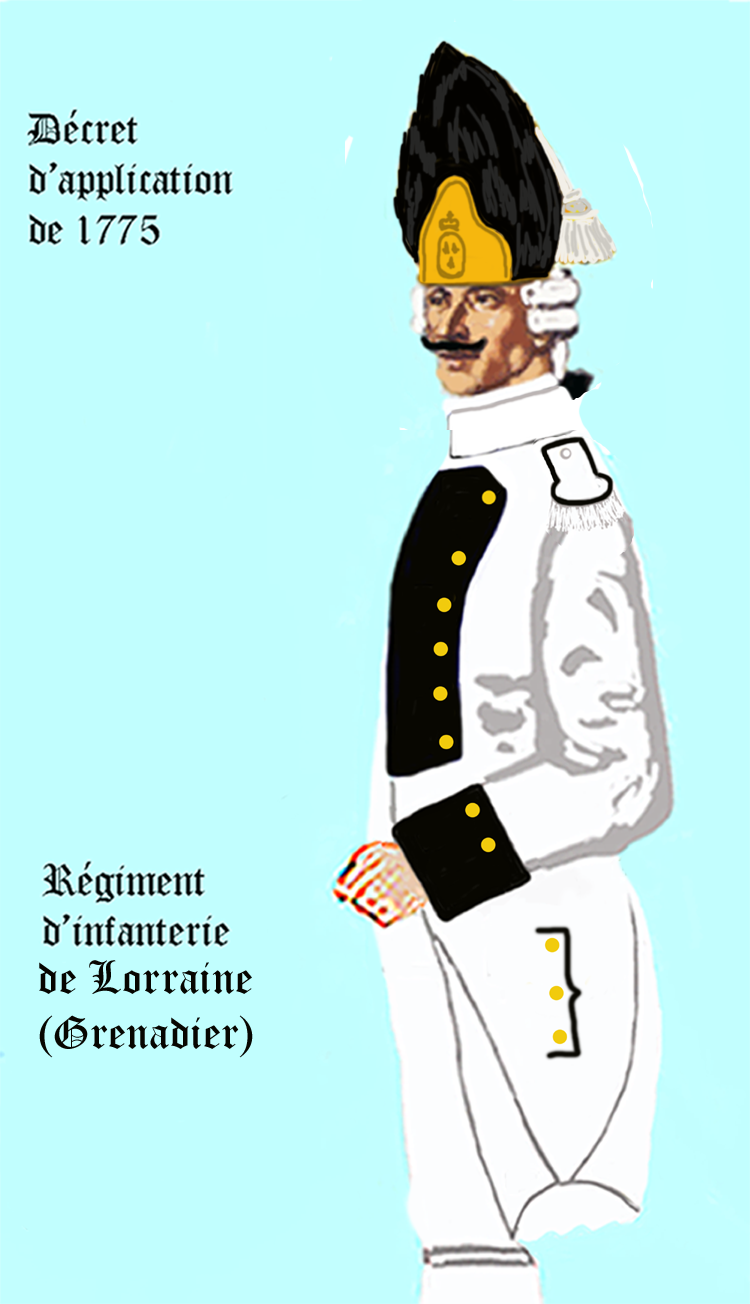
1775
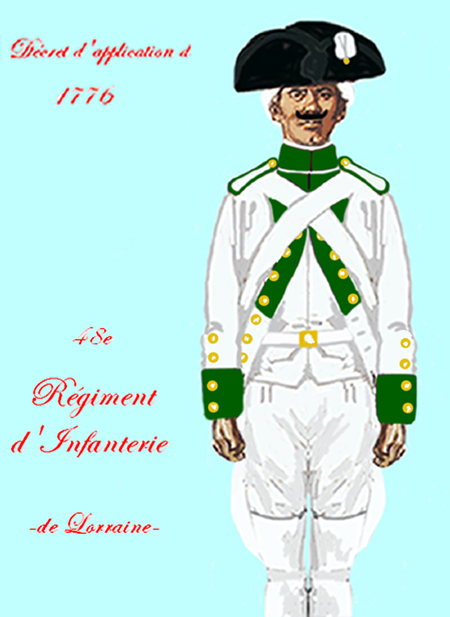
Régiment de Lorraine 1776 bis 1779
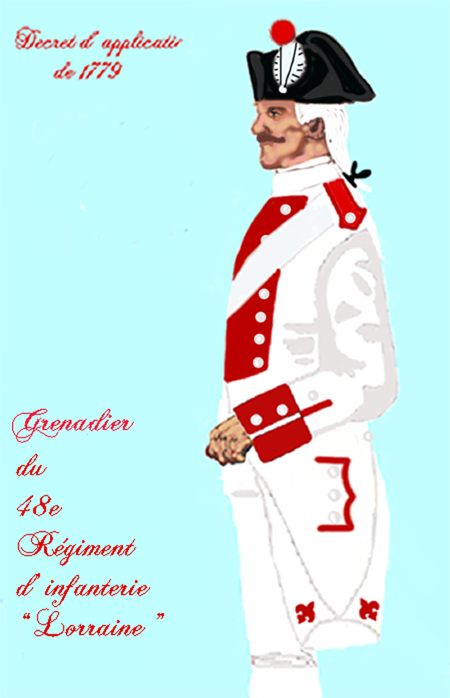
Régiment de Lorraine 1779 bis 1791
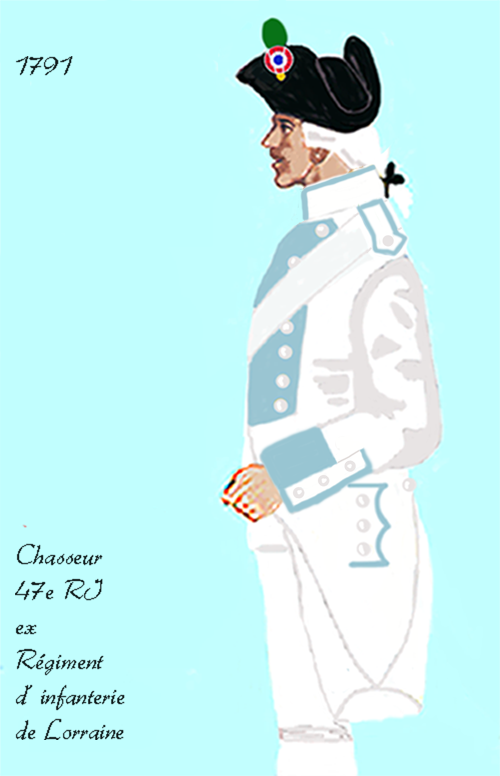
1791

| I. | II. | III. |
| --- | --- | ---- |
| Régiment de Listenois - In Dienst: 1674 – wurde 1685 zu: Rég de Royal-Comtois Régiment de Royal-Comtois – wurde 1791 zu: 73ème régiment d’infanterie de ligne | Régiment de Lorraine - 1766 aus Umwandlung des Régiment des Gardes Lorraine – wurde 1791 zu 47ème reégiment d' infanterie de ligne |      |

## M

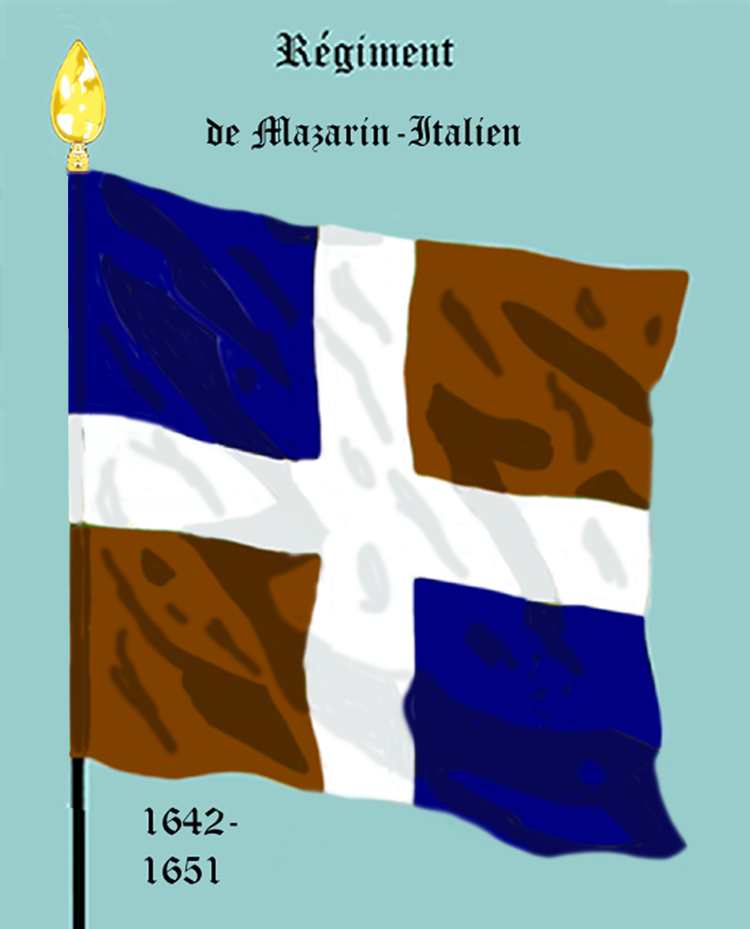
Mazarin-Italien, Anjou-Etranger & Orléans
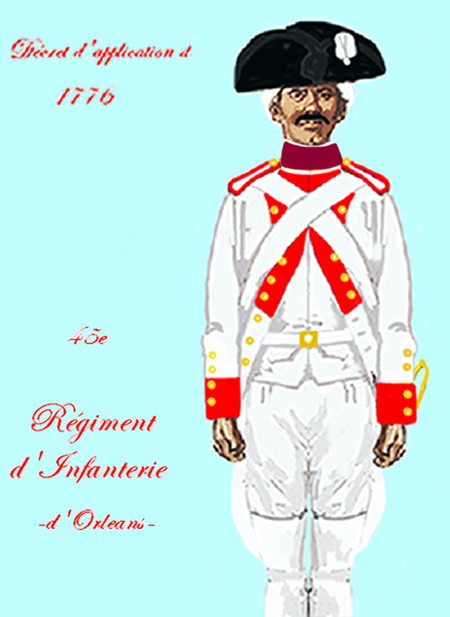
Rég Orléans 1776–1779
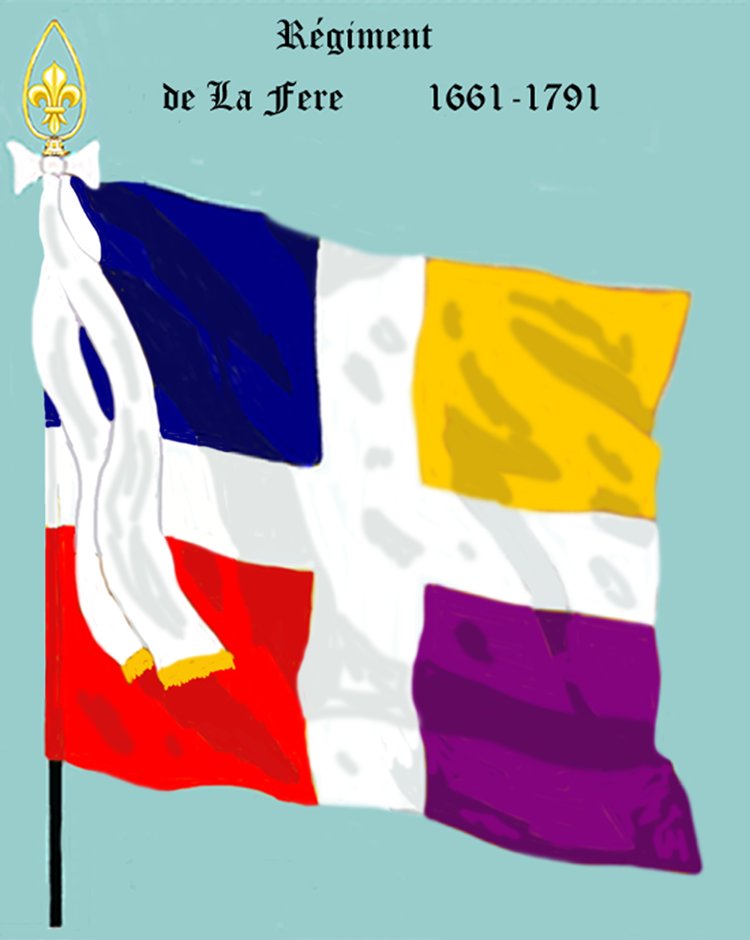
Rég La Fère
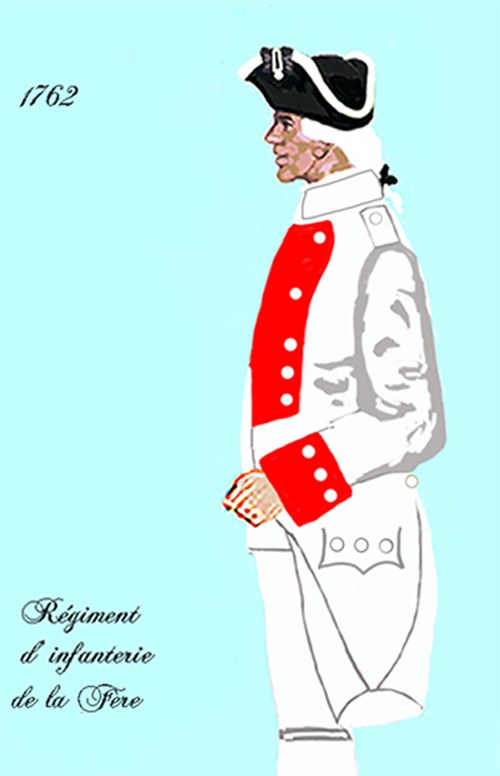
Rég La Fère 1762
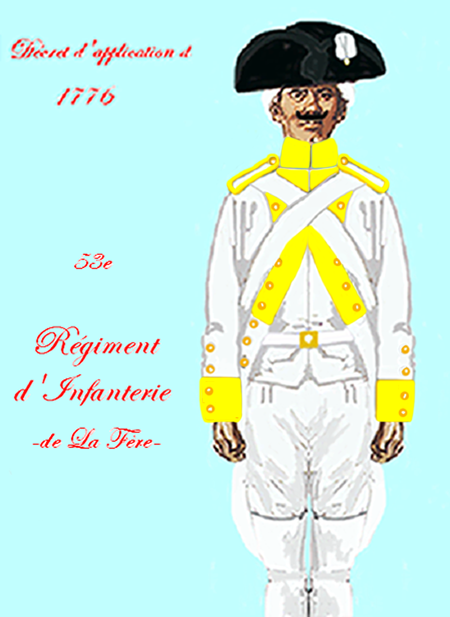
Rég La Fère 1776–1779
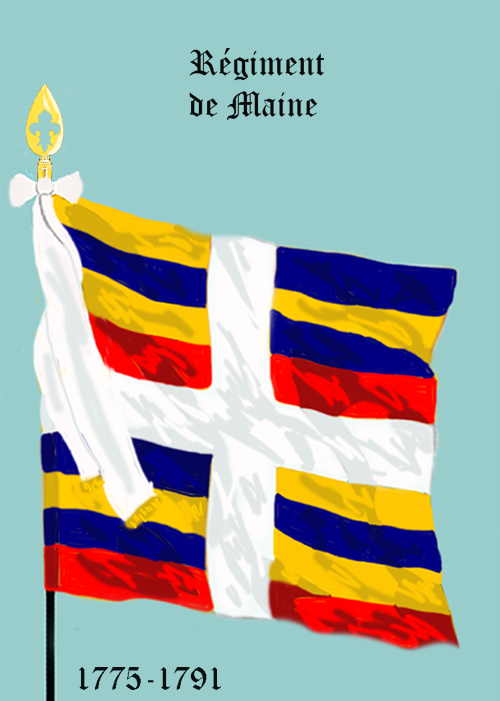
Rég Maine
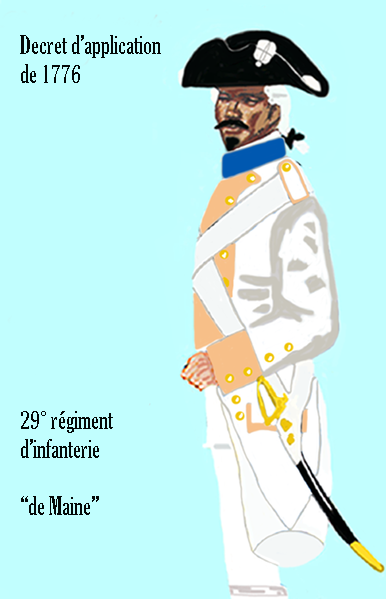
Rég Maine 1776–1779
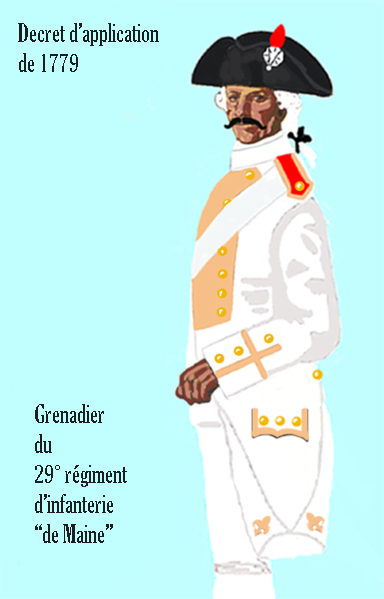
Rég Maine 1779–1791

| I. | II. | III.                                                                                                   |
| --- | --- | --- |
| Régiment de Mazarin-Italien - In Dienst: 1642 – wurde 1651 zu: Rég d'Anjou-Etranger Régiment d'Anjou-Etranger – wurde 1660 zu: Rég d'Orléans Régiment d'Orleans – wurde 1791 zu: 44ème régiment d’infanterie de ligne | Regiment de Mazarin - In Dienst: 1654 – wurde 1661 zu: Rég de La Fère Régiment de La Fère – wurde 1791 zu: 52ème régiment d’infanterie de ligne | Régiment du Maine In Dienst: 1776 aus Rég Lyonnais wurde 1791 zu: 28ème régiment d’infanterie de ligne |

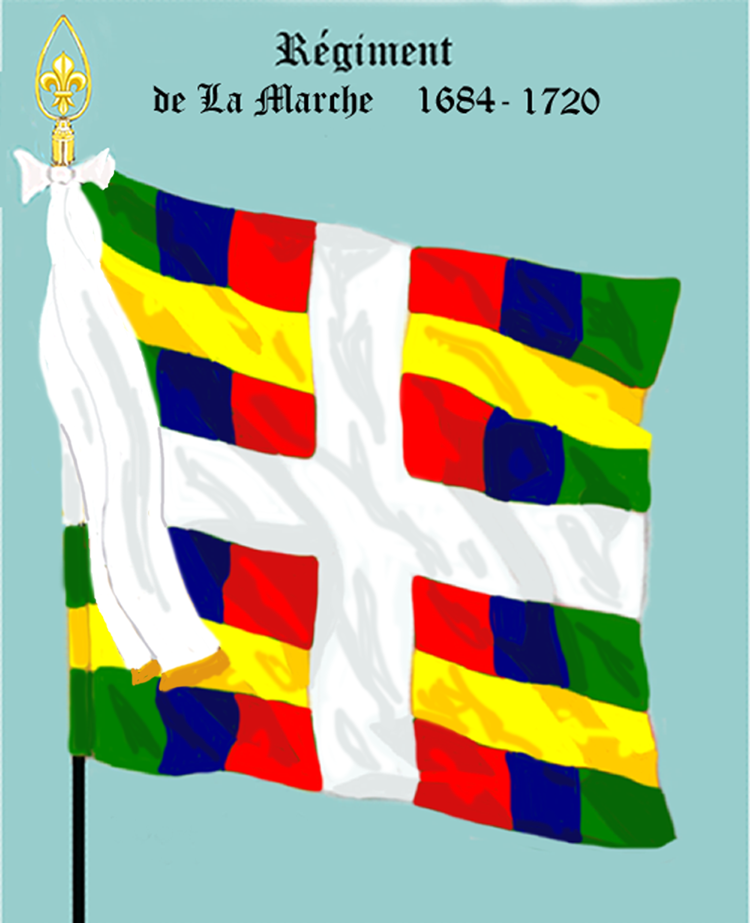
Rég de La Marche 1684–1720
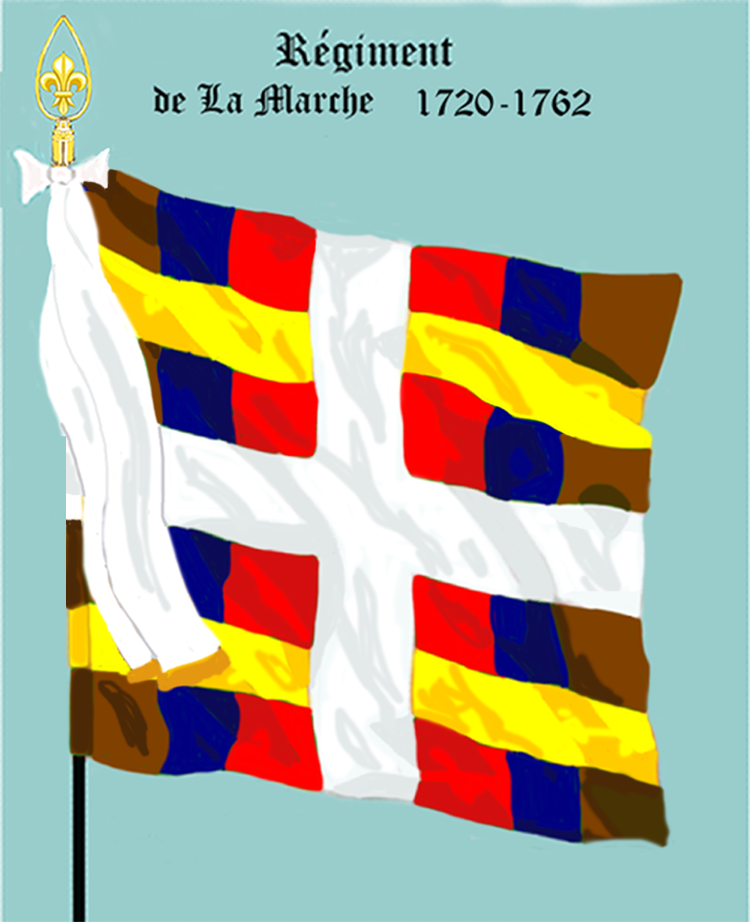
Rég de La Marche 1720–1762
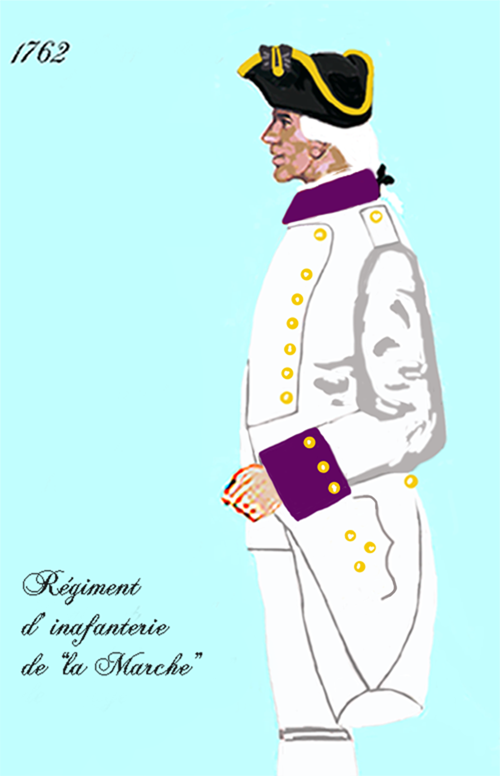
Rég de La Marche 1762
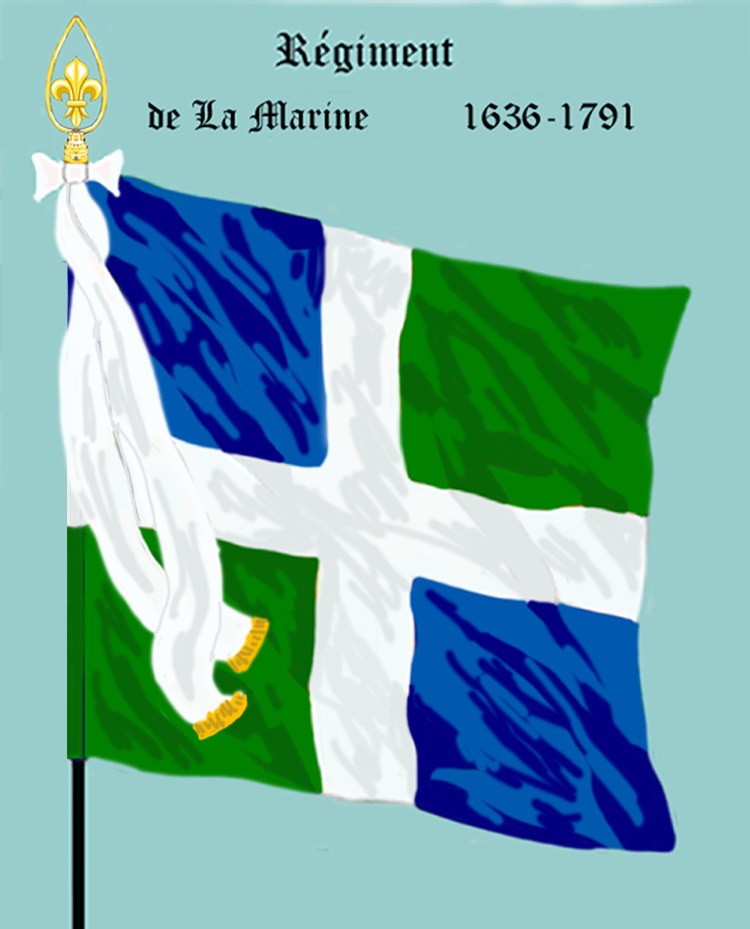
Rég La Marine
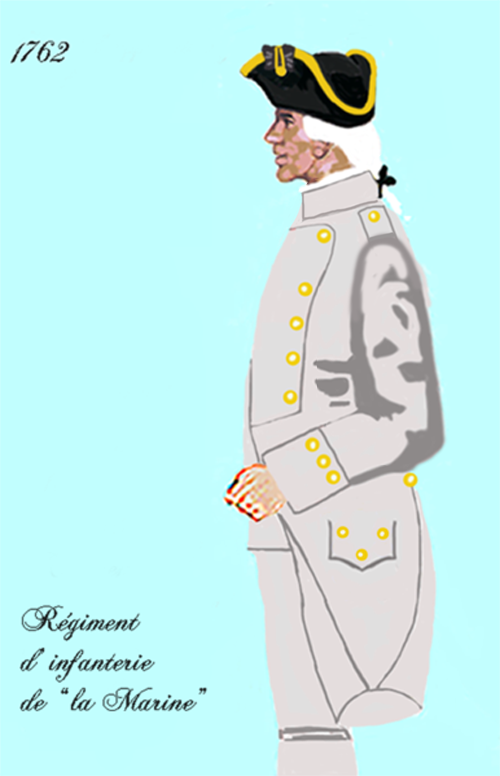
Rég La Marine 1762–1776
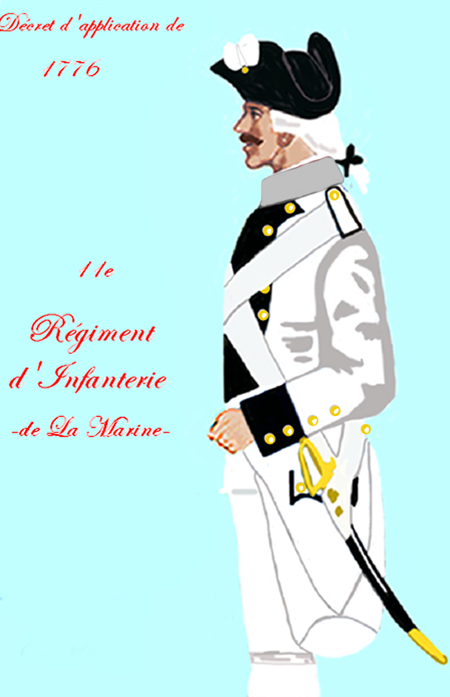
Rég La Marine 1776–1779
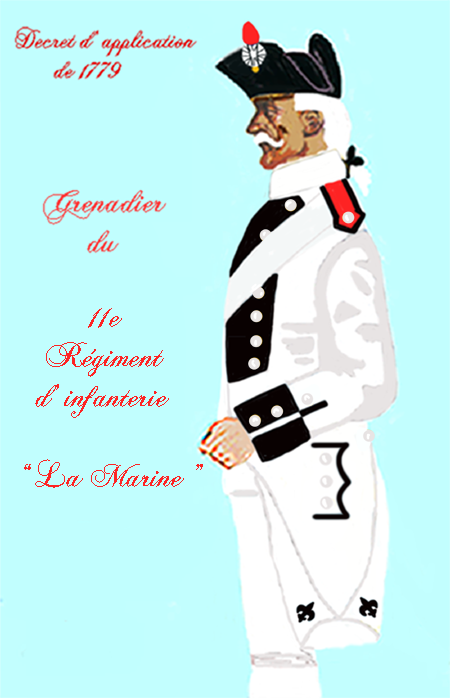
Rég La Marine 1779–1791
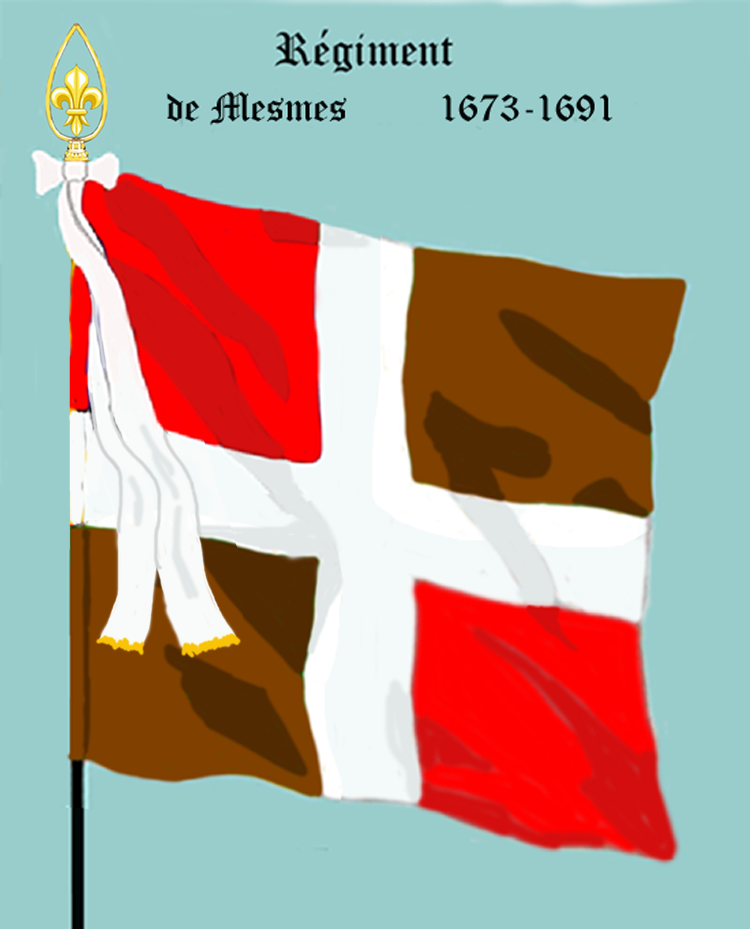
Rég Mesmes und Rég Médoc
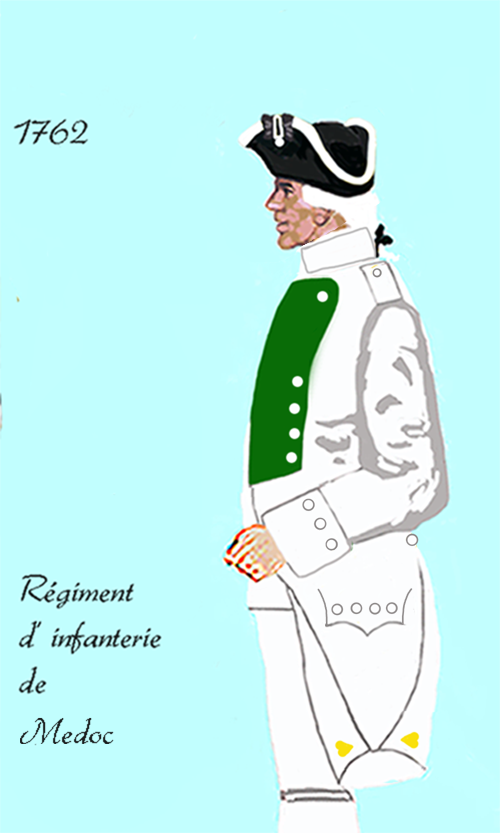
Rég Médoc 1762–1776
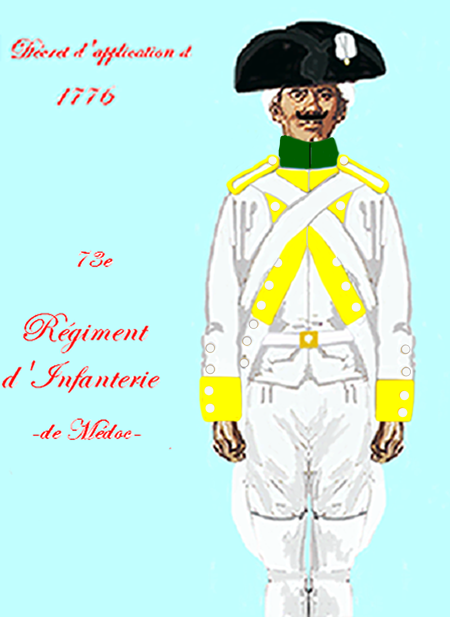
Rég Médoc 1776–1779

| I.                                                        | II.                                                                                           | III. |
| --------------------------------------------------------- | --------------------------------------------------------------------------------------------- | --- |
| Régiment de La Marche - In Dienst: 1684 – Aufgelöst: 1762 | Régiment de La Marine - In Dienst: 1636 – wurde 1791 zu: 11éme régiment d’infanterie de ligne | Régiment de Mesmes - In Dienst: 1673 – wurde 1691 zu: Rég de Medoc Régiment de Medoc – wurde 1791 zu: 70ème régiment d’infanterie de ligne |

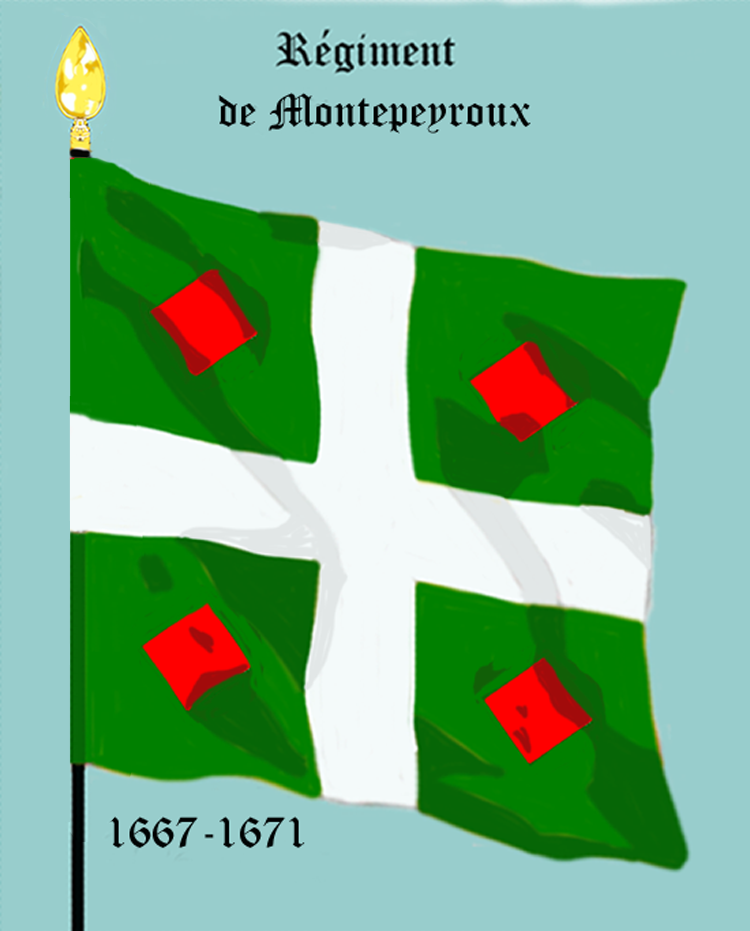
Rég de Montpeyroux und Rég Rouergue
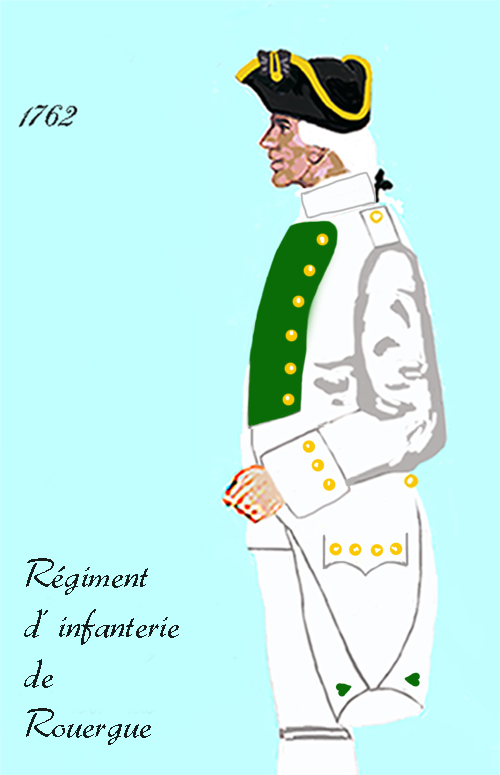
Rég Rouergue 1762–1776
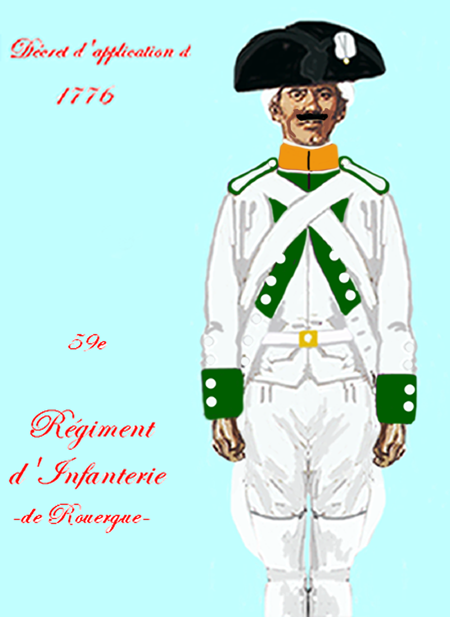
Rég Rouergue 1776–1779
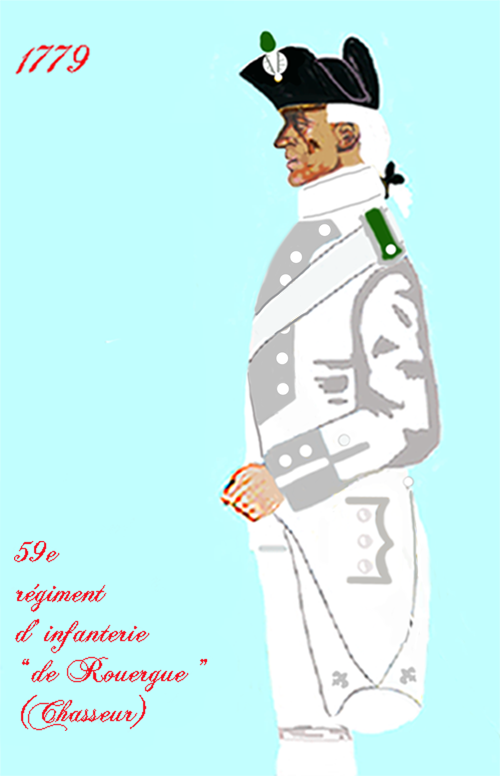
Rég Rouergue 1779–1791
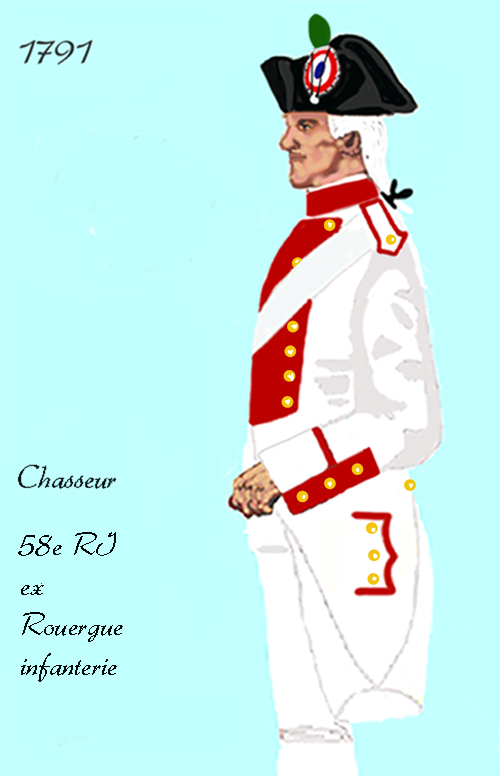
Rég Rouergue 1791

| I. | II. | III. |
| --- | --- | ---- |
| Régiment de Montpeyroux - In Dienst: 1667 – wurde 1671 zu: Rég de Rouergue Régiment de Rouergue – wurde 1791 zu: 58ème régiment d’infanterie de ligne |     |      |

## N

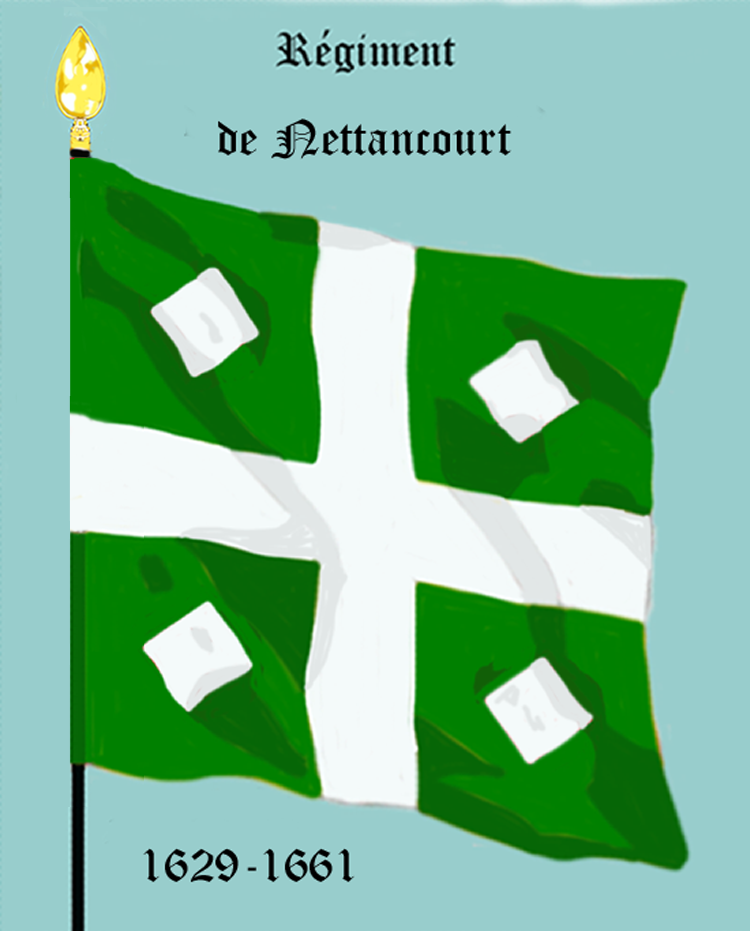
Rég Nettancourt und alle Folgeverbände bis Rég Dauphiné
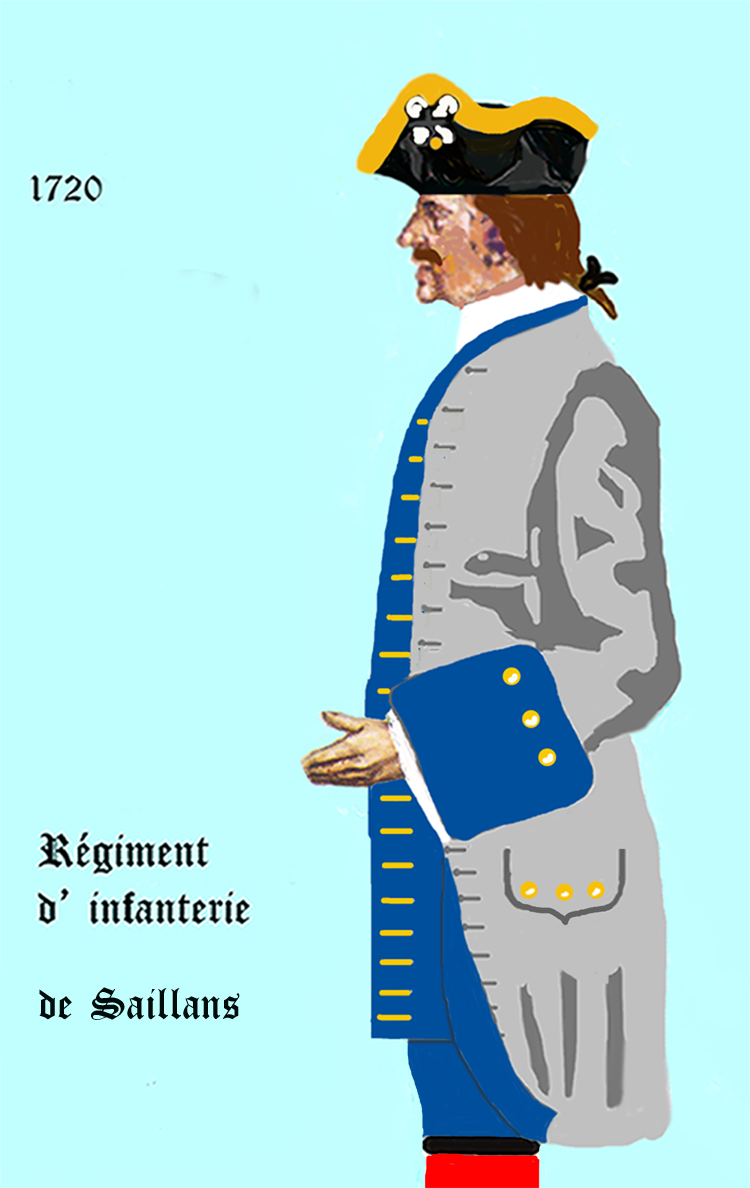
Rég Saillans 1720
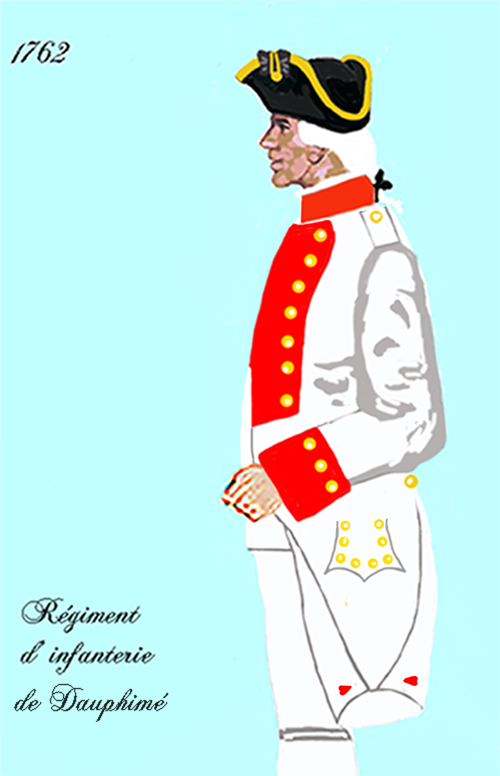
Rég Dauphiné 1762–1776
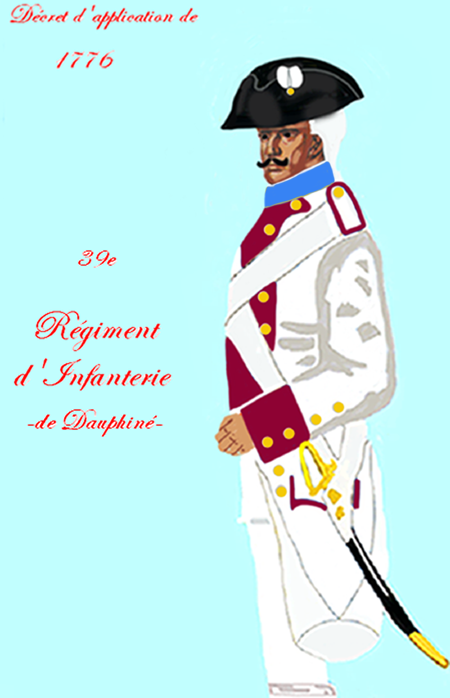
Rég Dauphiné 1776–1779
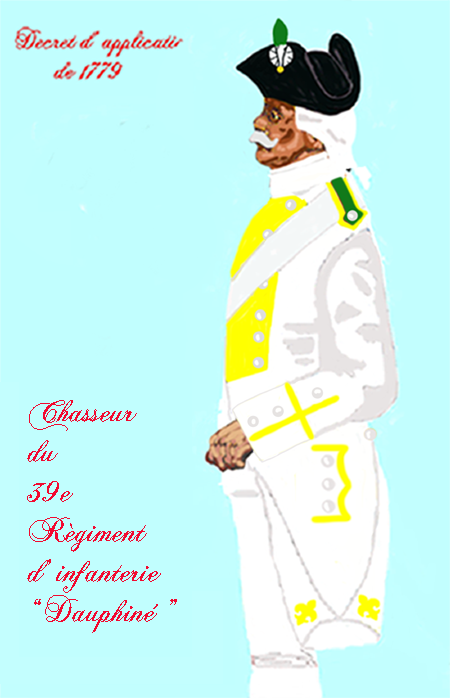
Rég Dauphiné 1779–1791
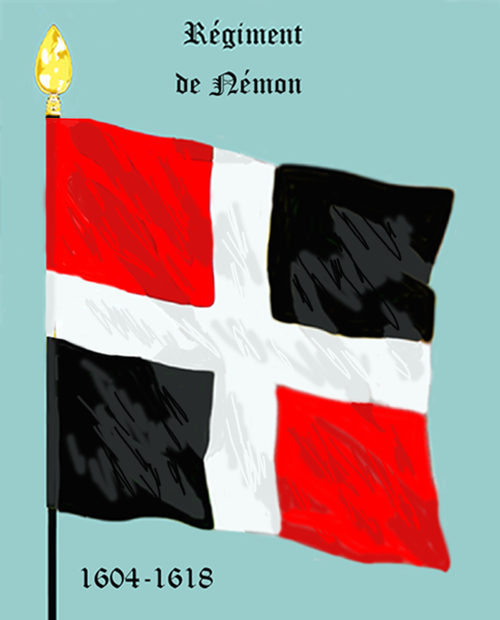
Rég Némon bis Rég Duc d'Anjou
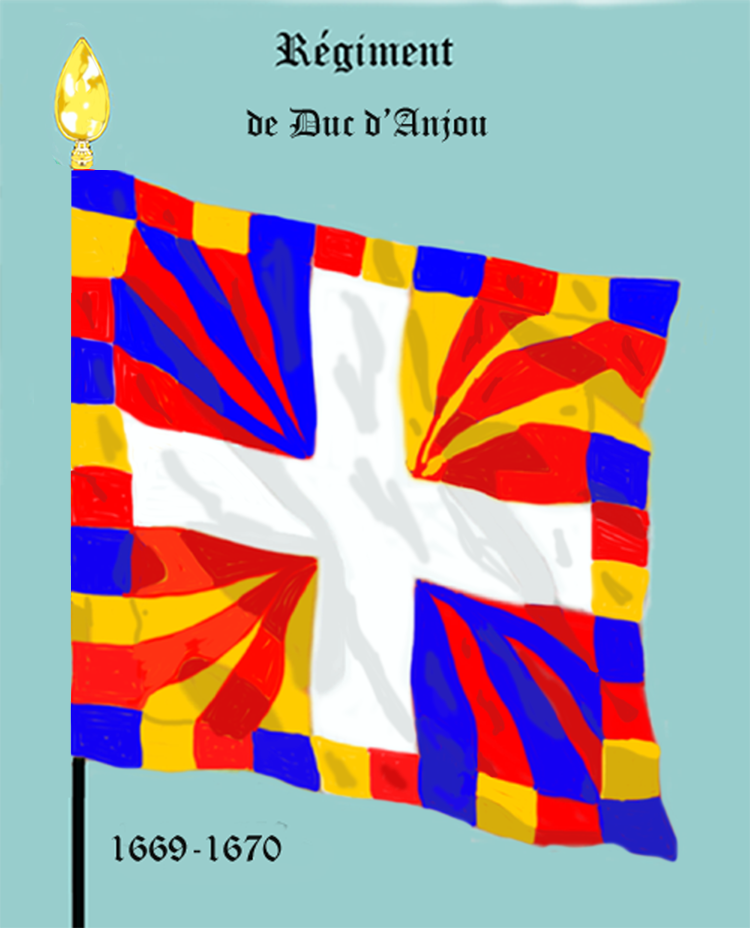
Rég Duc d'Anjou bis Rég d'Aquitaine
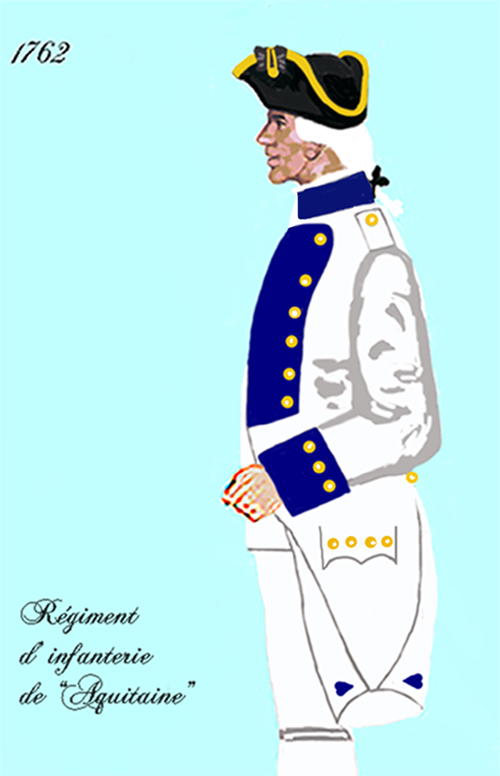
Aquitaine 1762–1776
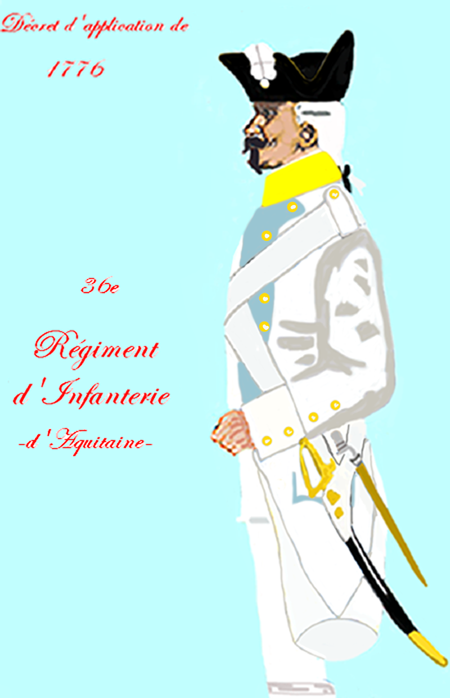
Règ Aquitaine 1776–1779
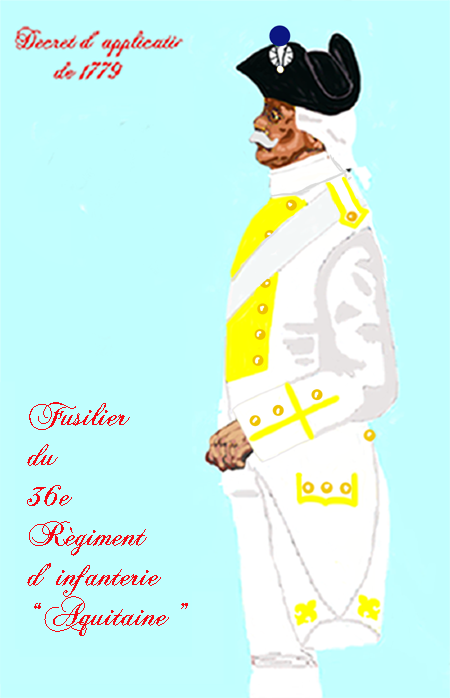
Règ Aquitaine 1779–1791
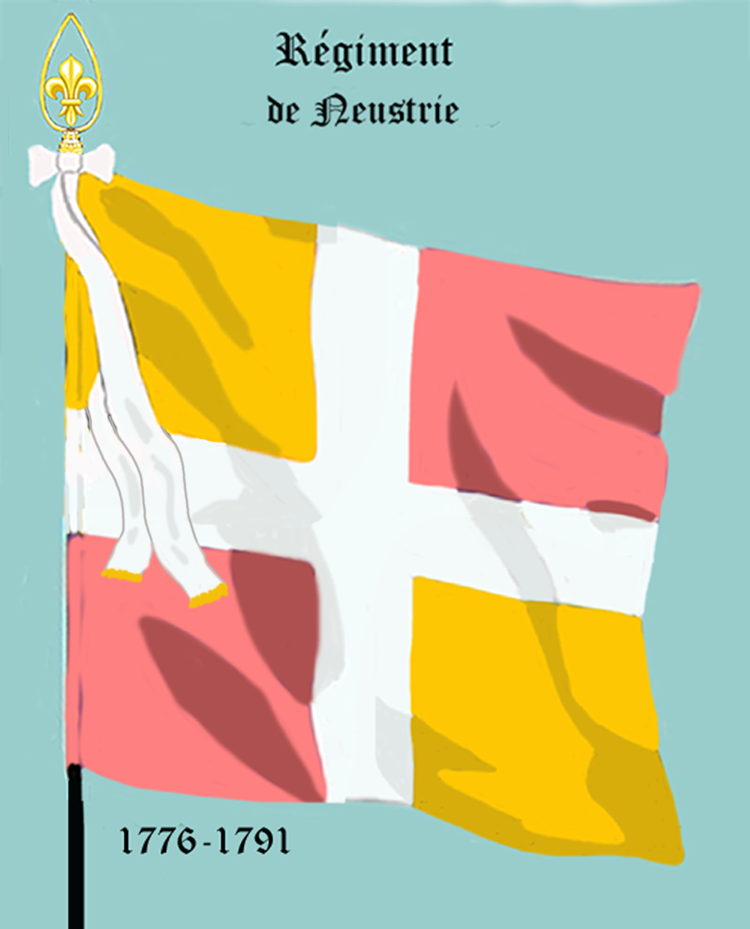
Rég Neustrie
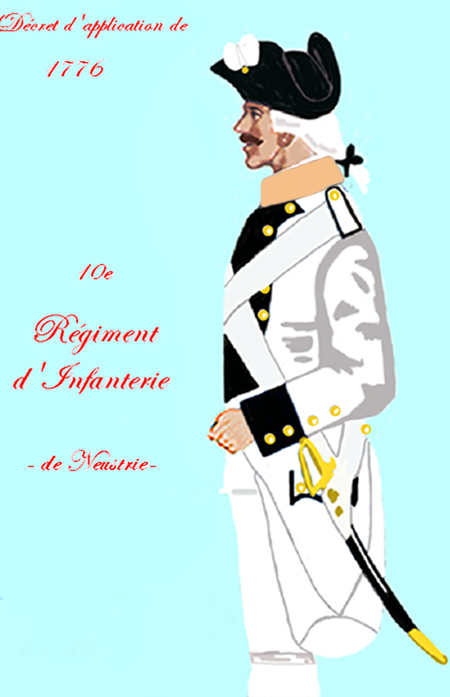
Rég Neustrie 1776–1779
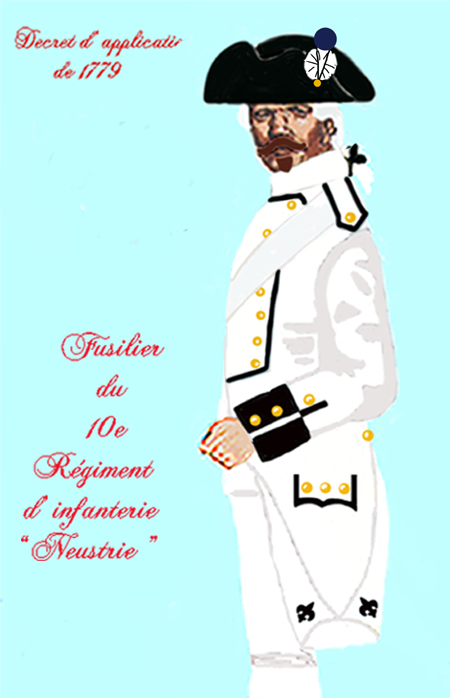
Rég Neustrie 1779–1791

| I. | II. | III. |
| --- | --- | --- |
| Régiment de Nettancourt - In Dienst: 1629 – wurde 1661 zu: Rég de Dampierre Régiment de Dampierre – wurde 1689 zu: Rég de Chappes Régiment de Chappes – wurde 1702 zu: Rég de Charost Régiment de Charost – wurde 1712 zu Rég de Saillans Régiment de Saillans – wurde 1732 zu: Rég d'Estaing Régiment d'Estaing – wurde 1734 zu: Rég de Noailles Régiment de Noailles – wurde 1744 zu: Rég de Custine Régiment de Custine – wurde 1749 zu: Rég de Saint-Chaumond Régiment de Saint-Chamond – wurde 1762 zu: Rég de Rosen Régiment de Rosen – wurde 1763 zu: Rég de Dauphiné Régiment de Dauphiné – wurde 1791 zu: 38ème régiment d’infanterie de ligne | Régiment de Némon - In Dienst: 1604 – wurde 1618 zu: Rég de la Force Rég de la Force wurde 1661 zu: Rég Durfort – Montgomery Régiment Durfort – Montgomery – wurde 1665 zu: Rég Durfort – Rauzan Régiment Durfort – Rauzan – wurde 1669 zu: Rég Duc d'Anjou Rég Duc d'Anjou – wurde 1670 zu Rég d'Anjou Régiment d'Anjou – wurde 1753 zu: Rég d'Aquitaine Régiment d'Aquitaine – wurde 1791 zu: 35ème régiment d’infanterie de ligne Besteht noch (2014) als 35e régiment d’infanterie in Belfort | Régiment de Neustrie In Dienst: 1776 aus Rég de Normandie – wurde 1791 zu: 10ème régiment d’infanterie de ligne |

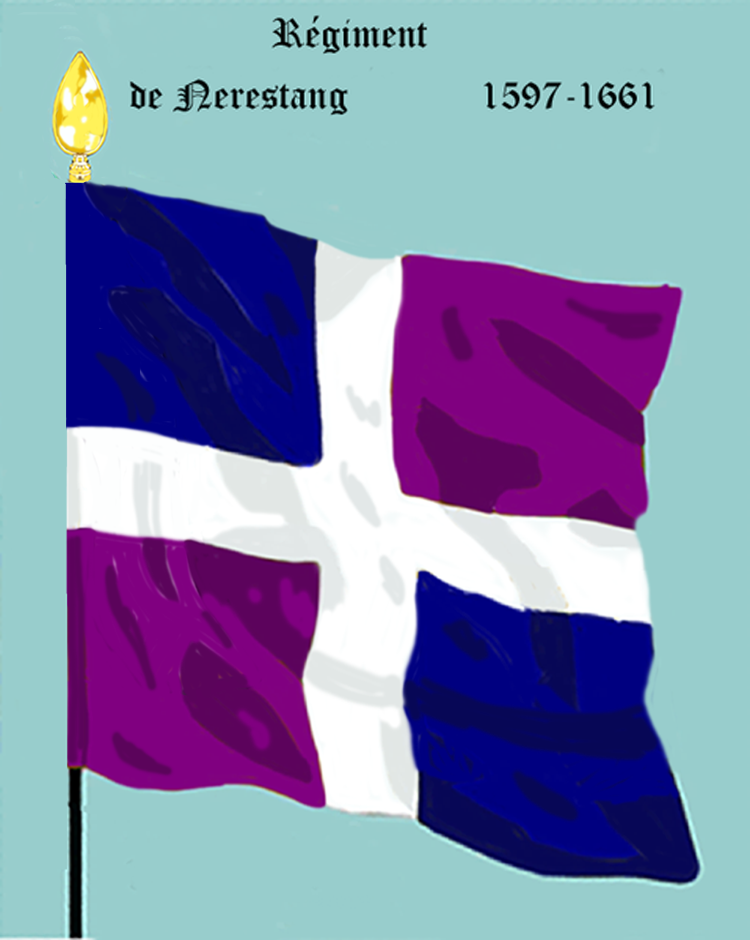
Rég Nerestang bis Rég Bourbonnais
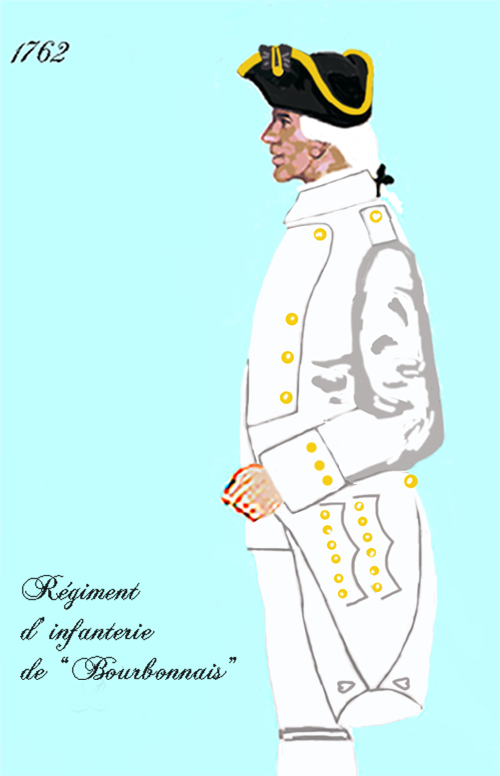
Rég Bourbonnais 1762
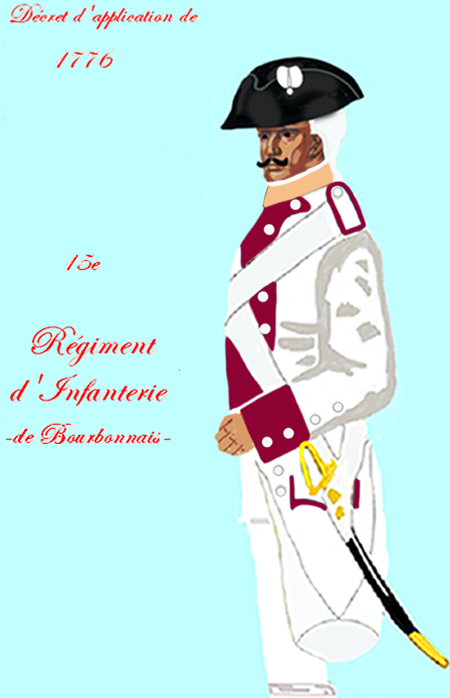
Rég Bourbonnais 1776–1779
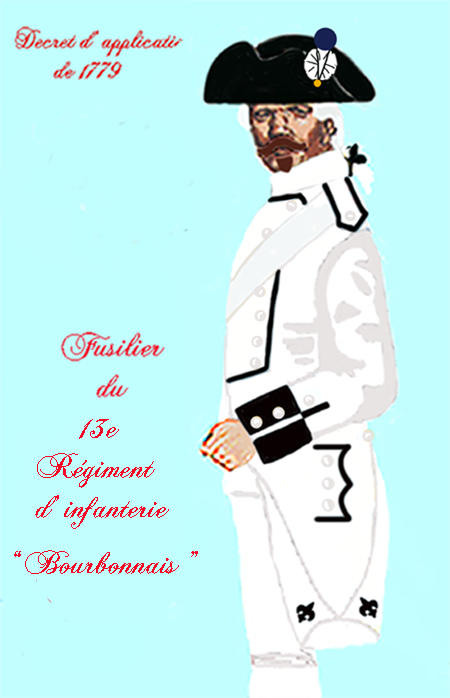
Rég Bourbonnais 1779–1791
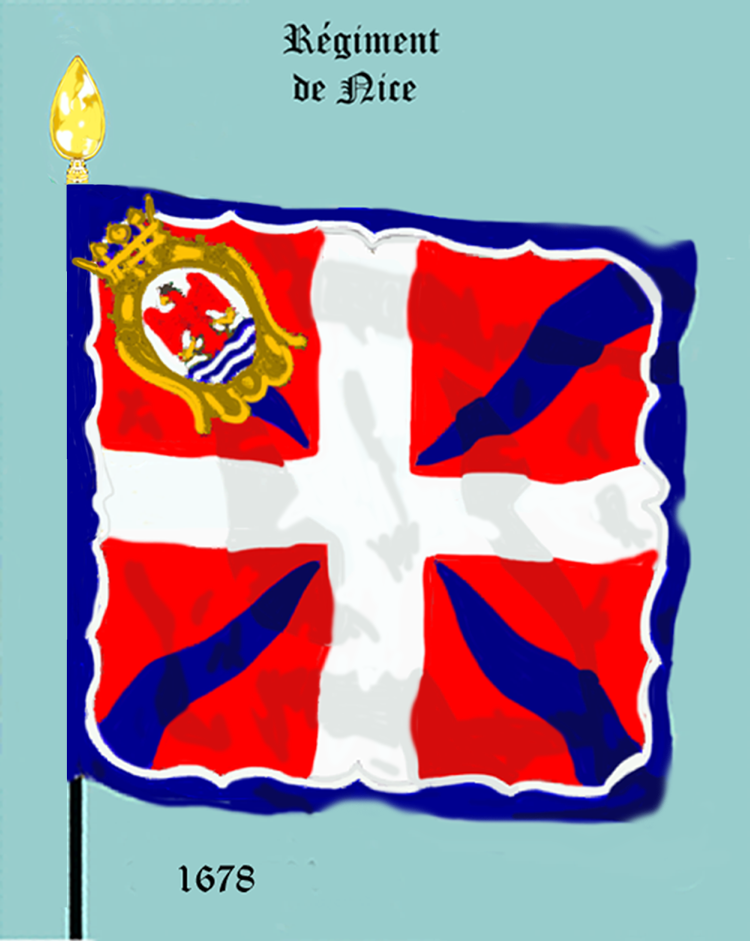
Rég Nice 1678–1691
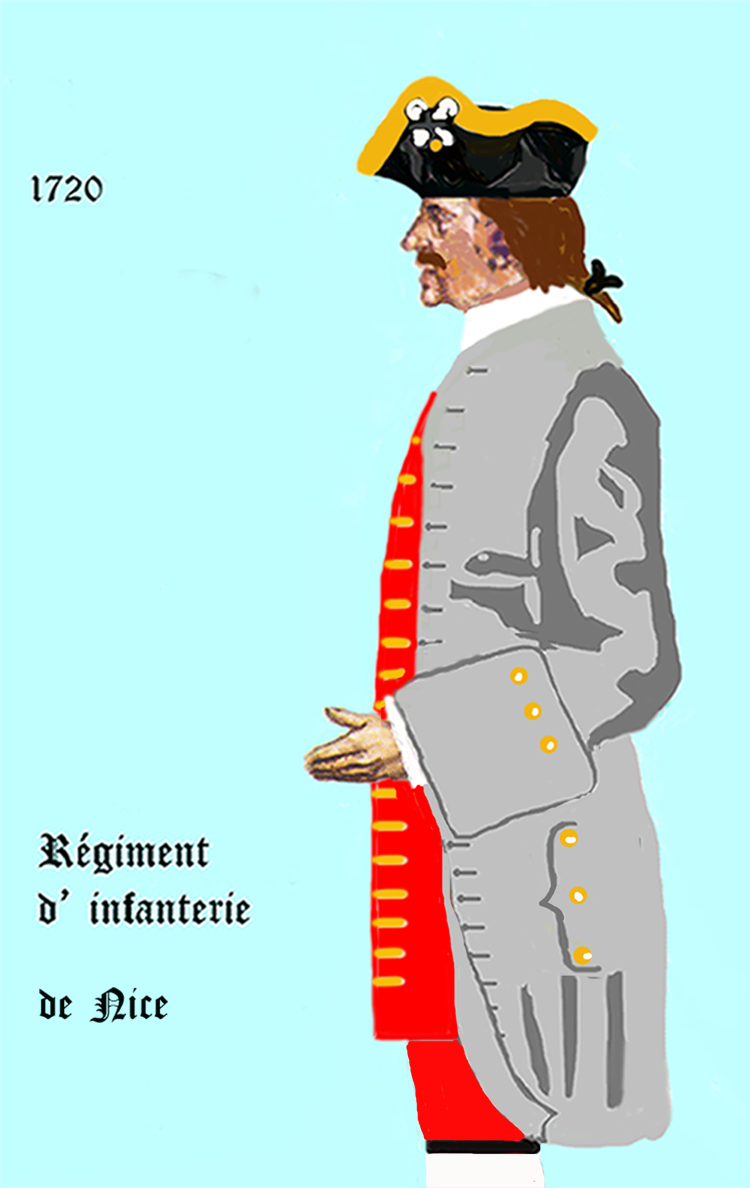
Rég Nice 1720
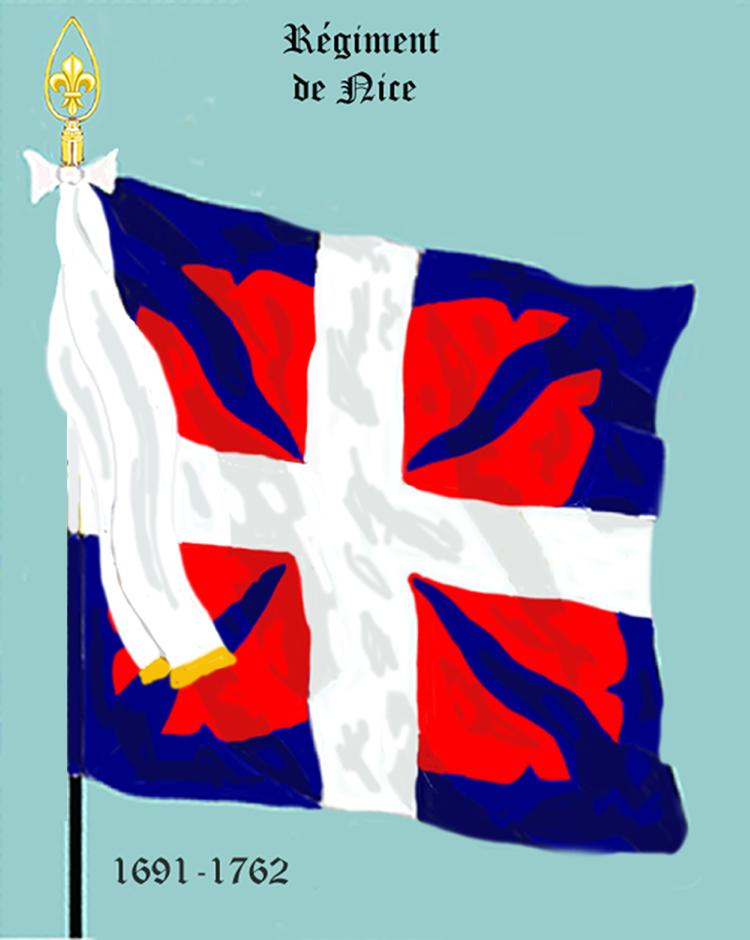
Rég Nice 1691–1762
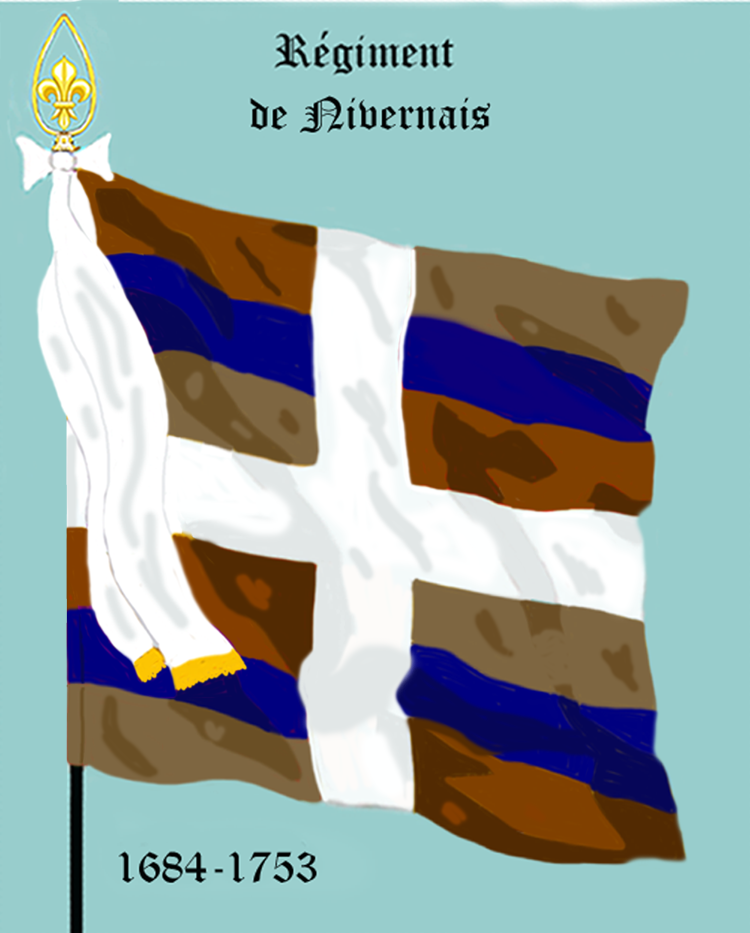
Rég de Nivernais & de La Marche Prince

| I. | II.                                                                                      | III. |
| --- | ---------------------------------------------------------------------------------------- | --- |
| Régiment de Nerestang In Dienst: 1597 – wurde 1661 zu: Rég de Silly Régiment de Silly – wurde 1663 zu: Rég de Chastelnau Régiment de Chastelnau – wurde 1673 zu: Rég de Bourbonnais Régiment Bourbonnais – wurde 1791 zu: 13ème régiment d’infanterie de ligne | Régiment de Nice - In Dienst: 1678 – Eingegliedert 10. Dezember 1762 in: Rég de Lyonnais | Régiment de Nivernais - In Dienst: 1684 – wurde 1753 zu: Rég de La Marche-Prince Régiment de La Marche-Prince – wurde 1776 zu: Rég de Conti Régiment de Conti – wurde 1791 zu: 81ème régiment d’infanterie de ligne |

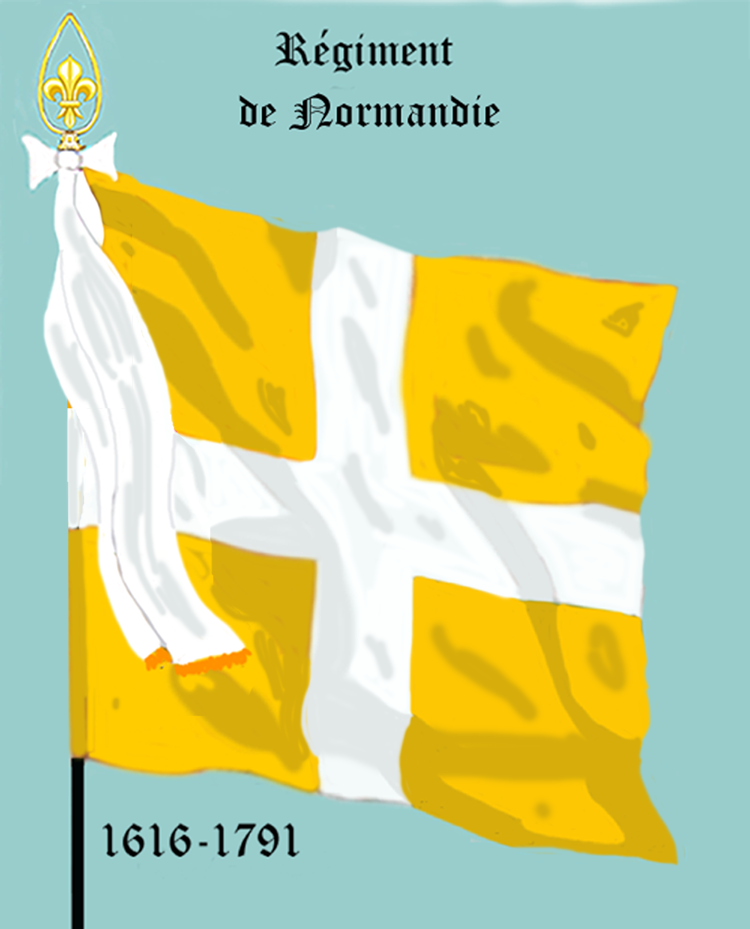
Rég Normandie
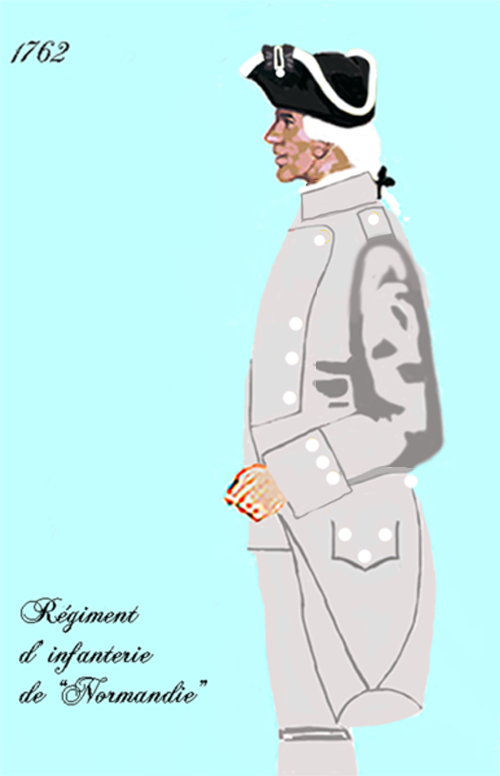
Rég Normandie 1762
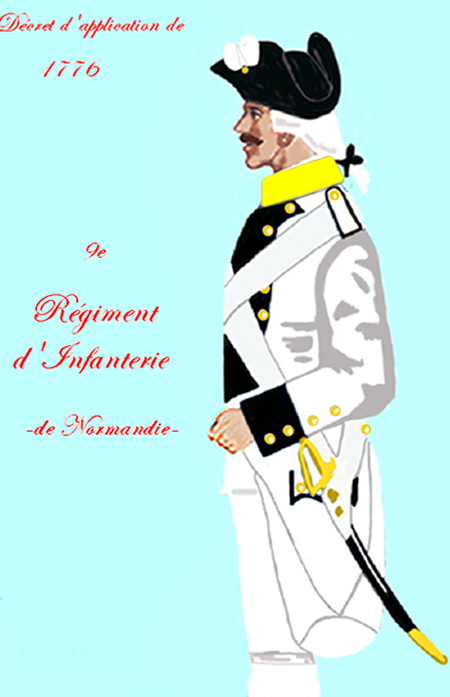
Rég Normandie 1776–1779
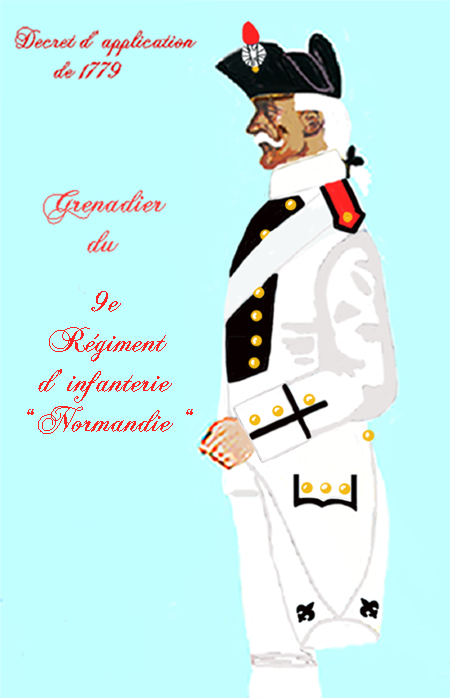
Rég Normandie 1779–1791
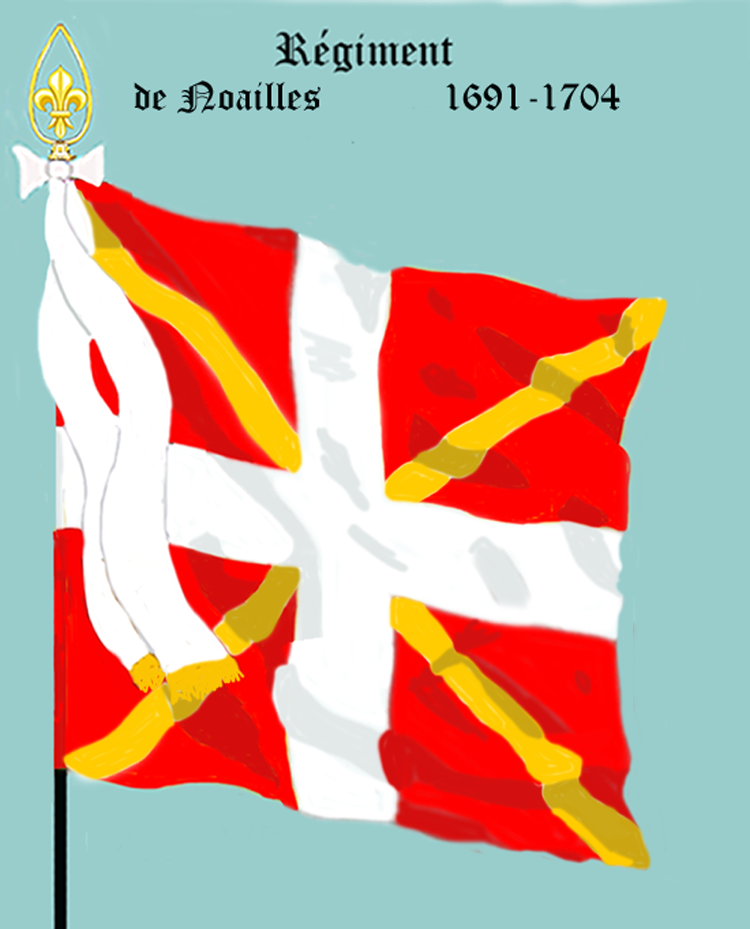
Rég de Noailles 1691–1704
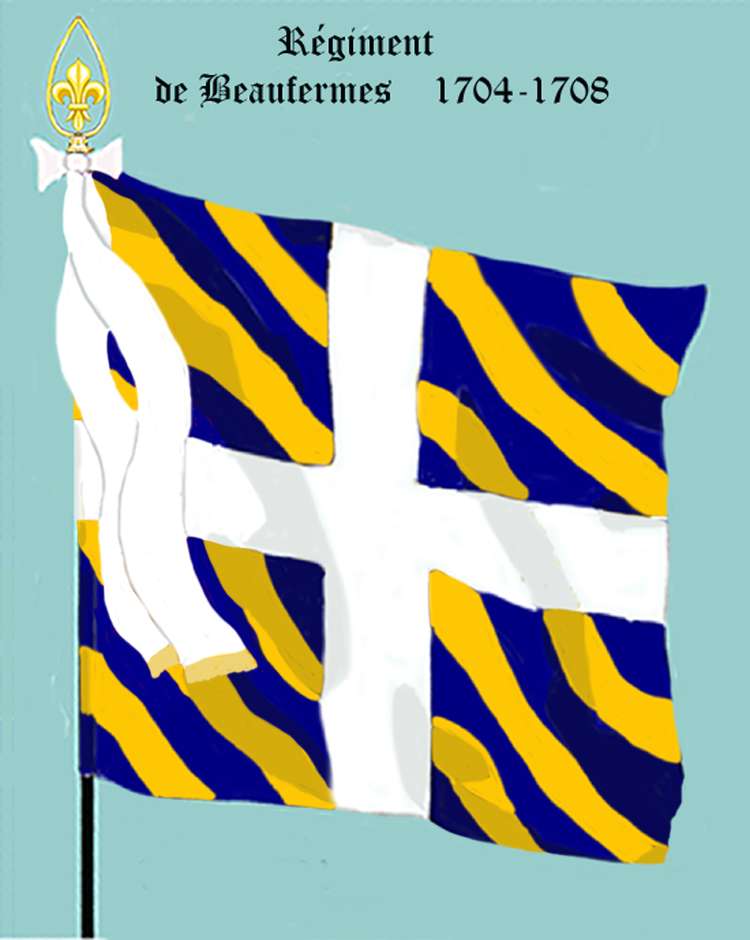
Rég de Beaufermes und alle Folgeverbände bis Rég de La Tour d'Auvergne
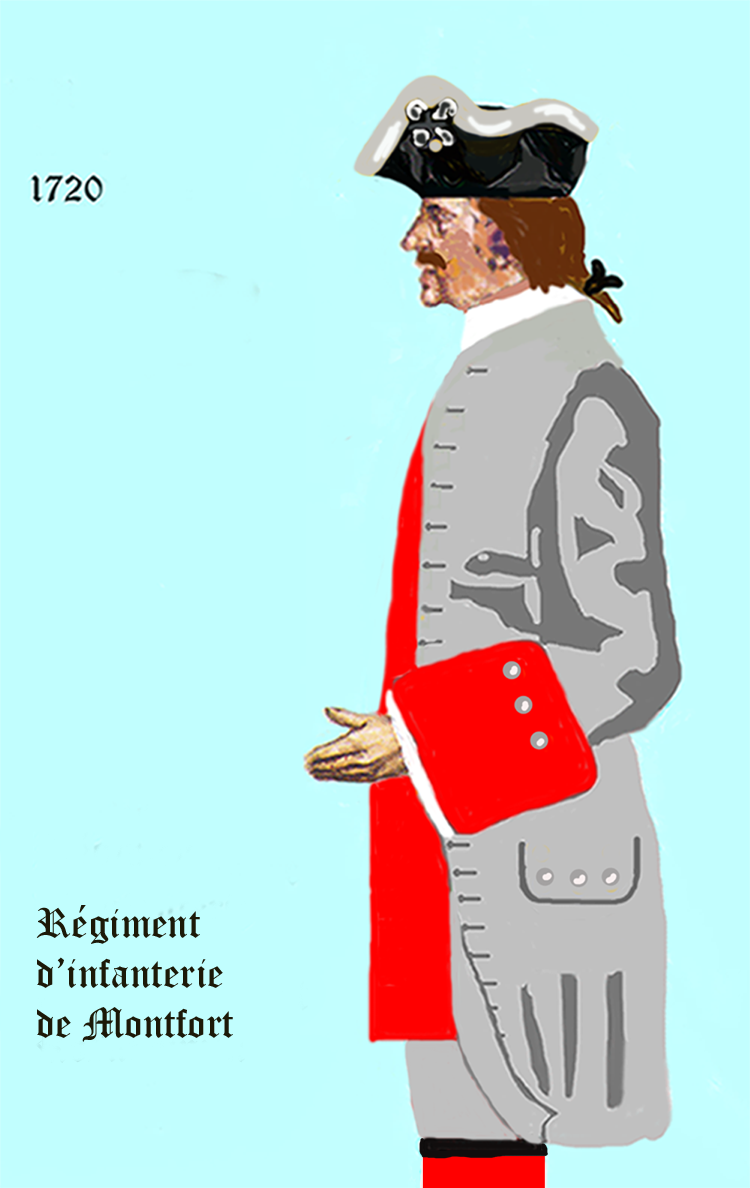
Rég de Monrfort 1720–1734
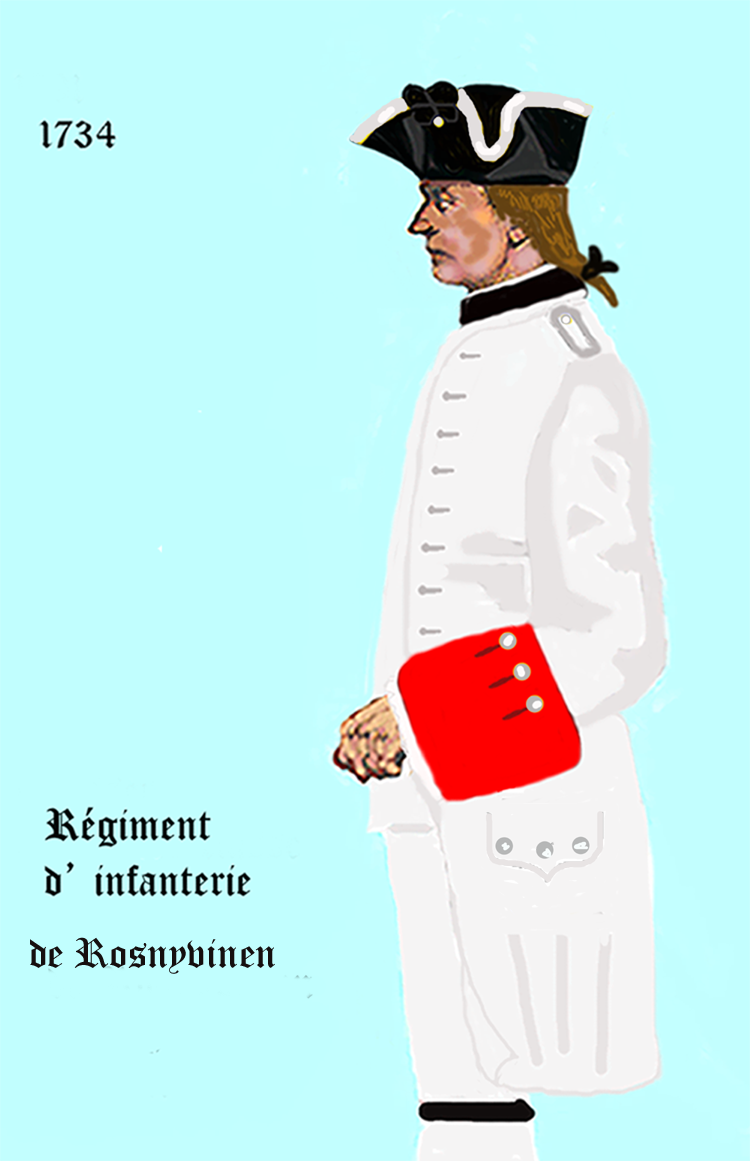
Rég de Rosnyvinen 1734–1749

| I.                                                                                         | II. | III. |
| ------------------------------------------------------------------------------------------ | --- | ---- |
| Régiment de Normandie In Dienst: 1616 – wurde 1791 zu: 9ème régiment d’infanterie de ligne | Régiment de Noailles In Dienst 1691 – wurde 1707 zu Régiment de Beaufermes Régiment de Beaufermes – wurde 1708 zu Régiment de Brichambault Régiment de Brichambault – wurde 1719 zu Régiment de Montfort Régiment de Montfort – 1731 zu Régiment de Pequigny Régiment de Pequigny – wurde 1733 zu Régiment de Rosnyvinen Régiment de Rosnyvinen – wurde 1743 zu Régiment de Montboissier Régiment de Montboissier – wurde 1745 zu Régiment de La Tour d'Auvergne Régiment de La Tour d'Auvergne – 1749 eingegliedert in Régiment de Nice |      |

## O

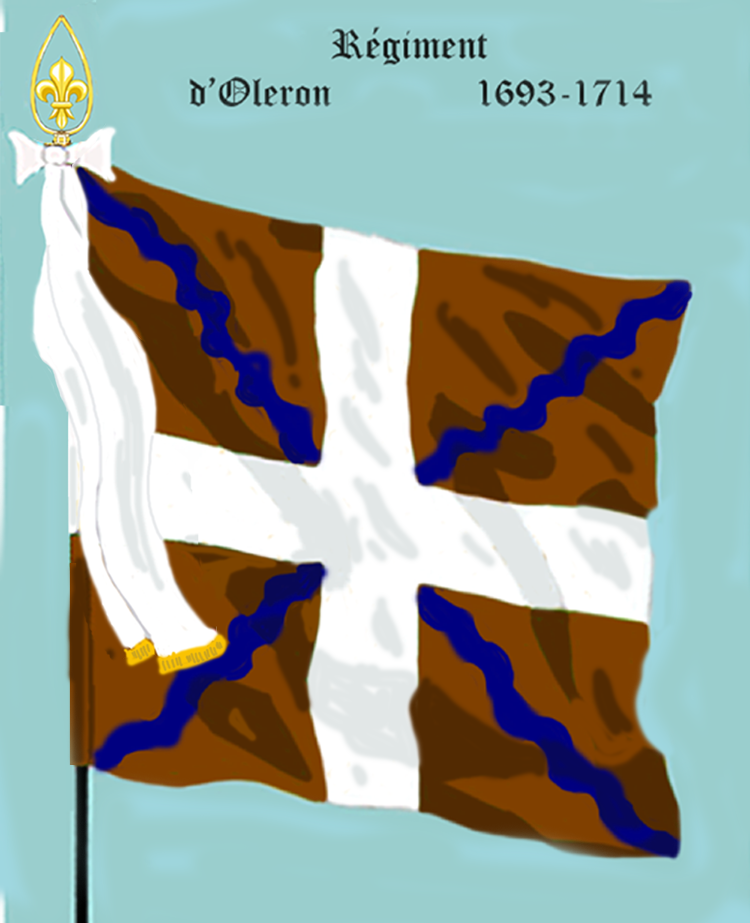
Rég Oleron

| I.                                                  | II. | III. |
| --------------------------------------------------- | --- | ---- |
| Régiment d'Oleron In Dienst: 1693 – Aufgelöst: 1714 |     |      |

## P

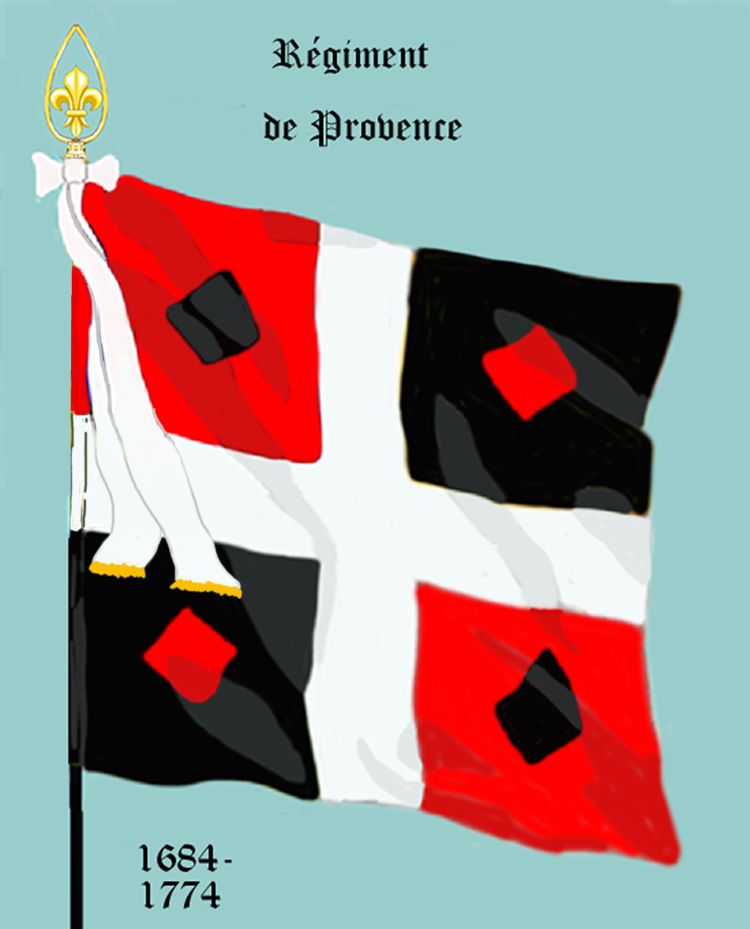
Rég Provence und alle Folgeverbände
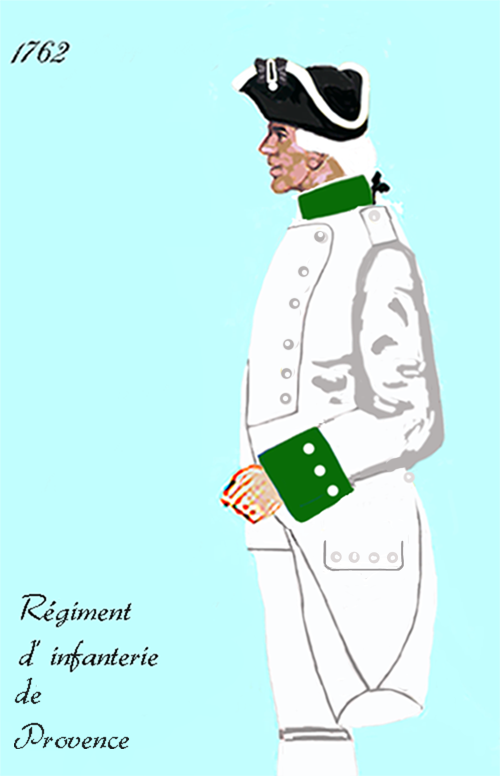
Rég Provence 1762–1767
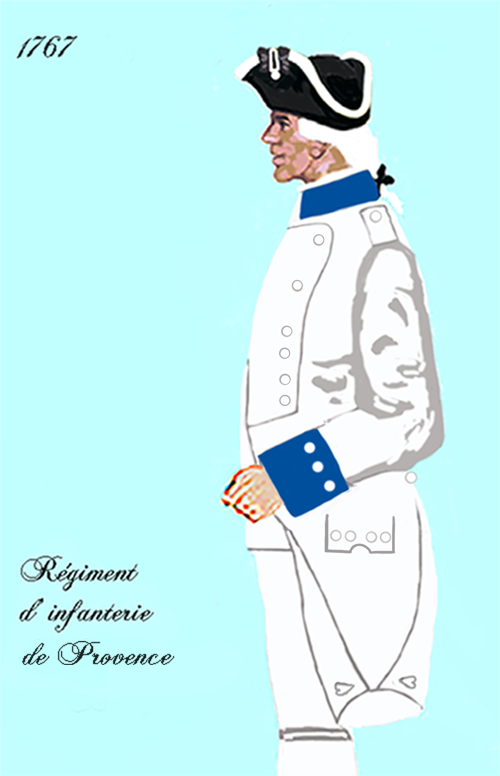
Règ Provence 1767–1776
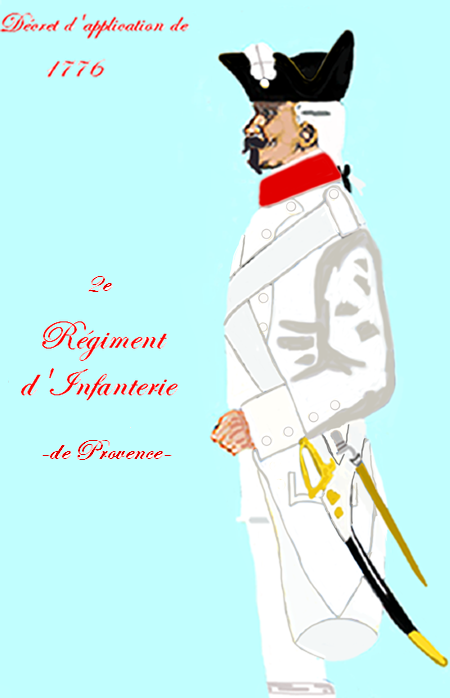
Rég de Provence 1776–1779
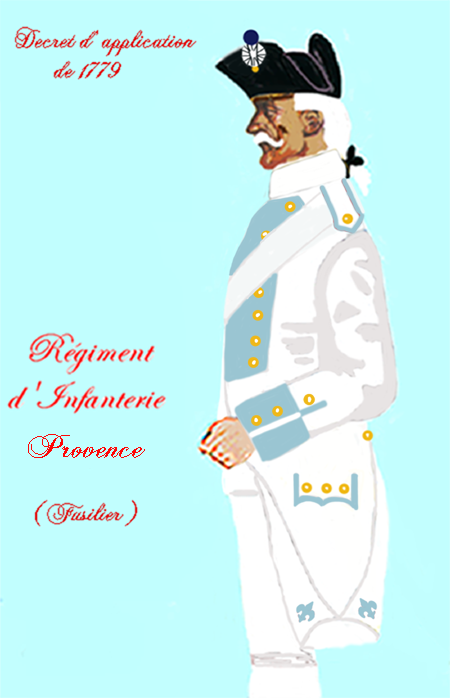
Rég de Provence 1779–1786
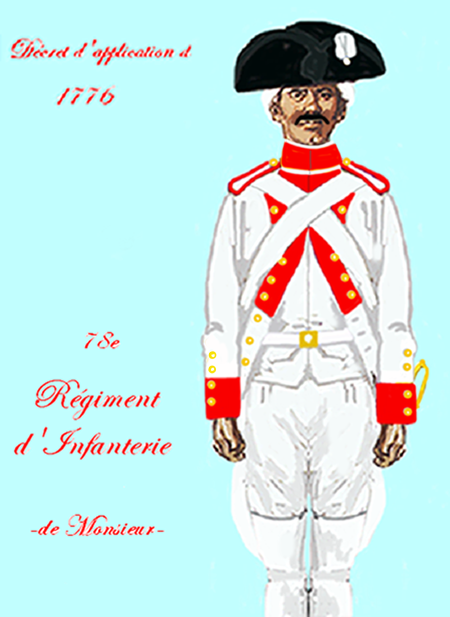
Rég Monsieur 1776–1779
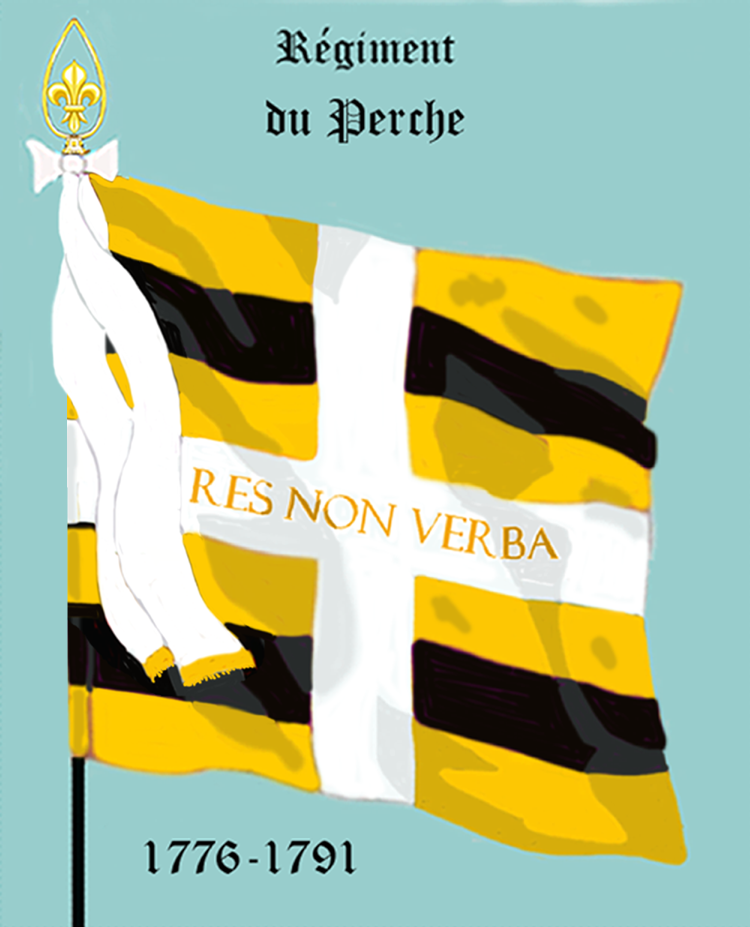
Rég Perché
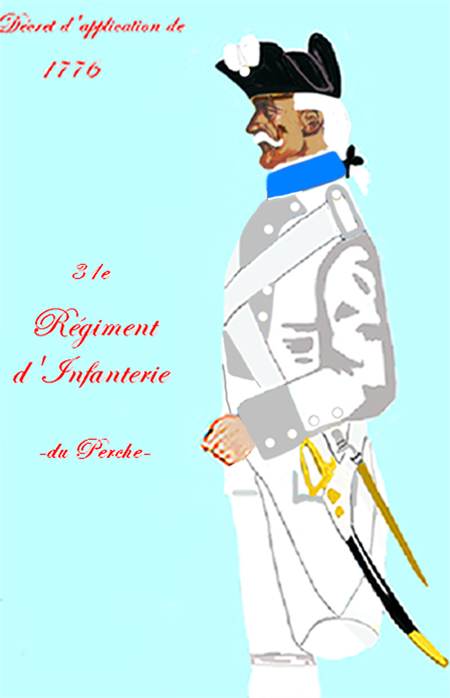
Rég Perché 1776–1779
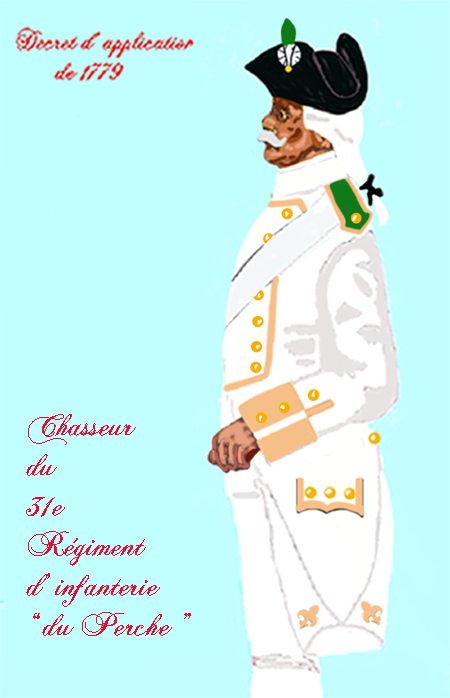
Rég Perche 1779–1791
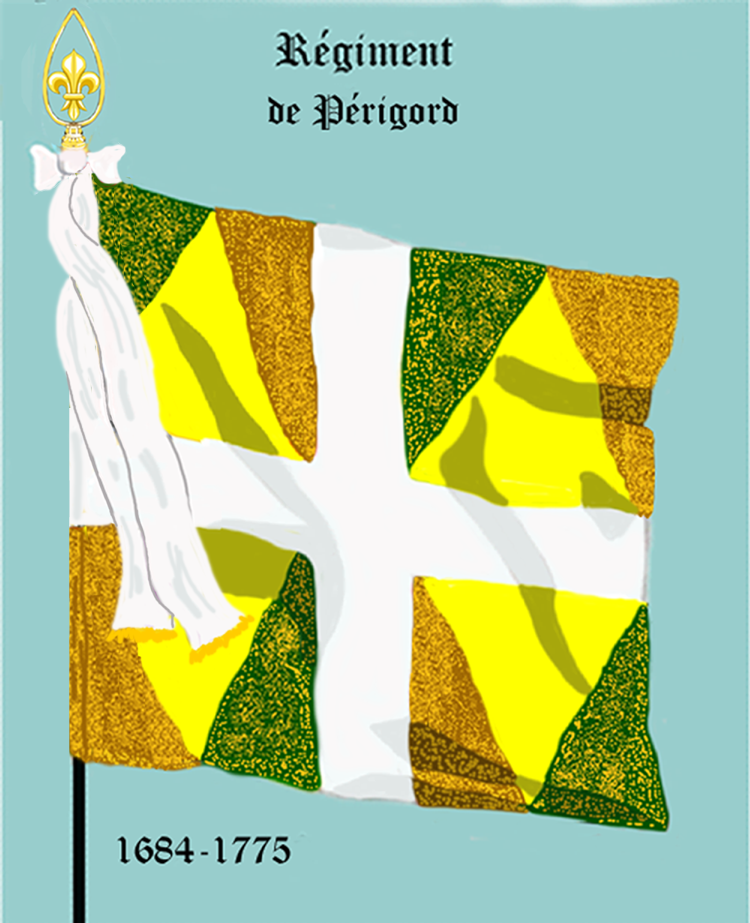
Rég Rég Périgord
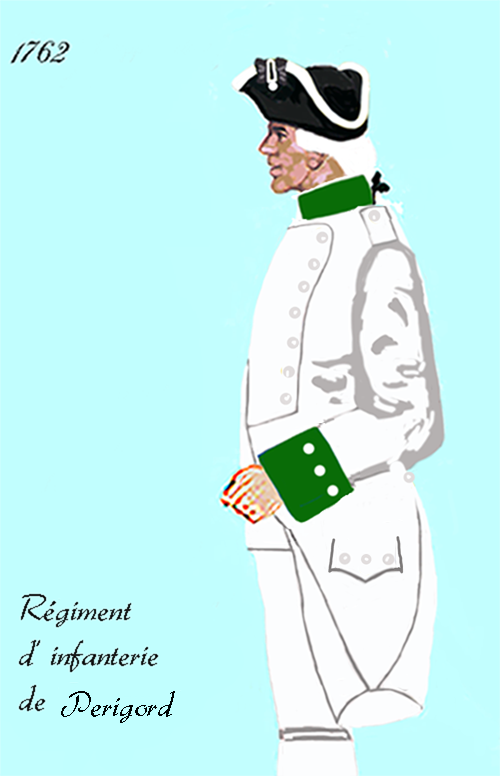
Rég Périgord 1762
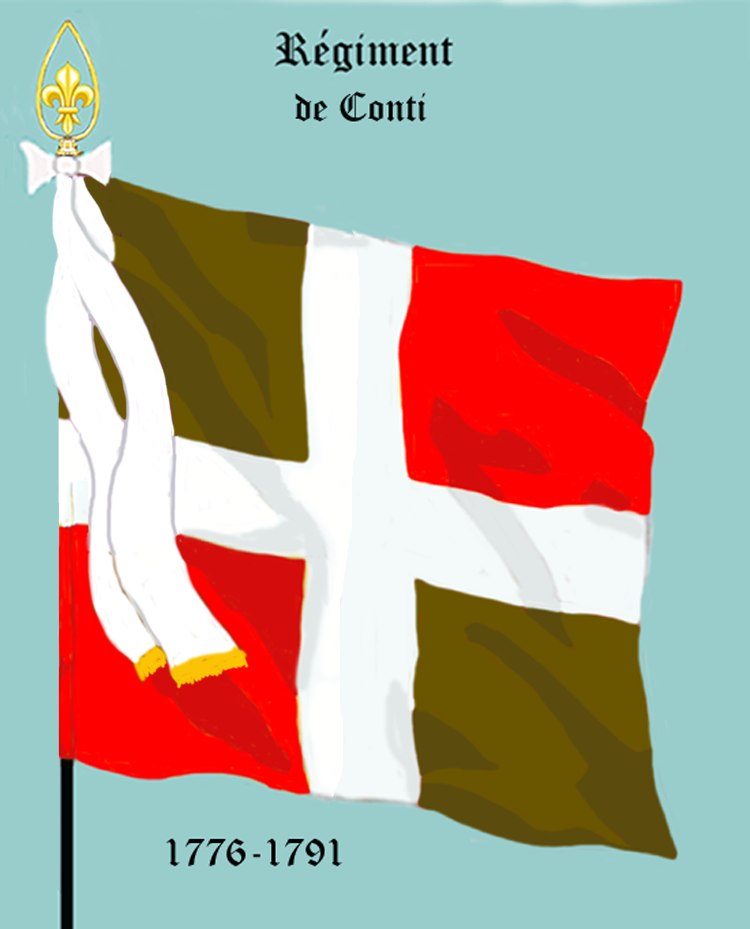
Rég Conti 1776
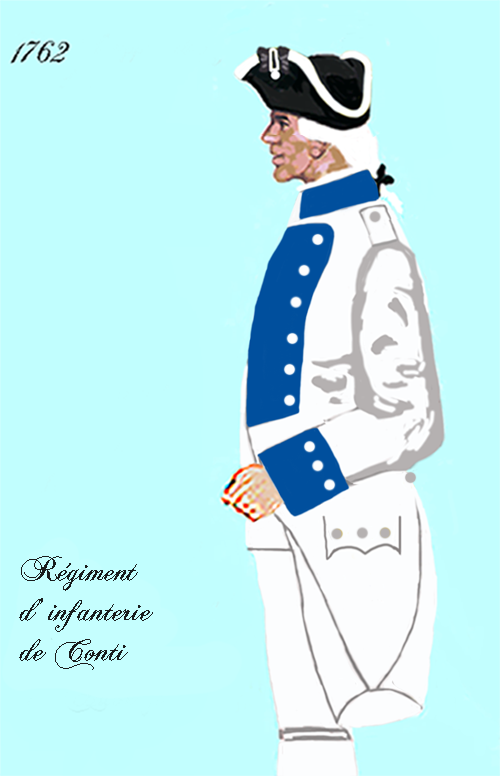
Rég Conti 1762–1767

| I. | II.                                                                                        | III. |
| --- | ------------------------------------------------------------------------------------------ | --- |
| Régiment de Provence - In Dienst: 1684 – wurde 1770 zu: Rég de Comte de Provence Régiment de Comte de Provence – wurde 1774 zu: Rég de Monsieur Régiment de Monsieur – wurde 1791 zu: 75ème régiment d’infanterie de ligne | Régiment du Perche - In Dienst: 1776 – wurde 1791 zu: 30ème régiment d’infanterie de ligne | Régiment de Périgord - In Dienst: 1684 – wurde 1775 zu Régiment du Marche Prince Régiment du Marche Prince wurde 1776 zu Régiment de Conti Régiment de Conti wurde 1791 zu: 81ème régiment d’infanterie de ligne |

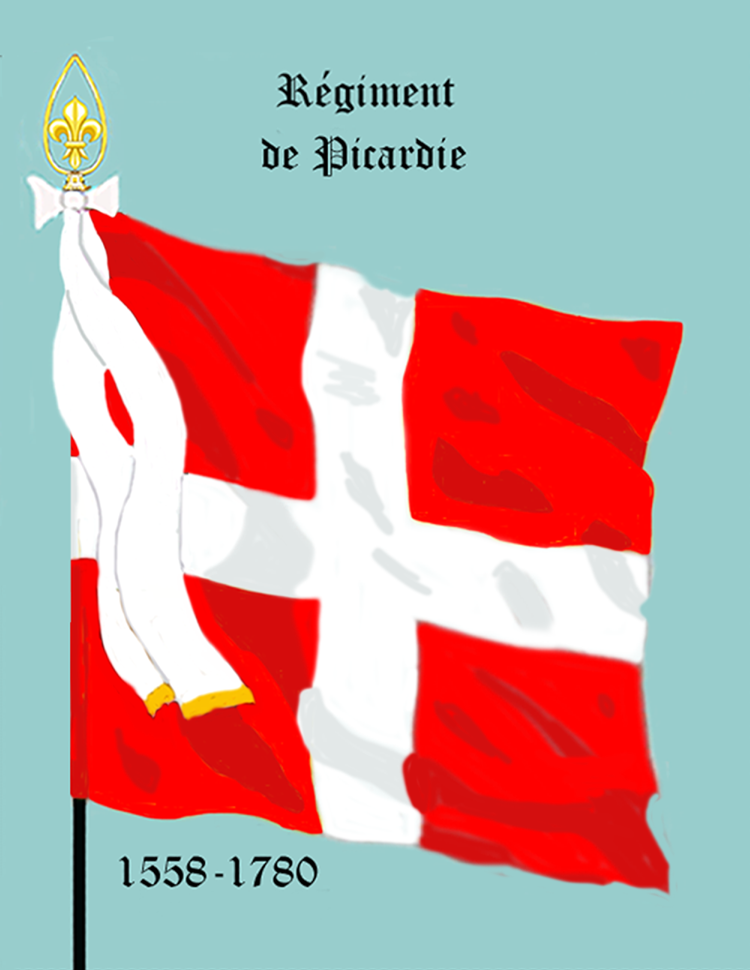
Rég Picardie 1558–1780
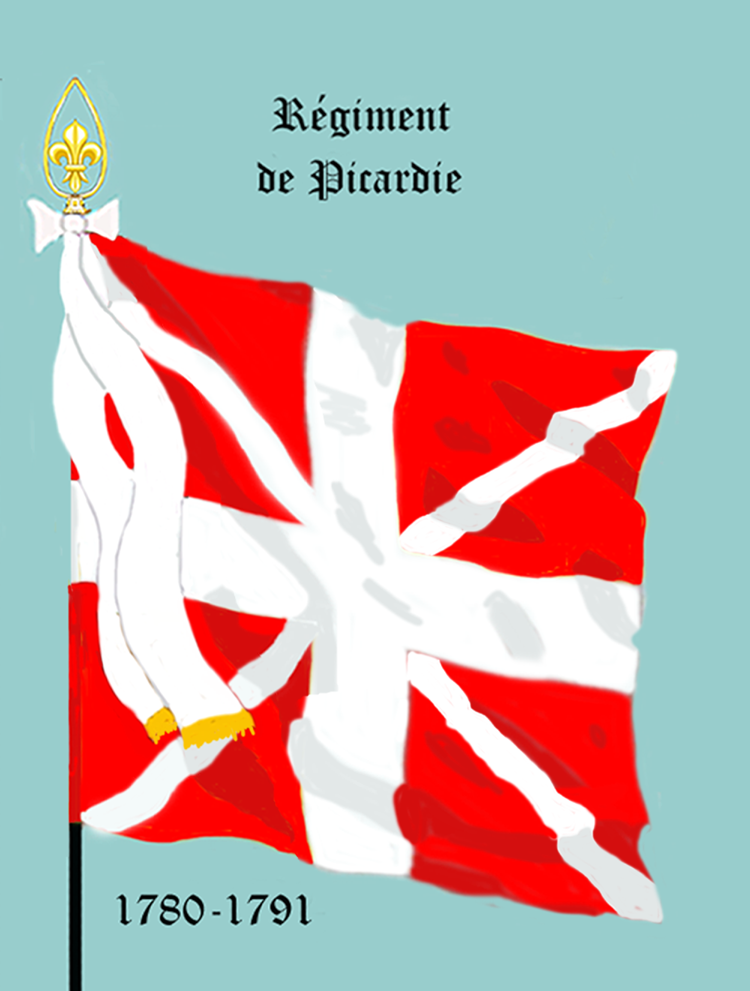
Rég Picardie 1780–1791
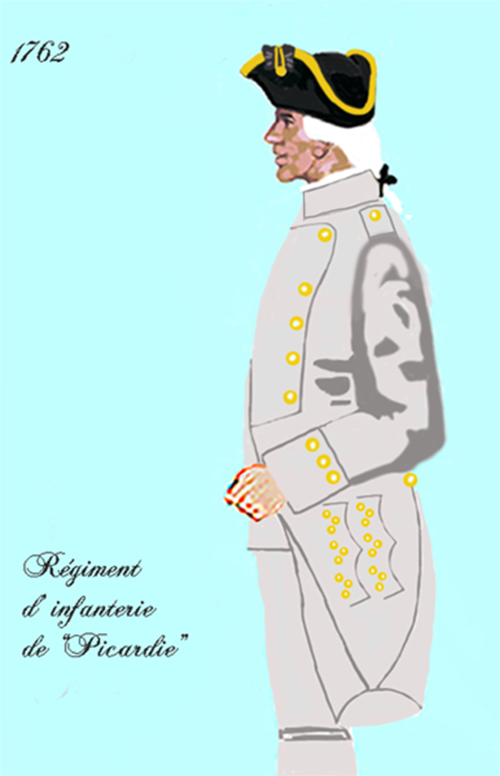
Rég Picardie 1762
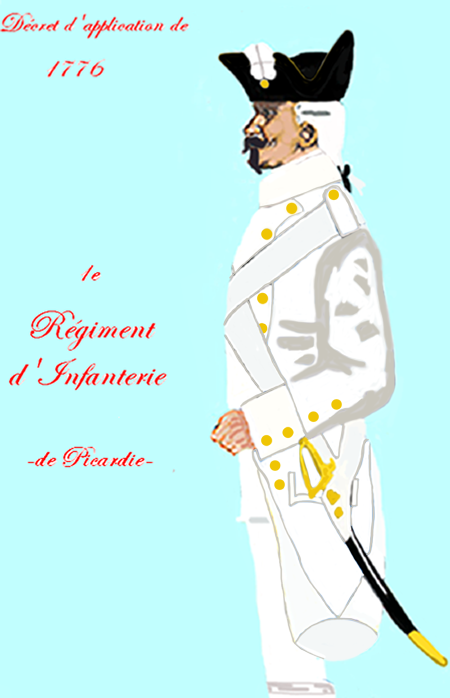
Rég Picardie 1776–1779
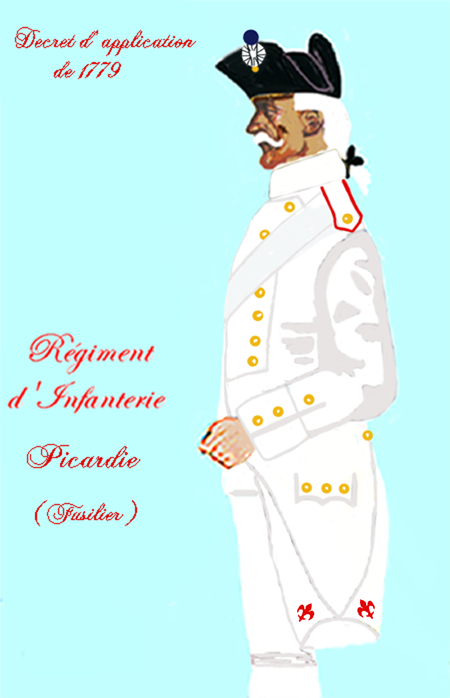
Rég Picardie 1779–1780
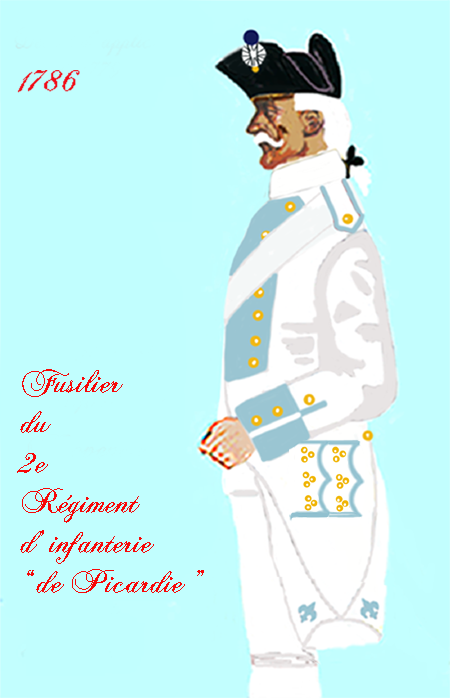
Rég Picardie 1780–1791
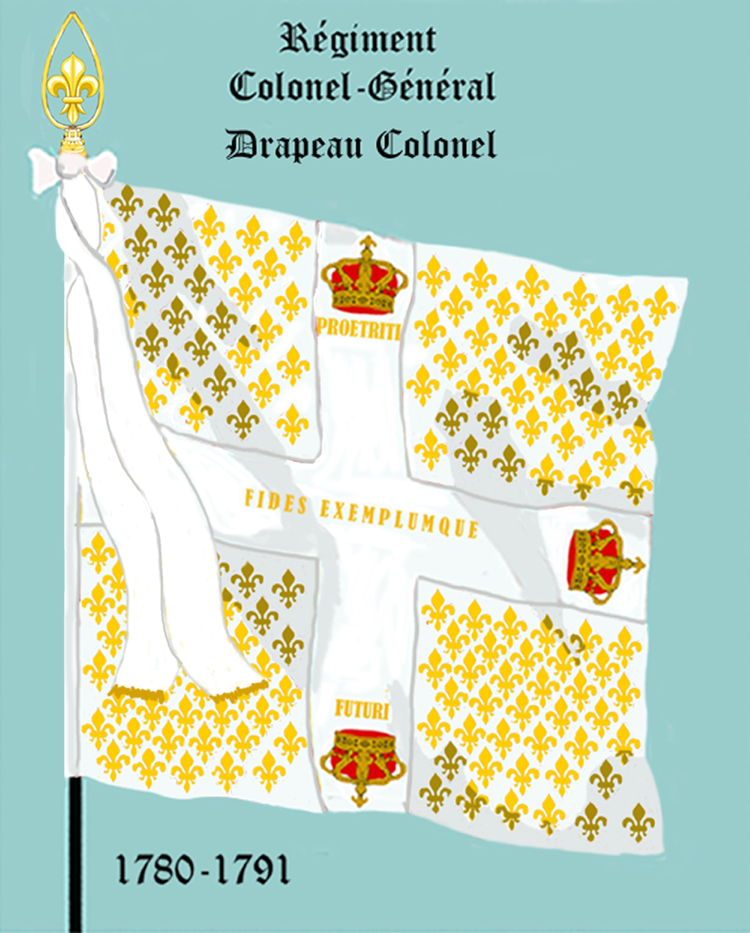
Leibfahne des Rég Colonel Général
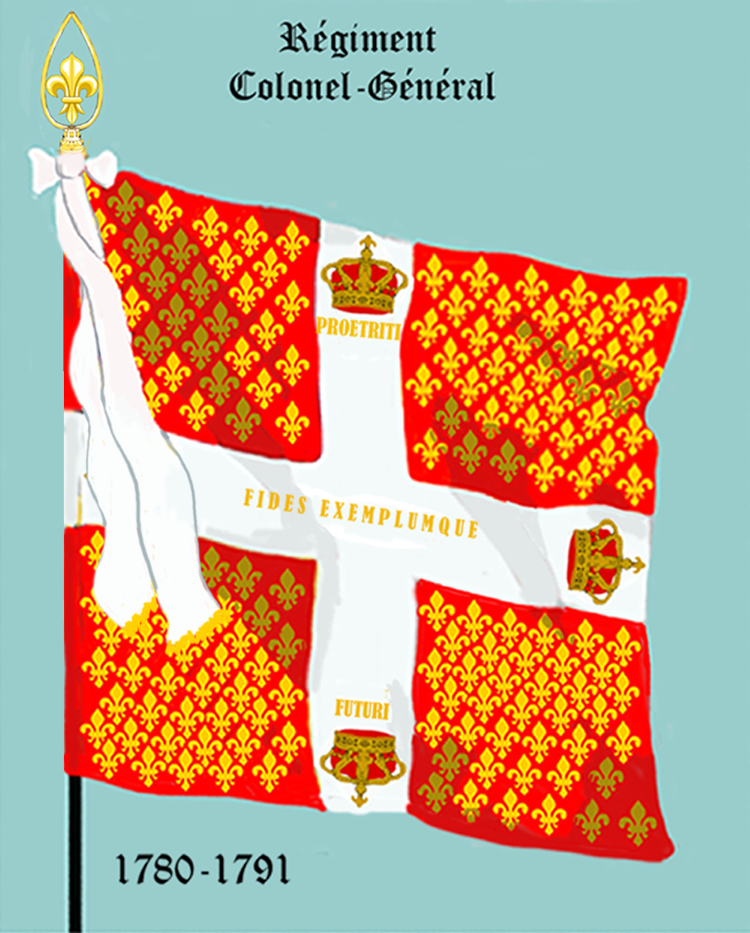
Ordonnanzfahne des Rég Colonel Général
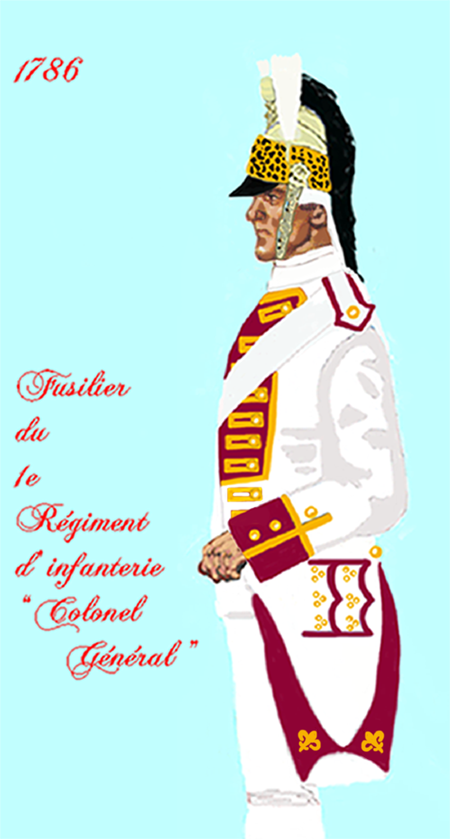
Rég Colonel Général 1786–1791
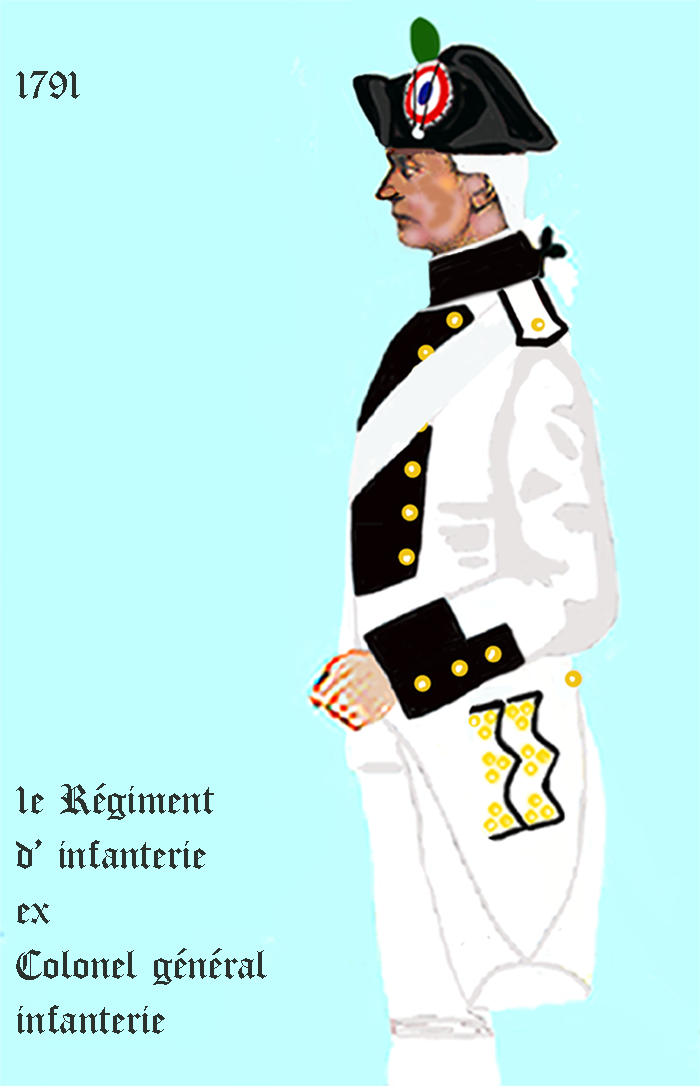
Rég Colonel Général 1791
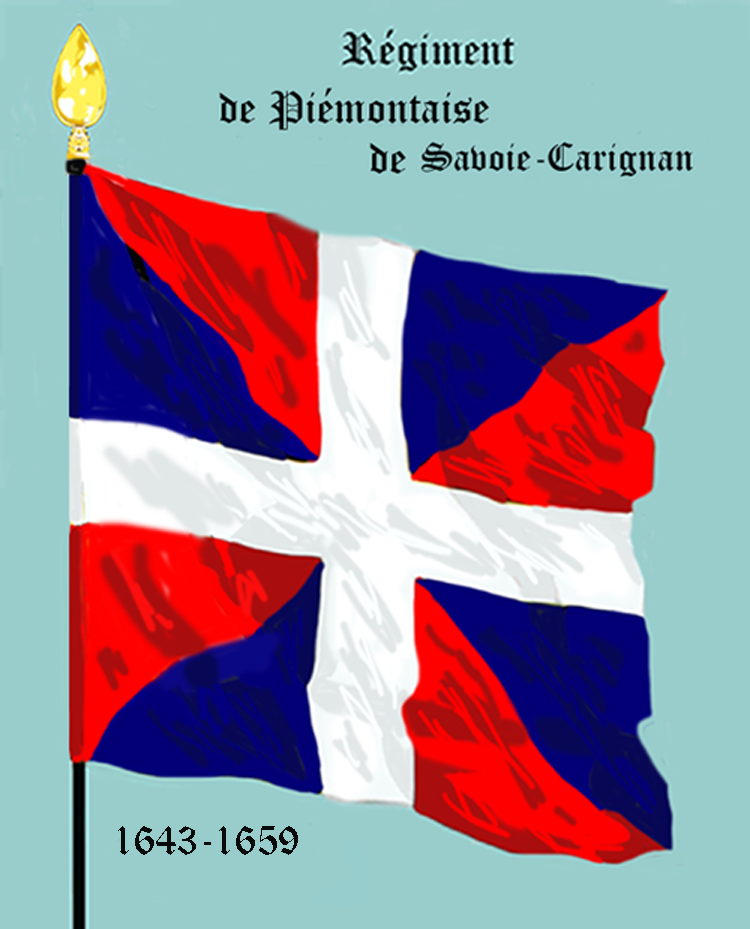
Rég Pièmontais de Savoie-Carignan bis Rég Perche

| I. | II.                                                                                         | III. |
| --- | ------------------------------------------------------------------------------------------- | --- |
| Régiment de Picardie - In Dienst: 1558 – wurde 1780 zu: Rég Colonel Général Régiment Colonel Général – wurde 1791 zu: 1er régiment d’infanterie de ligne | Régiment de Picardie - In Dienst: 1780 – wurde 1791 zu: 2ème régiment d’infanterie de ligne | Régiment de Piémontais de Savoie-Carignan - In Dienst: 1643 – wurde 1659 zu: Rég de Savoie-Carignan Régiment de Savoie-Carignan – wurde 1665 zu: Rég de Carignan-Sallieres Régiment de Carignan-Sallieres – wurde 1671 zu Rég Soissons Régiment de Soissons – wurde 1670 zu: Rég du Perche Régiment du Perche – eingegliedert 1744 in: Régiment des Gardes-Lorraine |

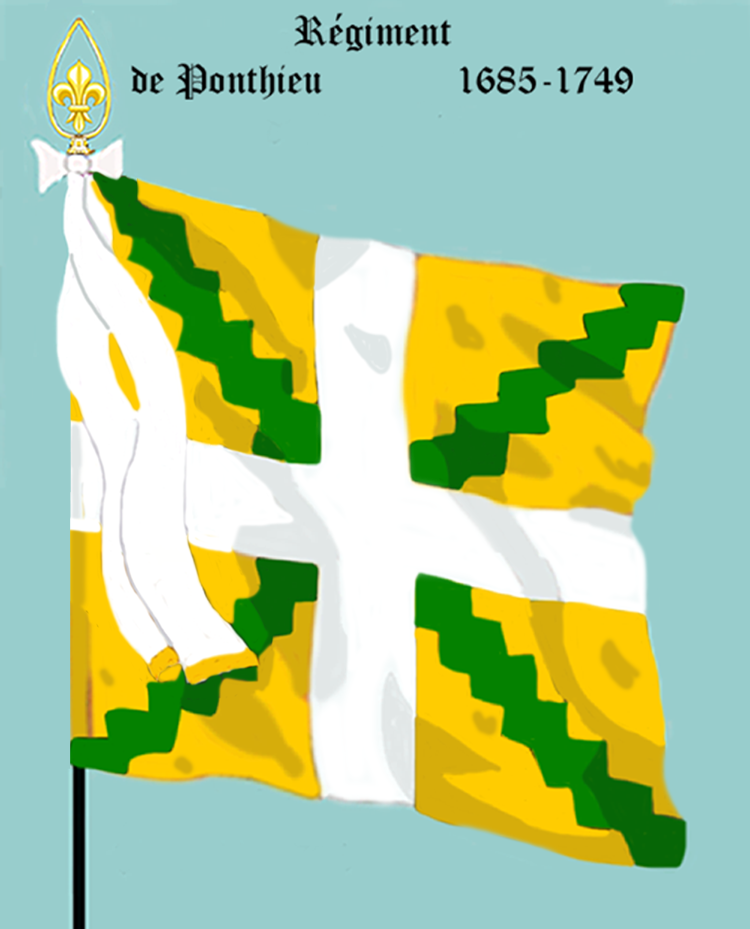
Rég Ponthieu 1685–1749
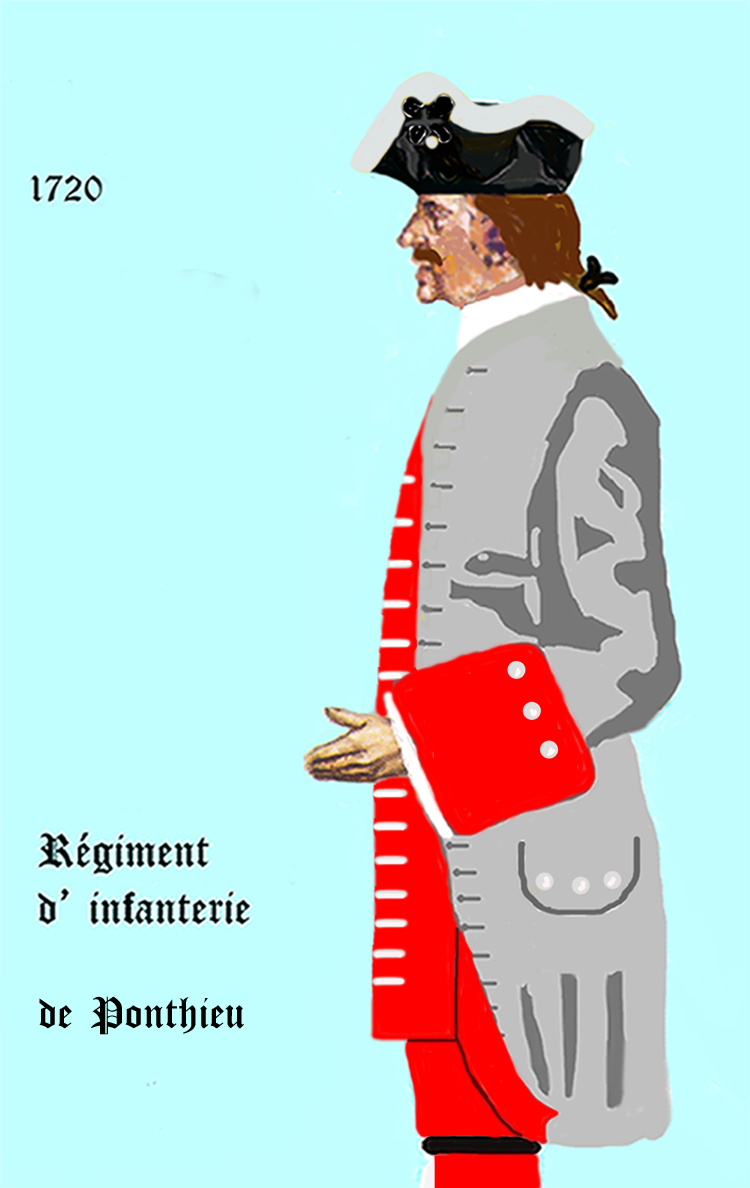
Rég Ponthieu 1720
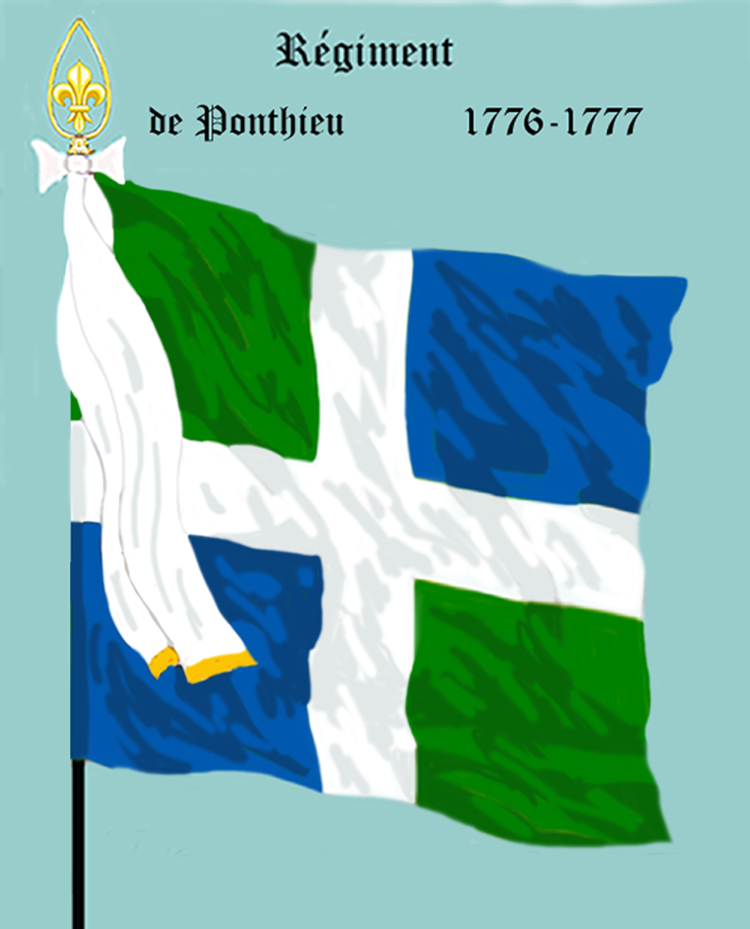
Rég Ponthieu & Rég Austrasie
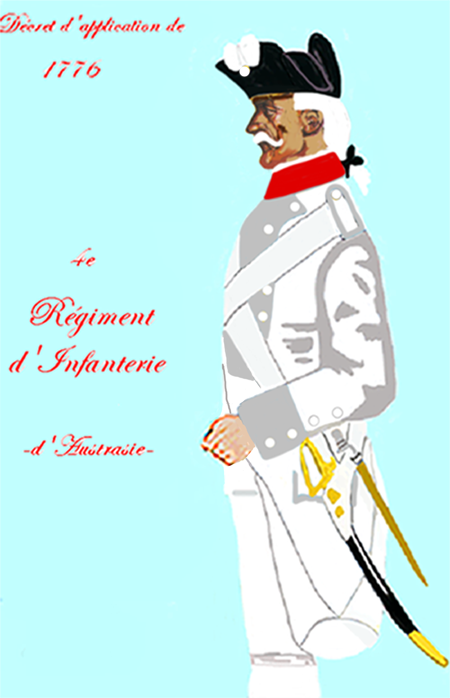
Rég Austrasie 1777–1779
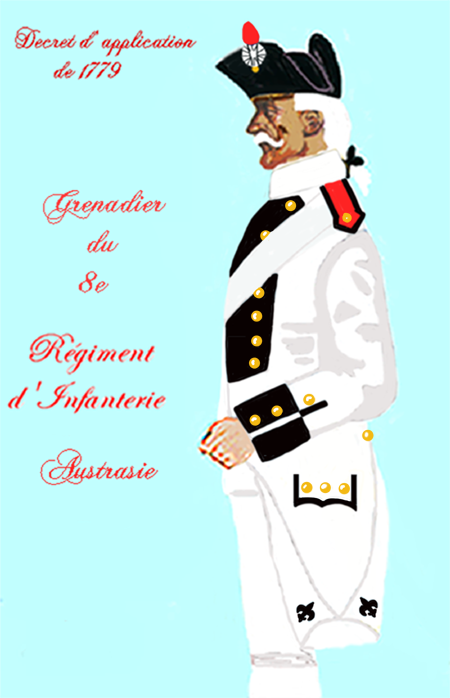
Rég Austrasie 1779–1791

| I.                                                                              | II. | III. |
| ------------------------------------------------------------------------------- | --- | ---- |
| Régiment de Ponthieu - In Dienst: 1685 – eingegliedert 1749 in: Rég de Provence | Régiment de Ponthieu - Aufgestellt 1776 aus 1. + 3. Btl. des: Régiment de Champagne Régiment de Ponthieu – wurde 1777 zu: Régiment d'Austrasie Régiment d'Austrasie – wurde 1791 zu: 8ème régiment d’infanterie de ligne |      |

## Q

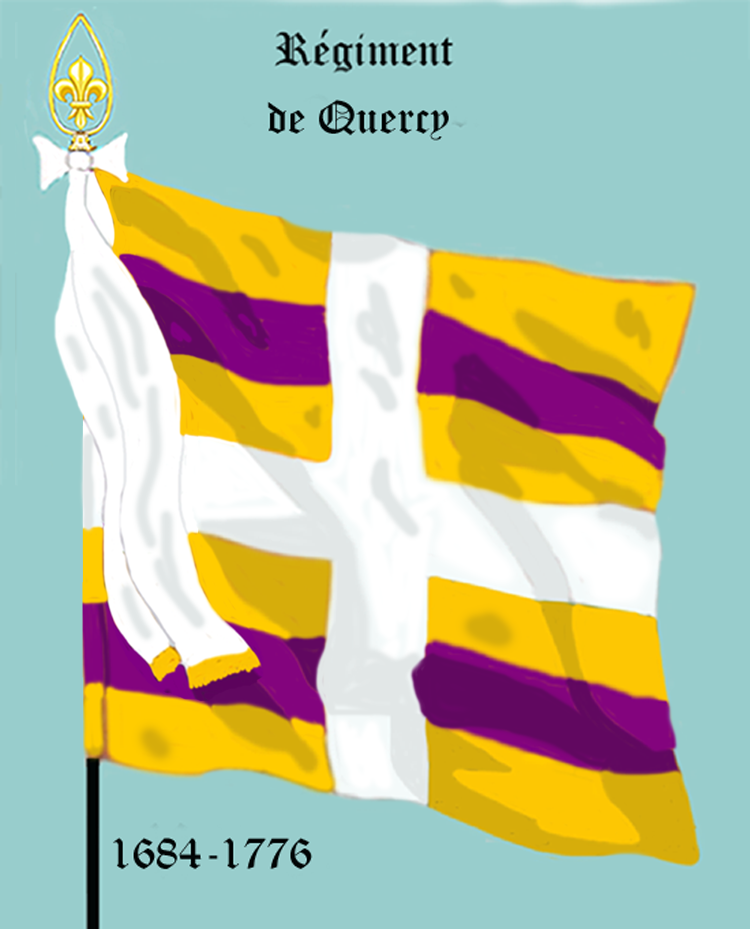
Rég Quercy und alle Folgeverbände
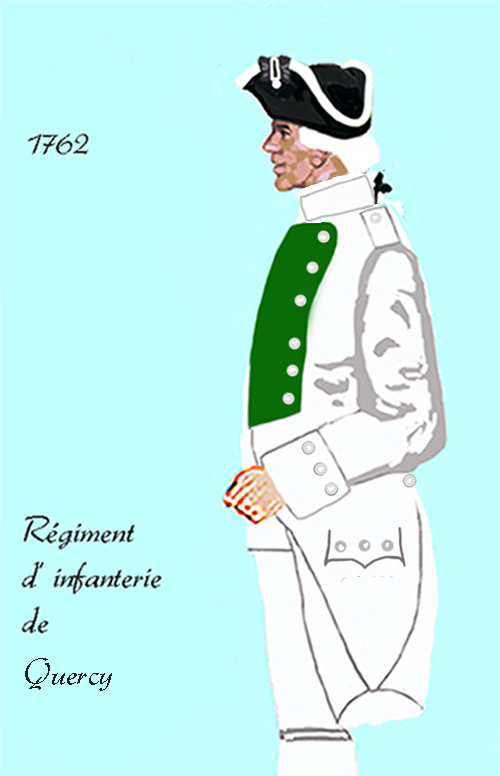
Rég Quercy 1762
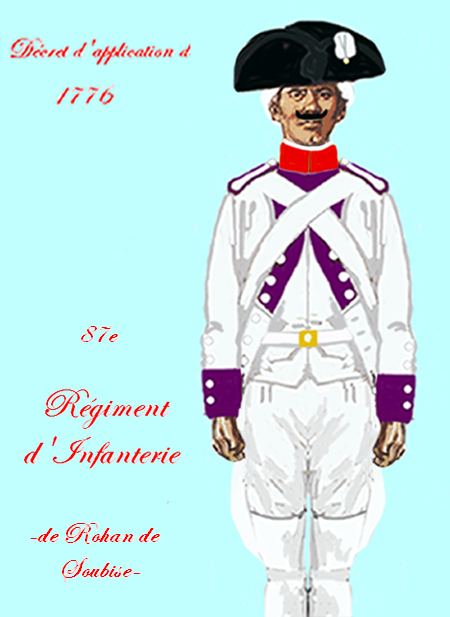
Rég Rohan-Soubise 1776

| I. | II. | III. |
| --- | --- | ---- |
| Régiment de Quercy In Dienst: 1684 – wurde 1776 zu: Rég de Rohan-Soubise Régiment de Rohan-Soubise – wurde 1787 zu: Rég de Rohan Régiment de Rohan – wurde 1791 zu: 84ème régiment d’infanterie de ligne |     |      |

## R

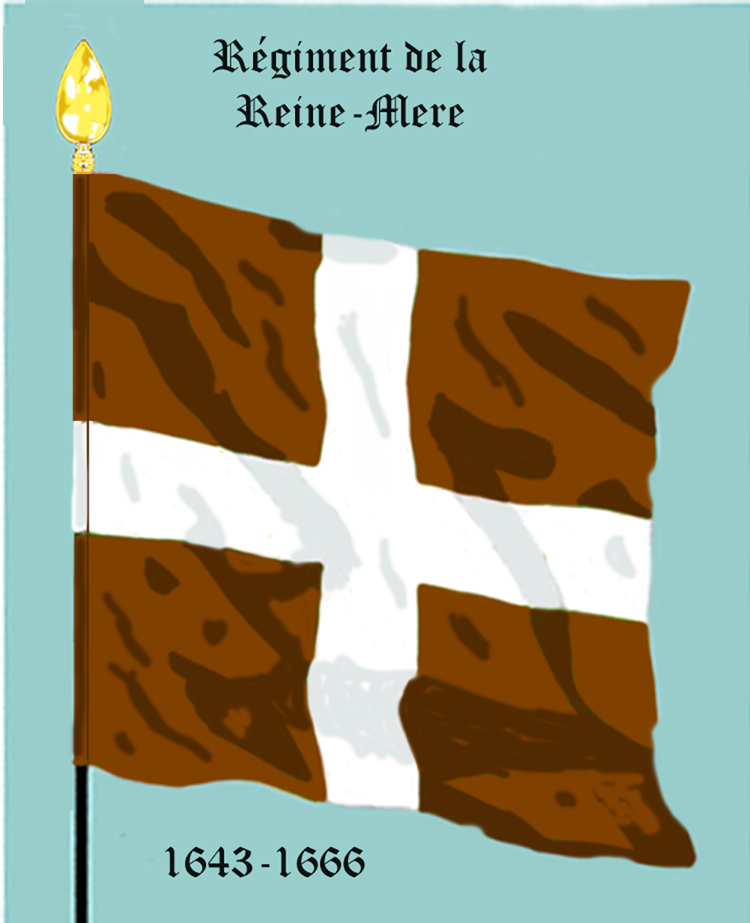
Rég de la Reine Mère und Rég Artois
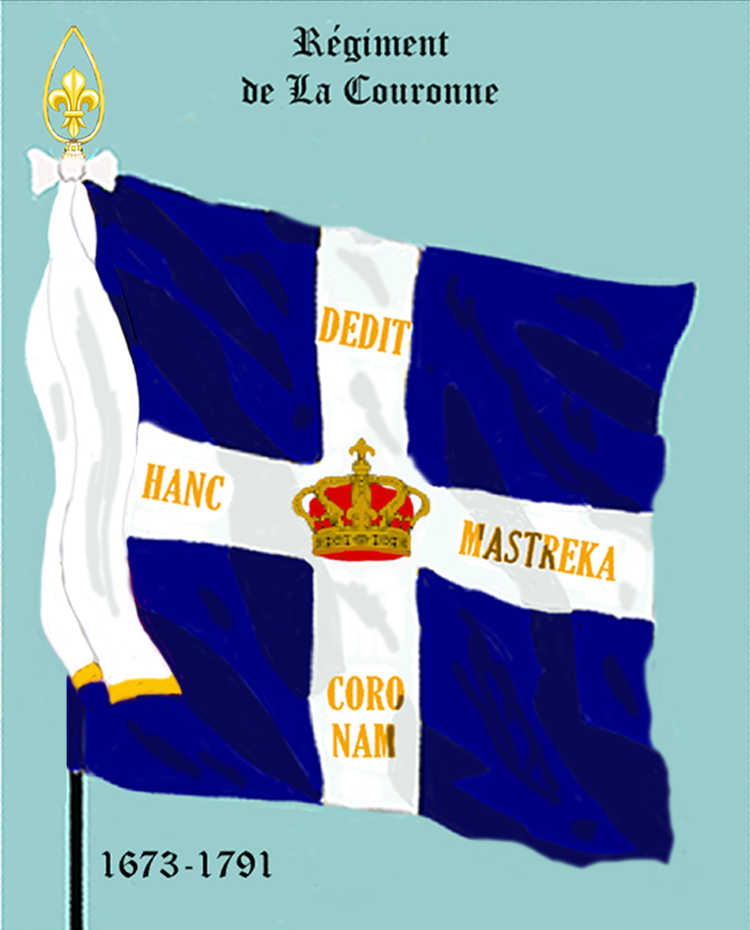
Rég de La Couronne
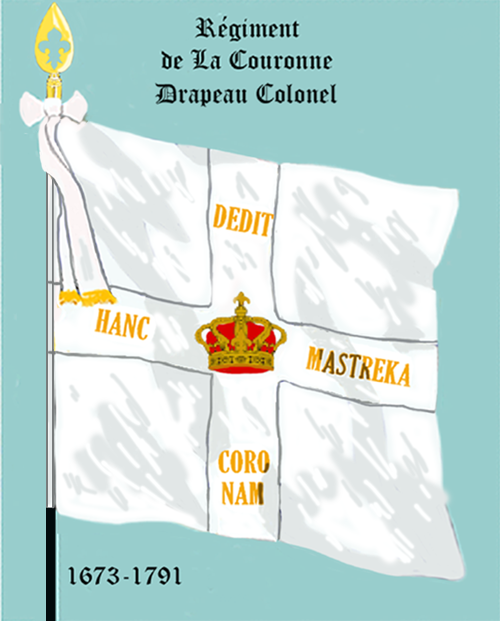
Leibfahne des Régiment de La Couronne
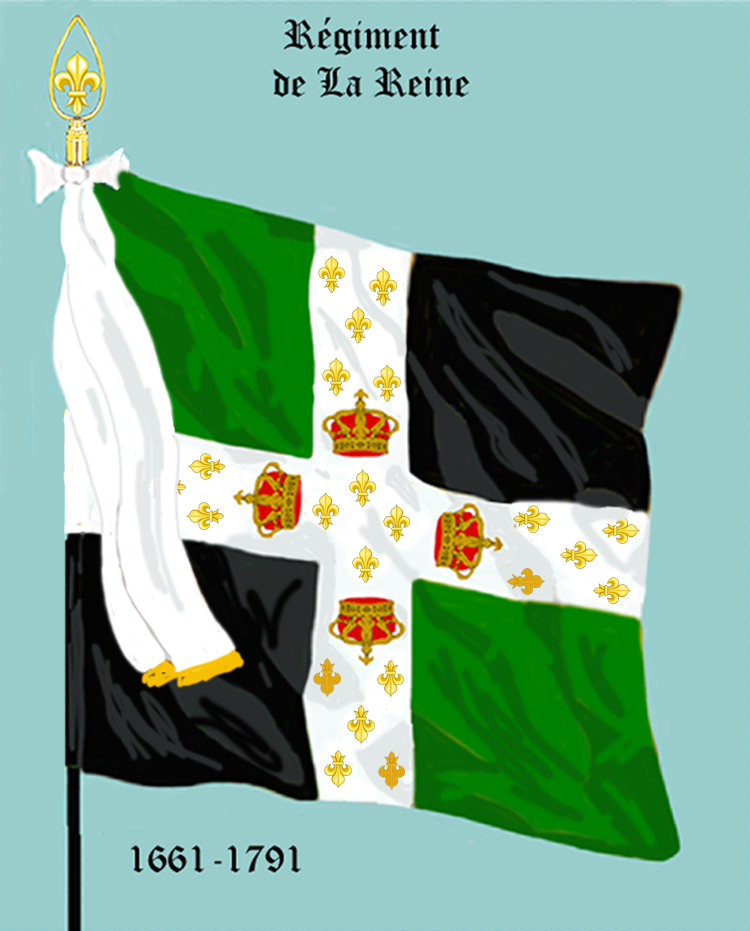
Rég de la Reine
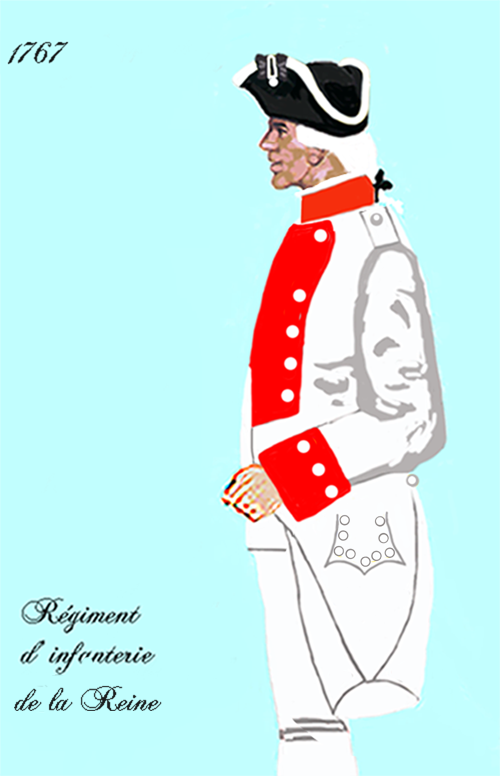
Rég de la Reine 1762–1776
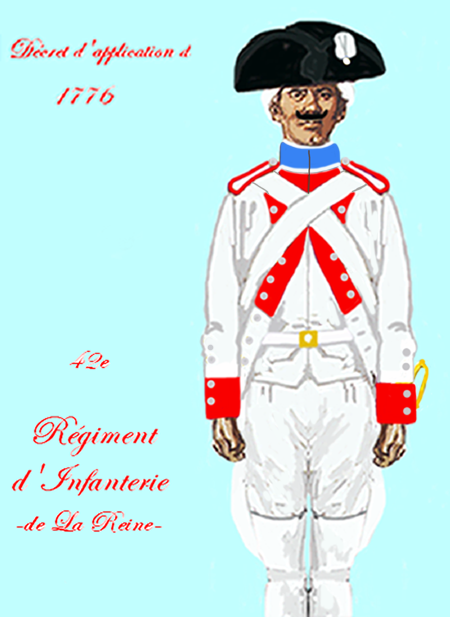
Rég la Reine 1776–1779
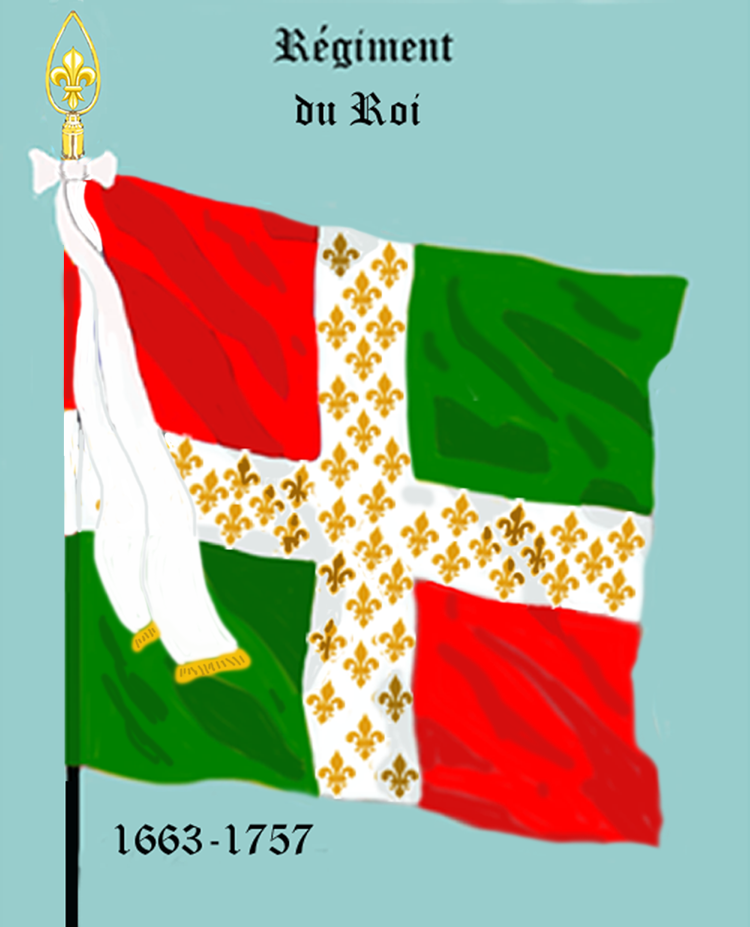
Rég du Roi 1663–1757
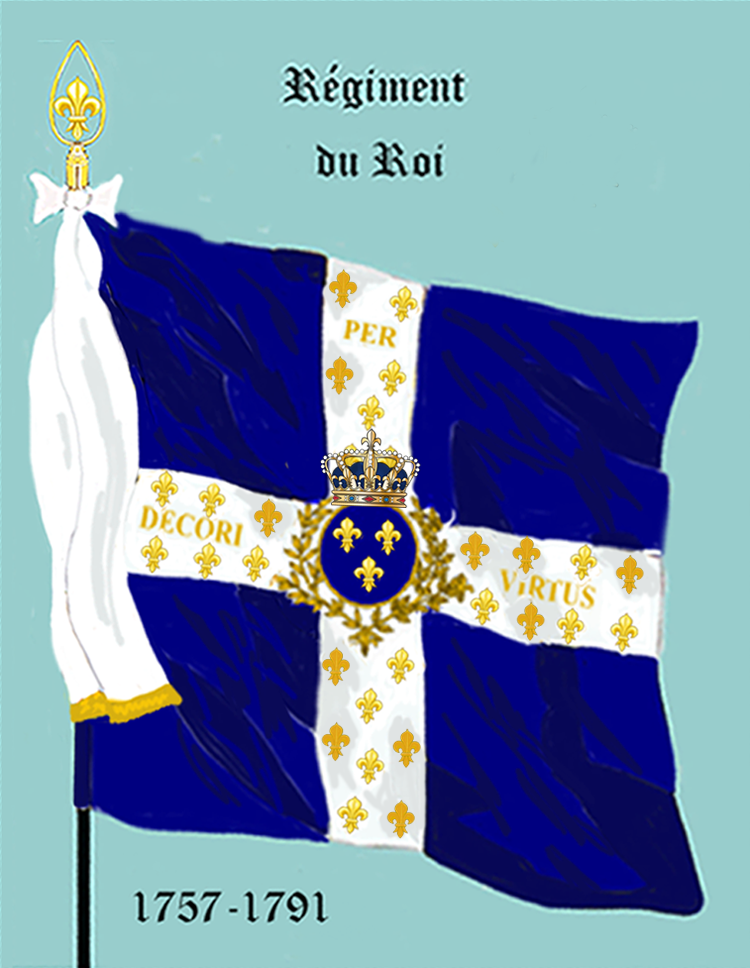
Rég du Roi 1757–1791
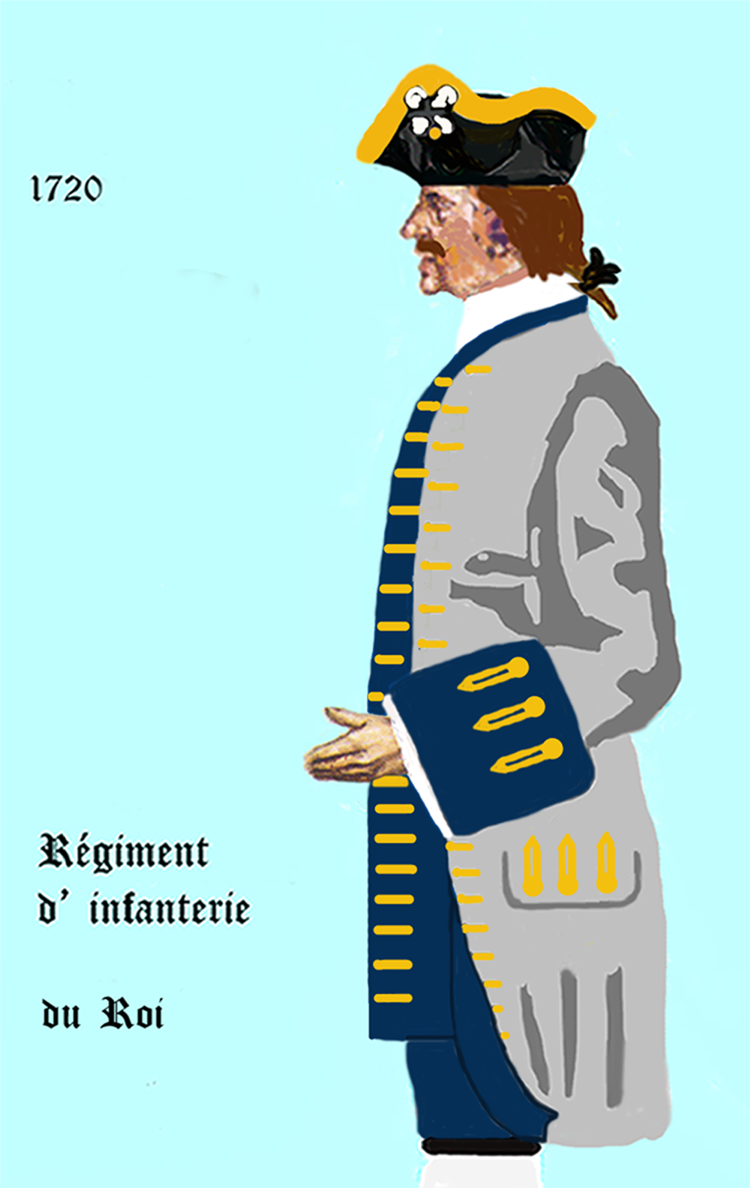
Rég du Roi 1720–1734
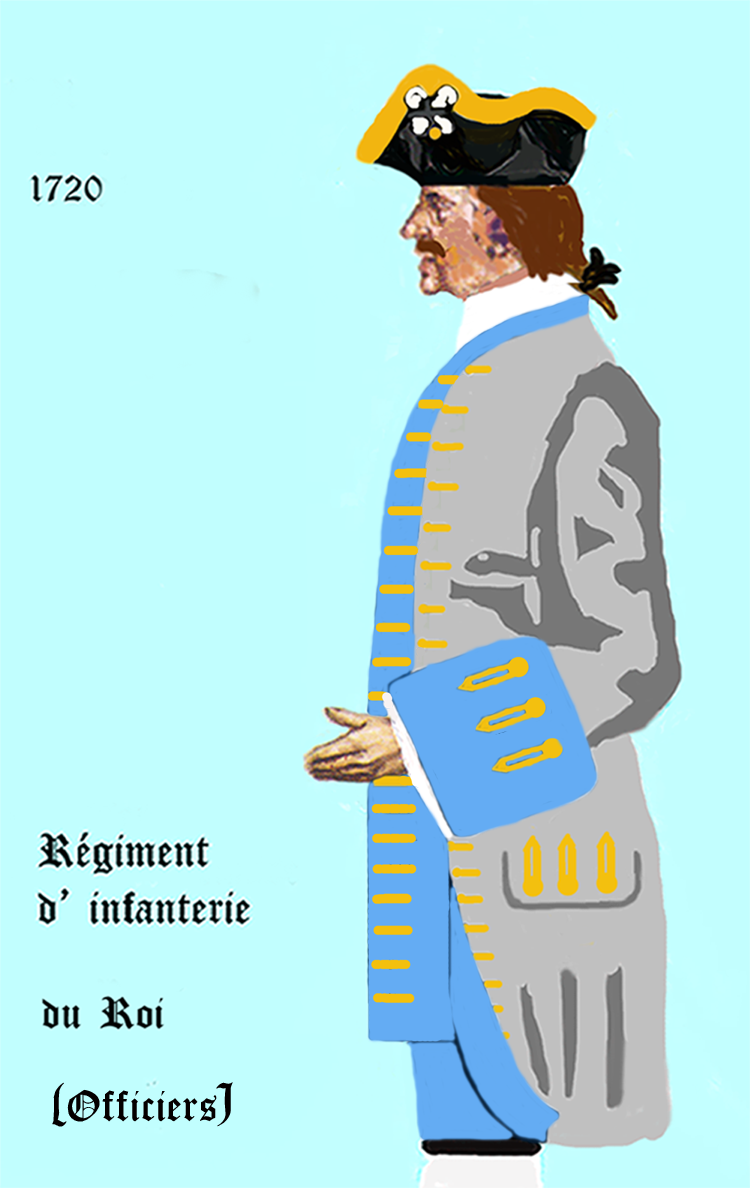
Rég du Roi 1720–1734 (Offiziere)
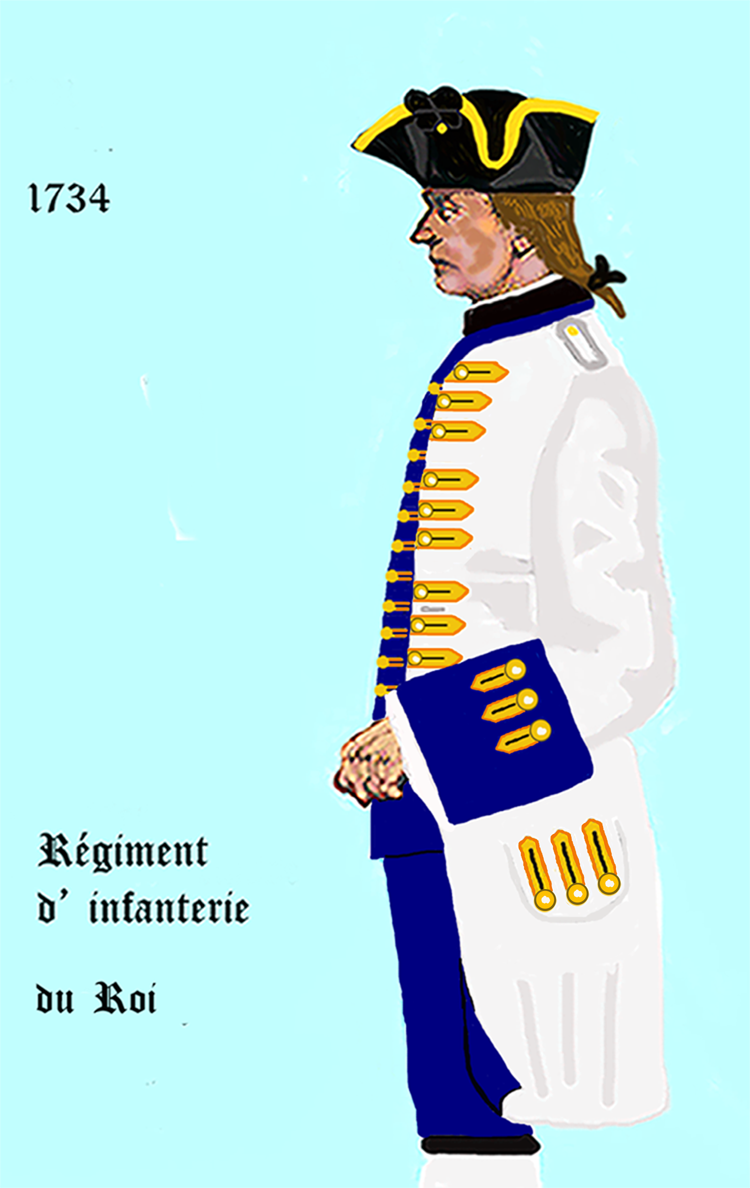
Rég du Roi 1734–1757
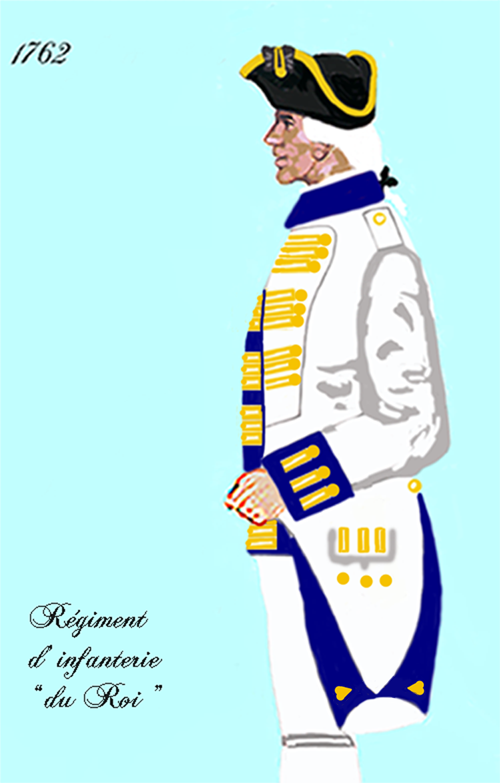
Rég du Roi 1762
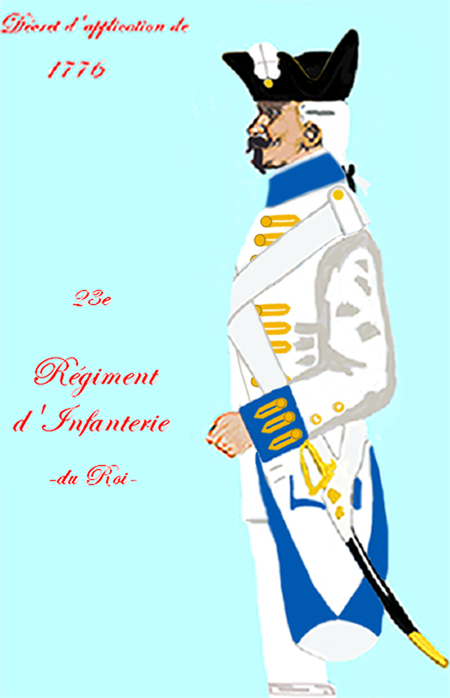
Rég du Roi 1776–1779

| I. | II. | III.                                                                                     |
| --- | --- | ---------------------------------------------------------------------------------------- |
| Régiment de La Reine-Mère - In Dienst: 1643 – wurde 1666 zu: Rég d'Artois Régiment d'Artois – wurde 1673 zu: Rég de La Couronne Régiment de La Couronne – wurde 1791 zu: 45ème régiment d’infanterie de ligne | Régiment de Royans In Dienst: 1634 – wurde 1659 zu: Rég de Mazarin-Français Régiment de Mazarin-Français wurde 1661: Rég de la Reine Régiment de la Reine – wurde 1791 zu: 41ème régiment d’infanterie de ligne | Régiment du Roi - In Dienst: 1663 – wurde 1791 zu: 105ème régiment d’infanterie de ligne |

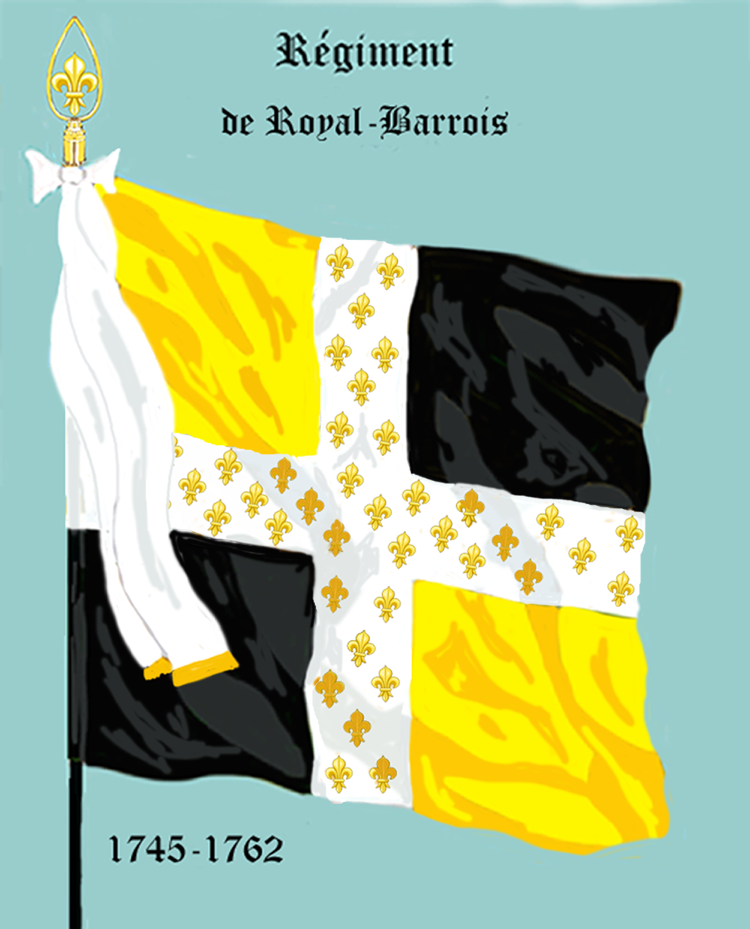
Rég Royal-Barrois 1745–1762
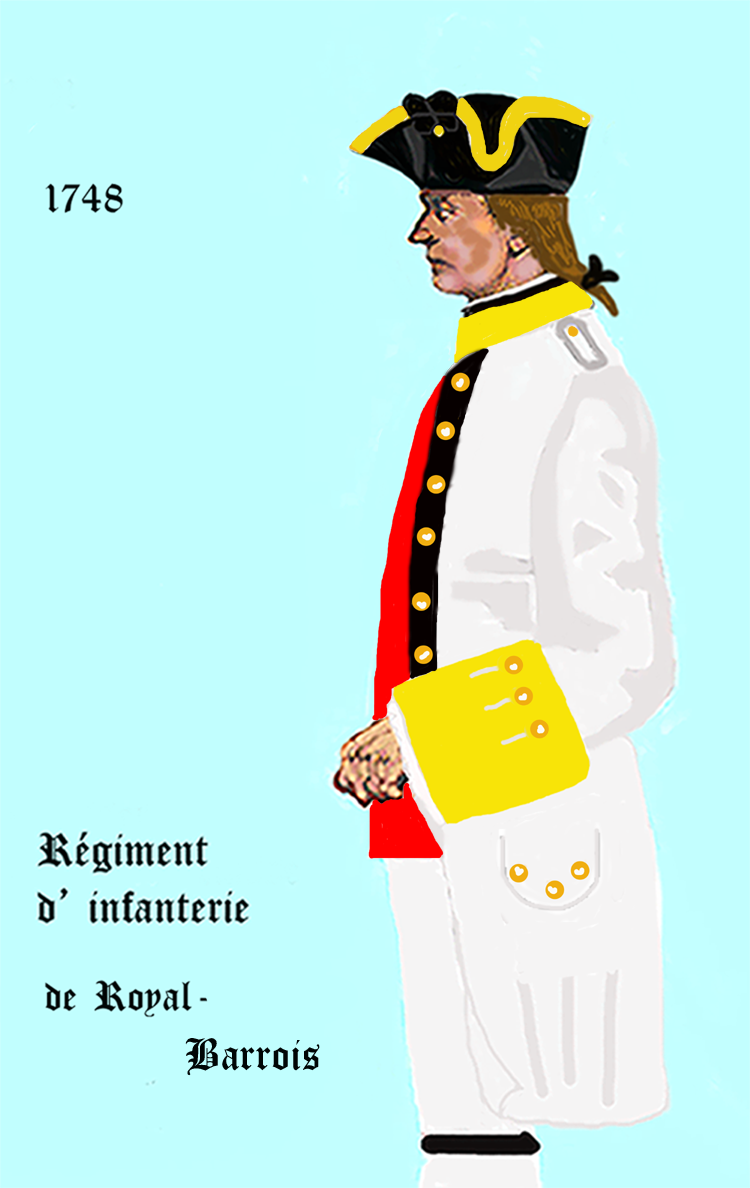
Rég Royal-Barrois 1745
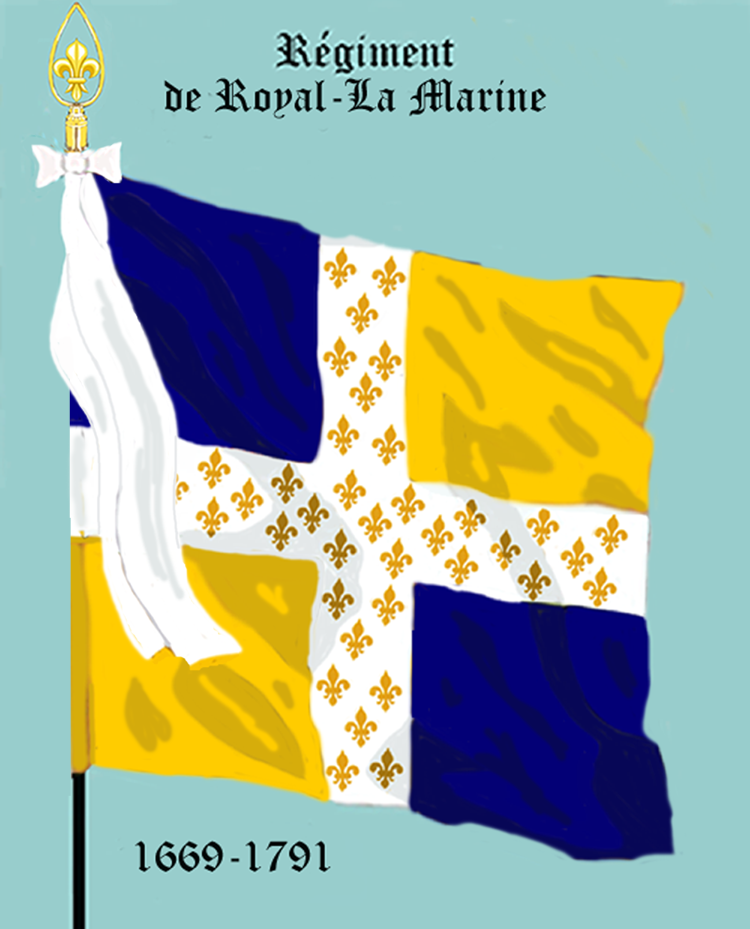
Rég Royal-La Marine
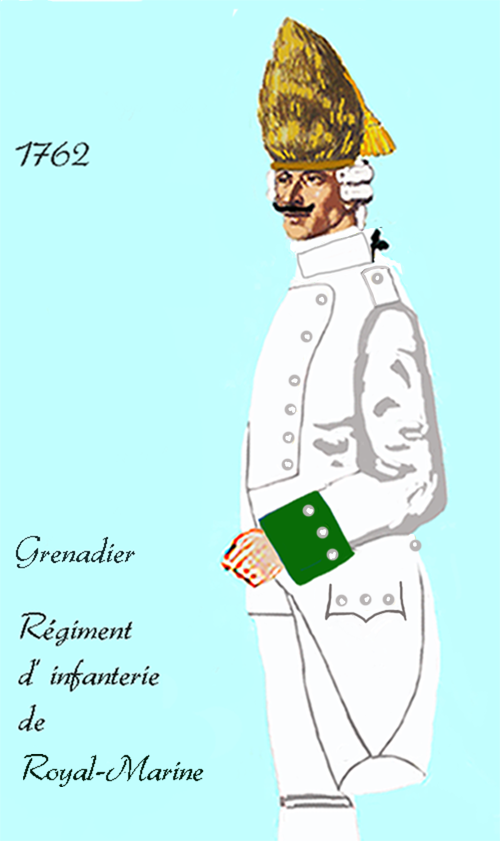
Rég Royal-Marine 1762
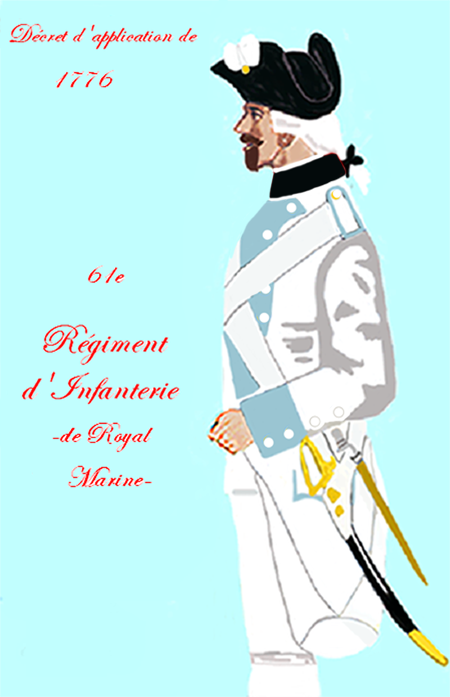
Rég Royal-Marine 1776–1779

| I. | II.                                                                                               | III. |
| --- | ------------------------------------------------------------------------------------------------- | ---- |
| Régiment de Royal Barrois - In Dienst: 1745–1762 entlassen, die Grenadiere wurden in das „Rég des Grenadiers de France“ eingegliedert. | Régiment Royal de La Marine In Dienst: 1669 – wurde 1791 zu: 60ème régiment d’infanterie de ligne |      |

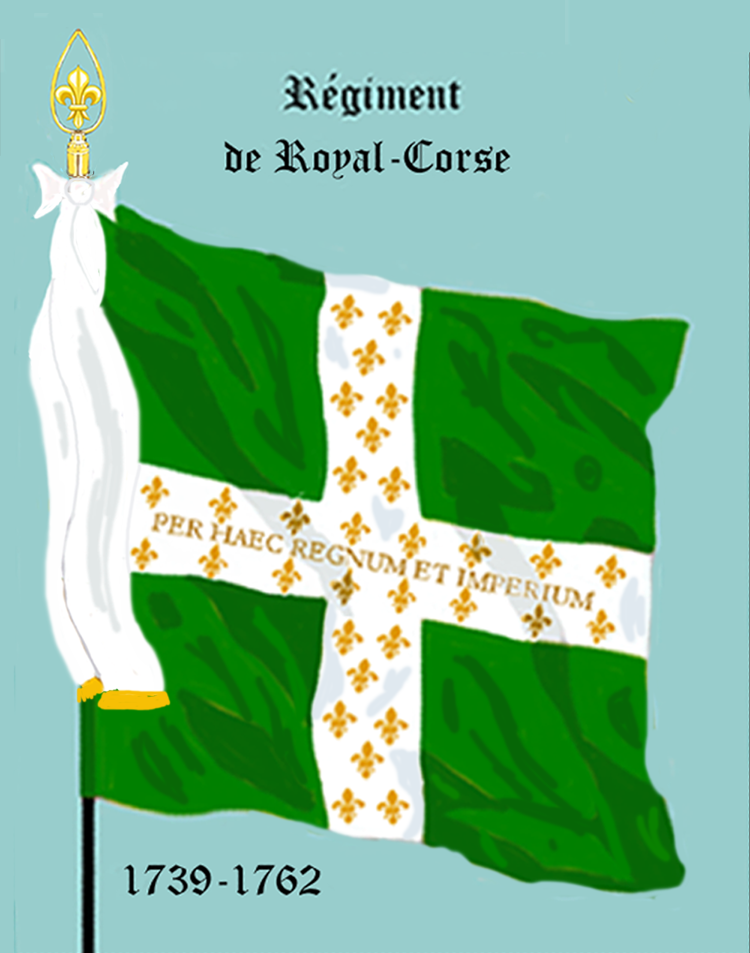
Rég Royal Corse 1739–1762
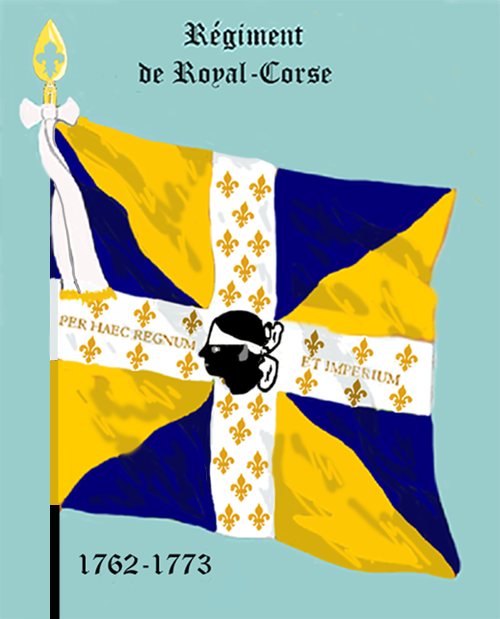
Rég Royal-Corse 1762–1773
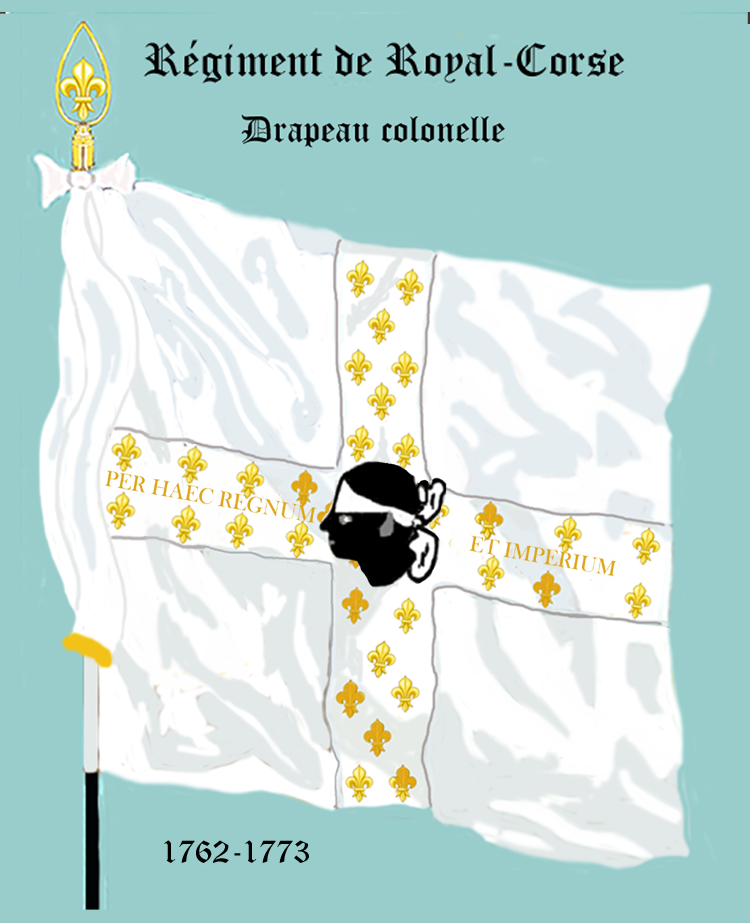
Leibfahne 1762–1773
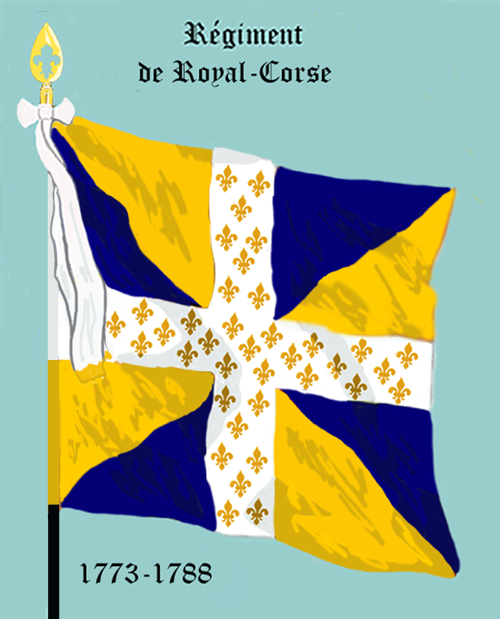
Rég de Royal-Corse 1773–1788
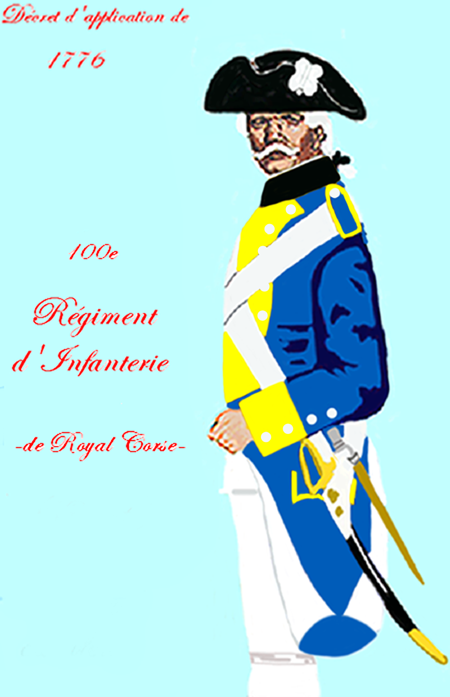
Rég Royal-Corse 1776
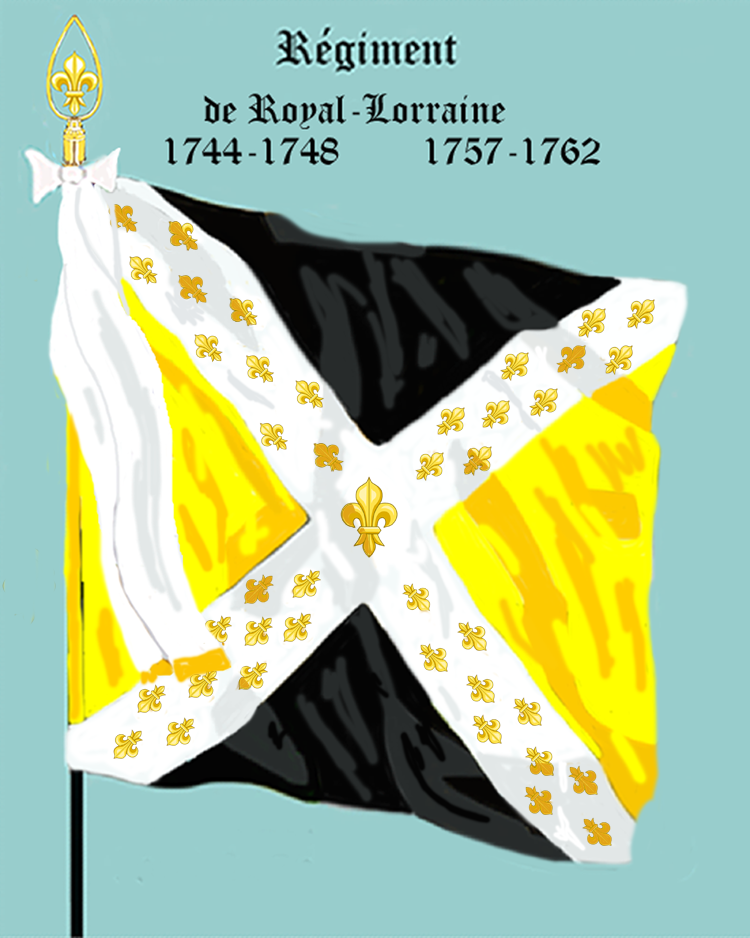
Régiment Royal-Lorraine 1744–1762
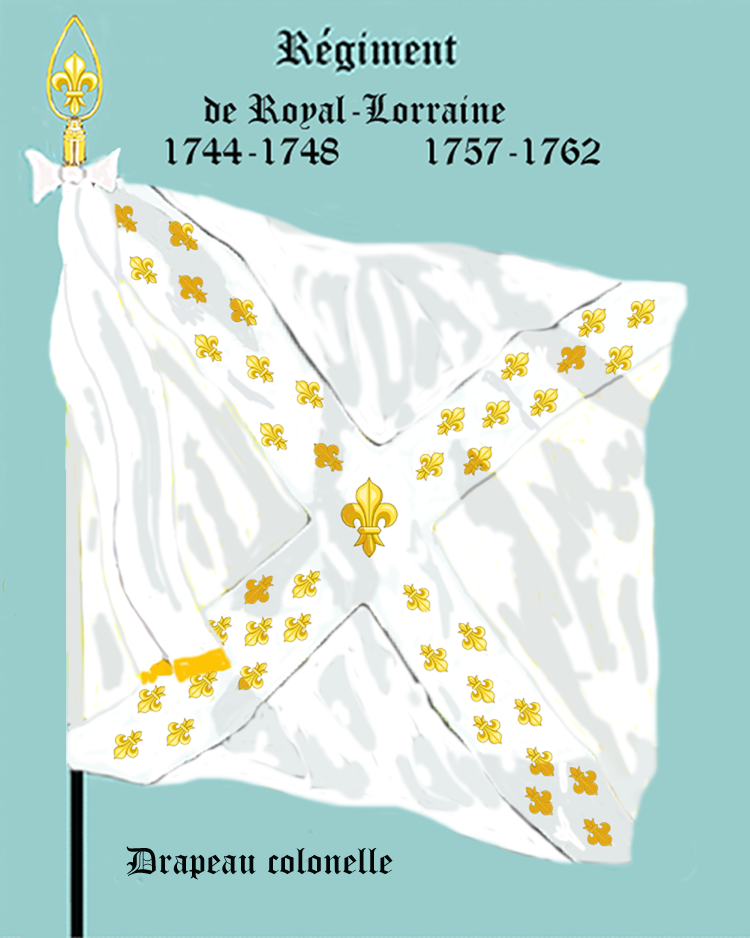
Leibfahne des Régiment Royal-Lorraine
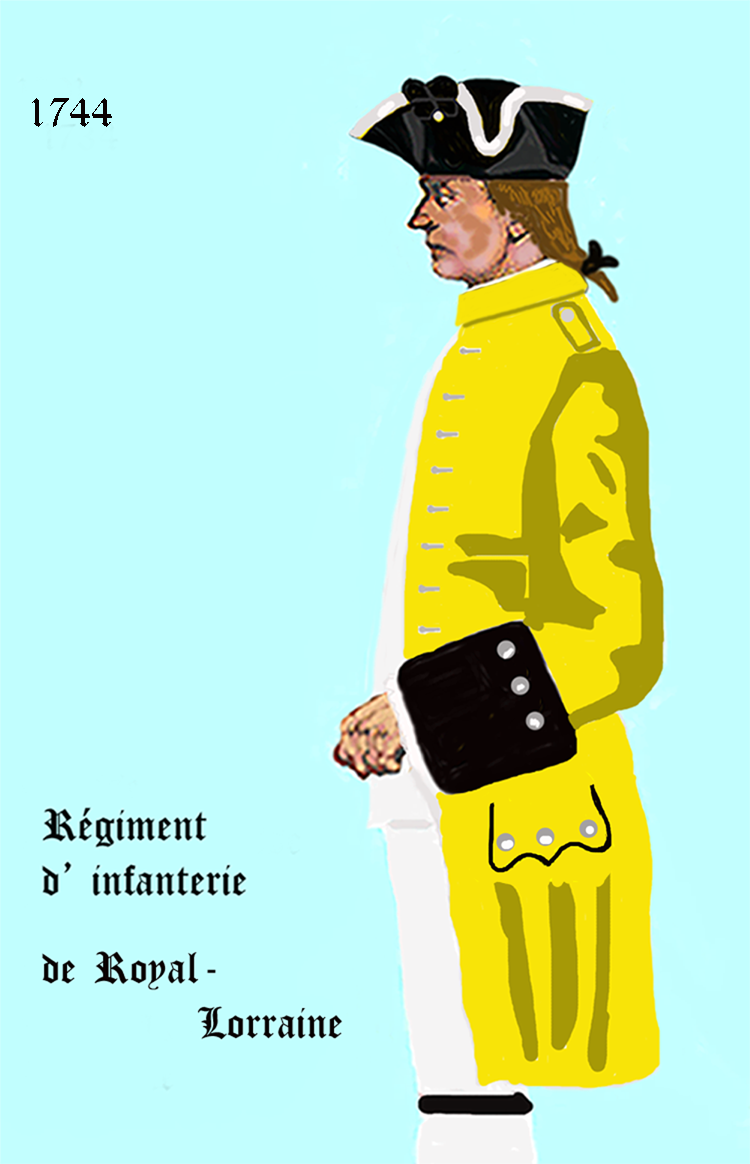
Régiment Royal-Lorraine 1744–1748
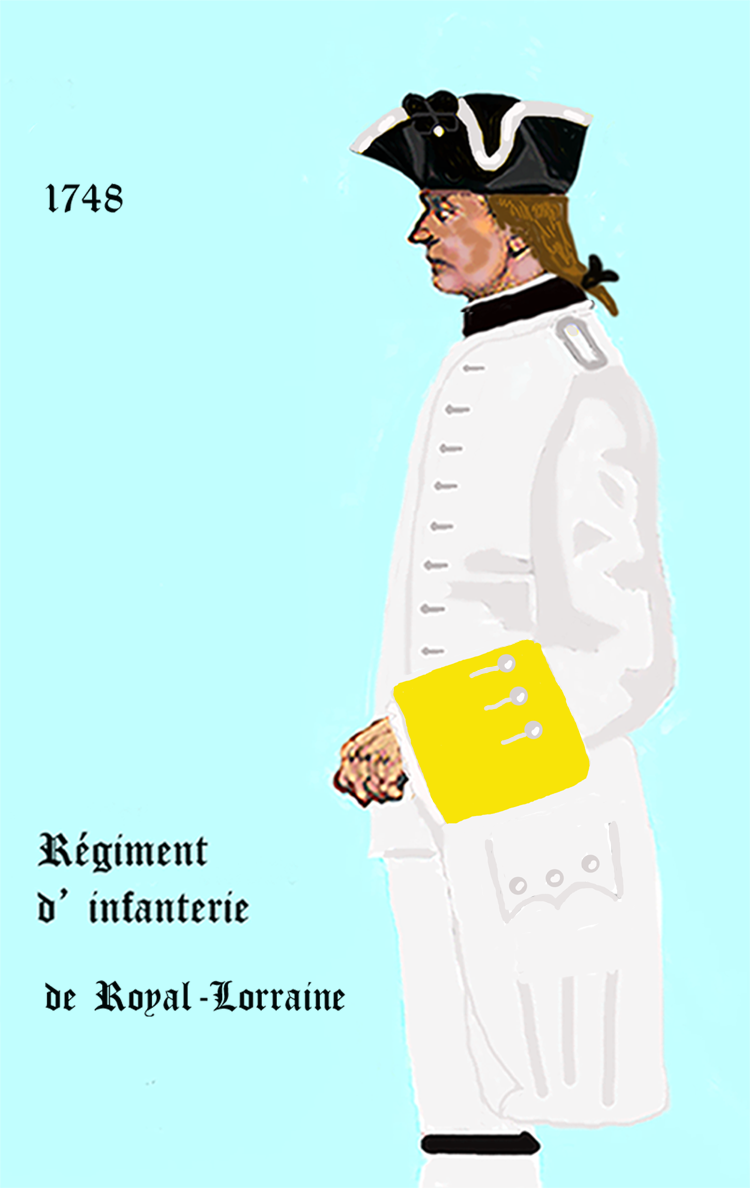
Régiment Royal-Lorraine 1748–1748 & 1757–1762

| I.                                                          | II. | III. |
| ----------------------------------------------------------- | --- | ---- |
| Régiment de Royal Corse - In Dienst: 1739 – Aufgelöst: 1788 | Régiment de Royal-Lorraine - In Dienst: 30. Januar 1744 – Entlassen: 31. Dezember 1748 Wiedererrichtet: 20. März 1757 – Entlassen: 25. November 1762 |      |

## S

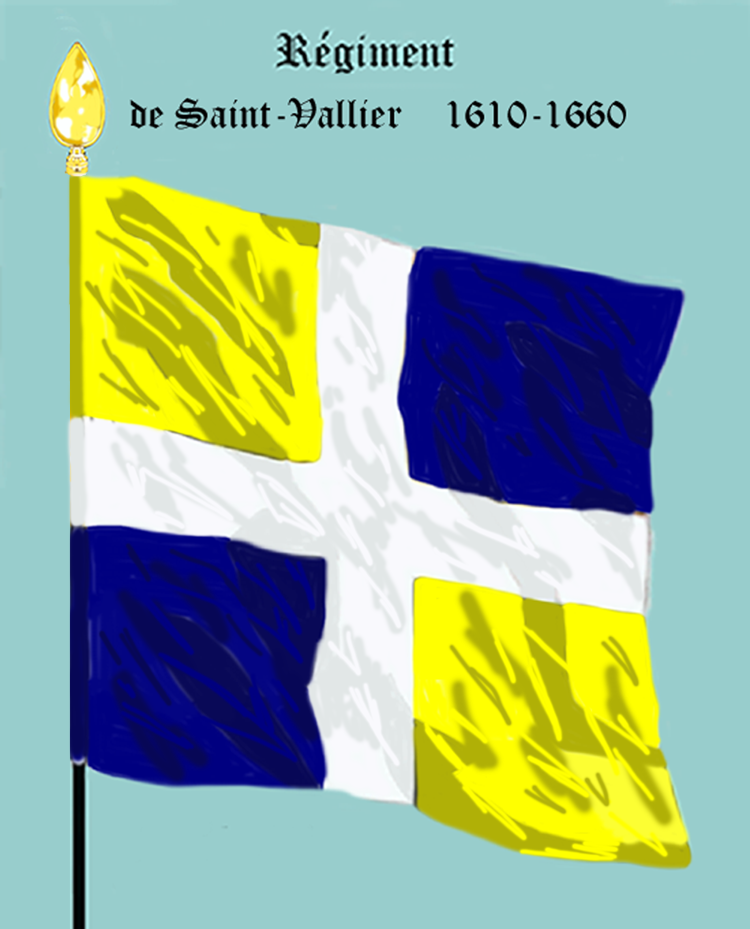
Rég Saint-Vallier und alle Folgeverbände
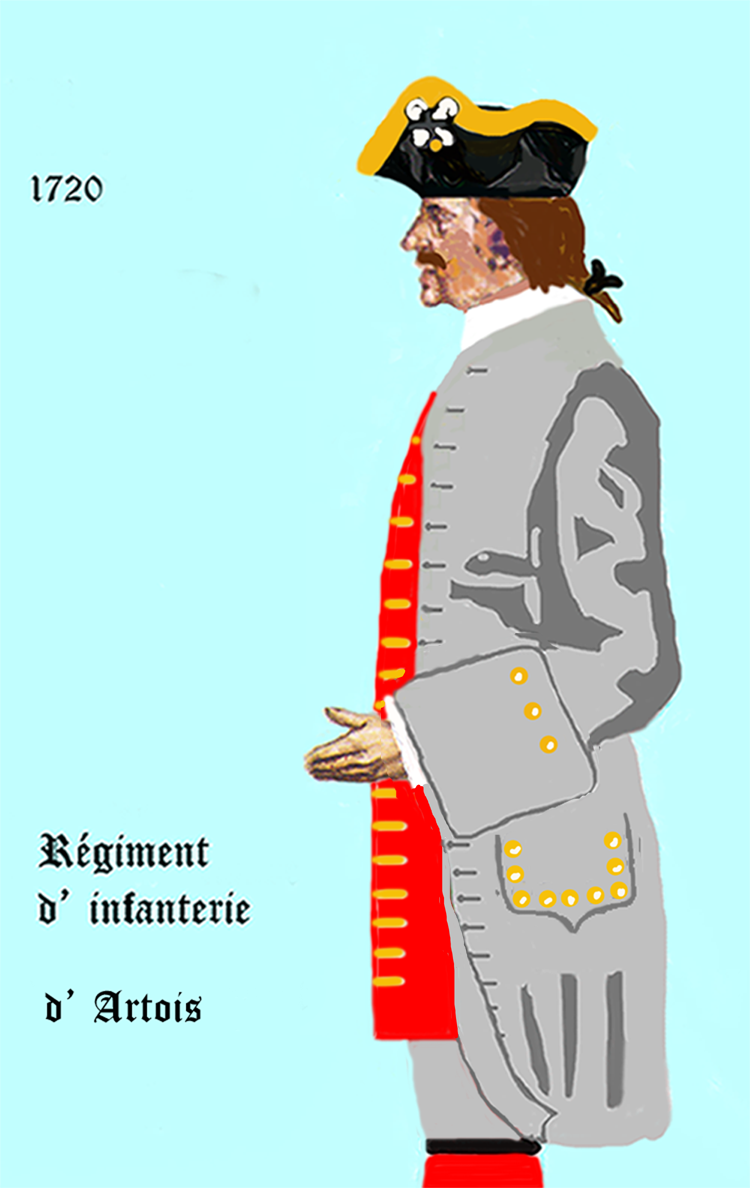
Rég Artois 1720–1734
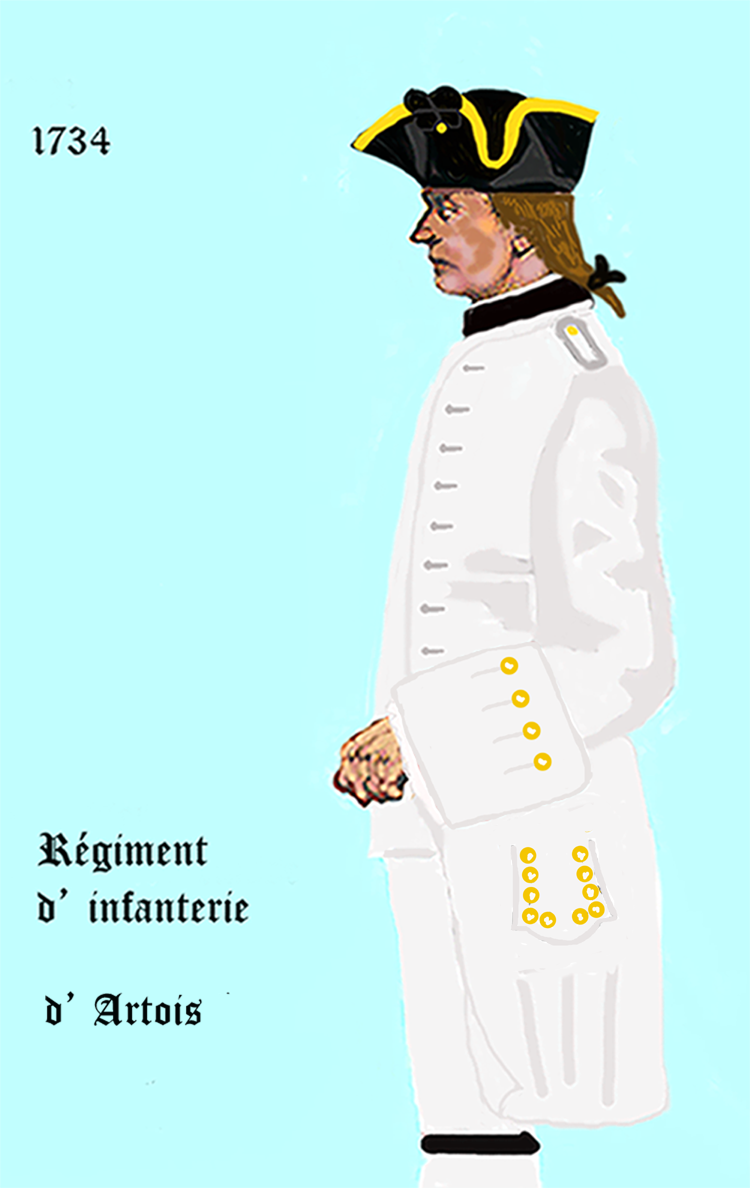
Rég Artois 1734
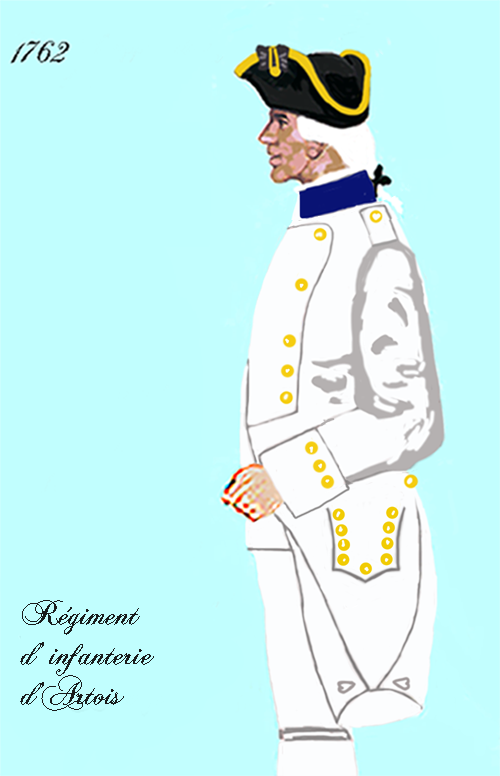
Rég Artois 1762–1776
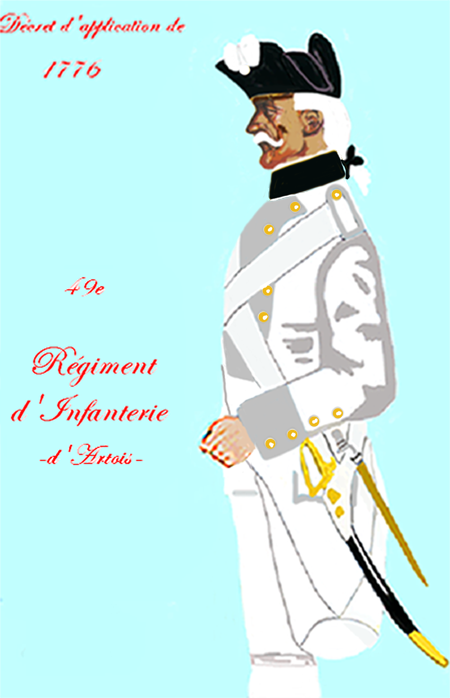
Rég Artois 1776–1779
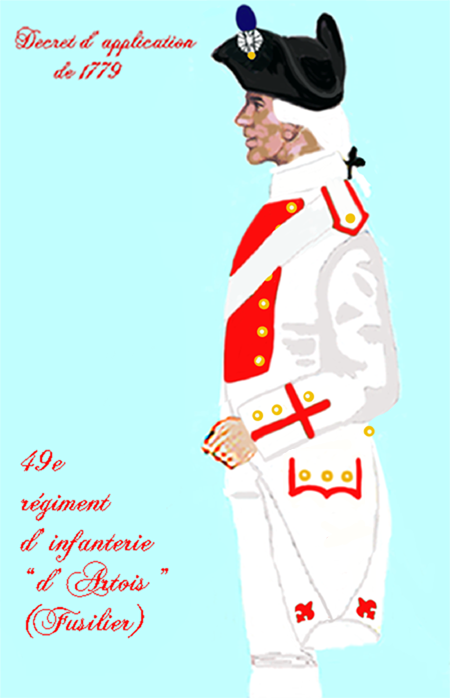
Rég Artois 1779–1791
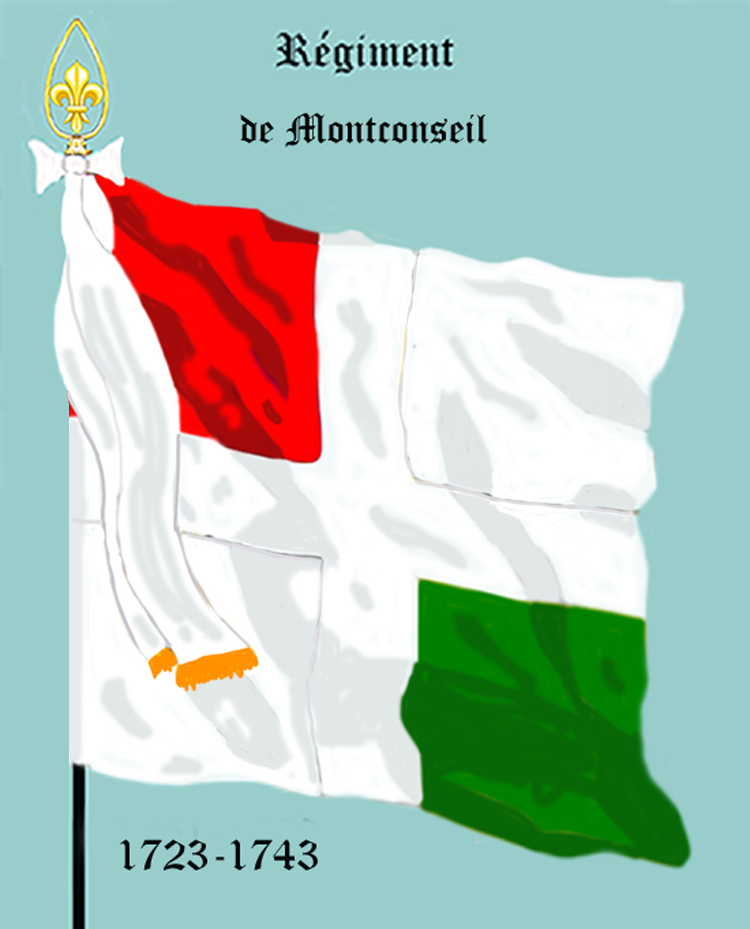
Rég Montconseil und alle Folgeverbände
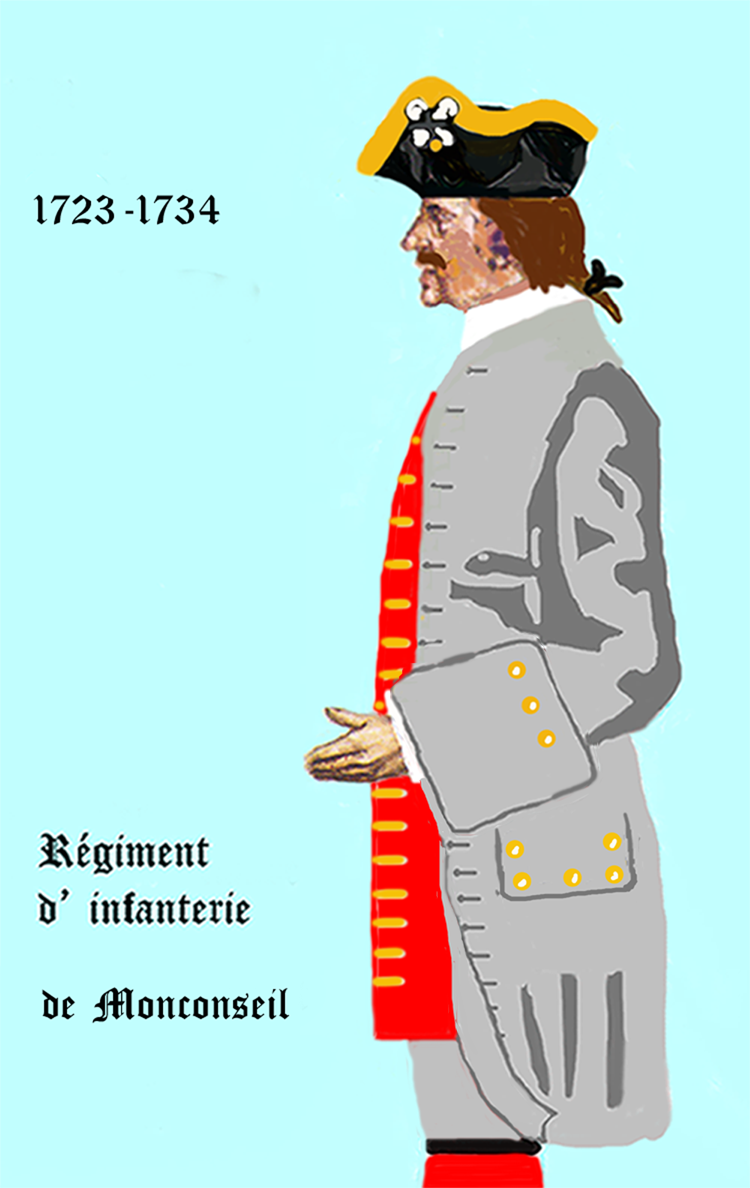
Rég Montconseil 1723
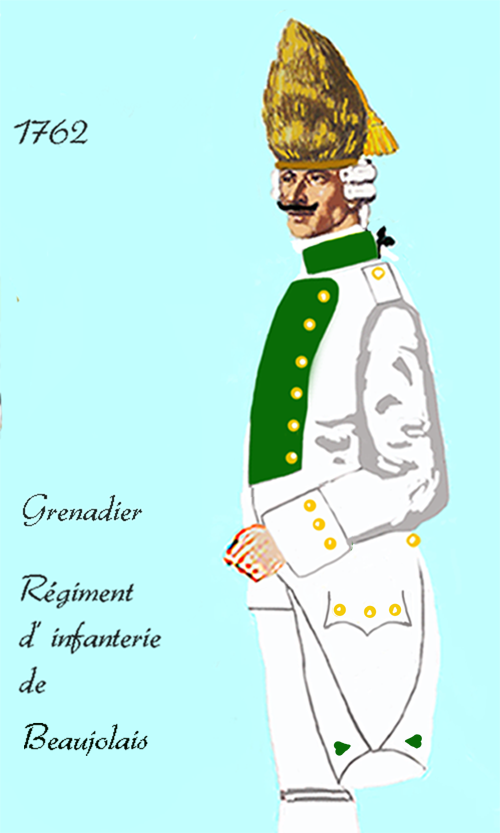
Rég Beaujolais 1762
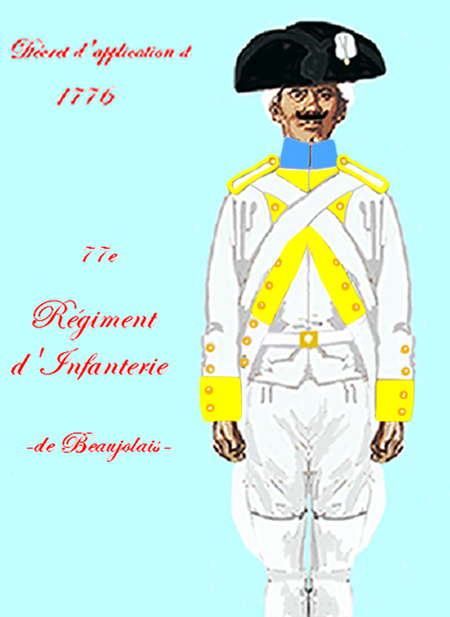
Rég Beaujolais 1776
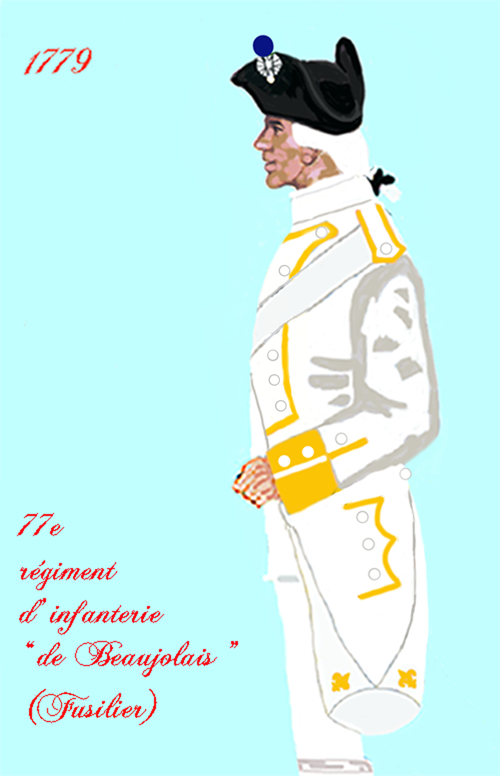
Beaujolais 1779–1791
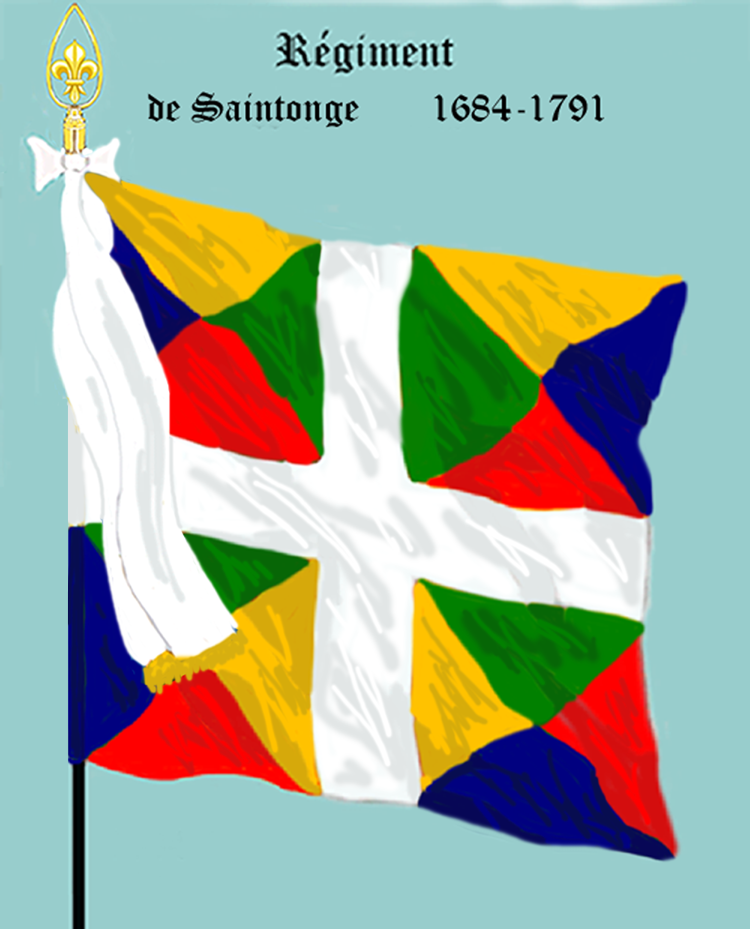
Rég Saintogne
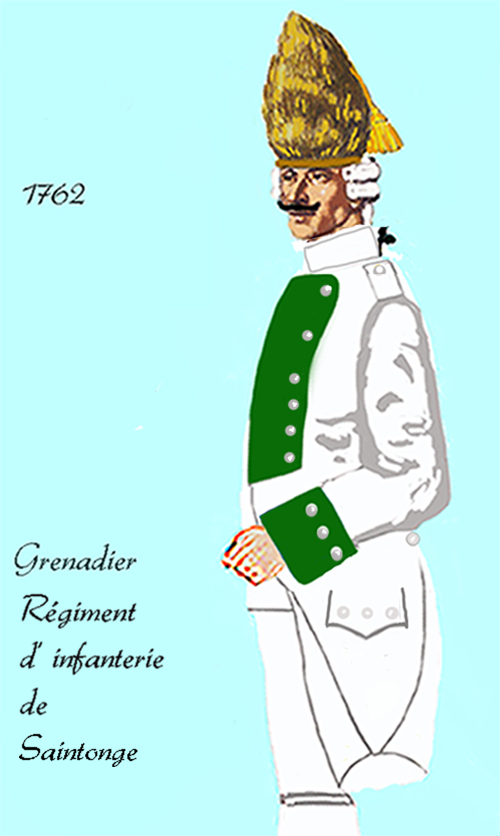
Rég Saintogne 1762–1776
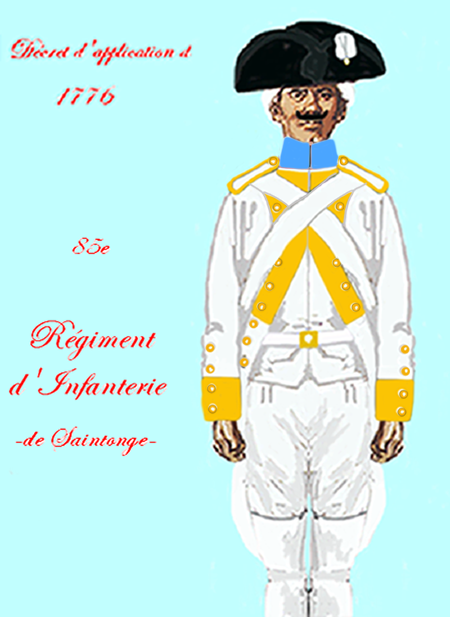
Rég Saintogne 1776–1779
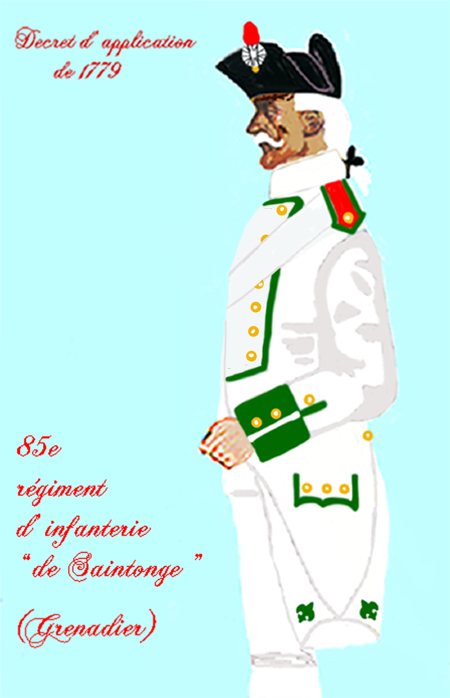
Rég Saintogne 1779–1791

| I. | II. | III.                                                                                          |
| --- | --- | --------------------------------------------------------------------------------------------- |
| Régiment de Saint-Vallier - In Dienst: 1610 – wurde 1660 zu: Rég d'Herbouville Régiment d'Herbouville – wurde 1671 zu: Rég de Châteauneuf Régiment de Chatêauneuf – wurde 1673 zu: Rég d'Artois Régiment d'Artois – wurde 1791 zu: 48ème régiment d’infanterie de ligne | Régiment de Schomberg - In Dienst: 1674 – wurde 1681 zu: zu Rég de Larray Régiment de Larray – wurde 1688 zu: Rég de Sceaux Régiment de Sceaux – wurde 1689 zu: Rég de Blainville Régiment de Blainville – wurde 1690 zu Rég de Maulevrier Régiment de Maulevrier wurde 1706 zu: Rég de Du Fort Lenormand Régiment de Du Fort Lenormand wurde 1710 zu: Rég de Lyonne Régiment de Lyonne – wurde 1723 zu Rég de Montconseil Rég de Montconseil wurde 1742 zu: Rég de Traisnel Régiment de Traisnel – wurde 1757 zu: Rég de Brancas Régiment de Brancas – wurde 1758 zu: Rég de Durfort Régiment de Durfort – wurde 1761 zu: Rég de Lastic Régiment de Lastic – wurde 1762 zu: Rég de Beaujolais Régiment de Beaujolais – wurde 1762 zu: Rég de Lamballe Régiment de Lamballe – wurde 1768 zu: Rég de Beaujolais Régiment de Beaujolais – wurde 1791 zu: 74ème régiment d’infanterie de ligne | Régiment de Saintogne - In Dienst: 1684 – wurde 1791 zu: 82ème régiment d’infanterie de ligne |

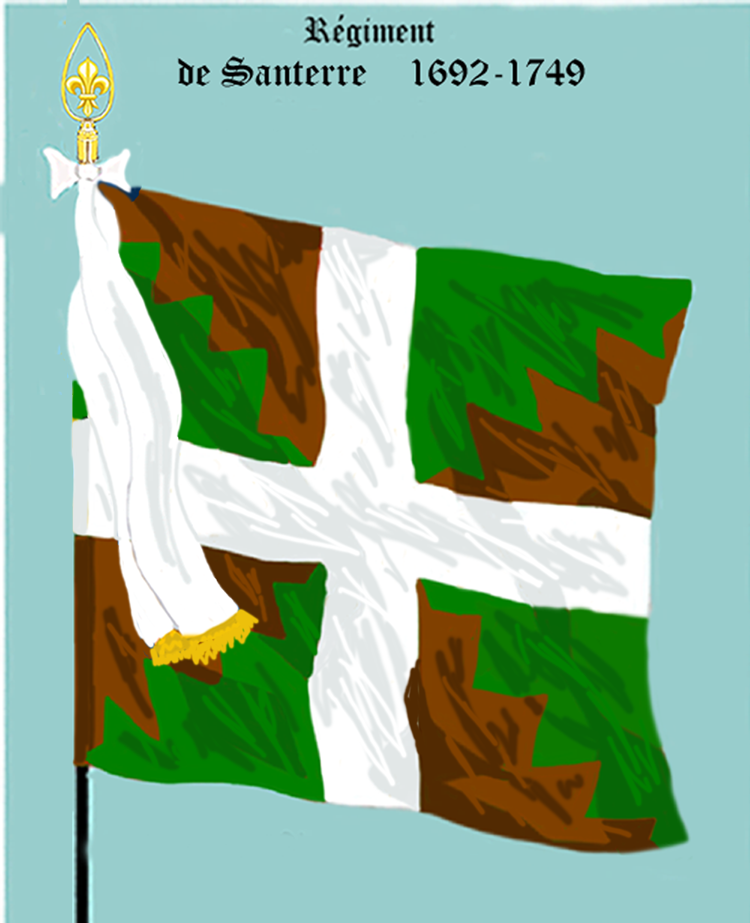
Rég Santerre
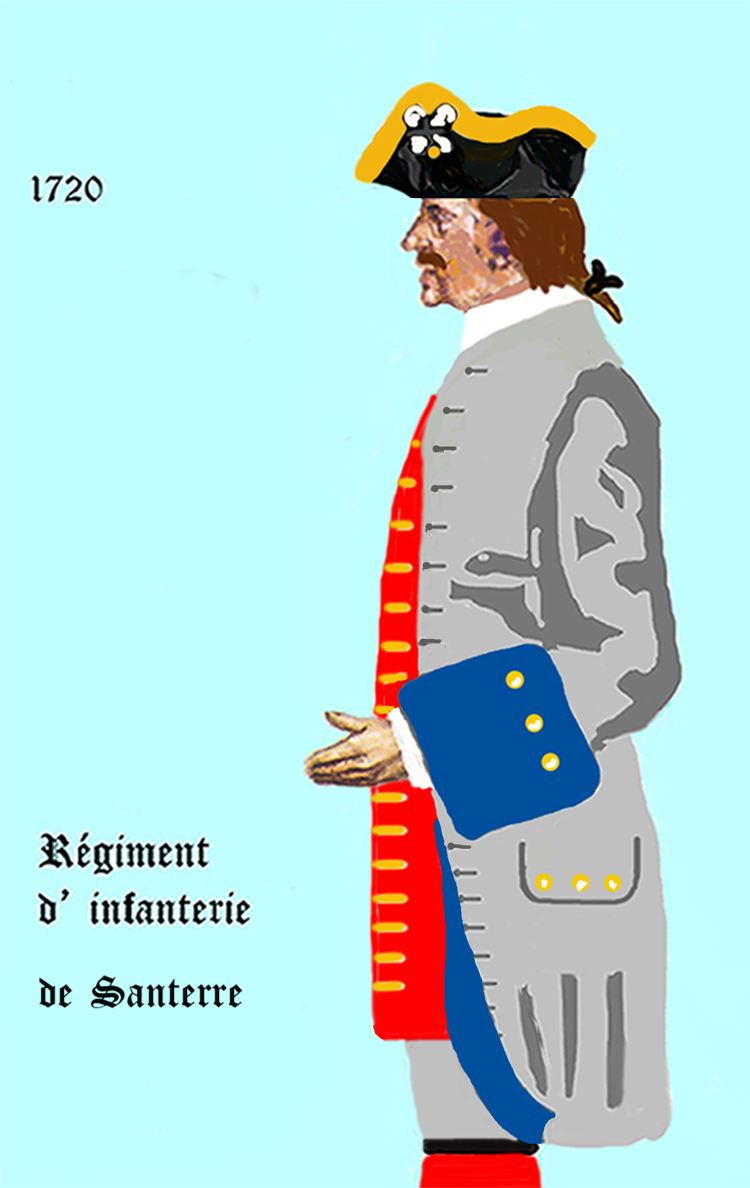
Rég Santerre 1720
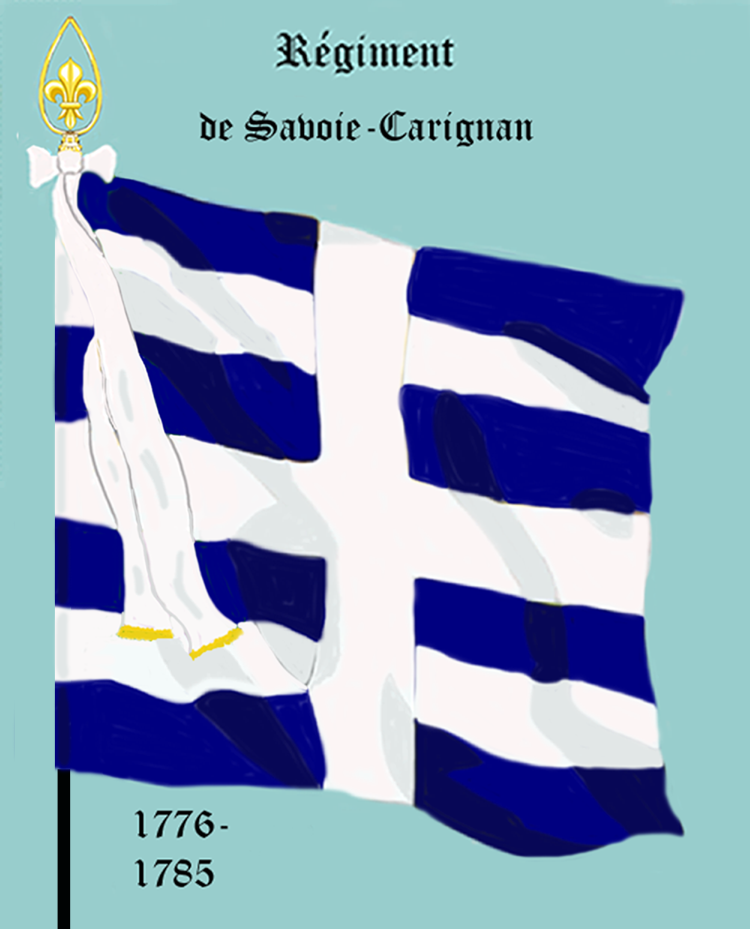
Rég Savoie-Carignan 1776–1785 Règ Angôuleme 1785–1791
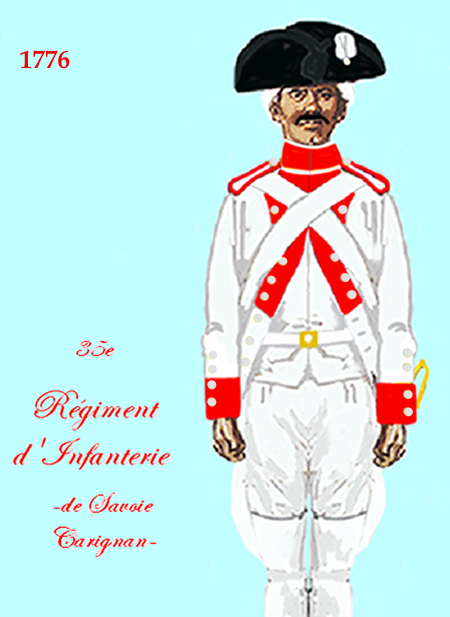
Rég Savoie-Carignan 1776–1779
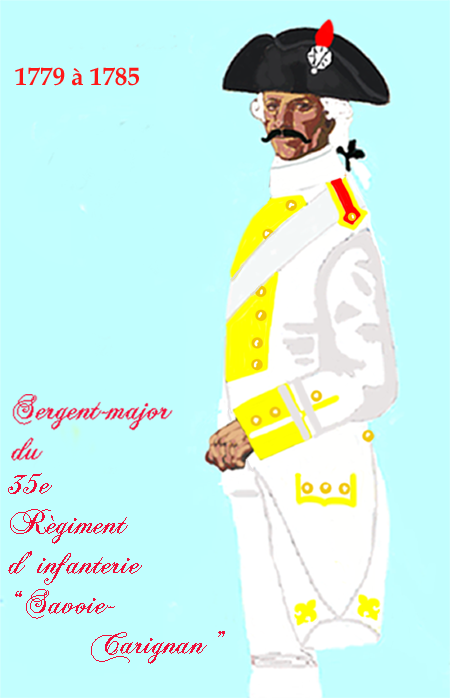
Rég Savoie-Carignan 1779–1785
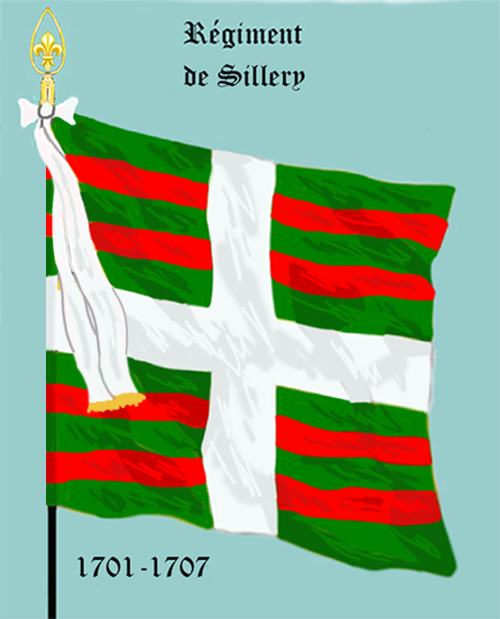
Rég Sillery und Rég Mouchan

| I.                                                                           | II. | III. |
| ---------------------------------------------------------------------------- | --- | --- |
| Régiment de Santerre - In Dienst: 1692 – Eingegliedert 1749 in: Rég de Béarn | Régiment de Savoie-Carignan - In Dienst: 1776 aus Rég de Touraine – wurde 1785 zu: Rég d'Angoulême Régiment d'Angoulême – wurde 1791 zu: 34ème régiment d’infanterie de ligne | Régiment de Sillery - In Dienst: 1701 – wurde 1707 zu: Rég de Mouchan Régiment de Mouchan – Aufgelöst: 1714 |

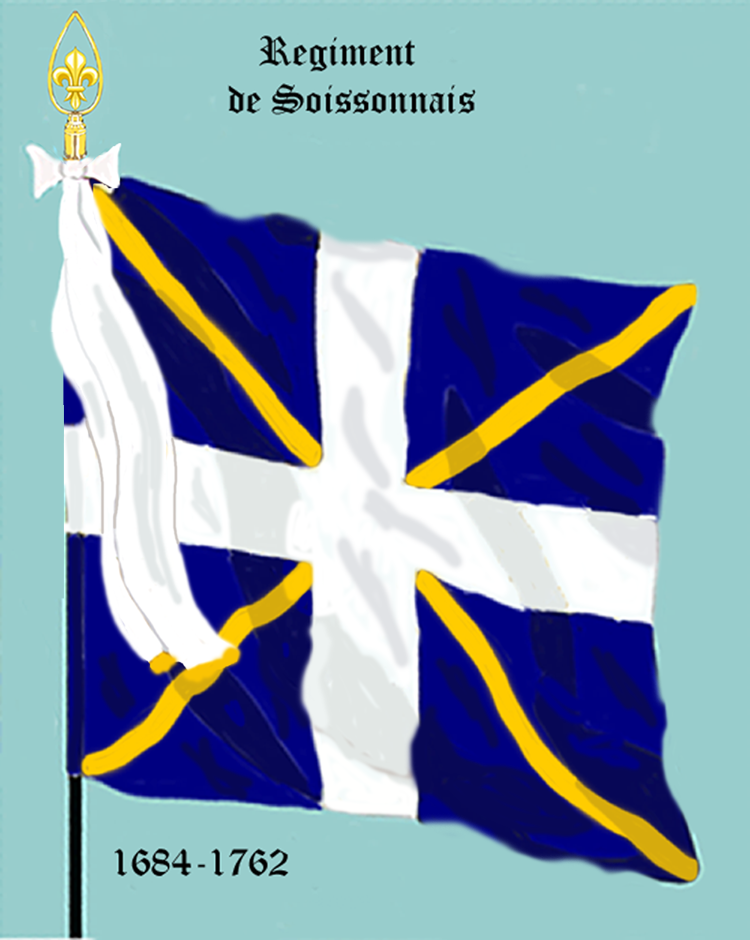
Rég Soissonnais 1684–1762
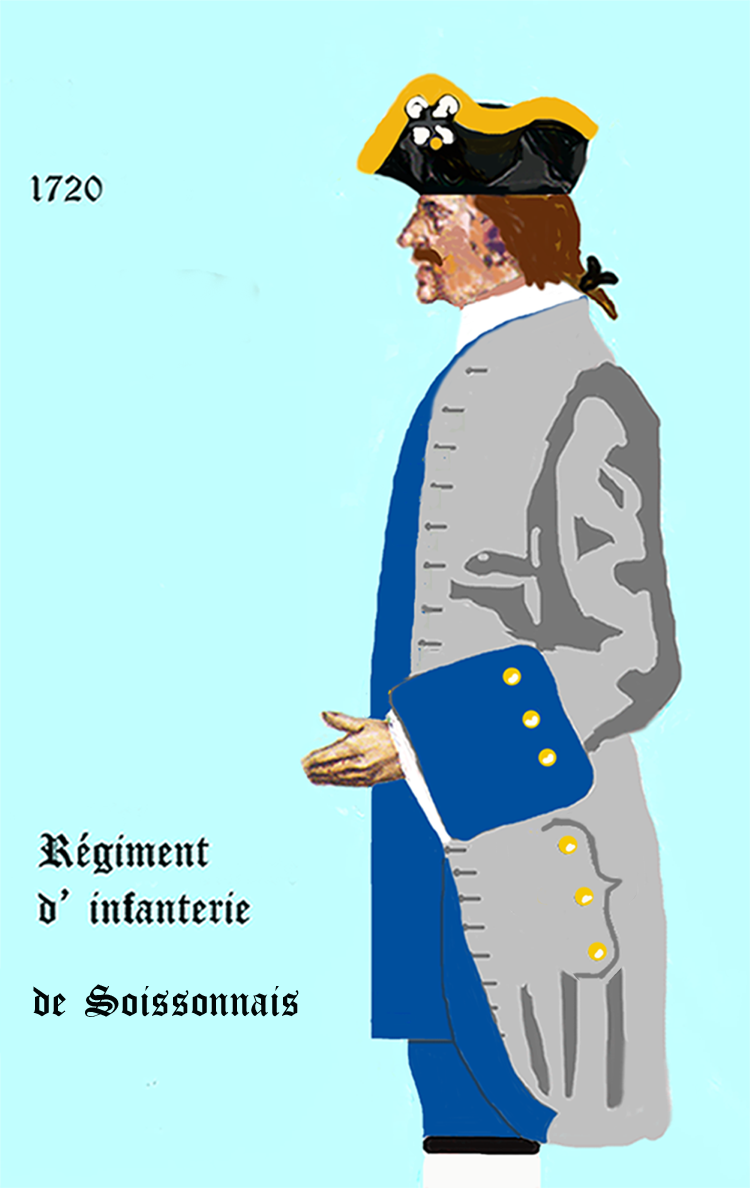
Rég Soissonnais 1720–1734
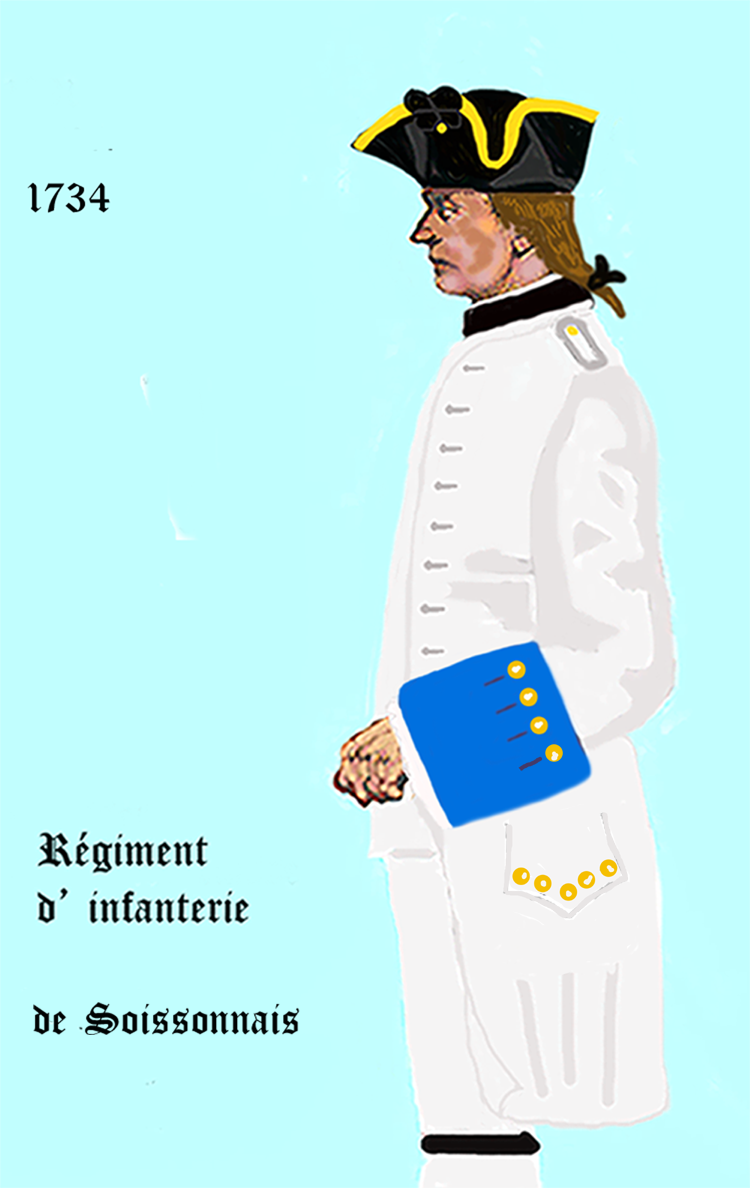
Rég Soissonnais 1734–1757
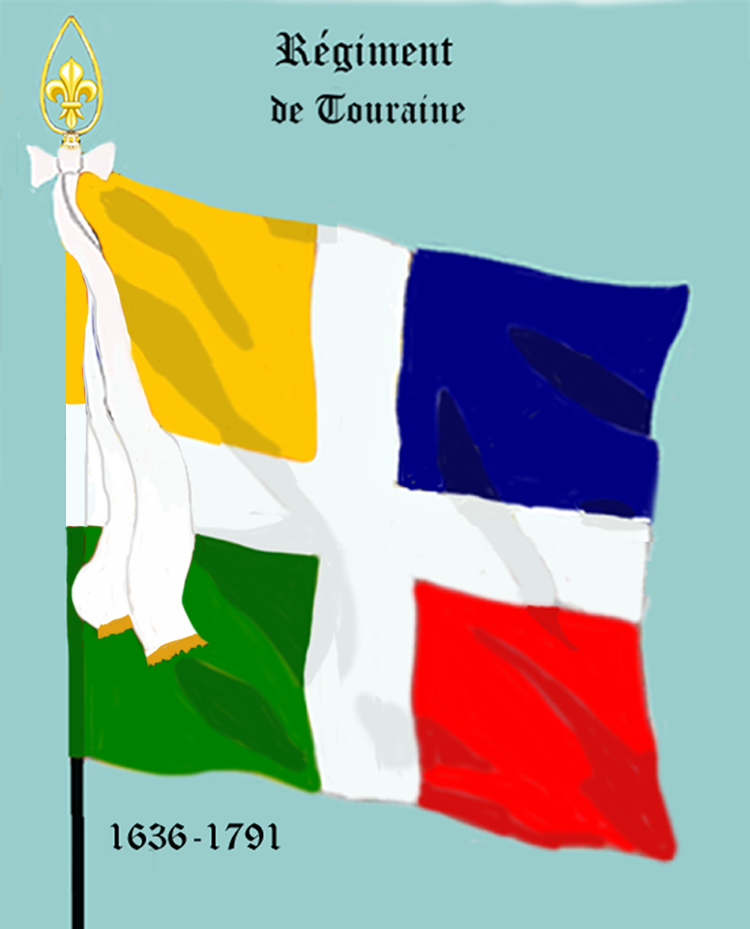
Rég de Plessis-Joigny und alle Folgeverbände bis Rég Touraine
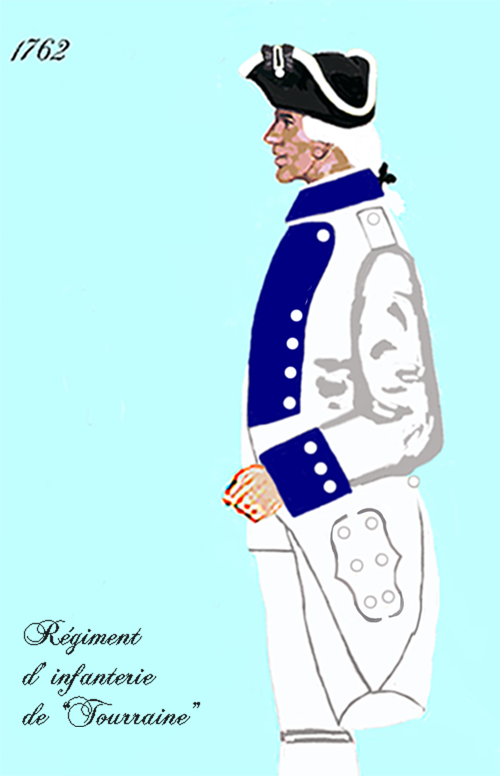
Rég Touraine 1762–1776
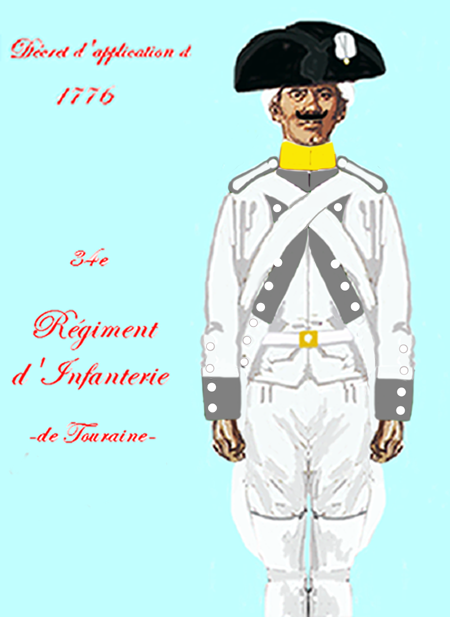
Rég Touraine 1776–1779
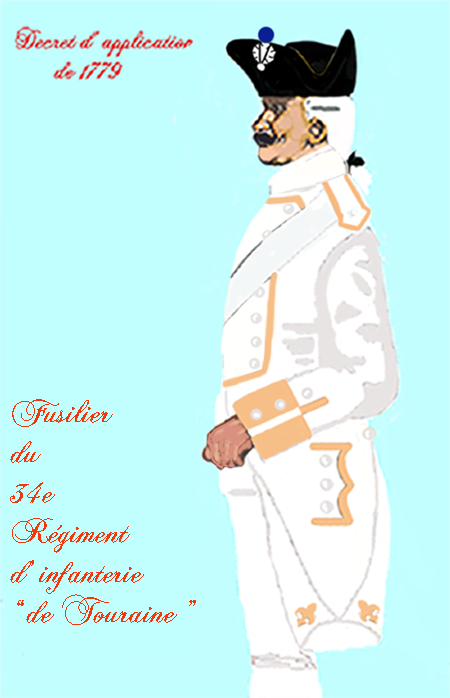
Rég Touraine 1779–1791
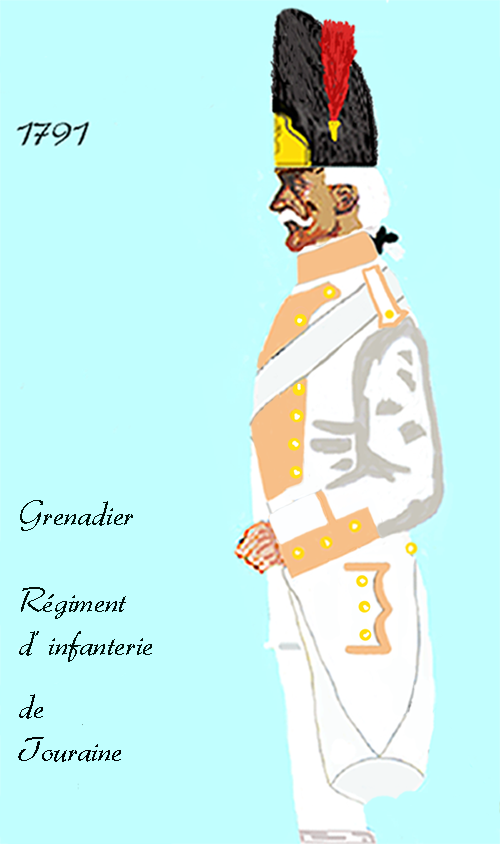
Rég Touraine 1791–1794

| I.                                                       | II. | III. |
| -------------------------------------------------------- | --- | ---- |
| Régiment de Soissonnais - In Dienst: 1684–1762 aufgelöst | Régiment de Plessis-Joigny - In Dienst 1625 – wurde 1632 zu: Régiment de Sainte Offange Régiment de Sainte Offange – wurde 1635 zu: Régiment de La Frezelière Régiment de La Frezelière – wurde 1636 zu: Régiment de Touraine Régiment de Touraine – wurde 1791 zu: 33ème régiment d’infanterie de ligne |      |

## T

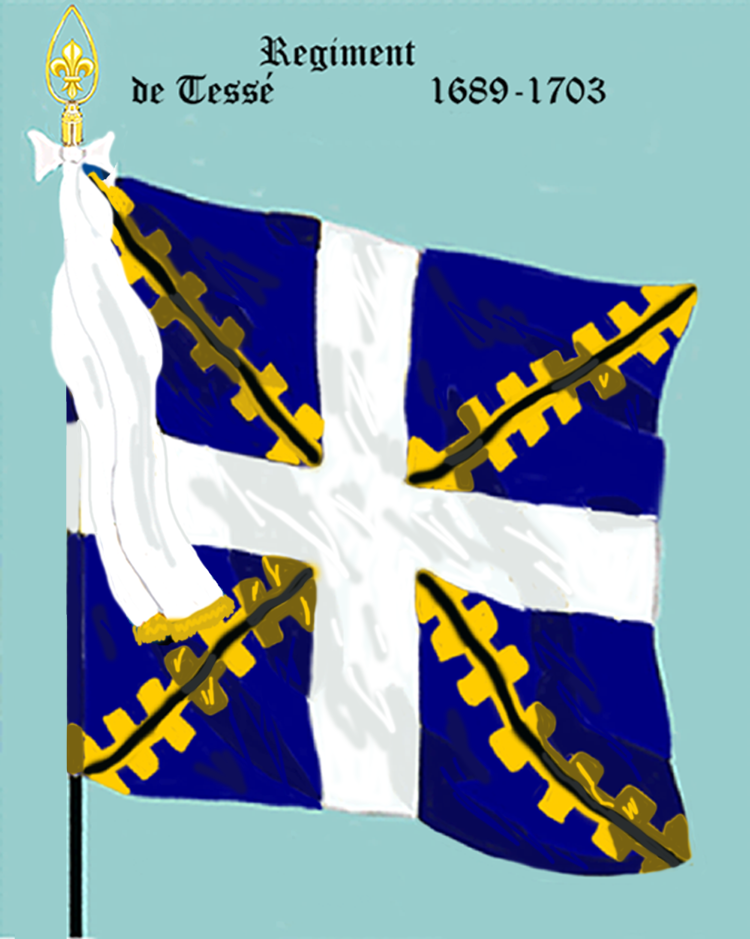
Rég Tessé 1689
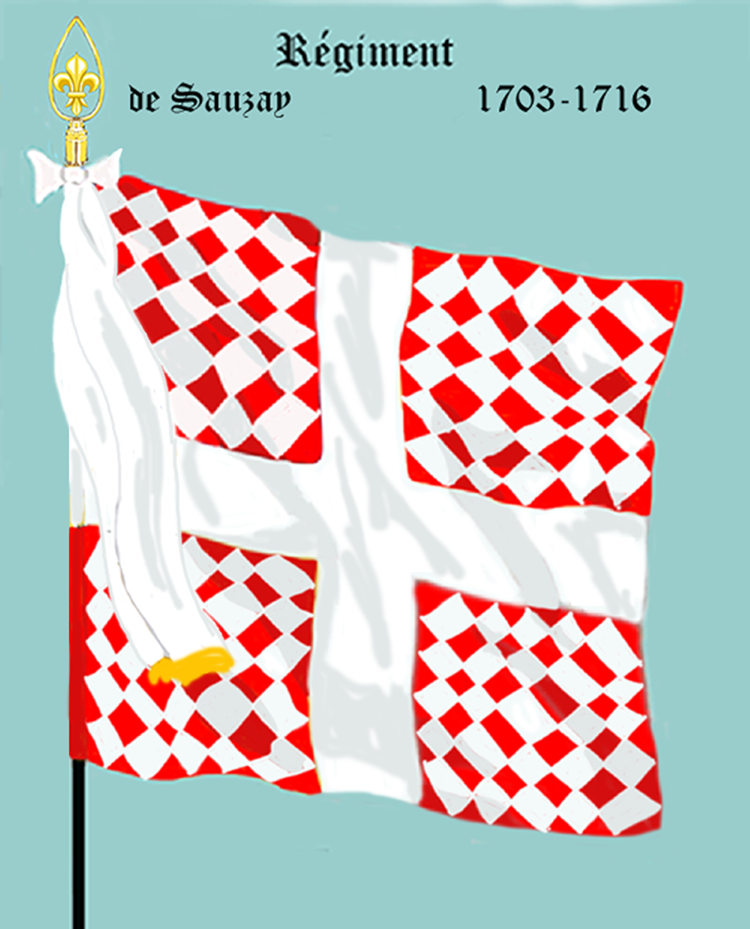
Rég Sauzay 1703
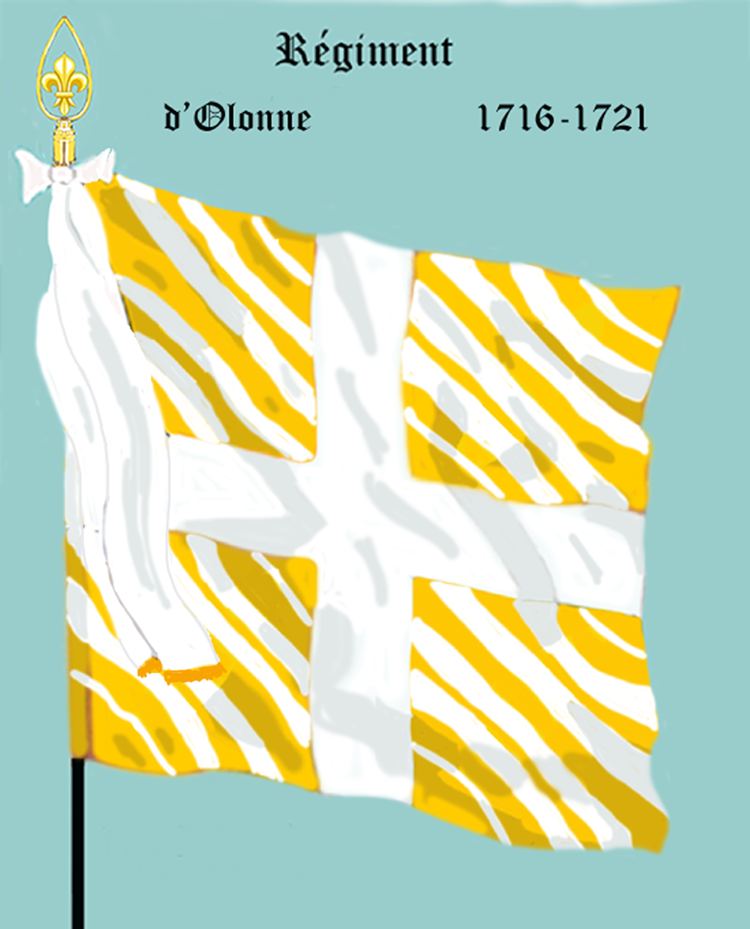
Rég Olonne und alle Folgeverbände bis Rég de Fleury
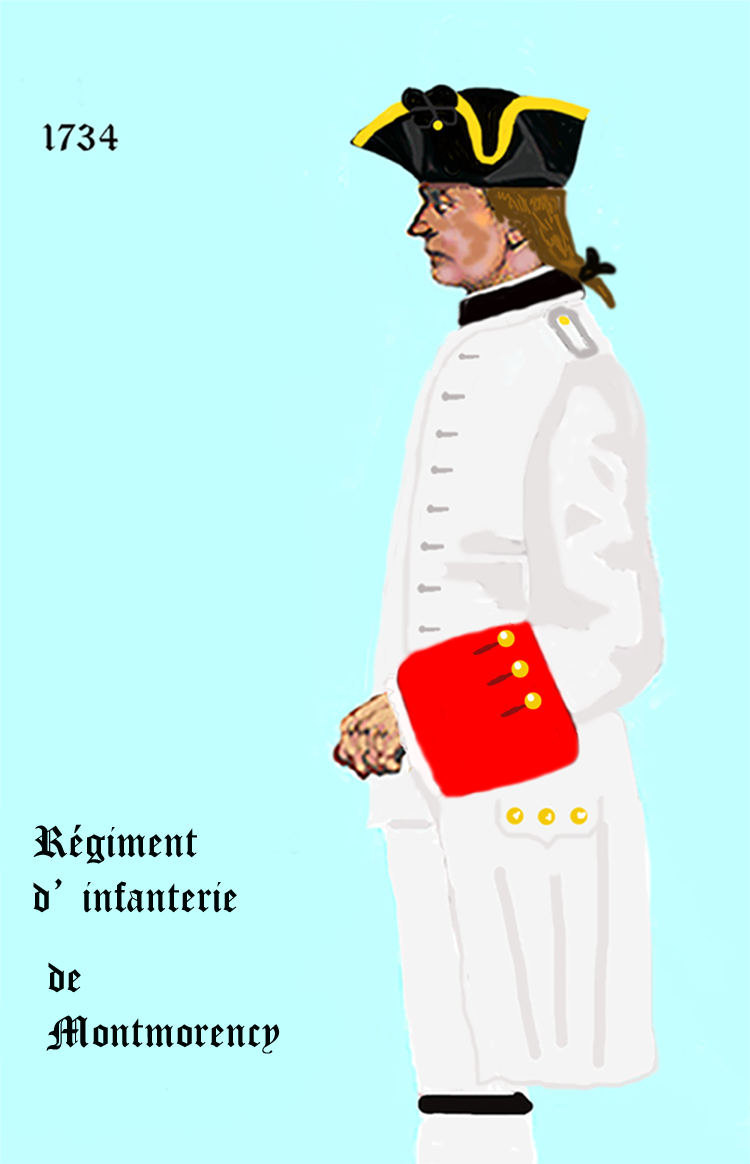
Rég Montmorency 1734
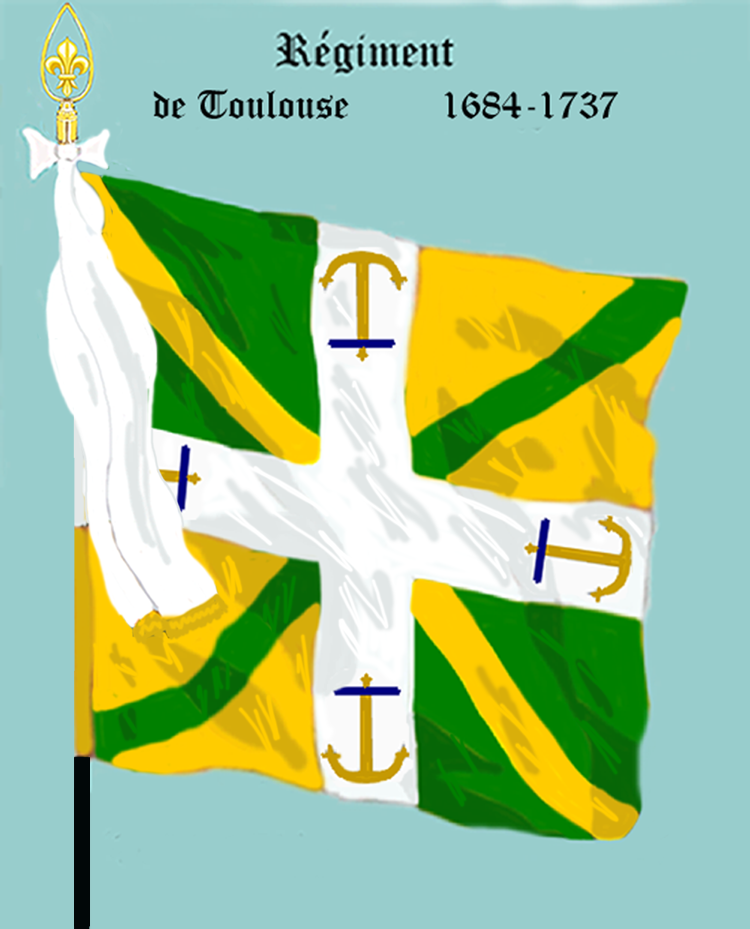
Rég Toulouse
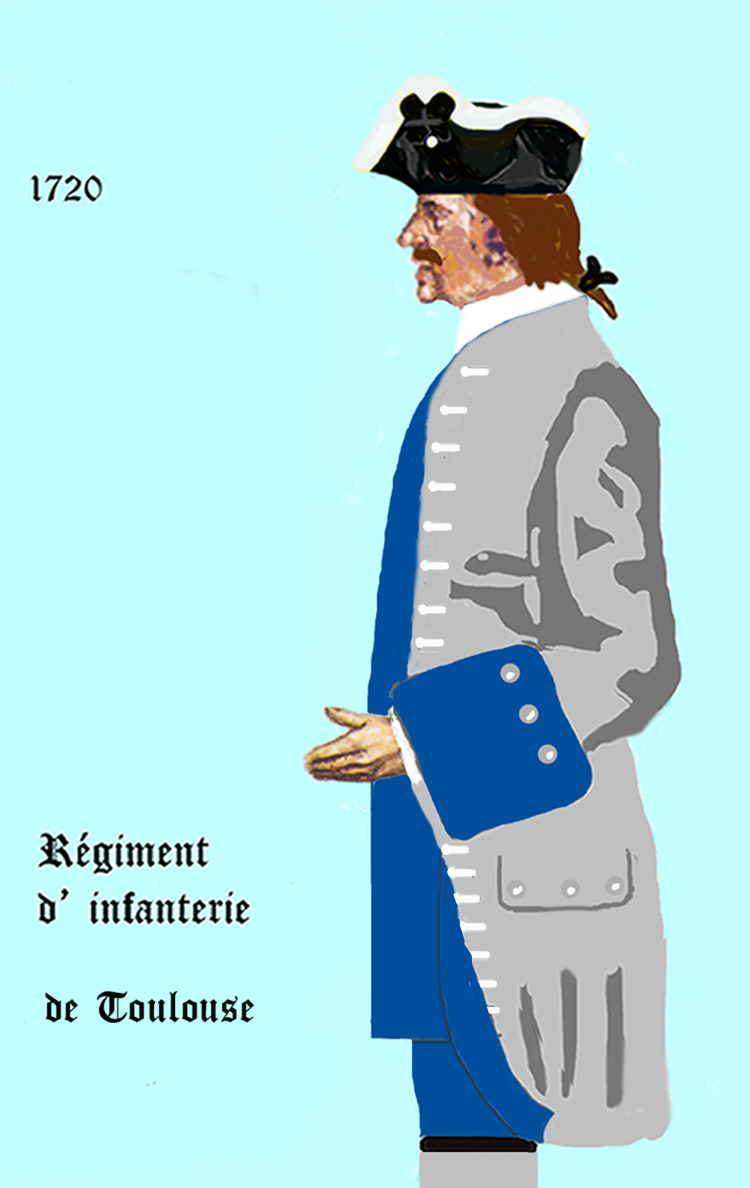
Rég Toulouse
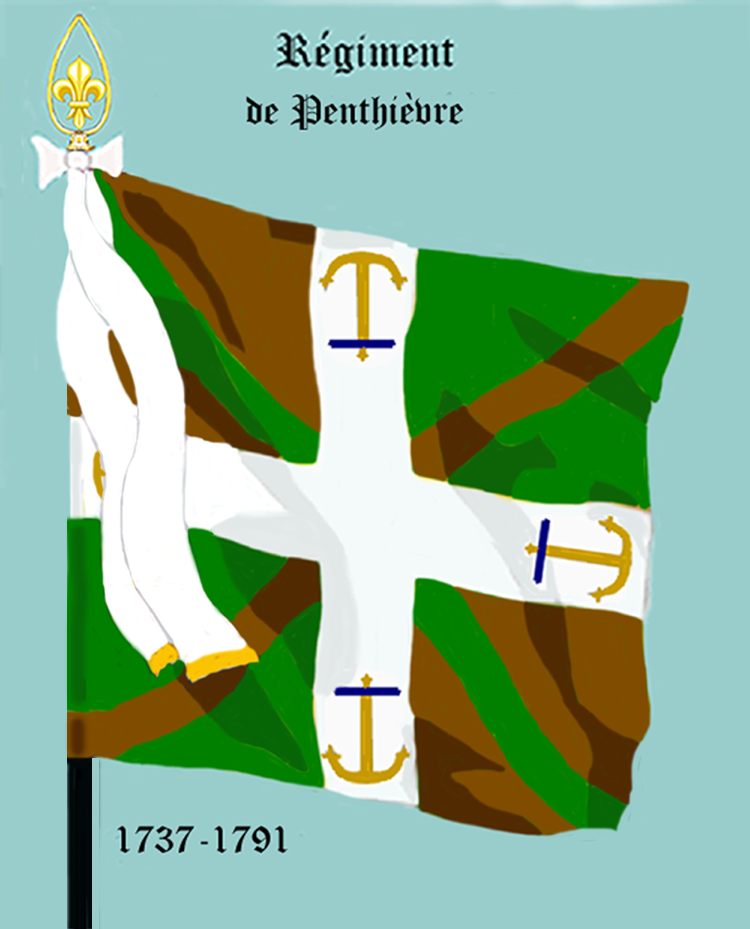
Rég Penthièvre
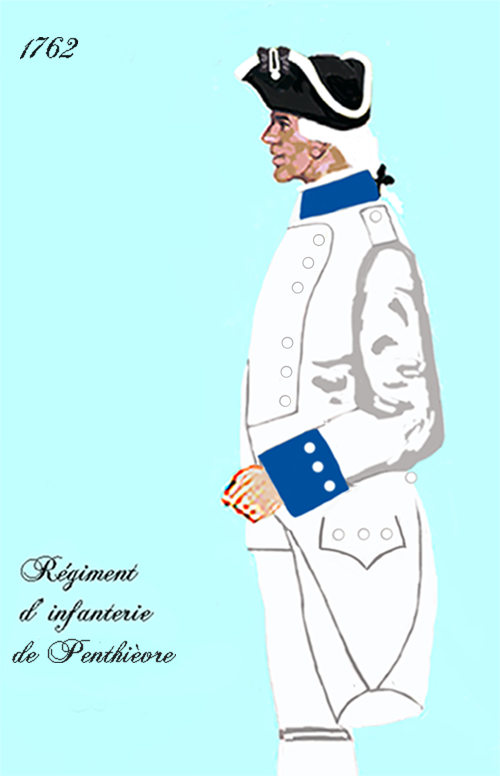
Rég Penthièvre 1762
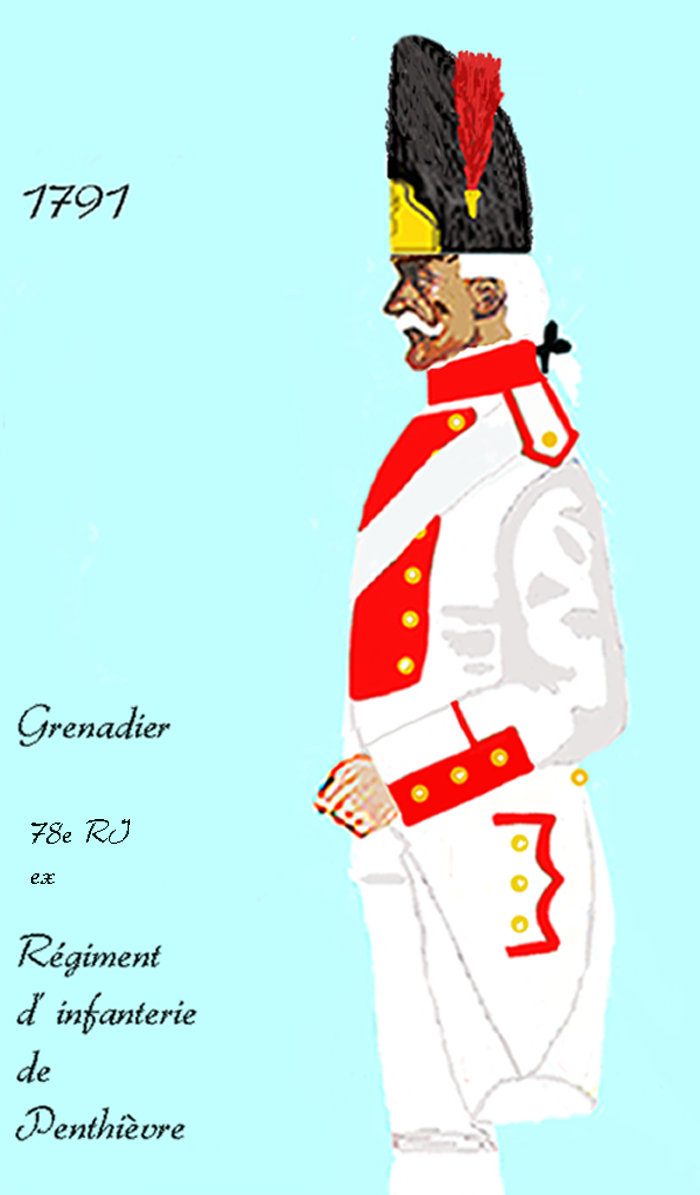
Rég Penthièvre 1791

| I. | II. | III. |
| --- | --- | ---- |
| Régiment de Tessé - In Dienst: 1689 – wurde 1703 zu: Rég de Sauzay Régiment de Sauzay – wurde 1716 zu: Rég d'Olonne Régiment d'Olonne – wurde 1721 zu: Rég de Montmorency Régiment de Montmorency – wurde 1740 zu: Rég de Bauffremont Régiment de Bauffremont – wurde 1744 zu: Régiment de Fleury Régiment de Fleury – Eingegliedert 1749 in: Rég Rohan-Rochefort | Régiment de Toulouse - In Dienst: 1684 – wurde 1737 zu: Rég de Penthièvre Régiment de Penthièvre – wurde 1791 zu: 78ème régiment d’infanterie de ligne |      |

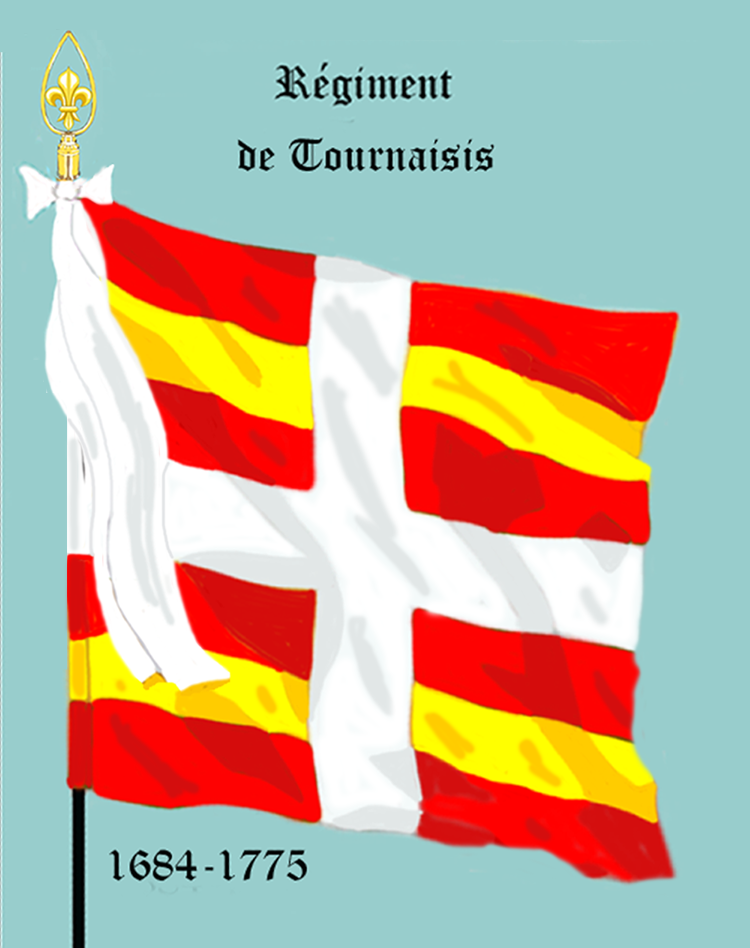
Rég Tournaisis
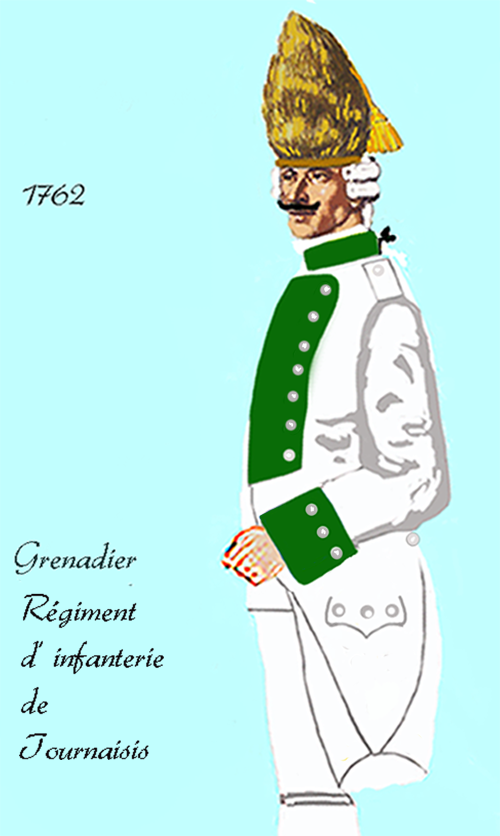
Rég Tournaisis 1762

| I.                                                         | II. | III. |
| ---------------------------------------------------------- | --- | ---- |
| Régiment de Tournaisis - In Dienst: 1684 – Aufgelöst: 1775 |     |      |

## V

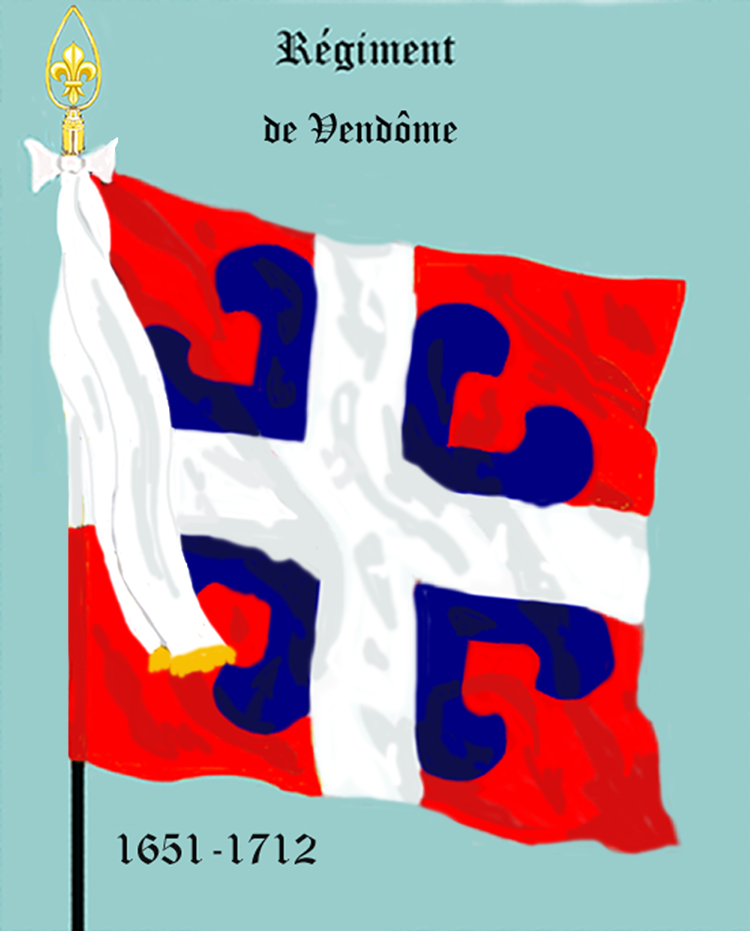
Rég Vendôme 1651 & Rég Barrois 1714
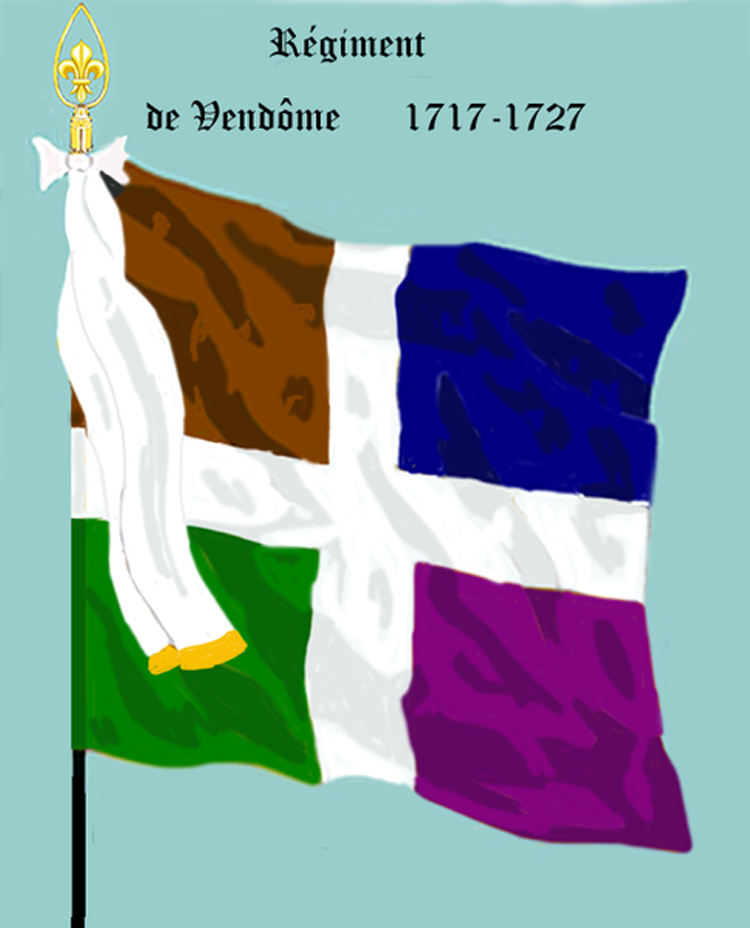
Rég Vendôme 1717 und alle Folgeverbände bis Rég Hainaut
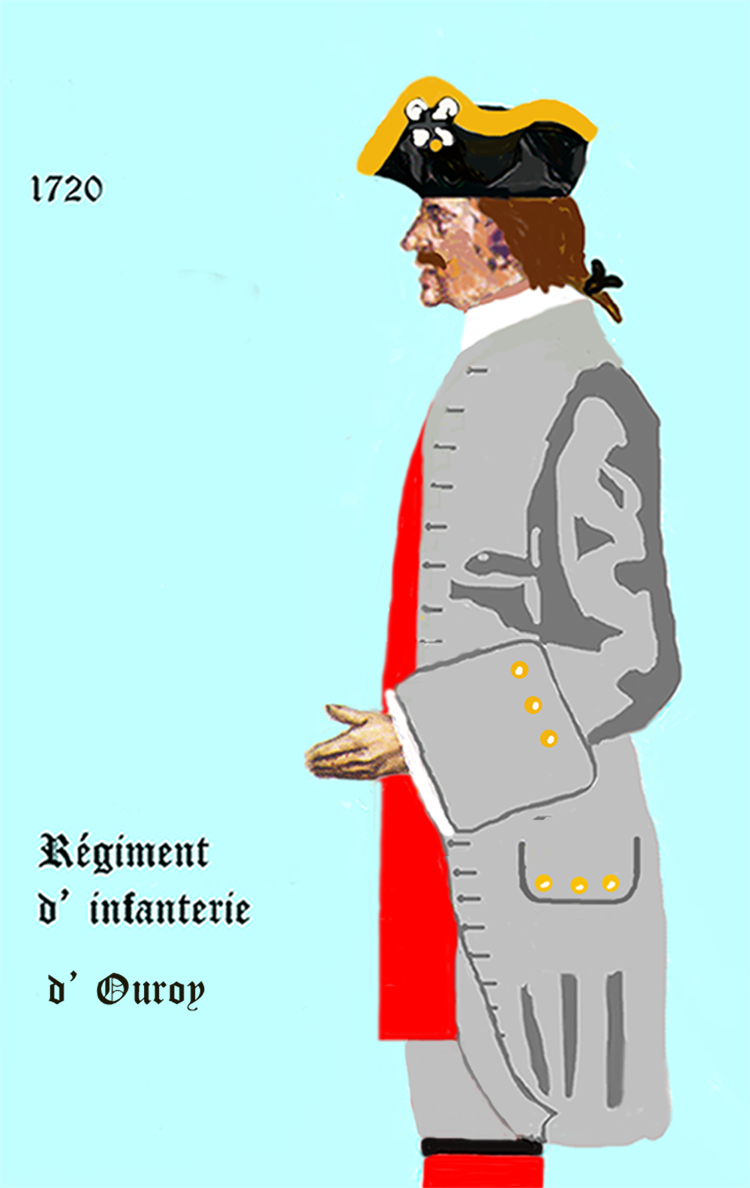
Rég Ouroy 1727
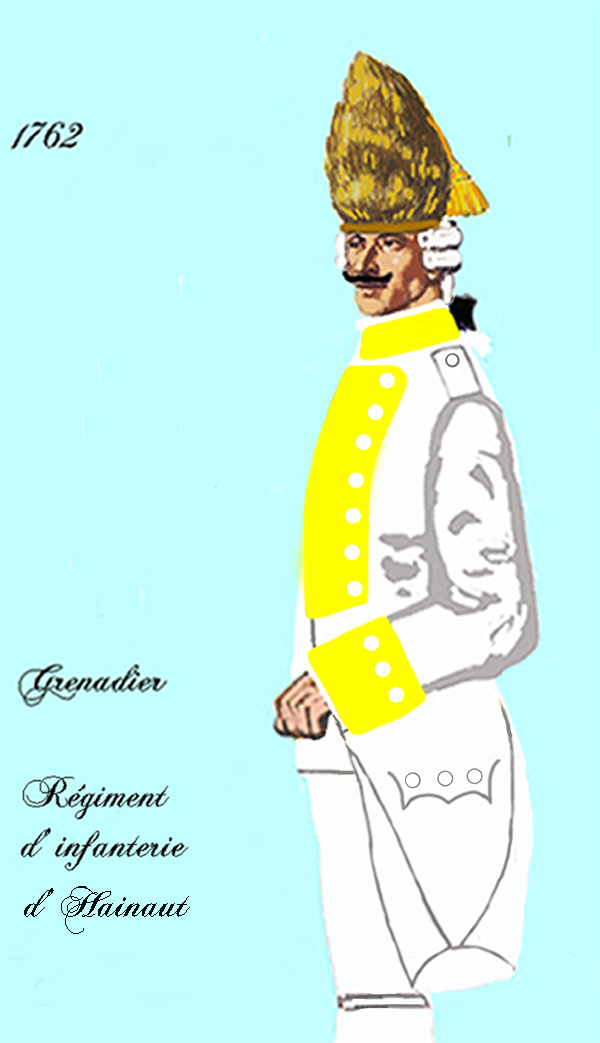
Rég Hainaut 1762–1776
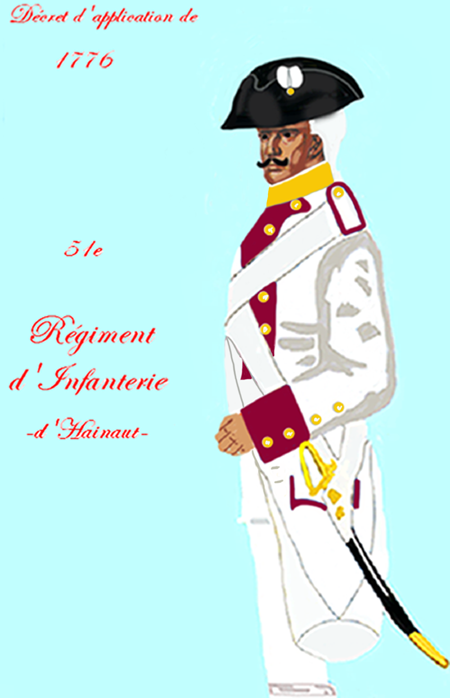
Rég Hainaut 1776–1779
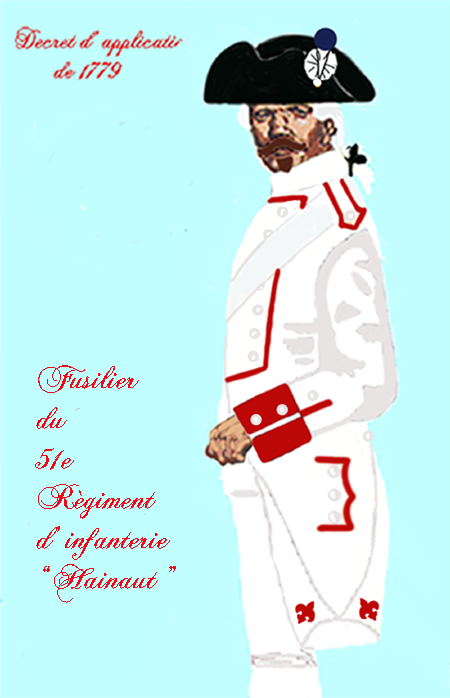
Rég Hainaut 1779–1791
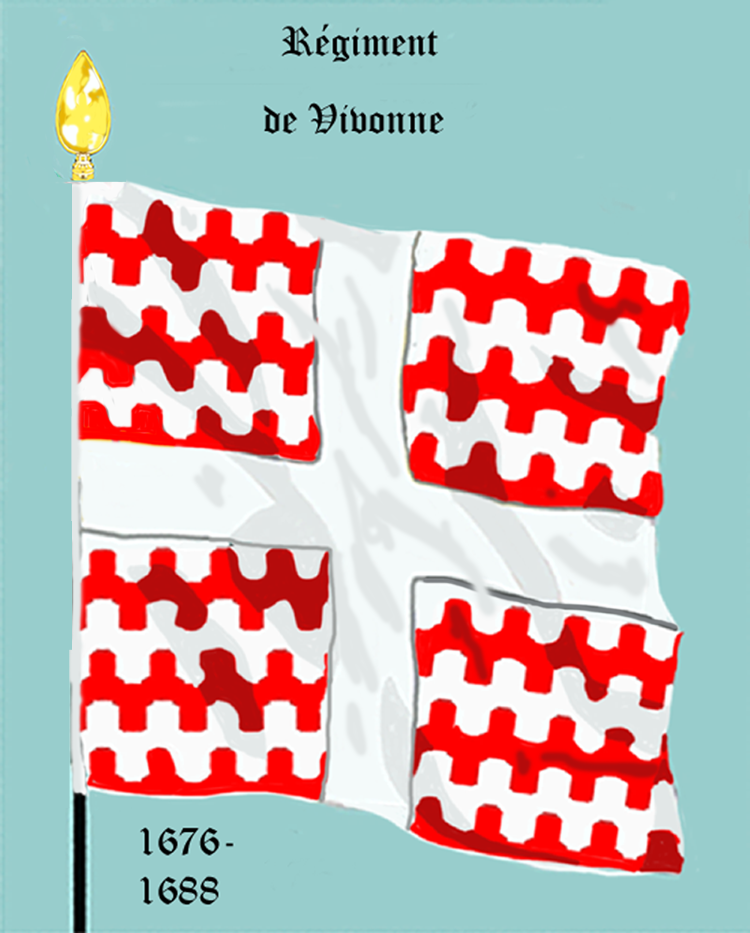
Rég Vivonne und alle Folgeverbände
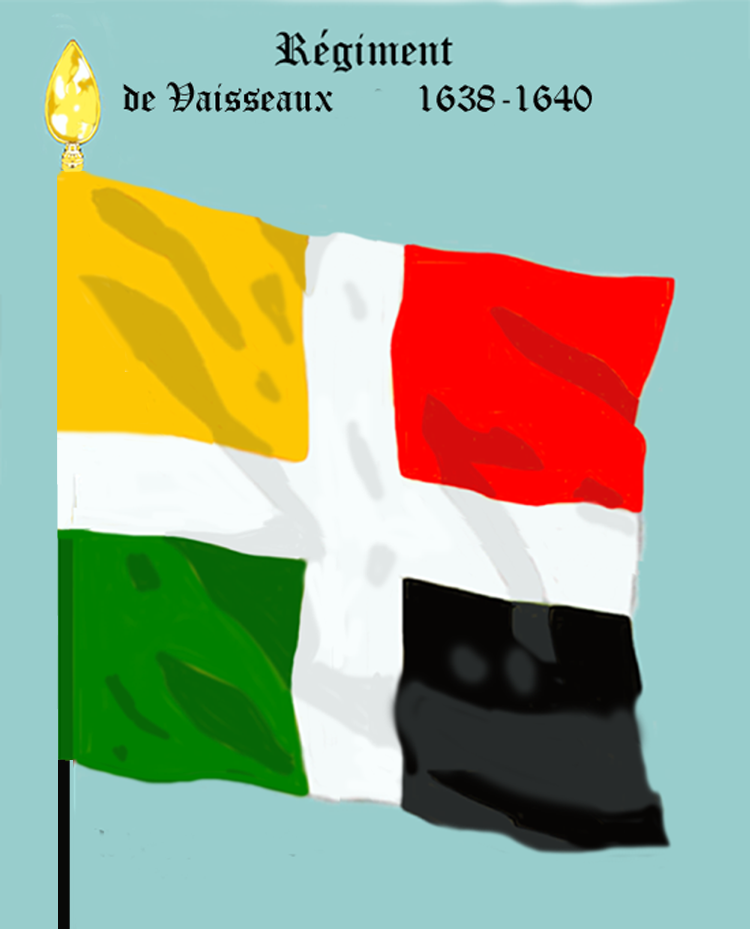
Rég Vaisseaux bis Rég Vaisseaux-Provence
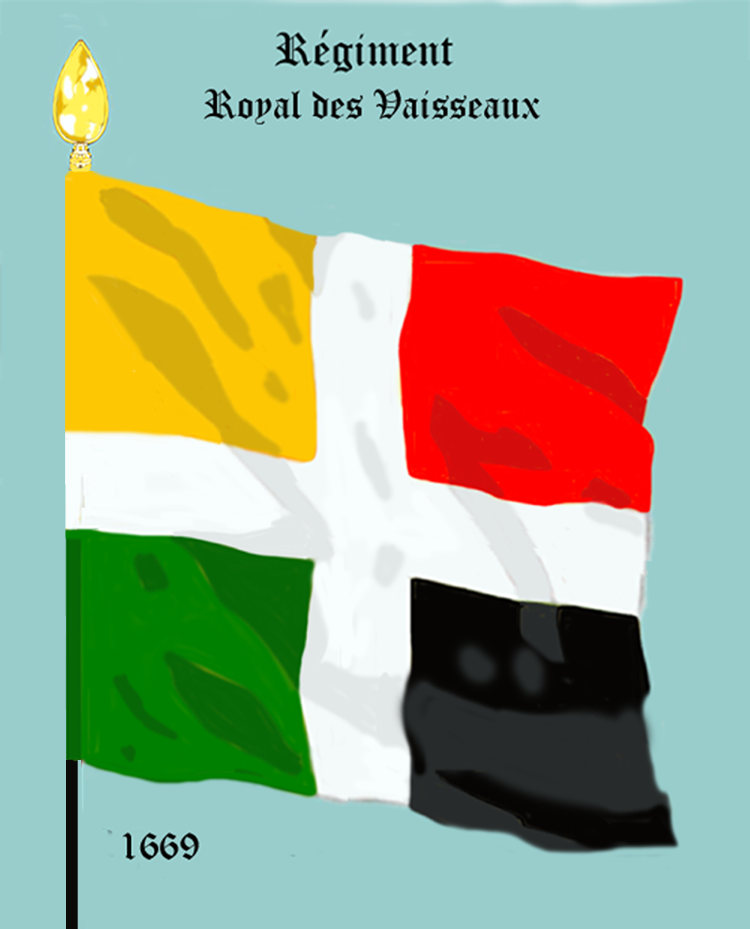
Rég Royal-Vaisseaux 1669
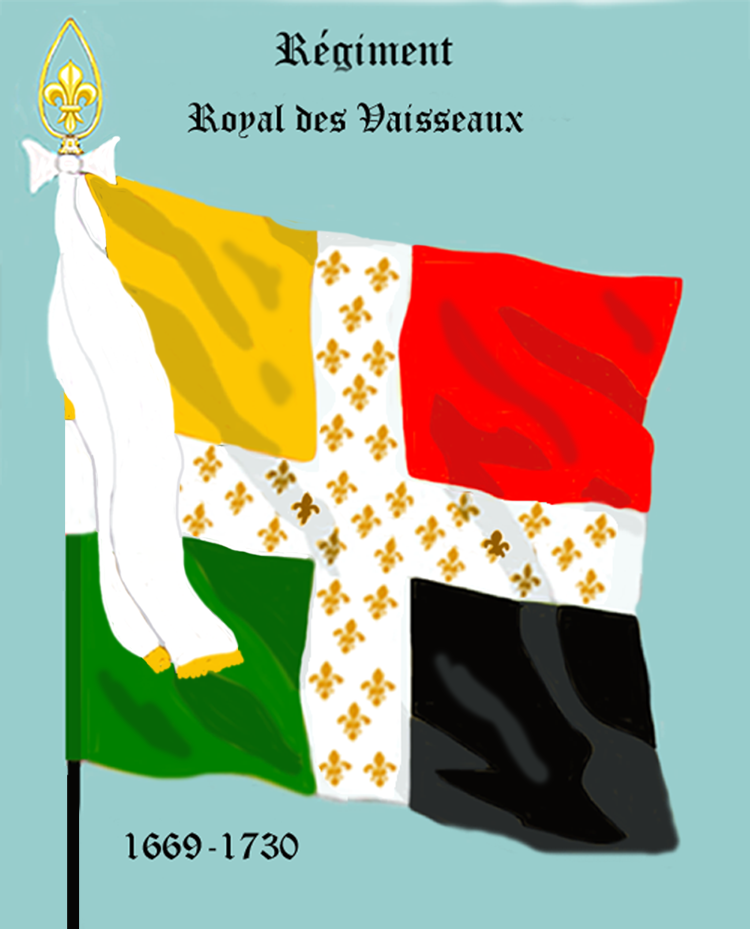
Rég Royal-Vaisseaux 1669–1730
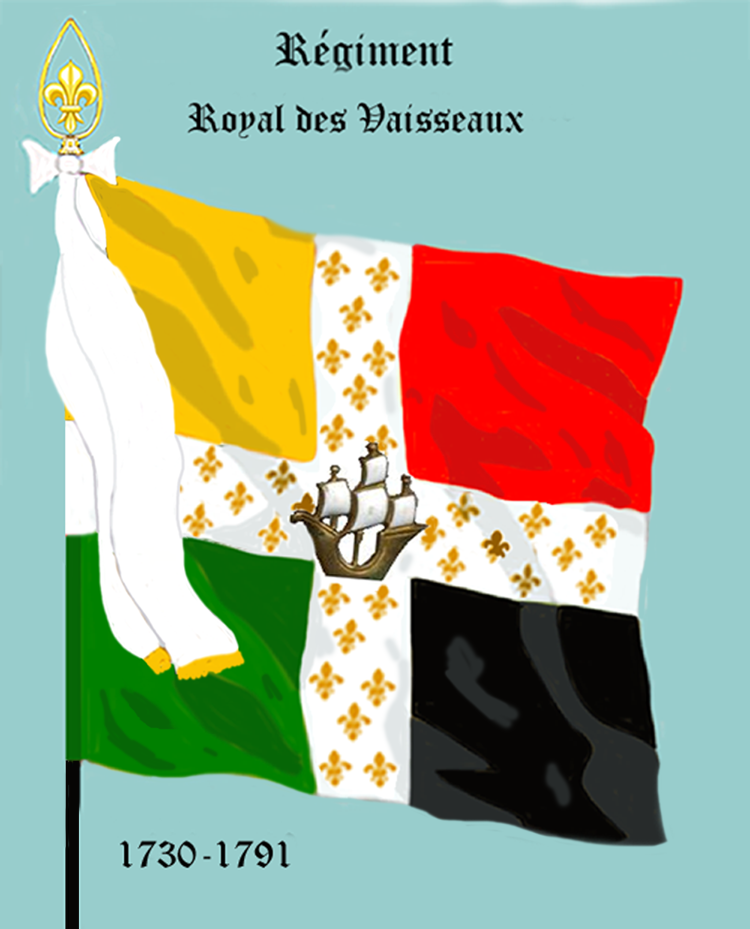
Rég Royal-Vaisseaux 1730–1791
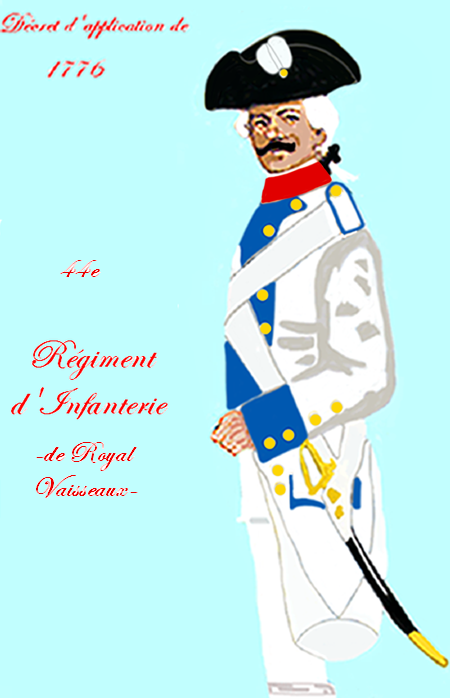
Rég Royal-Vaisseaux 1776–1779
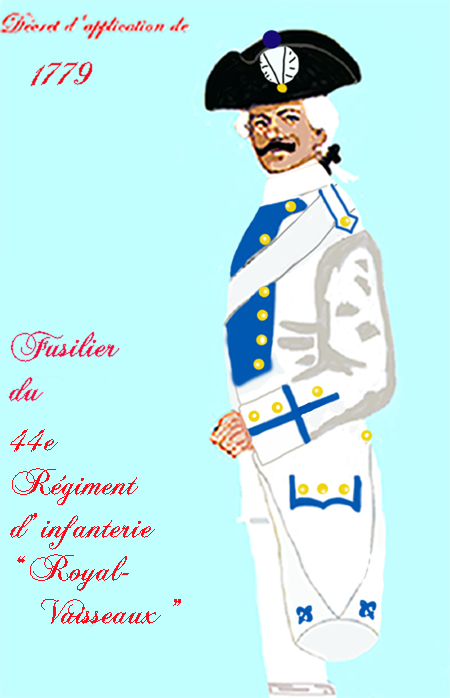
Rég Royal-Vaisseaux 1779–1791

| I. | II. | III. |
| --- | --- | --- |
| Régiment de Vendôme - In Dienst: 1651 – wurde 1712 zu: Rég du Duc de Berry Régiment de Duc de Berry – wurde 1714 zu: Rég de Barrois Régiment de Barrois – wurde 1717 zu Rég de Vendôme Régiment de Vendôme – wurde 1727 zu: Rég d'Ouroy Régiment d'Ouroy – wurde 1743 zu: Rég de Stainville Régiment de Stainville – wurde 1745 zu: Rég de la Roche-Aymon Régiment de la Roche-Aymon – wurde 1761 zu: Rég de Montmorency-Logny Régiment de Montmorency-Logny – wurde 1762 zu: Rég de Royans Régiment de Royans – wurde 1763 zu: Rég d'Hainaut Régiment d'Hainaut – wurde 1791 zu: 50ème régiment d’infanterie de ligne | Régiment de Vivonne - In Dienst: 1676 – wurde 1688 zu Rég de Thianges Régiment de Thianges – wurde 1702 zu: Rég de Mortemart Régiment de Mortemart – wurde 1712 zu: Rég de Laval Régiment de Laval – wurde 1729 zu Rég Tonnay-Charente Régiment de Tonnay-Charente wurde 1731 zu Rég Mortemart Régiment de Mortemart wurde 1743 zu Rég Laval Régiment de Laval – wurde 1749 zu: Régiment de Cambis Régiment de Cambis – Eingegliedert 1763 in: Rég Royal | Régiment des Vaisseaux In Dienst: 1638 – wurde 1640 zu: Rég des Vaisseaux-Richelieu Régiment des Vaisseaux-Richelieu – wurde 1644 zu: Rég des Vaisseaux-Mazarin Régiment des Vaisseaux-Mazarin – wurde 1650 zu: Rég des Vaisseaux-Candale Régiment des Vaisseaux-Candale – wurde 1658 zu: Rég des Vaisseaux-Mazarin Régiment des Vaisseaux-Mazarin – wurde 1661 zu: Rég des Vaisseaux-Provence Régiment des Vaisseaux-Provence – wurde 1669 zu: Rég de Royal-Vaisseaux Régiment de Royal-Vaisseaux – wurde 1791 zu: 43éme régiment d’infanterie de ligne |

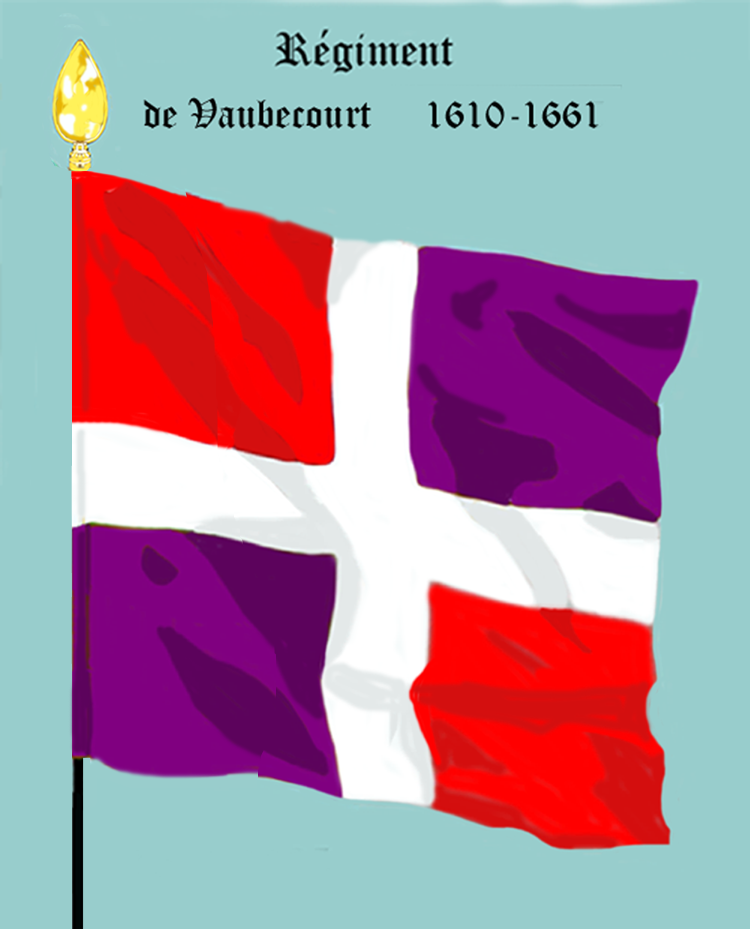
Rég Vaubecourt und alle Folgeverbände bis Rég Guyenne
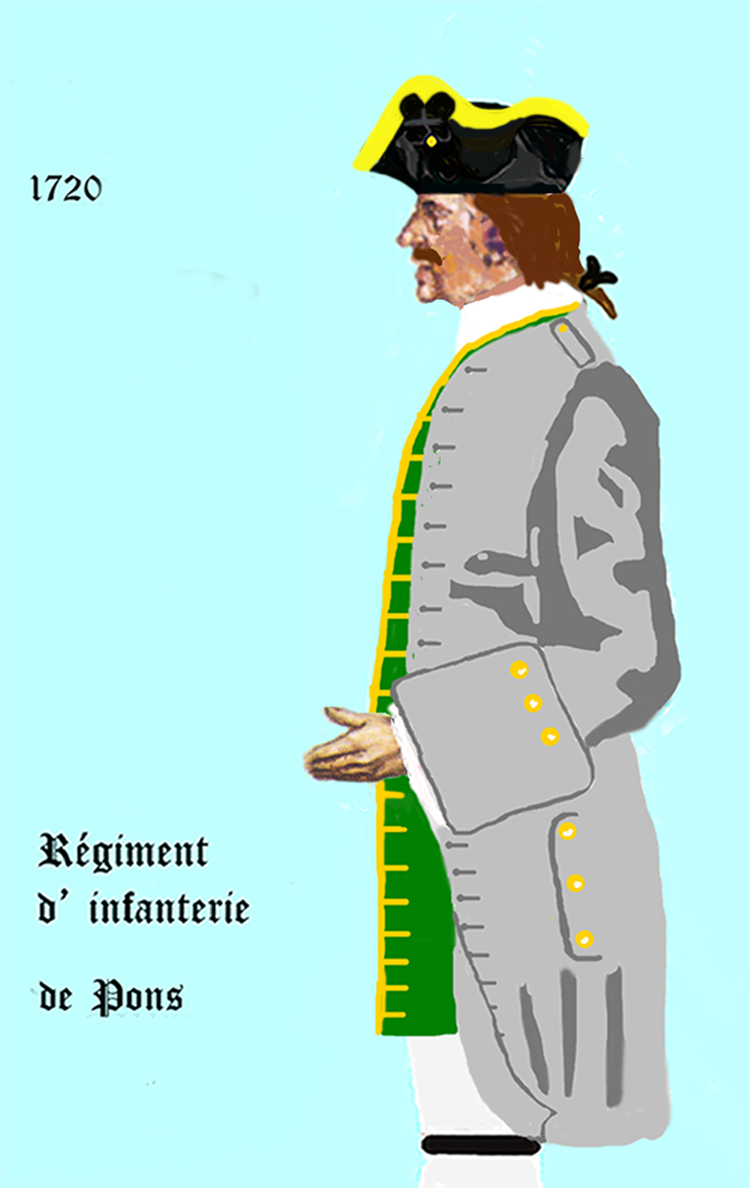
Rég Pons 1720
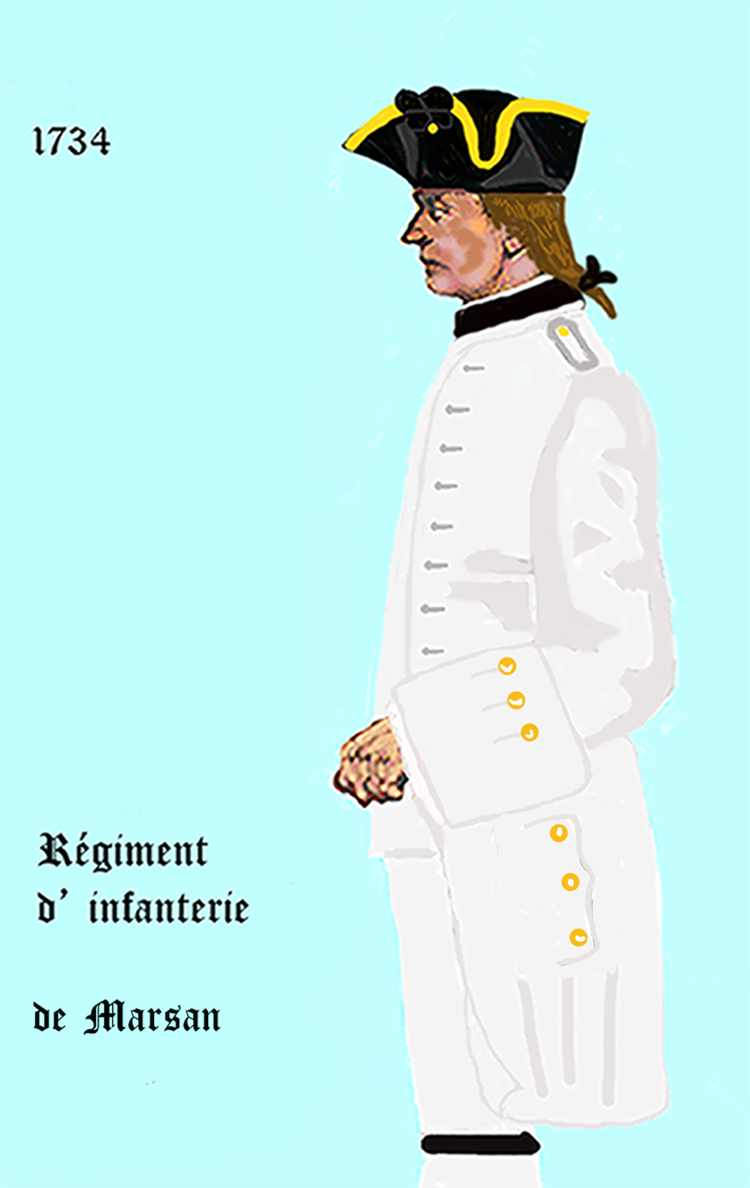
Rég Marsan 1734
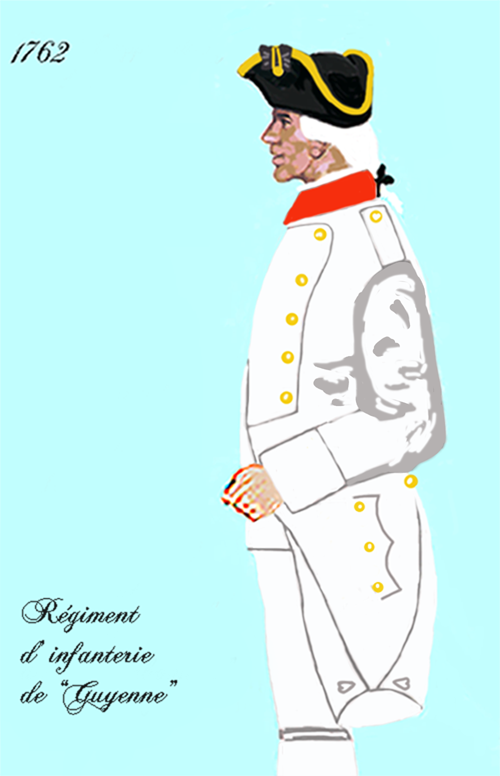
Rég Guyenne 1762
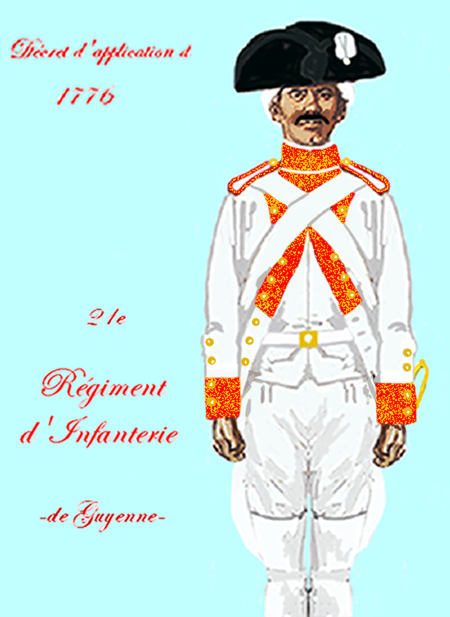
Rég Guyenne 1776–1779
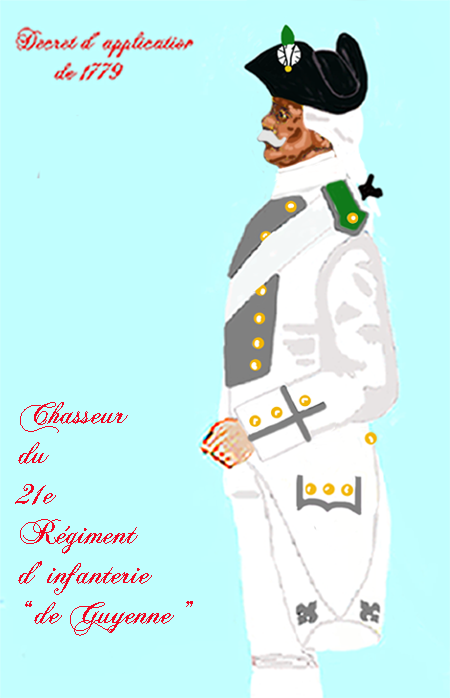
Rég Guyenne 1779–1791
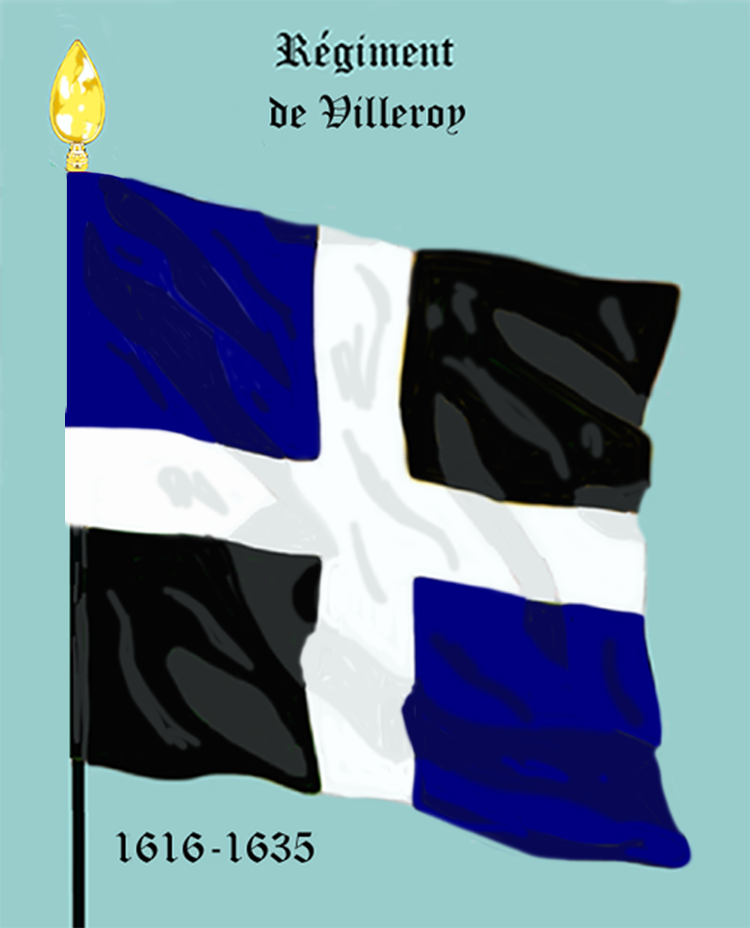
Rég Villeroy 1616–1635
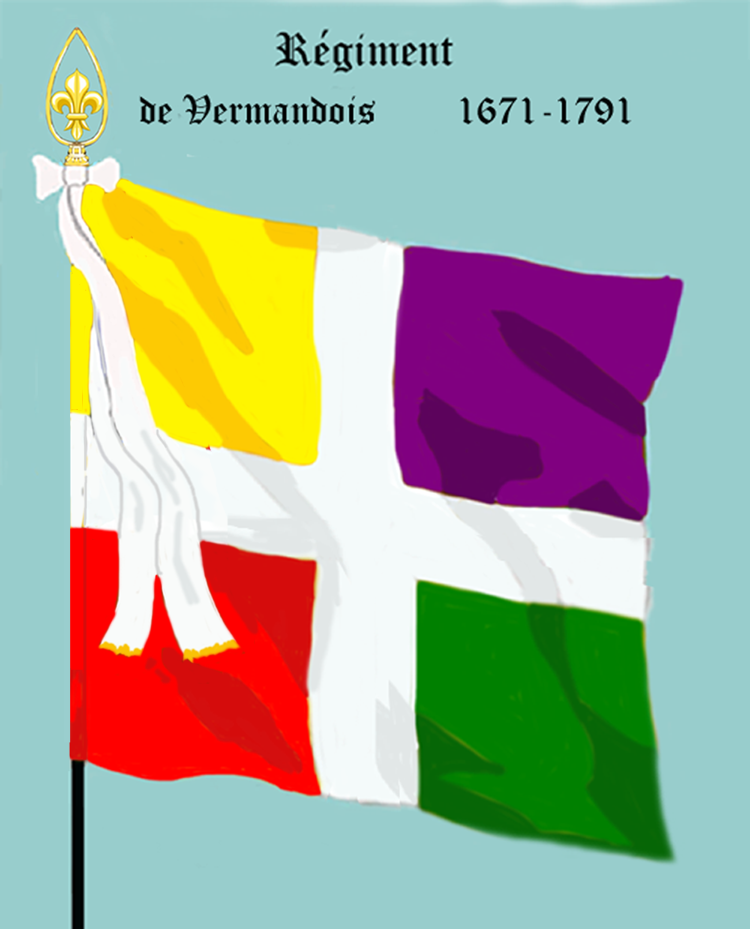
Rég Vermandois
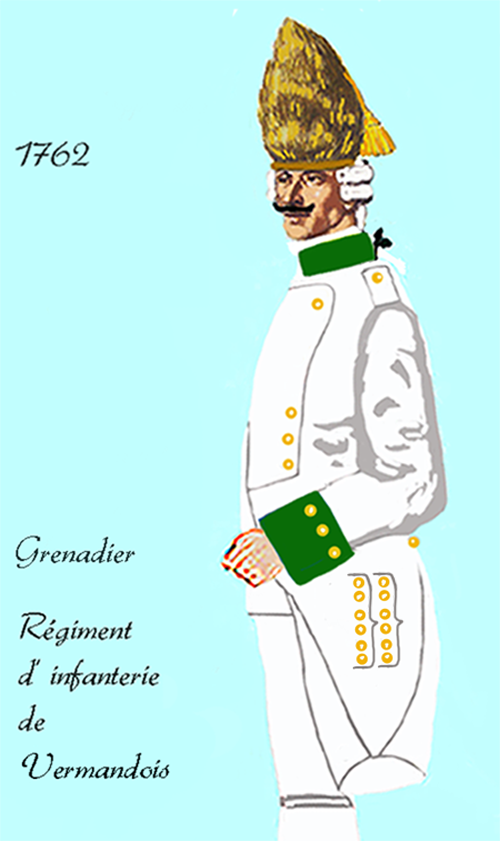
Rég Vermandois 1762–1767
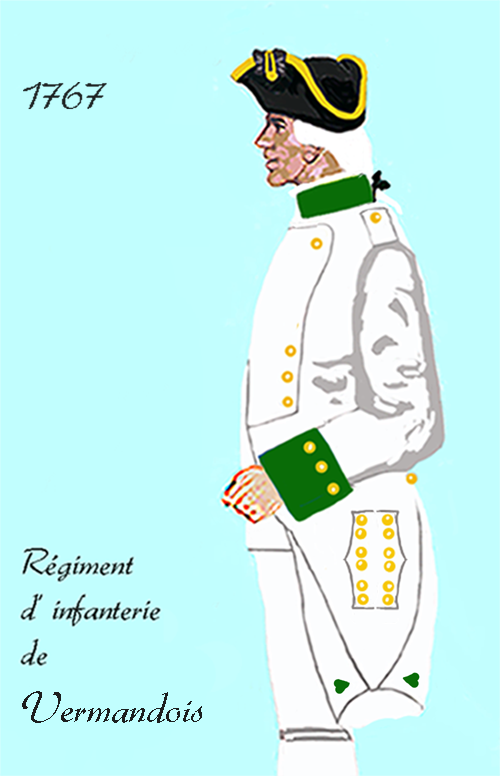
Rég Vermandois 1767–1776
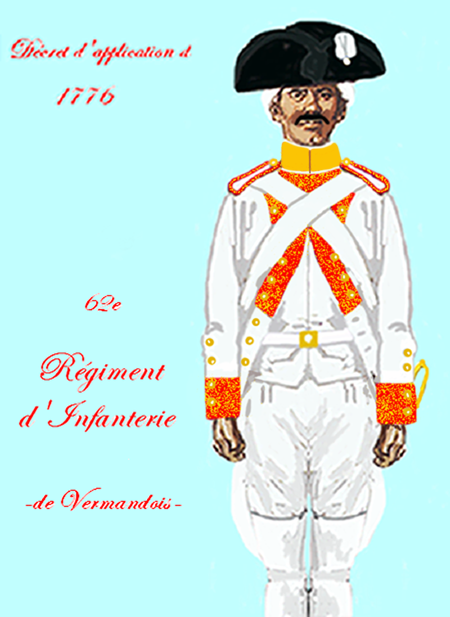
Rég Vermandois 1776–1779

| I. | II. | III.                                                                                           |
| --- | --- | ---------------------------------------------------------------------------------------------- |
| Régiment de Vaubecourt In Dienst: 1610 – wurde 1661 zu: Rég d'Espagne Régiment d'Espagny – wurde 1669 zu: Rég de Bandeville Régiment de Bandeville – wurde 1677 zu: Rég de Vaubecourt Régiment de Vaubecourt – wurde 1695 zu: Rég de Nettancourt Régiment de Nettancourt – wurde 1704 zu: Rég de Mailly Régiment de Mailly – wurde 1708 zu: Rég de Beuil Régiment de Beuil – wurde 1713 Rég de Boufflers Régiment de Boufflers – wurde 1718 zu: Rég de Pons Régiment de Pons – wurde 1735 zu: Rég de Marsan Régiment de Marsan – wurde 1743 zu: Rég de Bouzols Régiment de Bouzols – wurde 1745 zu: Rég de Mailly Régiment de Mailly – wurde 1758 zu: Rég de Talaru Régiment de Talaru – wurde 1761 zu: Rég de Chastellux Régiment de Chastellux – wurde 1763 zu: Rég de Guyenne Régiment de Guyenne – wurde 1791 zu: 21ème régiment d’infanterie de ligne | Régiment de Villeroy In Dienst: 1616 – wurde 1635 zu: Rég de Lyonnais Régiment de Lyonnais – wurde 1791 zu: 27ème régiment d’infanterie de ligne | Régiment de Vermandois - In Dienst: 1671 – wurde 1791 zu: 61ème régiment d’infanterie de ligne |

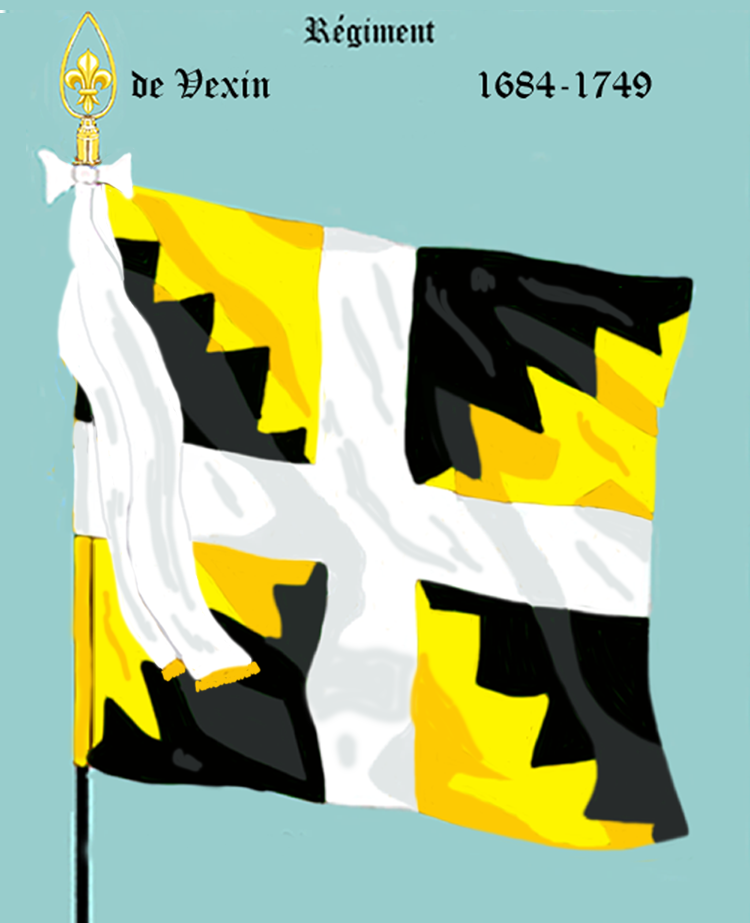
Rég Vexin
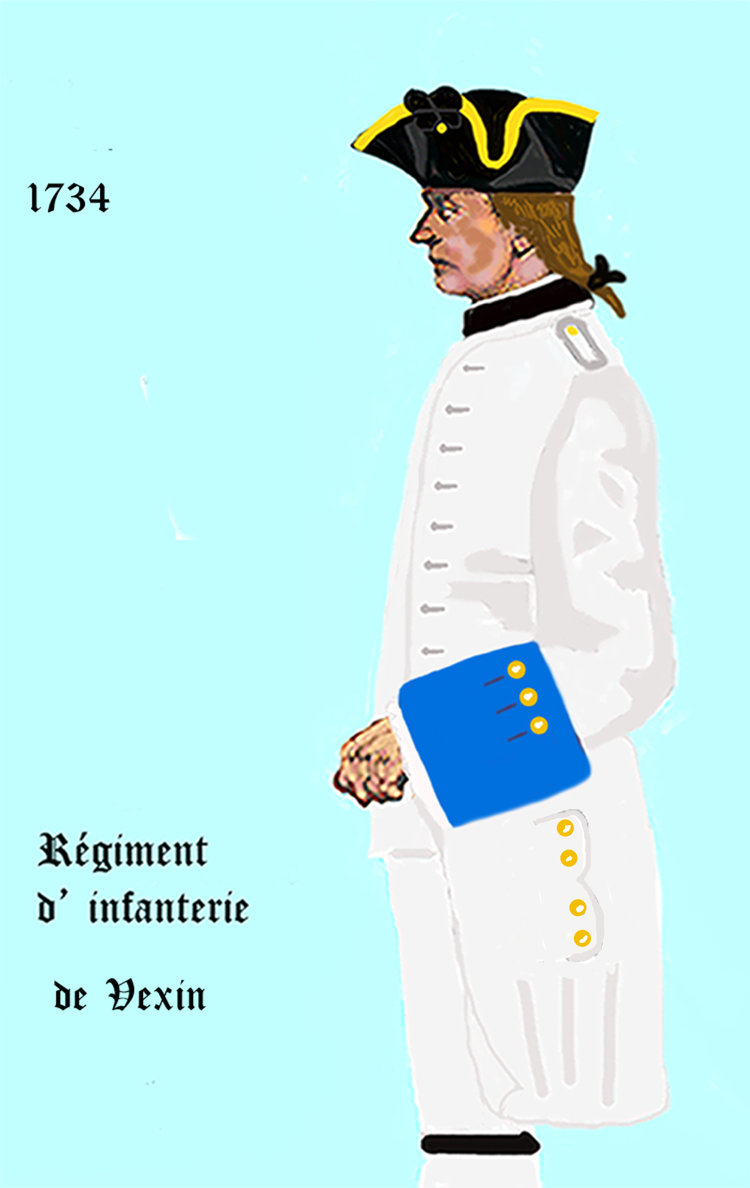
Rég Vexin 1734
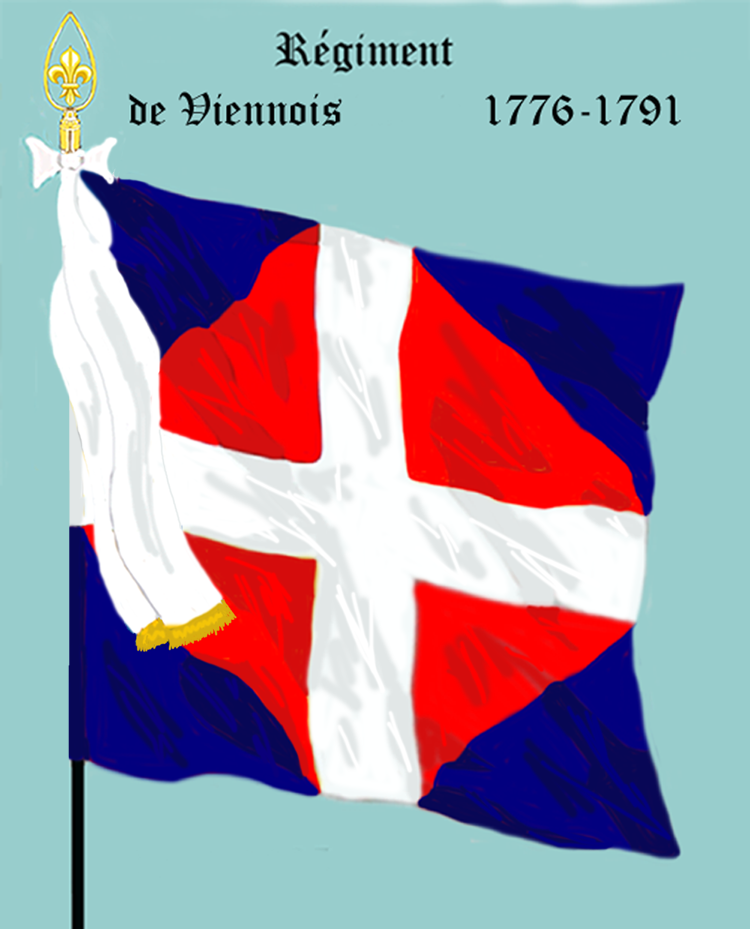
Rég Viennois
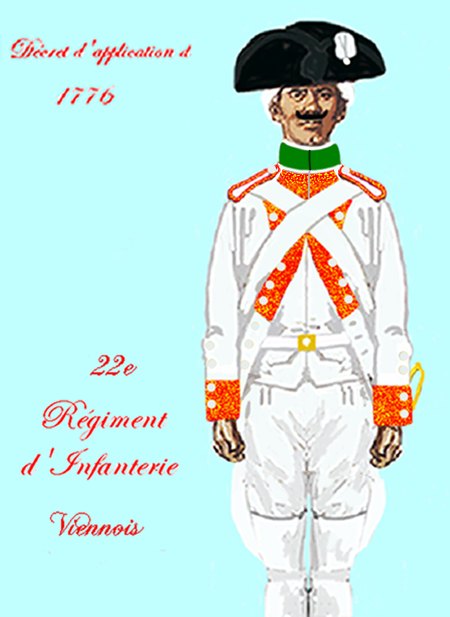
Rég Viennois 1776–1779
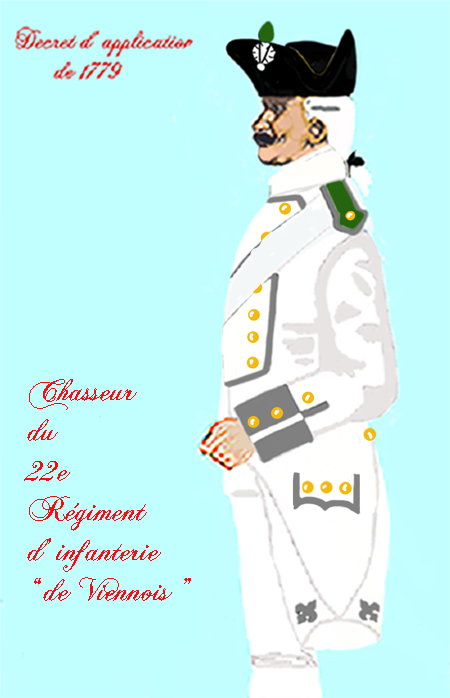
Rég Viennois 1779–1791
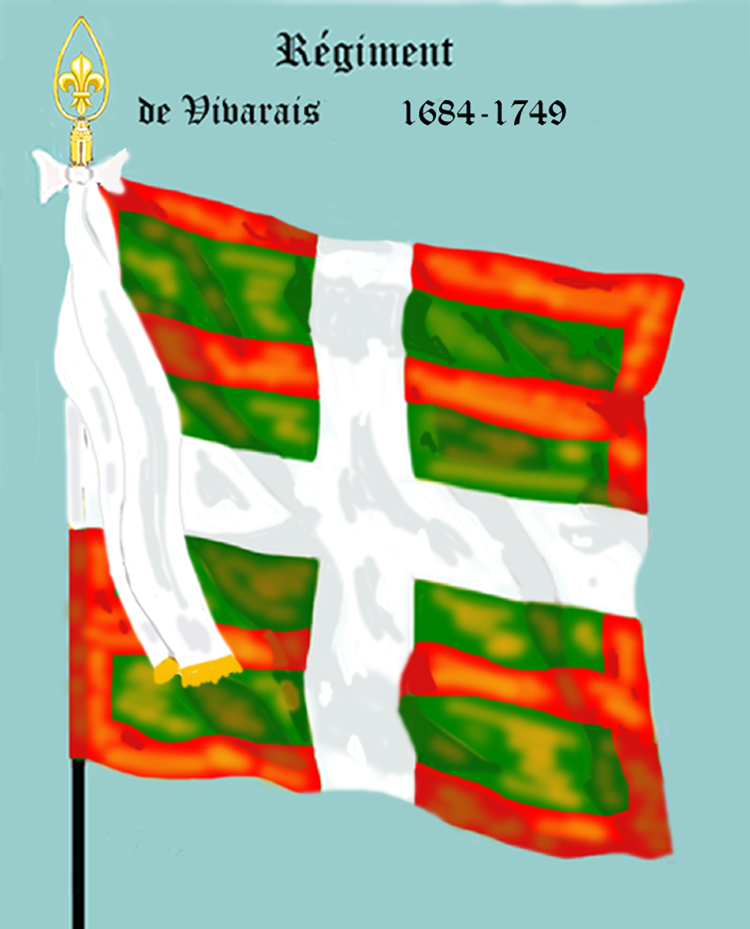
Rég Vivarais 1684–1749

| I.                                                    | II.                                                                                          | III.                                                                                          |
| ----------------------------------------------------- | -------------------------------------------------------------------------------------------- | --------------------------------------------------------------------------------------------- |
| Régiment de Vexin - In Dienst: 1684 – Aufgelöst: 1749 | Régiment de Viennois - In Dienst: 1776 – wurde 1791 zu: 22éme régiment d’infanterie de ligne | Regiment de Vivarais - In Dienst: 1. Dezember 1684–1749 in Rég de Cosse-Brissac eingegliedert |

## Regimenter mit unvollständigen Daten
| Fahne | Name                        | Uniform | Existent | Aufstellung aus | Auflösung | Eingegliedert in | Umbenannt in | Datum | Bezeichnung ab 1791 |
| ----- | --------------------------- | ------- | -------- | --------------- | --------- | ---------------- | ------------ | ----- | ------------------- |
| n.B.  | Régiment de Buttafuoco      |         | 1758     | *               | *         | *                | *            | *     | *                   |
| n.B.  | Régiment de Contaut         |         | 1763     | *               | *         | *                | *            | *     | *                   |
| n.B.  | Régiment de Gensac          |         | 1720     | *               | *         | *                | *            | *     | *                   |
| n.B.  | Régiment de Royal Cantabres |         | 1734     | *               | *         | *                | *            | *     | *                   |

Etrennes Militaires 1758, Abrégé du Dictionnaire Militaire 1759
Etat Militaire 1760 et Etat militaire 1761